# Generi di Staphylinidae

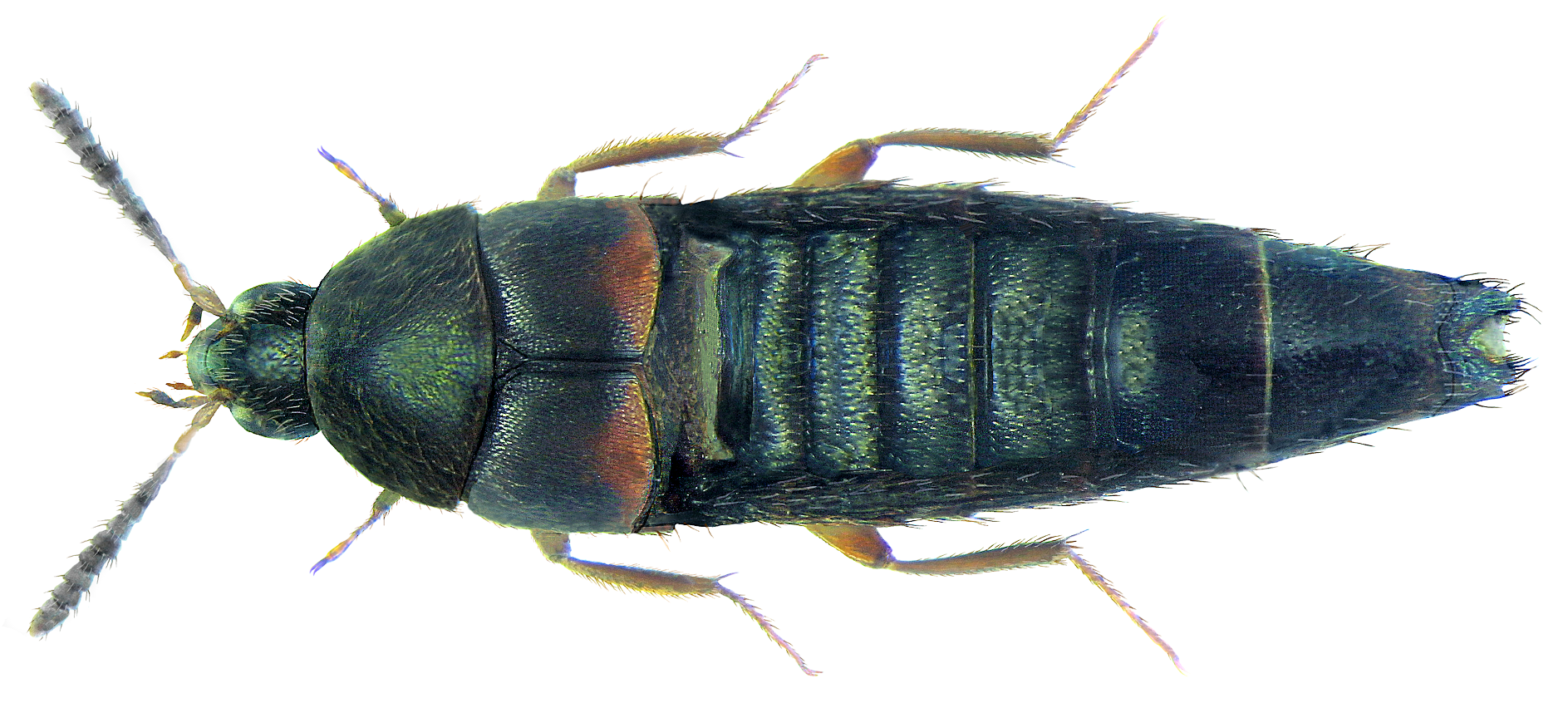
Aleochara asiatica, maschio

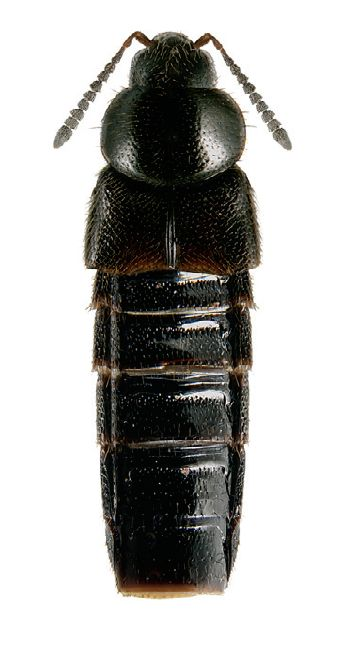
Aleochara inexpectata

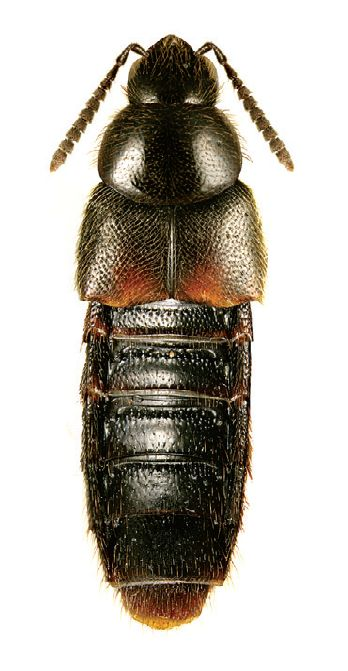
Aleochara lanuginosa

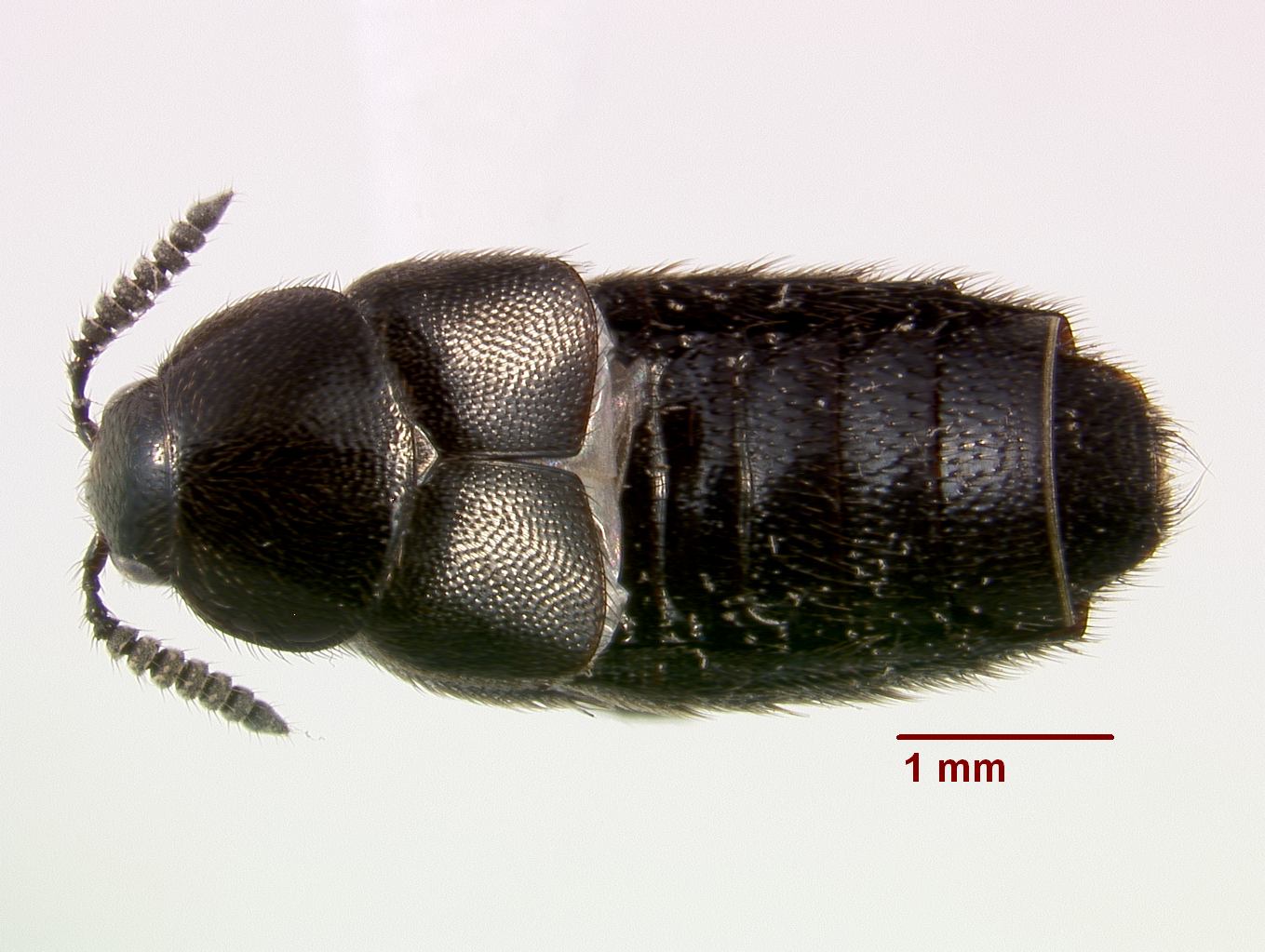
Aleochara lata

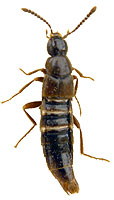
Aleochara spadicea

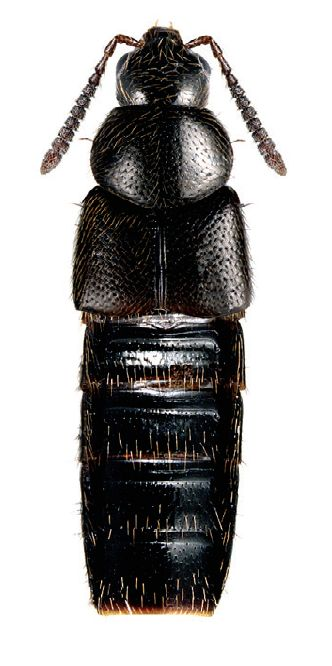
Aleochara villosa

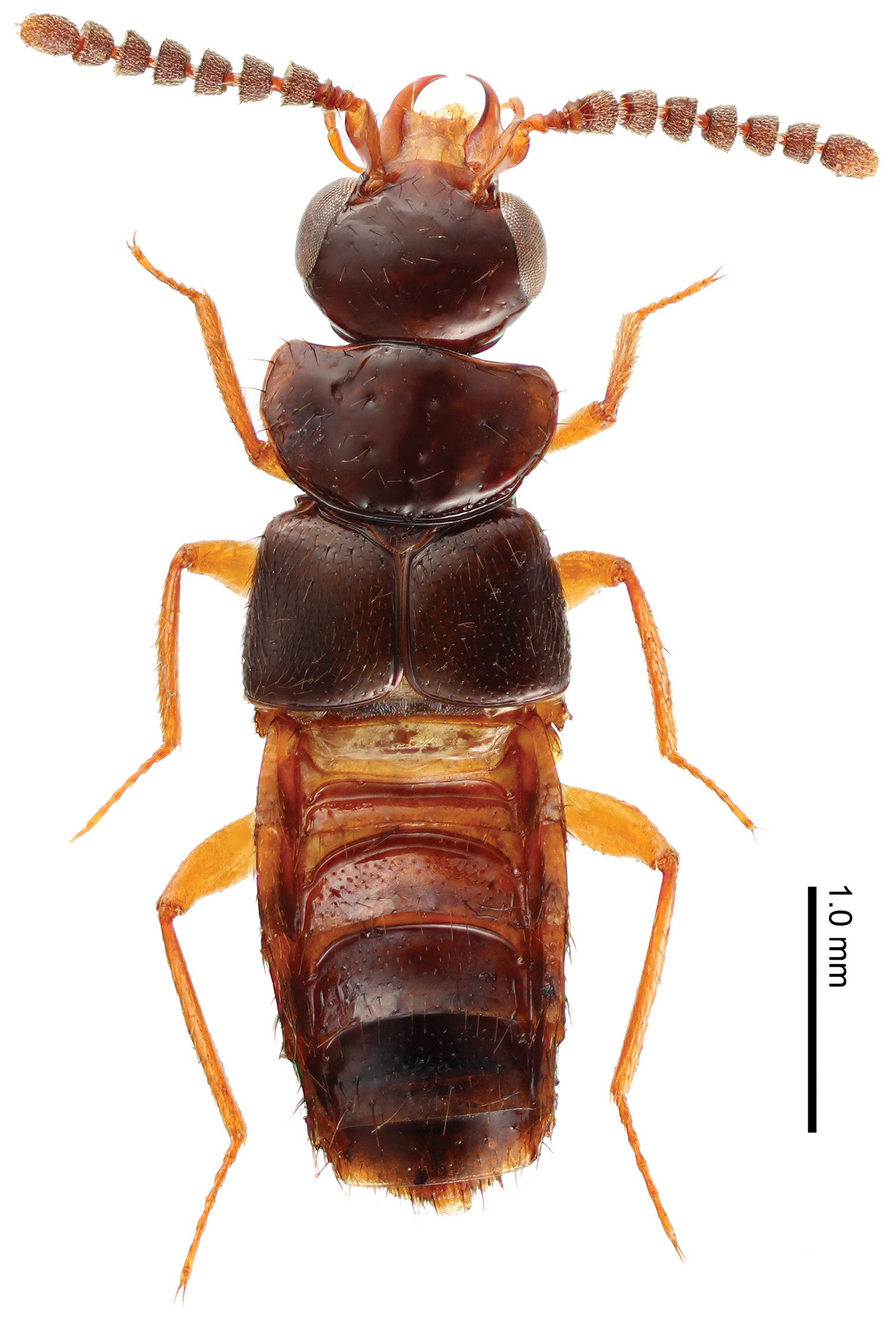
Tetrasticta gnatha, femmina

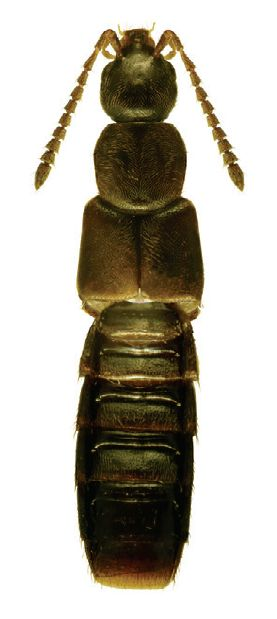
Aloconota sulcifrons

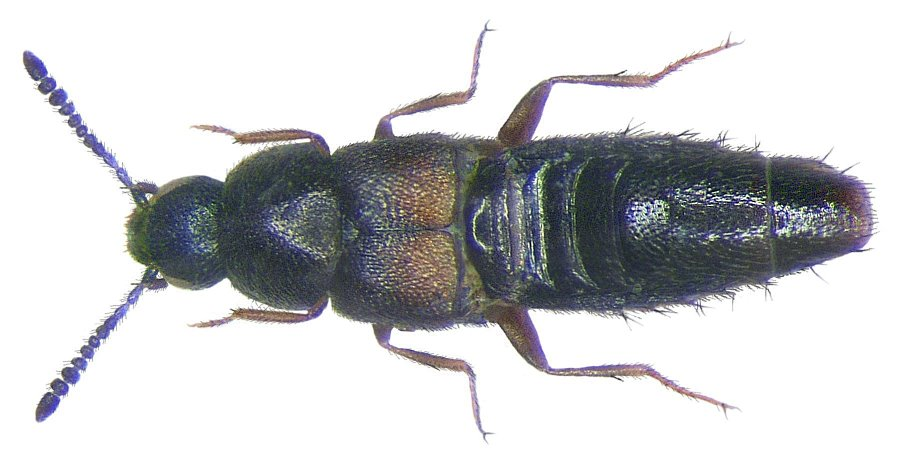
Acrotona nigerrima

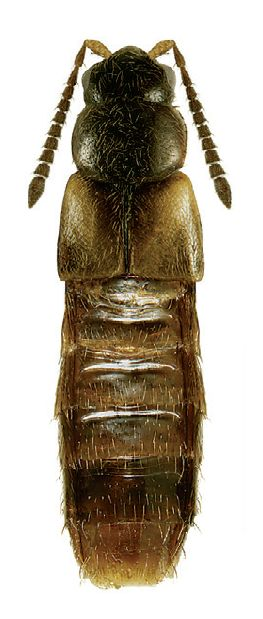
Atheta aemula

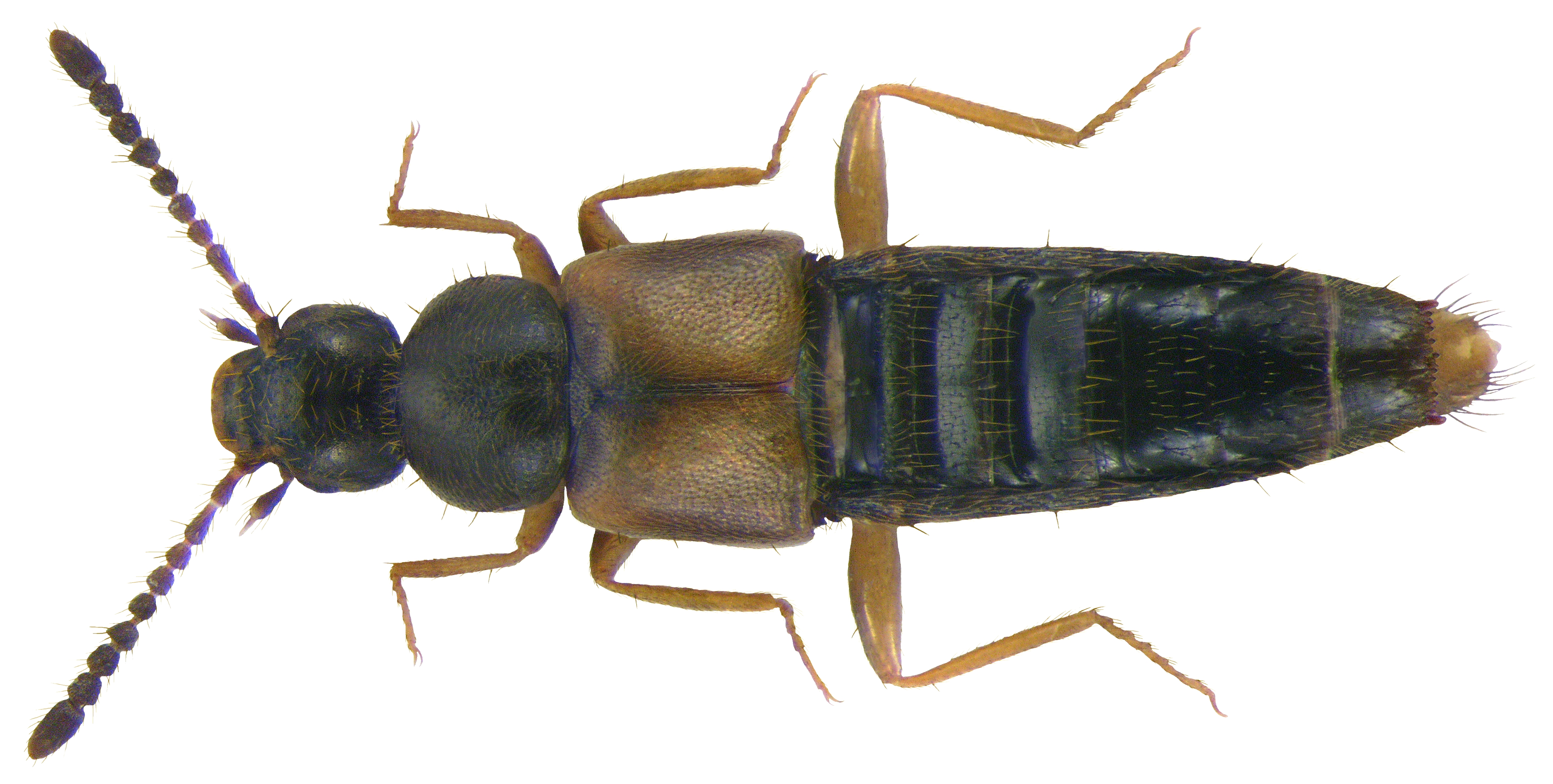
Atheta aeneicollis

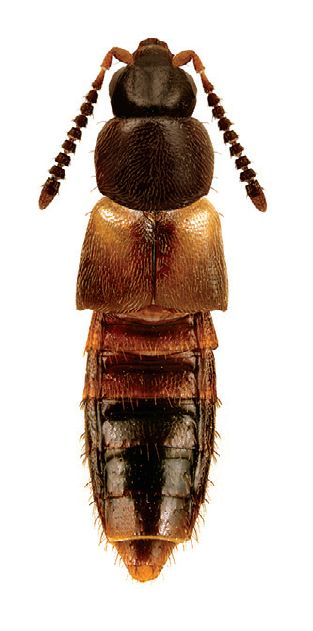
Atheta annexa

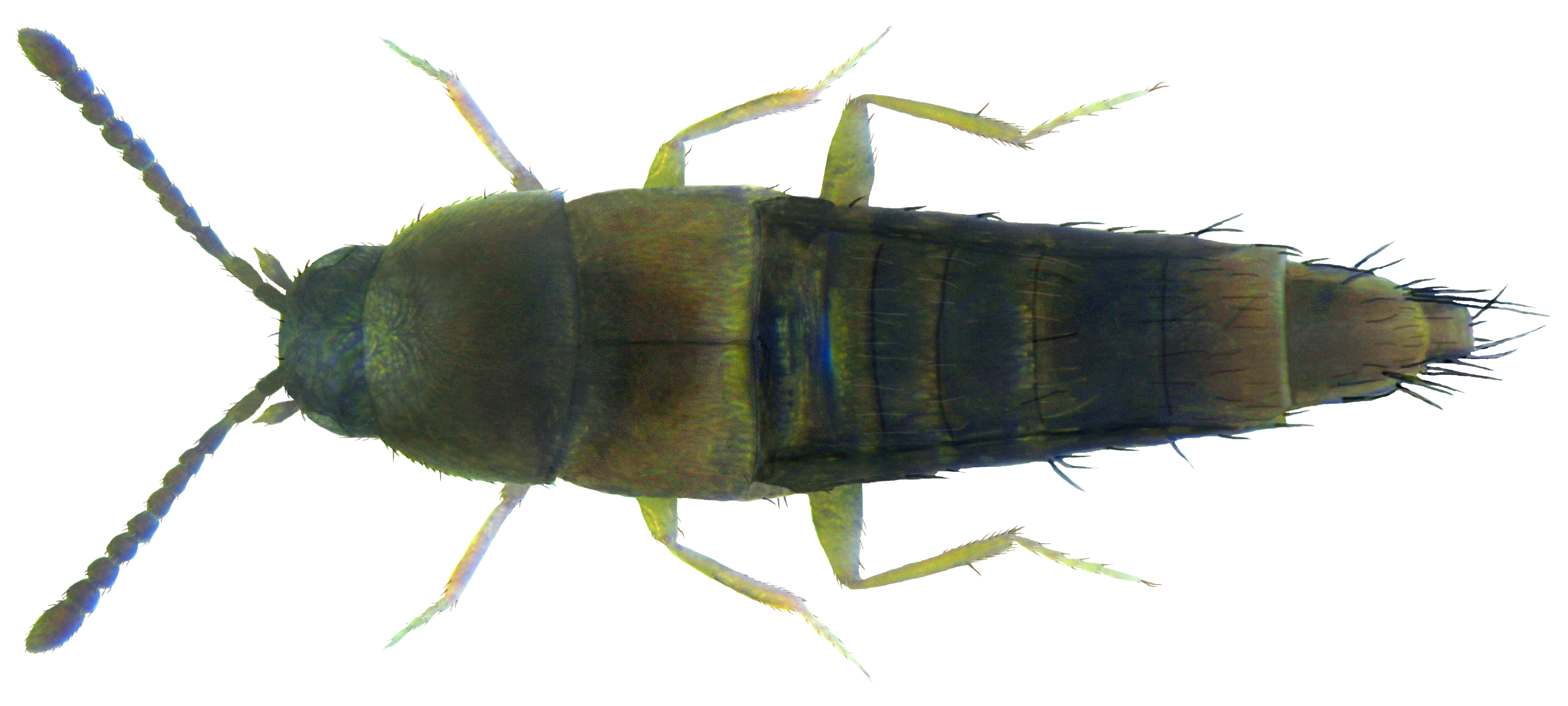
Atheta bilinea

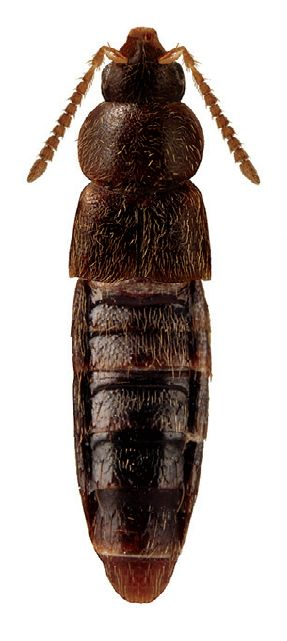
Atheta breviuscula

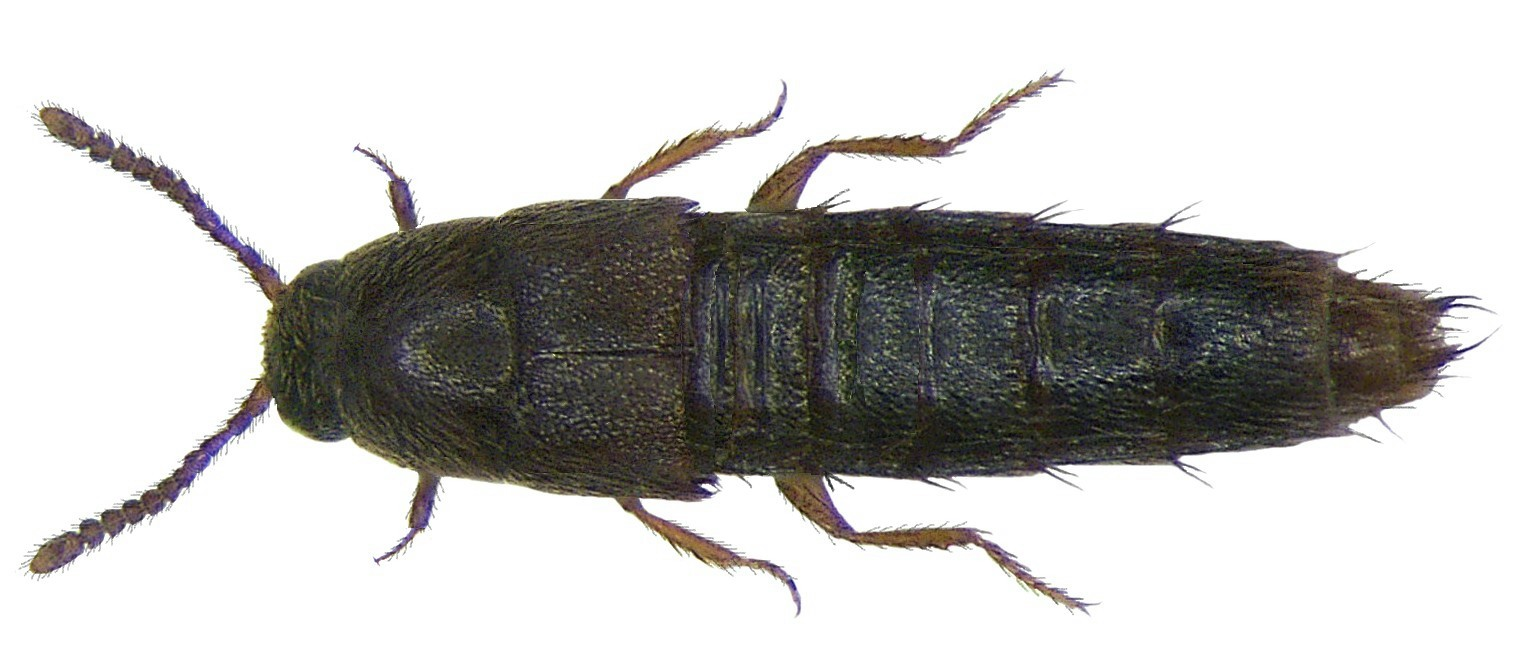
Atheta convexula

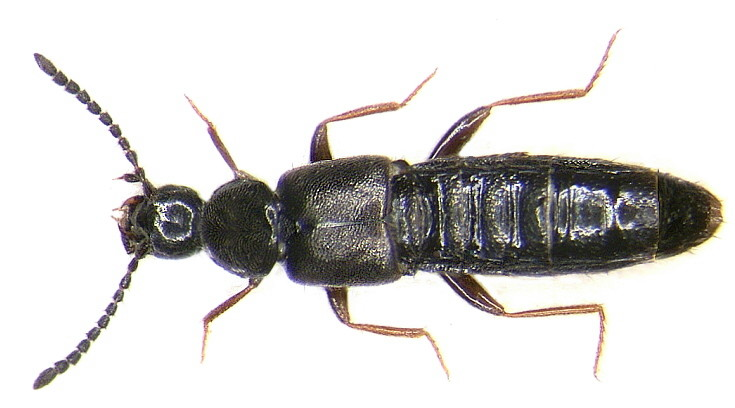
Atheta graminicola

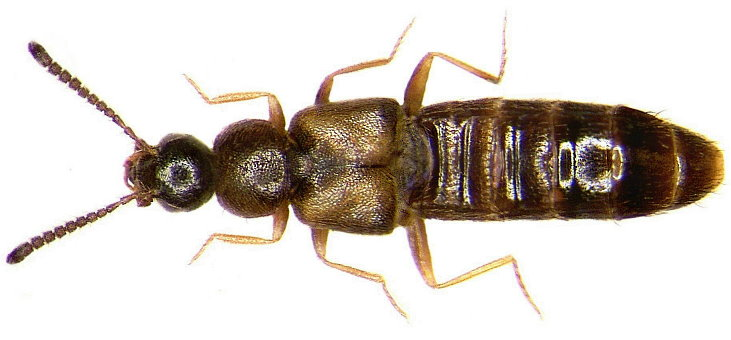
Atheta hybrida

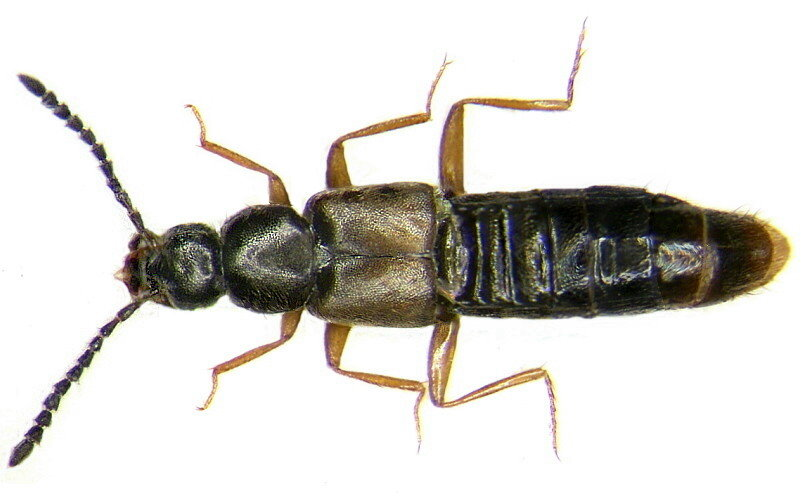
Atheta hygrotopora

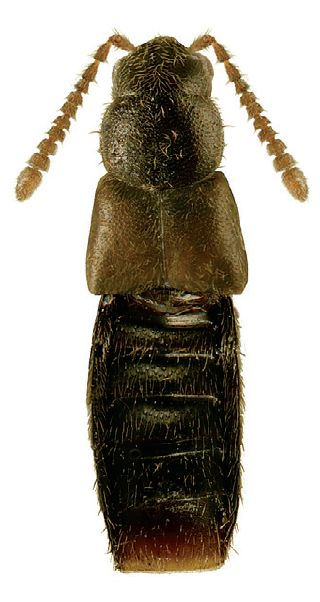
Atheta irrita

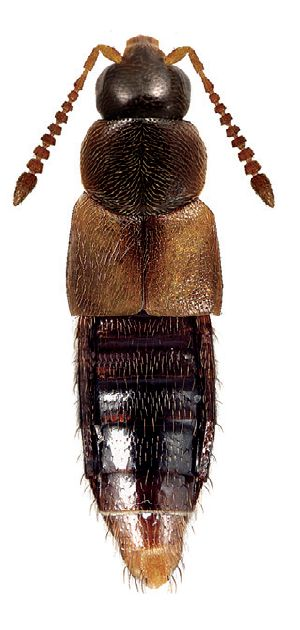
Atheta klagesi

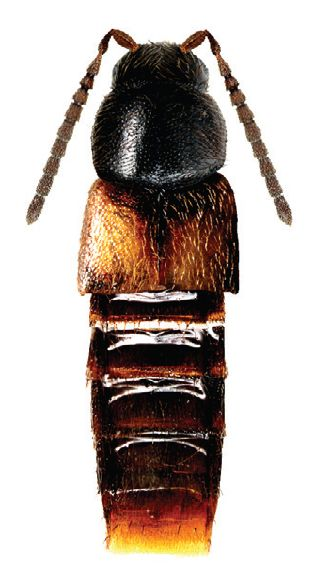
Atheta longicornis

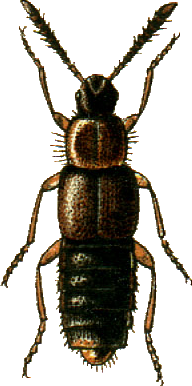
Atheta melanocephala

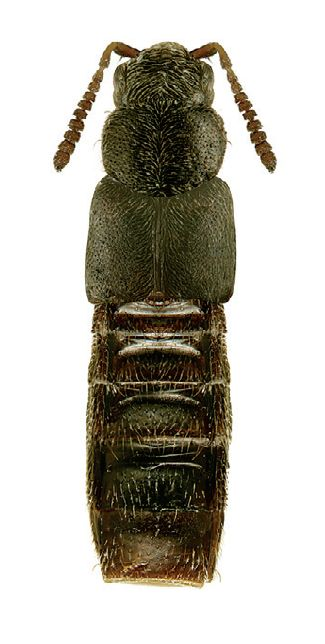
Atheta novaescotiae

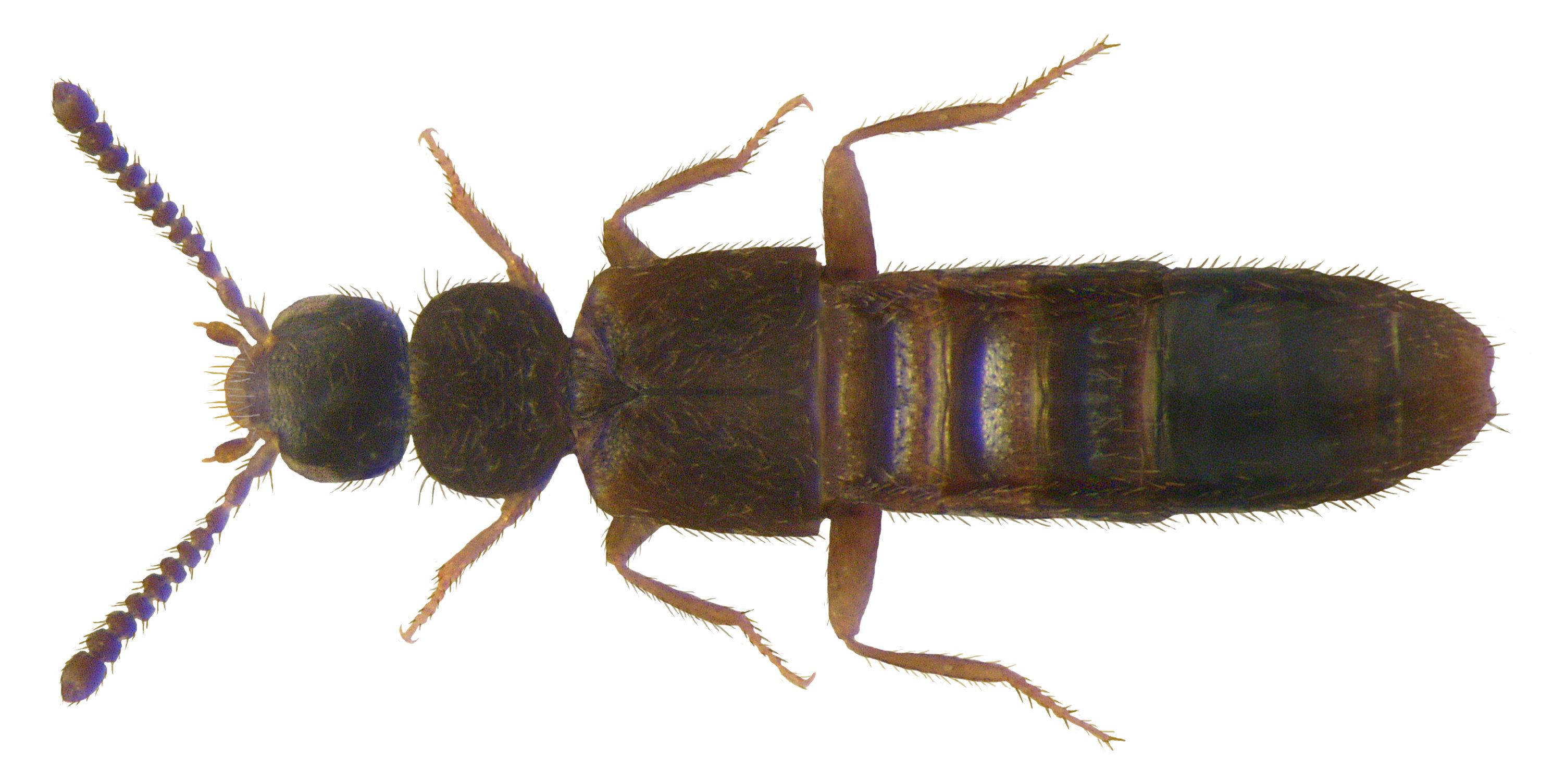
Atheta pittionii

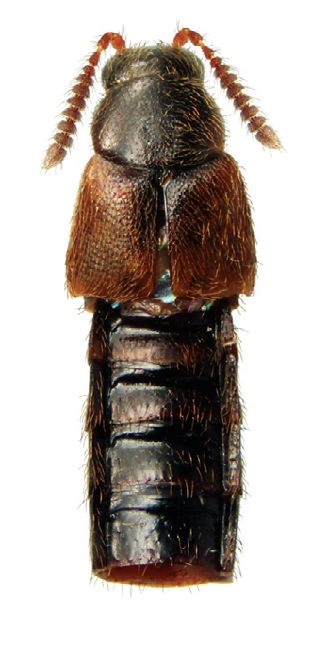
Atheta prudhoensis

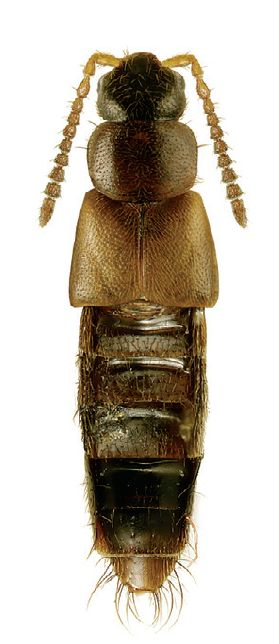
Atheta savardae

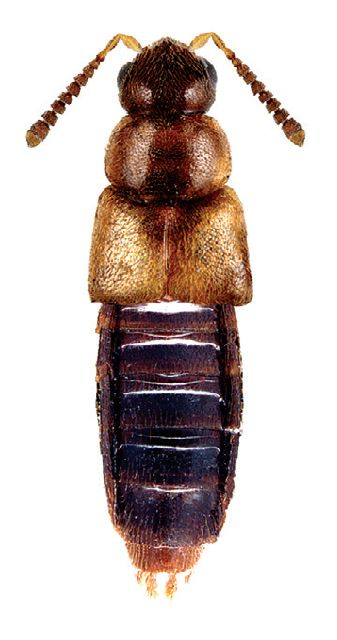
Dalotia coriaria

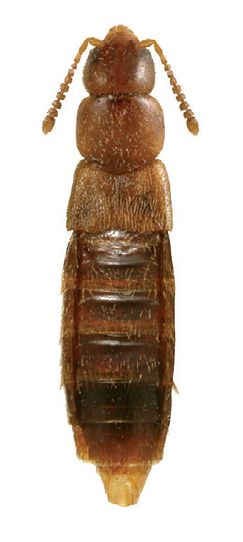
Geostiba circellaris

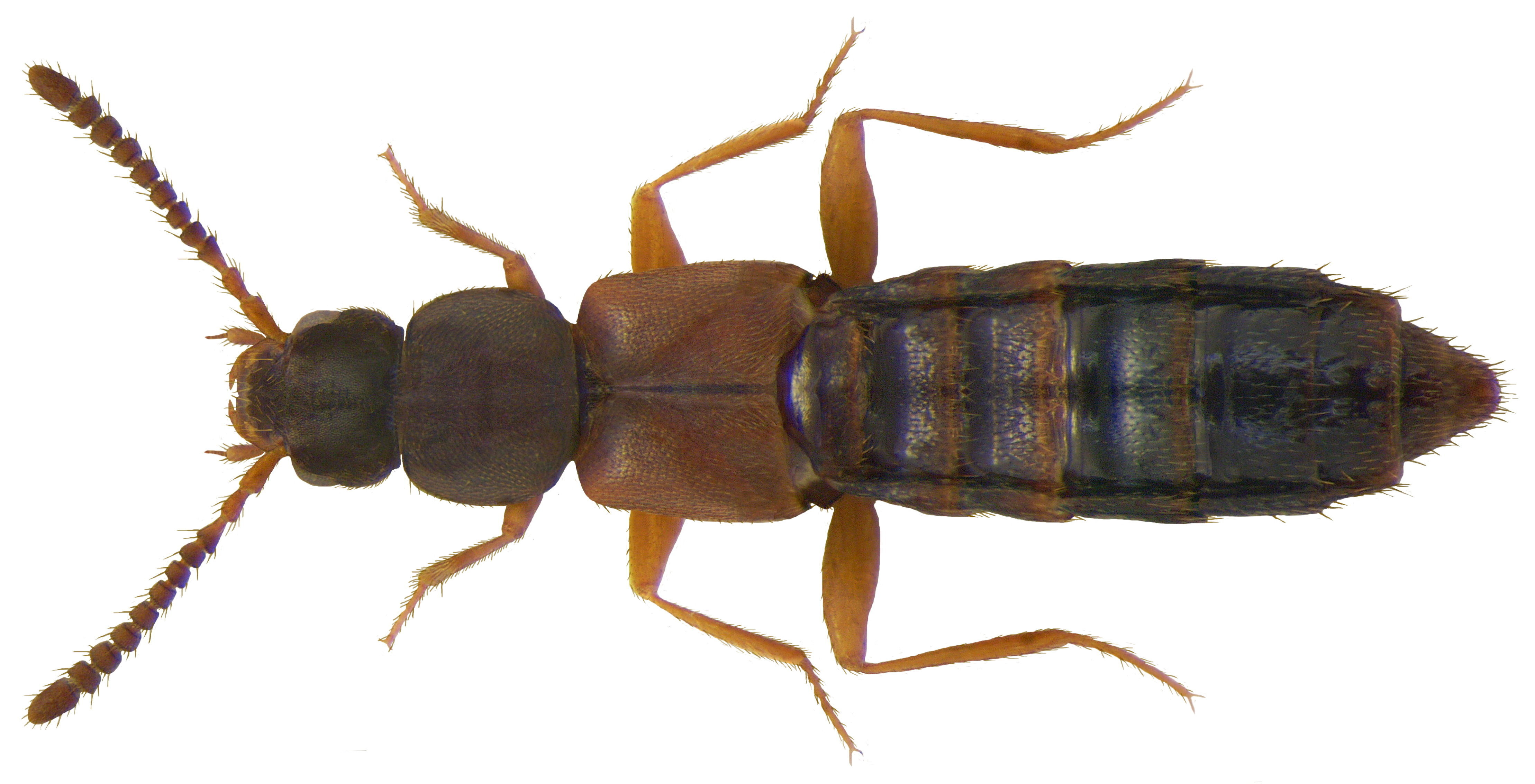
Dinaraea aequata

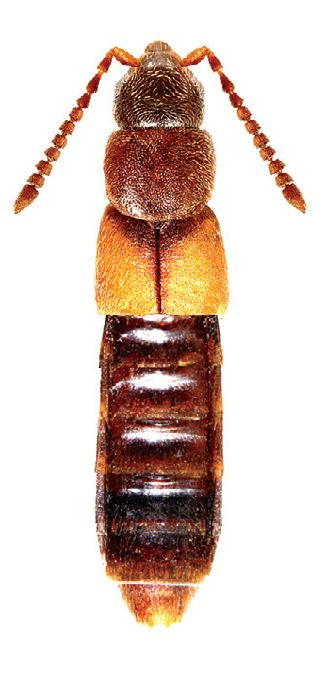
Dinaraea angustula

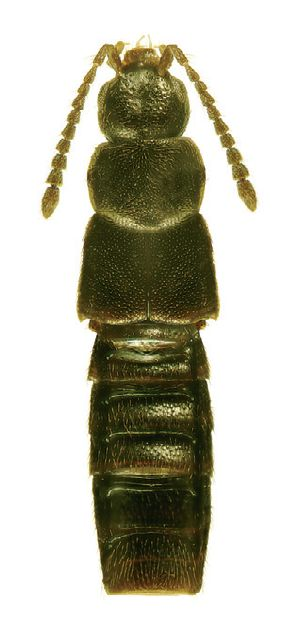
Dochmonota rudiventris

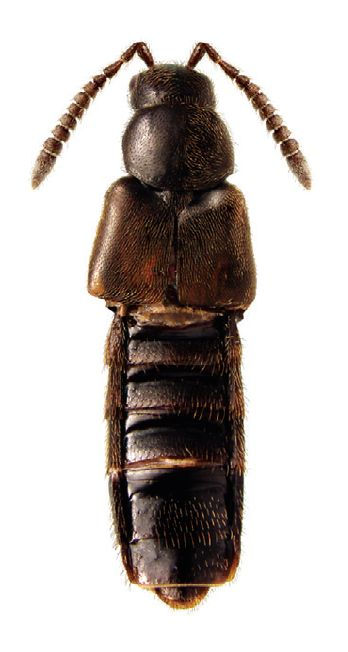
Earota dentata

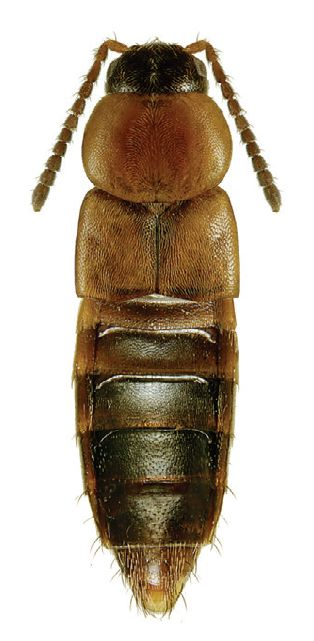
Lypoglossa franclemonti

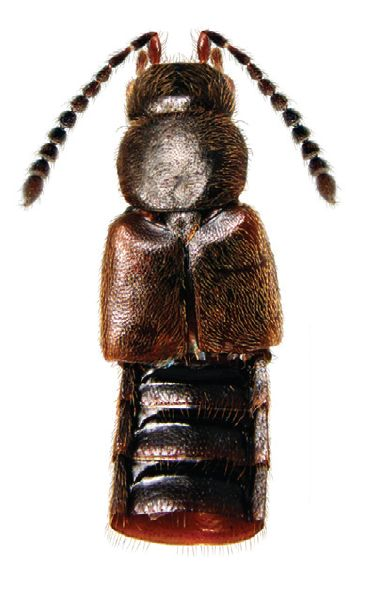
Philhygra angusticauda

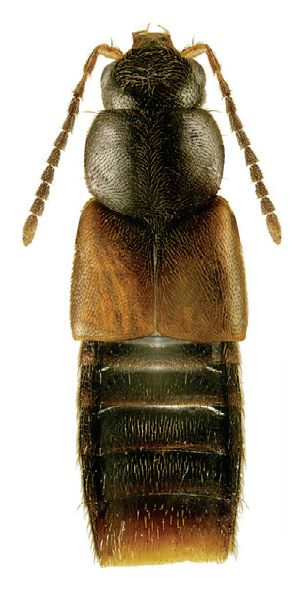
Philhygra botanicarum

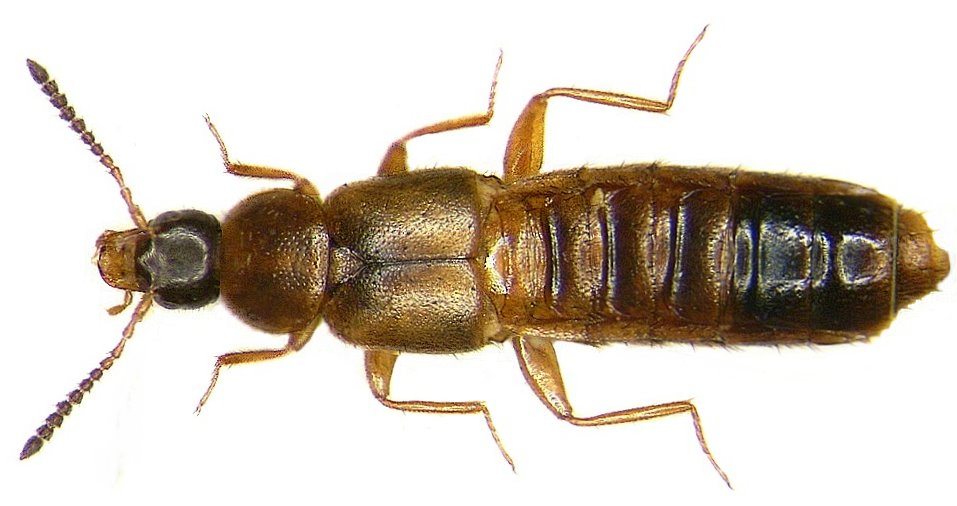
Plataraea brunnea

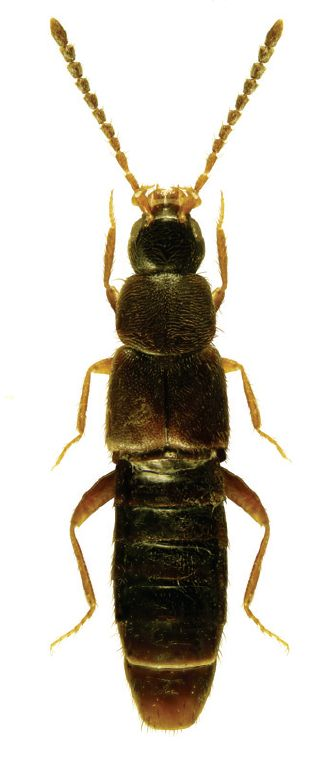
Schistoglossa blatchleyi

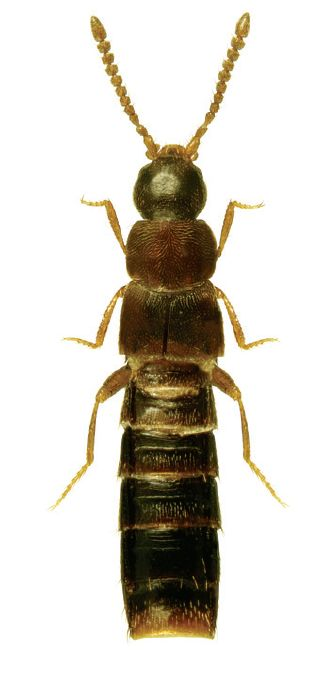
Schistoglossa brunswickensis

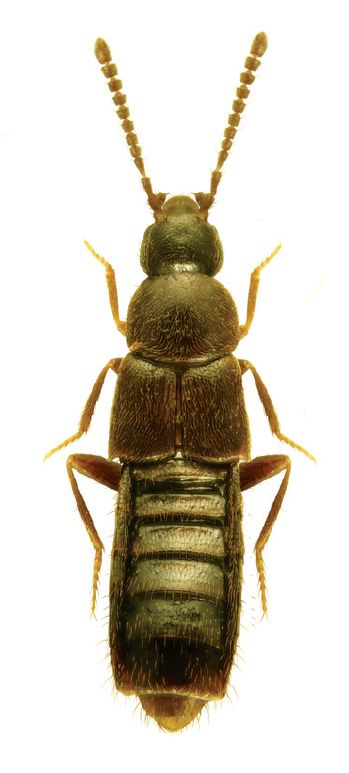
Schistoglossa campbellii

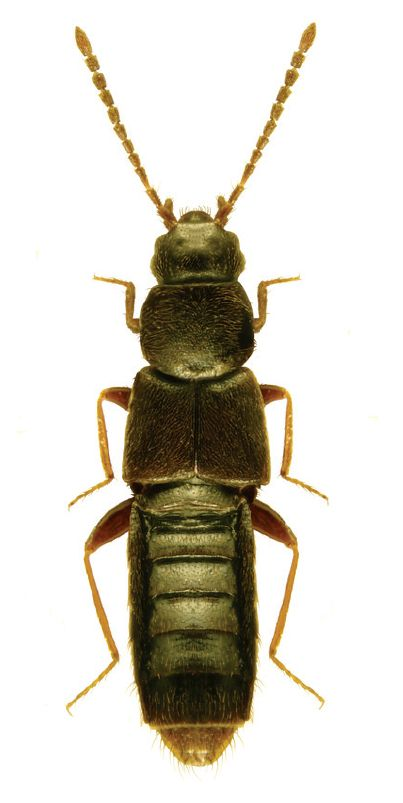
Schistoglossa carexiana

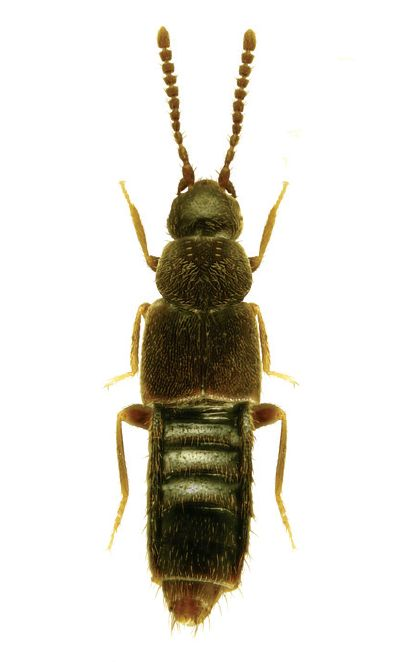
Schistoglossa charlottae

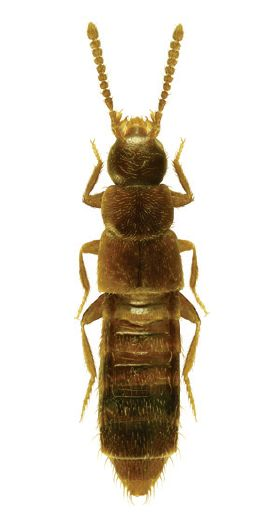
Schistoglossa hampshirensis

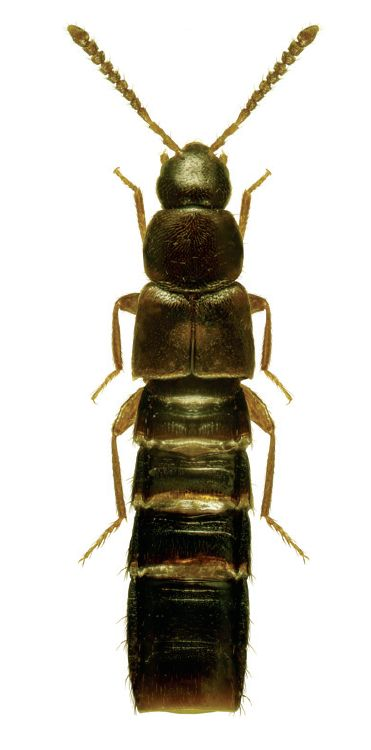
Schistoglossa pseudocampbelli

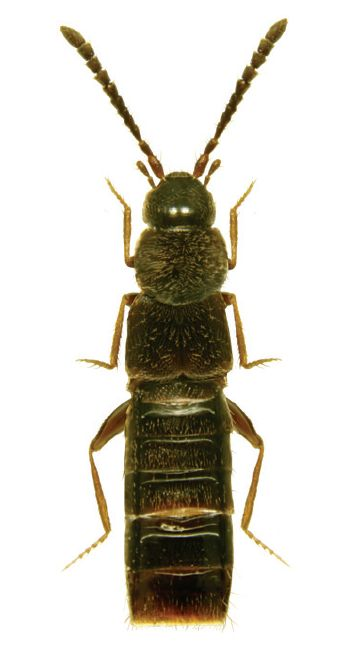
Schistoglossa sphagnorum

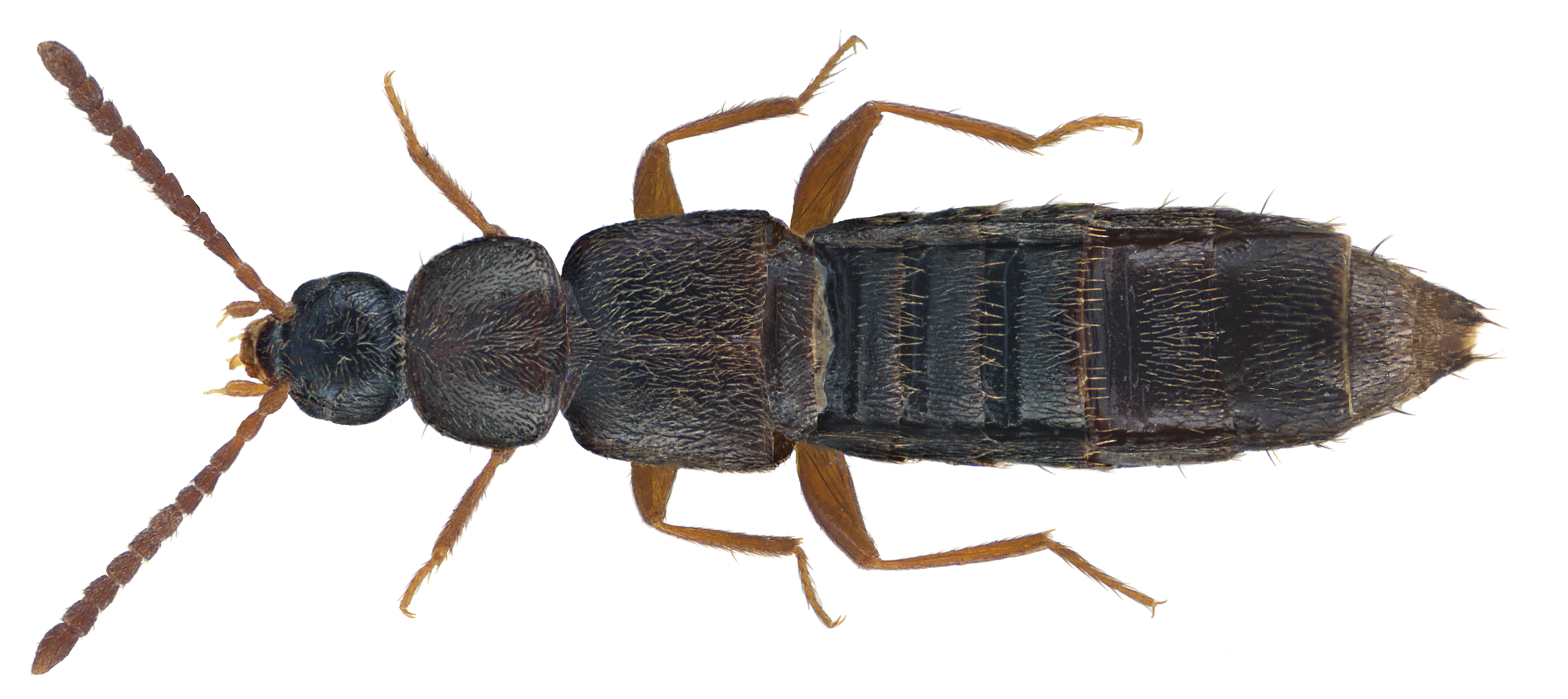
Schistoglossa viduata

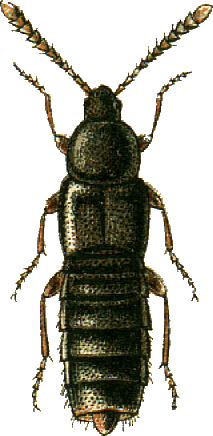
Schistoglossa viduata

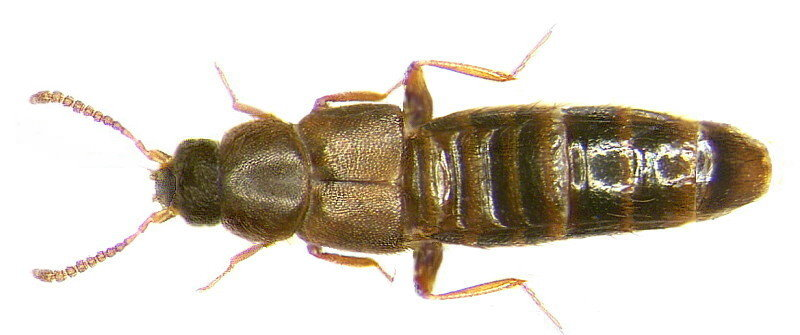
Thamiaraea hospita

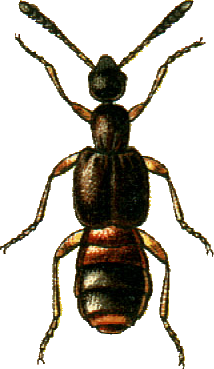
Autalia impressa

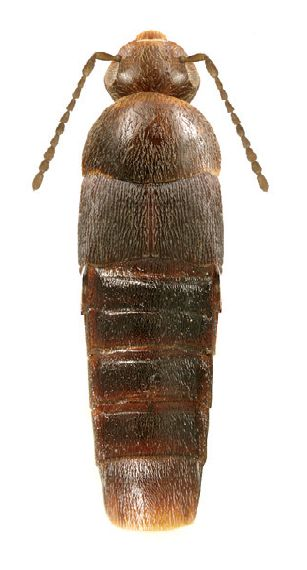
Deinopsis canadensis

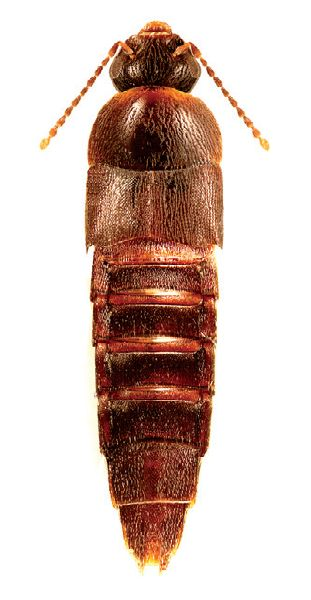
Deinopsis rhadina

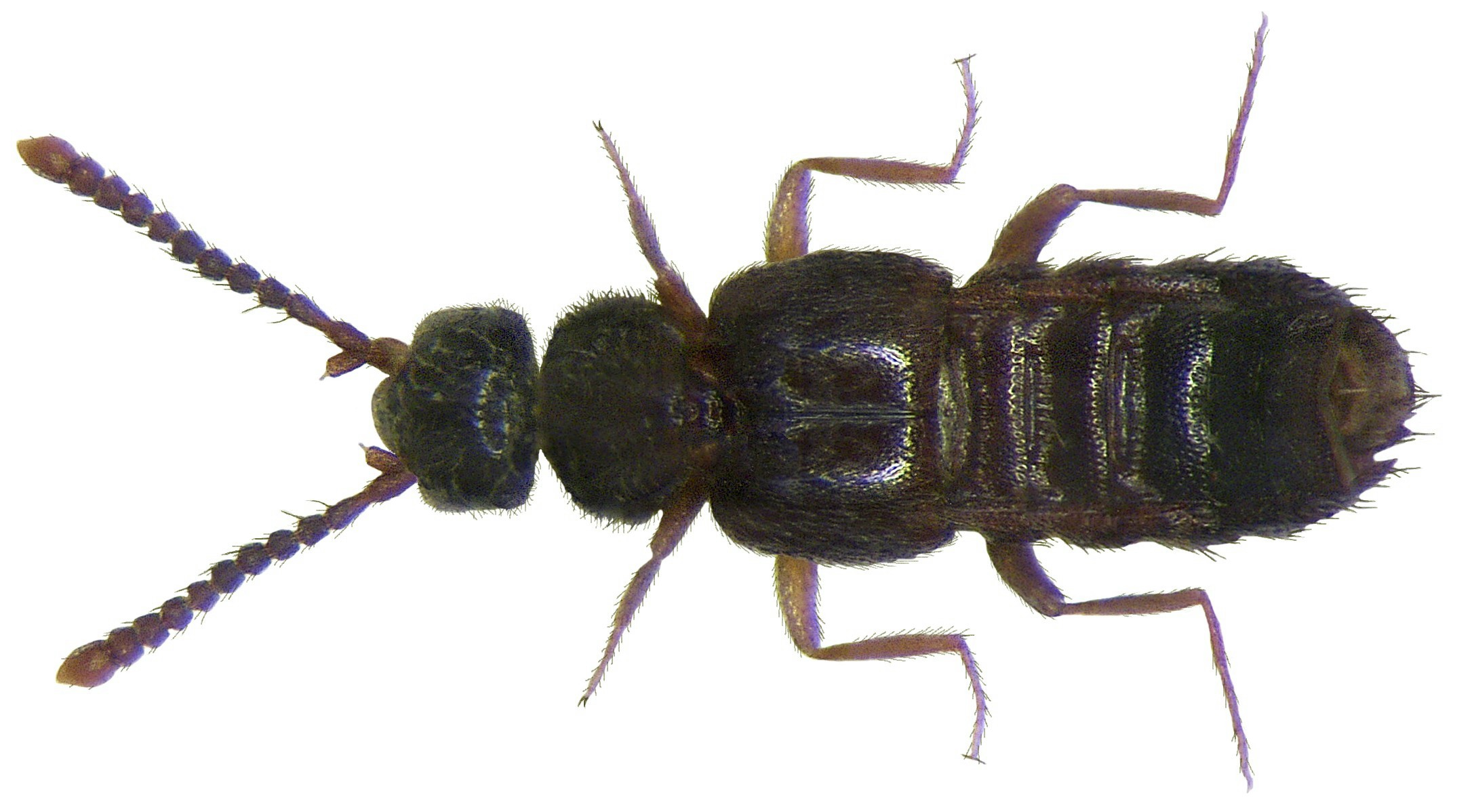
Cordalia tsavoana

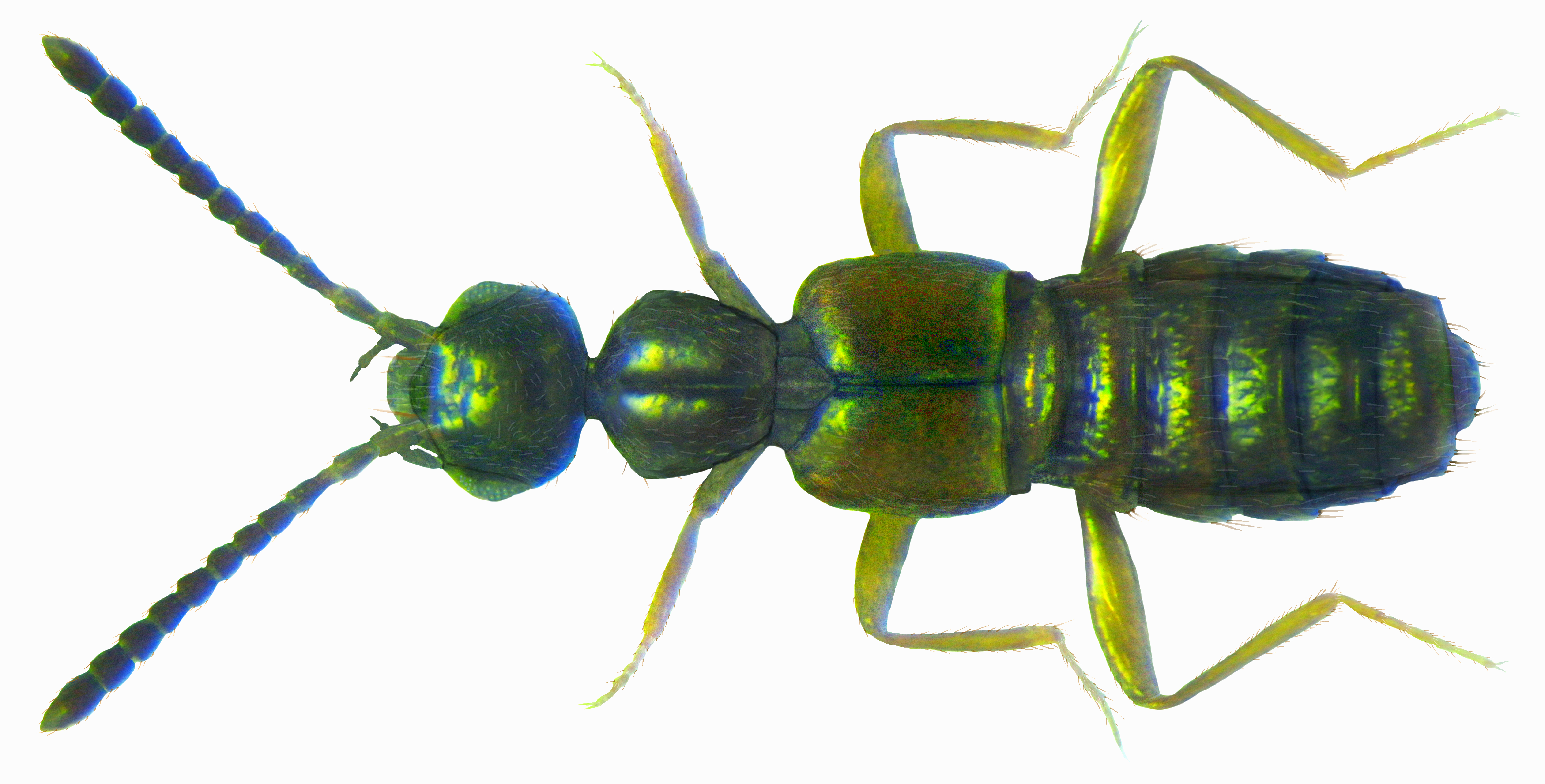
Falagria vicina

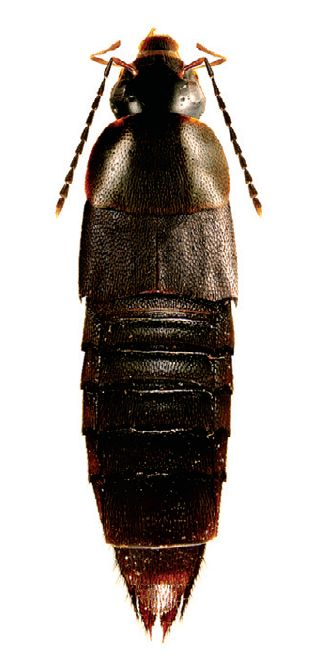
Gymnusa grandiceps

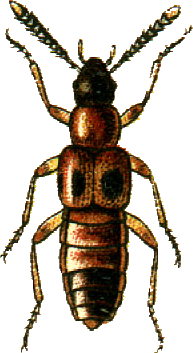
Bolitochara pulchra

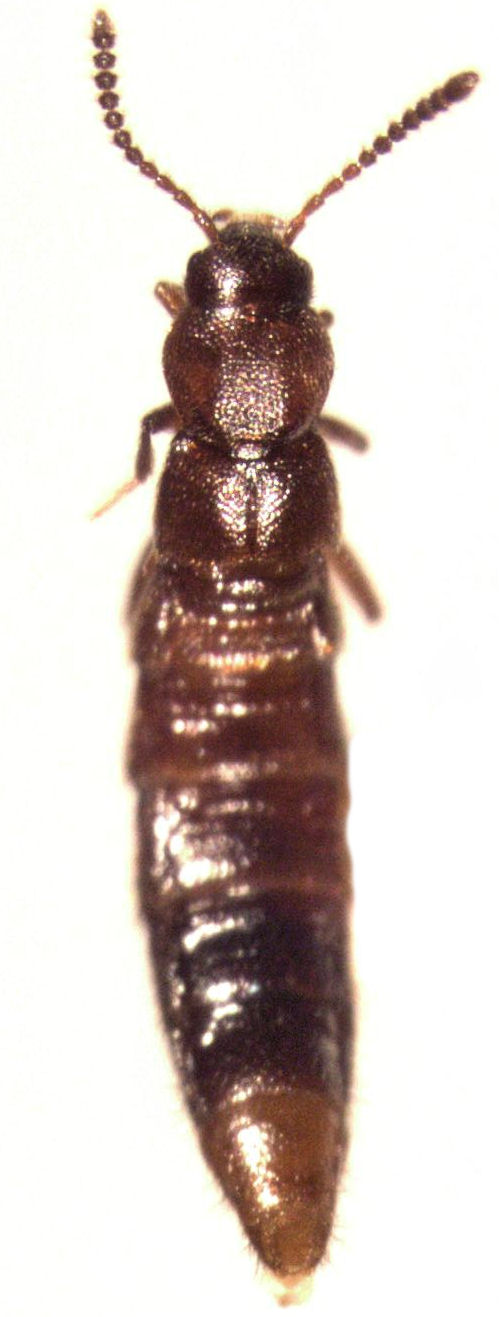
Leptusa antarctica, femmina

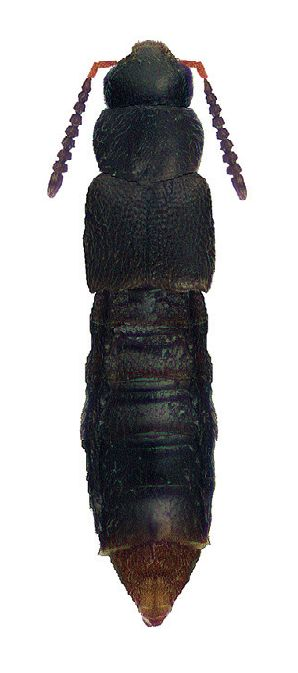
Leptusa carolinensis

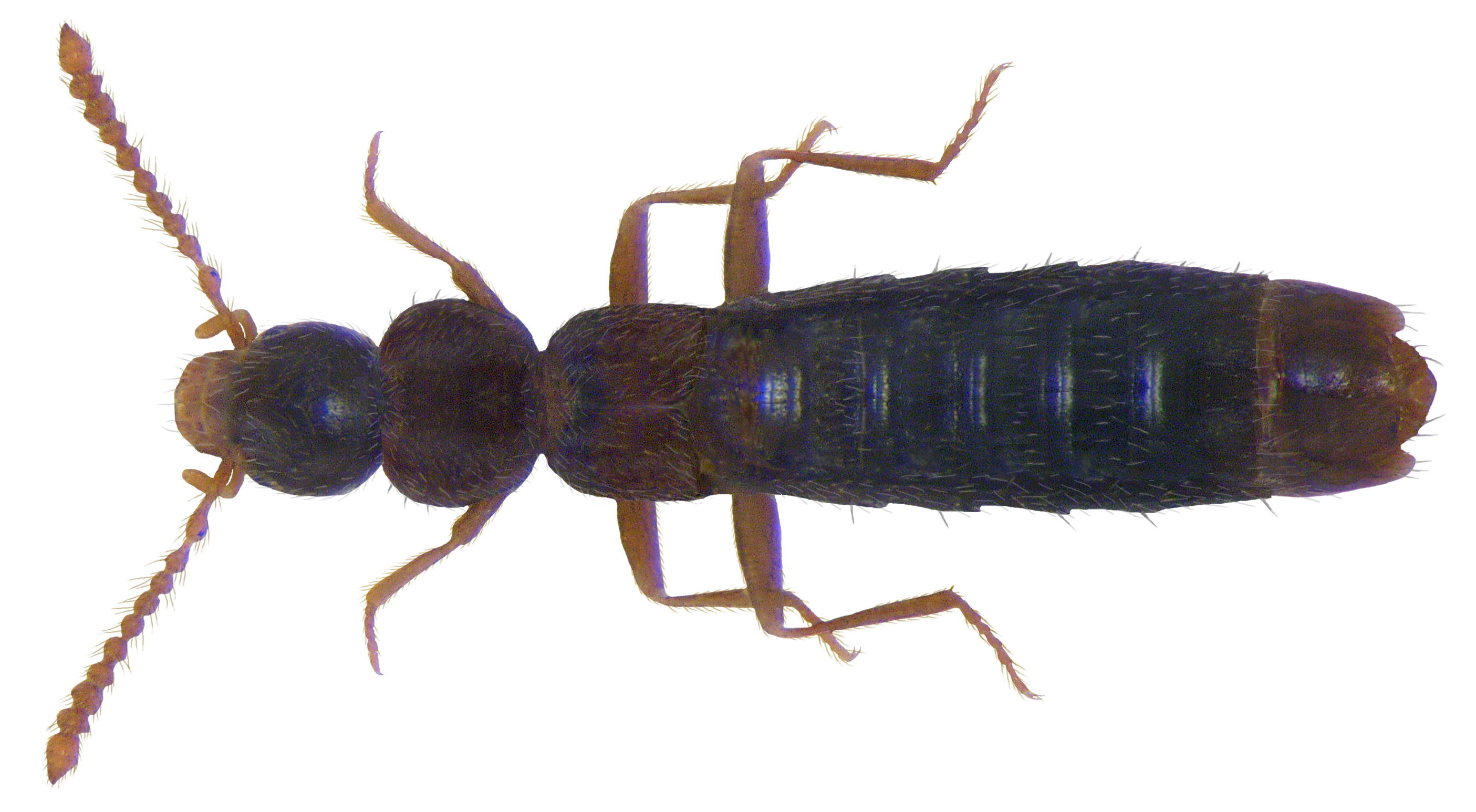
Leptusa gaisbergeri

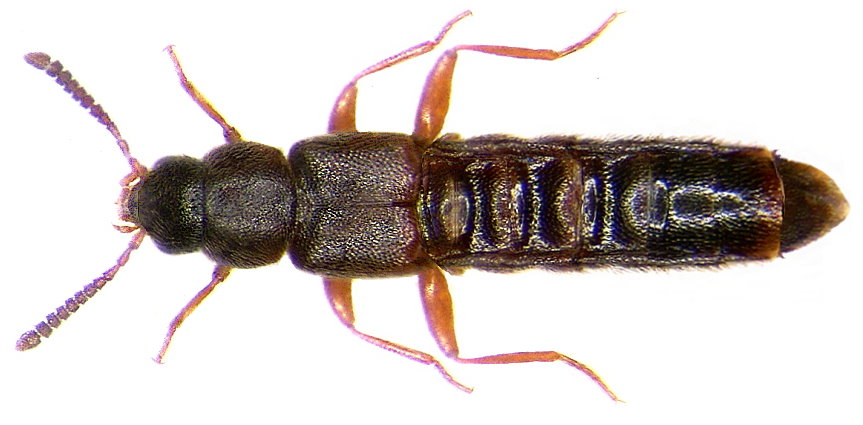
Leptusa pulchella

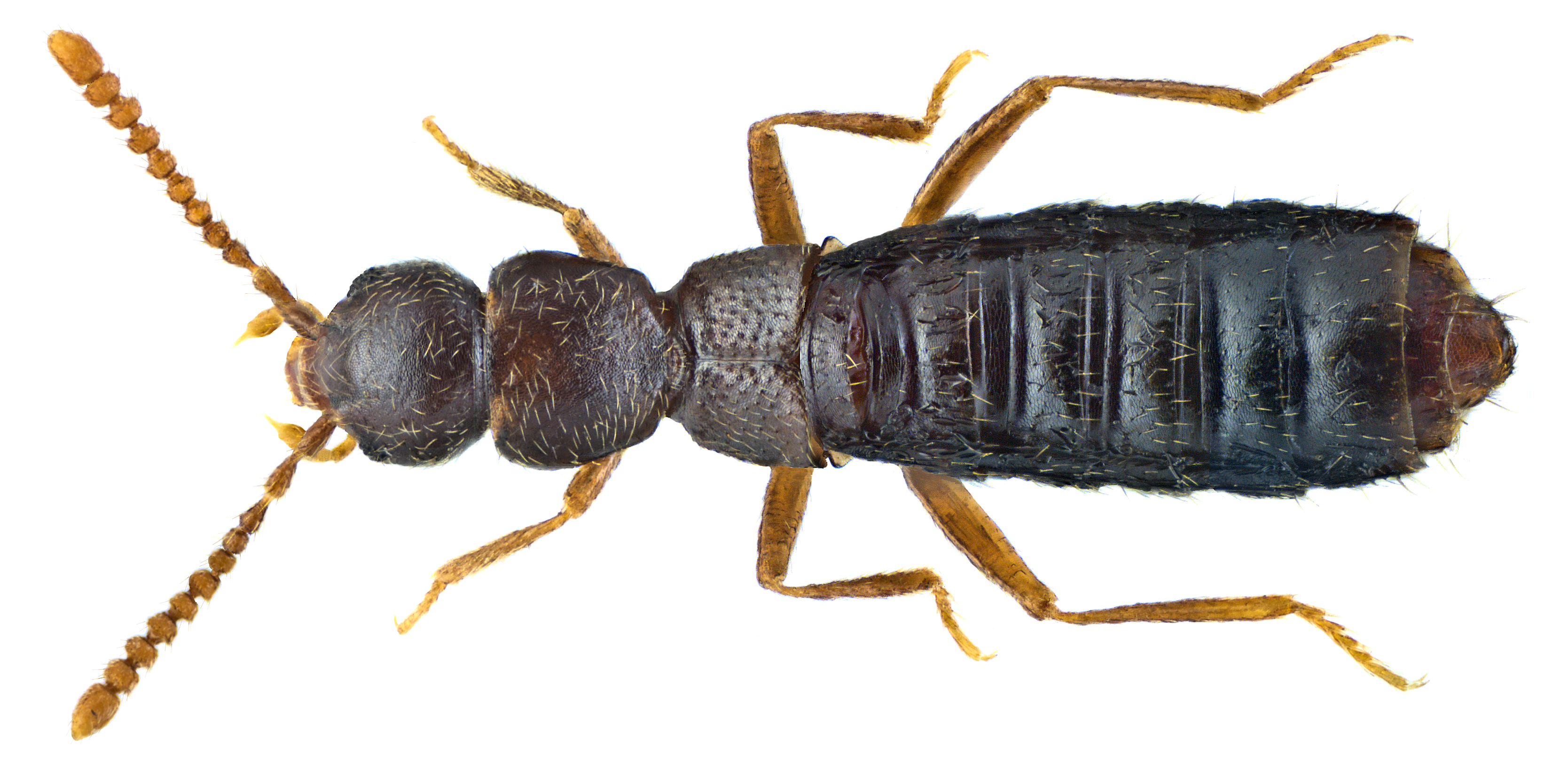
Leptusa simoni

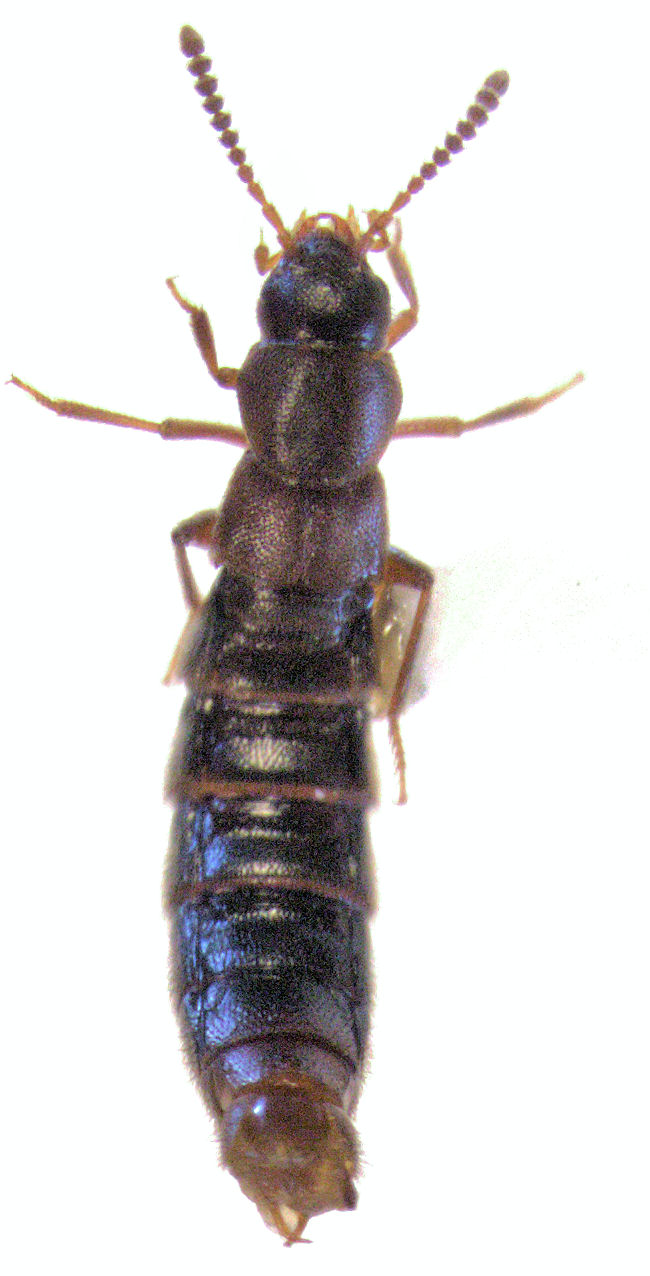
Leptusa sp., maschio

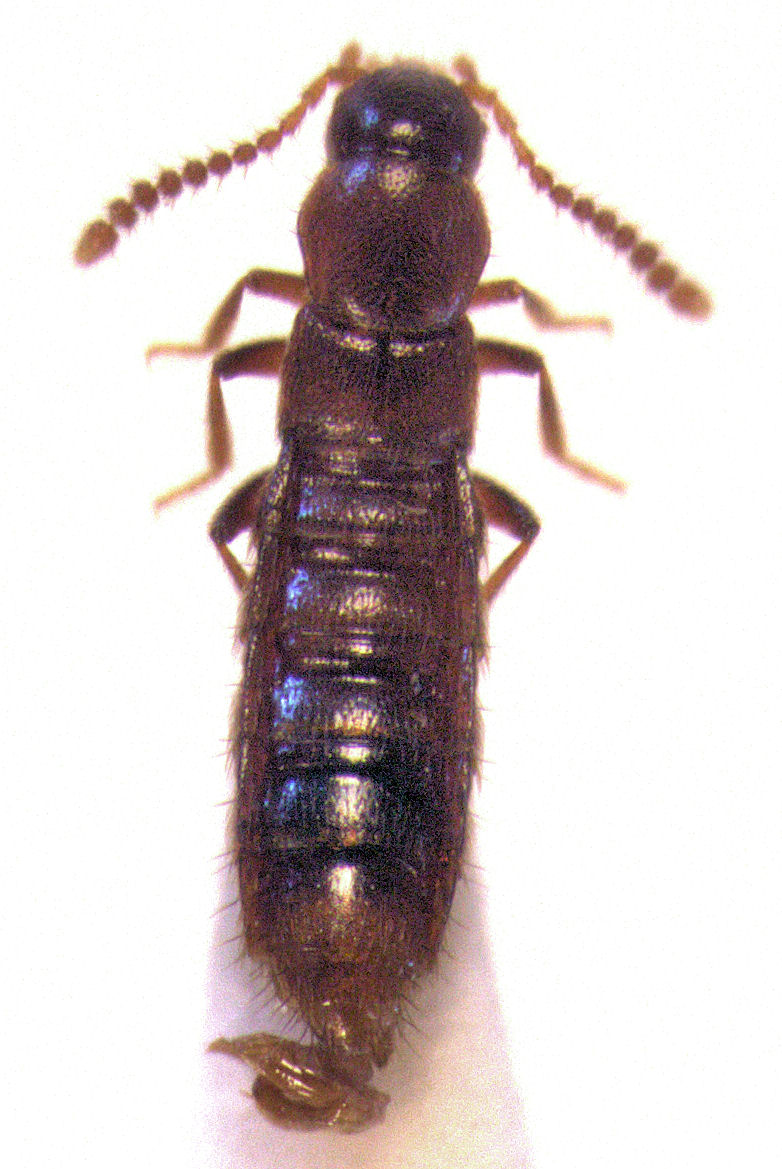
Leptusa, sp. maschio

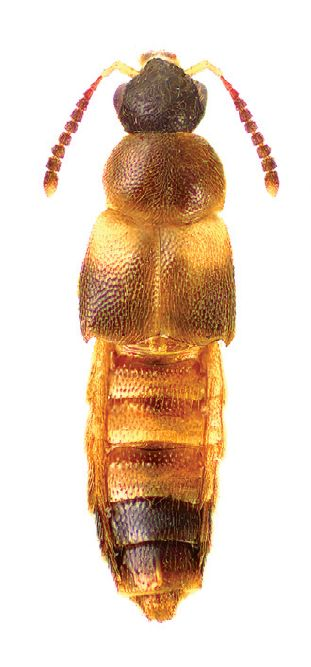
Phymatura blanchardi

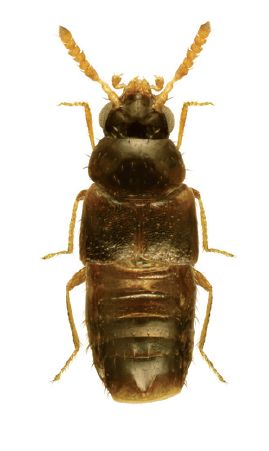
Eumicrota corruscula

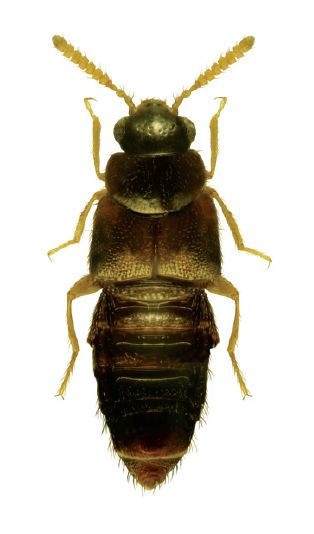
Eumicrota socia

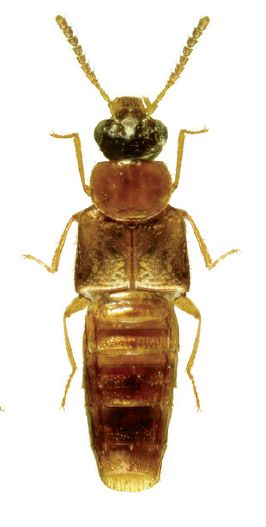
Gyrophaena affinis

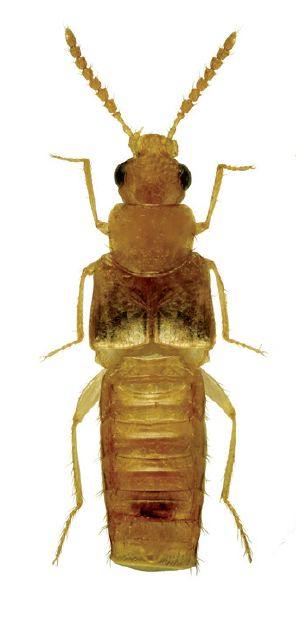
Gyrophaena antennalis

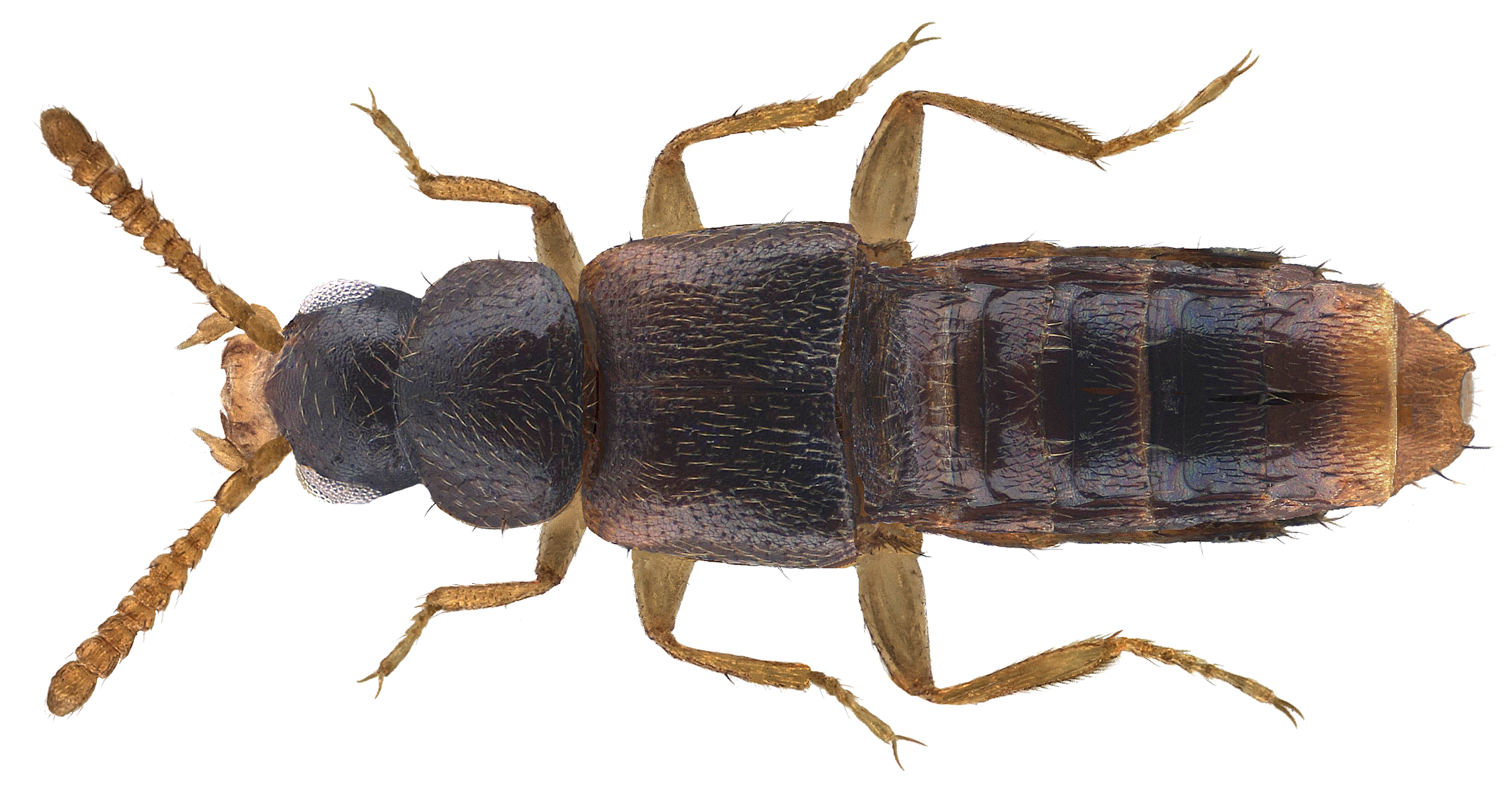
Gyrophaena boleti

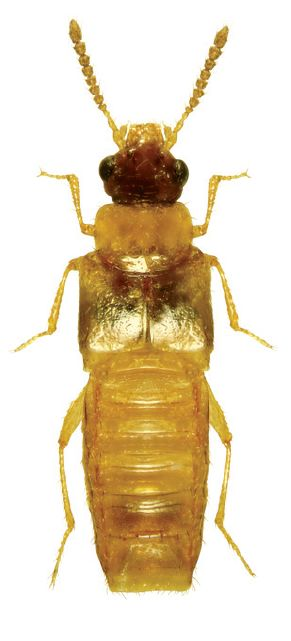
Gyrophaena caseyi

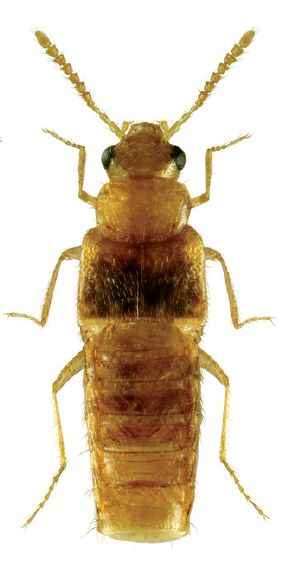
Gyrophaena chippewa

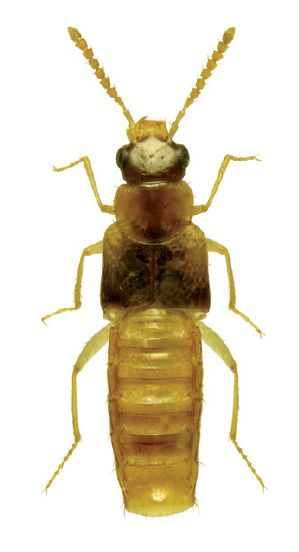
Gyrophaena criddlei

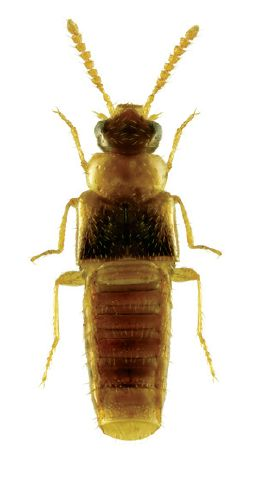
Gyrophaena dybasi

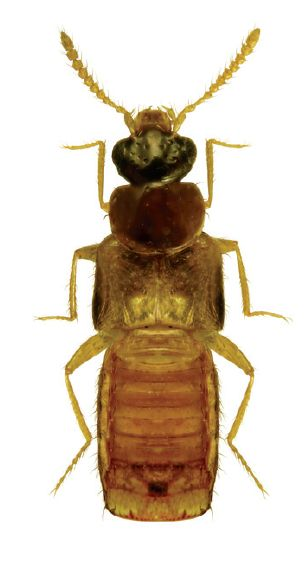
Gyrophaena flavicornis

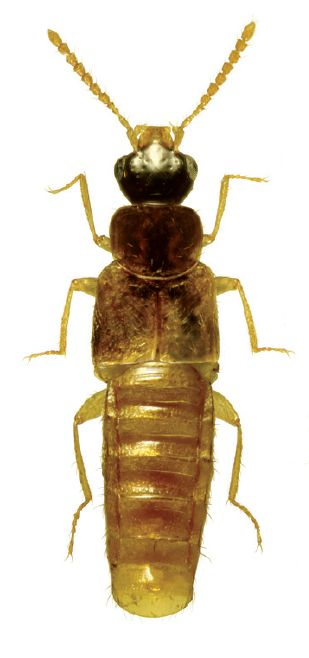
Gyrophaena fuscicollis

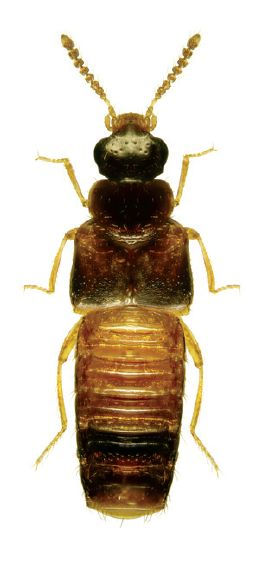
Gyrophaena gaudens

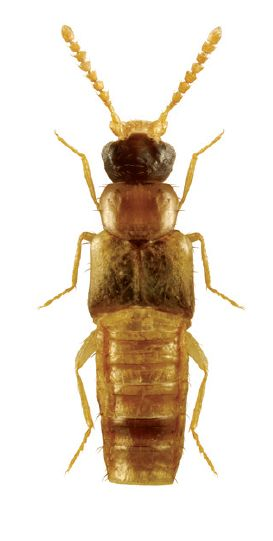
Gyrophaena gilvicollis

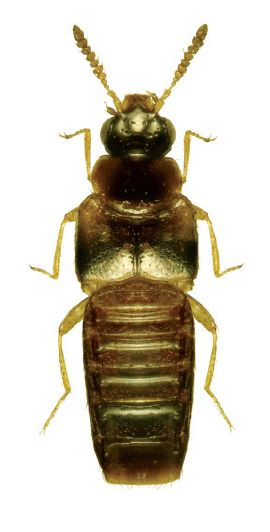
Gyrophaena illiana

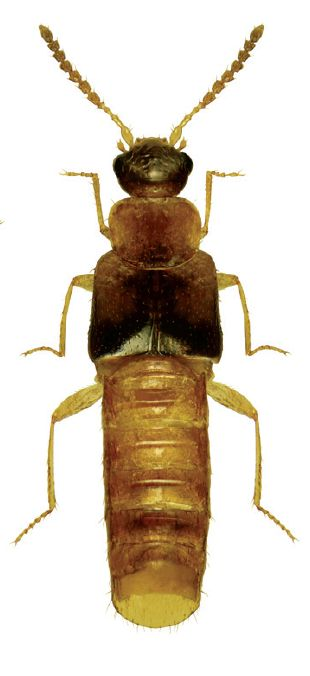
Gyrophaena insolens

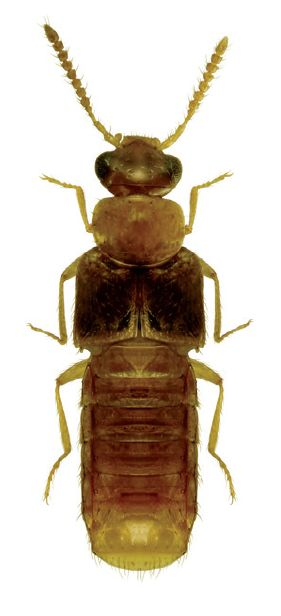
Gyrophaena involuta

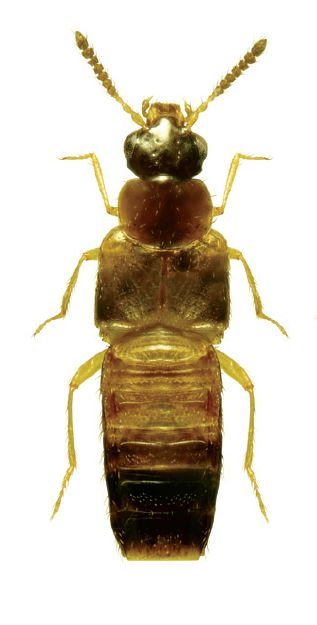
Gyrophaena keeni

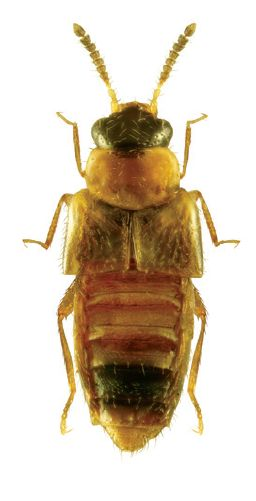
Gyrophaena laetula

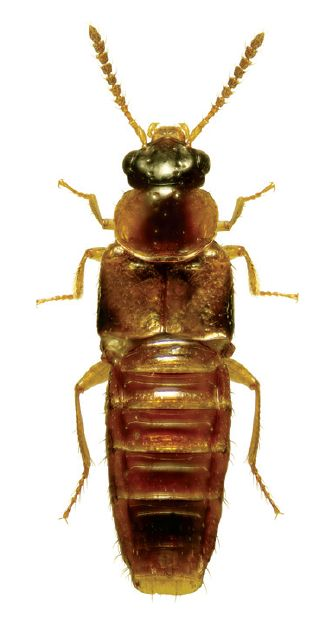
Gyrophaena lobata

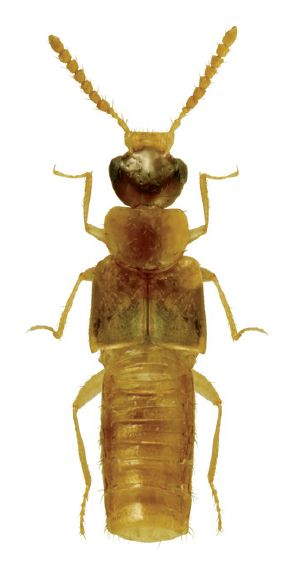
Gyrophaena modesta

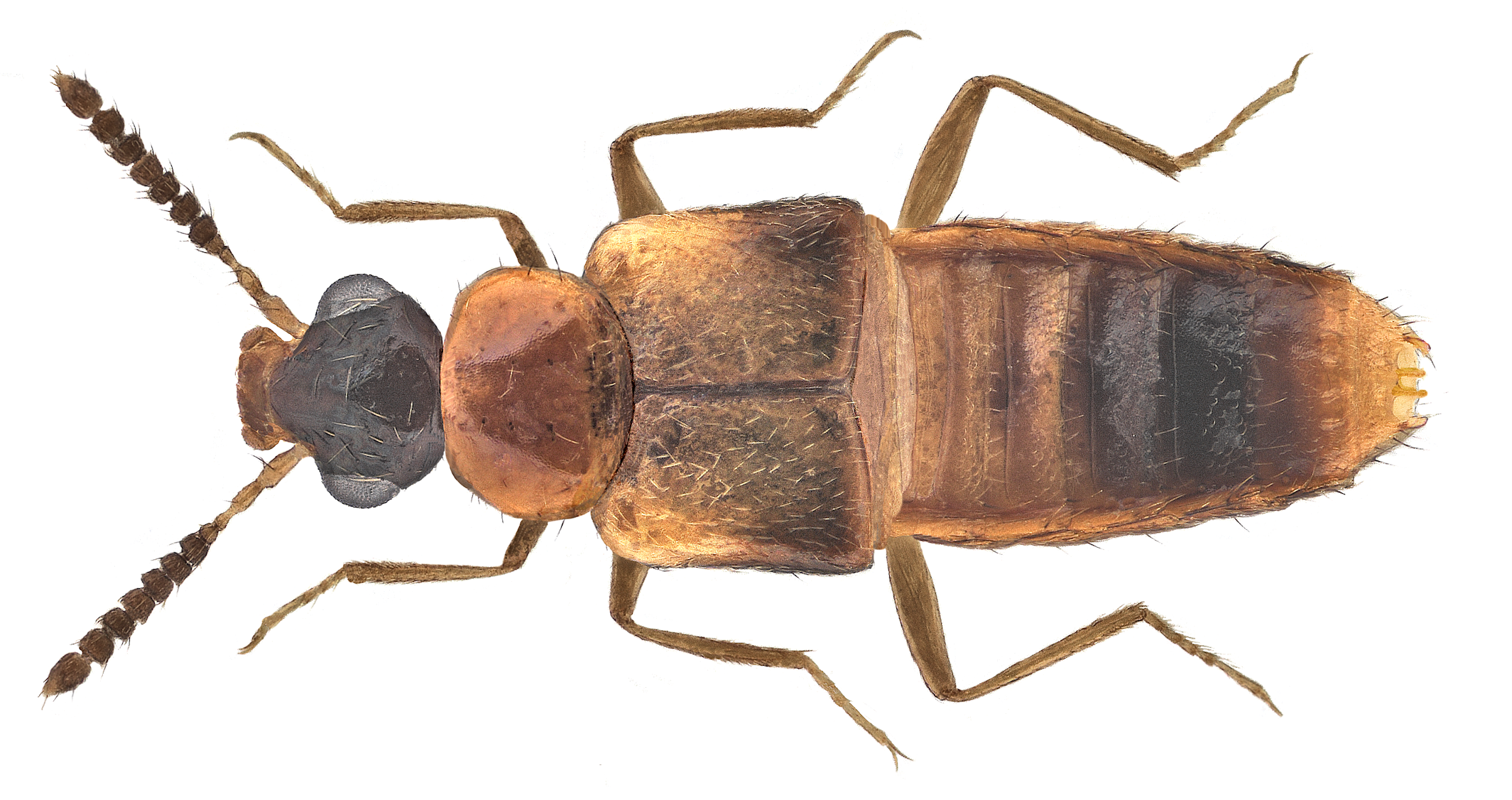
Gyrophaena munsteri

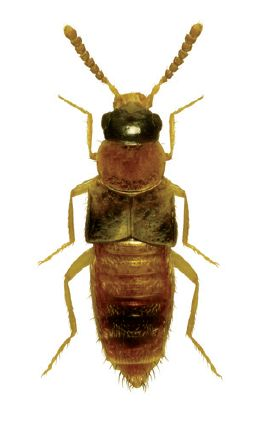
Gyrophaena pseudocriddlei

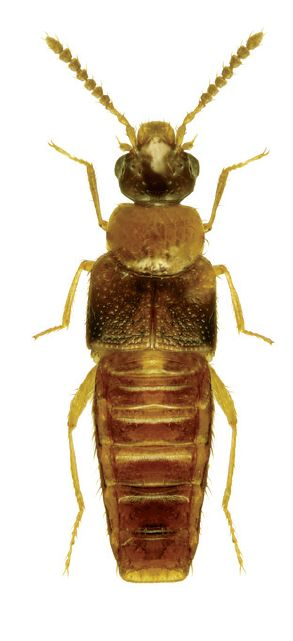
Gyrophaena sculptipennis

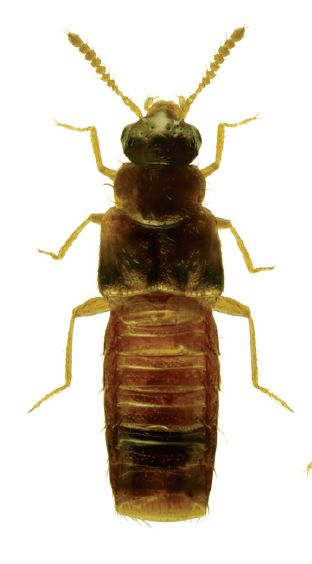
Gyrophaena uteana

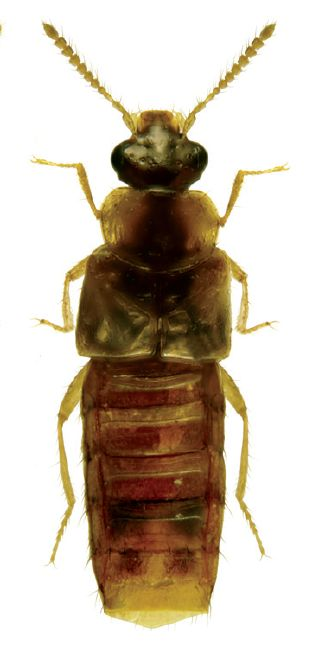
Gyrophaena vitrina

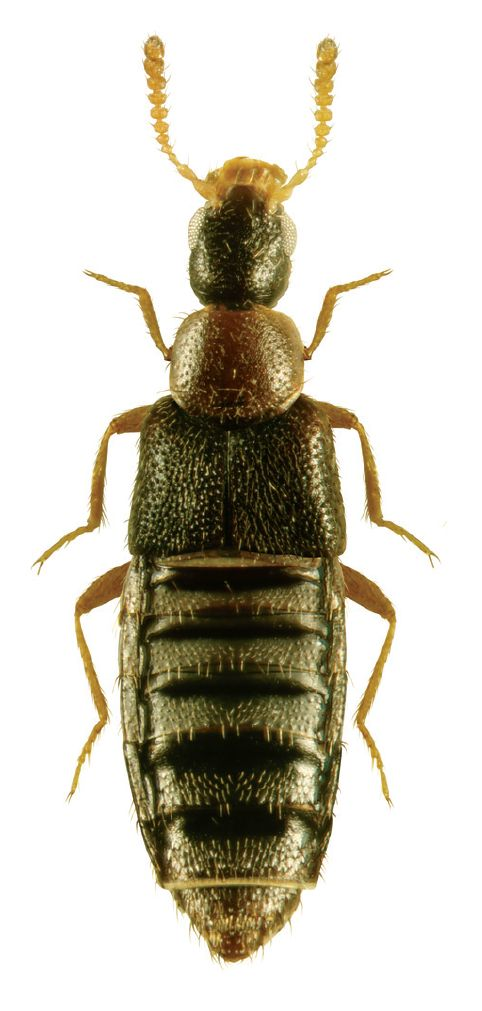
Gyrophaena gracilis, vista dorsale

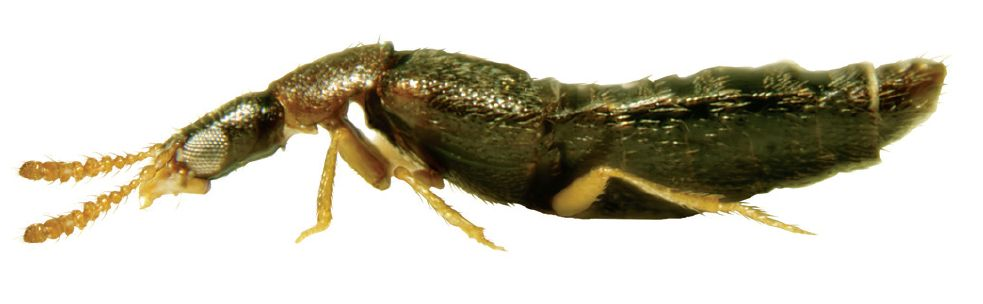
Gyrophaena gracilis, vista laterale

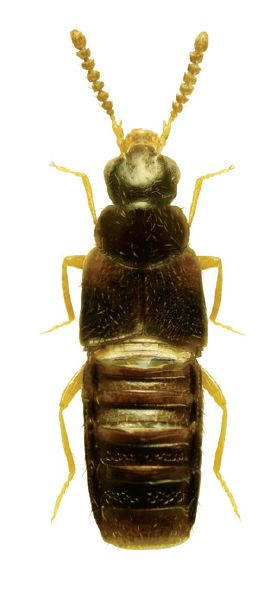
Gyrophaena meduxnekeagensis

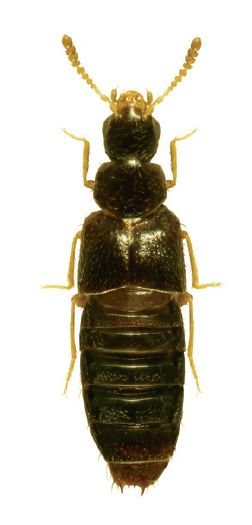
Gyrophaena polita

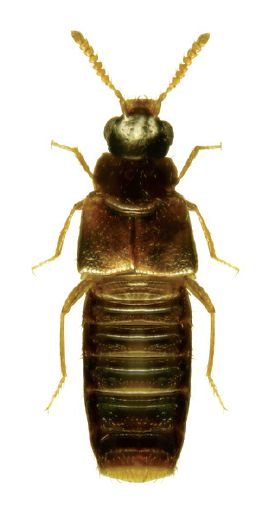
Gyrophaena subnitens

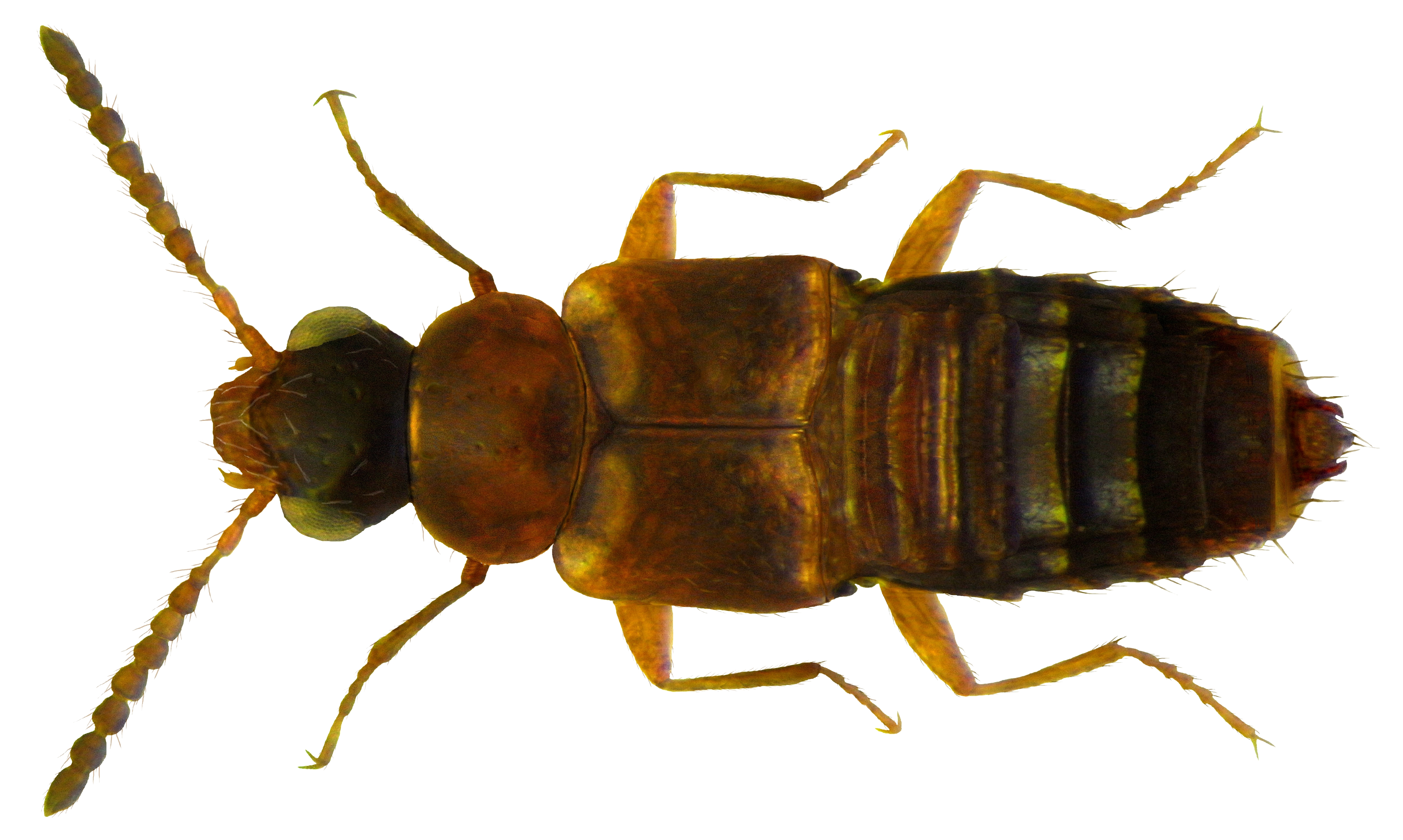
Gyrophaena affinis, maschio

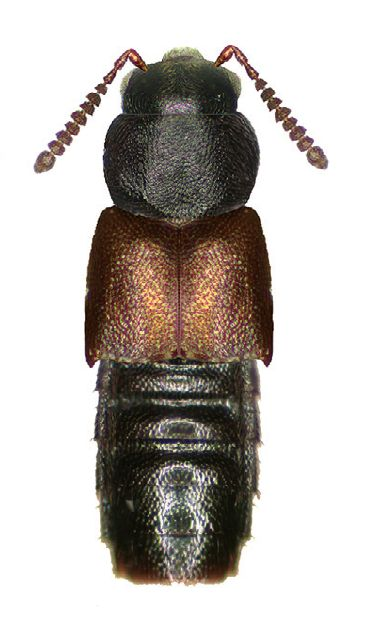
Silusa densa

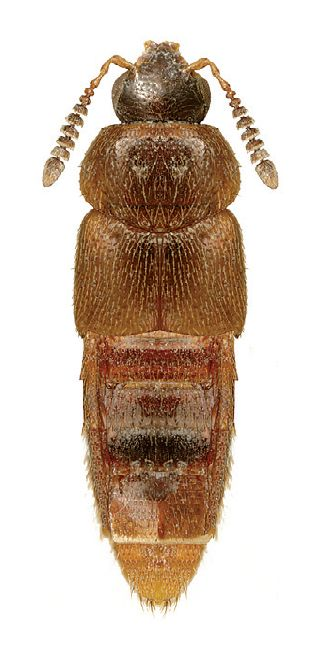
Hoplandria lateralis

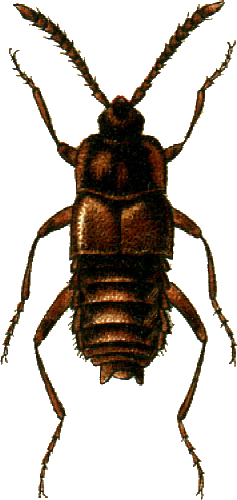
Lomechusa paradoxa

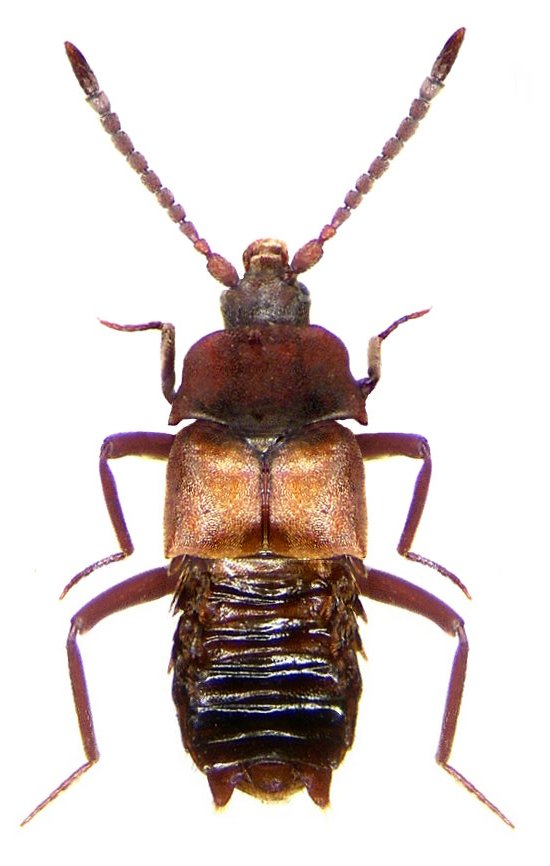
Lomechusa pubicollis

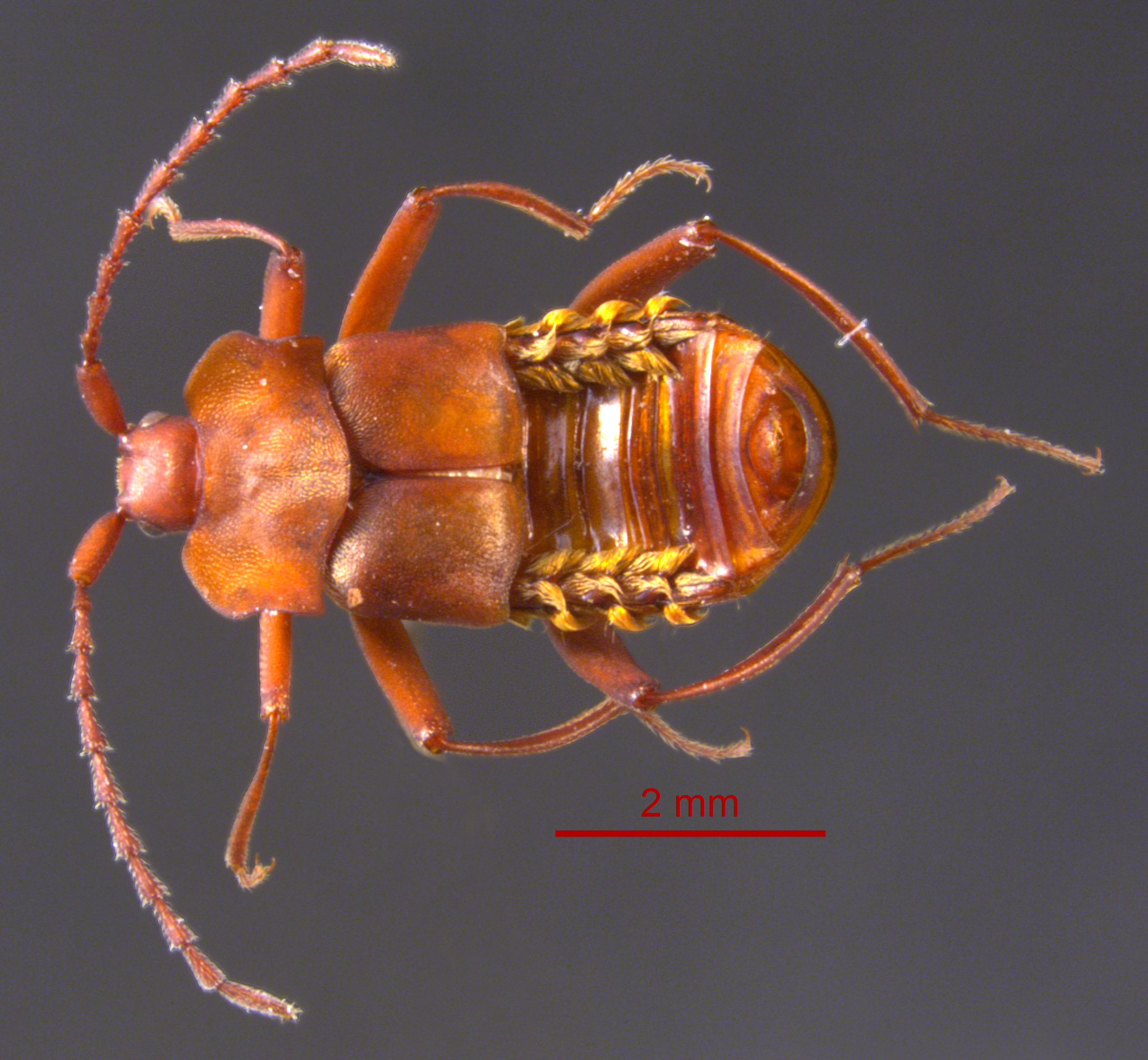
Xenodusa cava

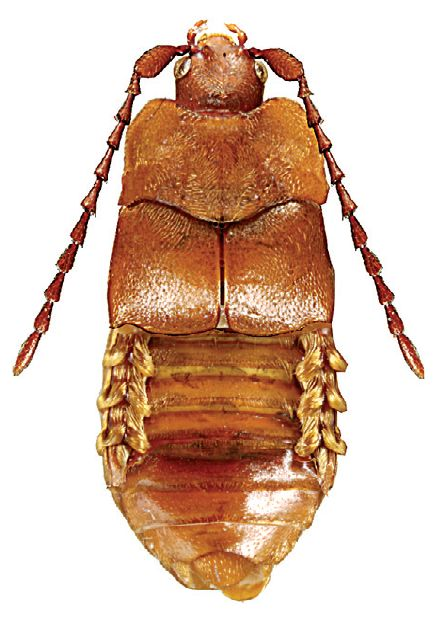
Xenodusa reflexa

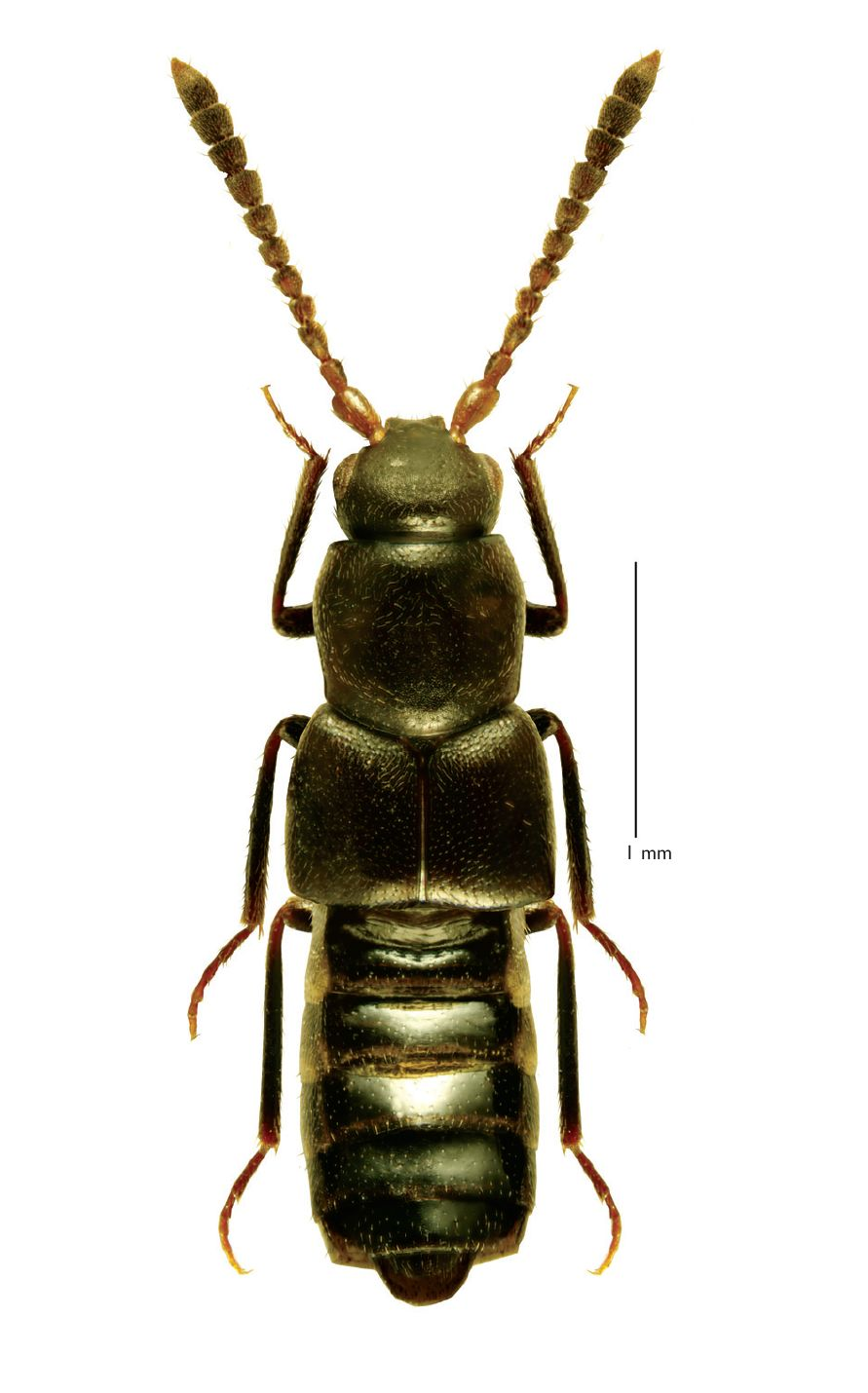
Pella glooscapi, vista dorsale

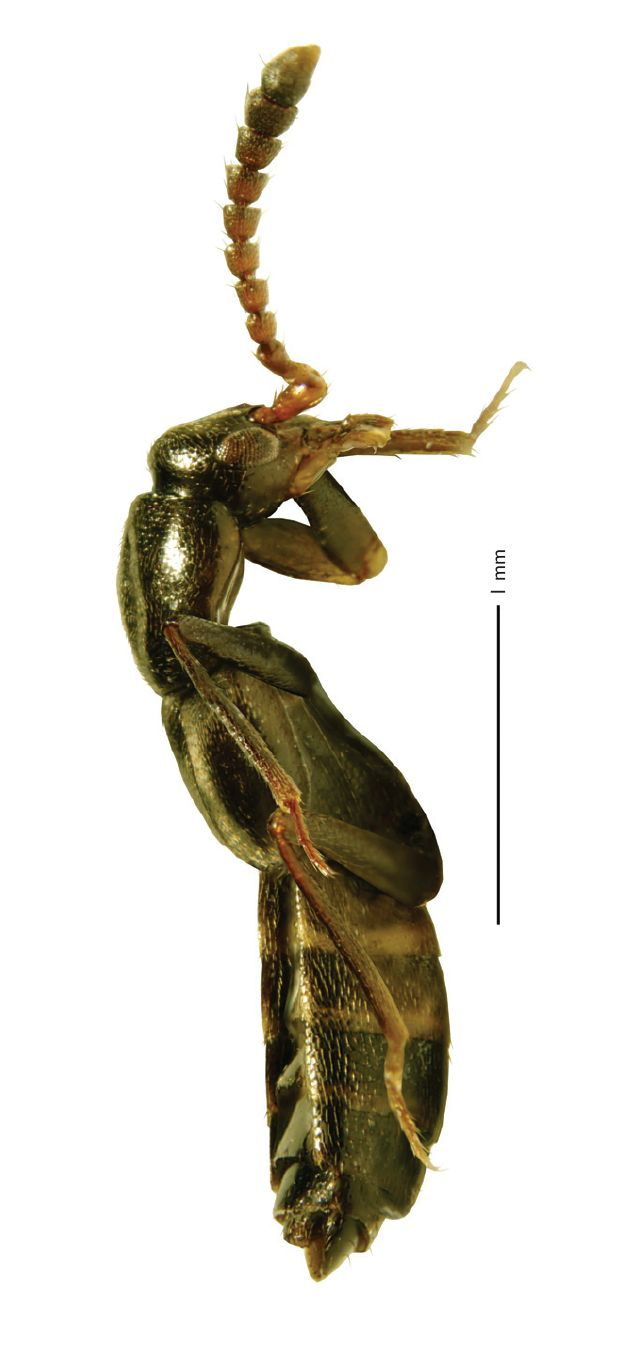
Pella glooscapi, vista laterale

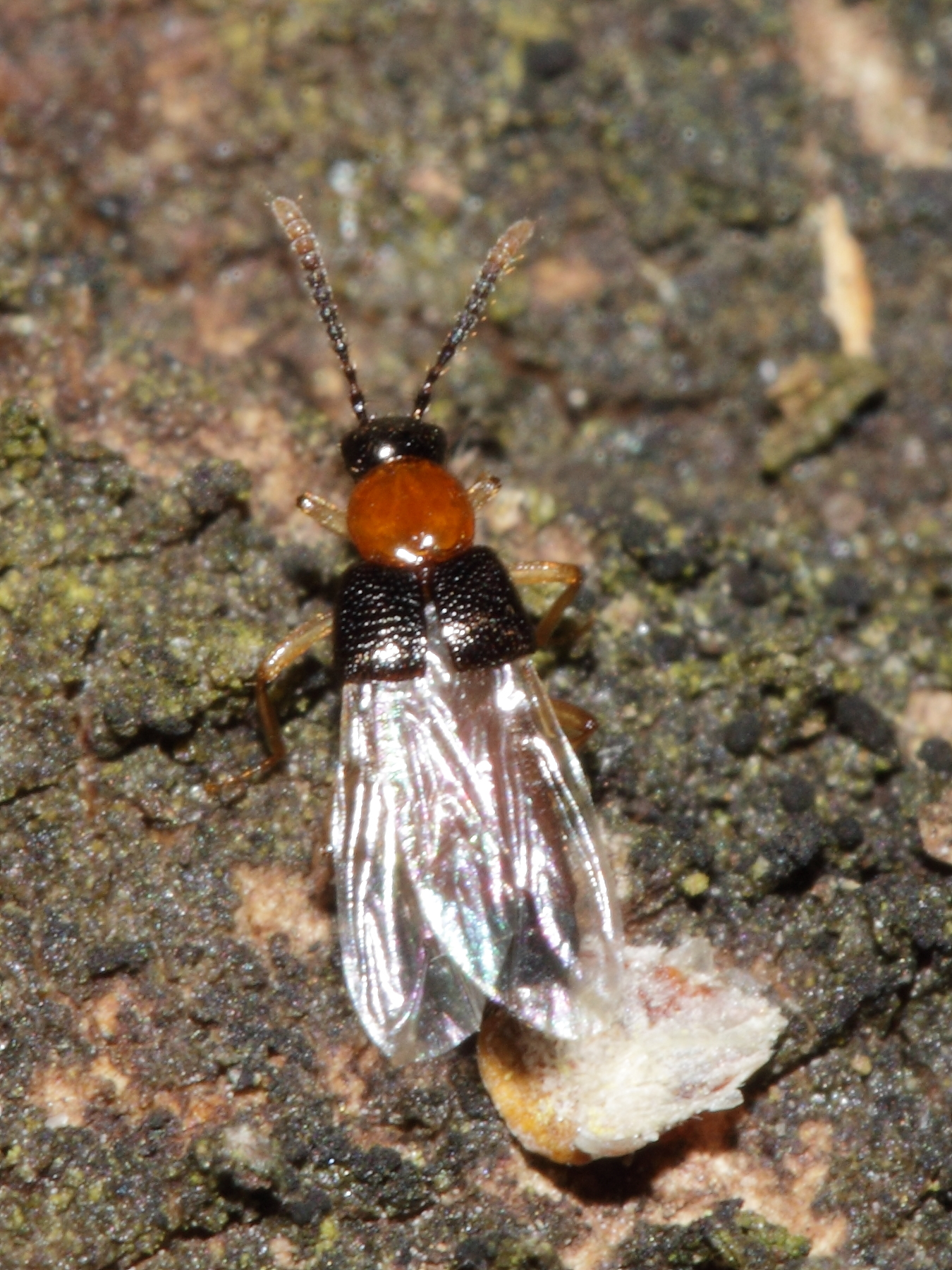
Zyras collaris

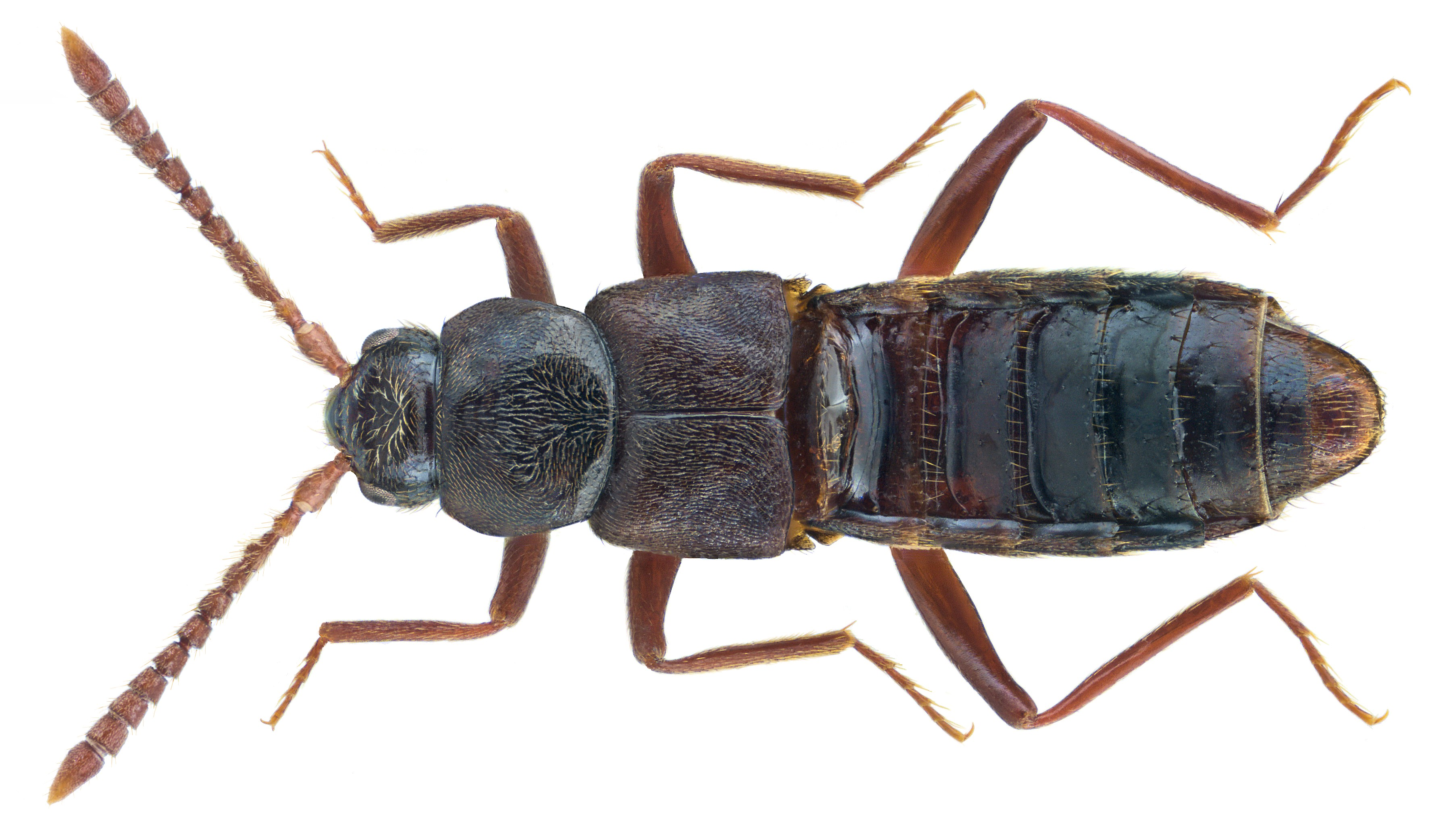
Zyras funestus

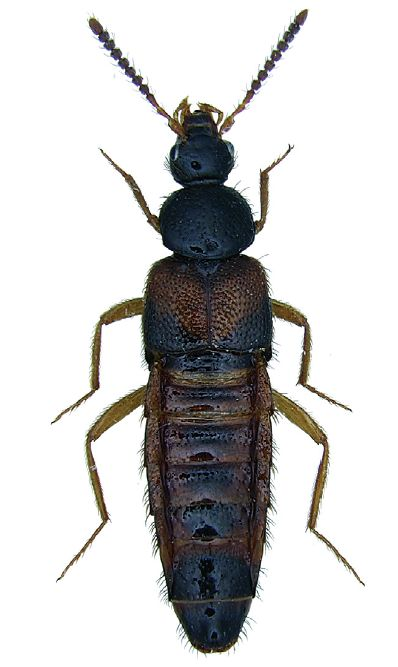
Zyras haworthi

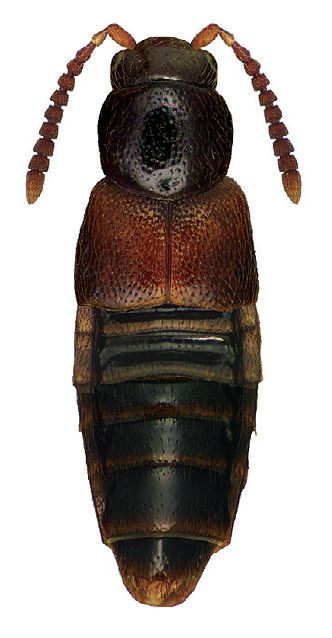
Zyras obliquus

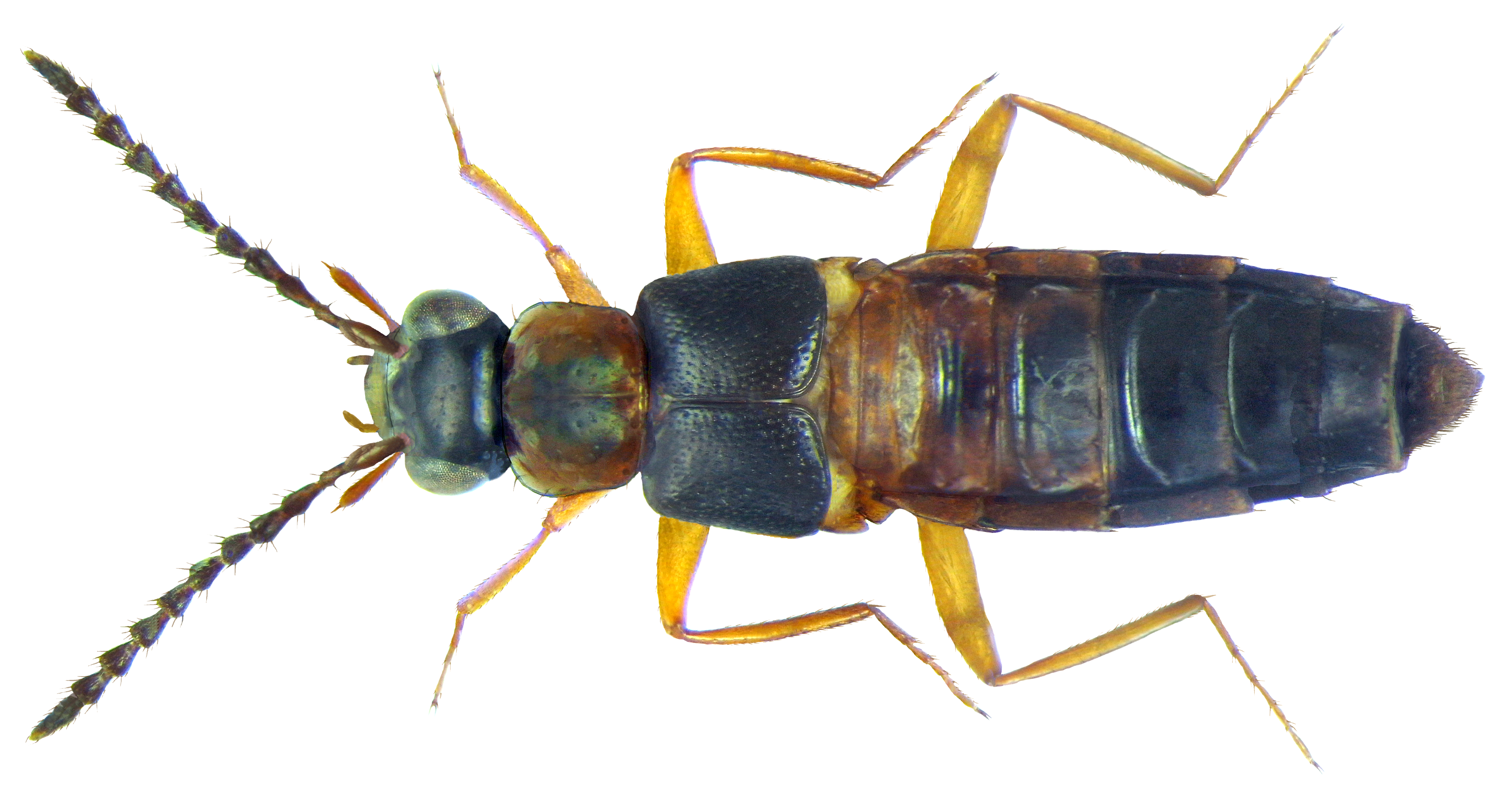
Zyras rufithorax

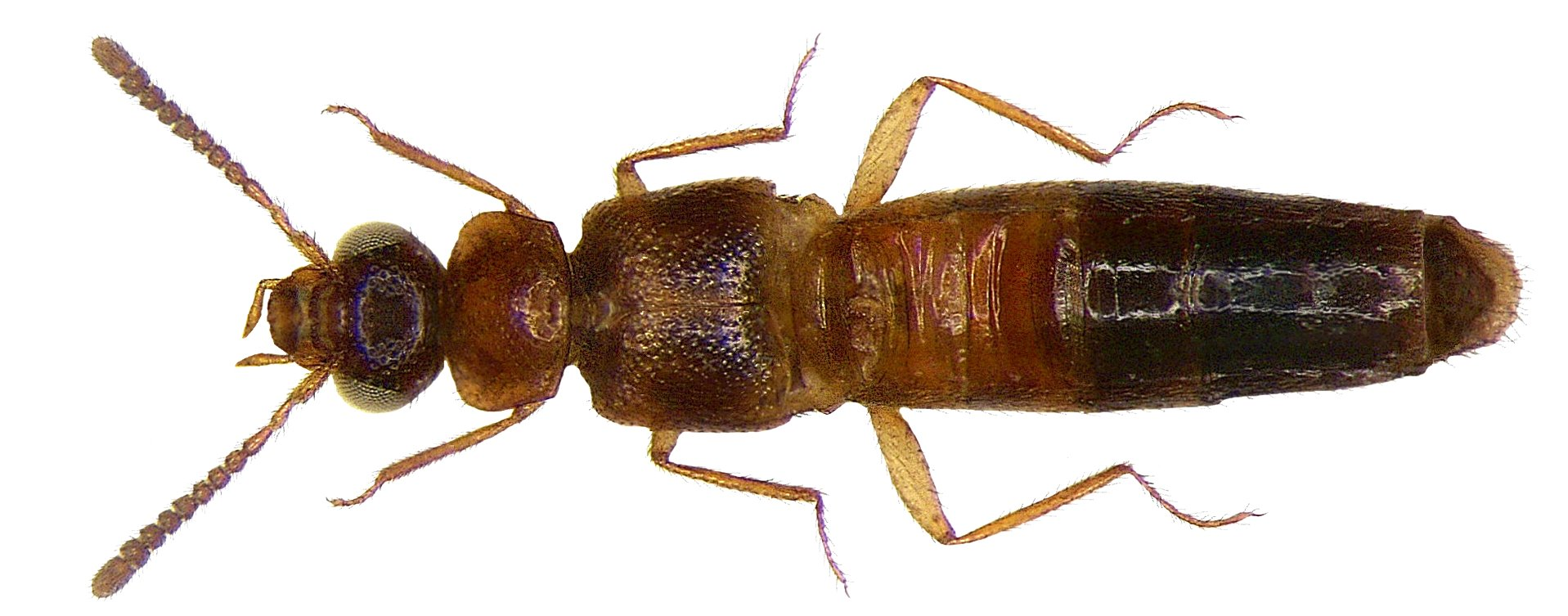
Zyras tsavicola

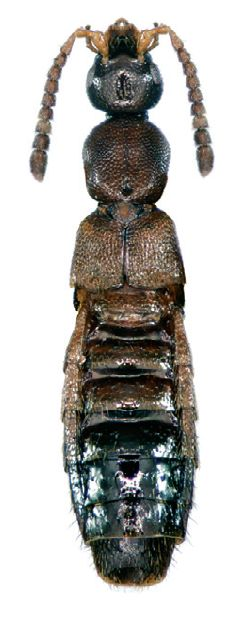
Drusilla canaliculata

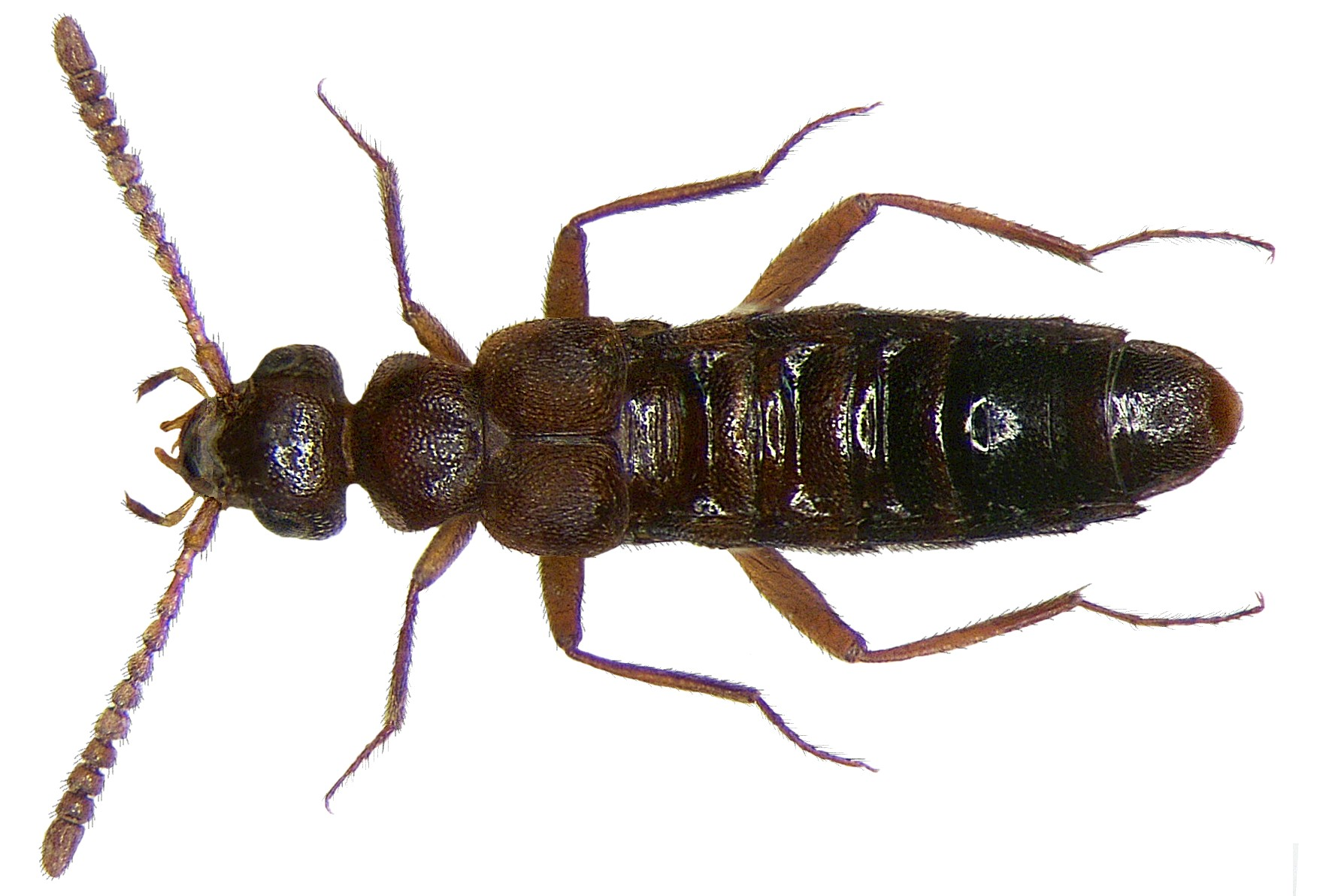
Drusilla fissata

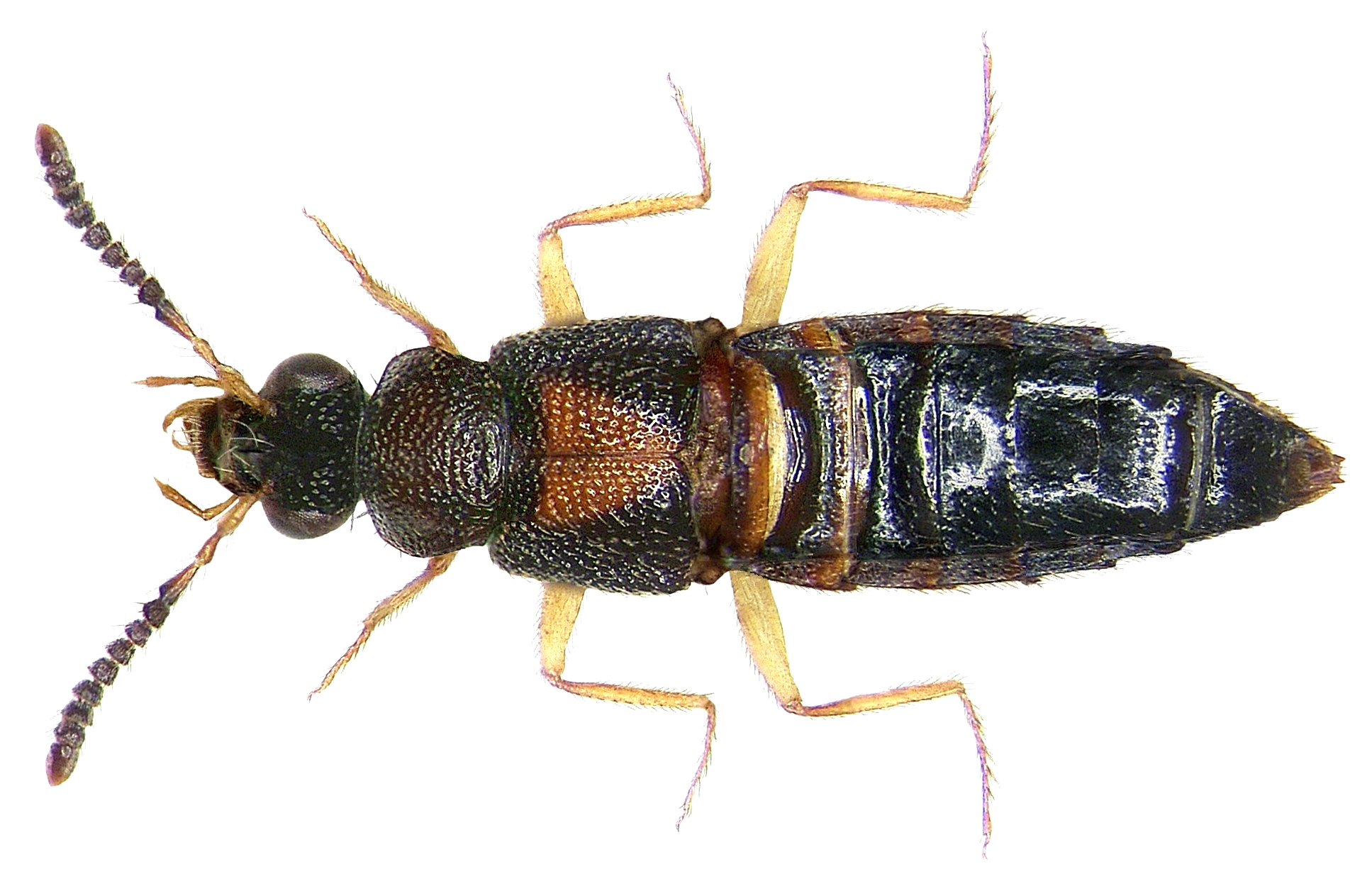
Diplopleurus notabilis

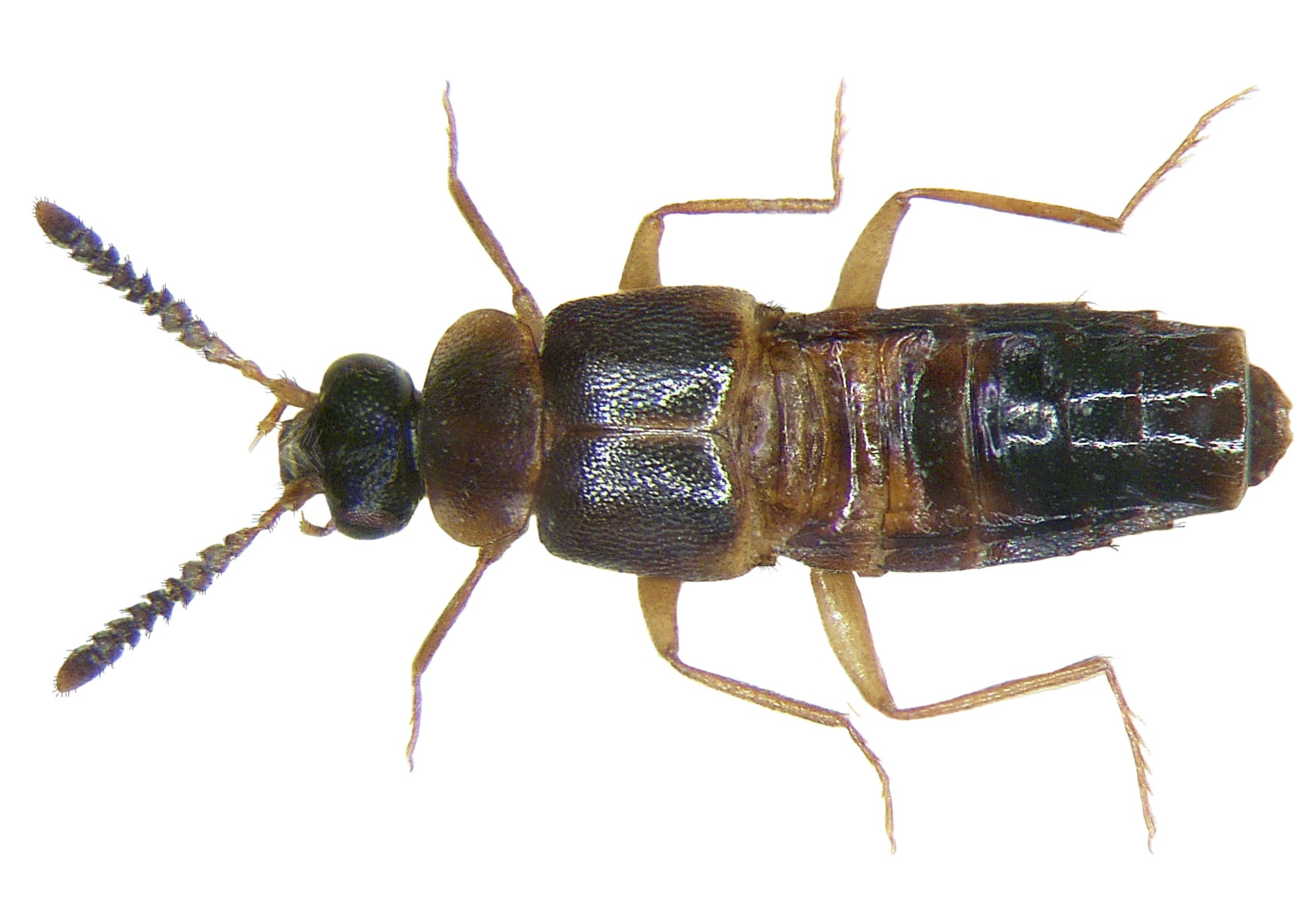
Myrmechusina dianiensis

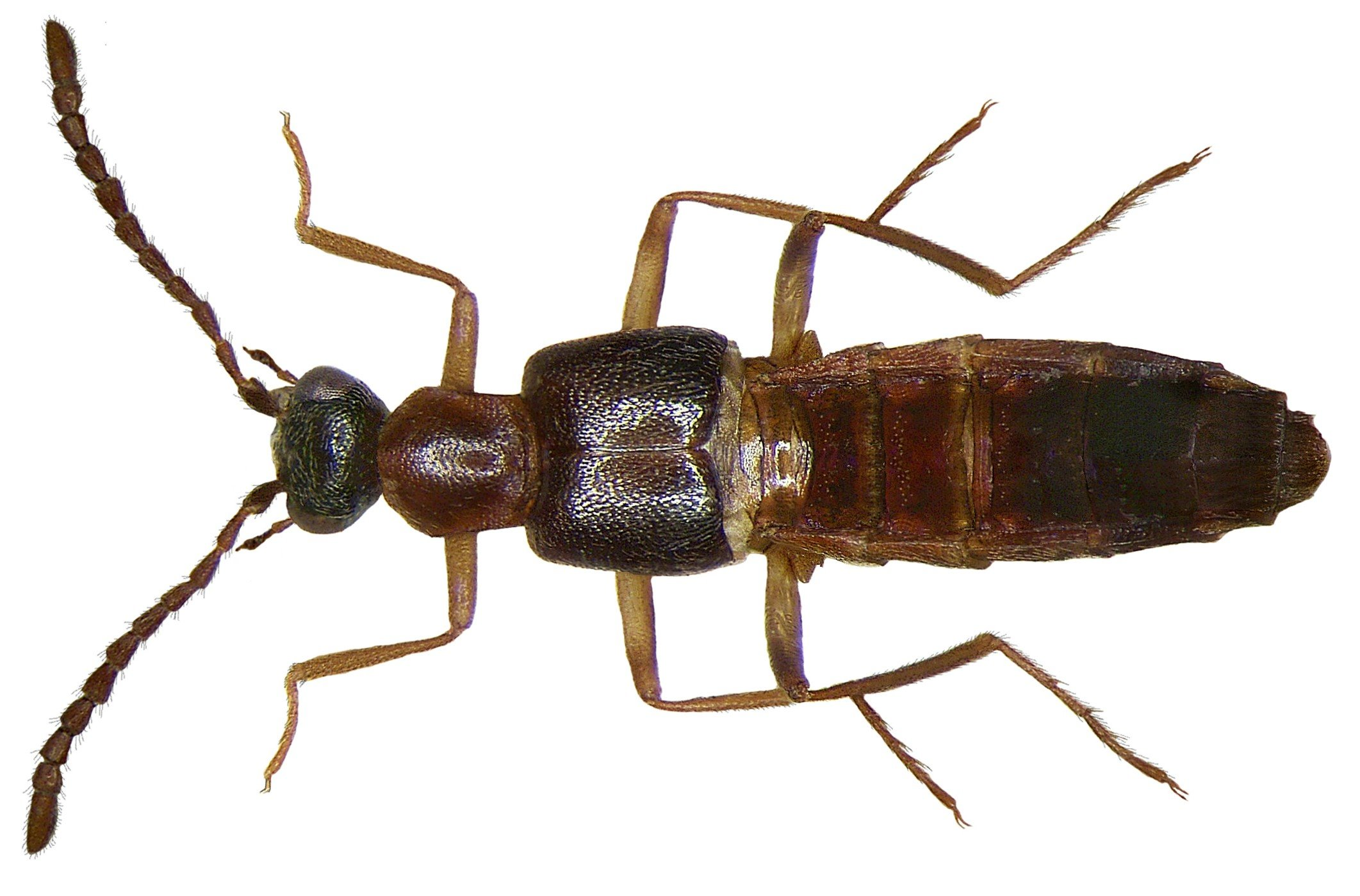
Neosmectonia kaszabi

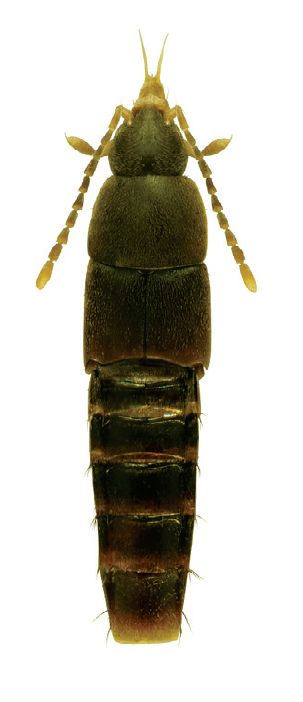
Myllaena kaskaskia

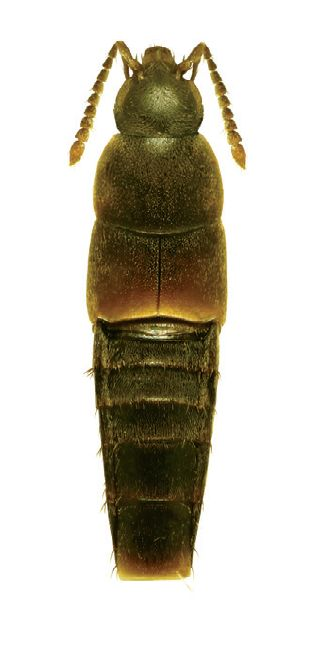
Myllaena ludificans

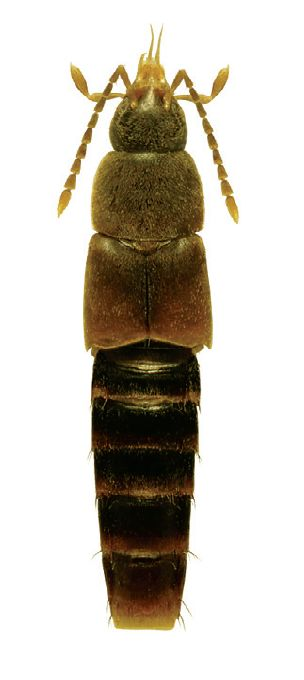
Myllaena procidua

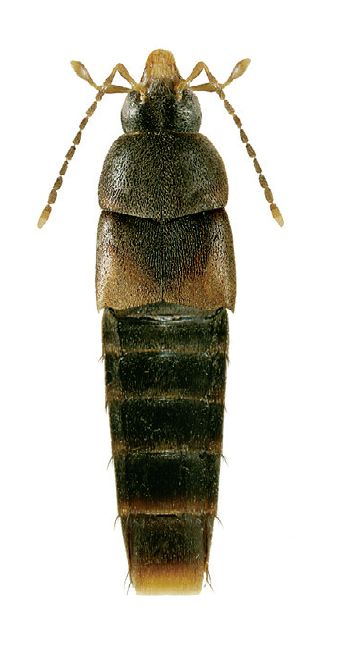
Myllaena vulpina

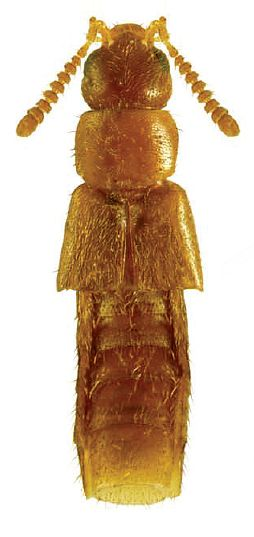
Alisalia antennalis

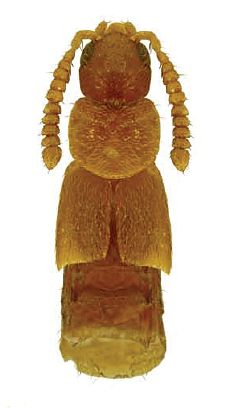
Alisalia austiniana

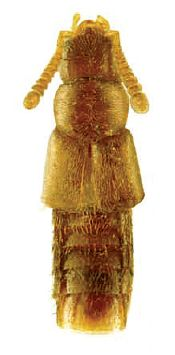
Alisalia bistriata

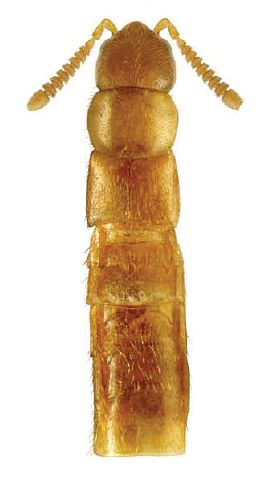
Alisalia brevipennis

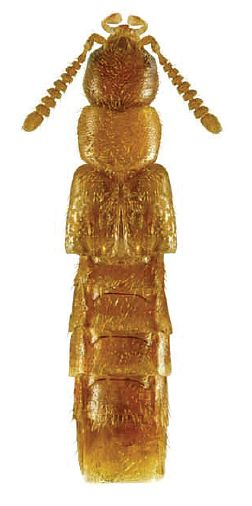
Alisalia delicata

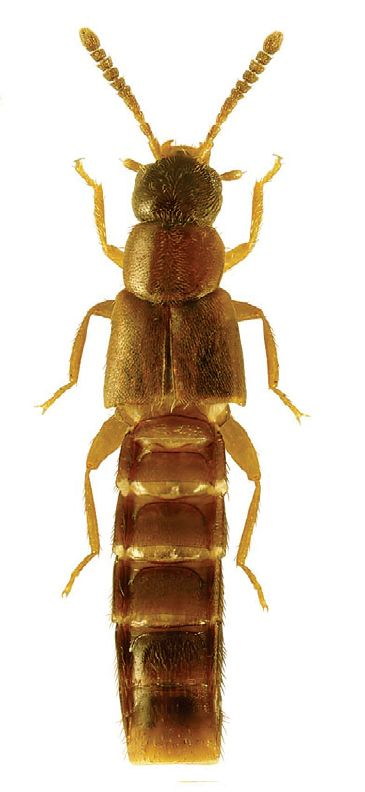
Alisalia elongata

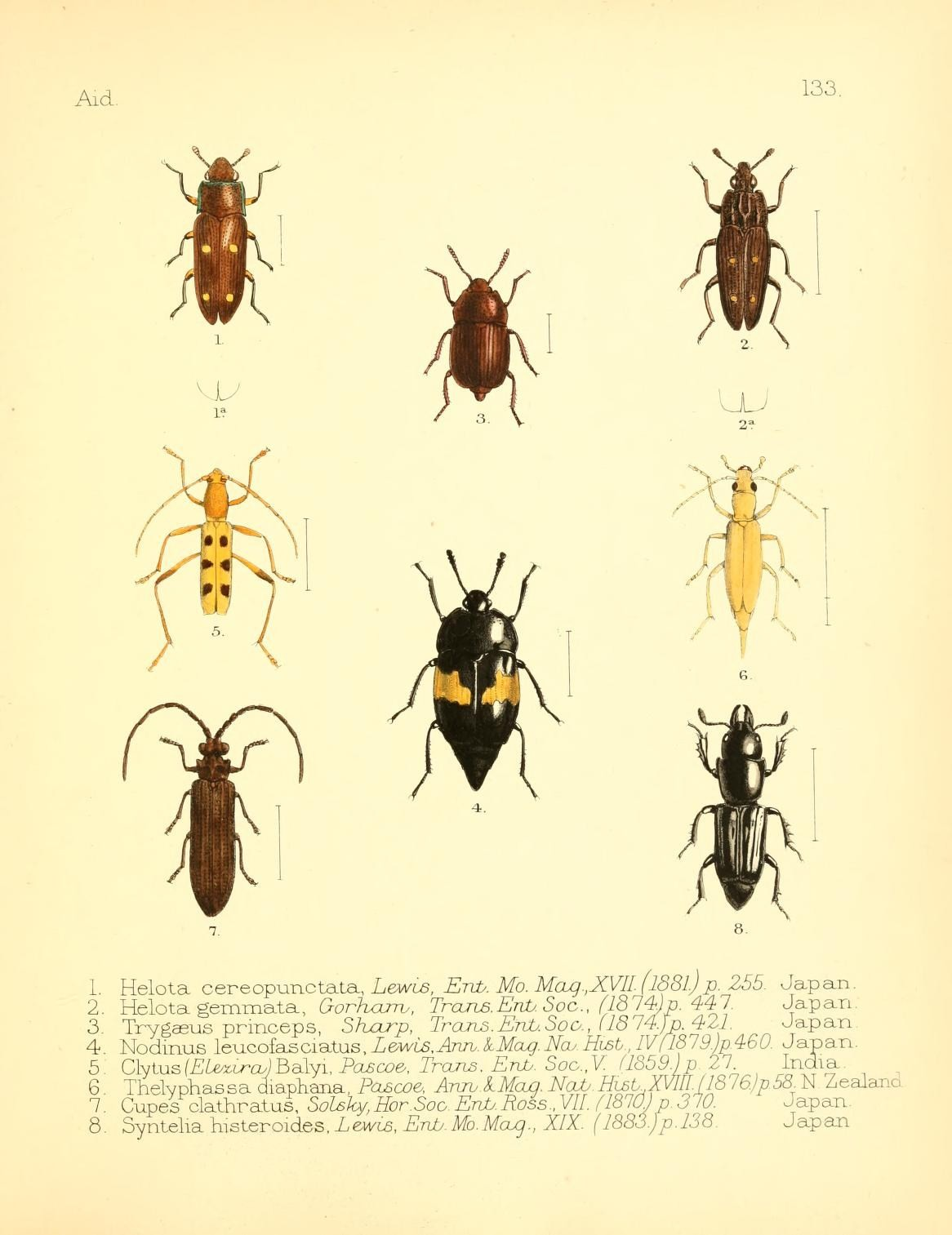
Nodynus leucofasciatus al numero 4

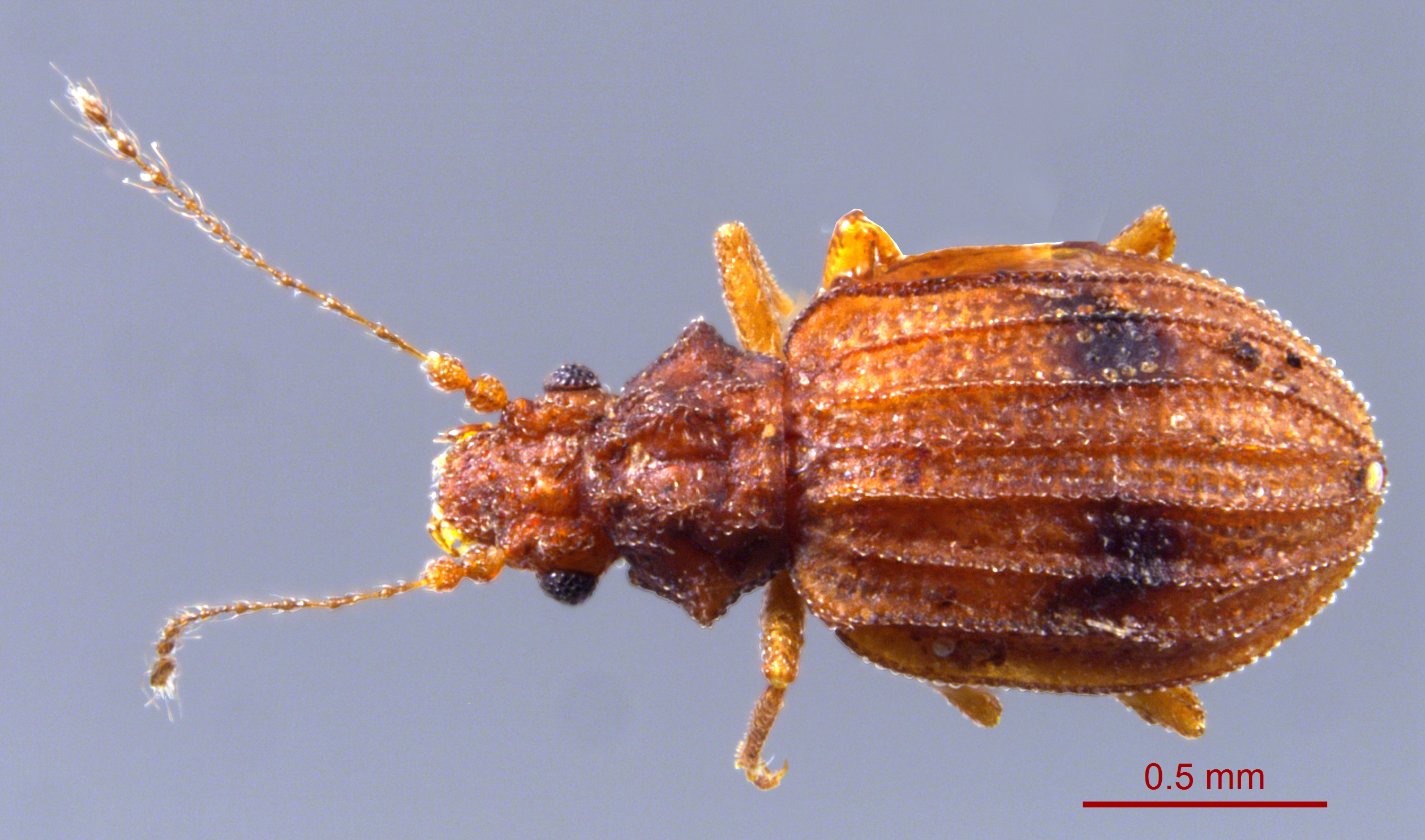
Dasycerus bicolor

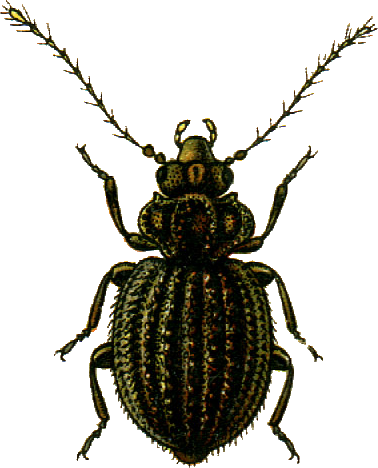
Dasycerus sulcatus

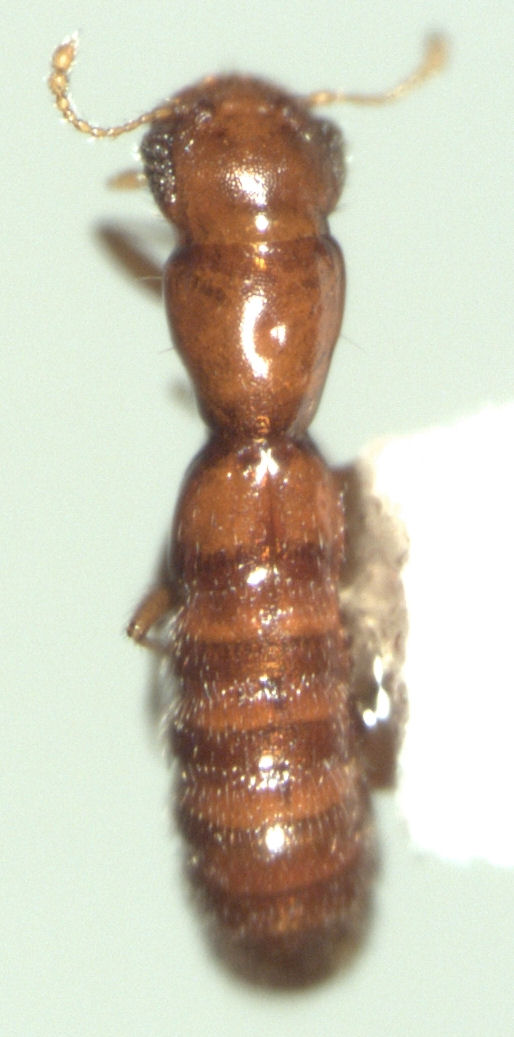
Kiwiaesthetus sp.

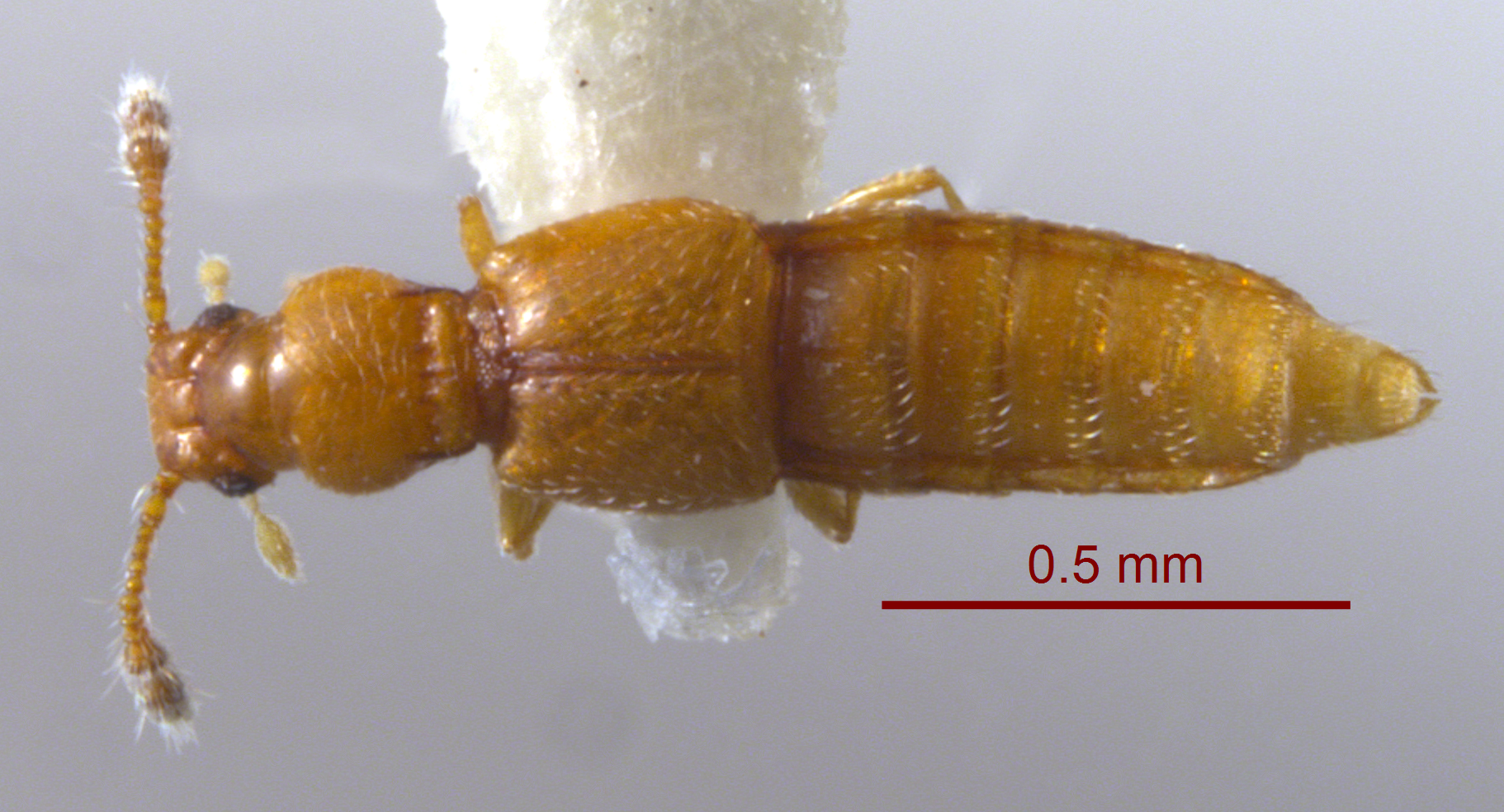
Edaphus sp.

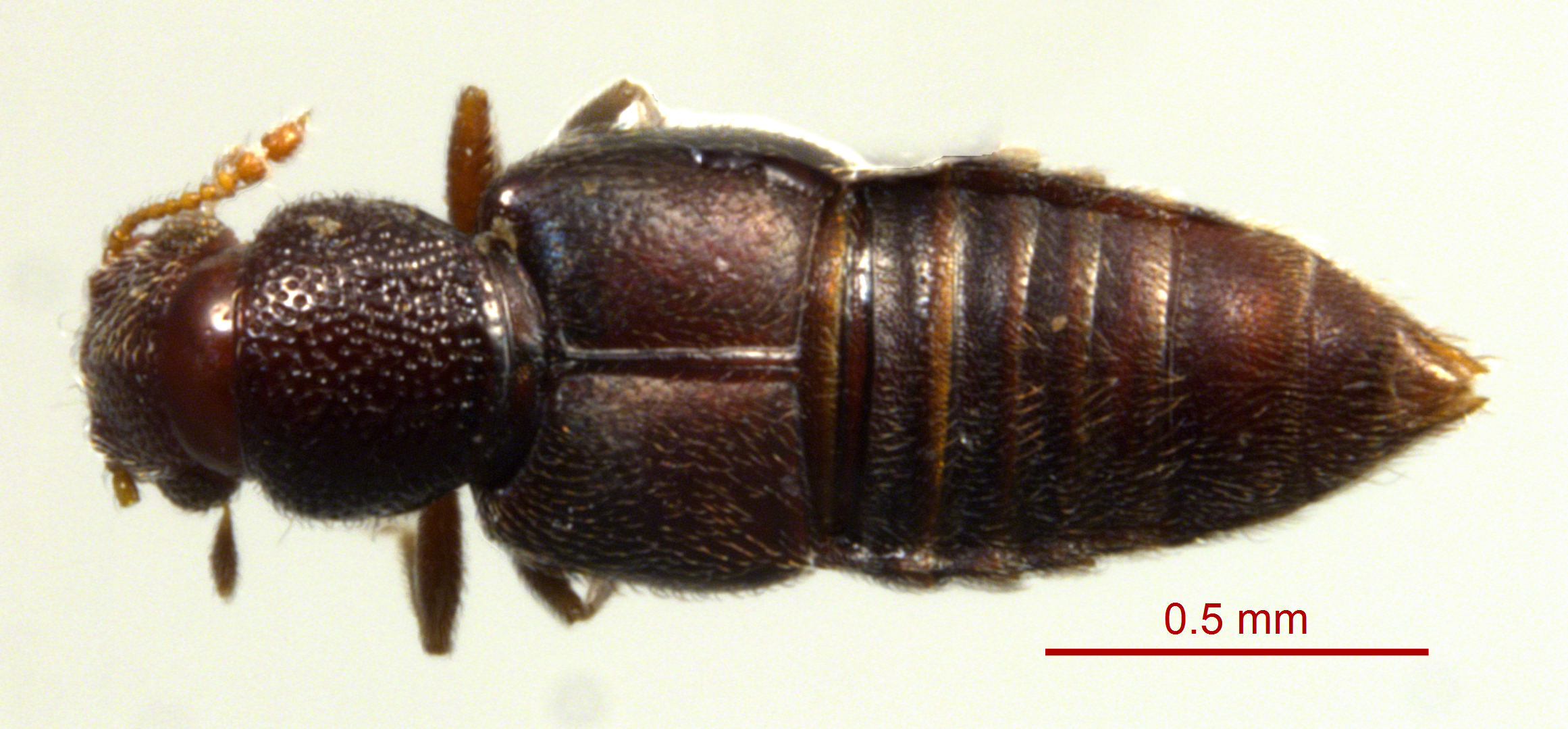
Euaesthetus sp.

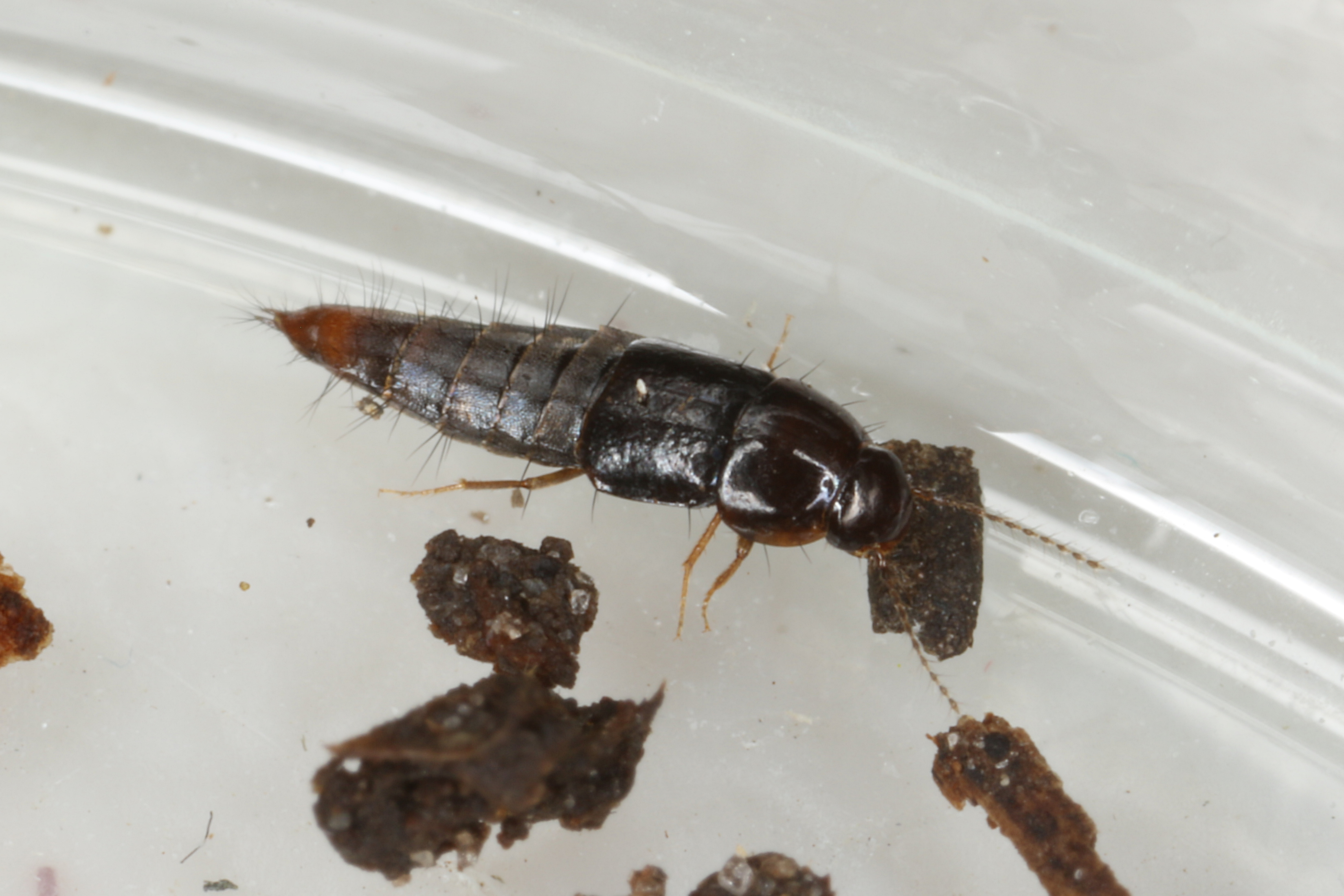
Habrocerus capillaricornis

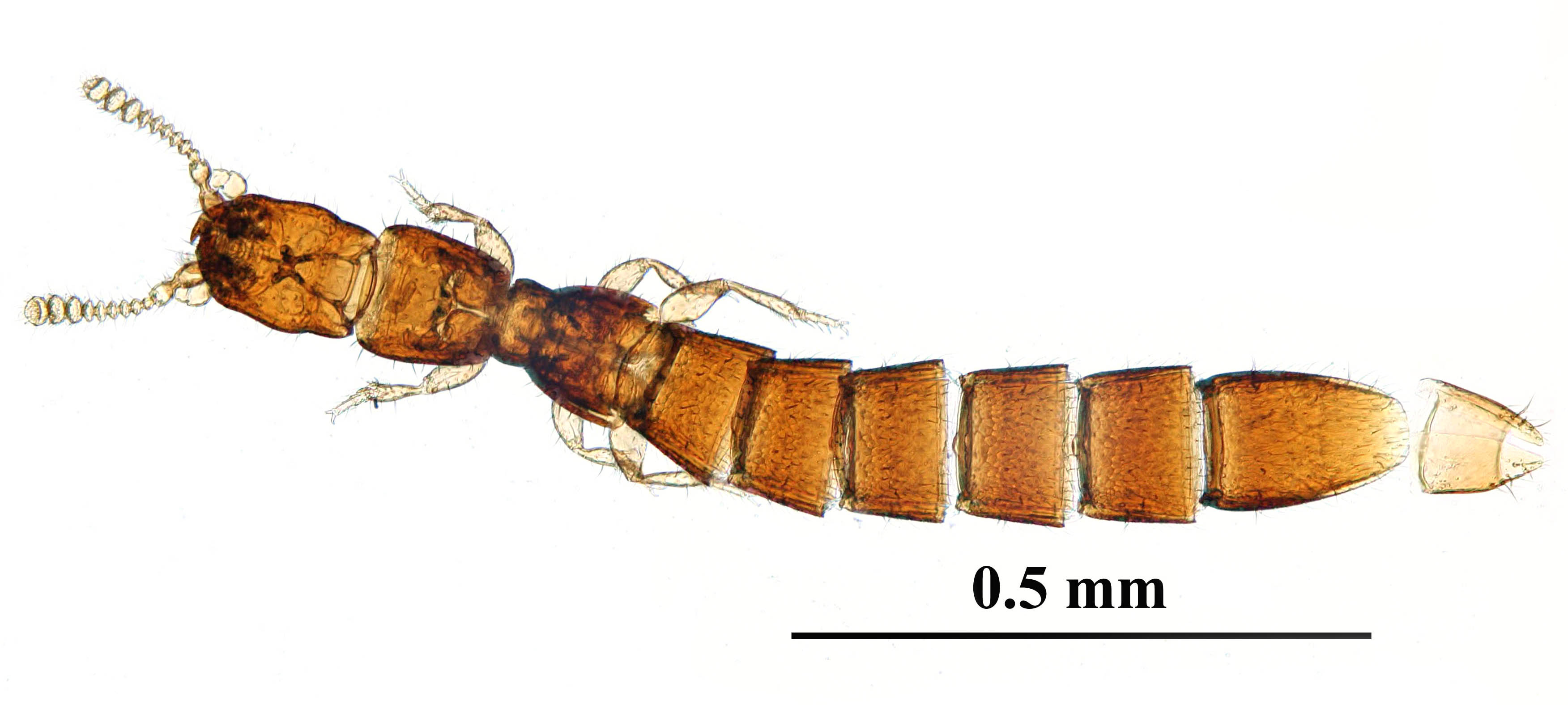
Leptotyphlinae

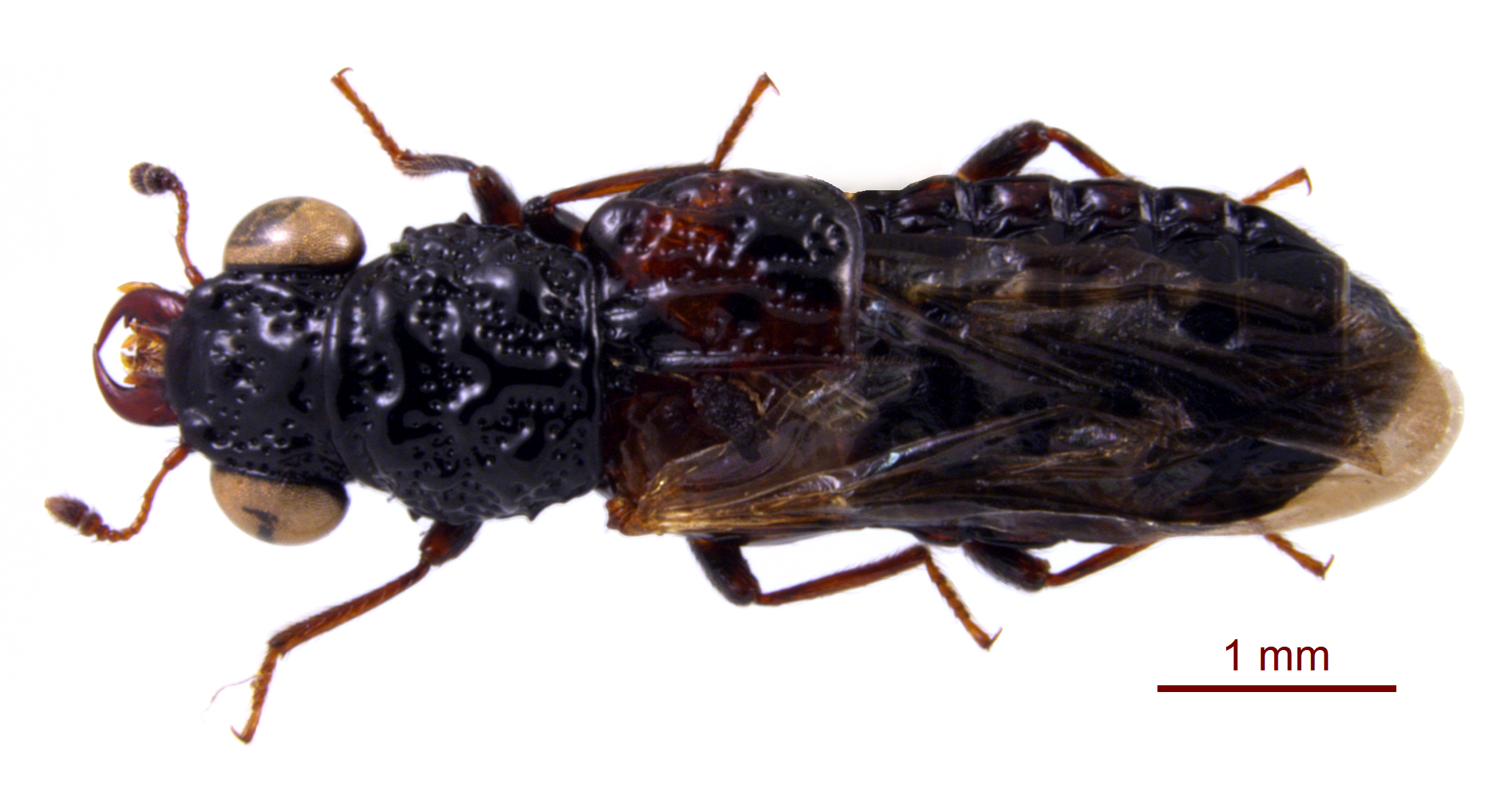
Megalopinus caelatus

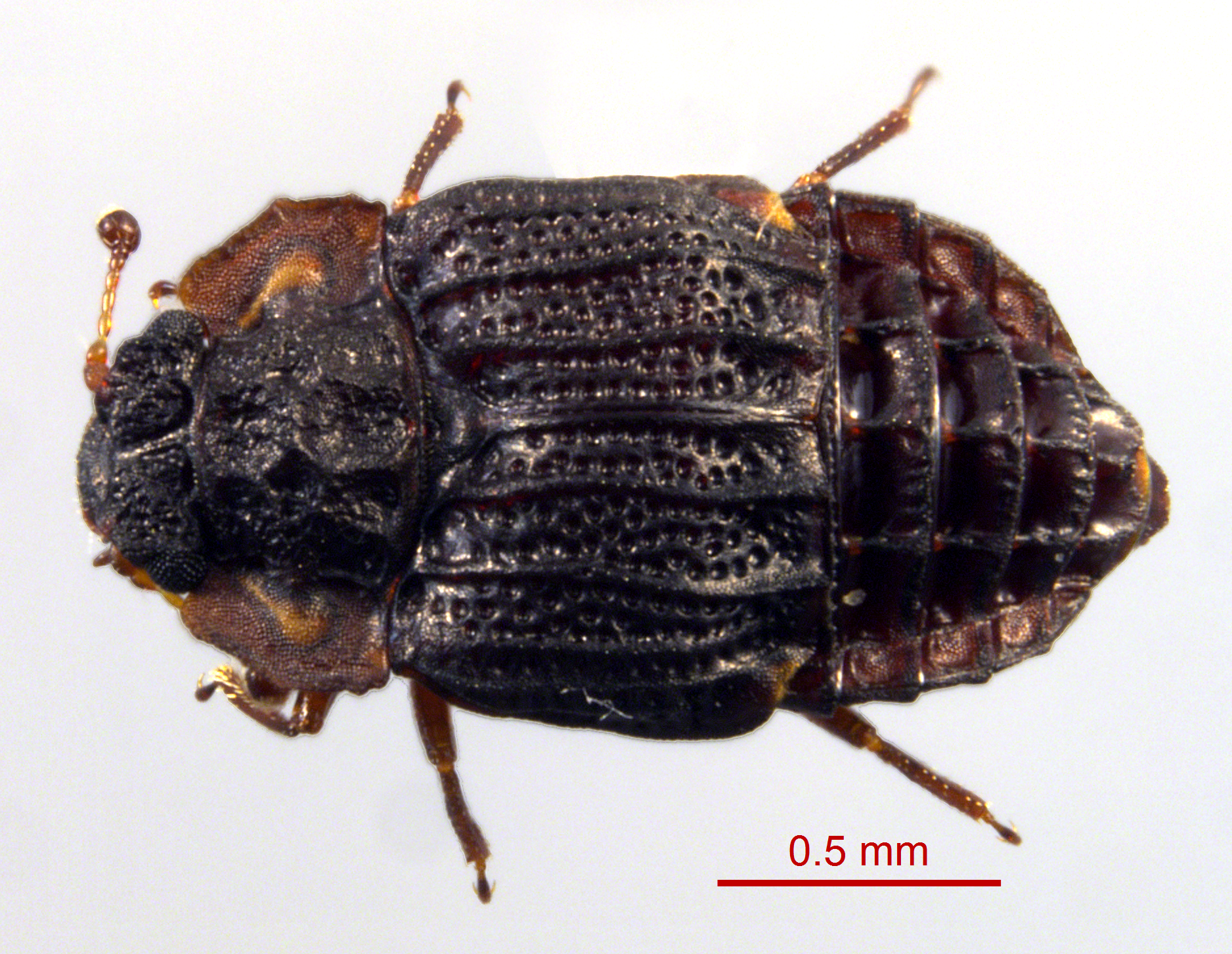
Micropeplus cribratus

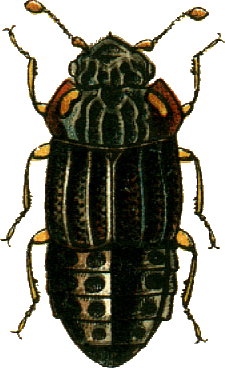
Micropeplus fulvus

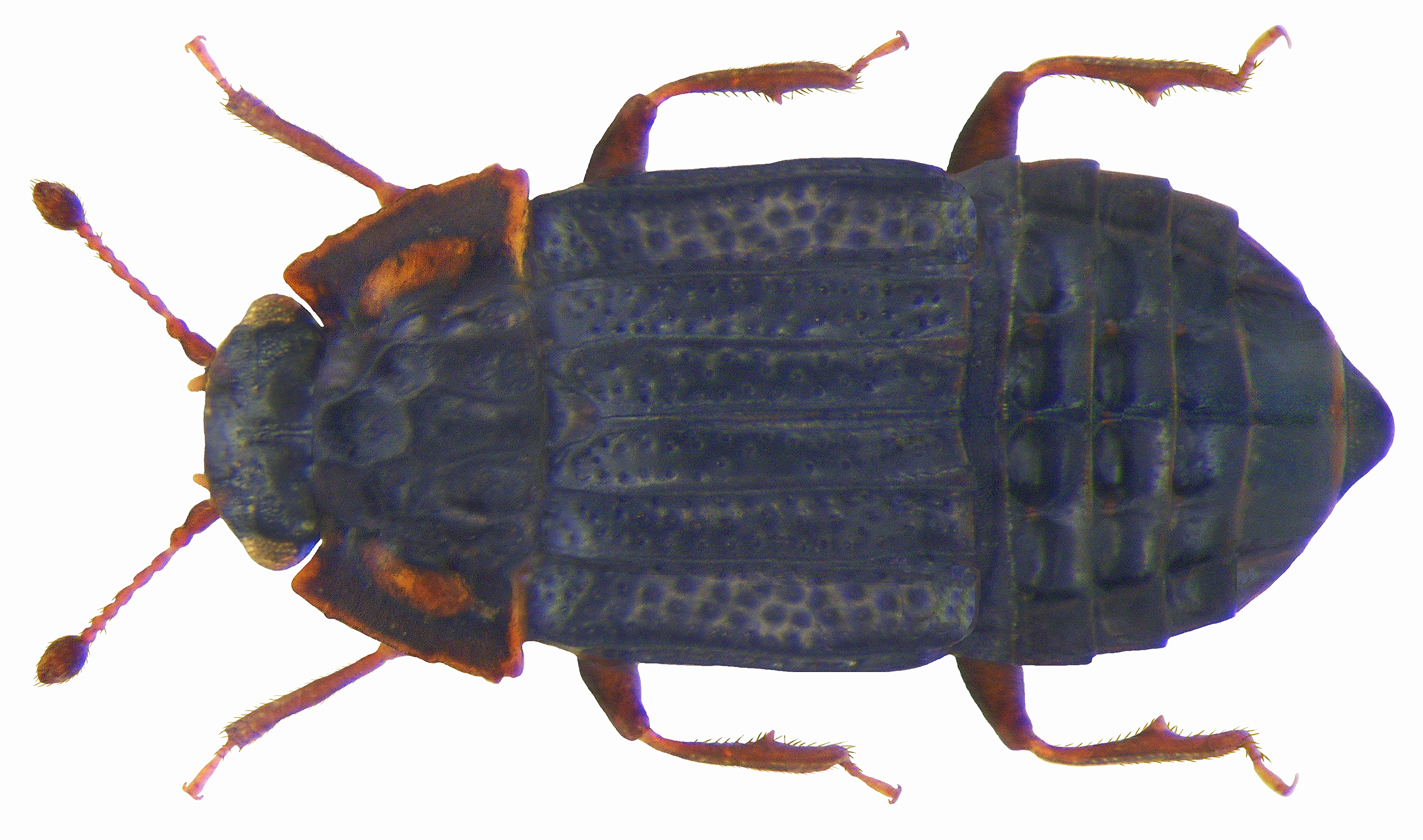
Micropeplus longipennis

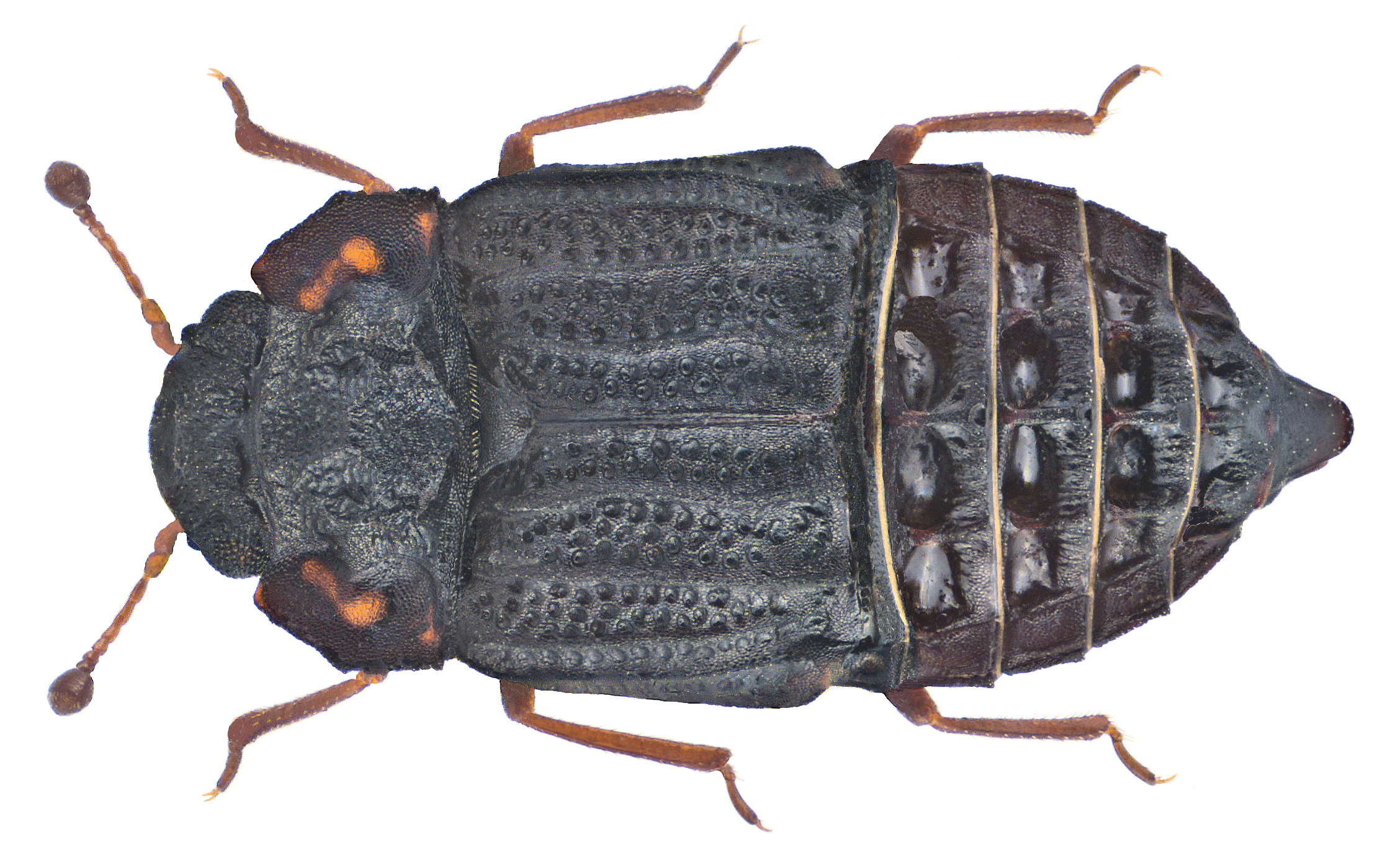
Micropeplus porcatus

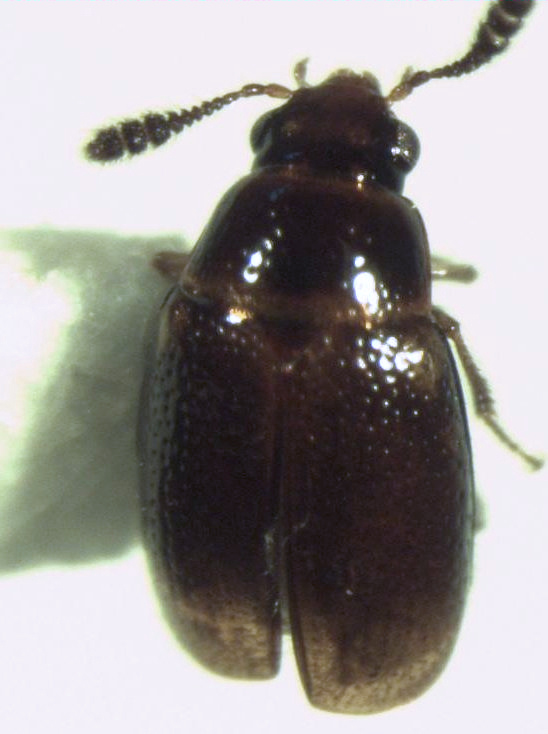
Microsilpha sp.

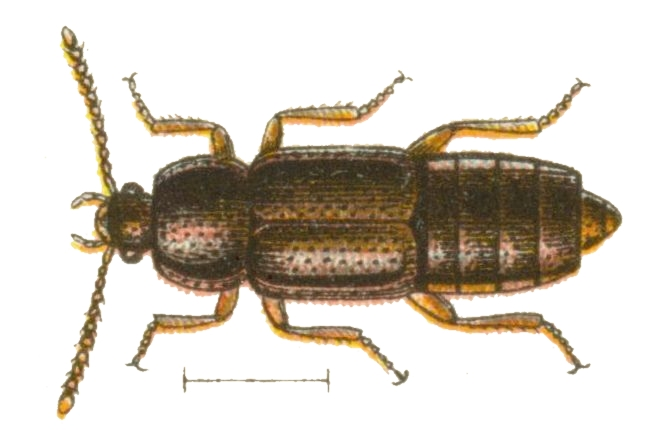
Acidota crenata

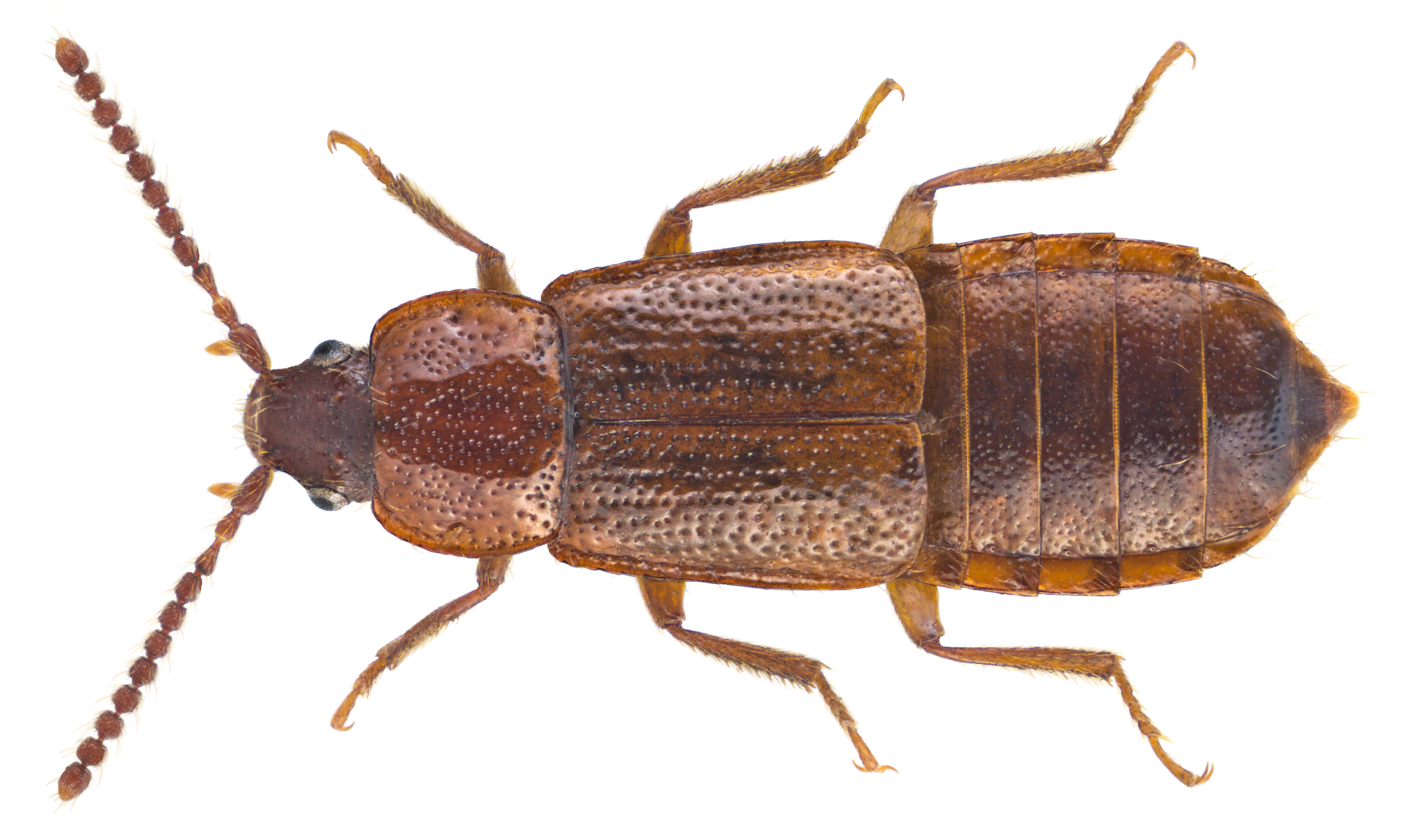
Acidota cruentata

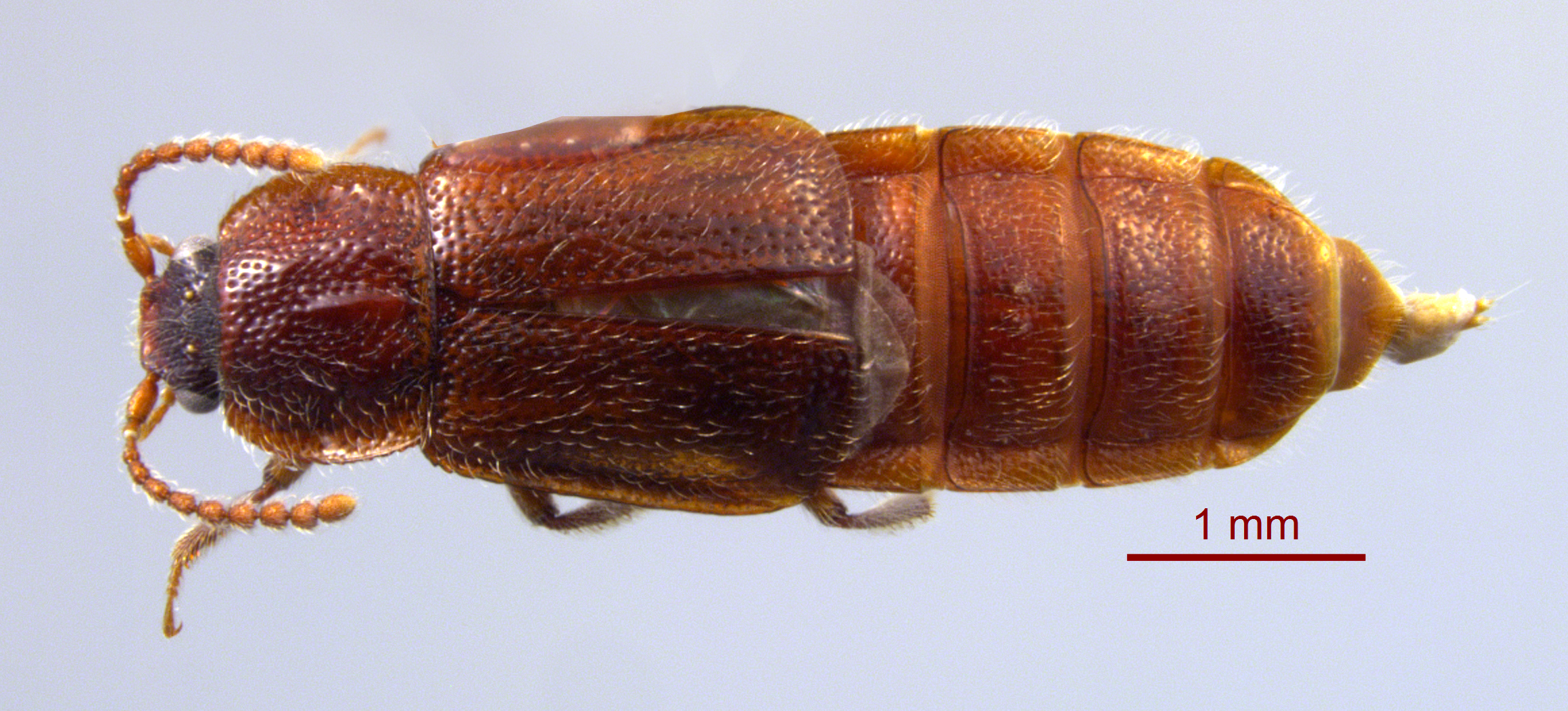
Acidota subcarinata

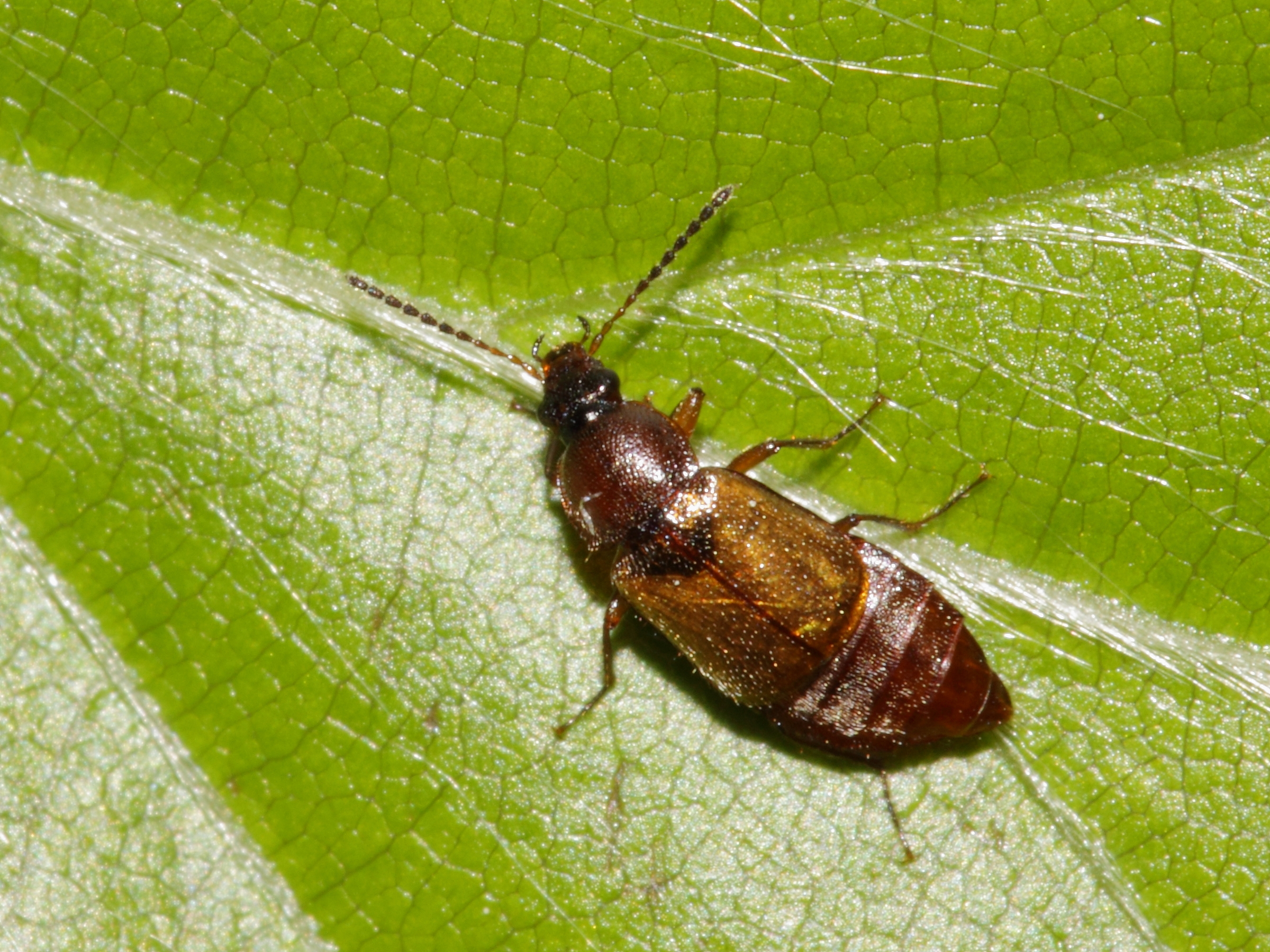
Amphichroum canaliculatum

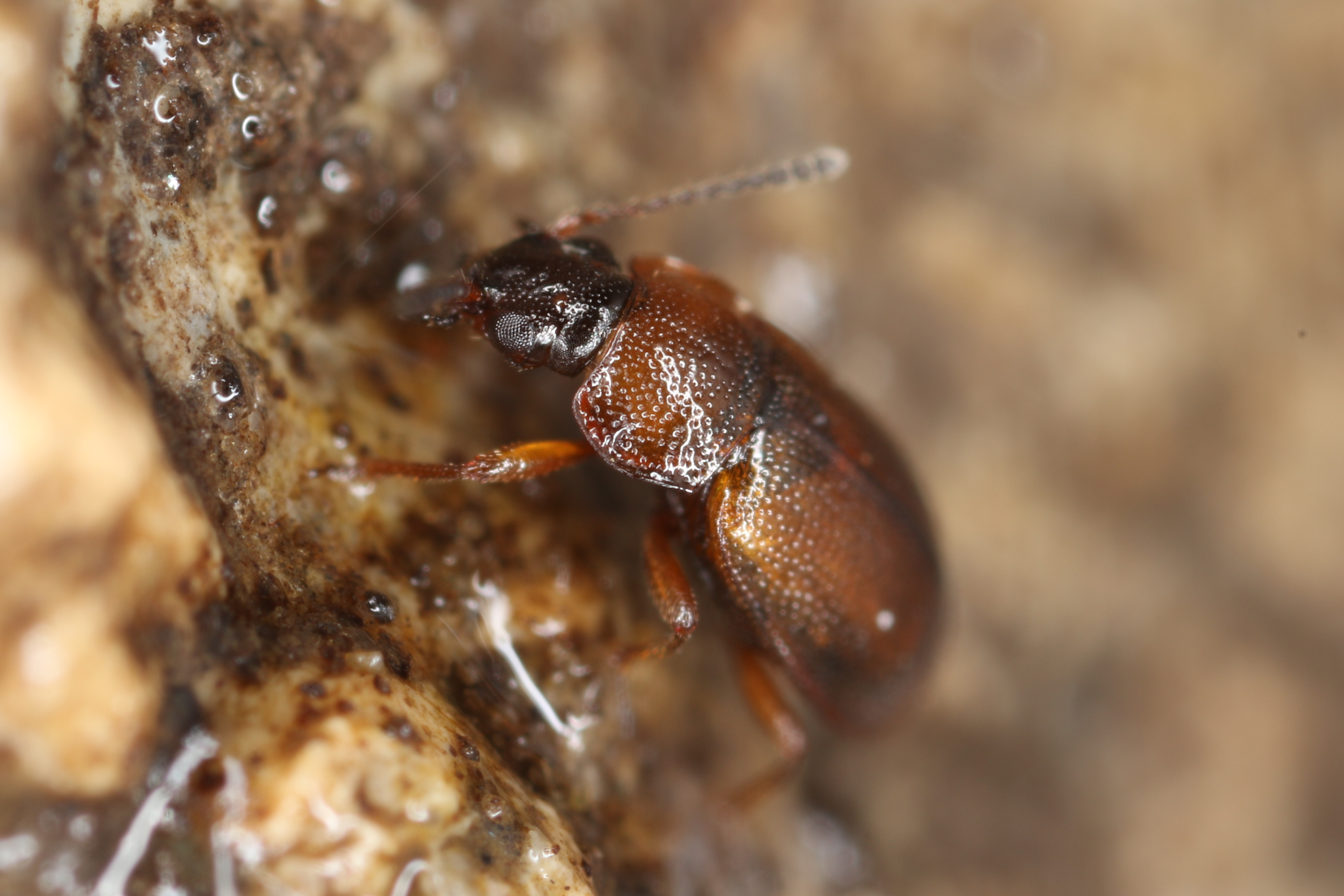
Anthobium atrocephalum

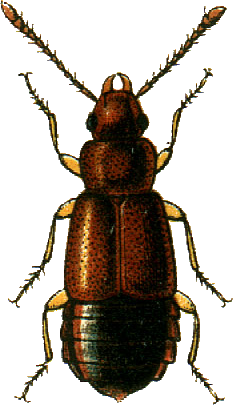
Anthobium ophthalmicum

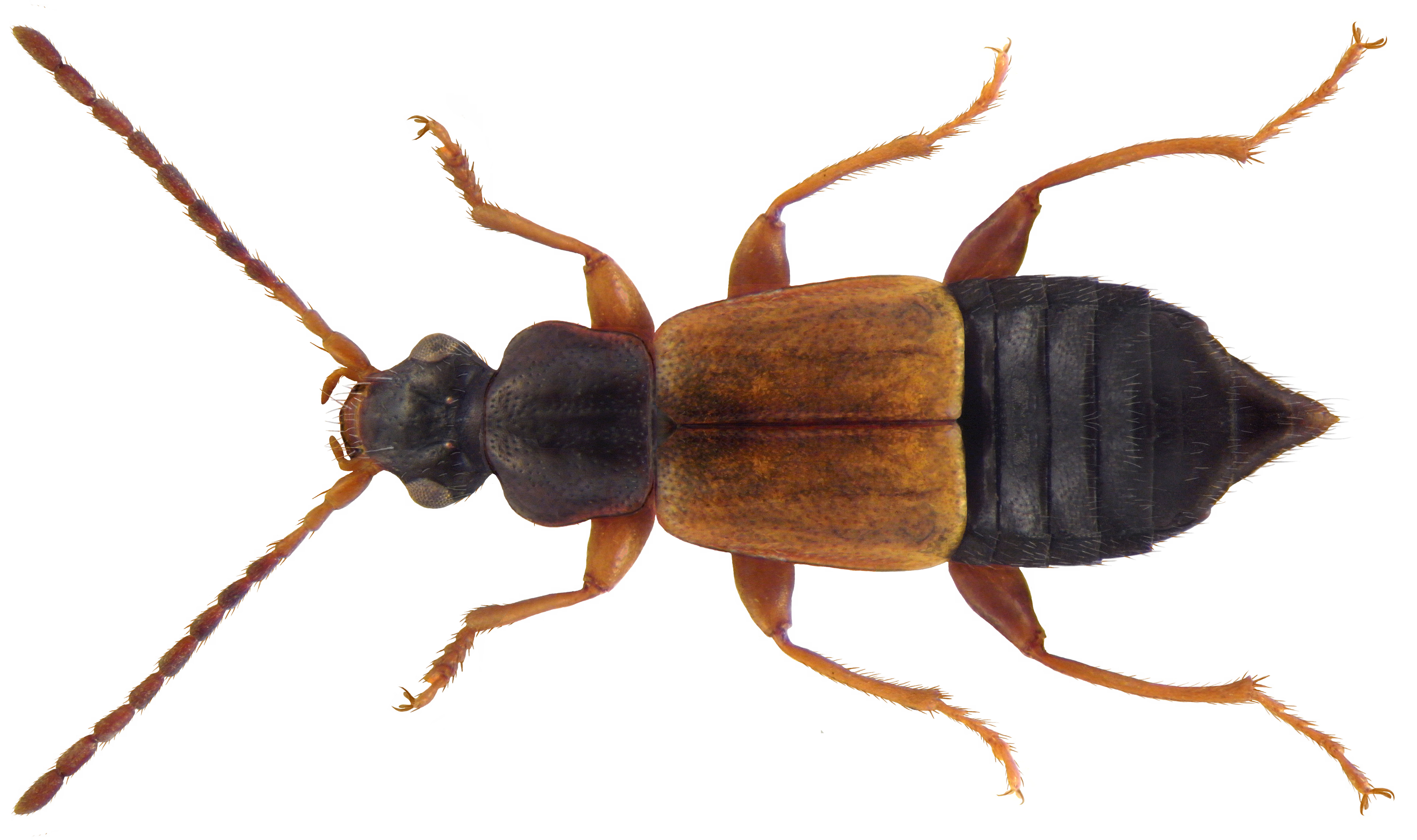
Anthophagus alpestris

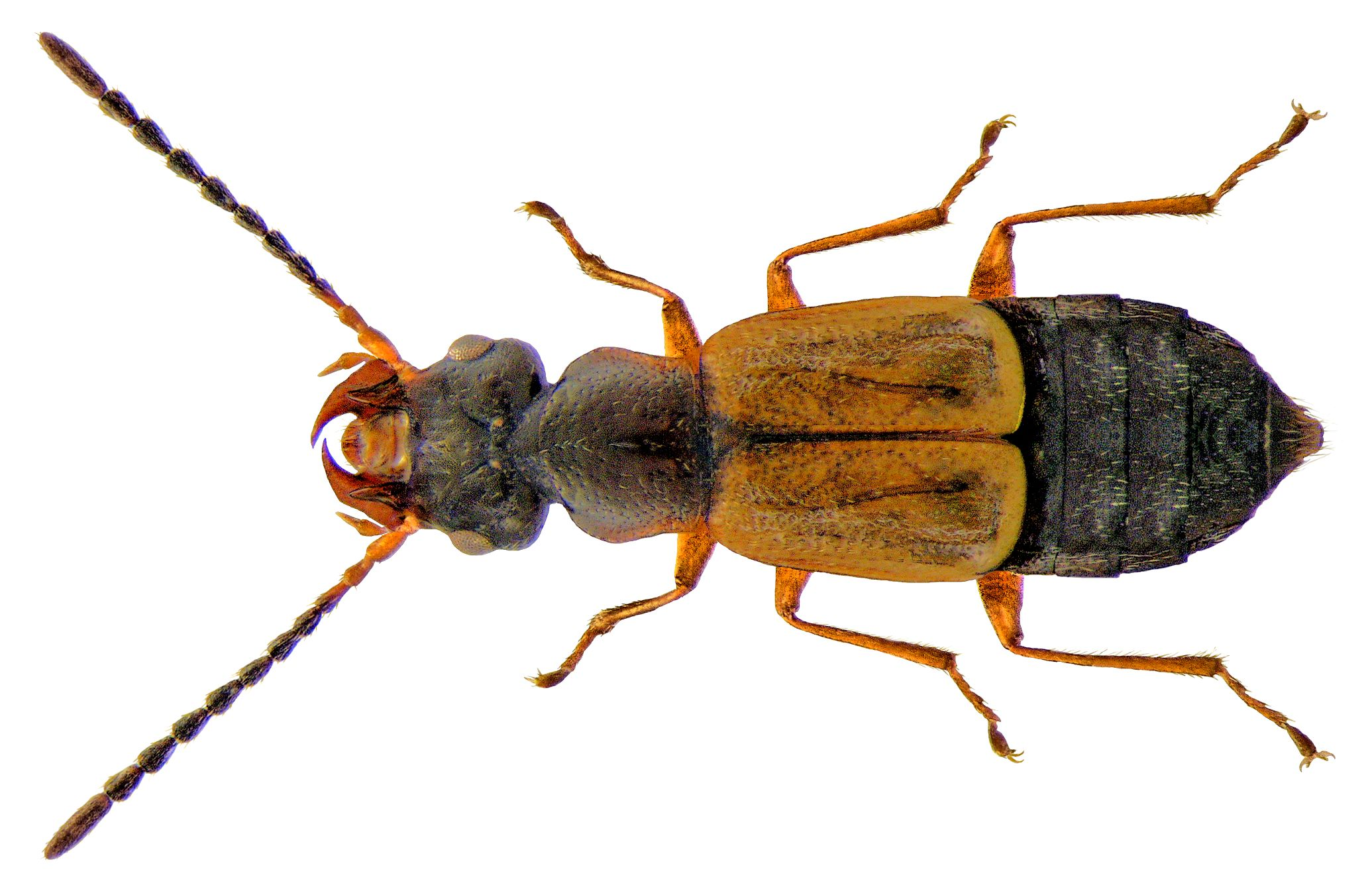
Anthophagus alpinus

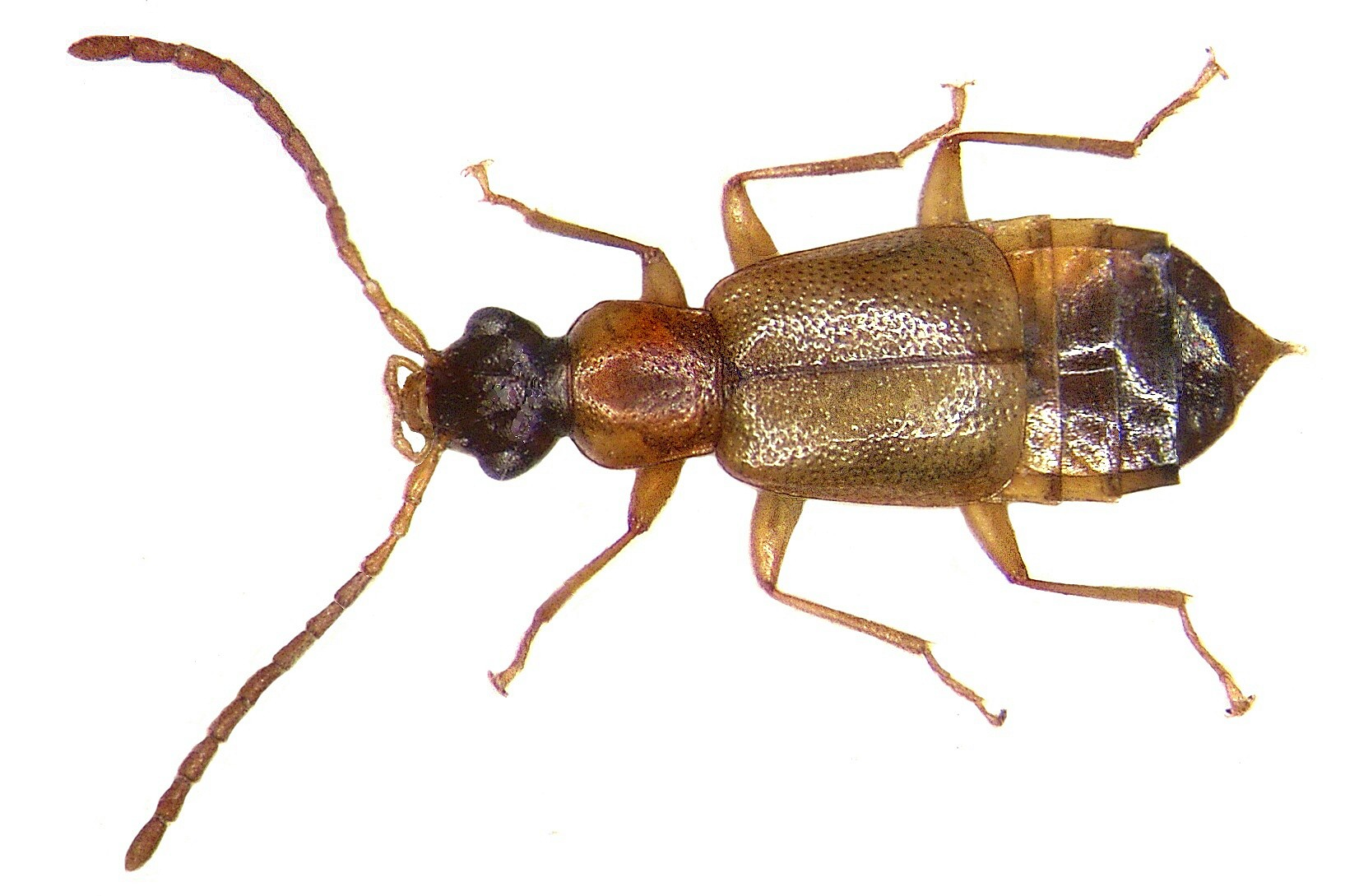
Anthophagus angusticollis

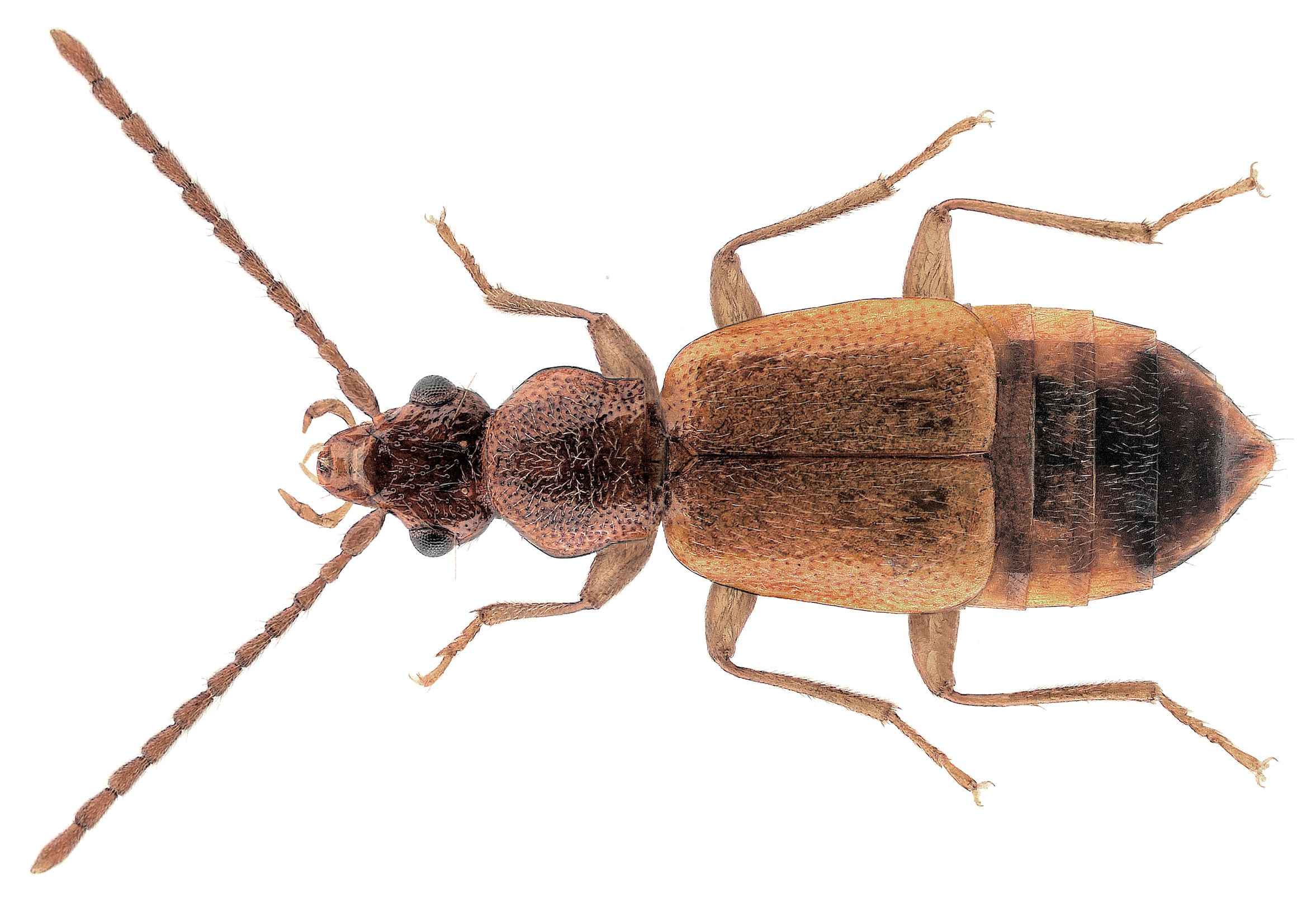
Anthophagus caraboides

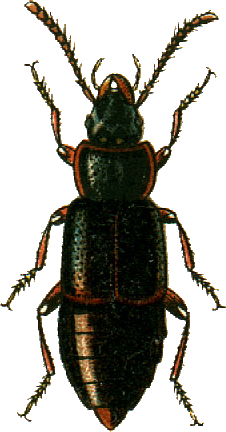
Arpedium quadrum

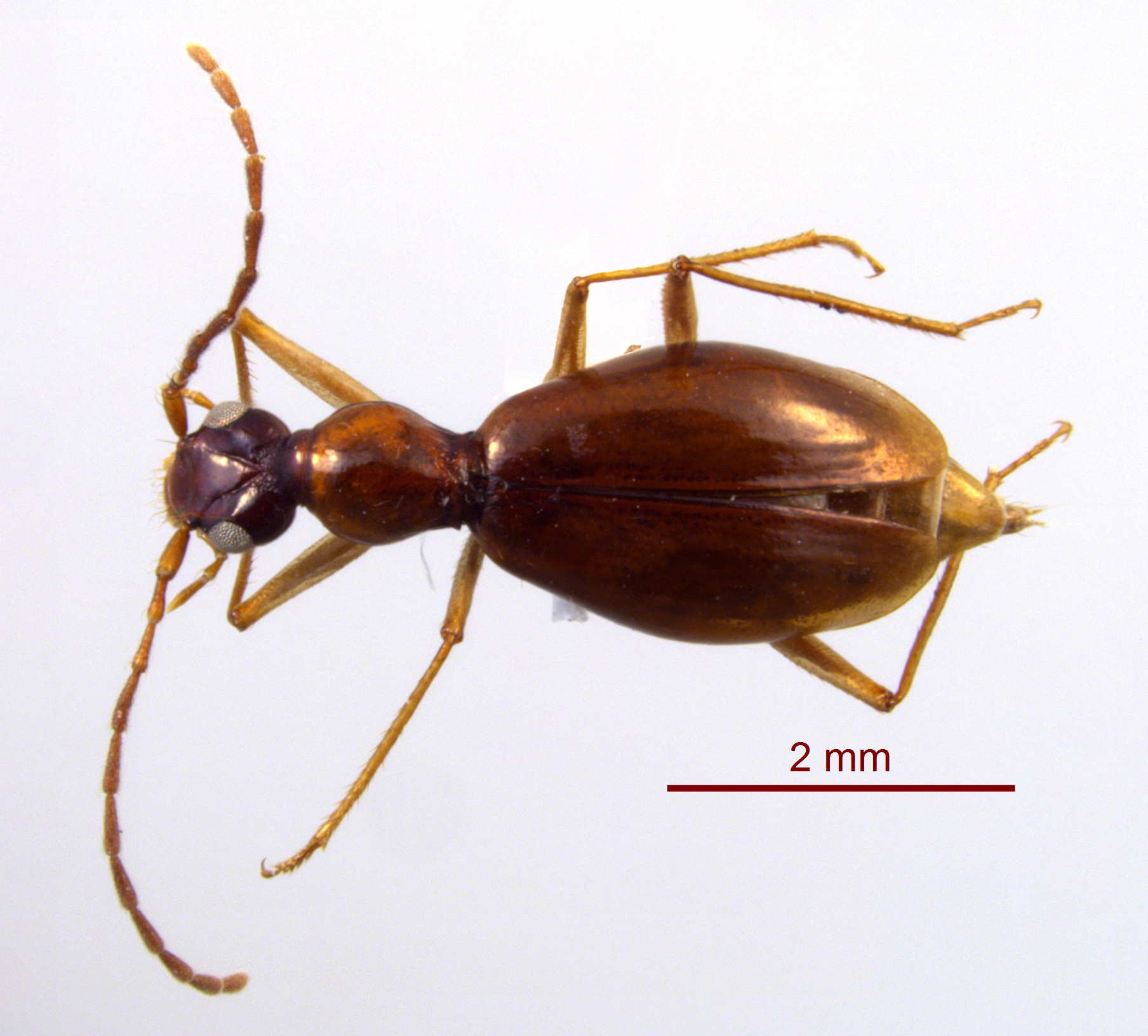
Brathinus nitidus

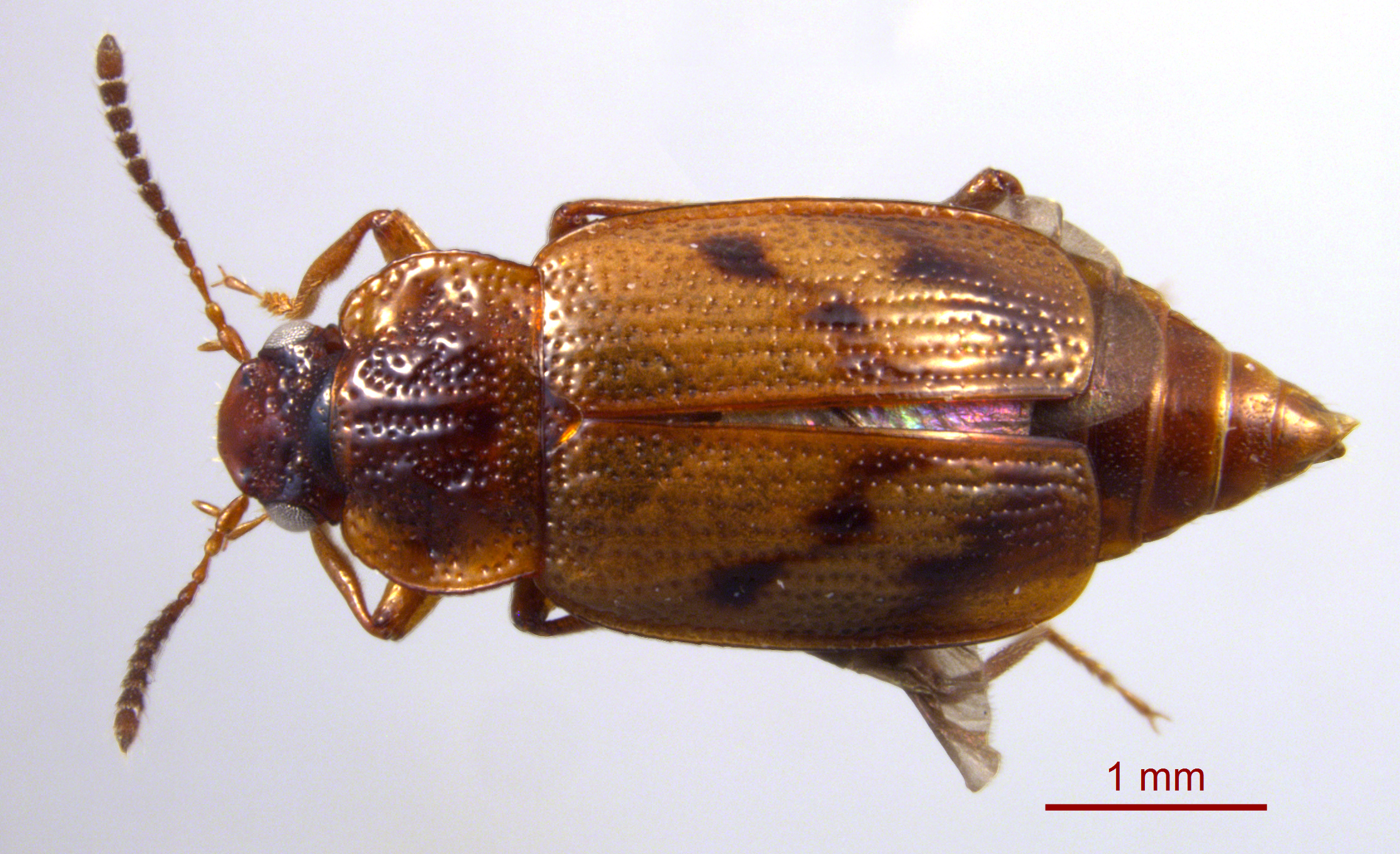
Deinopteroloma pictum

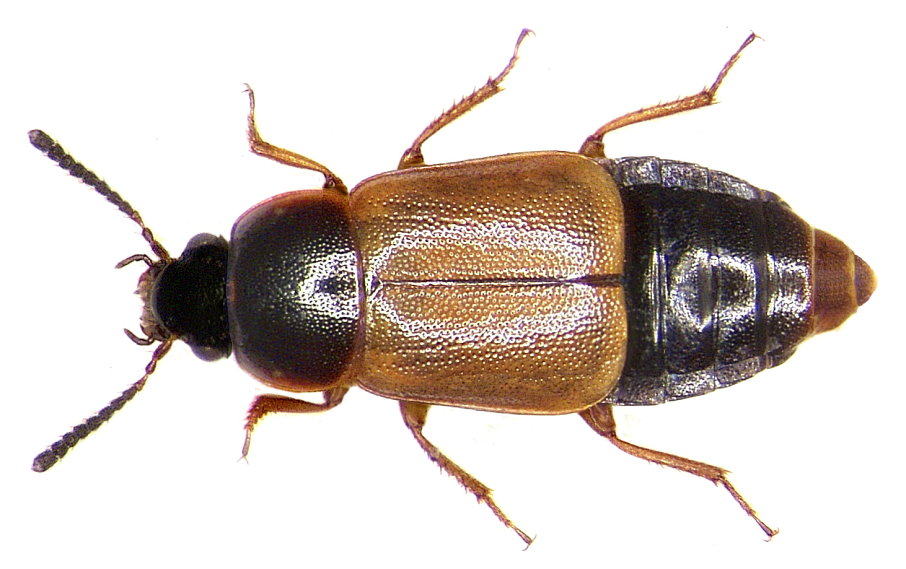
Deliphrum tectum

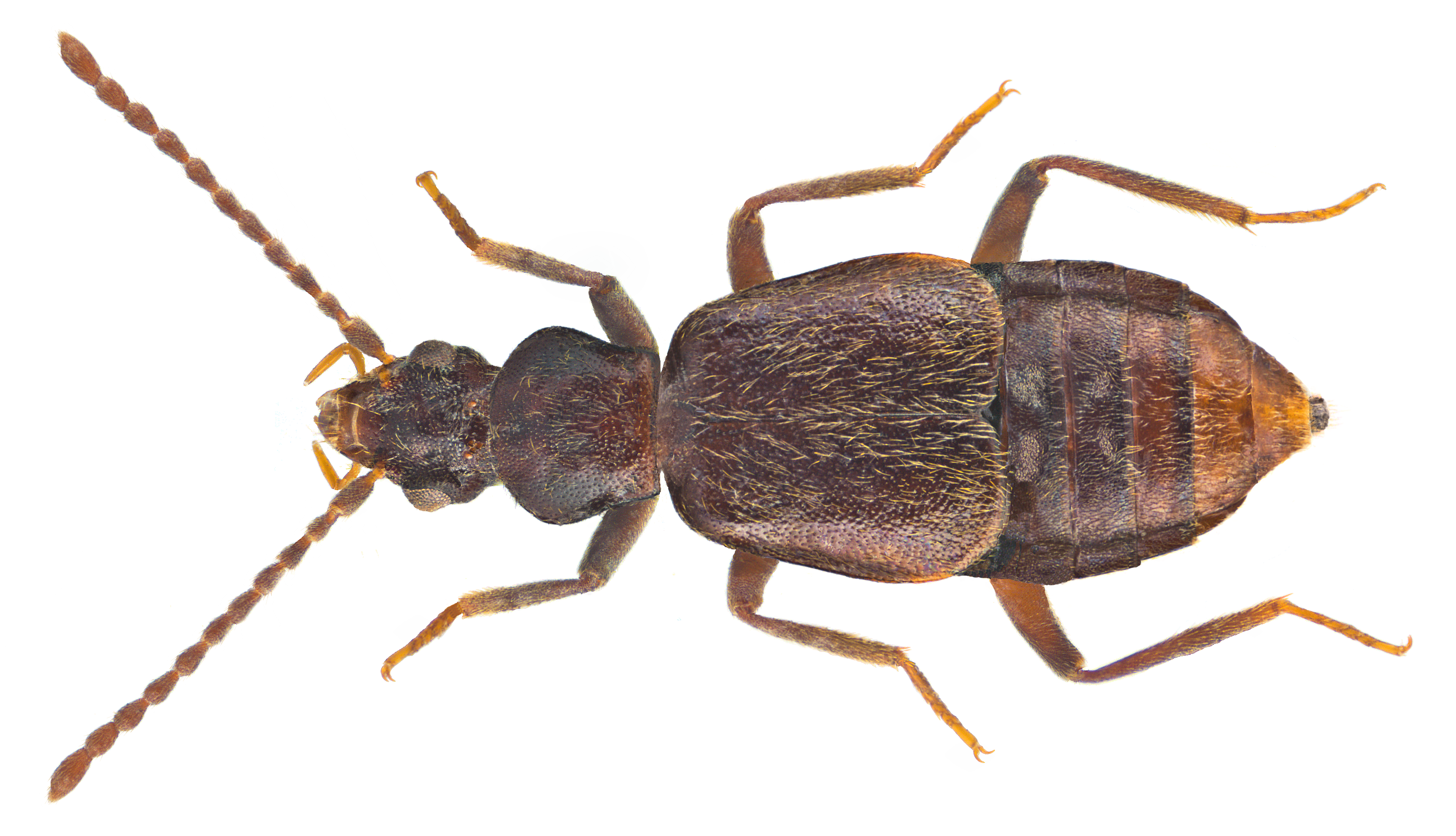
Lesteva benicki

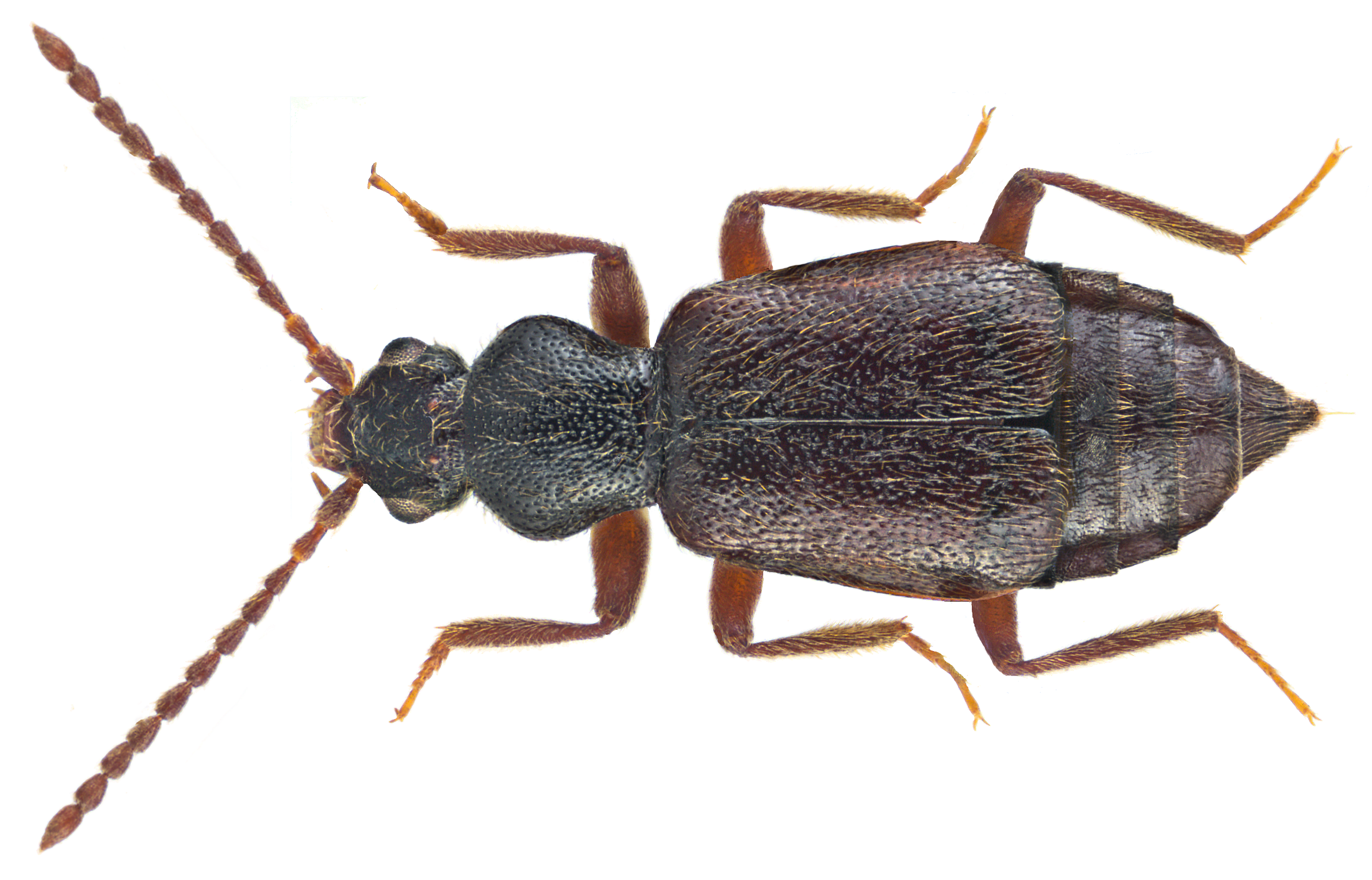
Lesteva longoelytrata

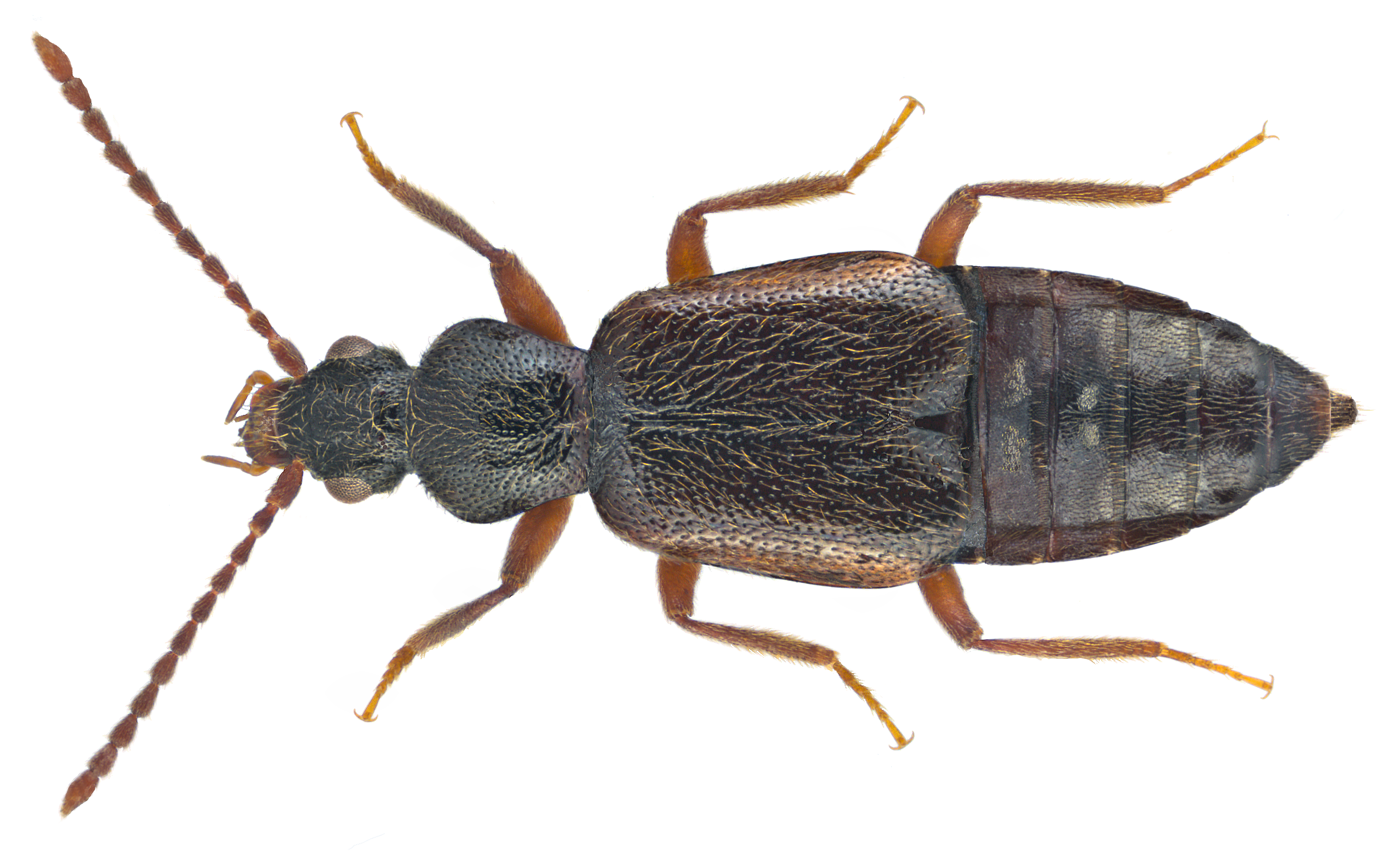
Lesteva monticola

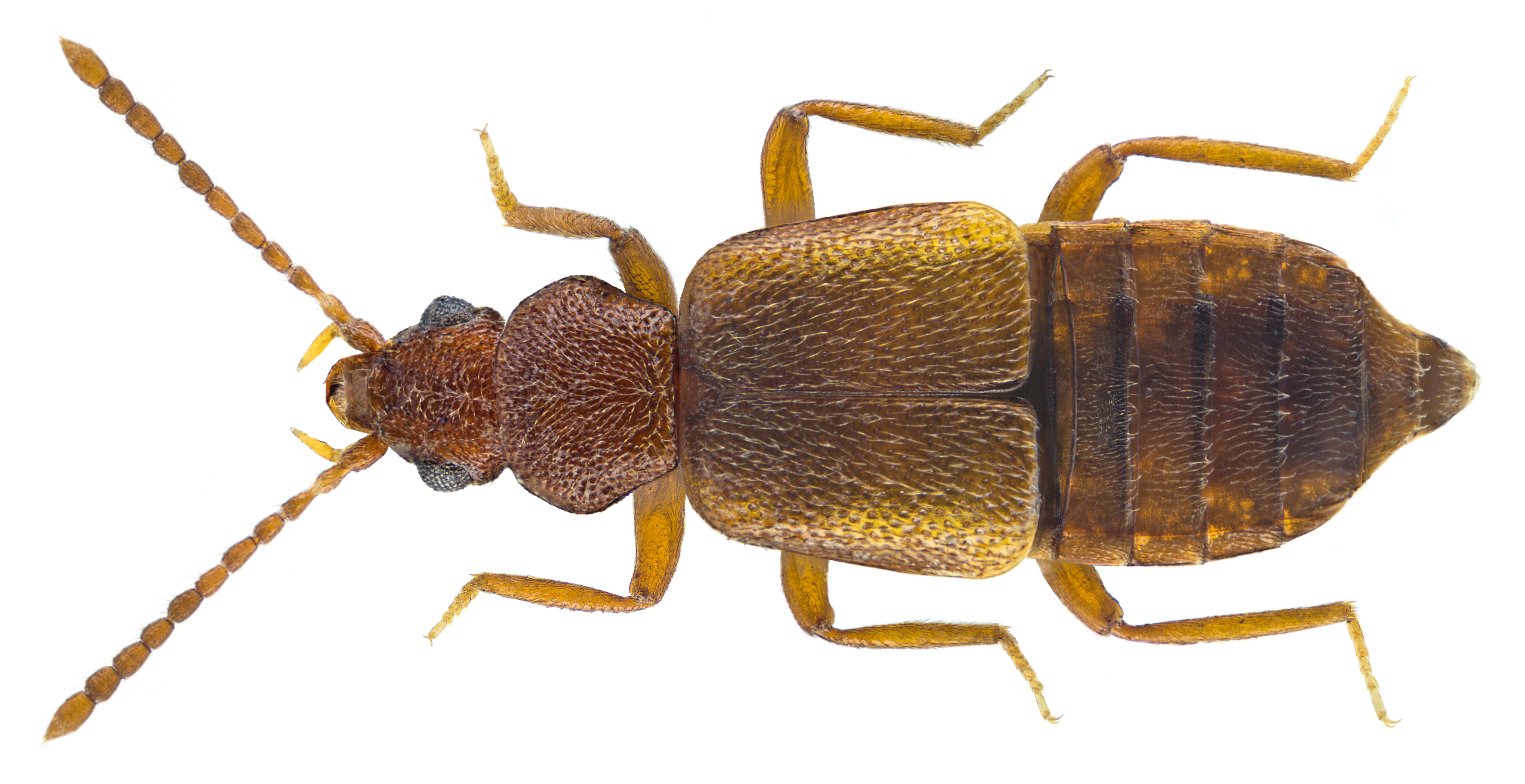
Lesteva sicula heeri

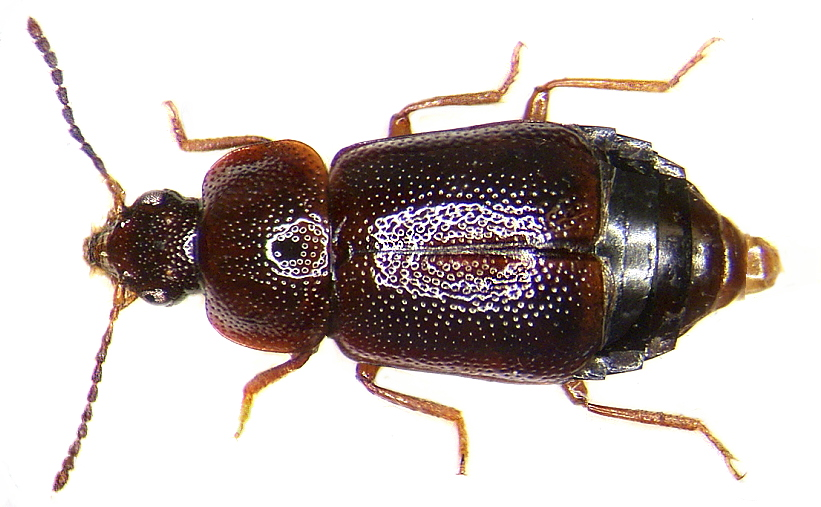
Olophrum fuscum

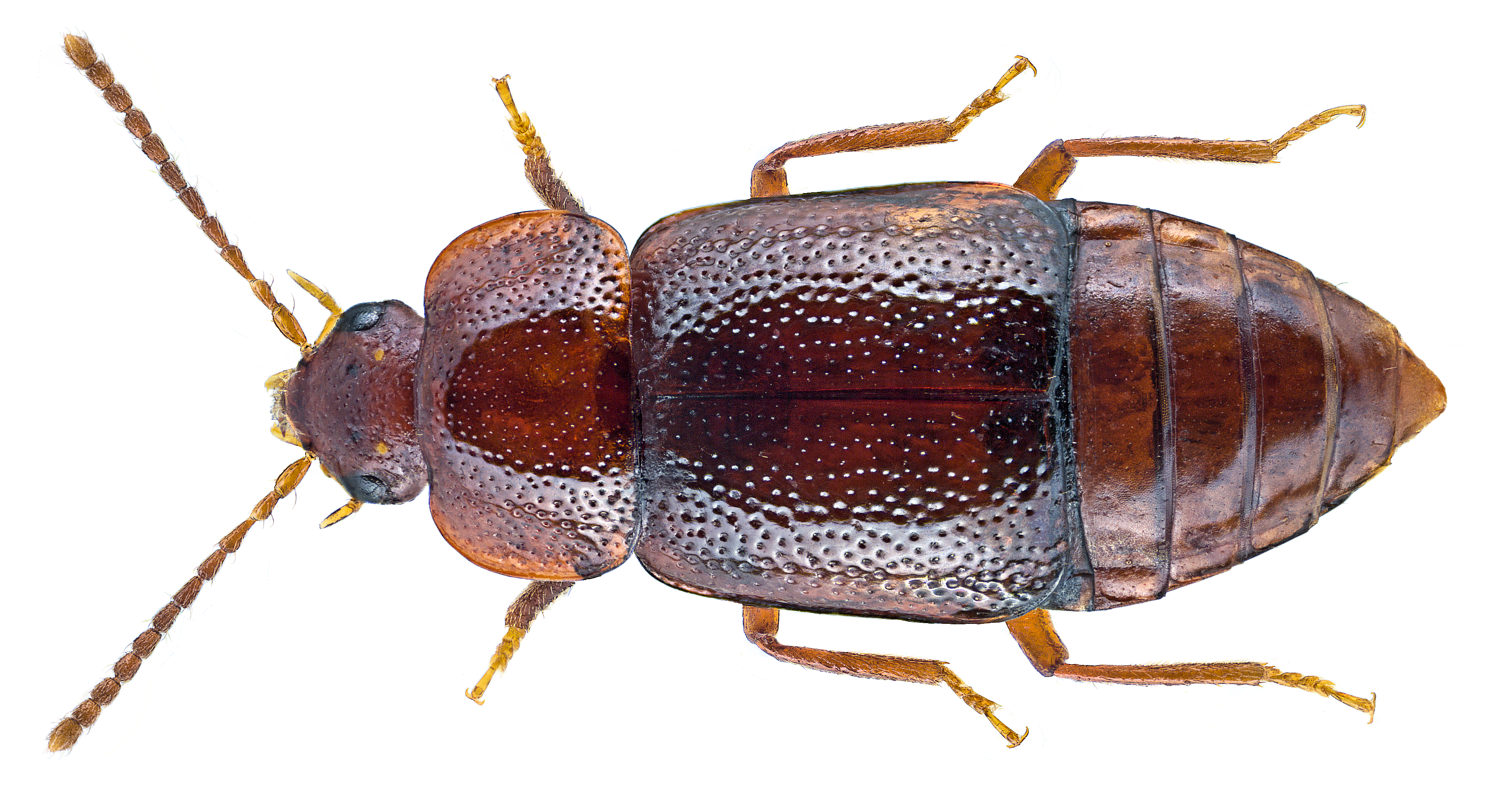
Olophrum piceum

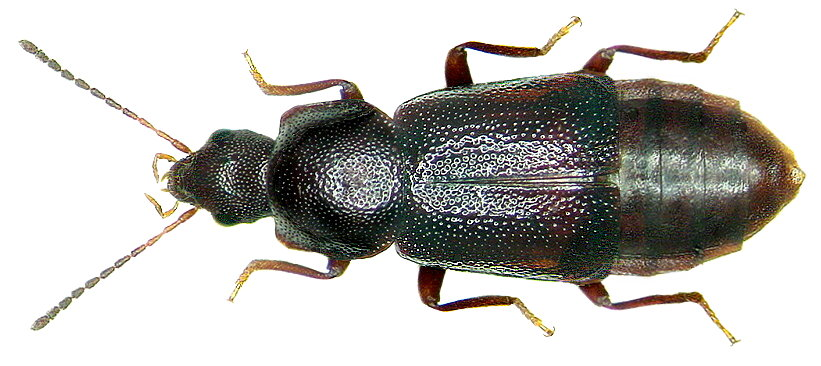
Olophrum rotundicolle

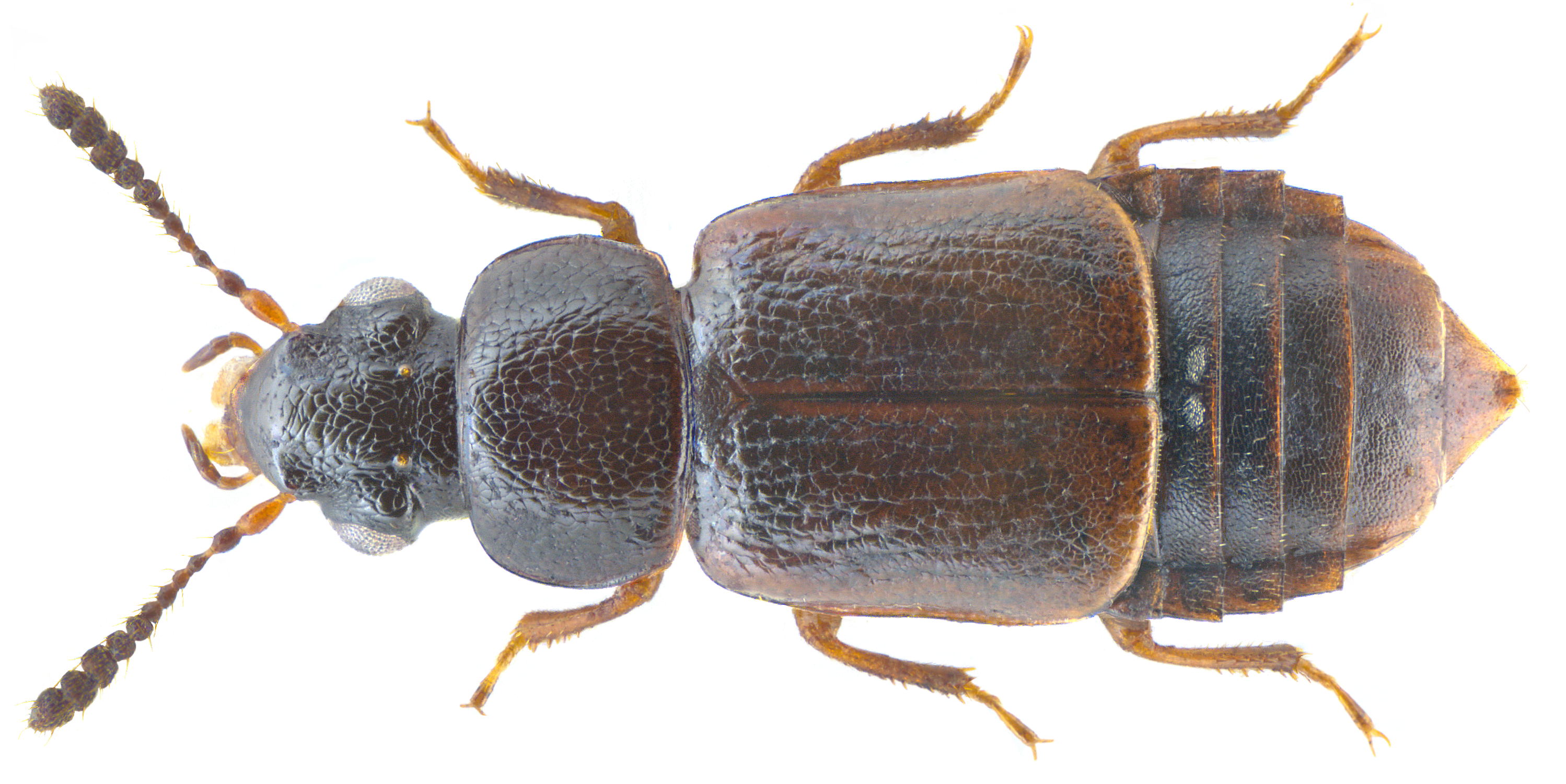
Acrolocha sicula

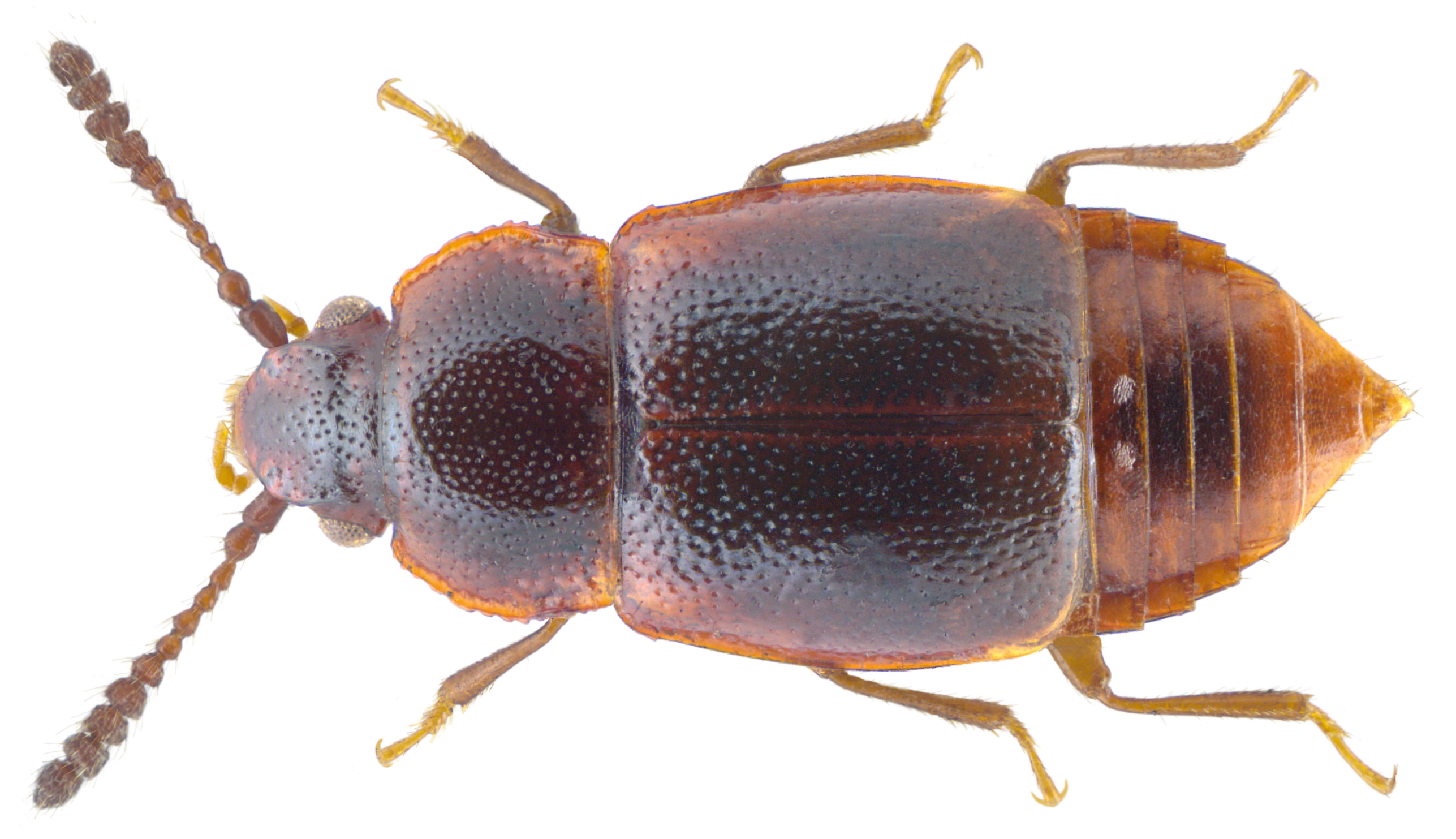
Acrulia inflata

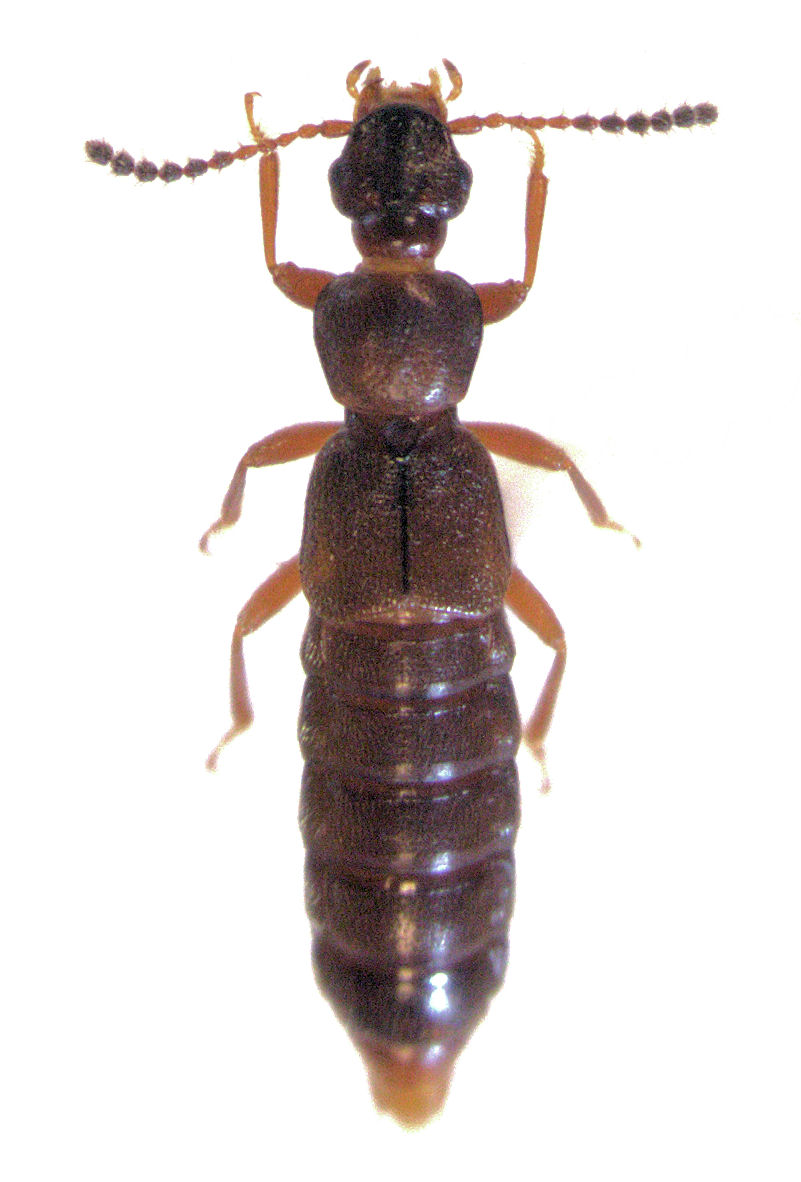
Allodrepa decipiens

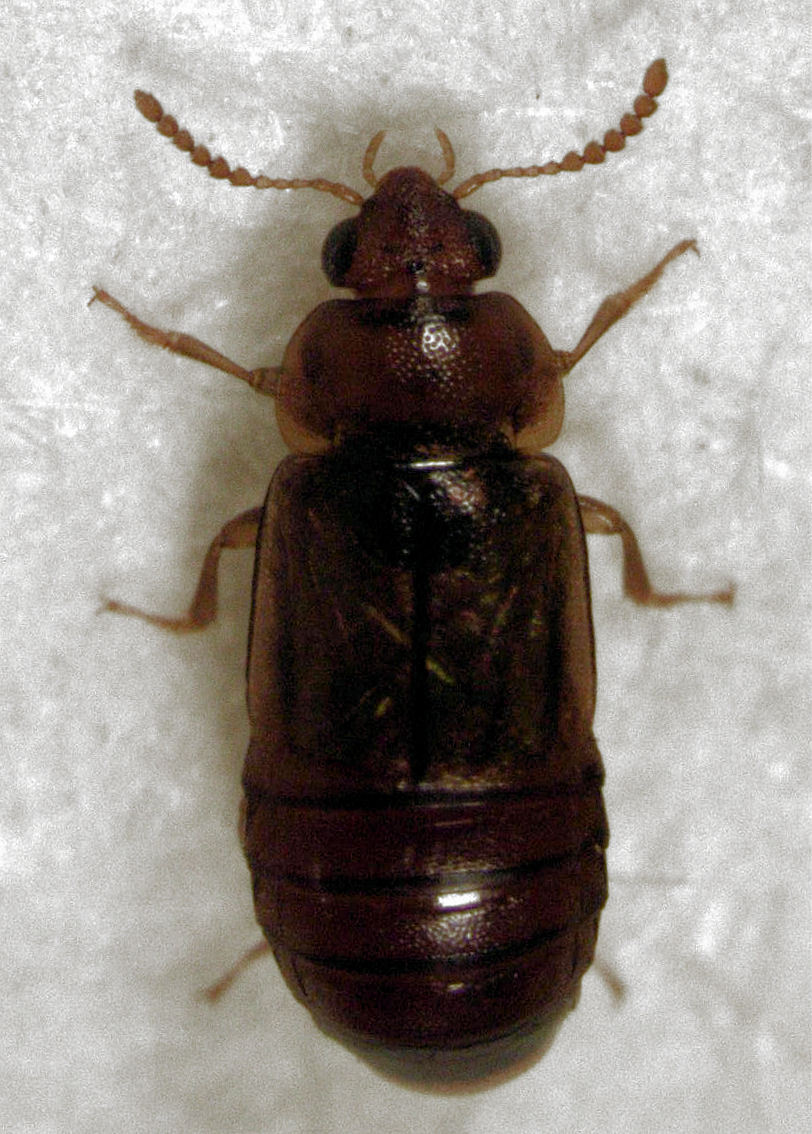
Austrolophrum cribriceps

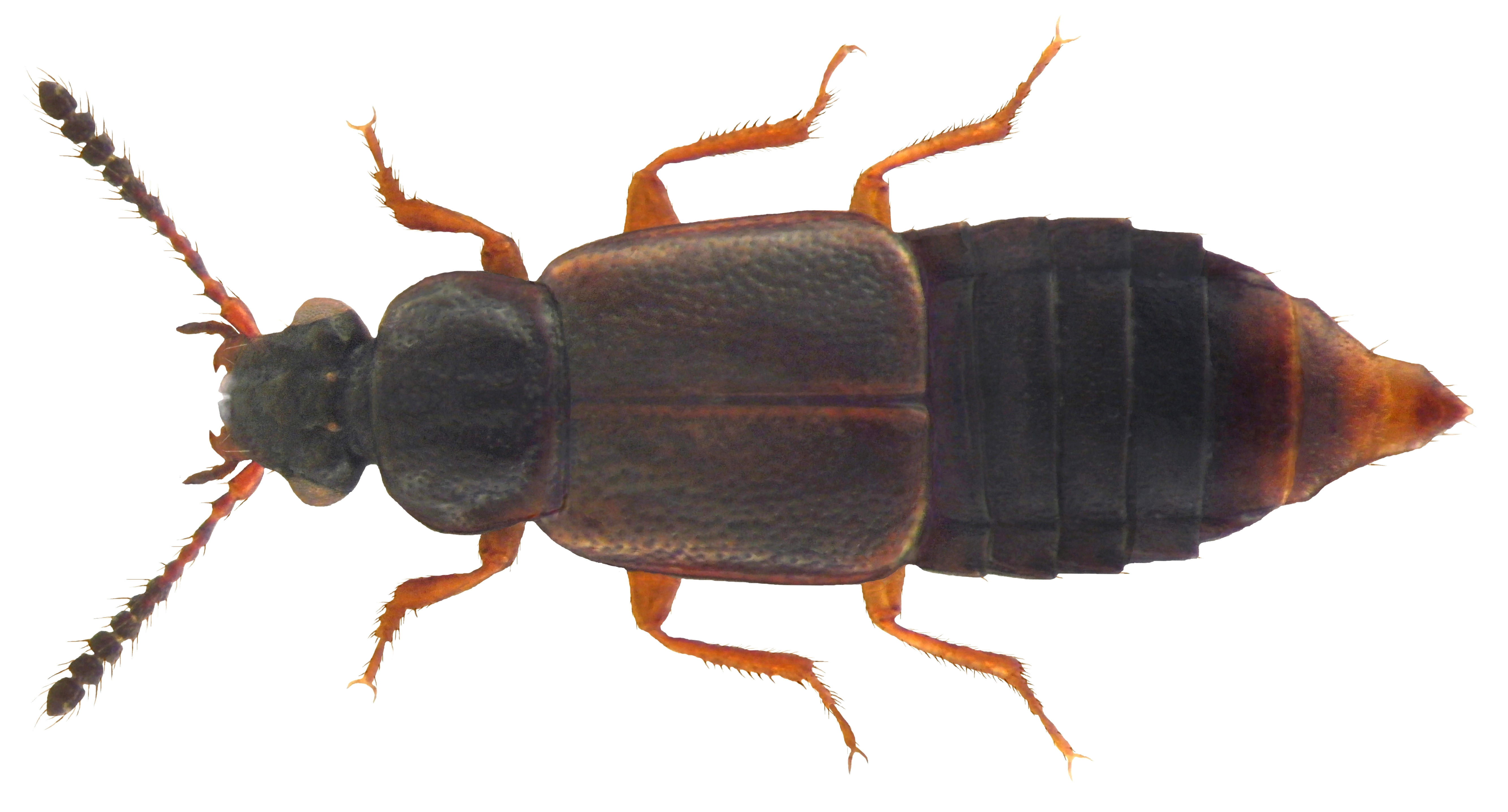
Omalium rugatum, maschio

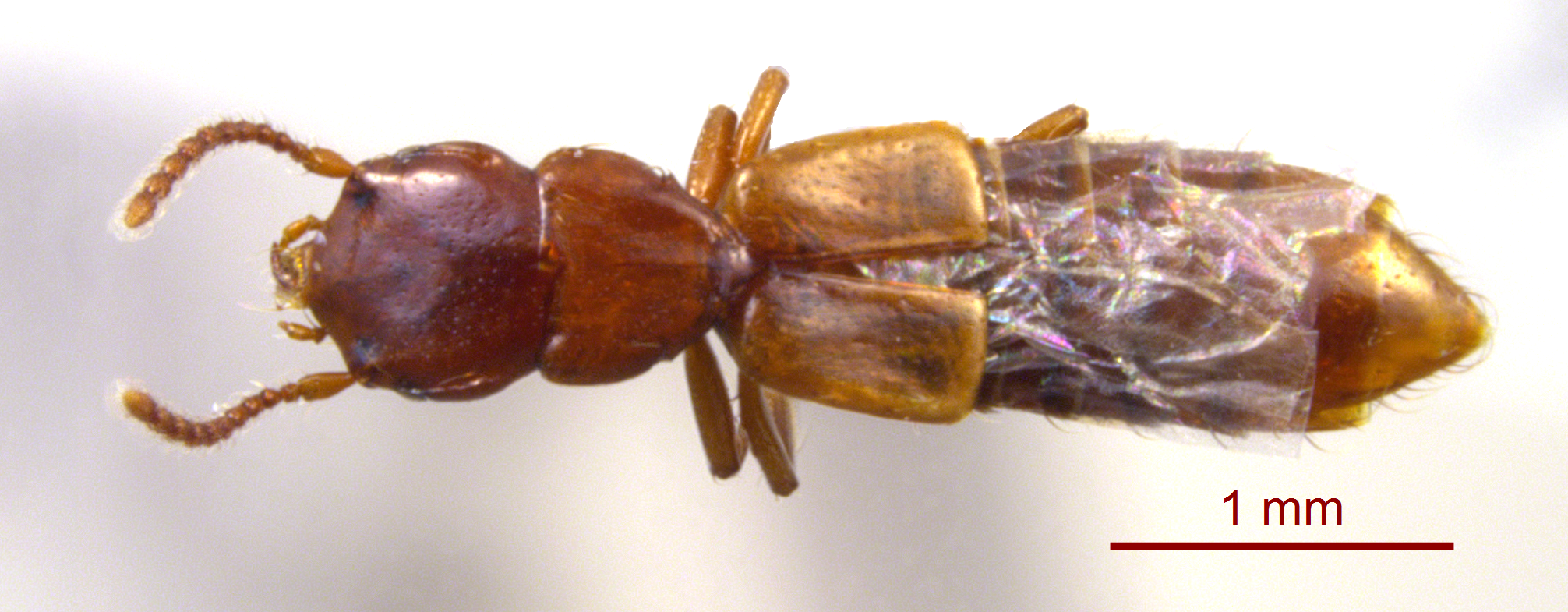
Eleusis pallida, vista dorsale

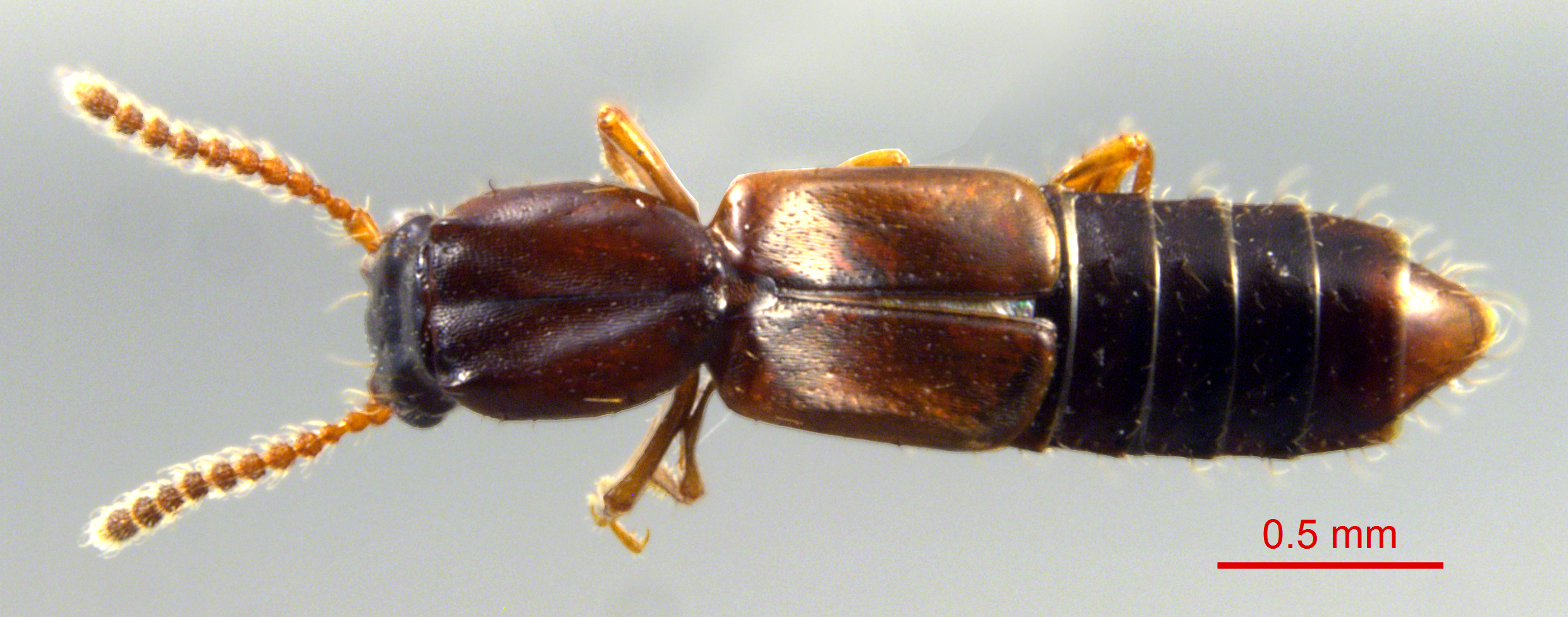
Renardia sp., vista dorsale

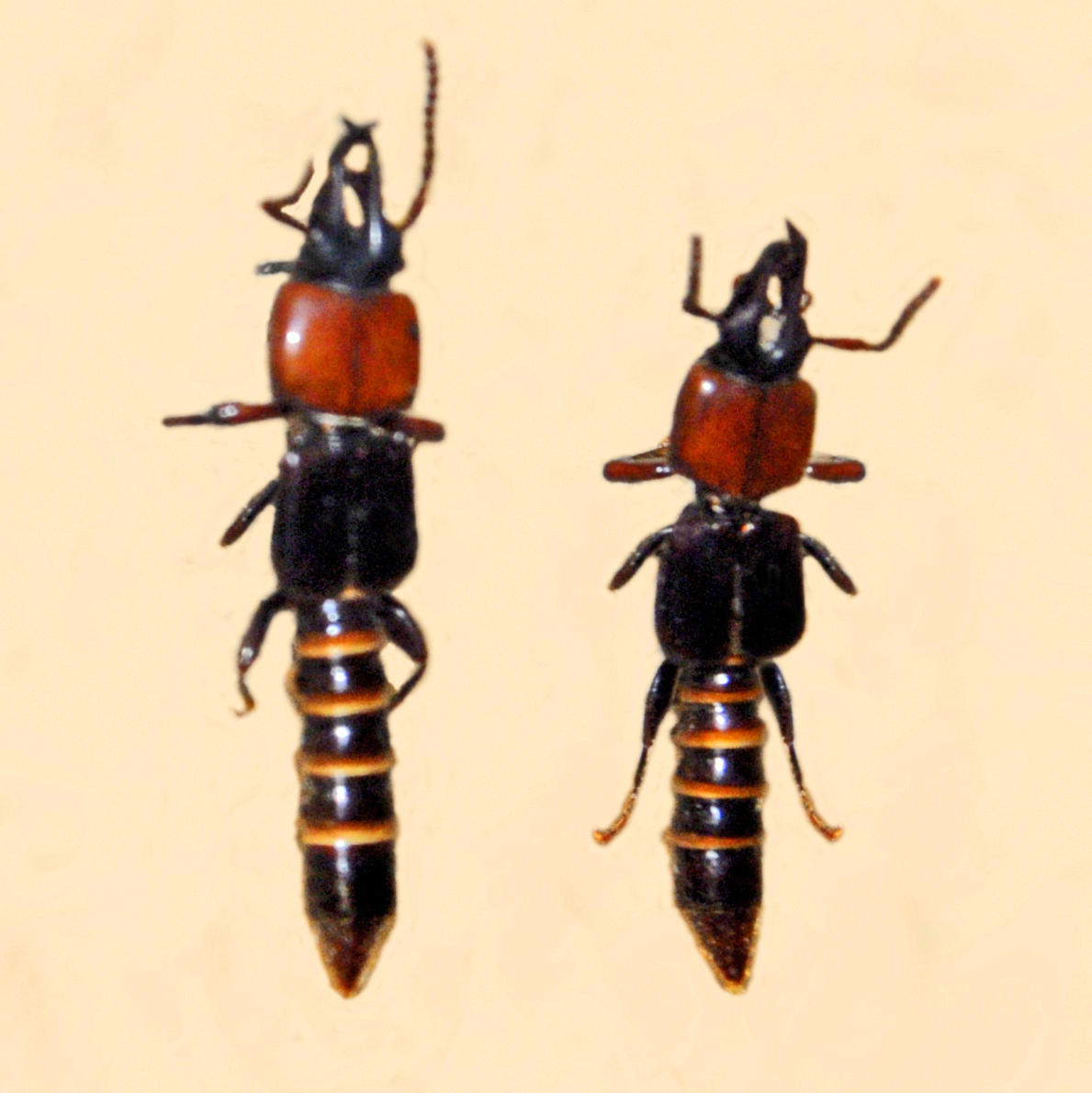
Leptochirus javanus

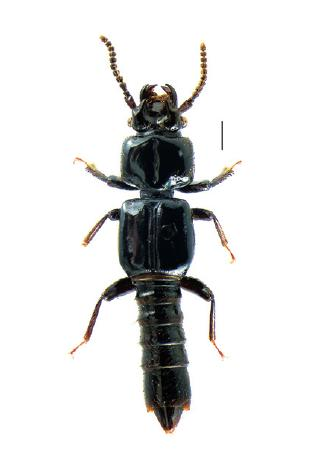
Plastus amplus

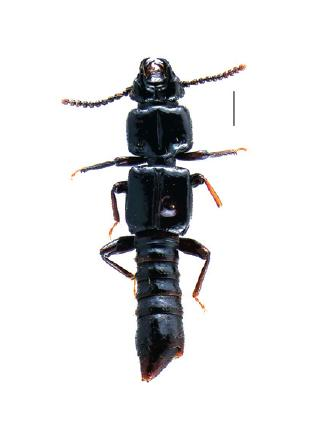
Plastus biconcavus

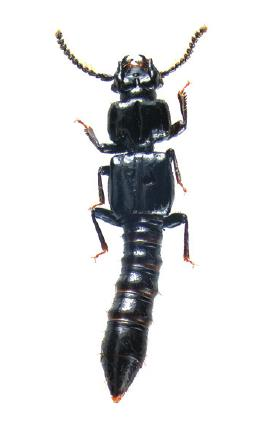
Plastus rhombicus

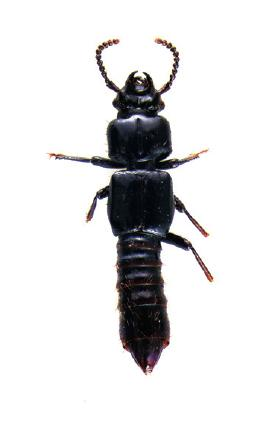
Plastus shangaiensis

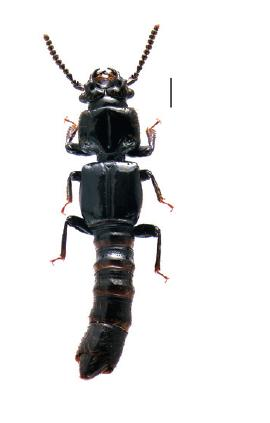
Plastus tuberculatus

Holotrochus sp.

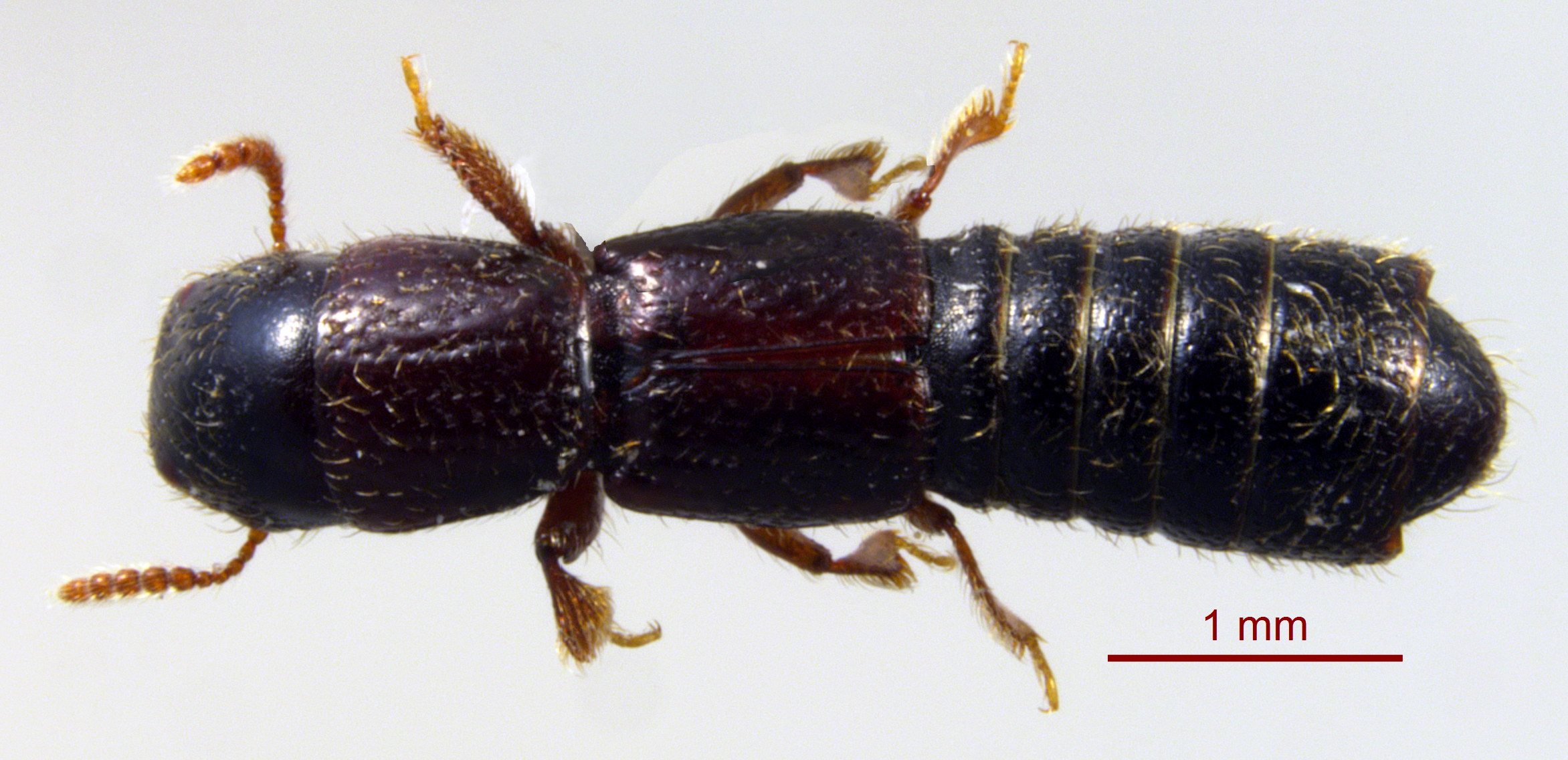
Osorius latipes, vista dorsale

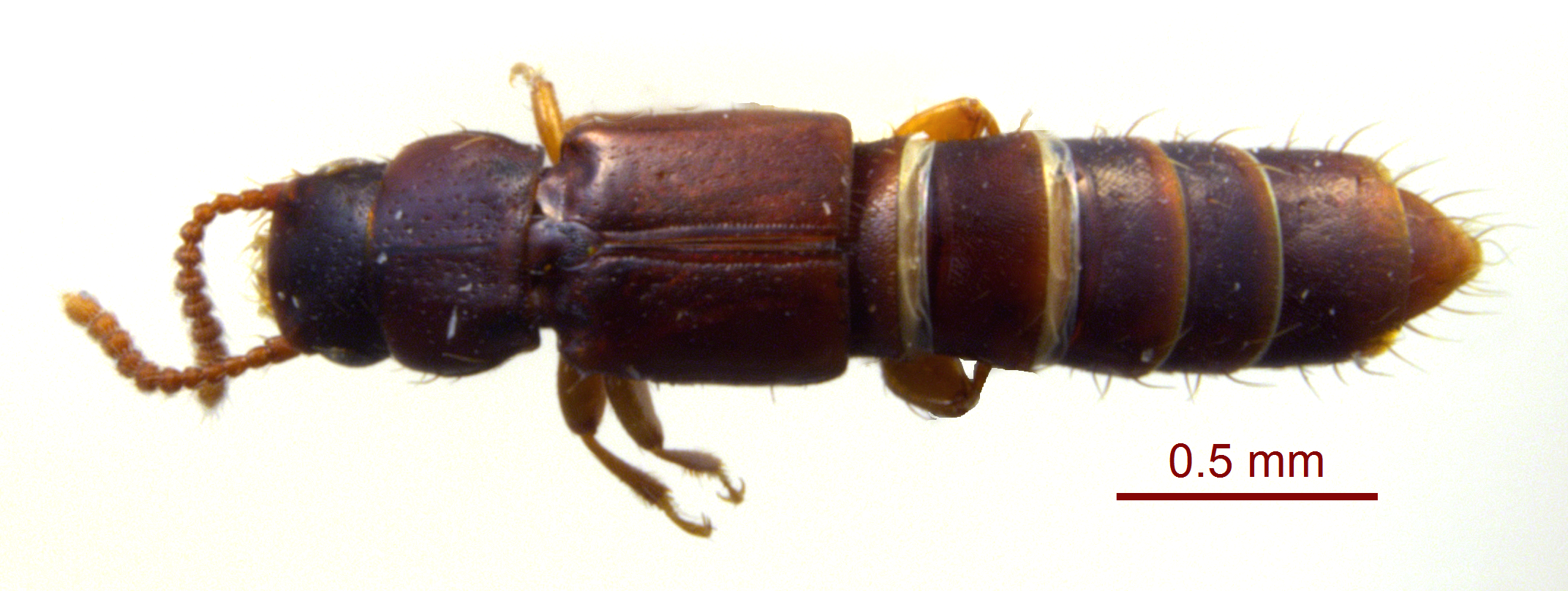
Nacaeus tenius

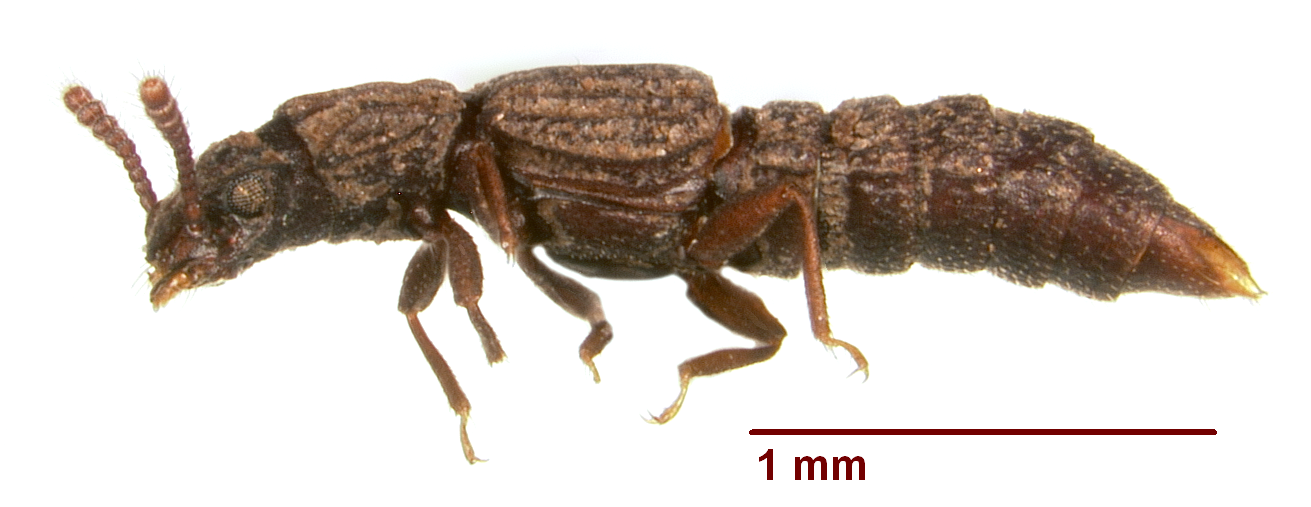
Thoracophorus costalus, vista laterale

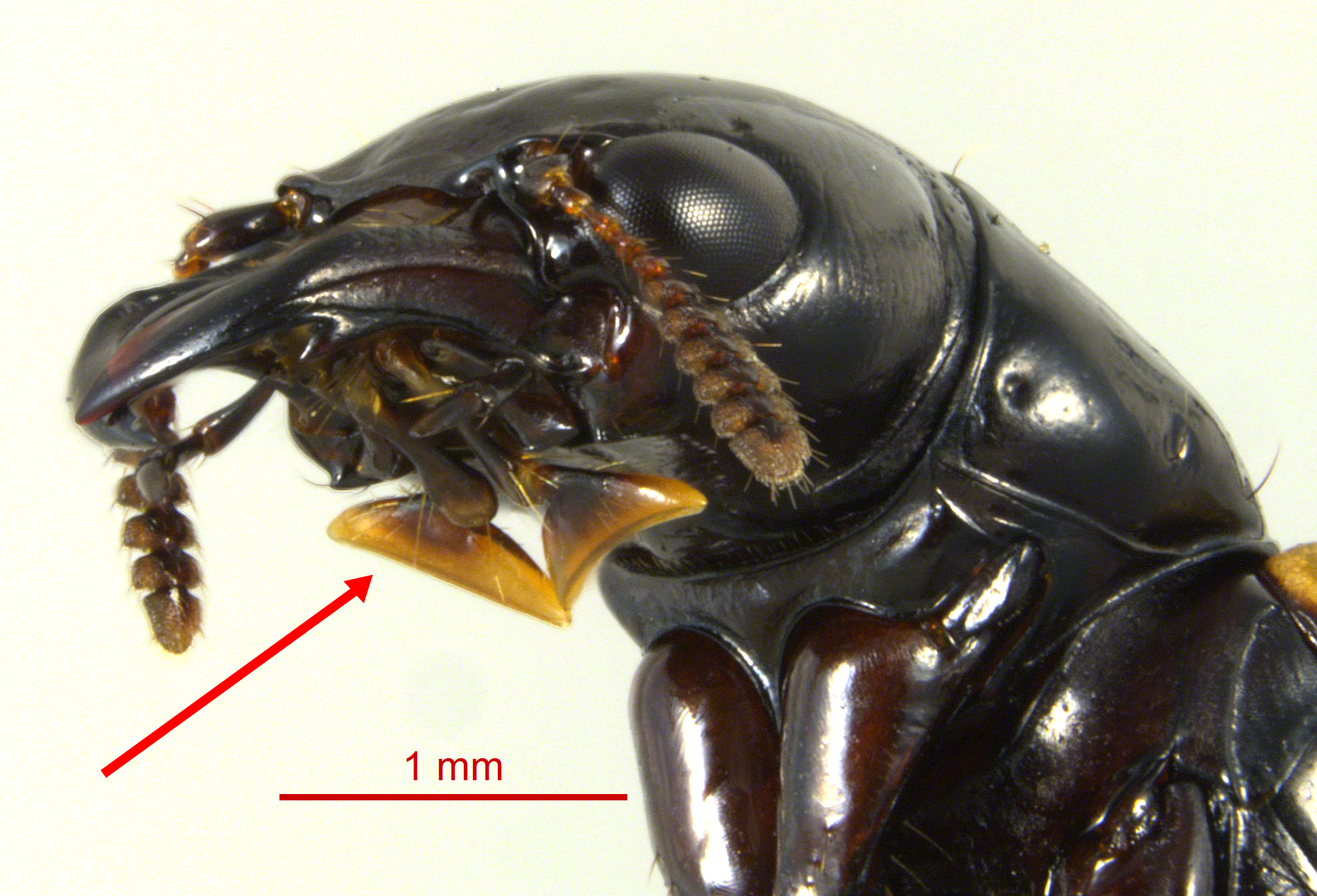
Oxyporus femoralis, particolare del capo

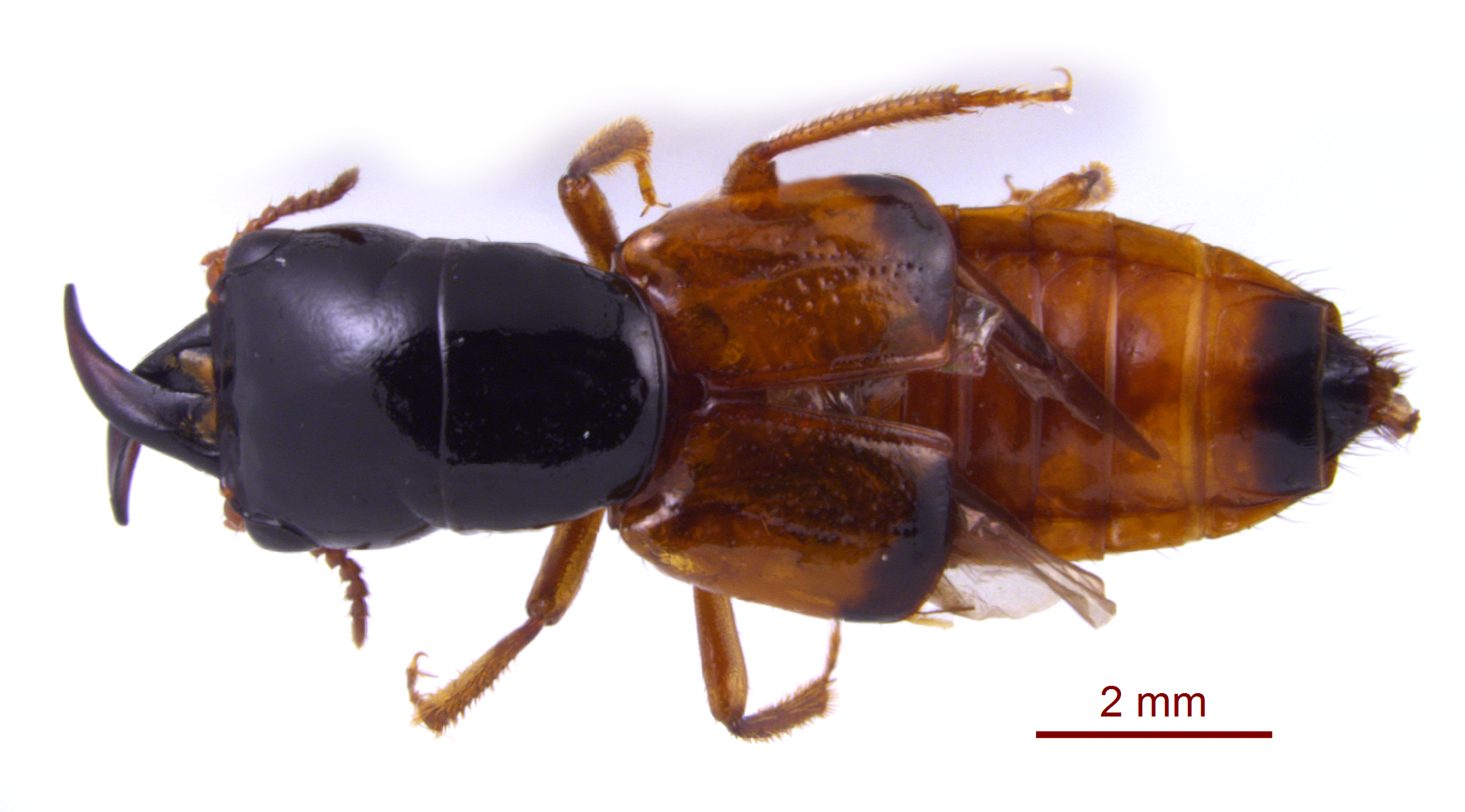
Oxyporus mexicanus, vista dorsale

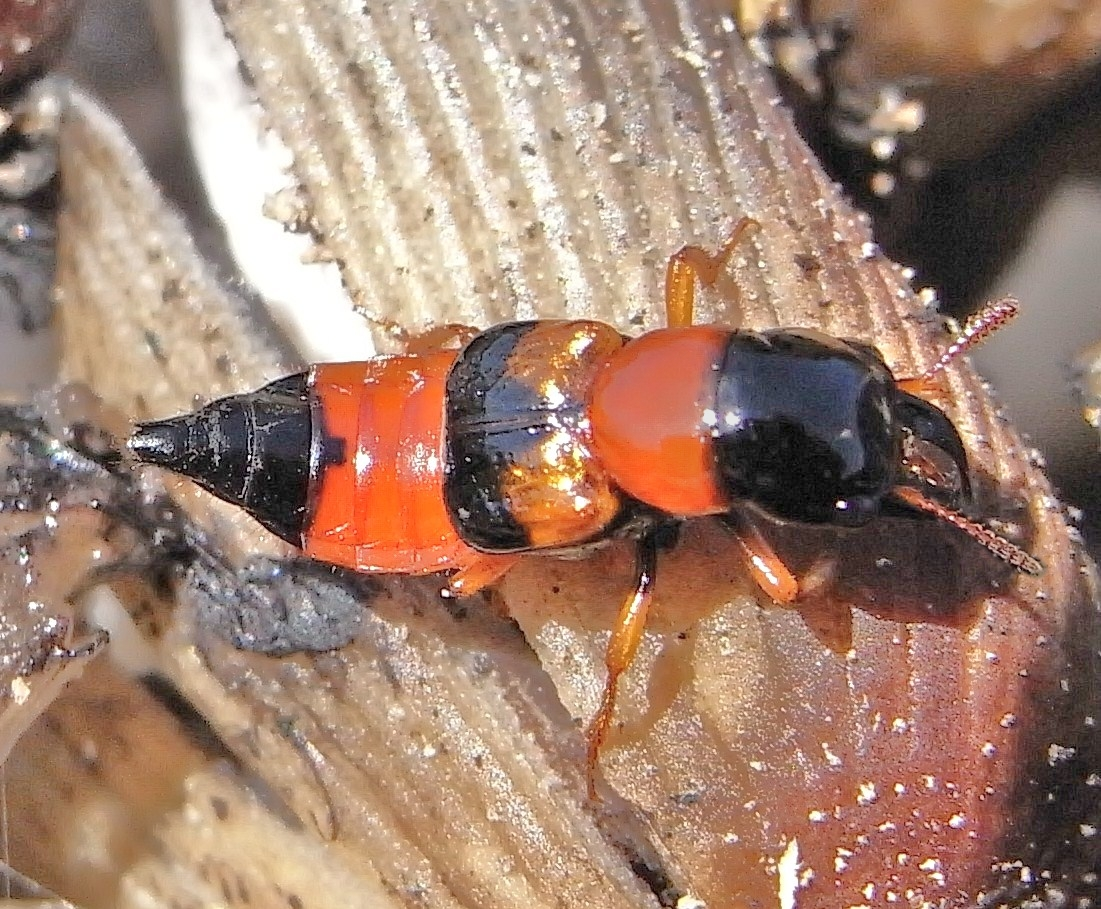
Oxyporus rufus

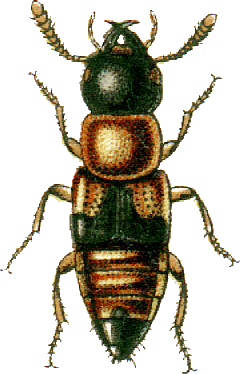
Oxyporus rufus

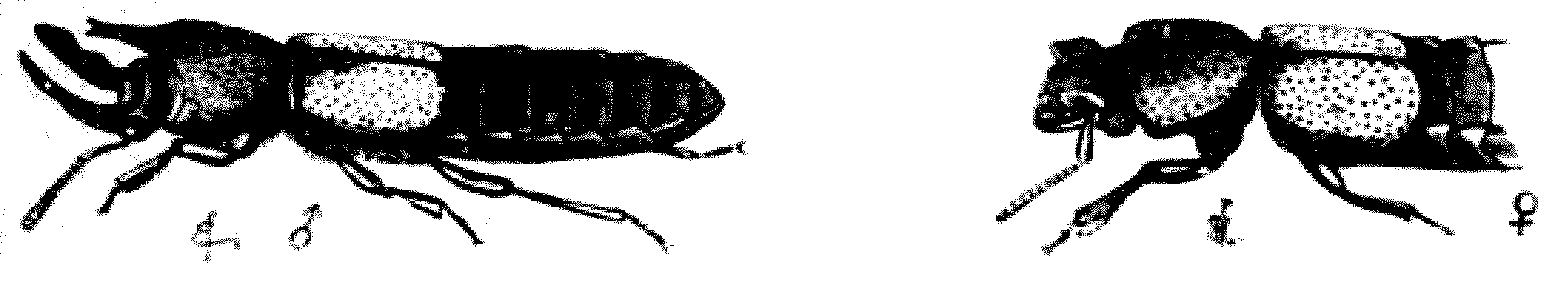
Bledius aurus

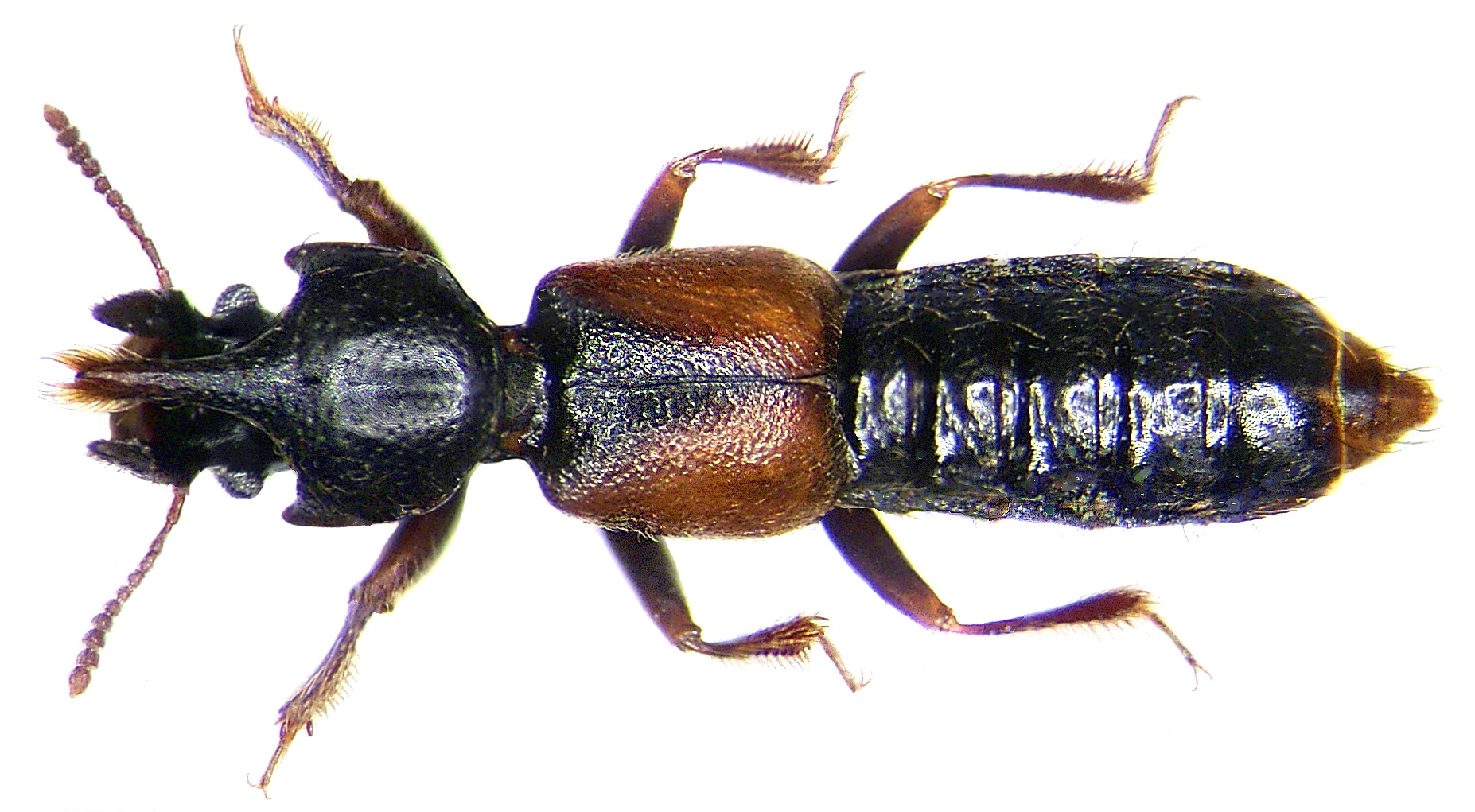
Bledius furcatus

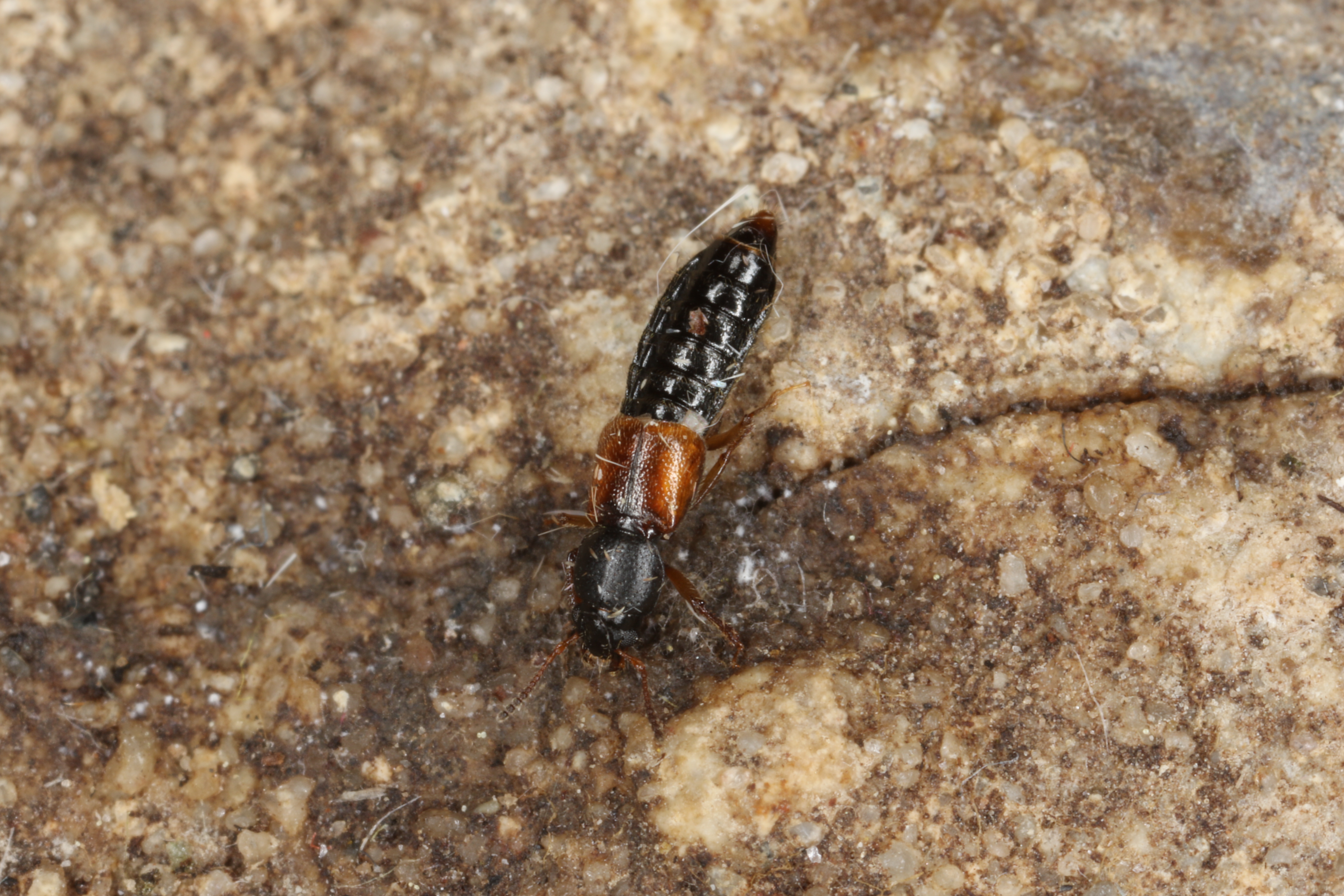
Bledius opacus

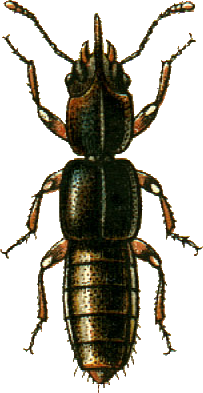
Bledius unicornis

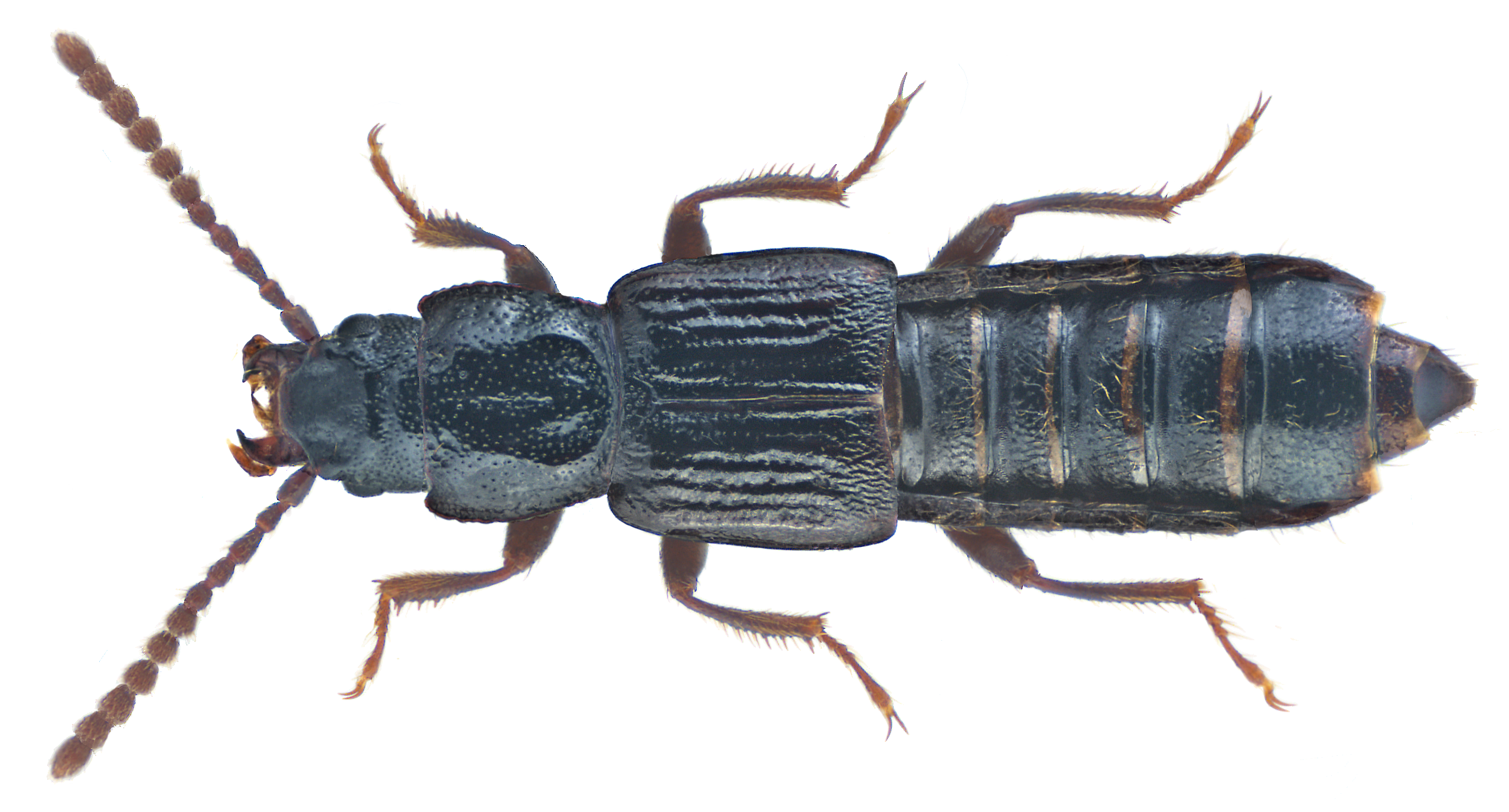
Coprophilus striatulus

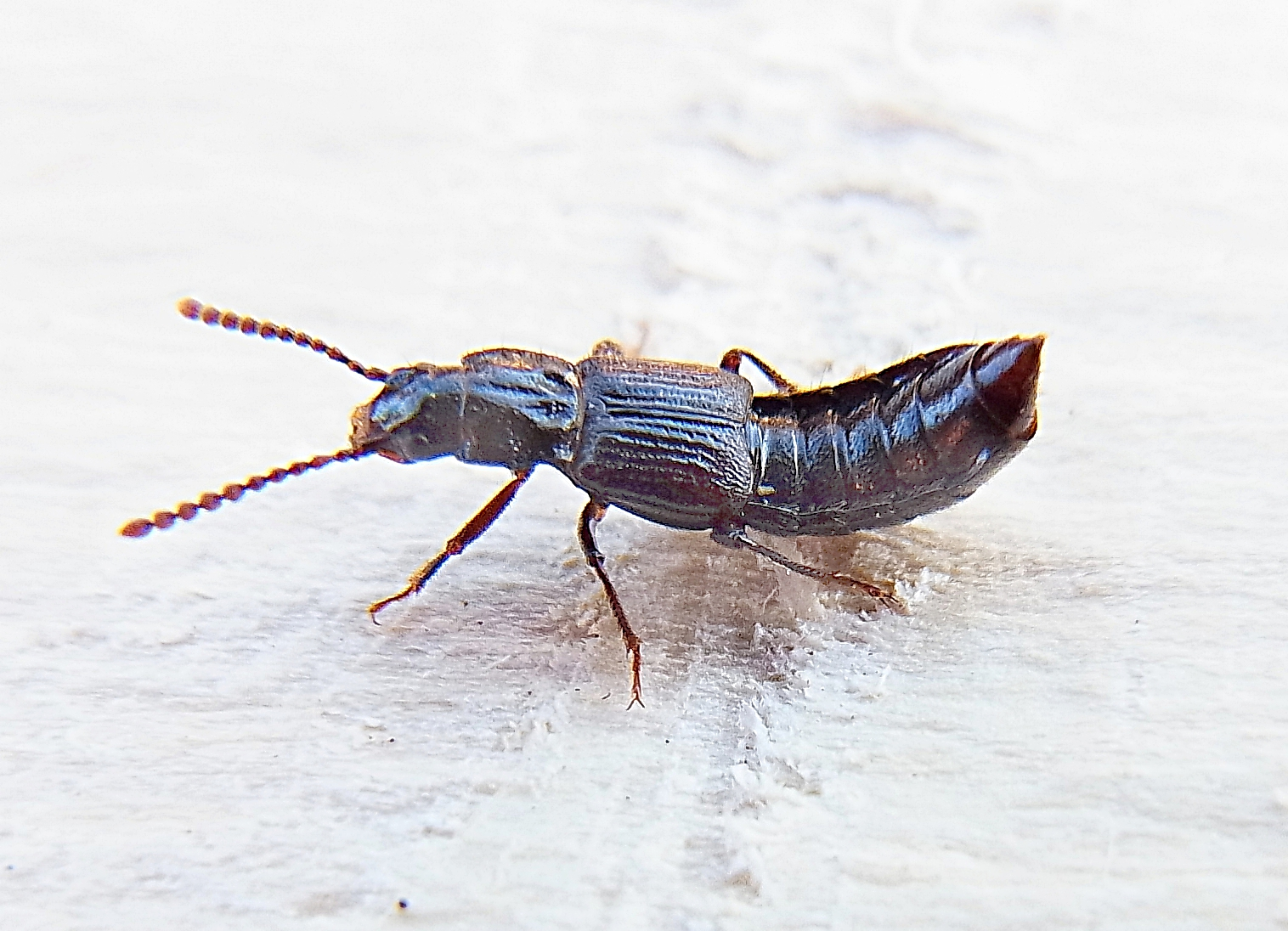
Coprophilus striatulus

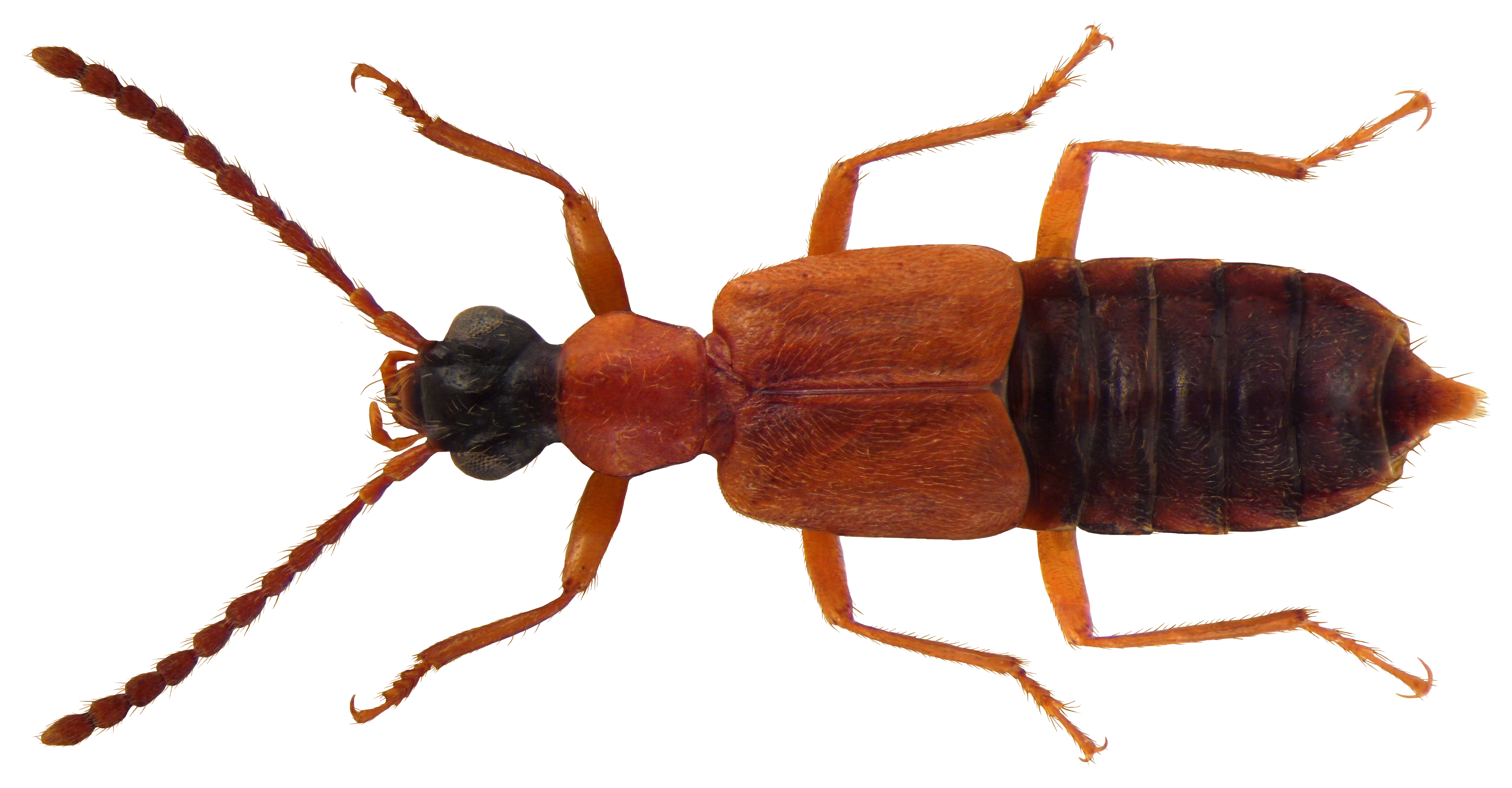
Deleaster dichrous

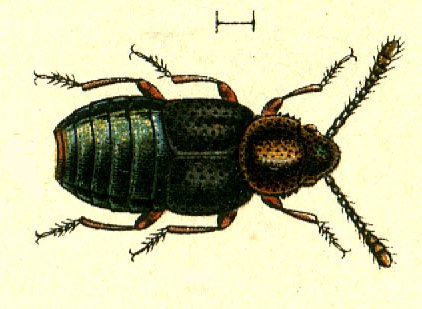
Syntomium aeneum

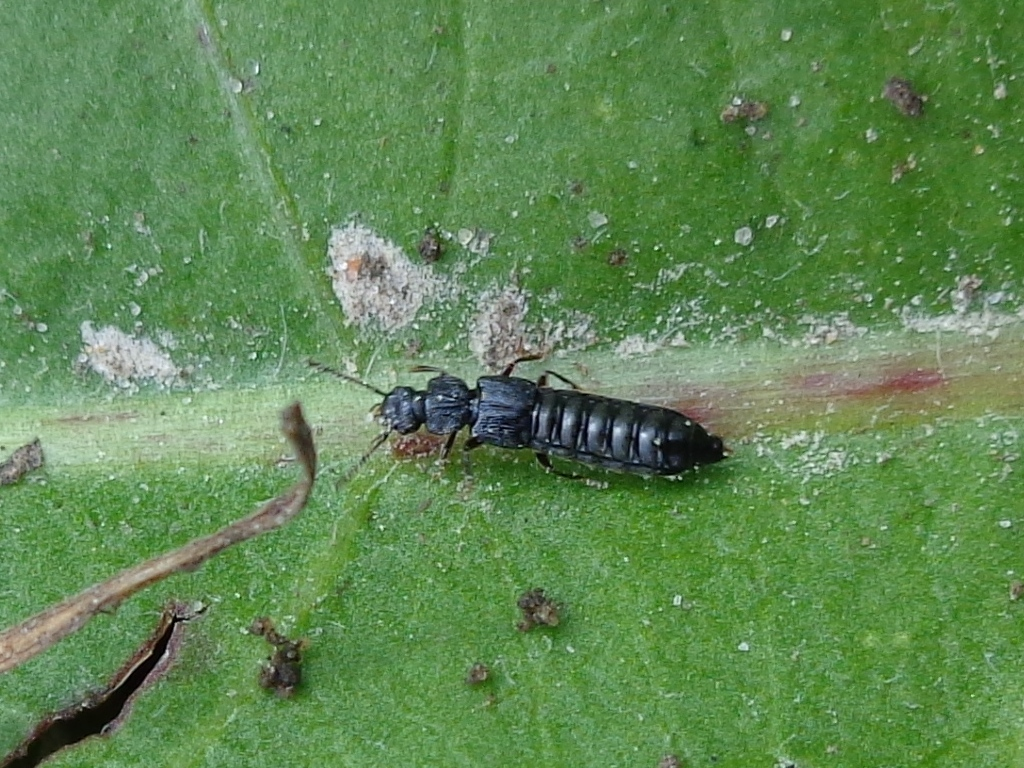
Anotylus rugosus

Anotylus sp., vista laterale

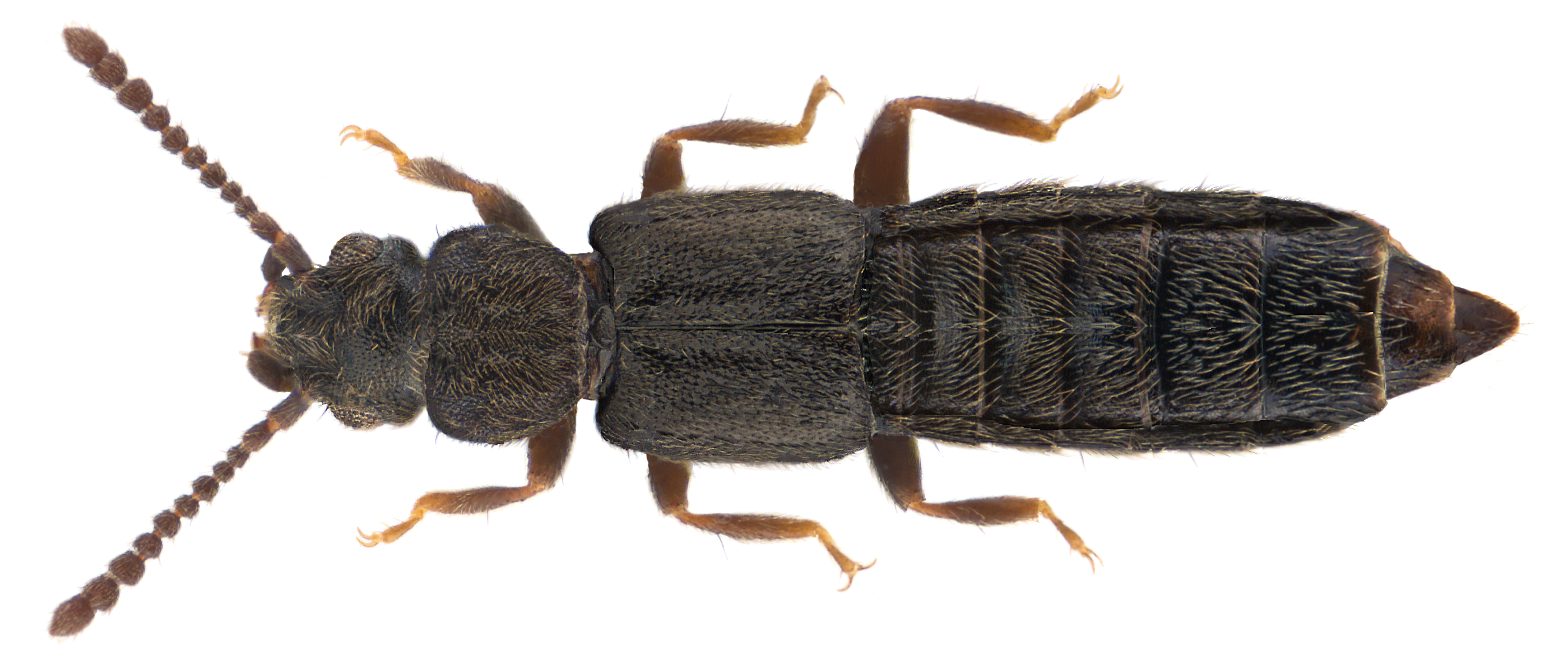
Carpelimus corticinus

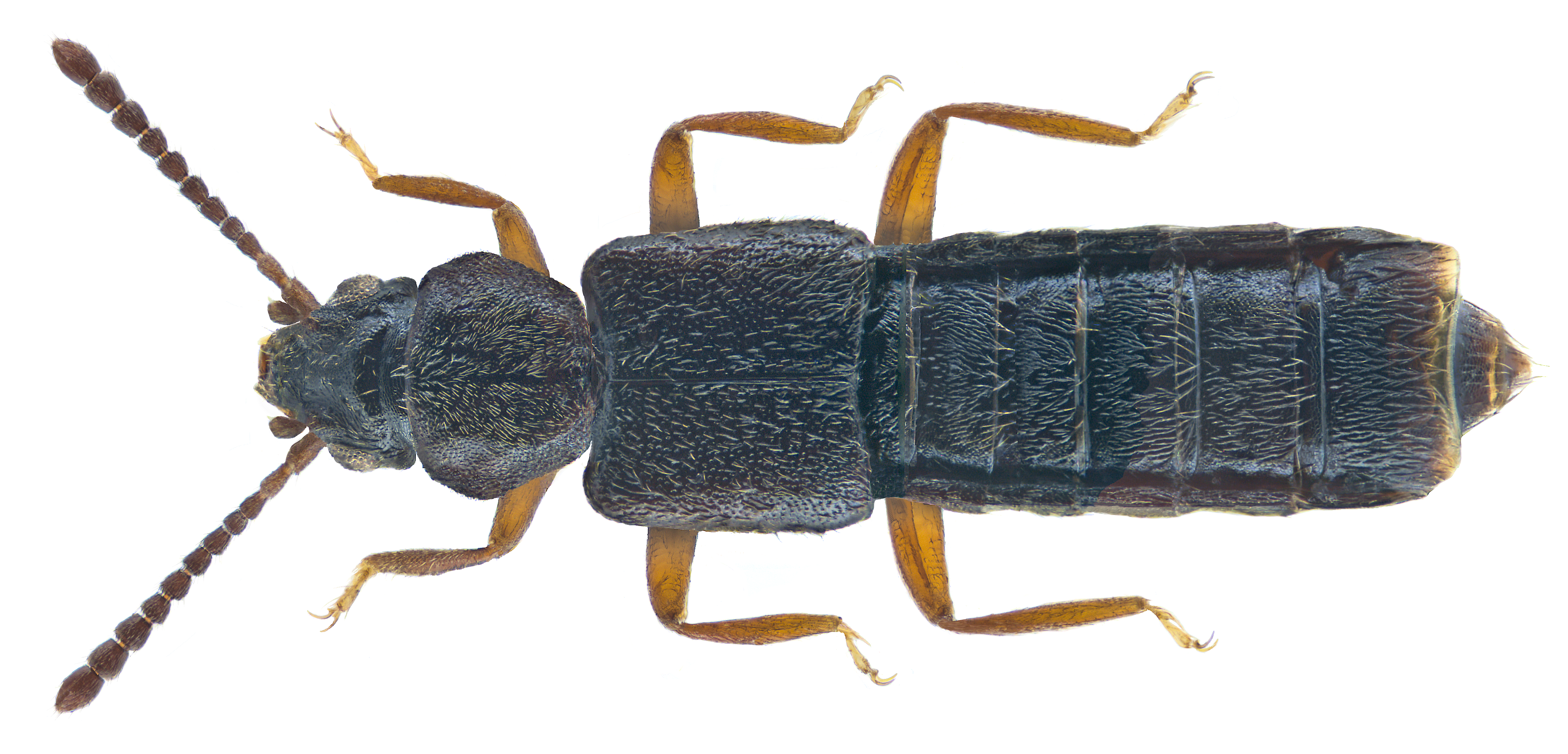
Carpelimus similis

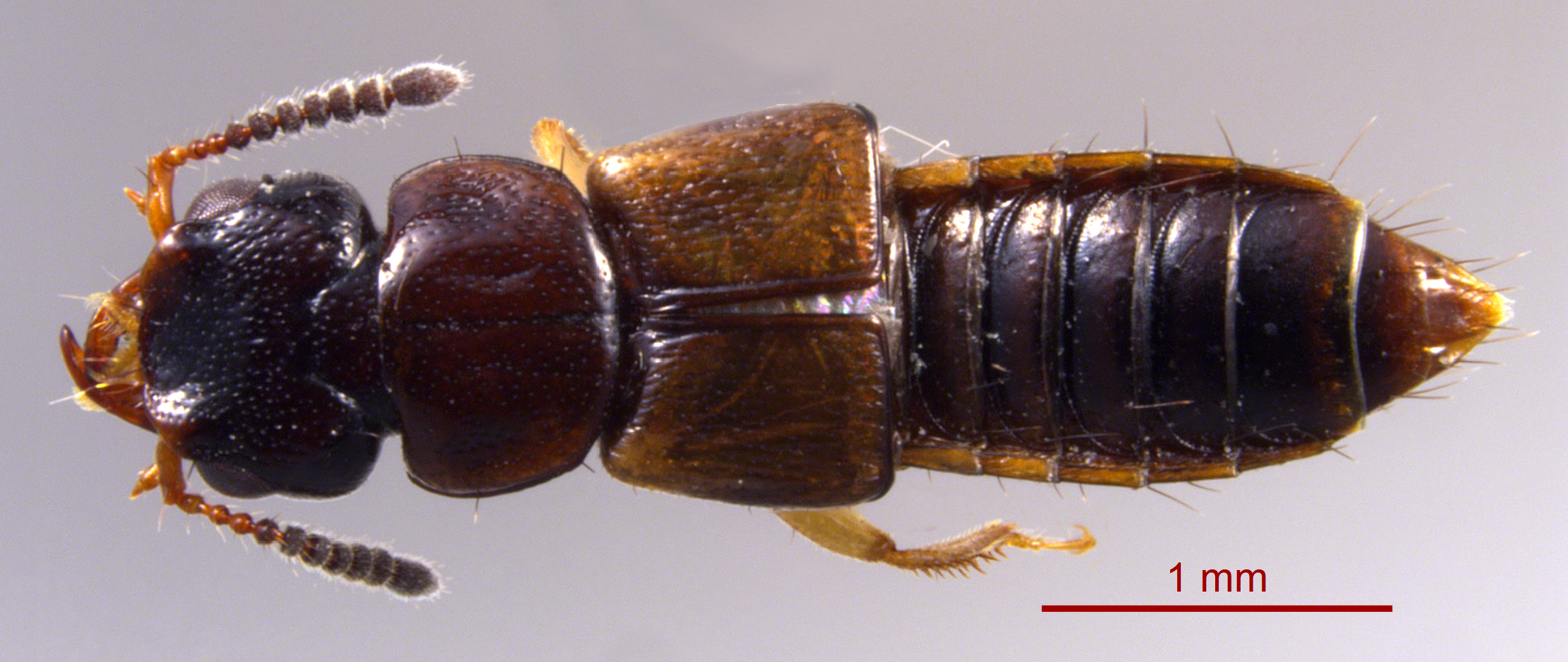
Oxytelus sp.

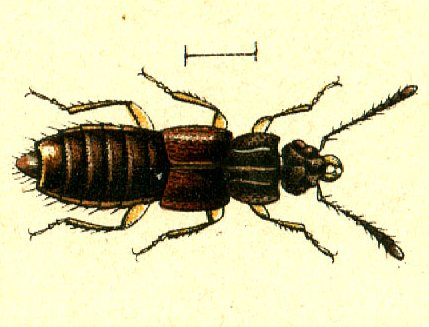
Oxytelus sculptus

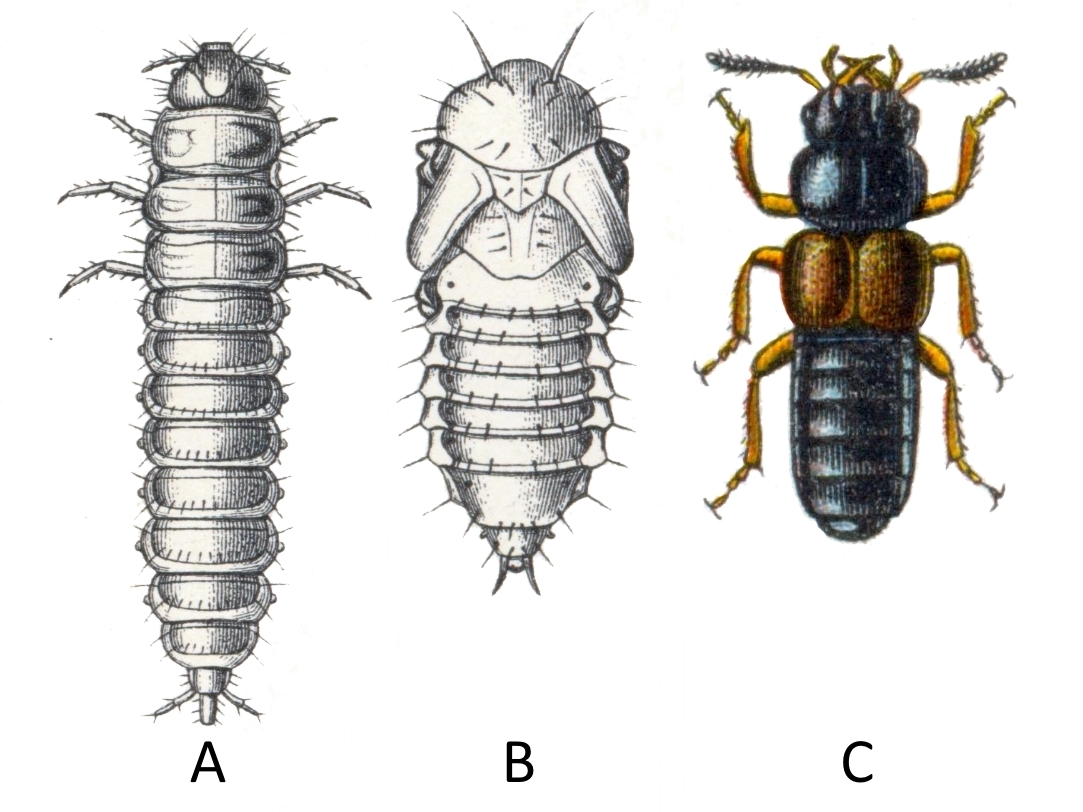
Platystethus arenarius

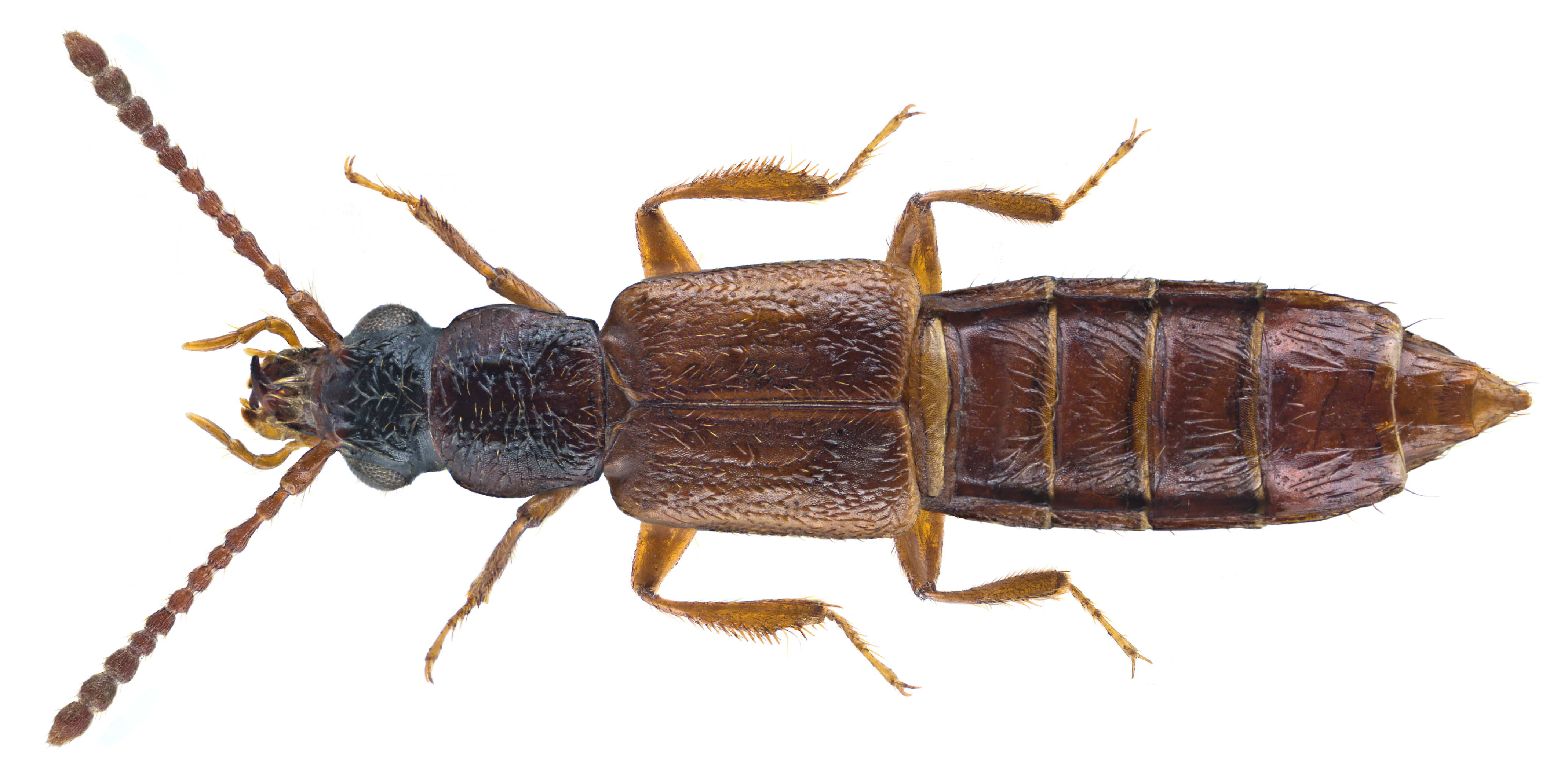
Manda mandibularis

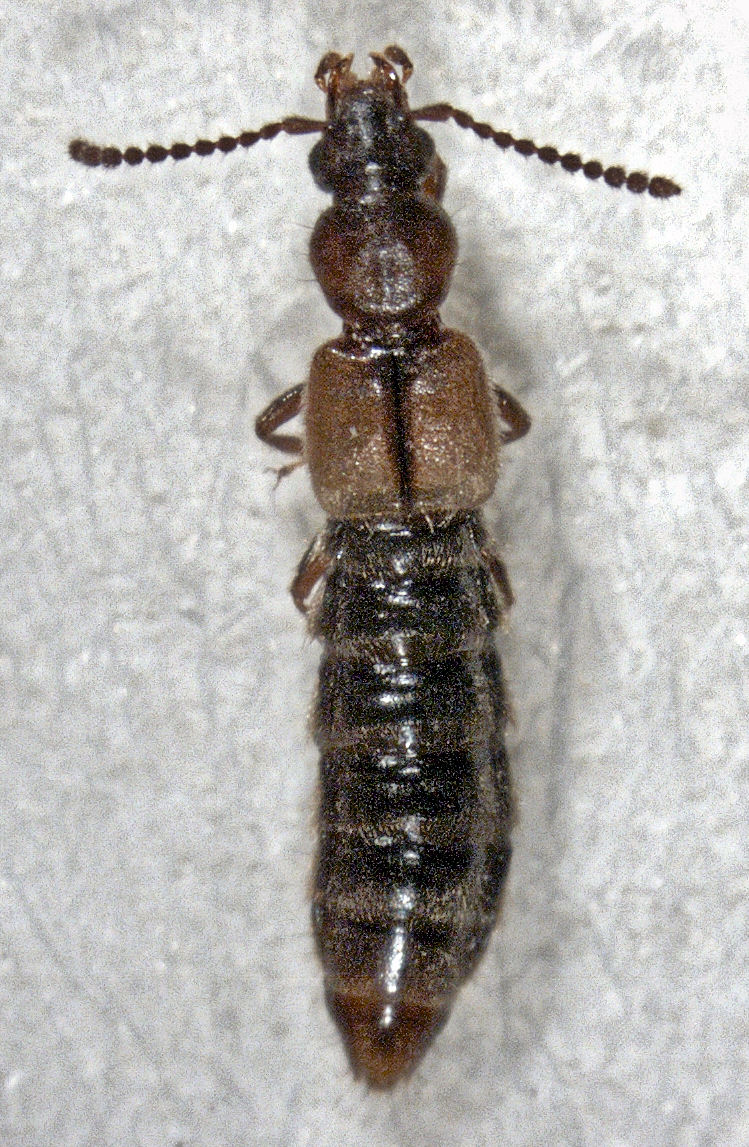
Teropalpus coloratus, femmina

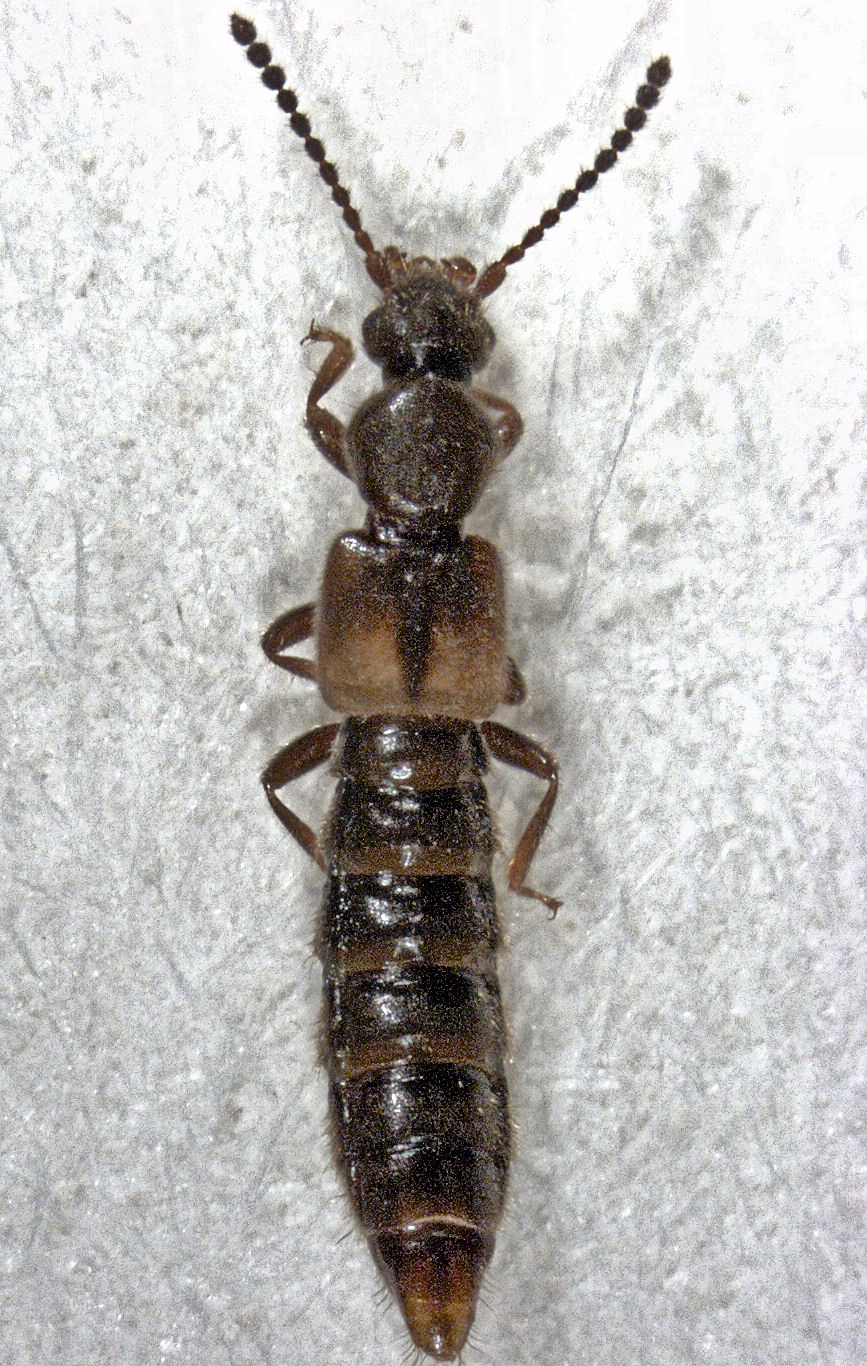
Teropalpus coloratus, maschio

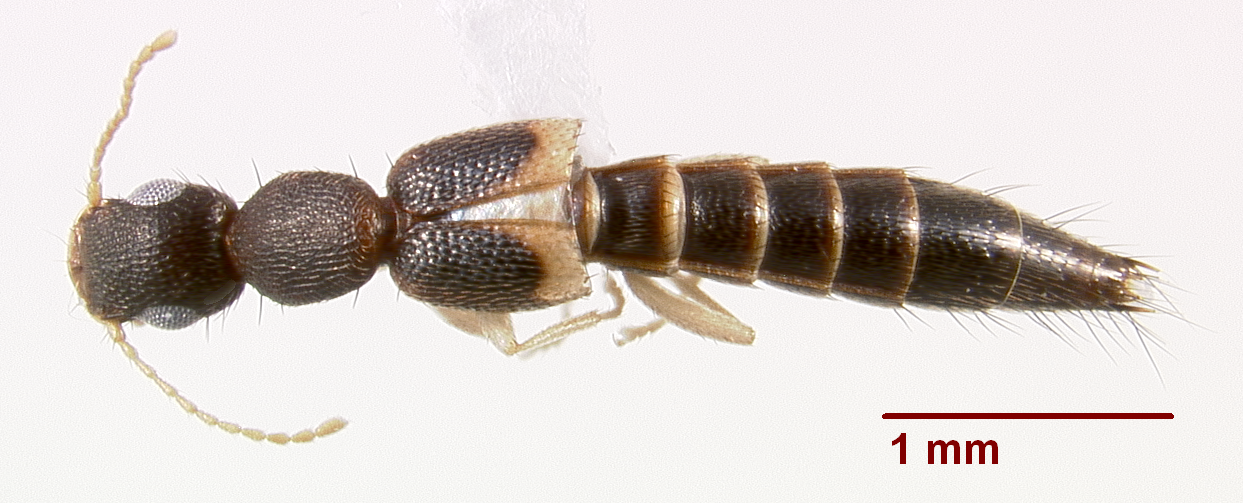
Astenus cinctus

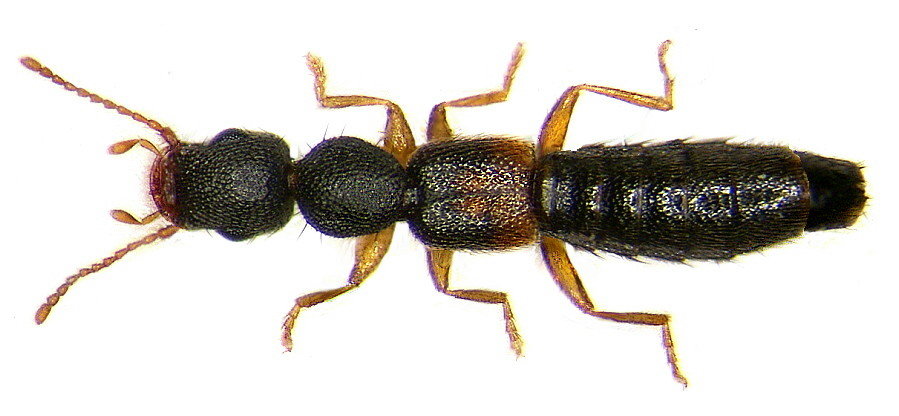
Astenus gracilis

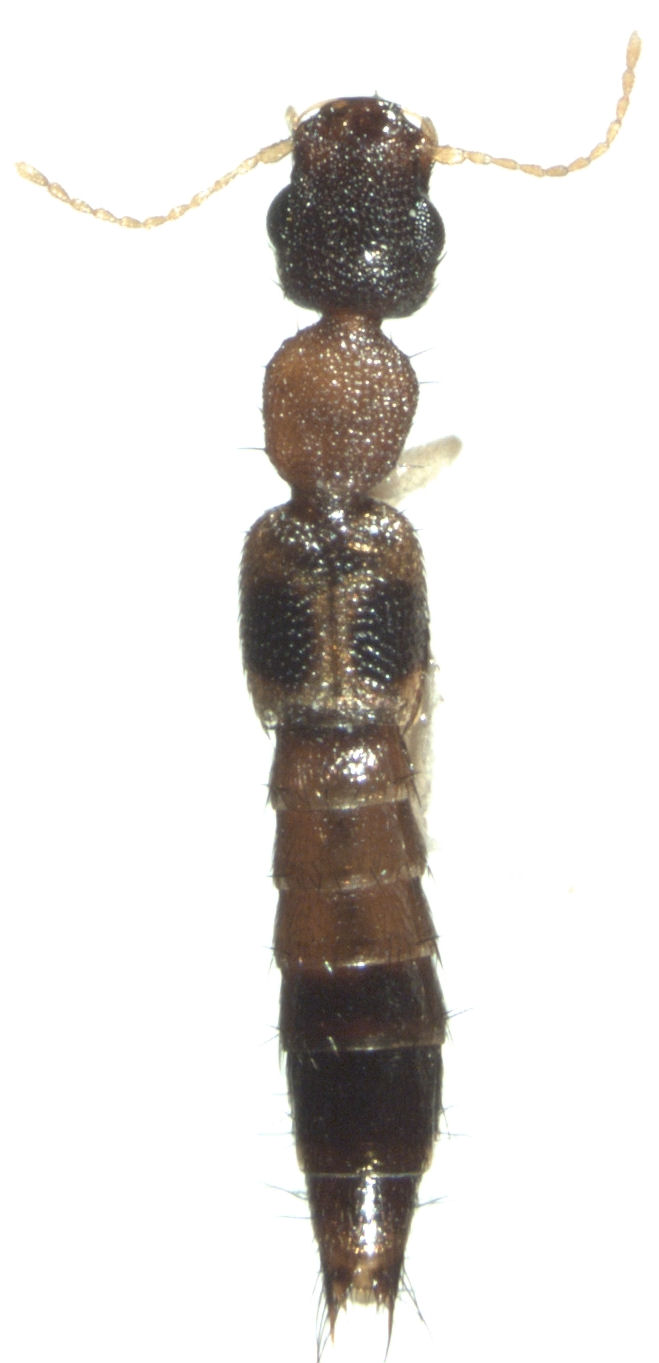
Astenus guttula

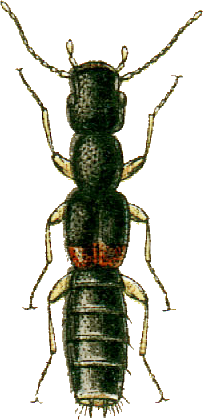
Astenus procerus

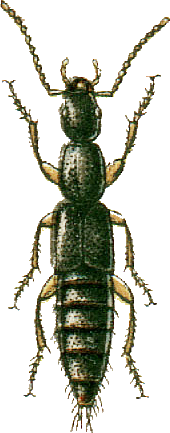
Ochthephilum fracticorne

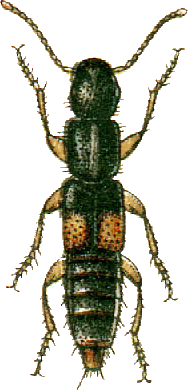
Leptobium gracile

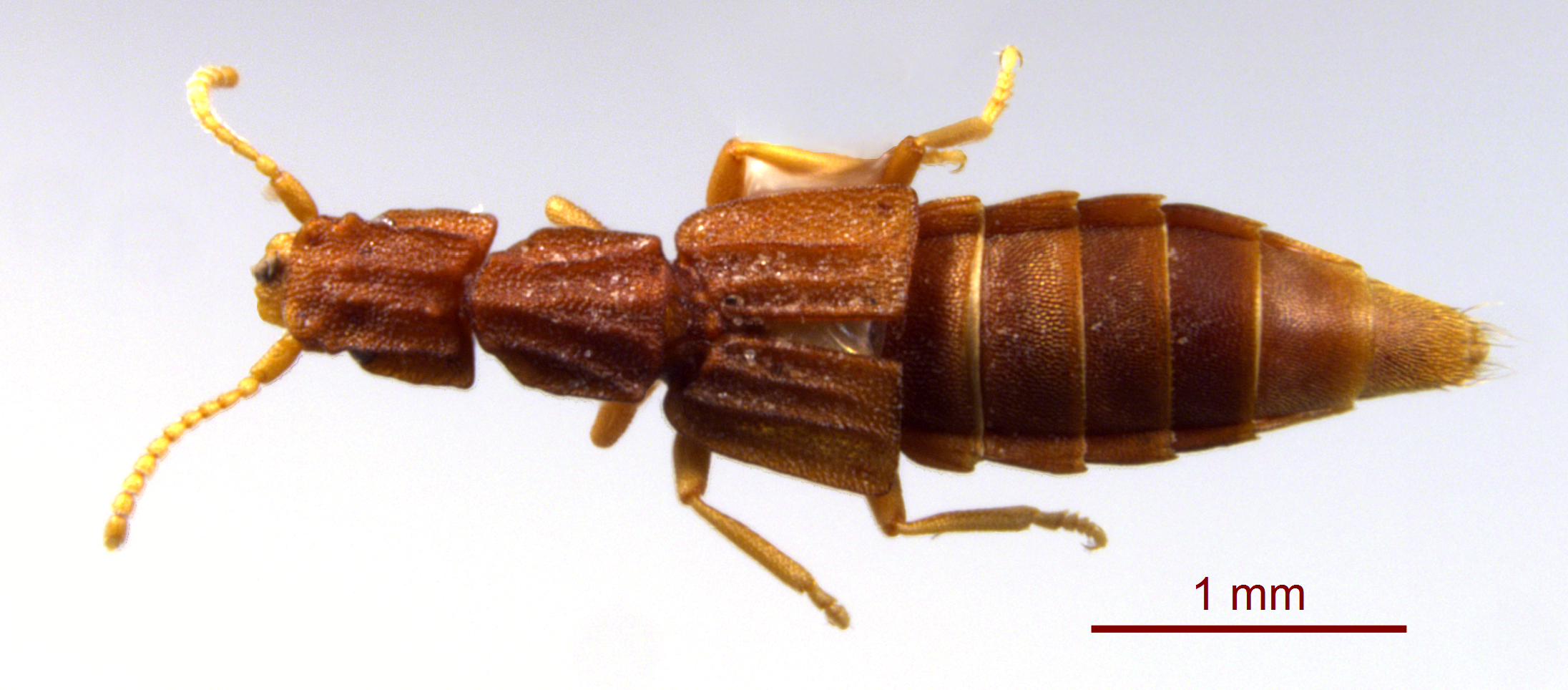
Myrmecosaurus ferrugineus

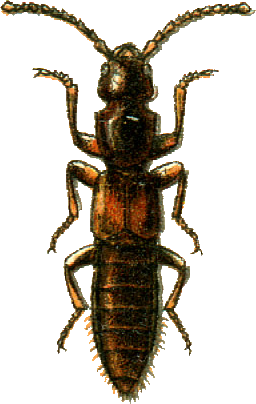
Achenium humile

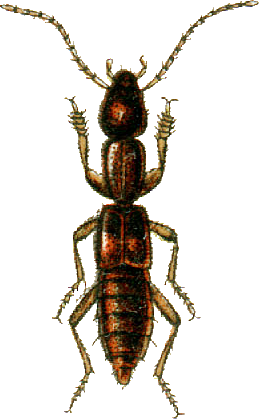
Lathrobium bicolor

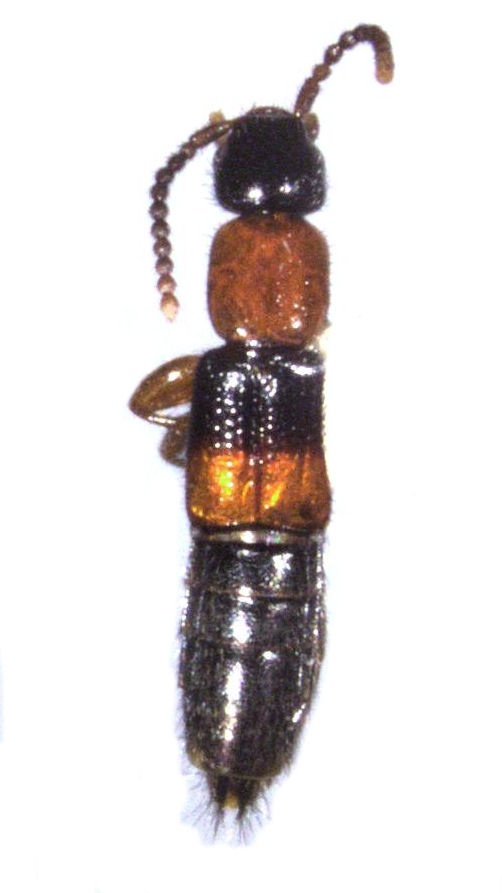
Lathrobium bipartitum

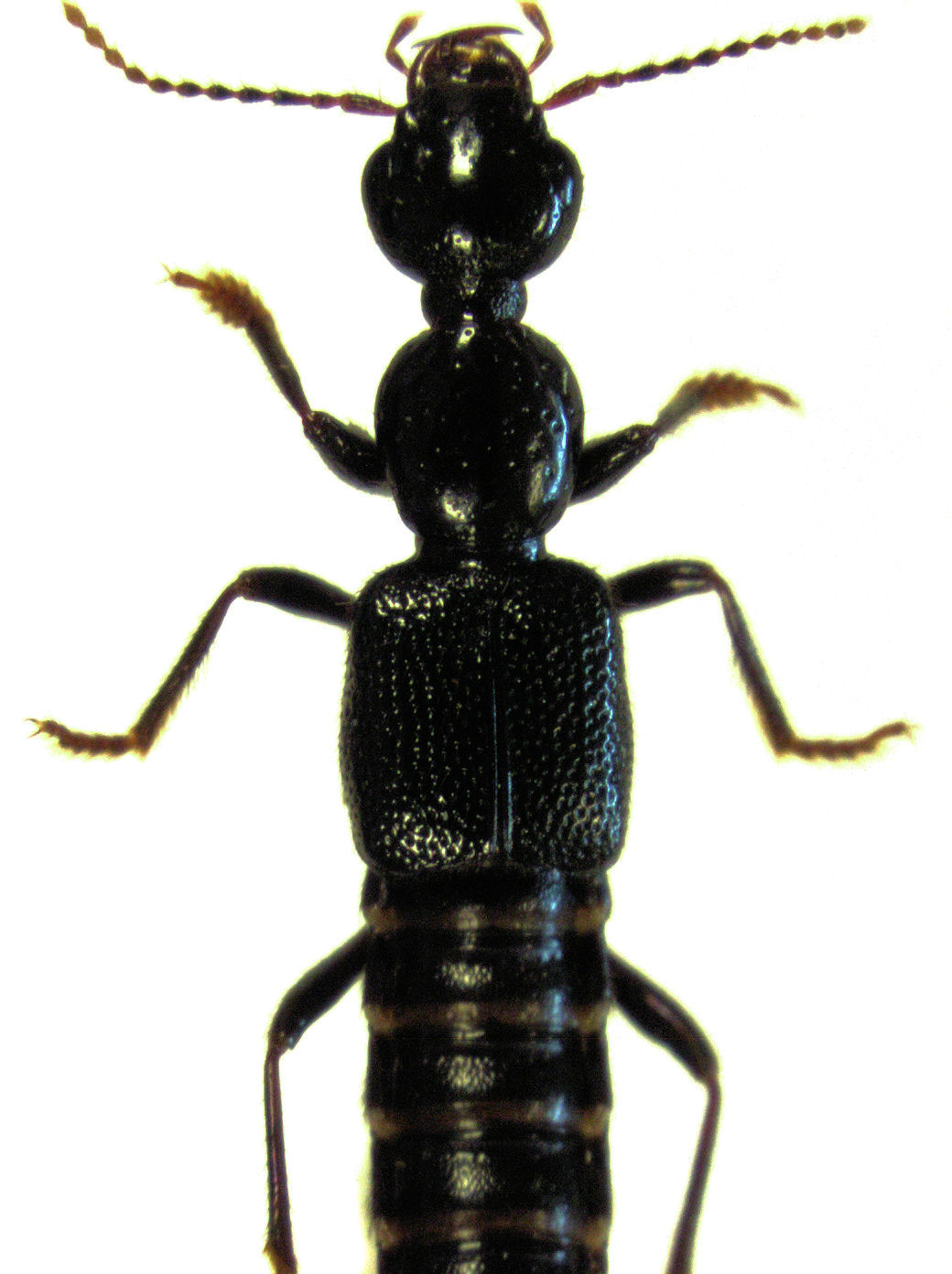
Phanophilus comptus

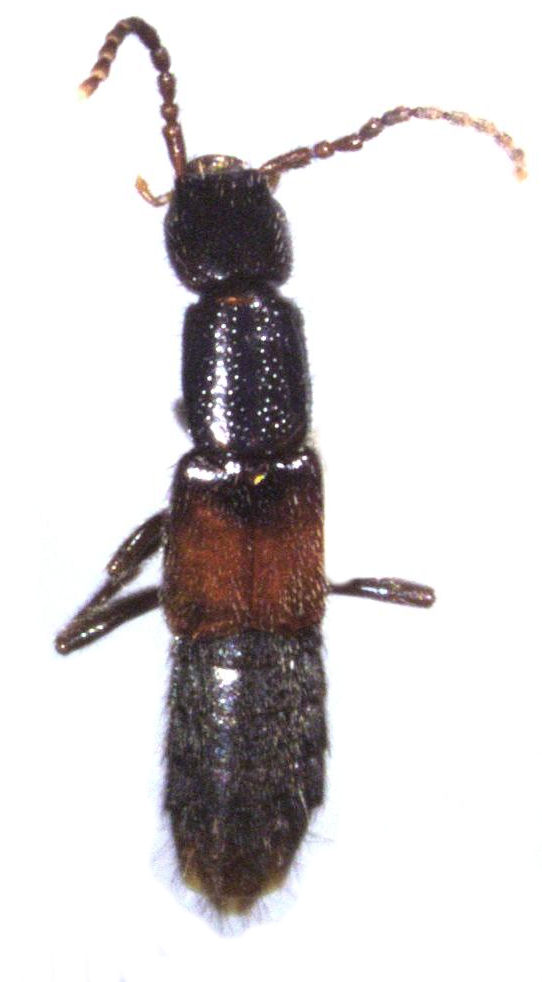
Scymbalium laetum

Deroderus sp.

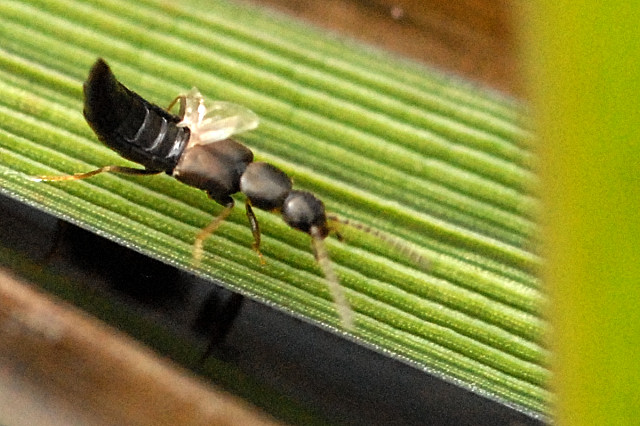
Medon apicalis

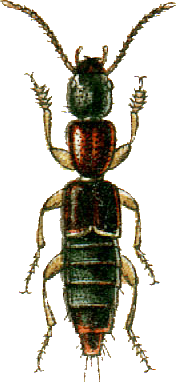
Medon propinquus

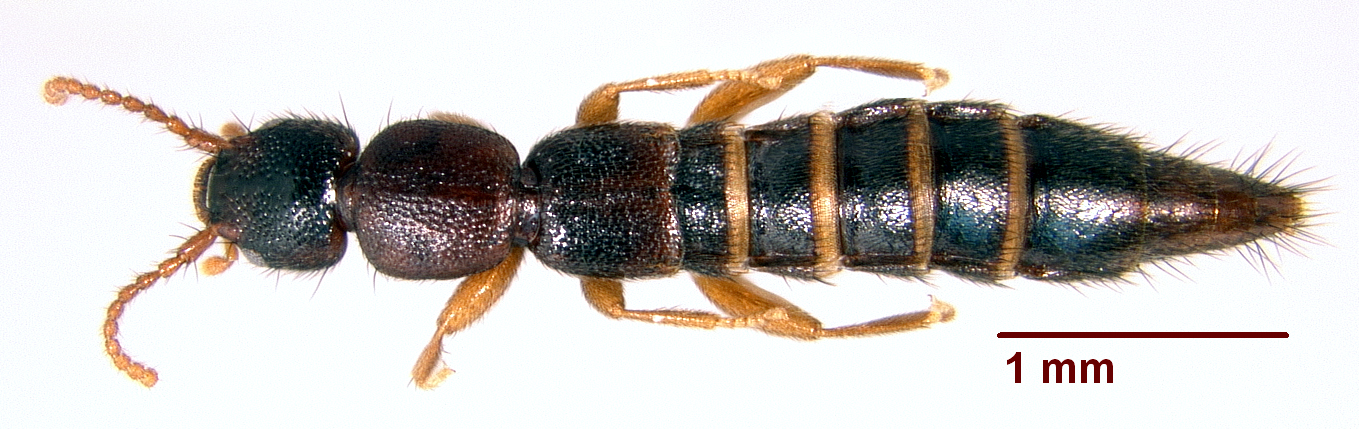
Sunius rufipes

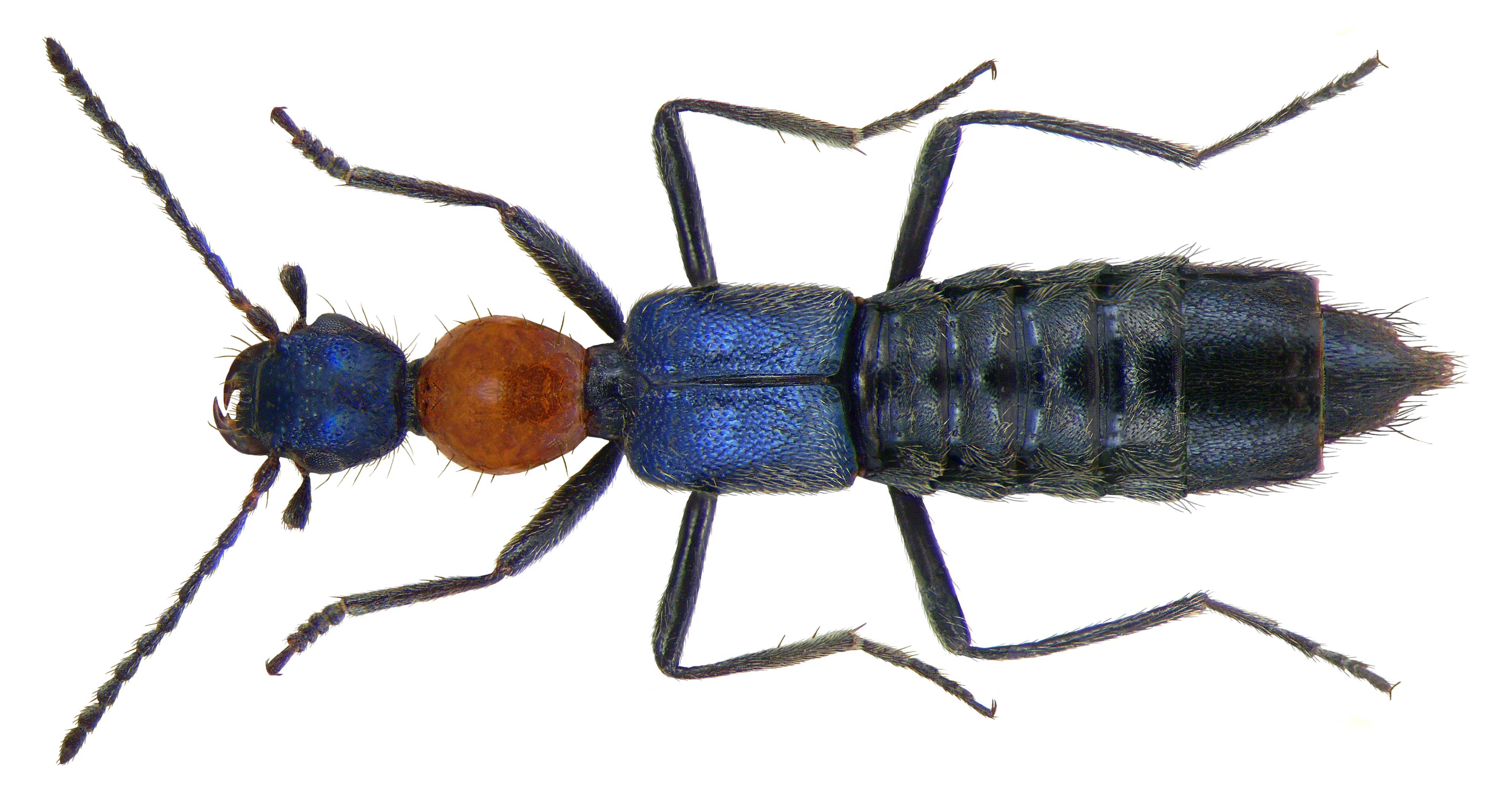
Paederidus ruficollis

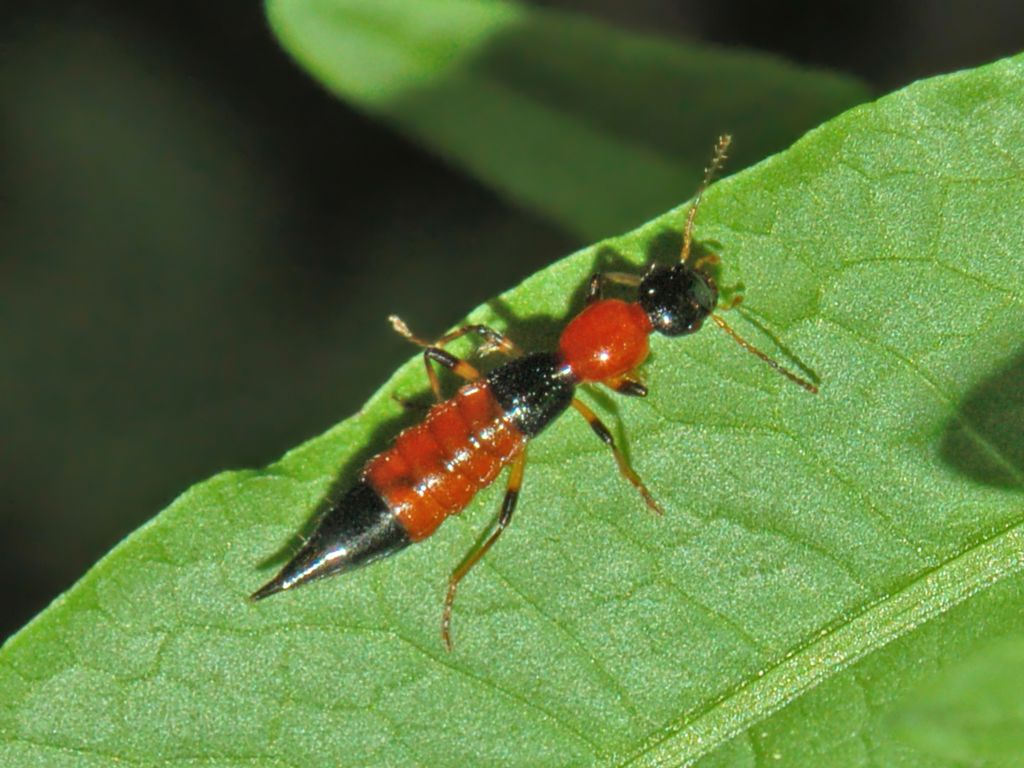
Paederus baudii

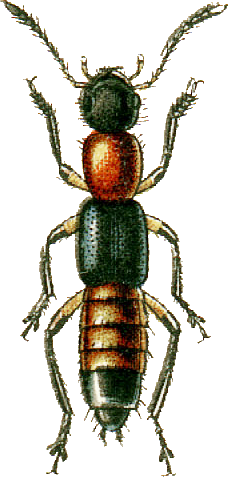
Paederus caligatus

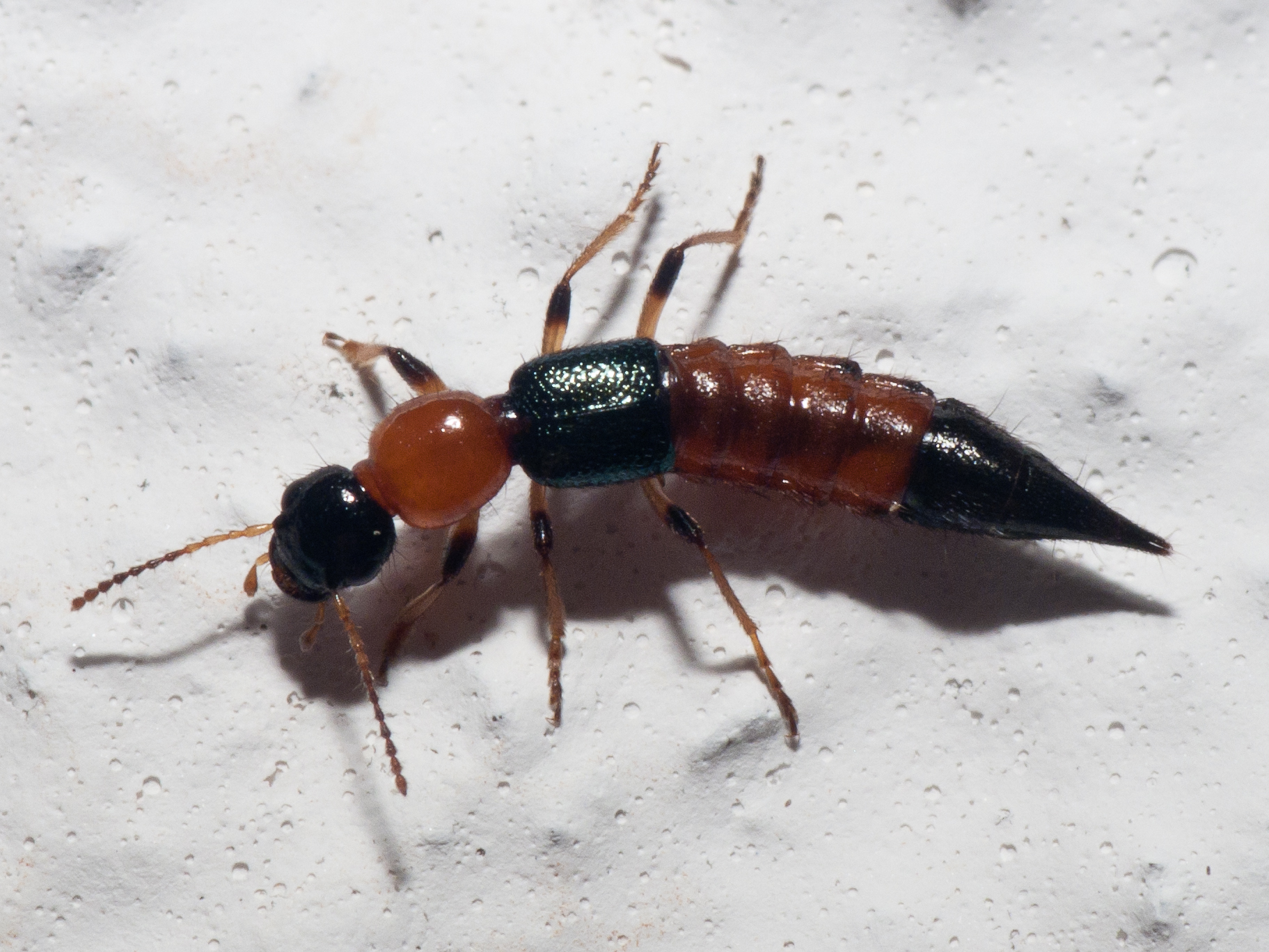
Paederus littoralis

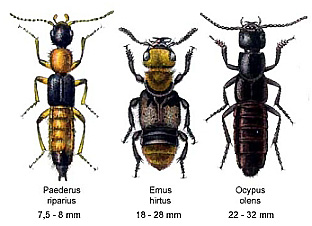
da sinistra: Paederus riparius, Emus hirtus e Ocypus olens

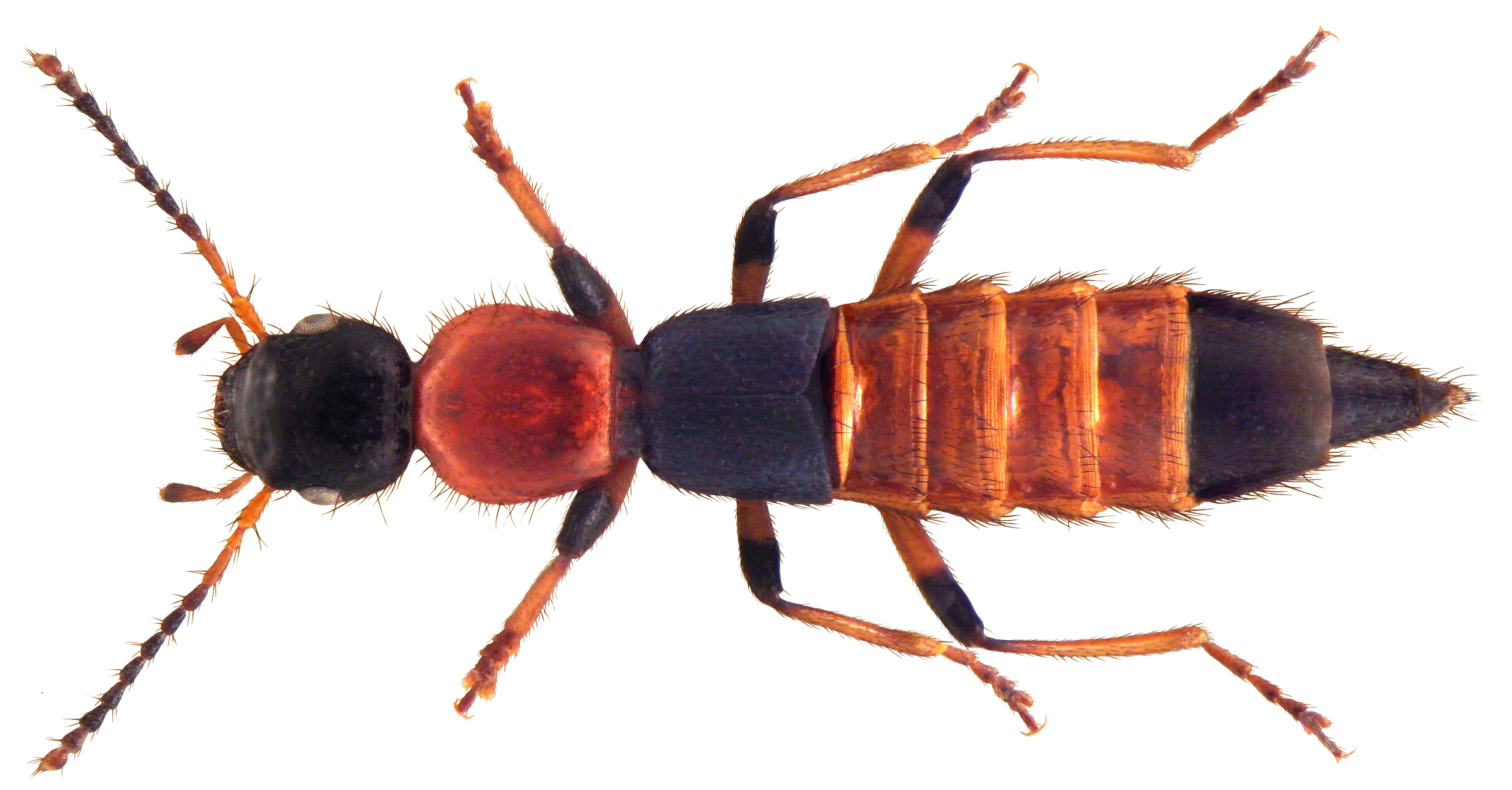
Paederus schoenherri

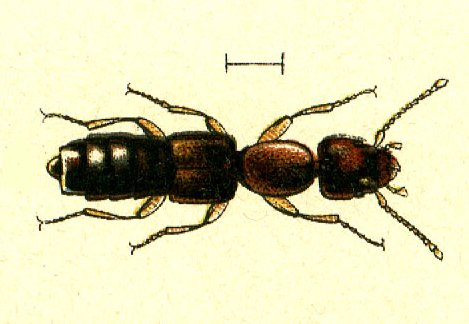
Scopaeus rubidus

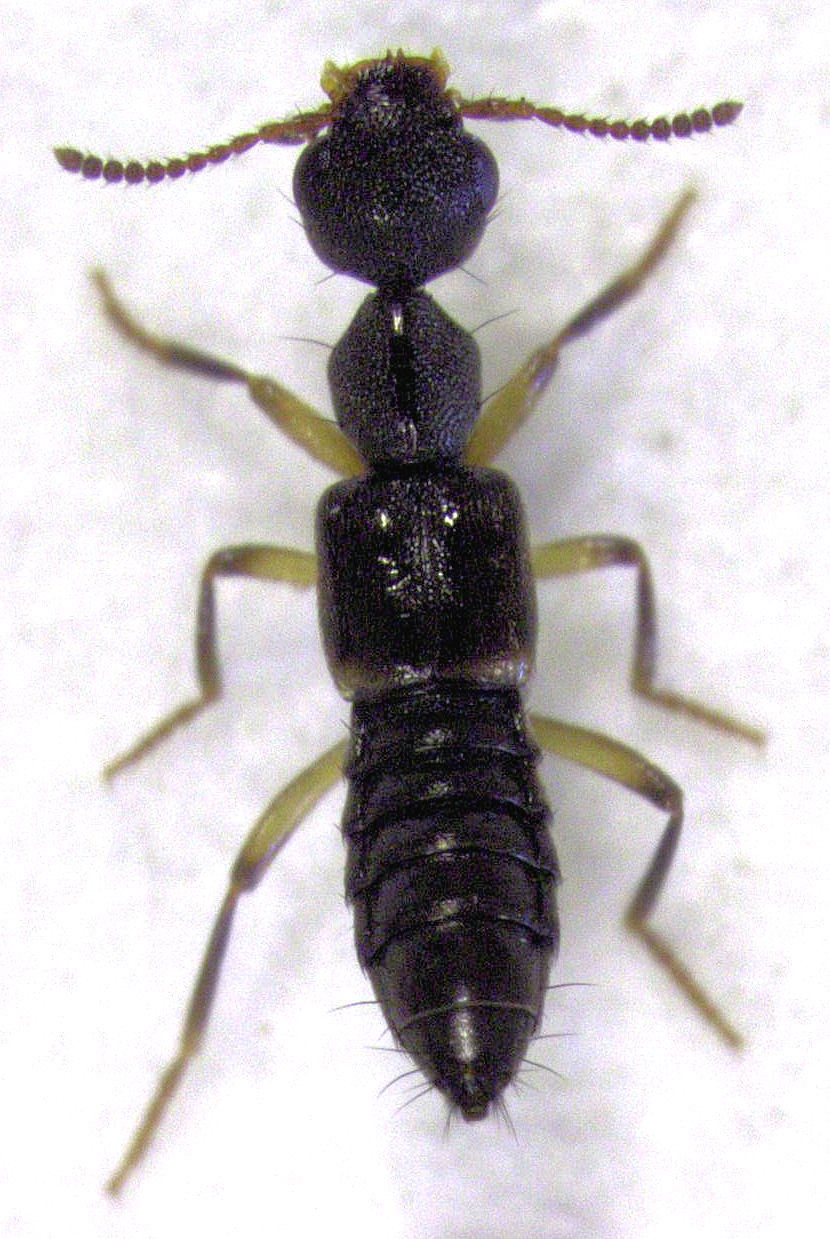
Rugilus orbiculatus

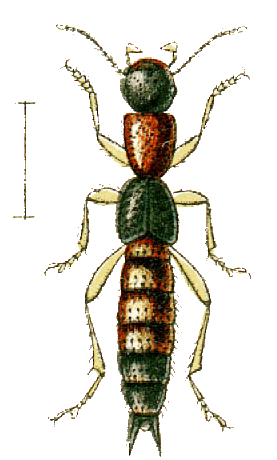
Oedichirus paederinus

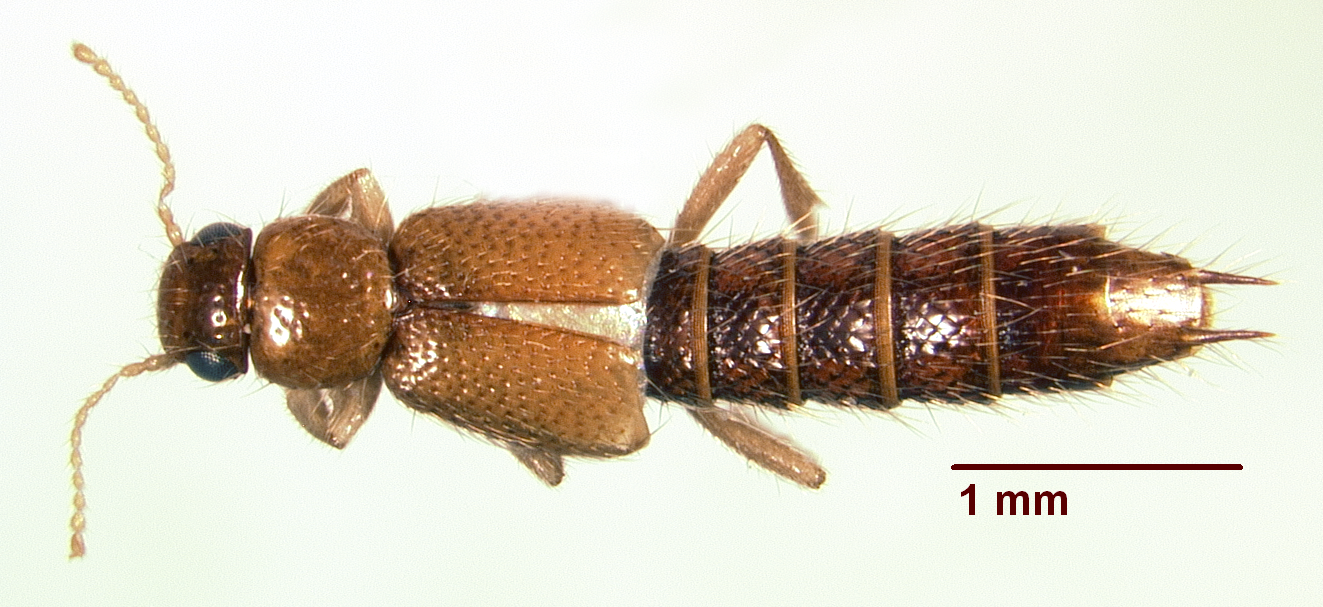
Palaminus sp.

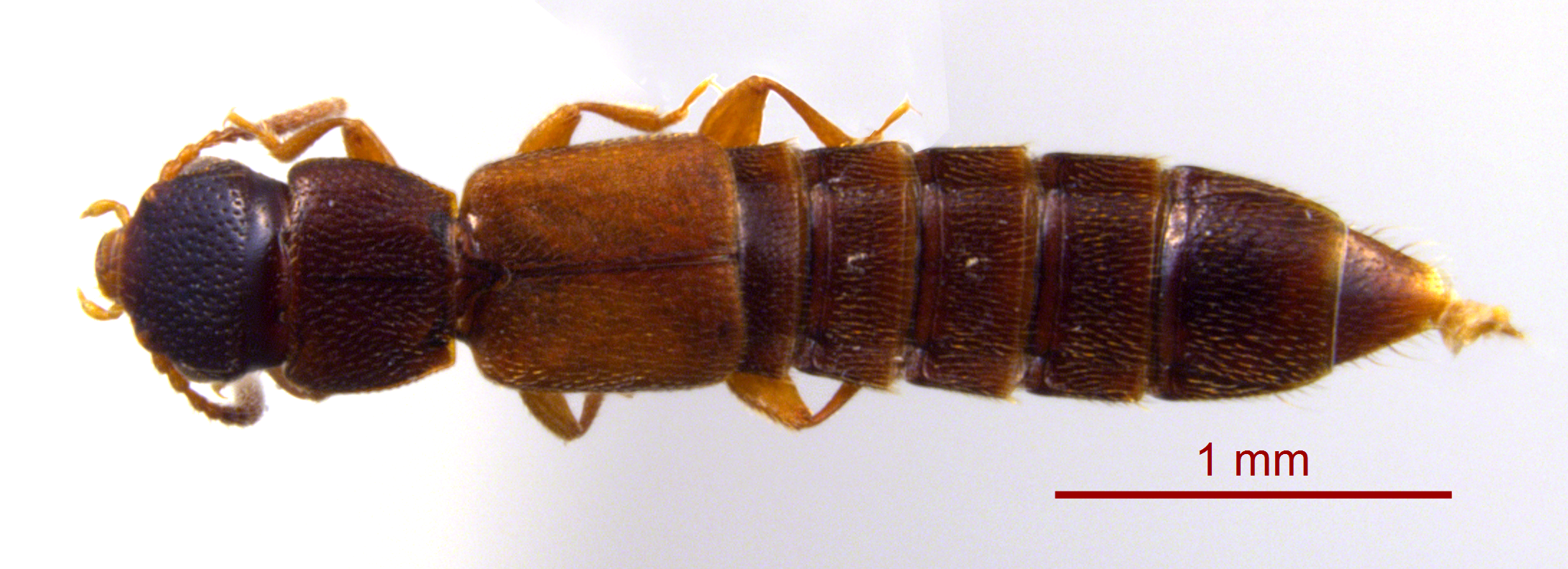
Charhyphus picipennis

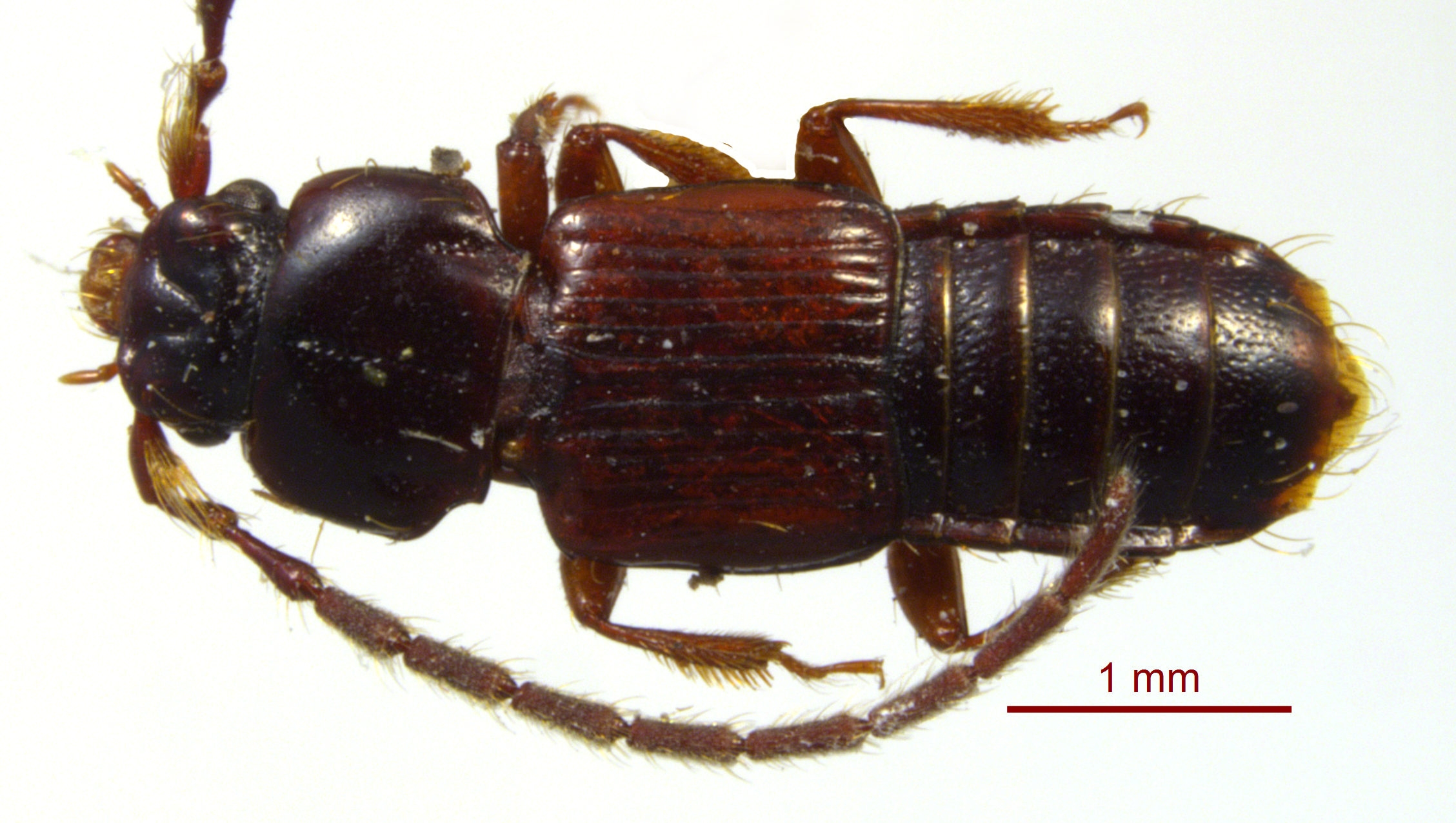
Piestus extimus

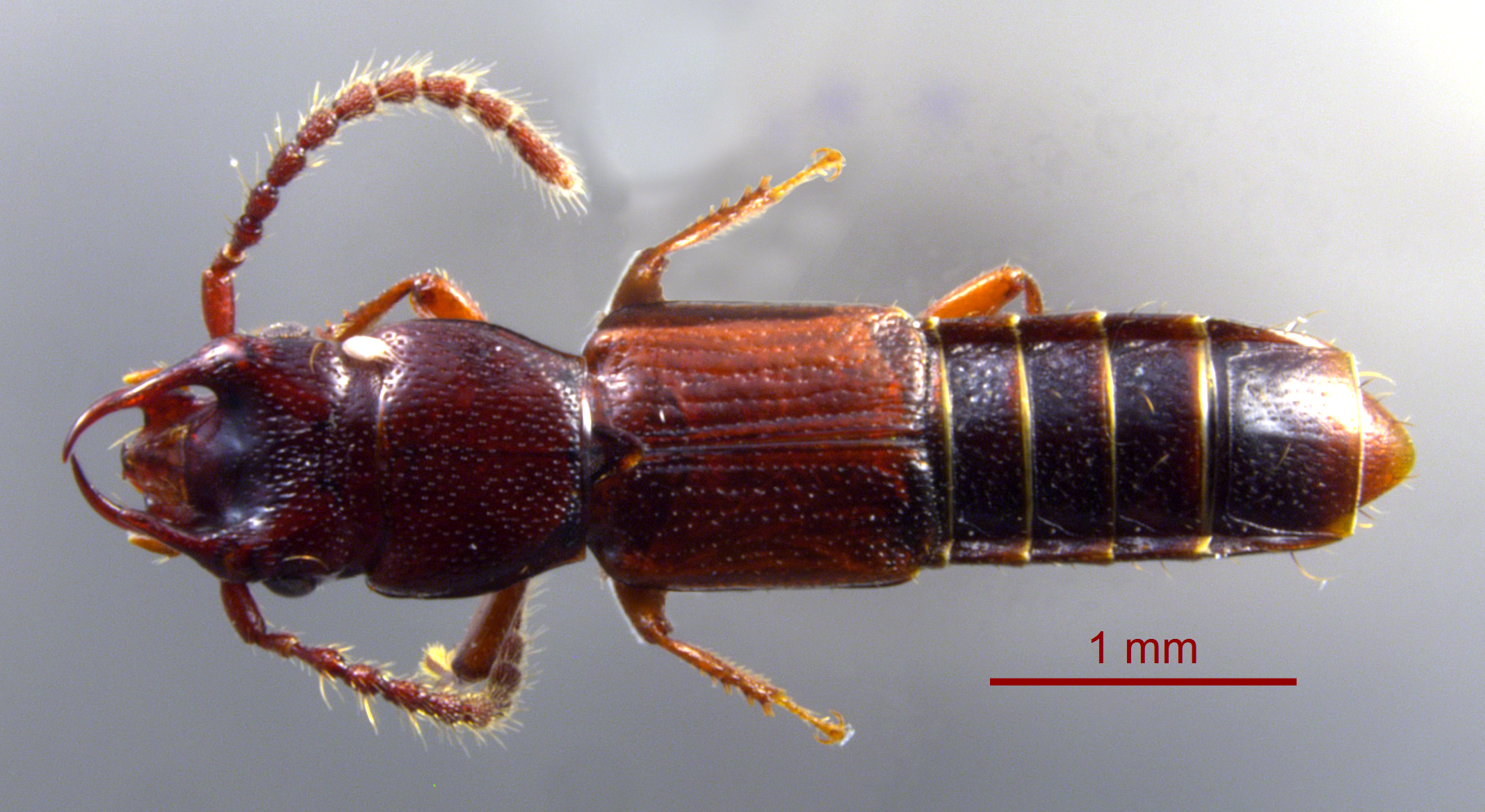
Siagonium punctatum, vista dorsale

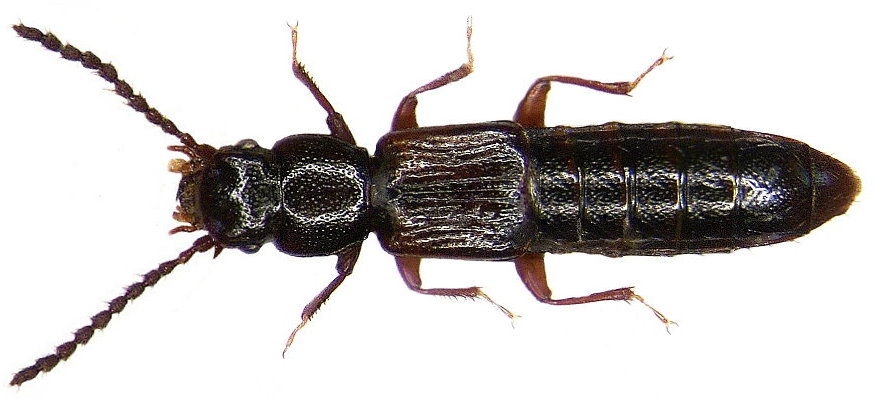
Siagonium quadricorne

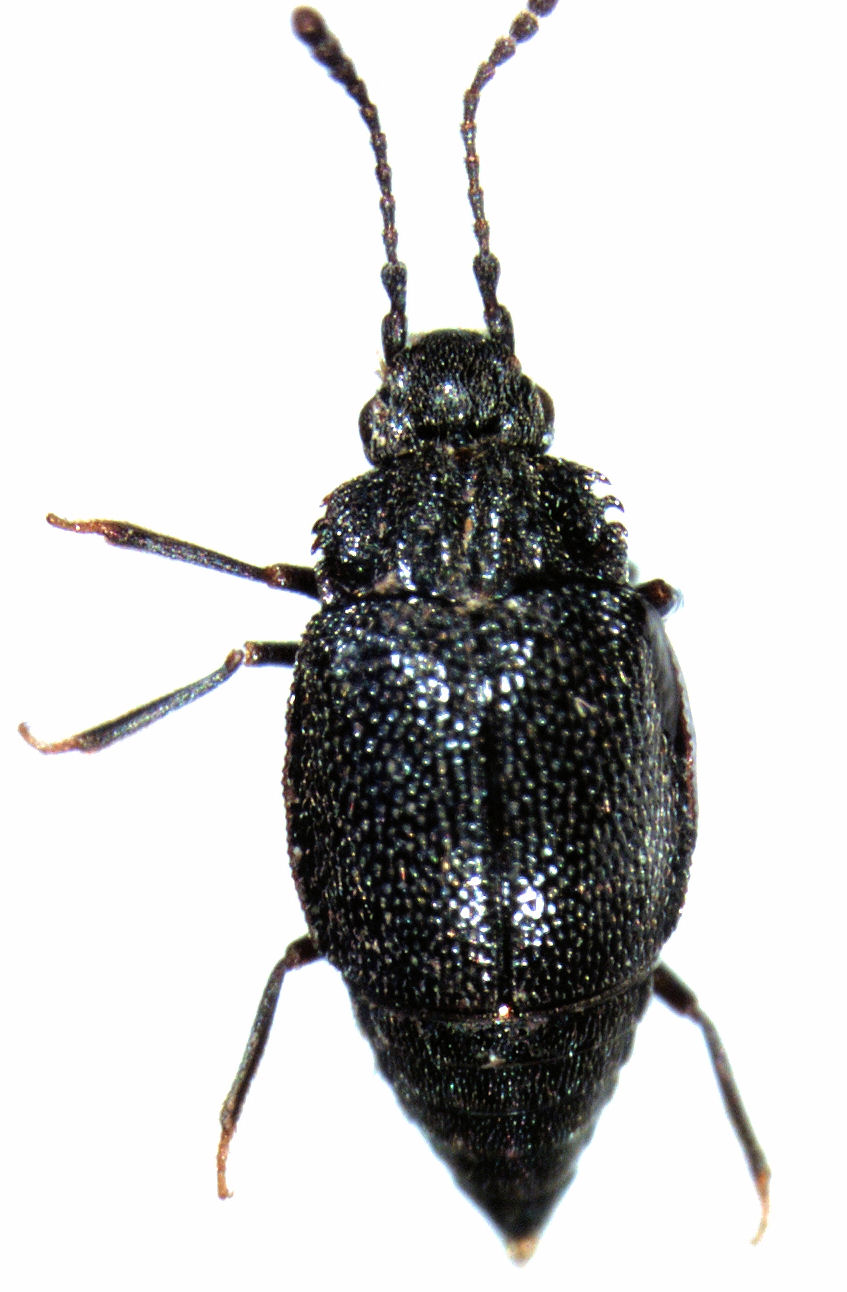
Austrorhysini, tribù

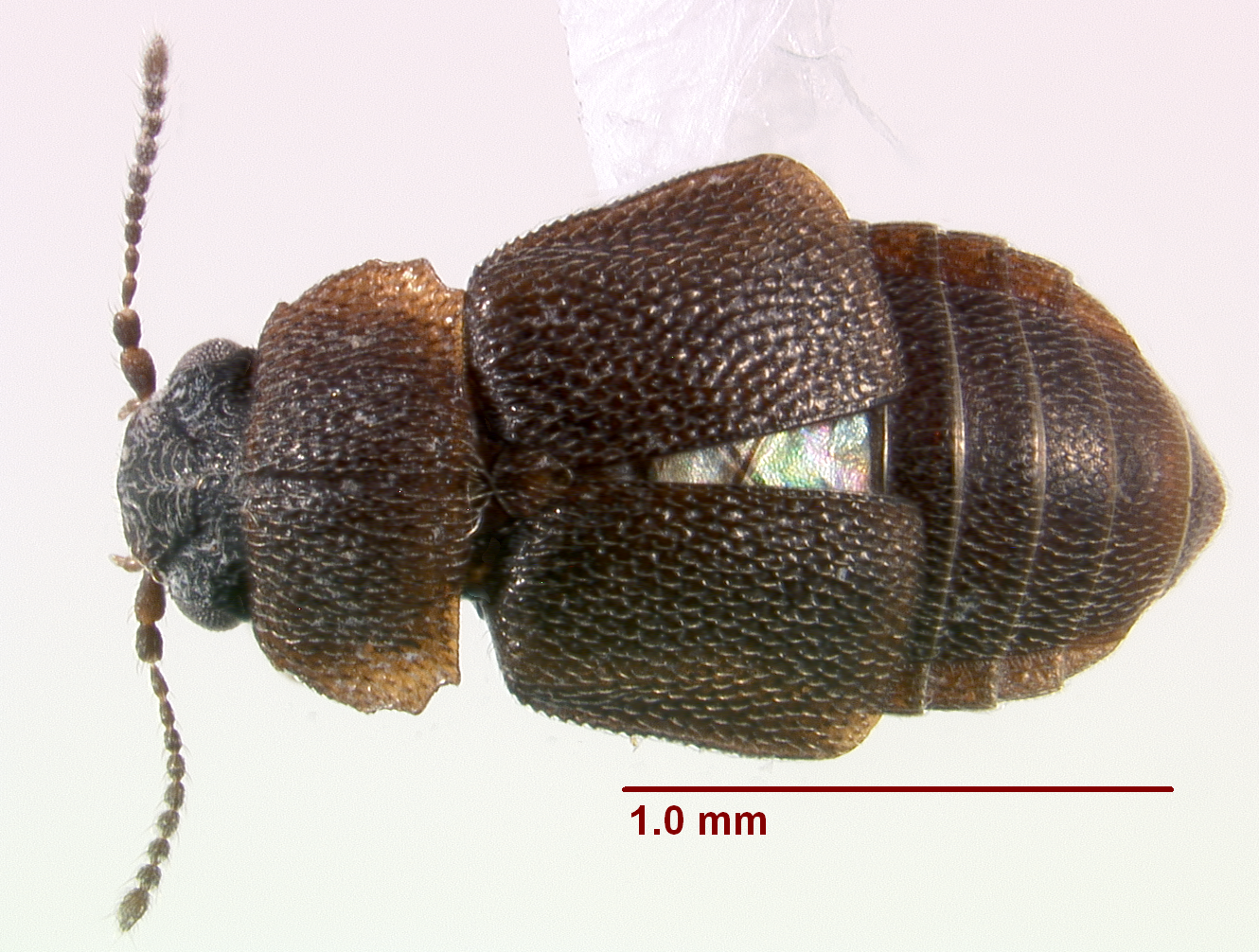
Megarthrus americanus

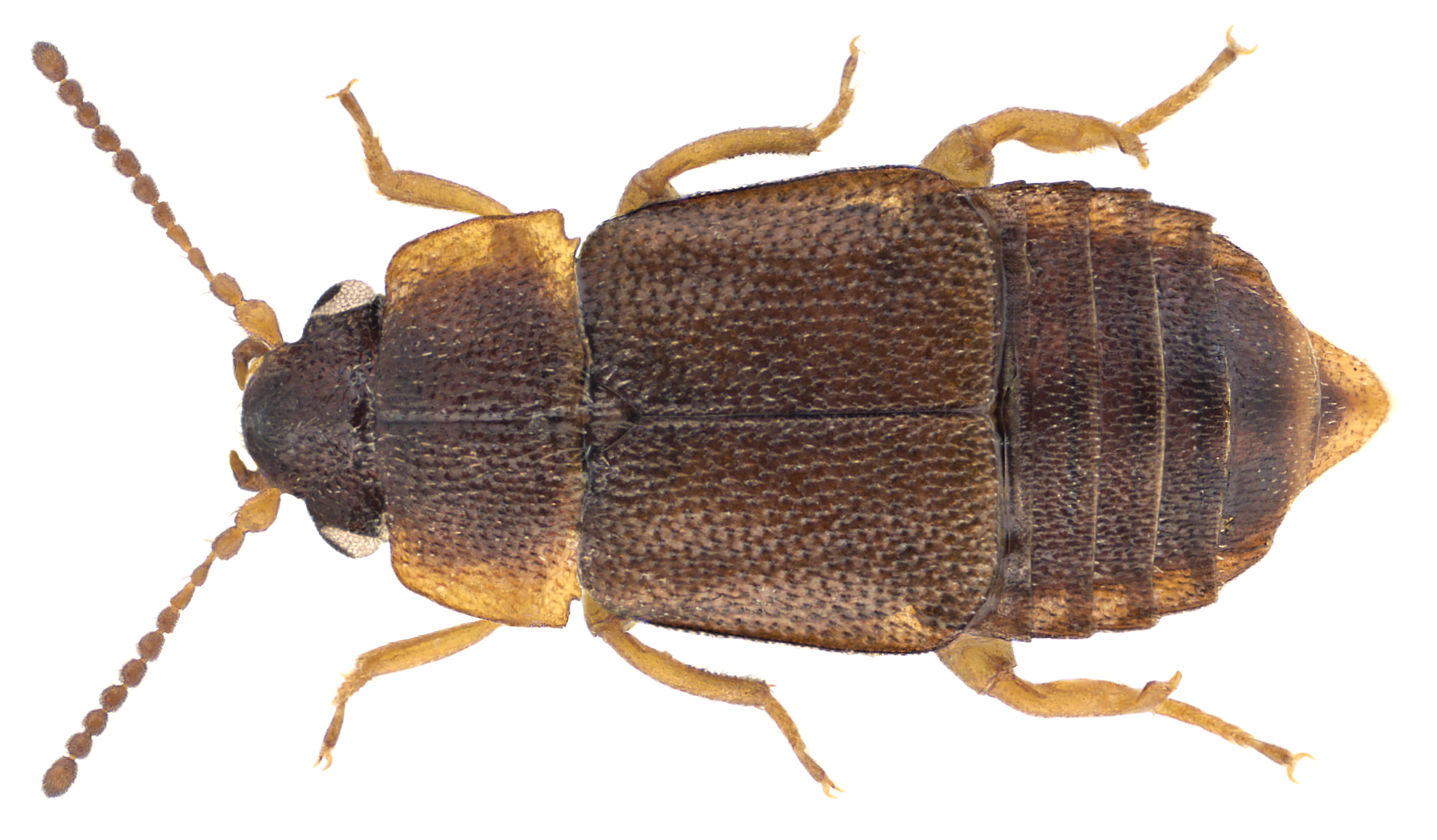
Megarthrus denticollis

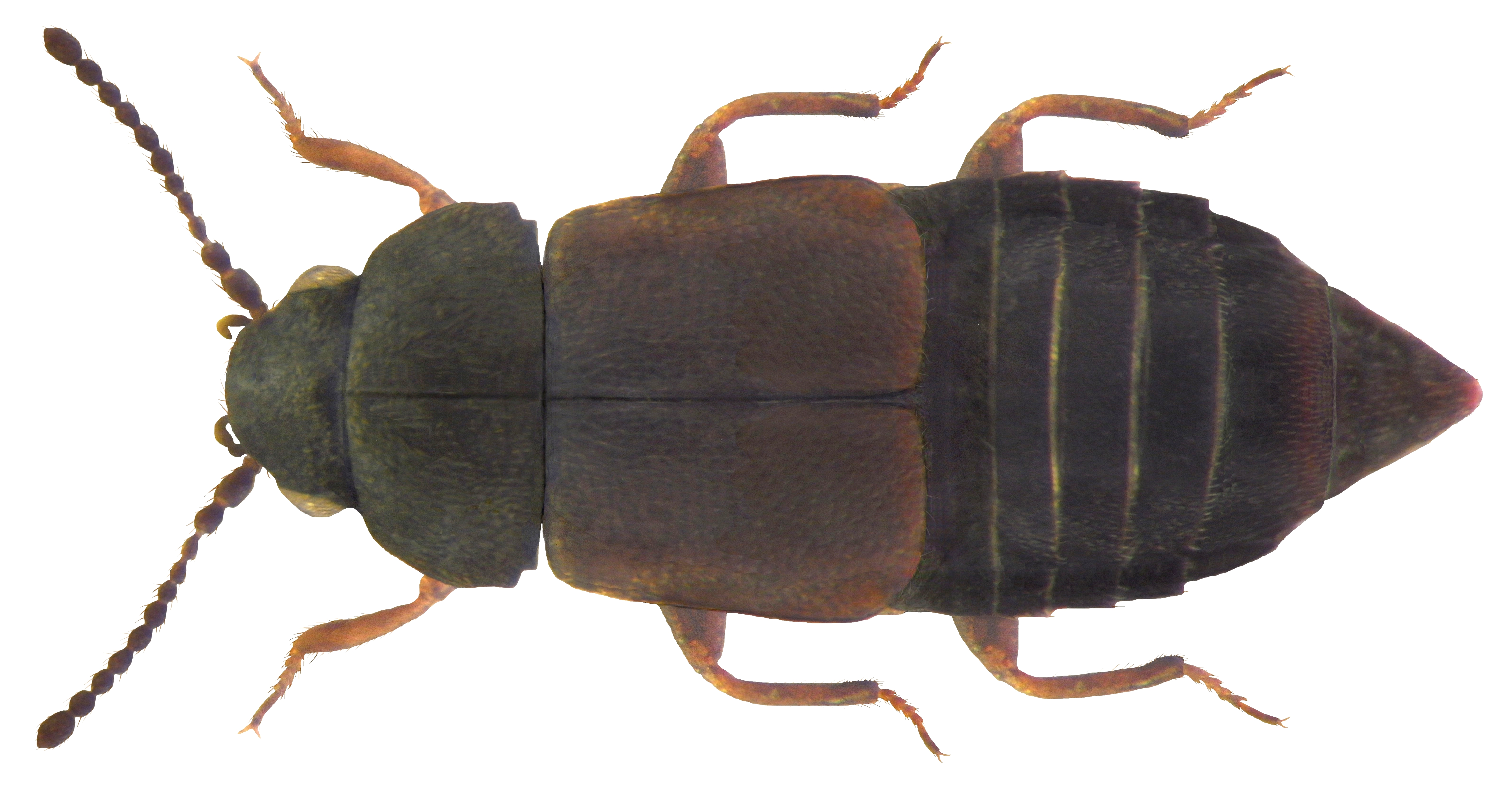
Megarthrus depressus, maschio

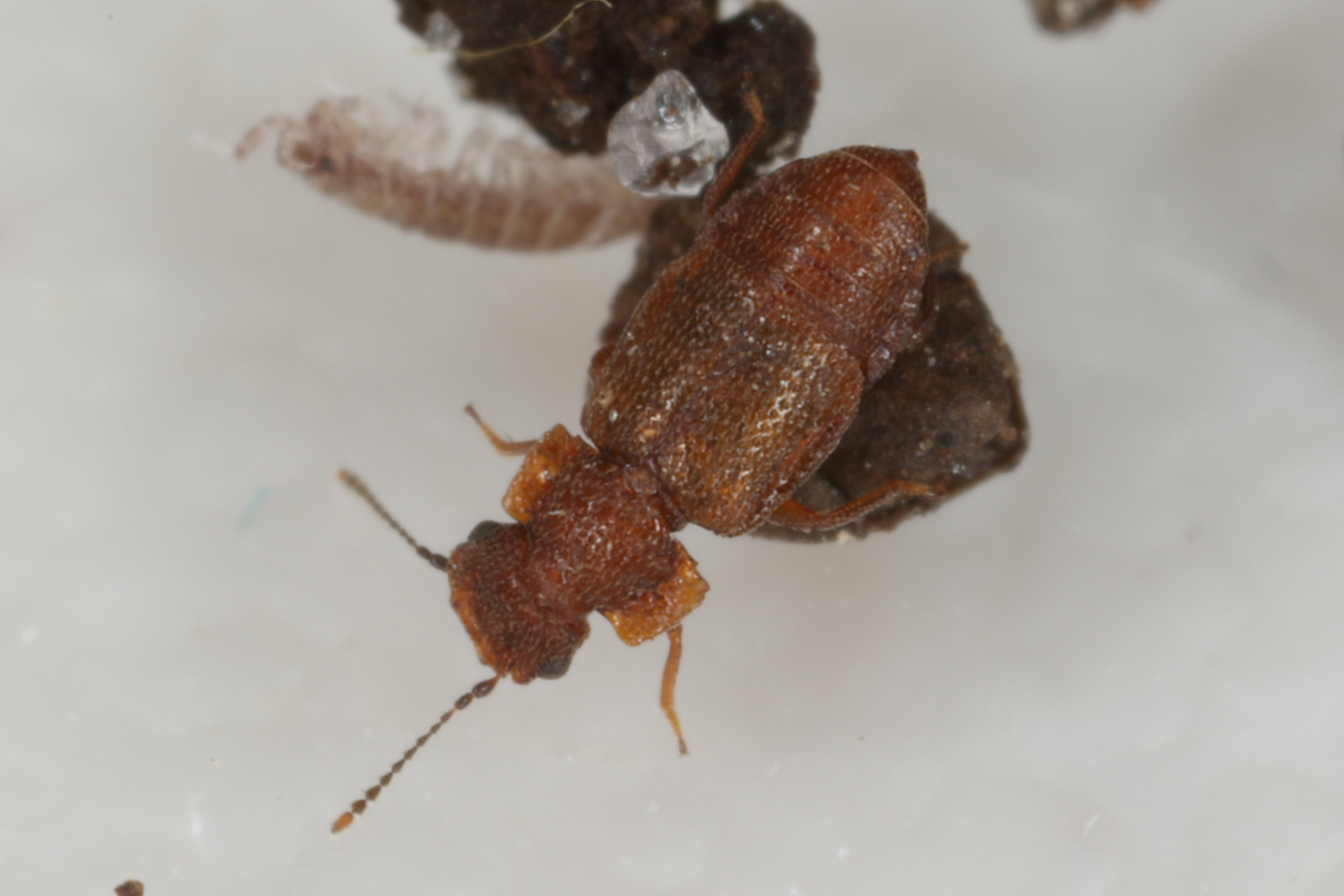
Metopsia similis

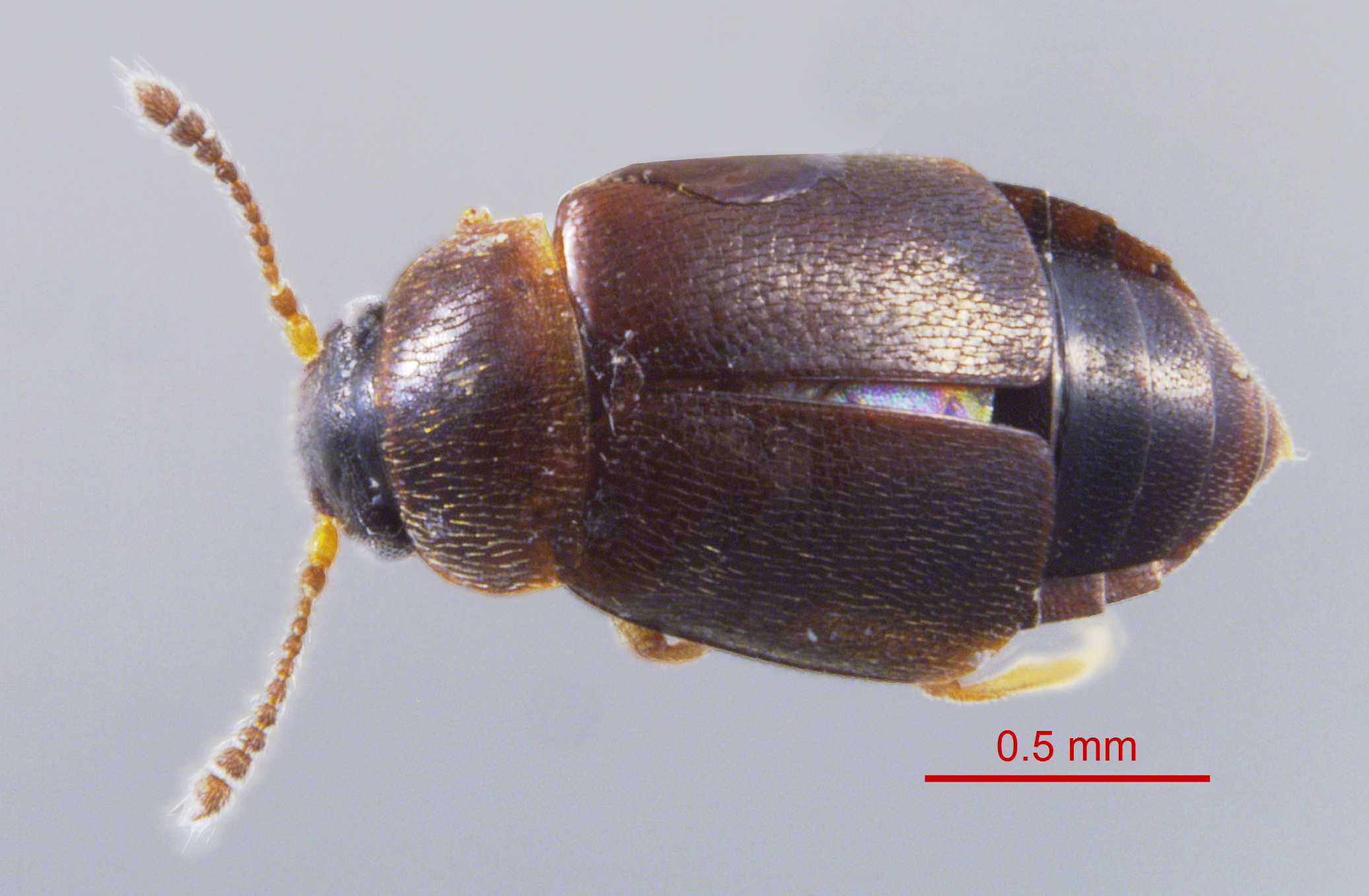
Proteinus, sp.

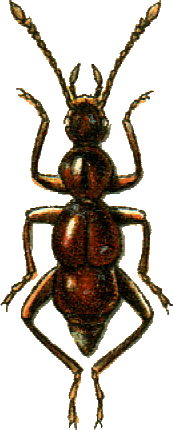
Bergrothia saulcyi

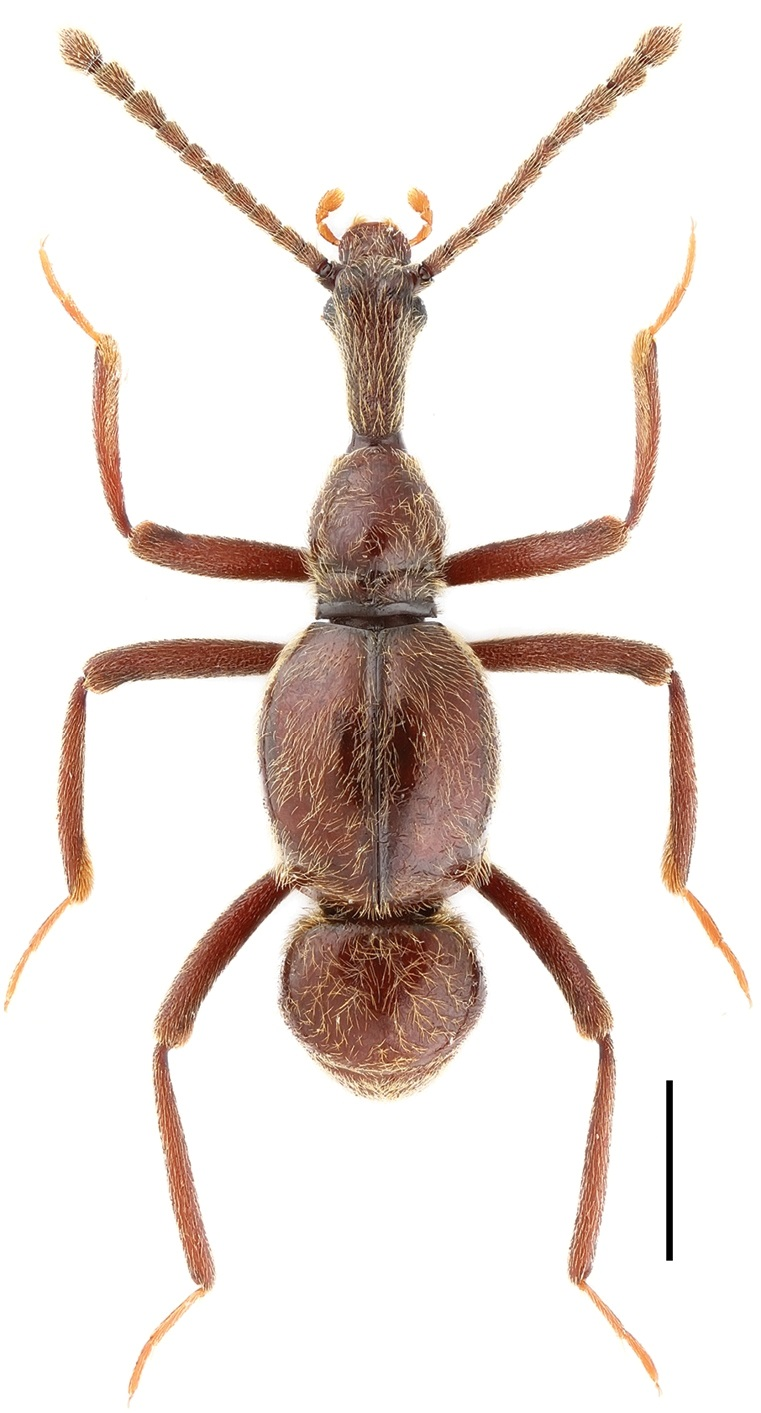
Awas gigas

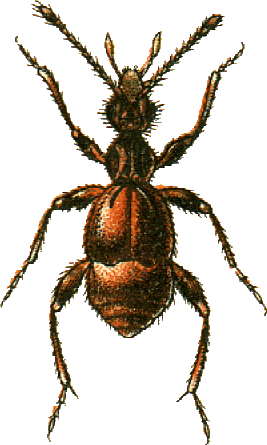
Batrisus oculatus

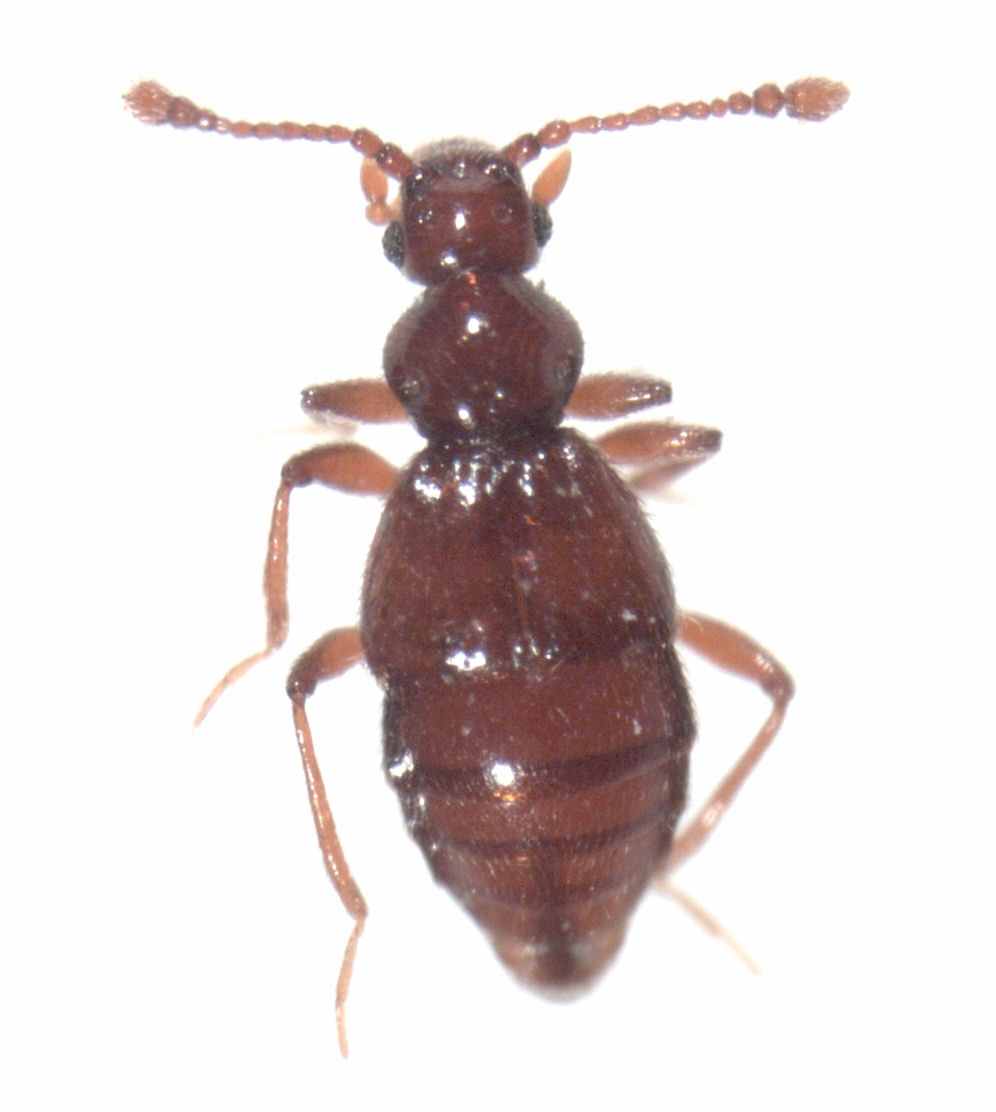
Anabaxis foveolata

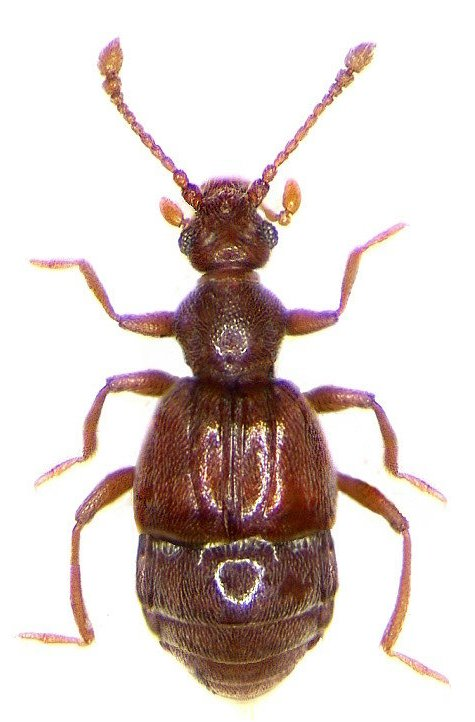
Reichenbachia juncorum

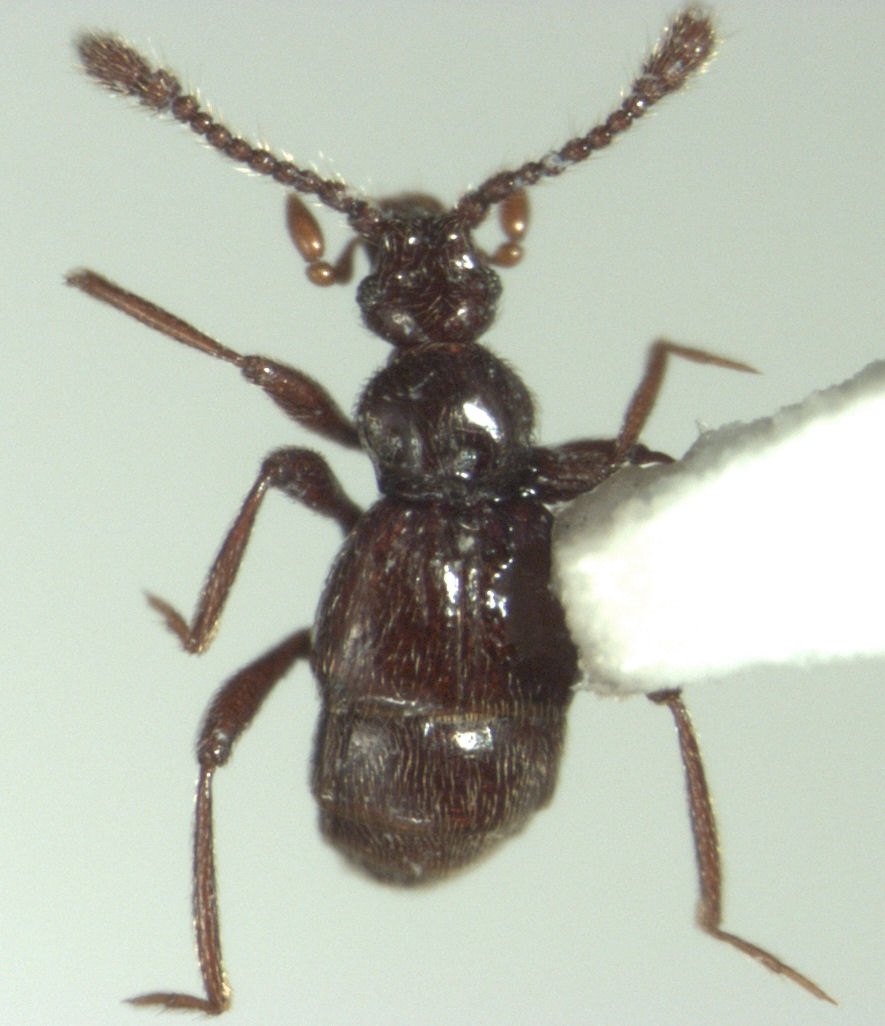
Startes foveata

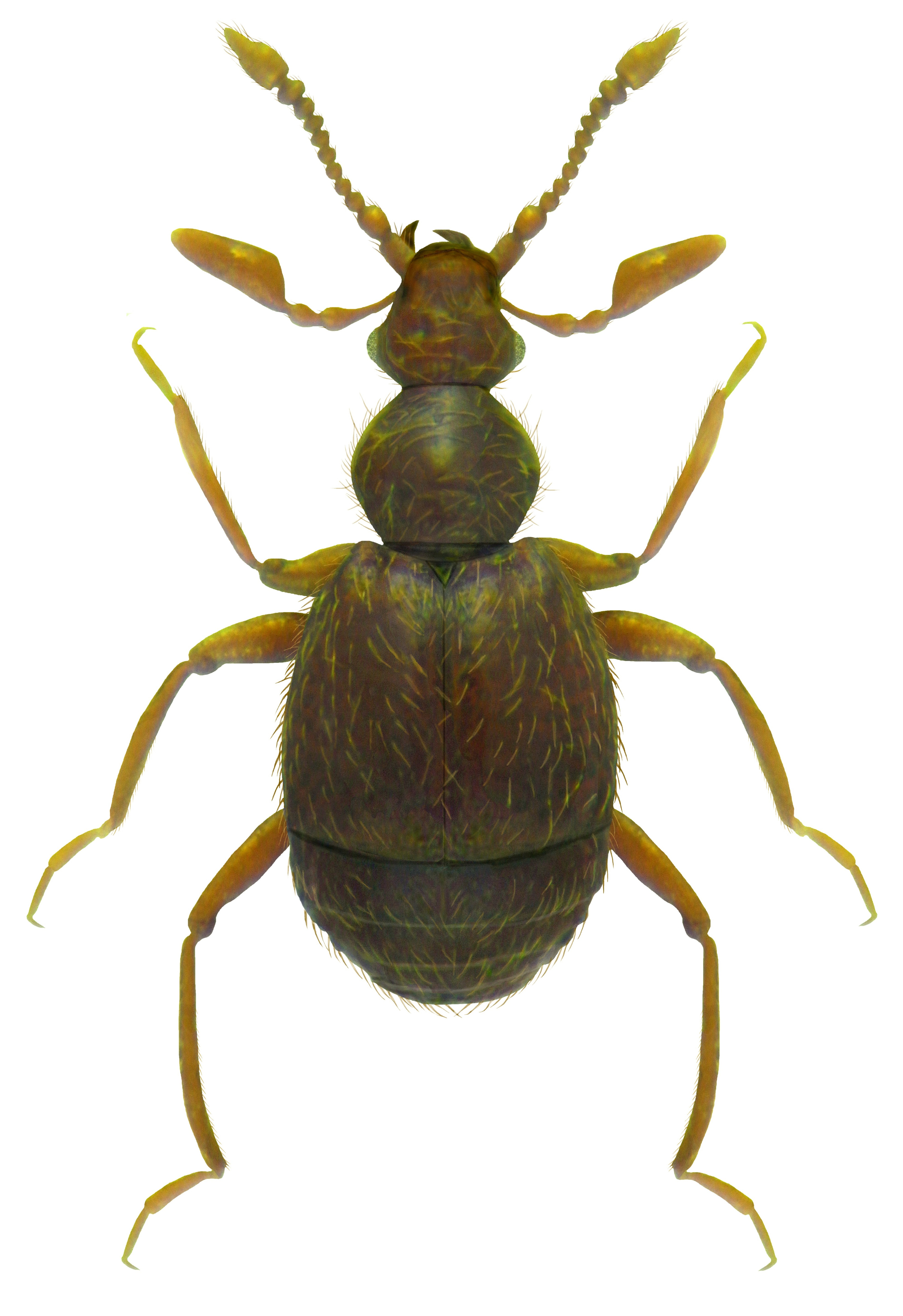
Bryaxis curtisi

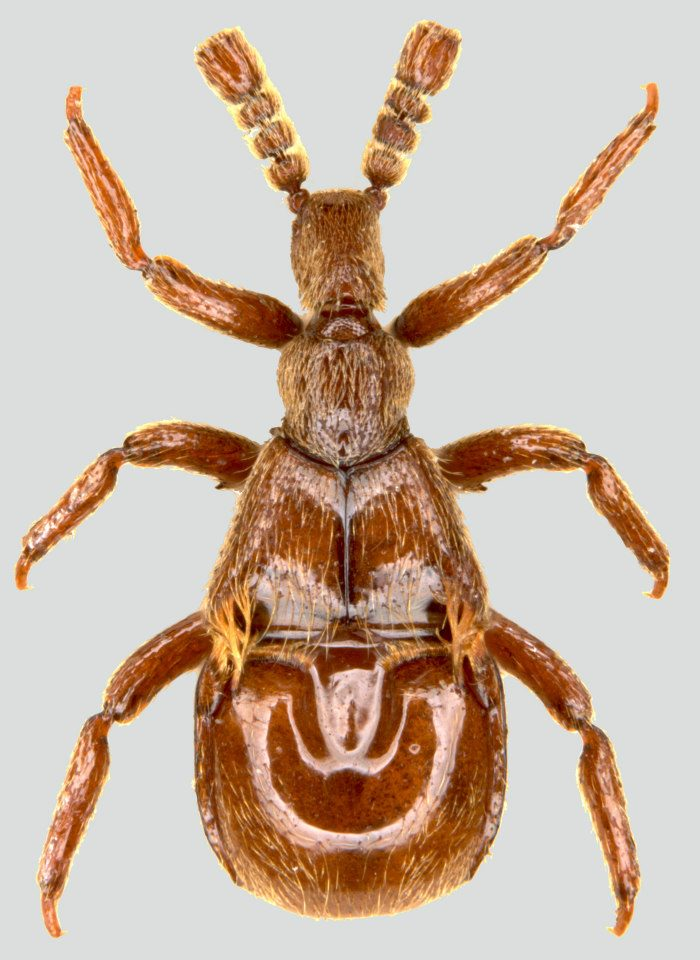
Claviger testaceus

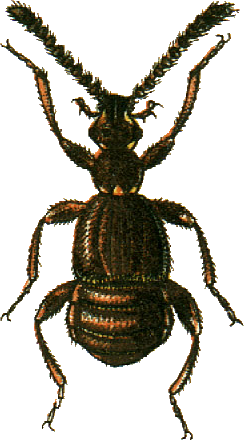
Centrotoma lucifuga

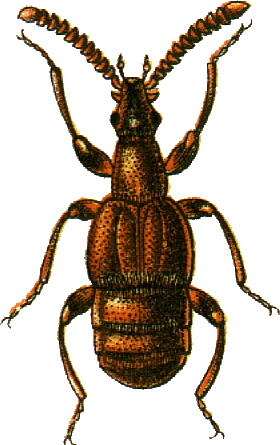
Chennium bituberculatum

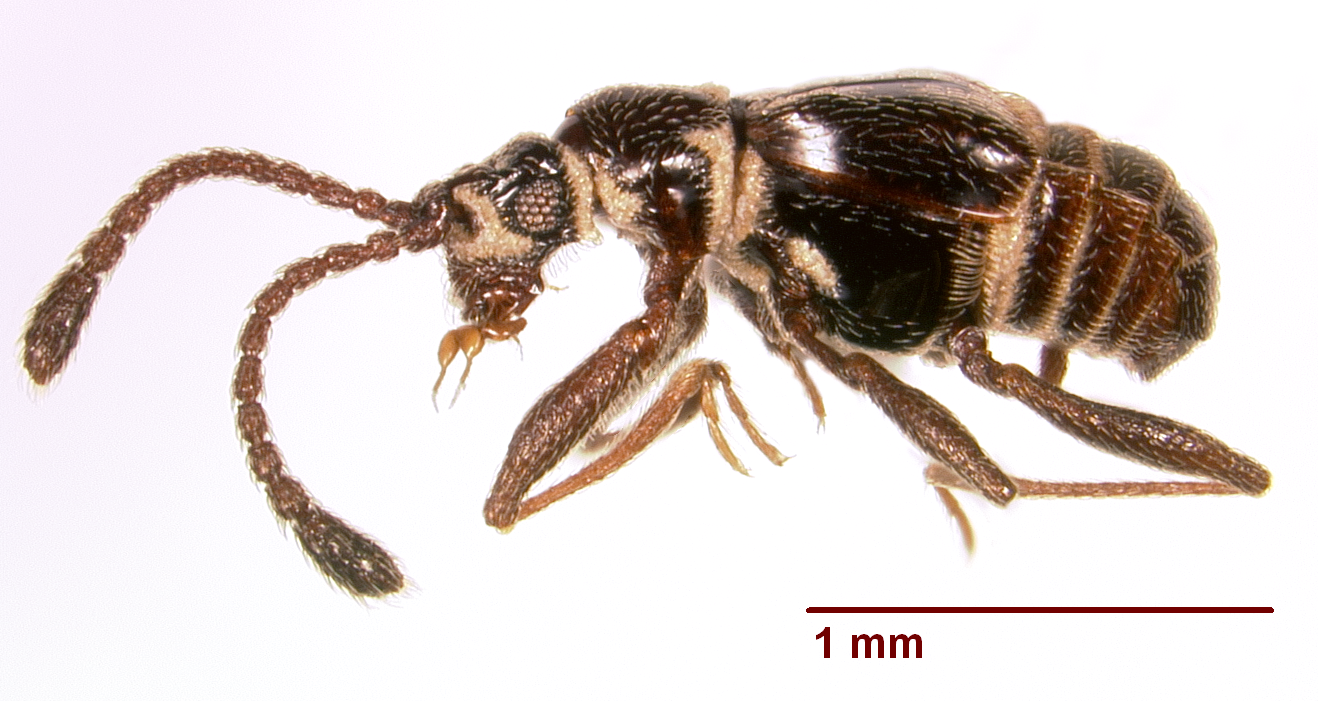
Ctenisodes sp., vista laterale

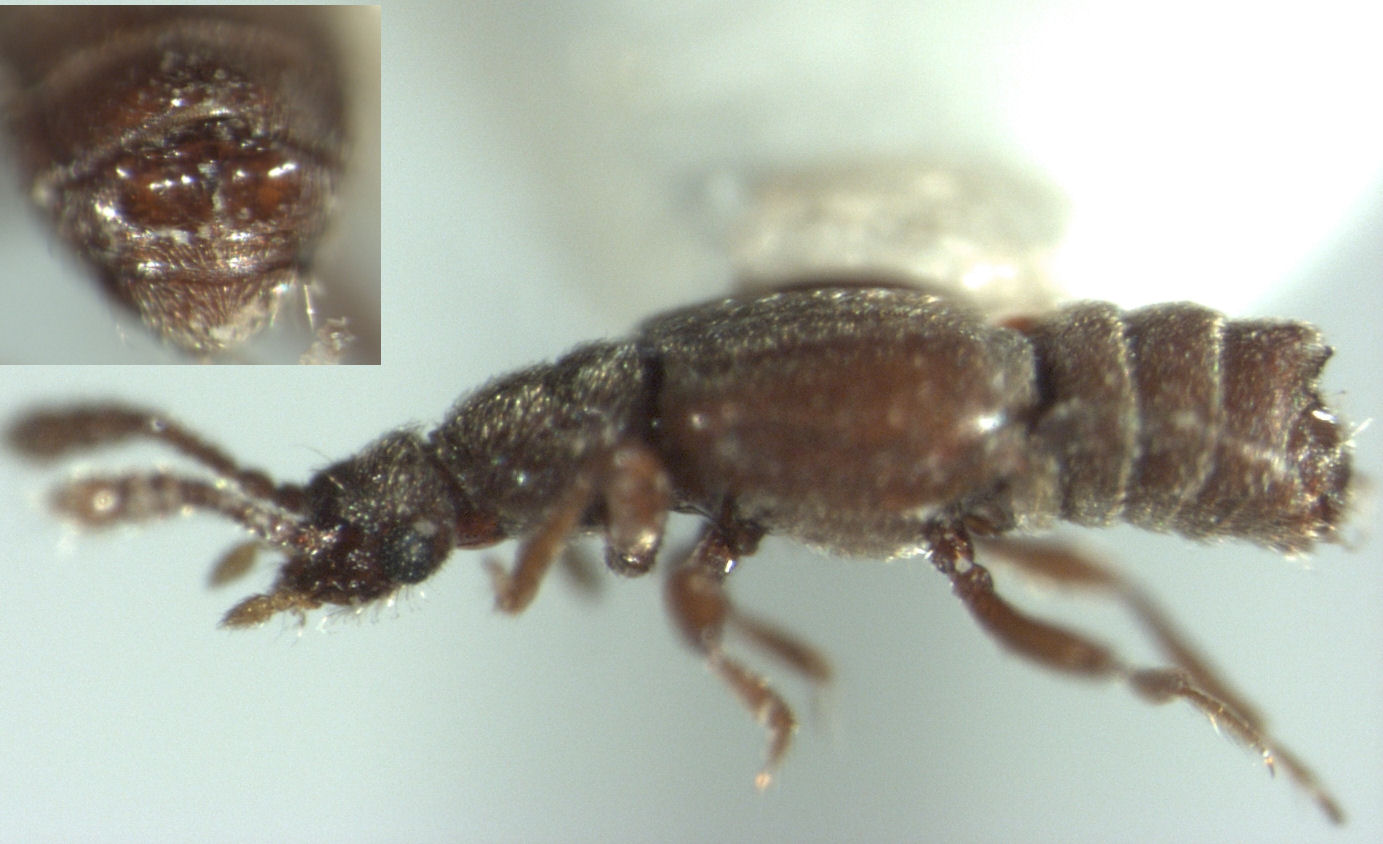
Euplectus tuberigerus

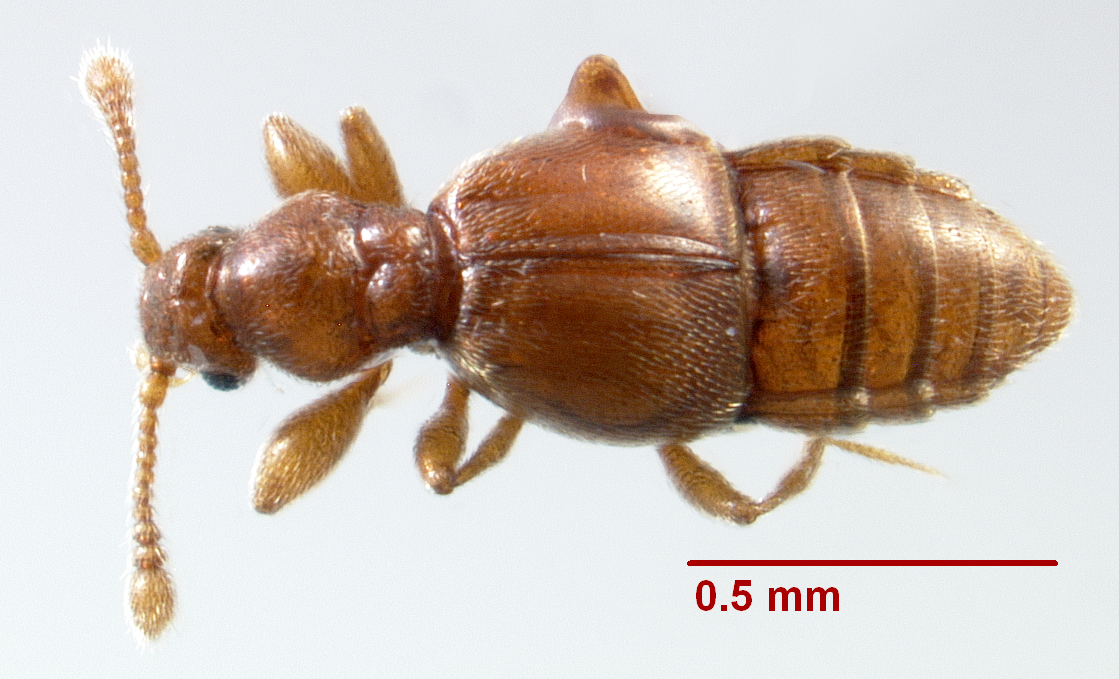
Trimioplectus obsoletus

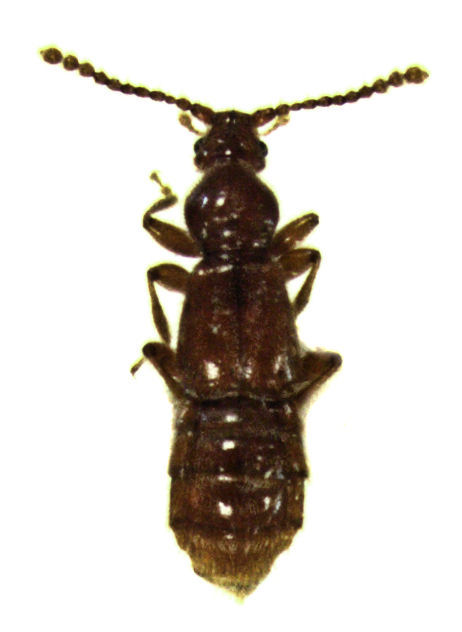
Exeirarthra enigma, maschio

Sagola earlyi, vista dorsale

Sagola earlyi, vista laterale

Sagola poortmani, particolare del capo

Sagola poortmani, vista laterale

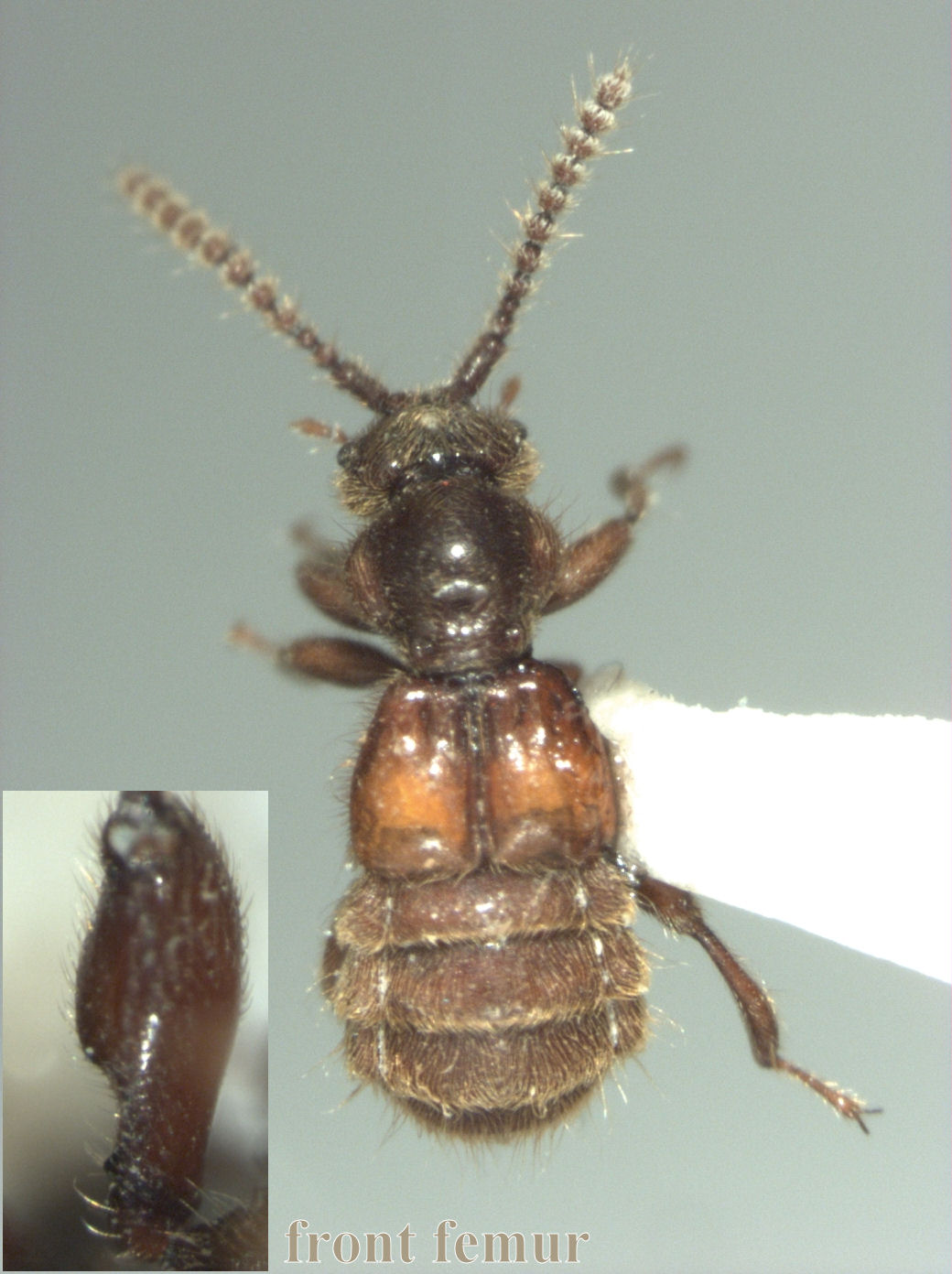
Sagola pulchra

Sagola ranatungae, vista dorsale

Sagola ranatungae, vista laterale

Sagola thorpei, vista dorsale

Sagola thorpei, vista laterale

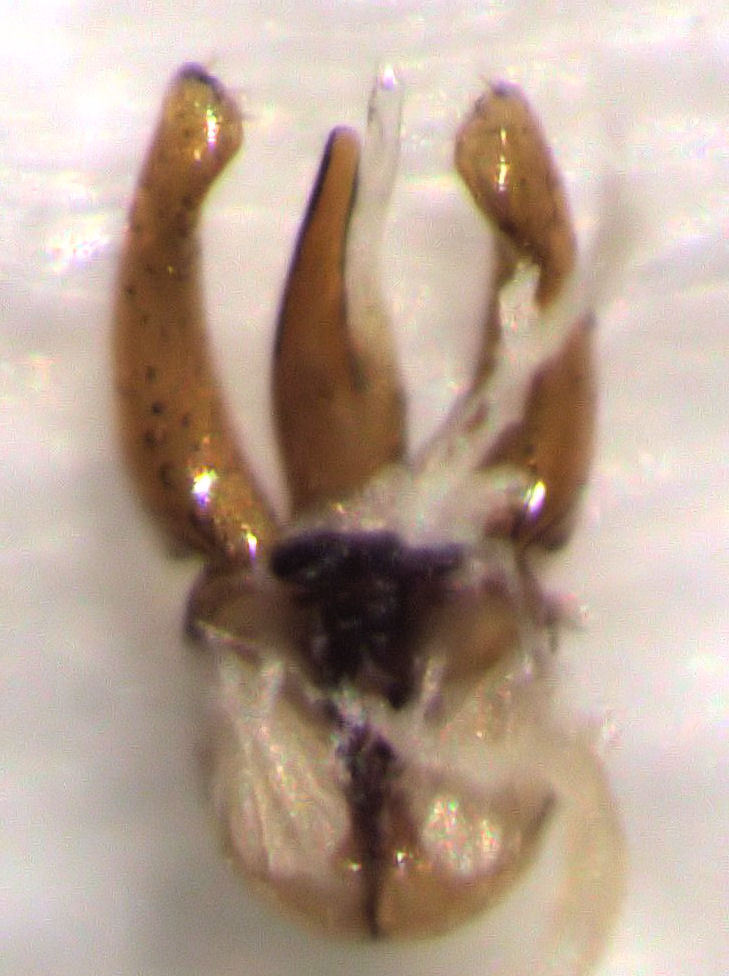
Sagola valida, particolare dell'edeago

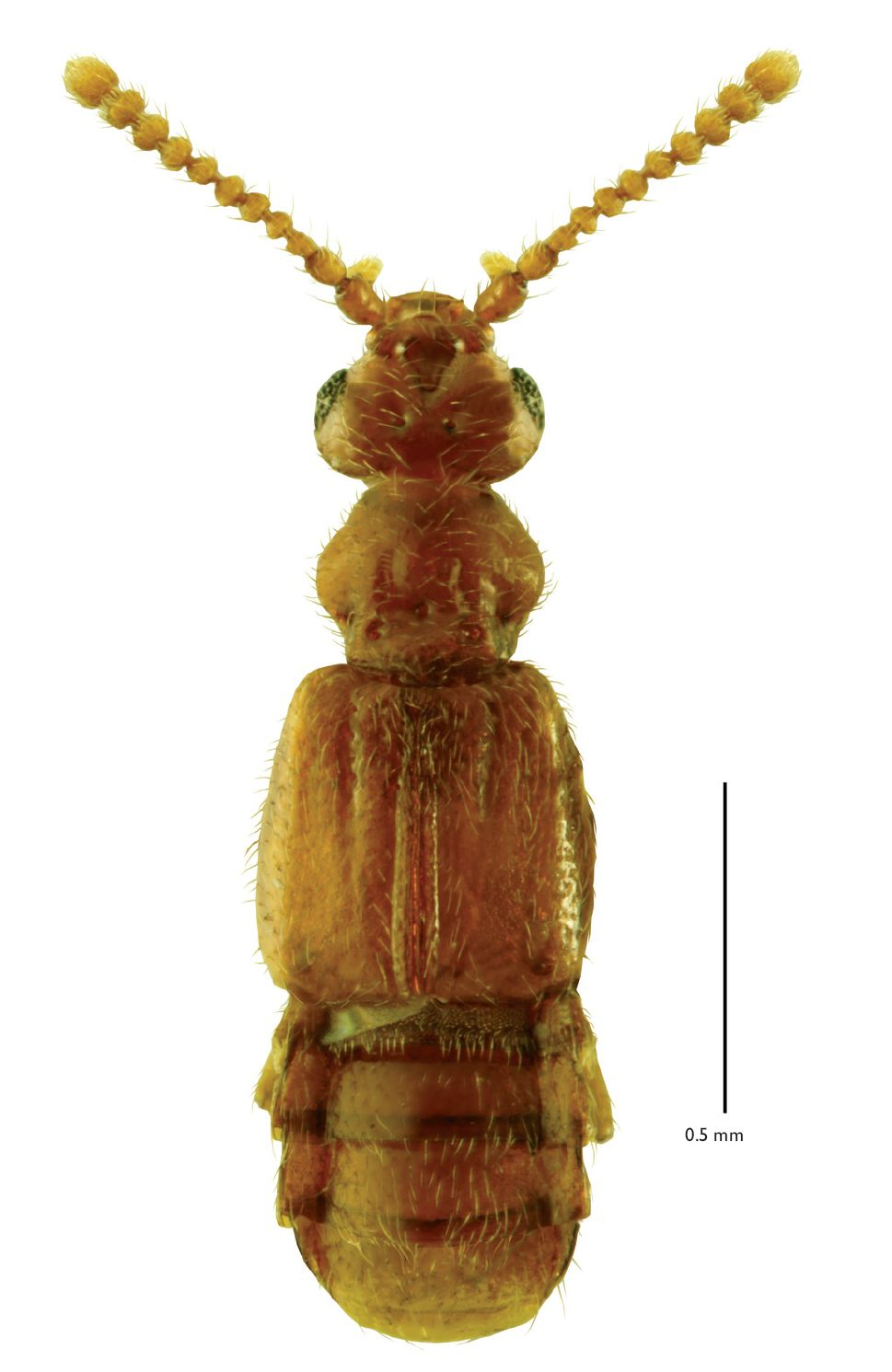
Sonoma squamishorum

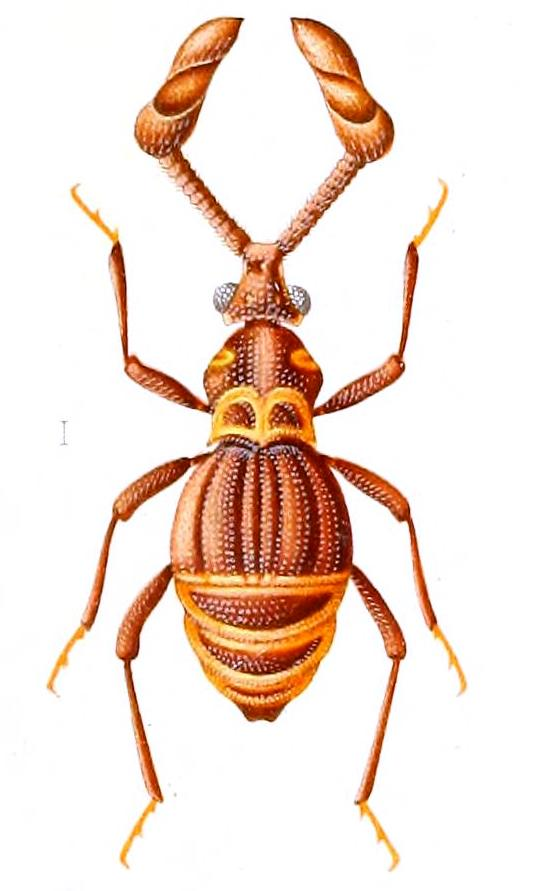
Apharinodes miranda

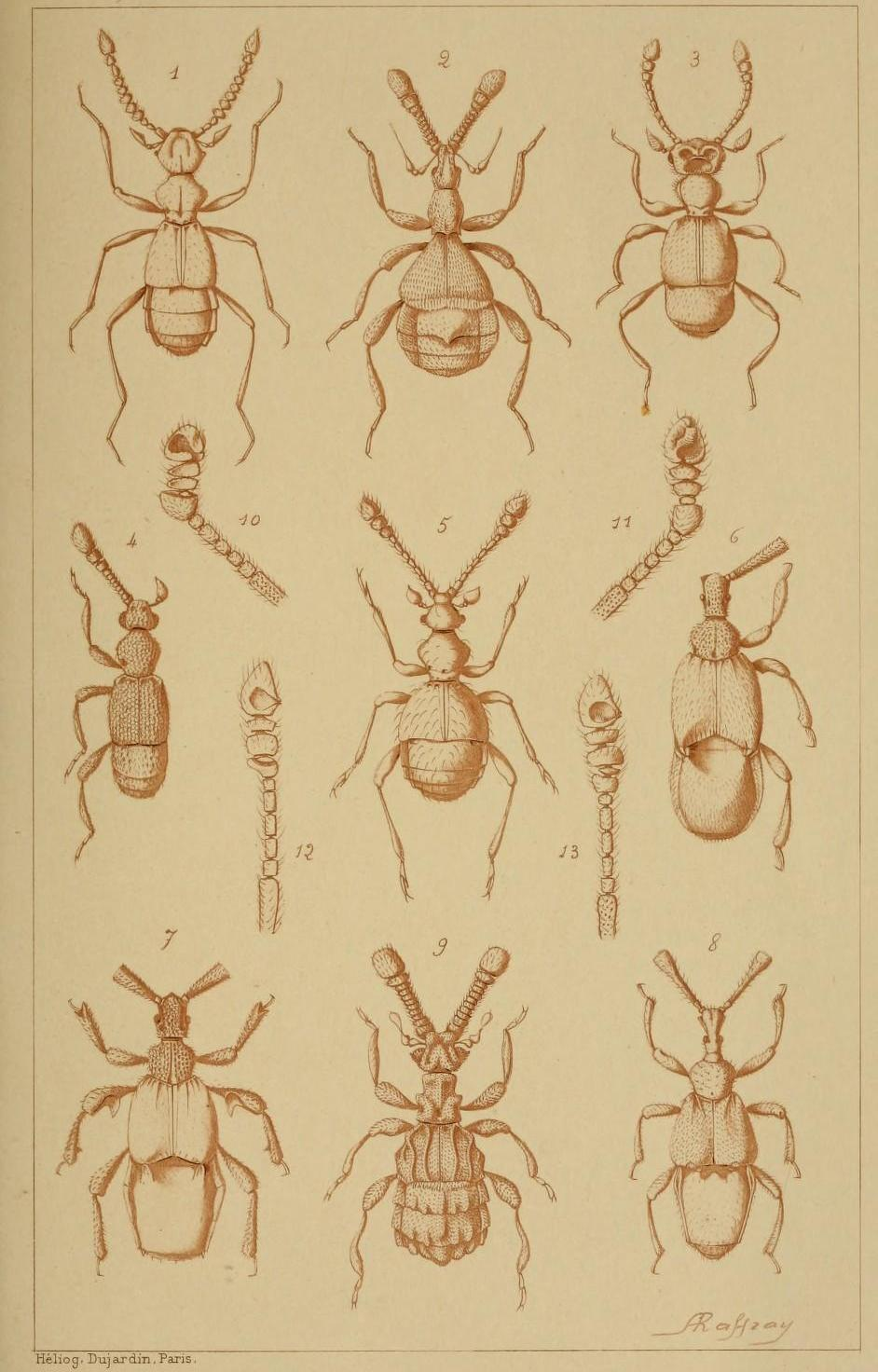
Odontalgus costatus, il secondo della terza fila

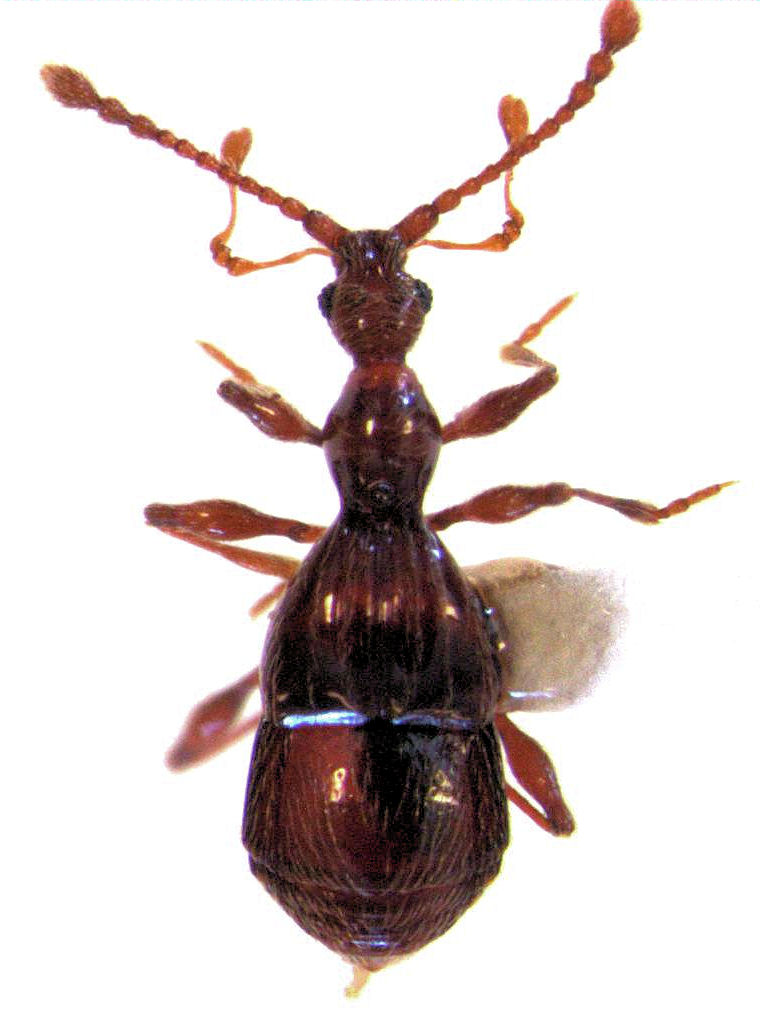
Dicentrius sp.

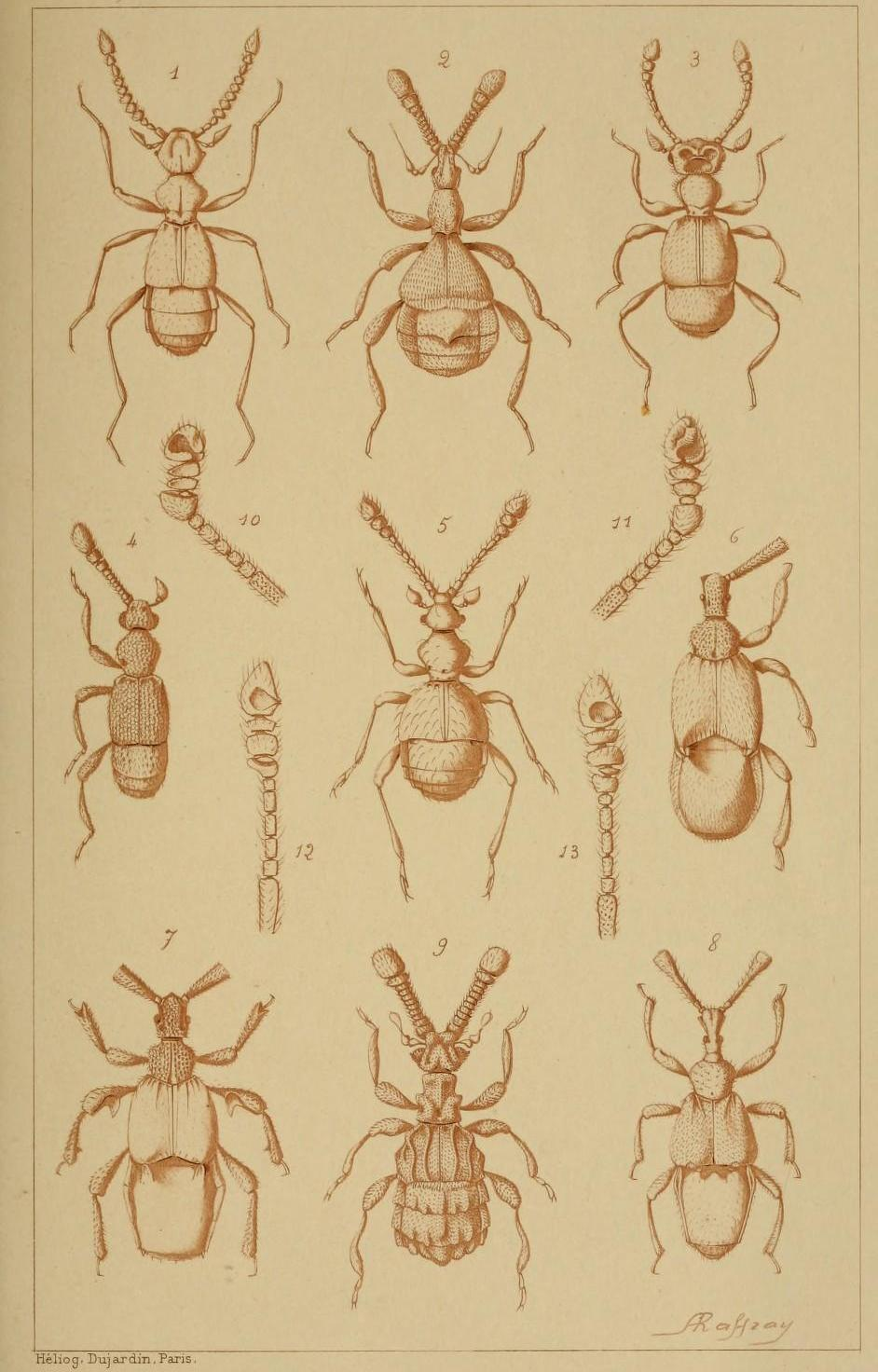
Pselaphischnus squamosus, il secondo della prima fila

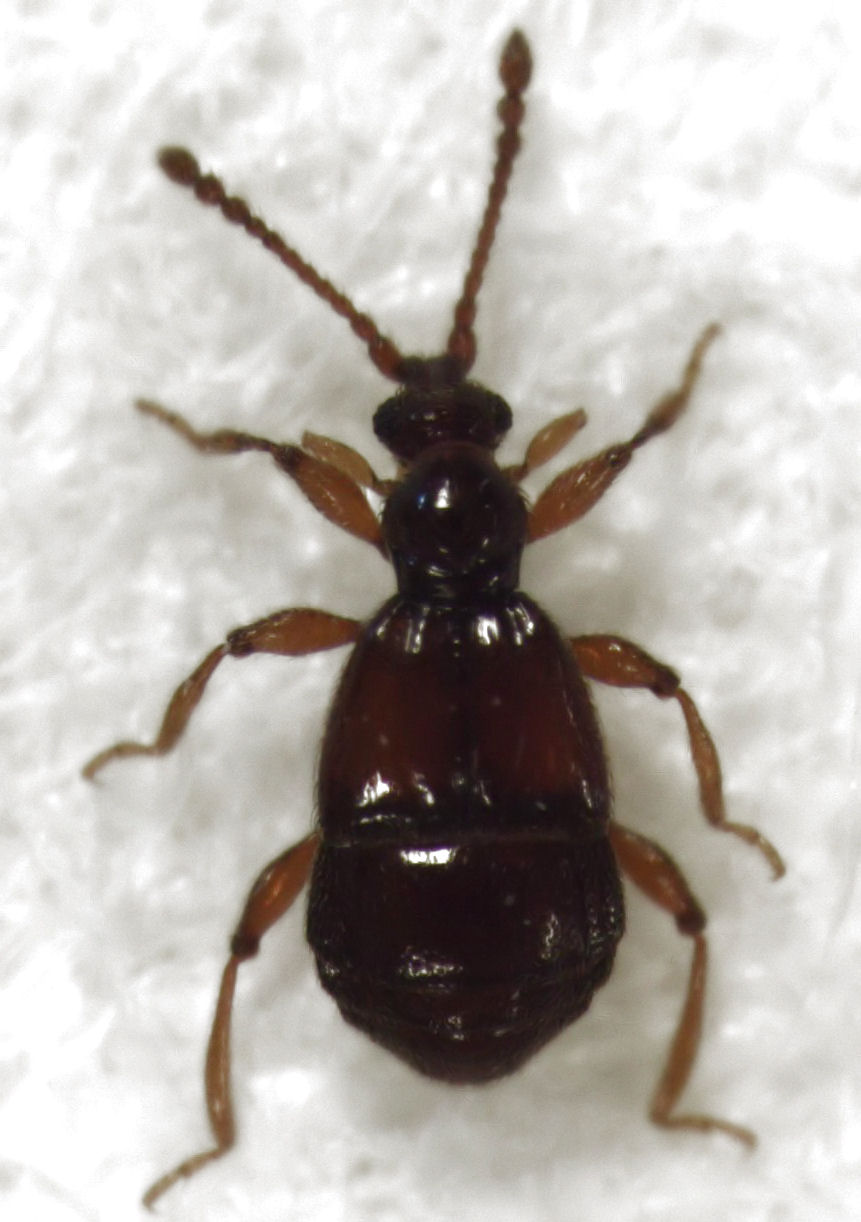
Pselaphophus atriventris

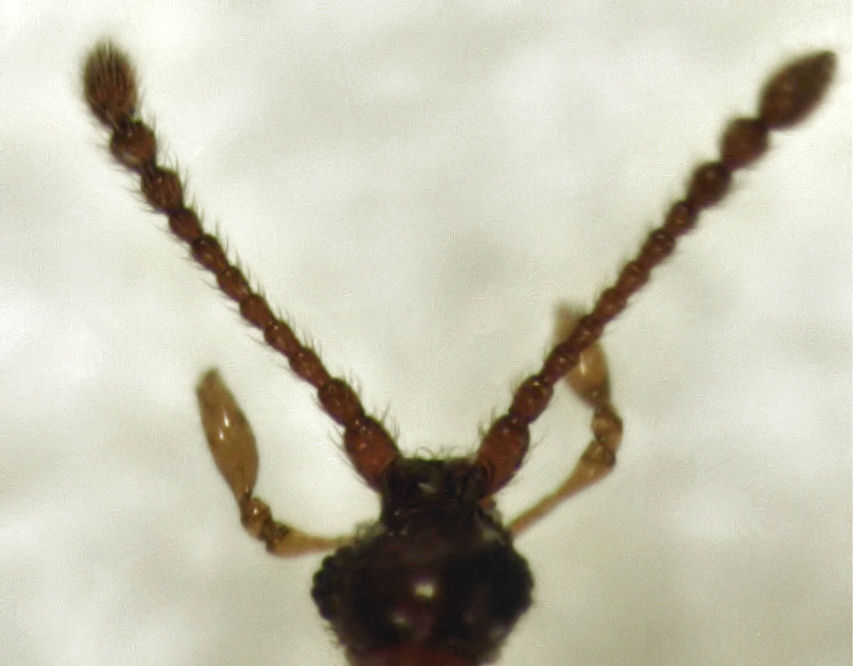
Pselaphophus atriventris, particolare del capo

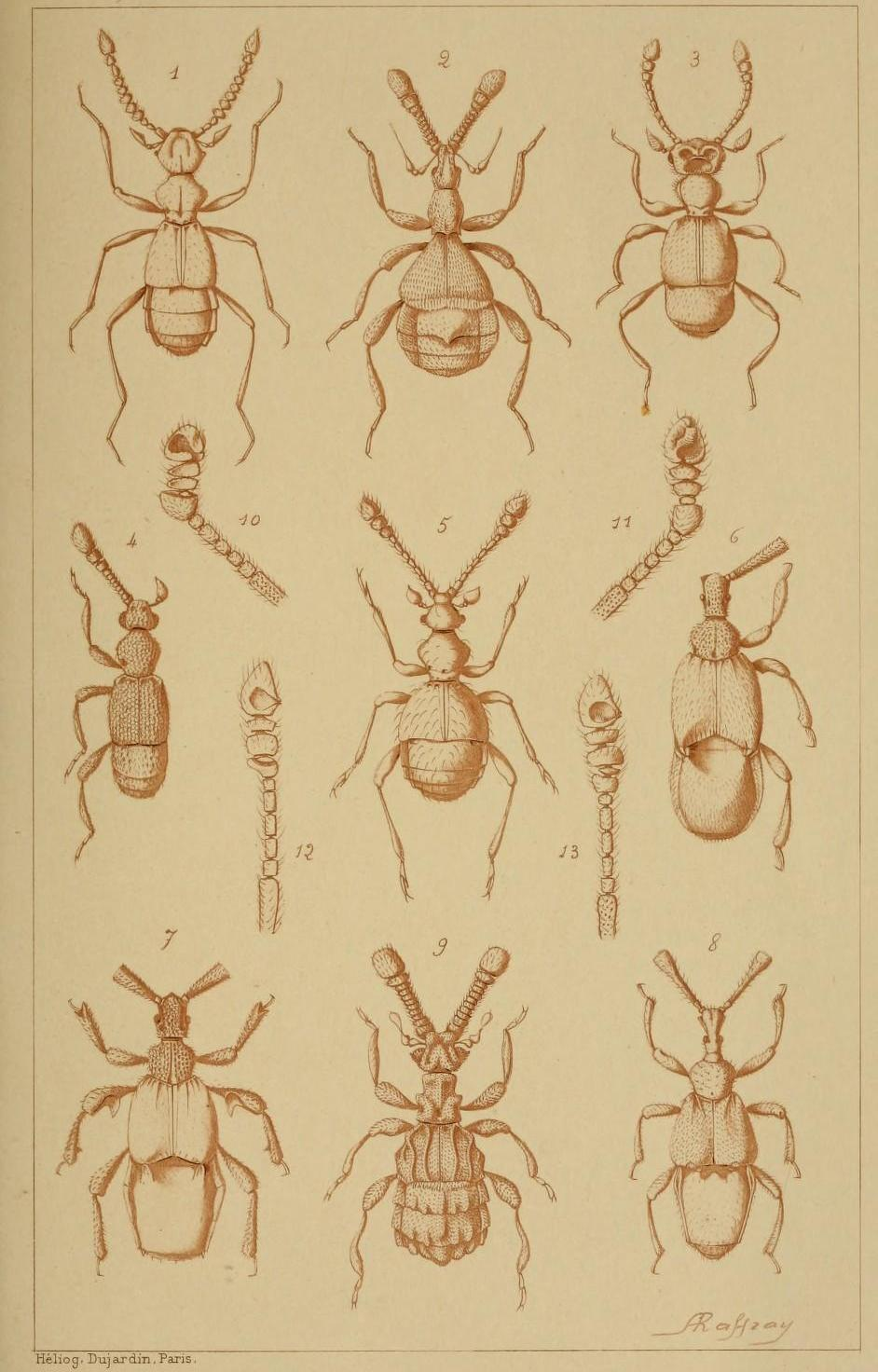
Dalmina elegans, la prima della prima fila

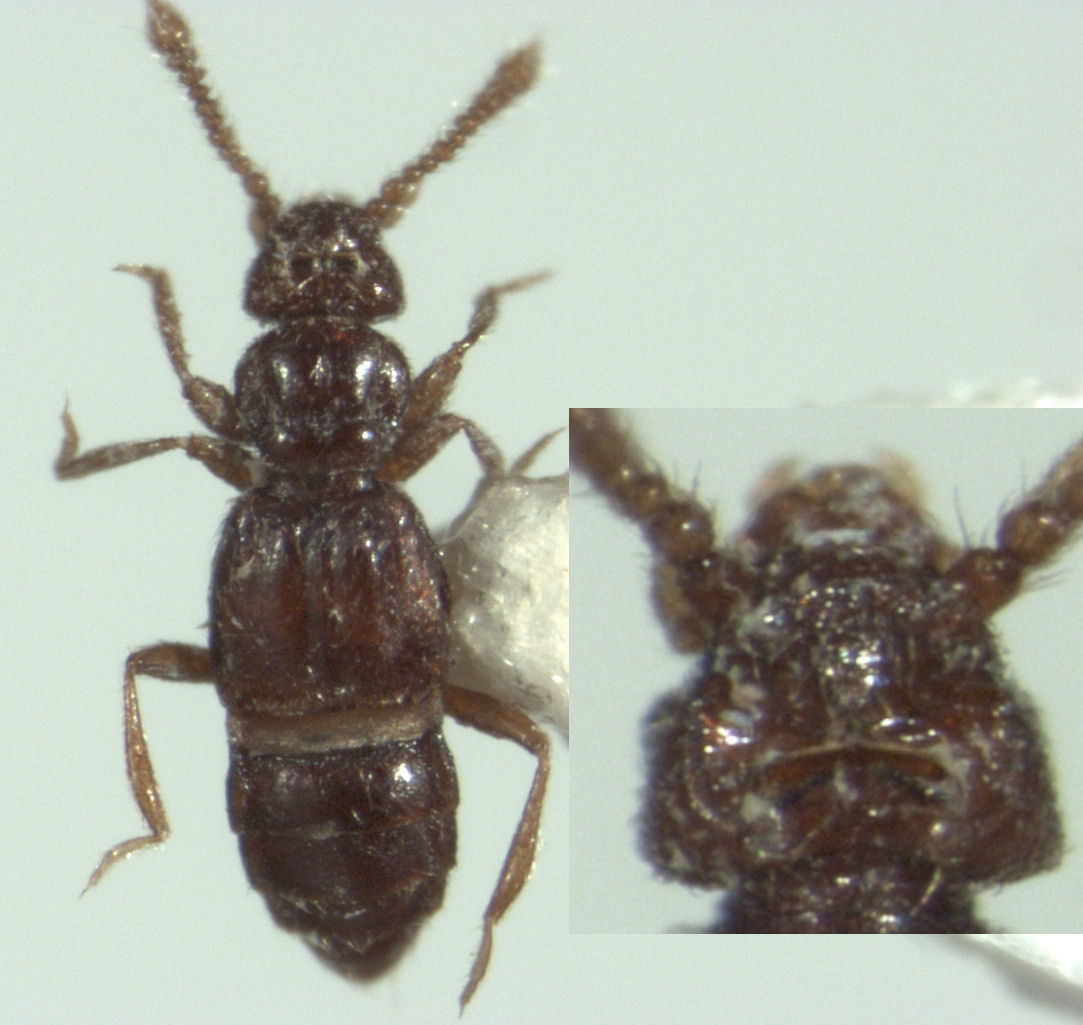
Eleusomatus allocephalus

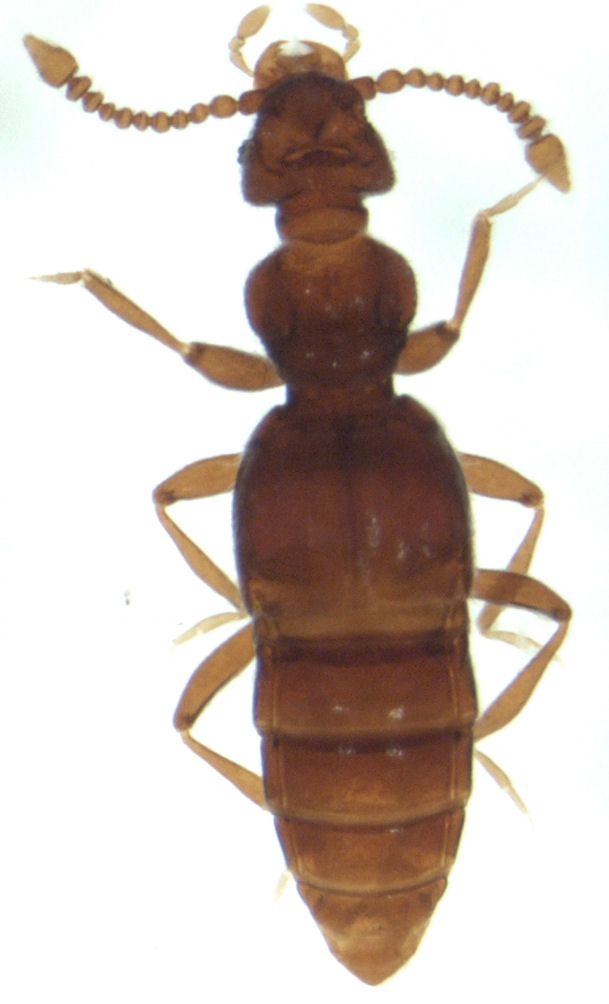
Eleusomatus allocephalus

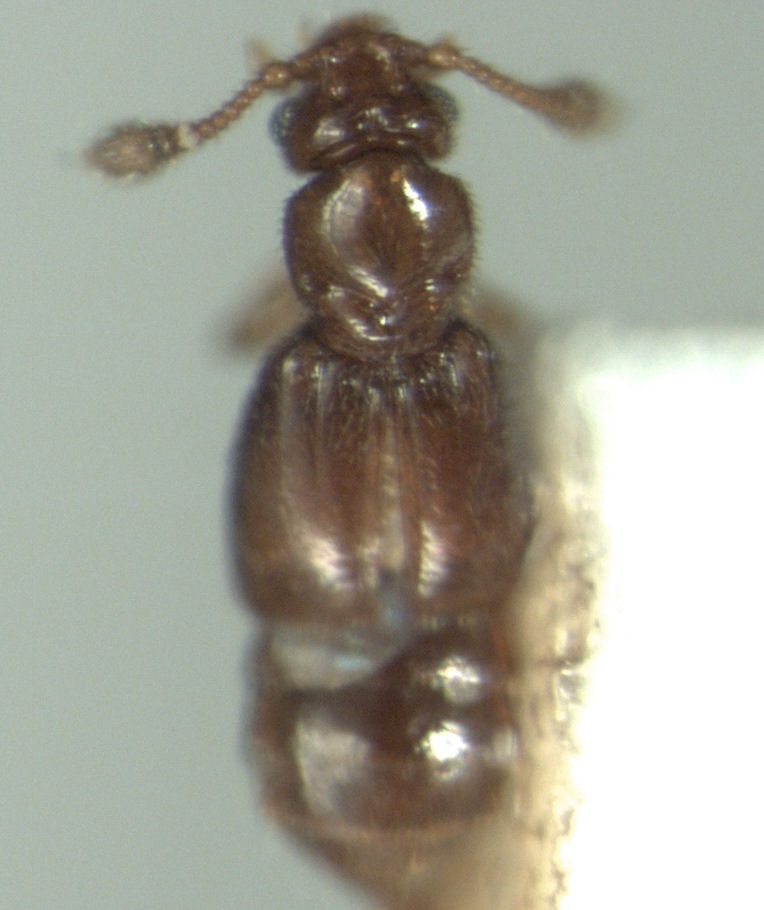
Philiopsis, sp.

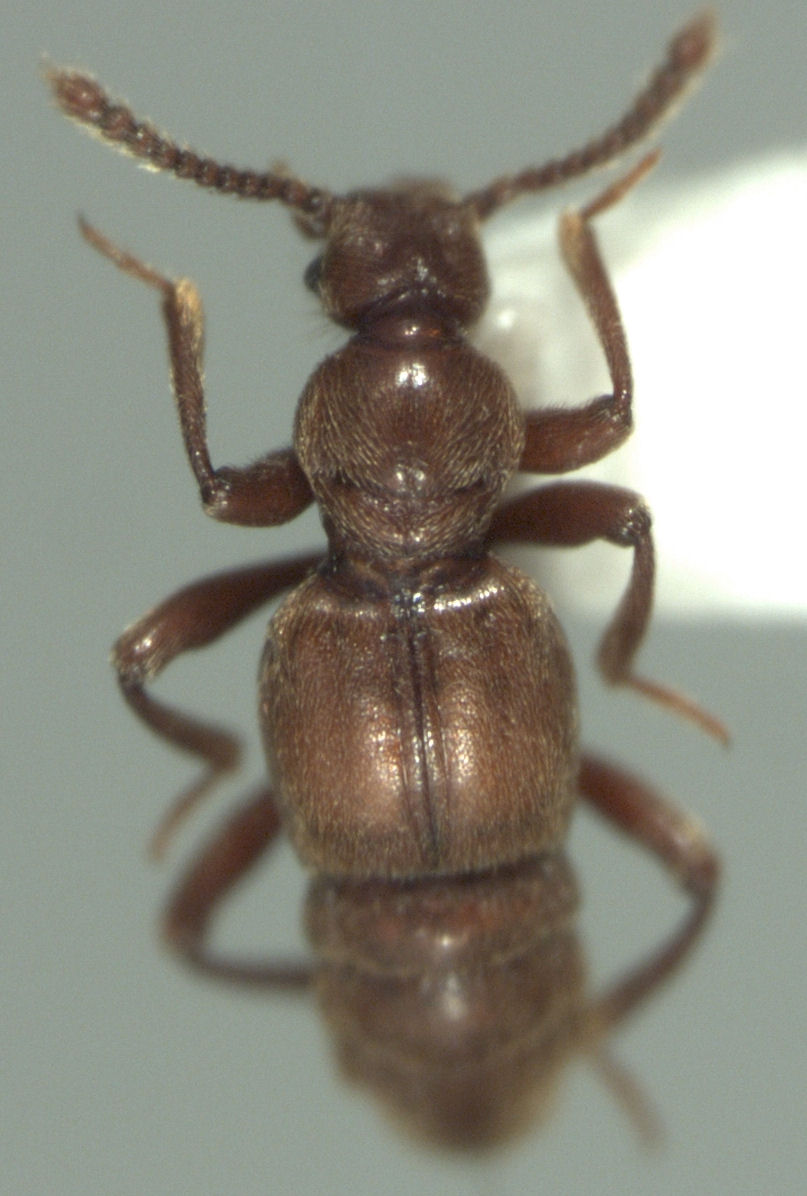
Zeadalmodes myrmecophilus

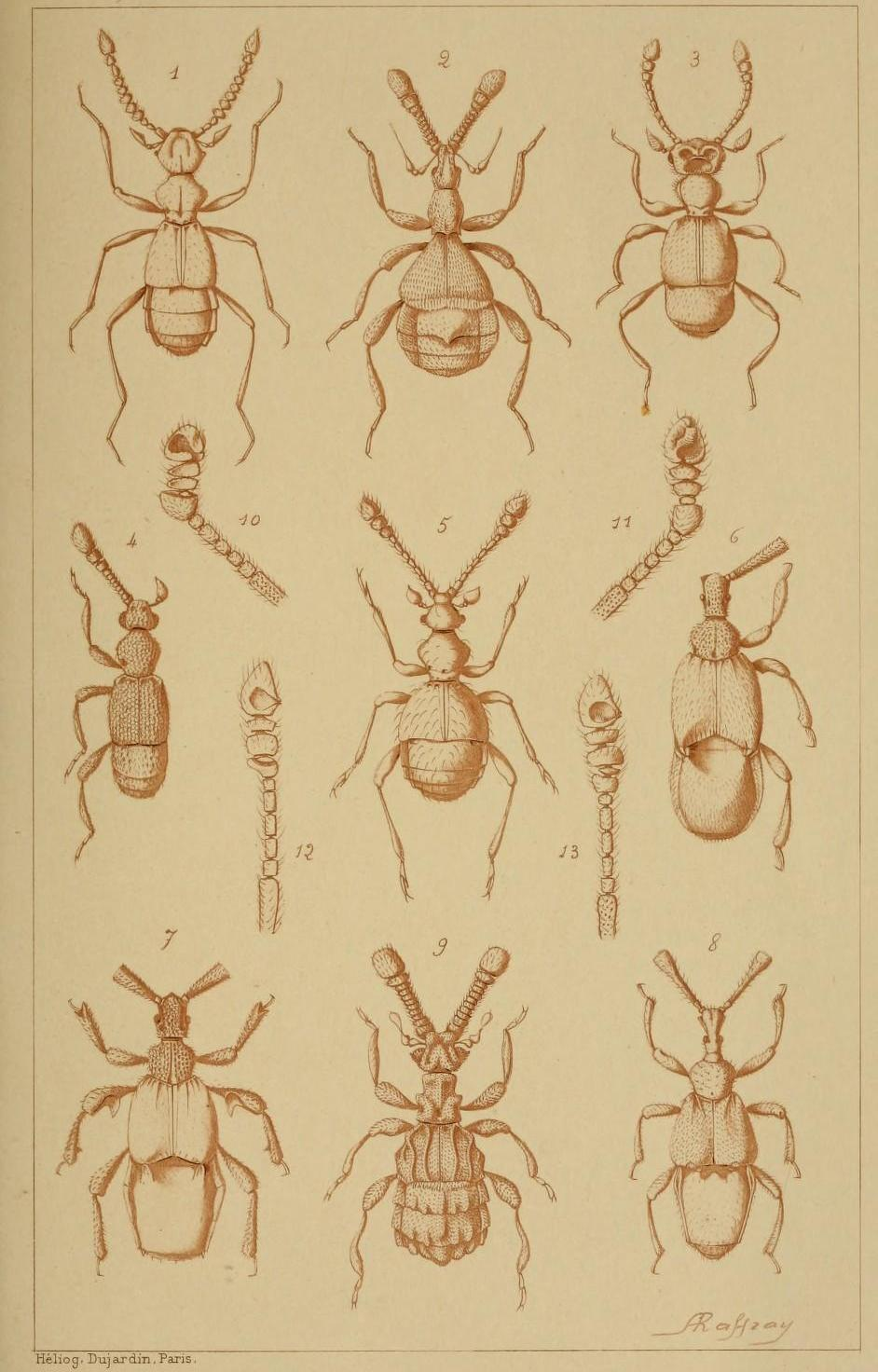
Pseudotychus nigerrimus, il secondo della seconda fila

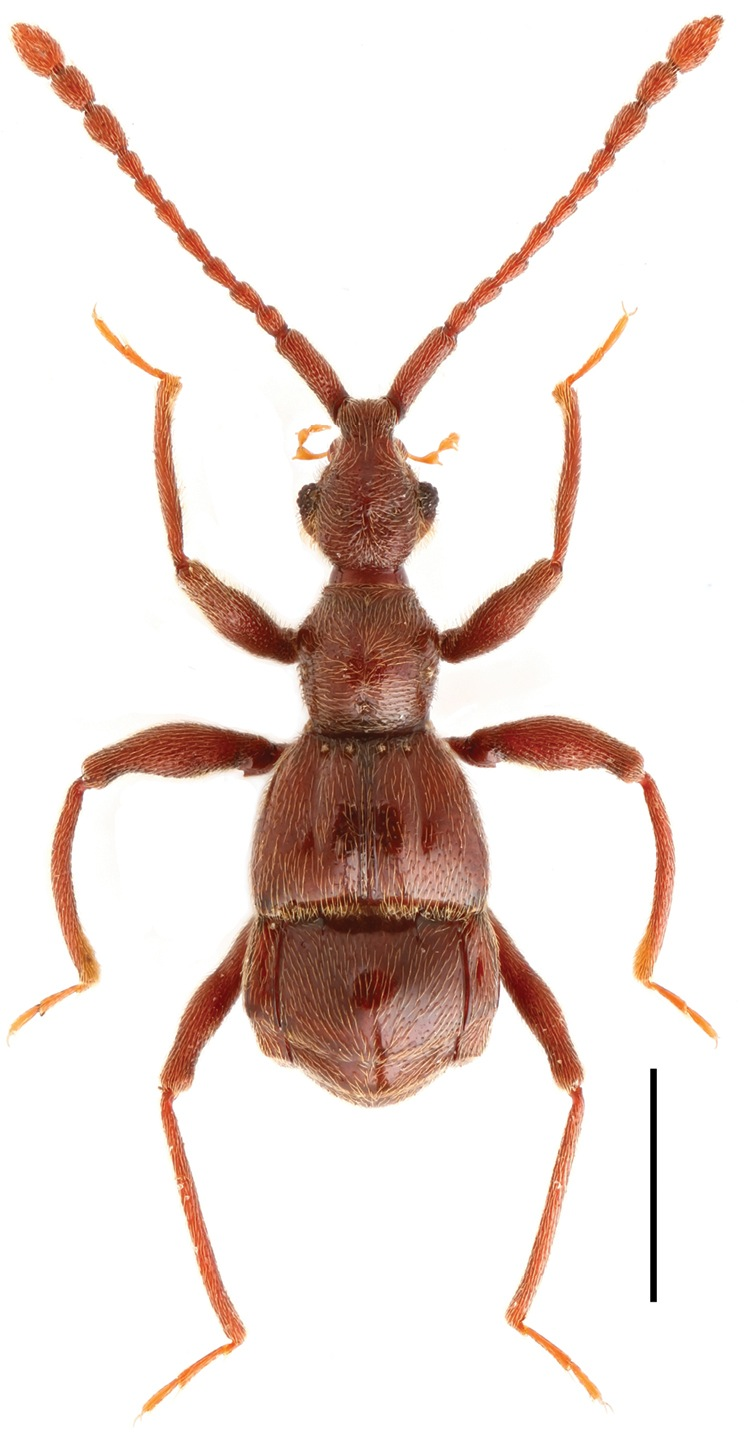
Dayao emeiensis, maschio

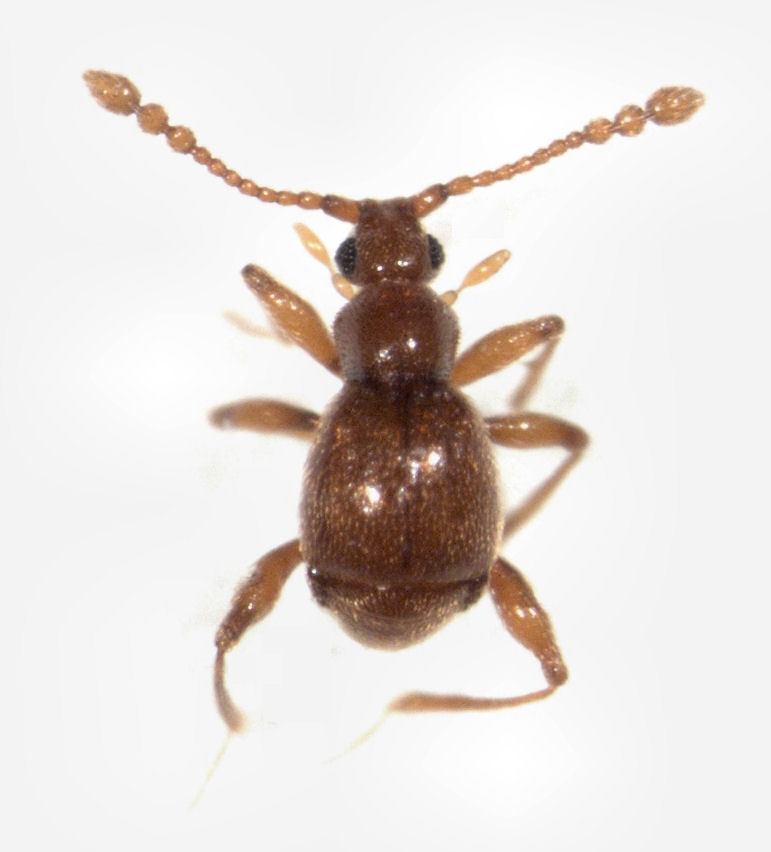
Gerallus punctipennis

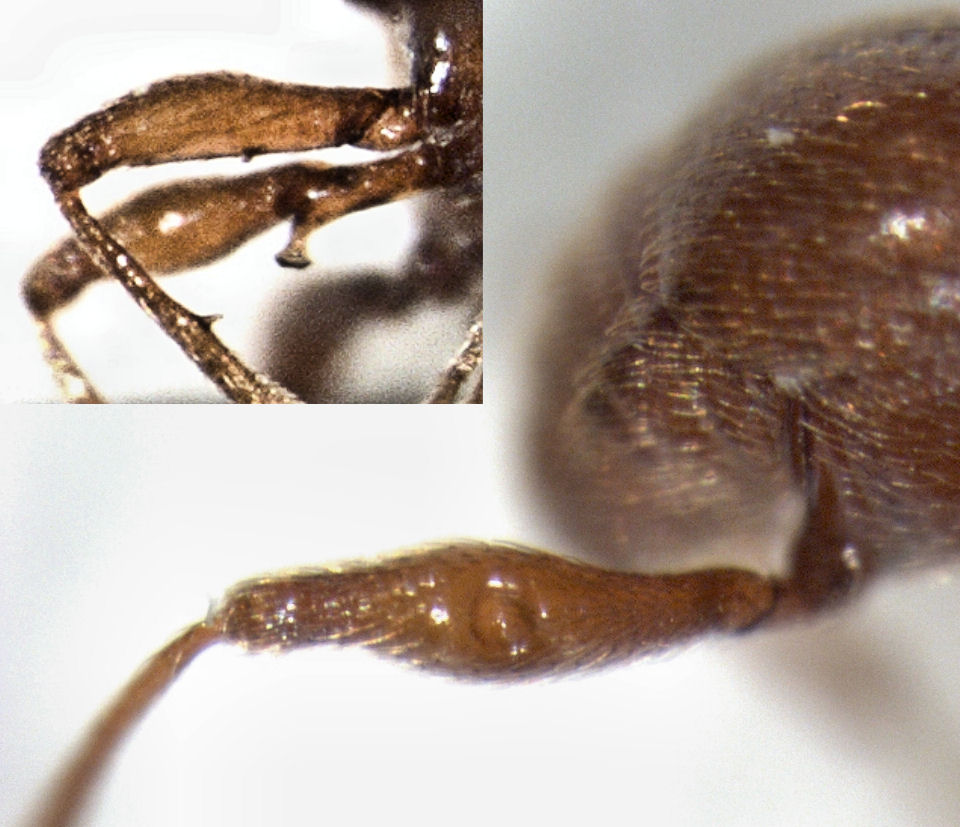
Gerallus punctipennis, particolare delle zampe peculiari

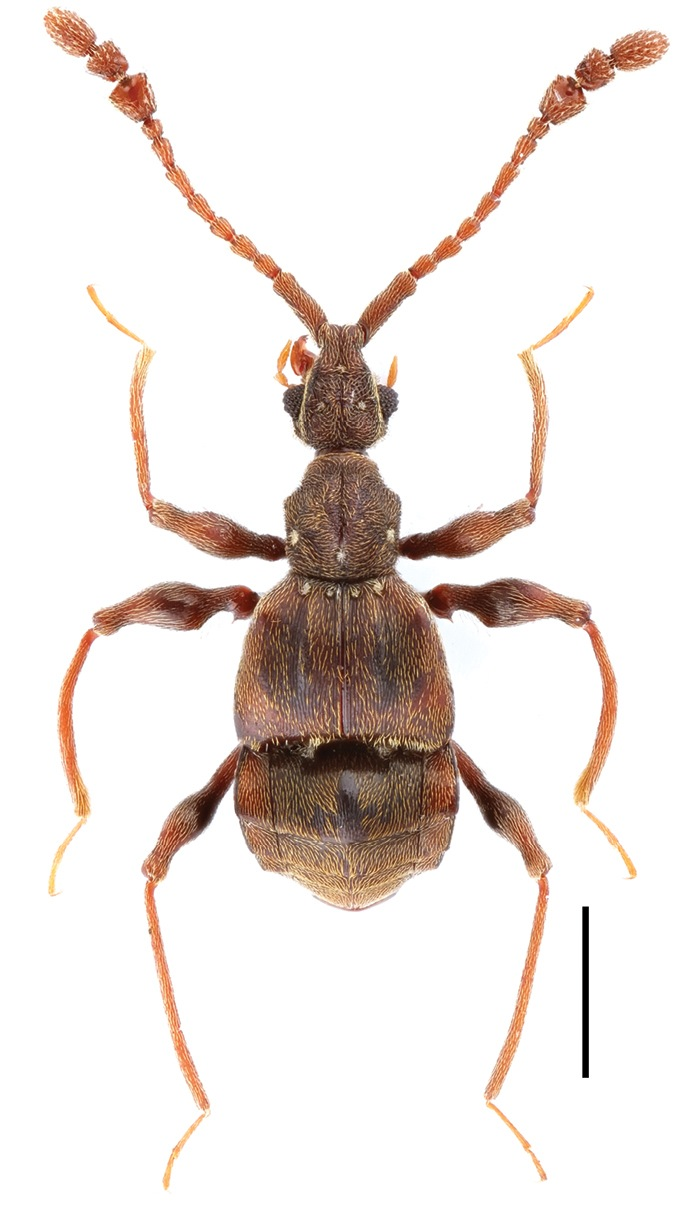
Labomimus cognatus, maschio

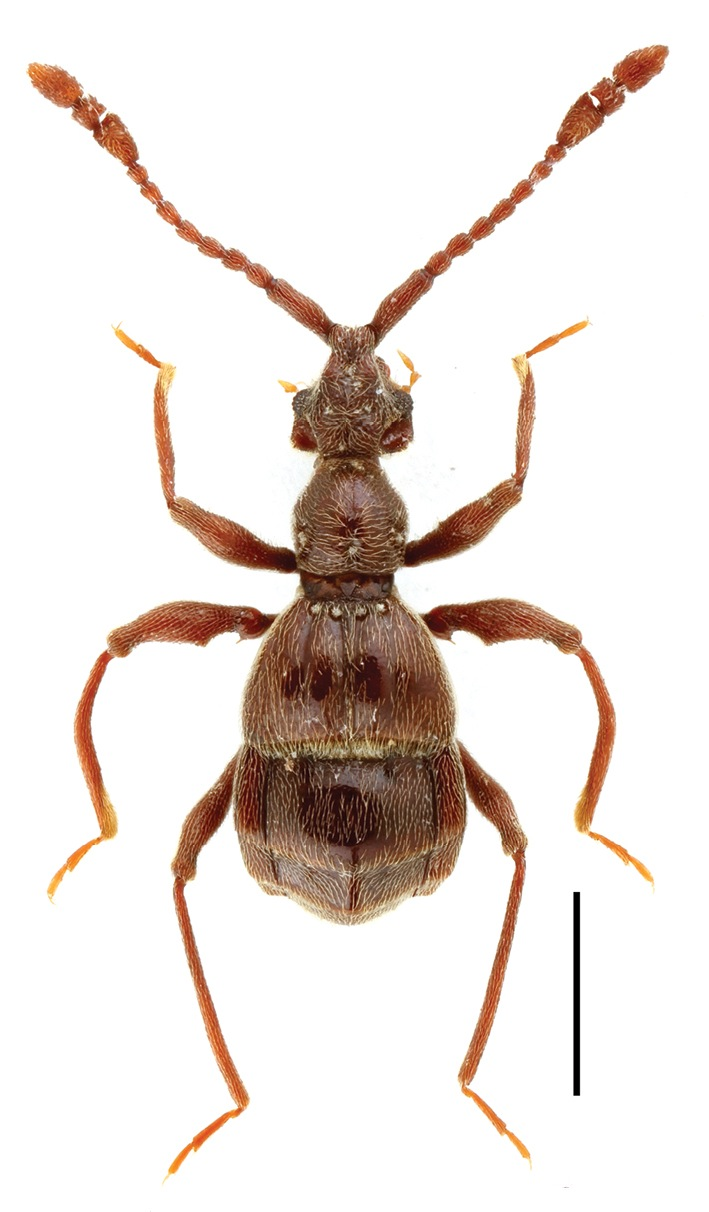
Labomimus dabashanus, maschio

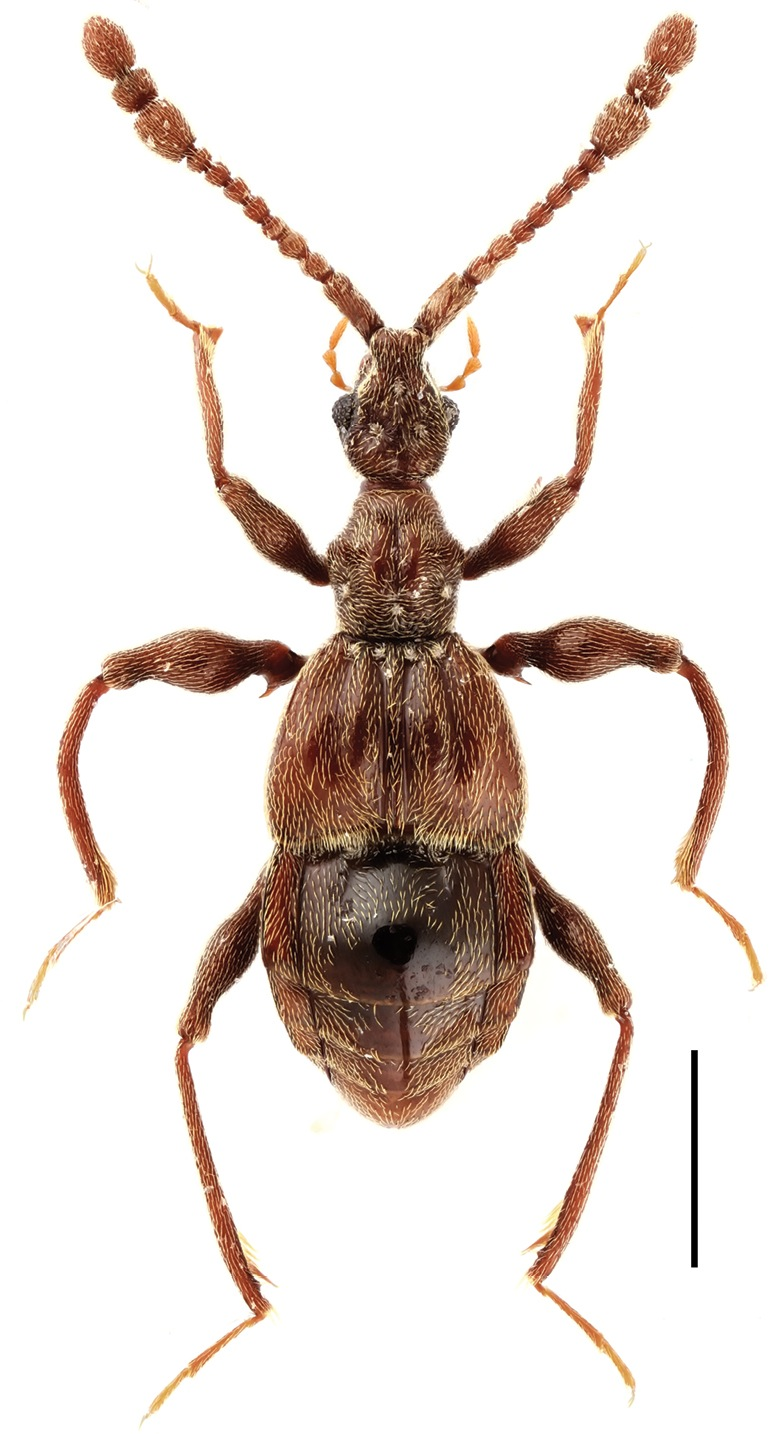
Labomimus fimbriatus, maschio

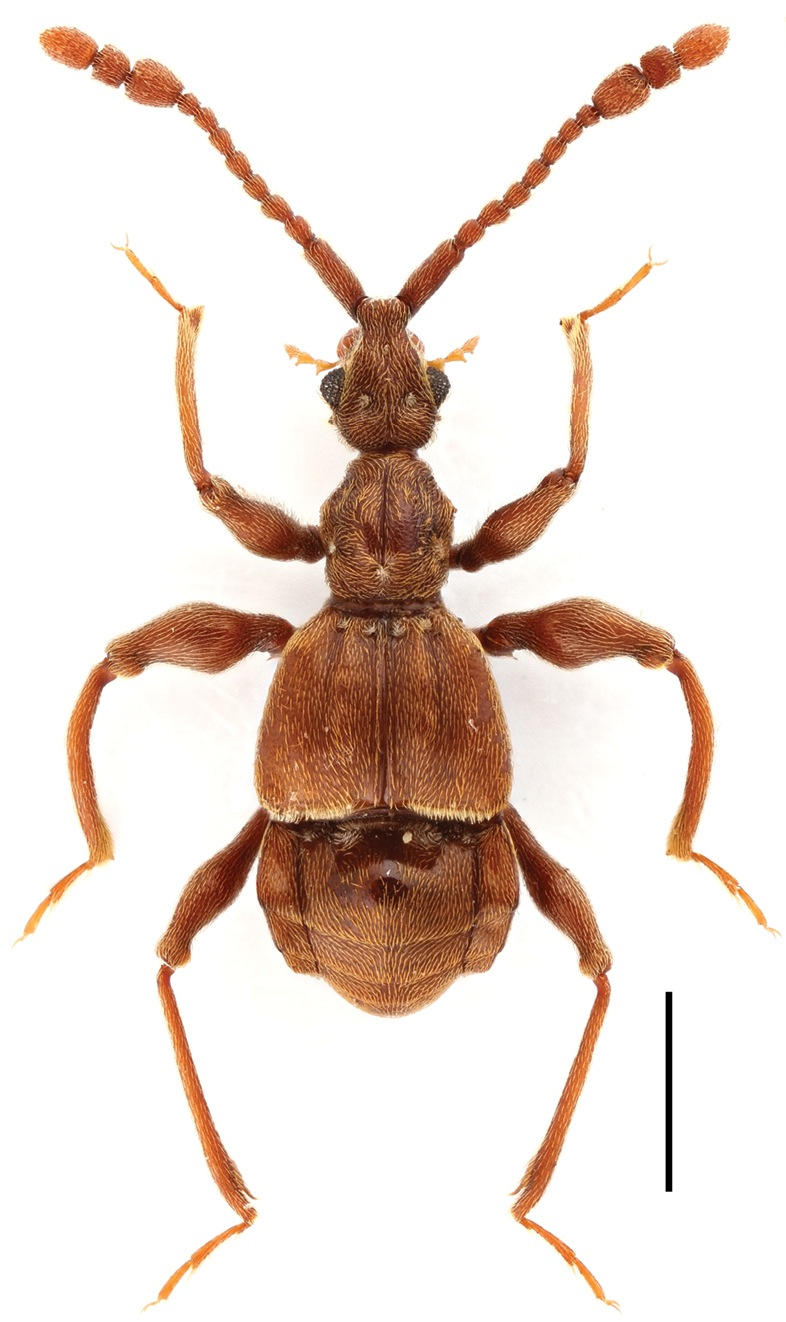
Labomimus jizuensis, maschio

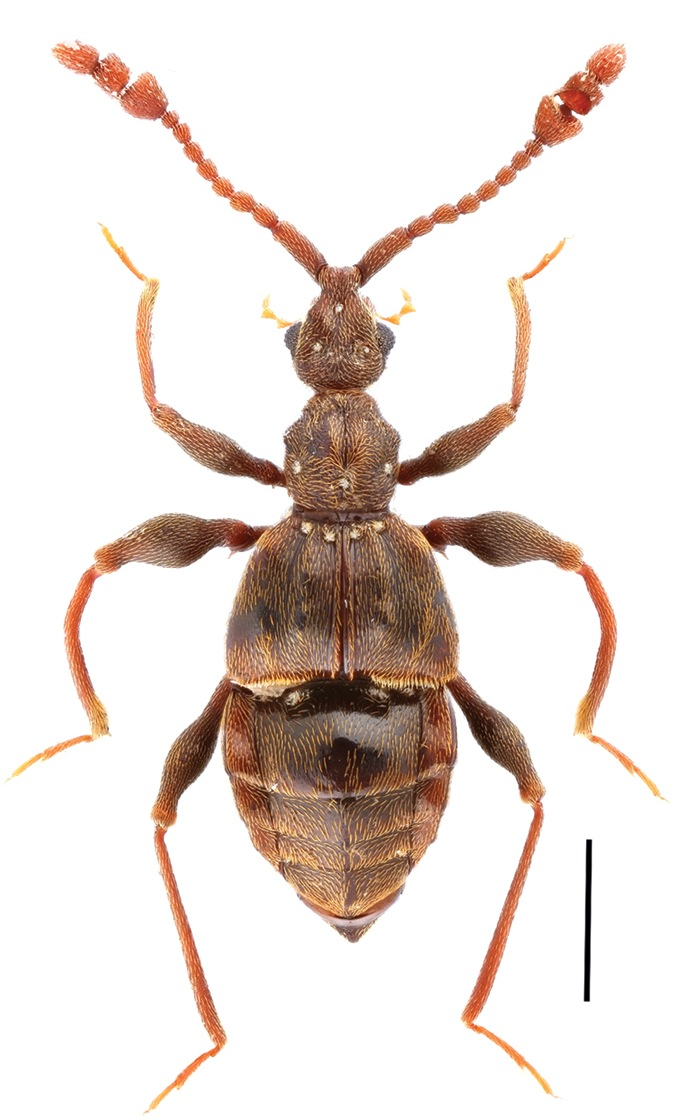
Labomimus mirus, maschio

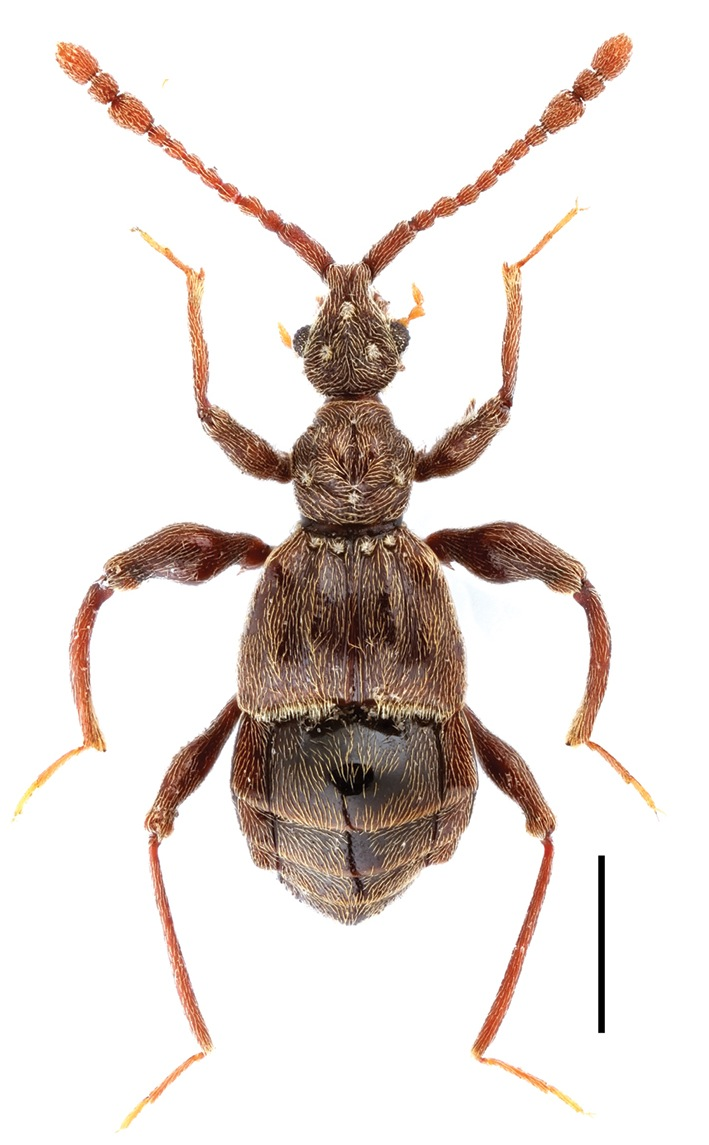
Labomimus paratorus, maschio

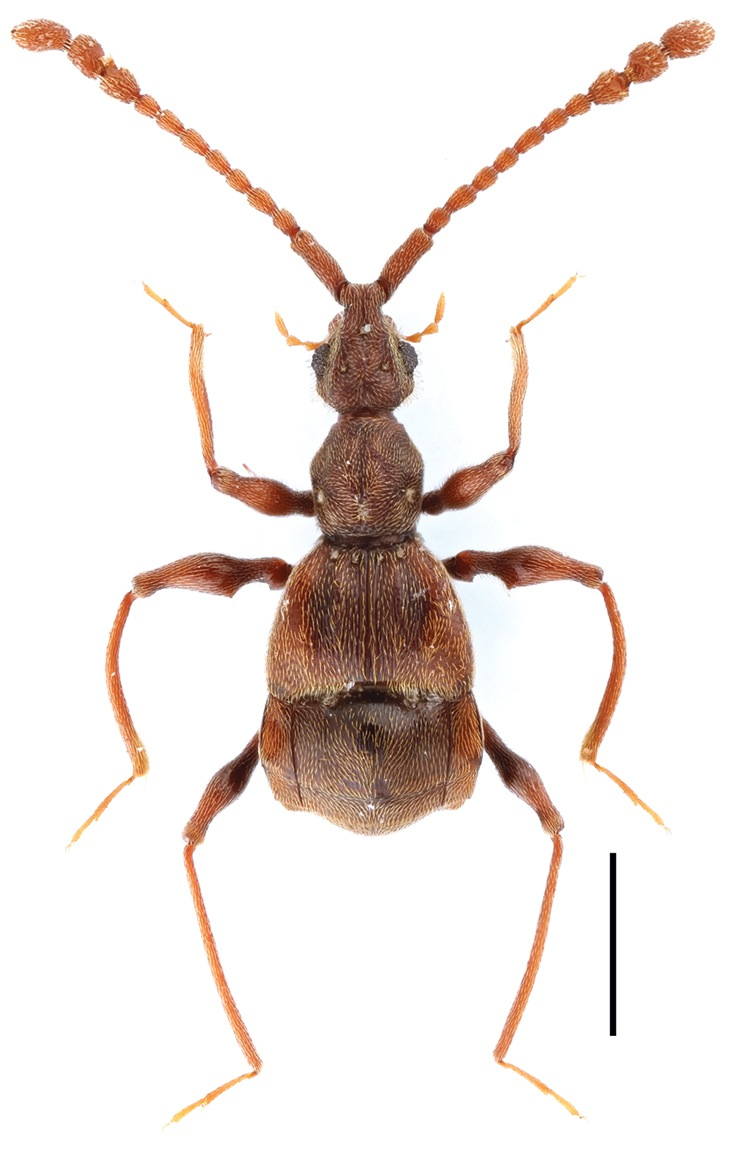
Labomimus sarculus, maschio

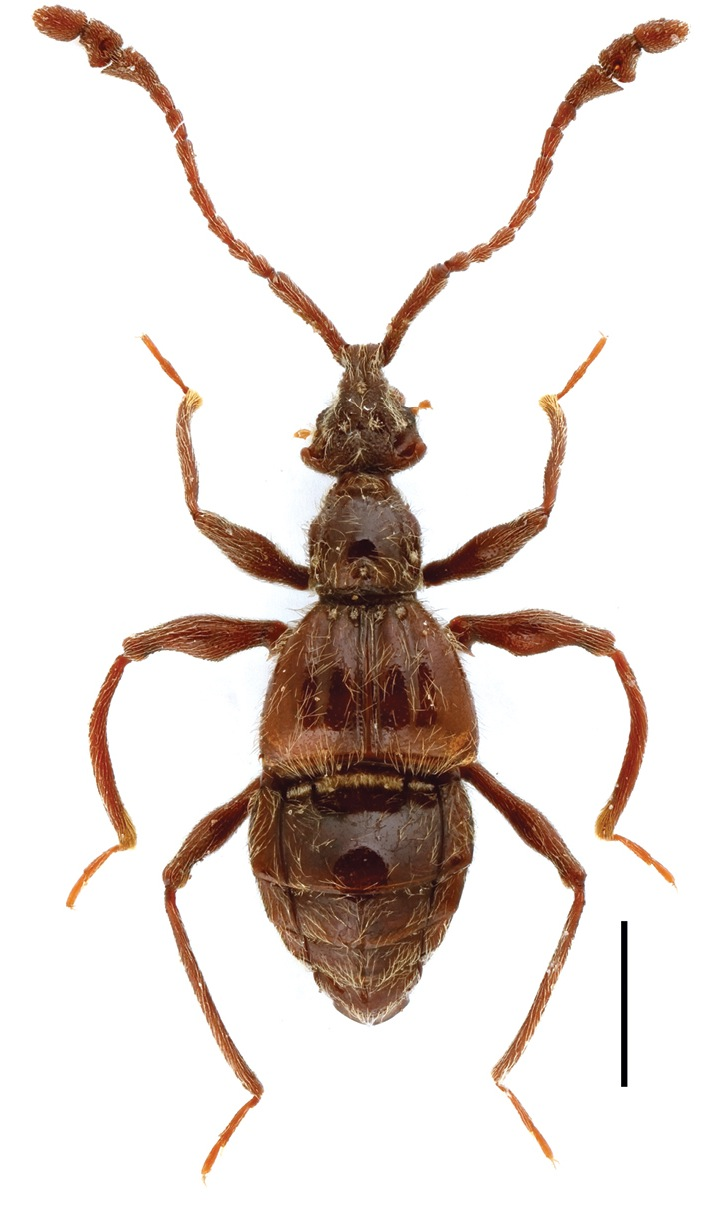
Labomimus schuelkei, maschio

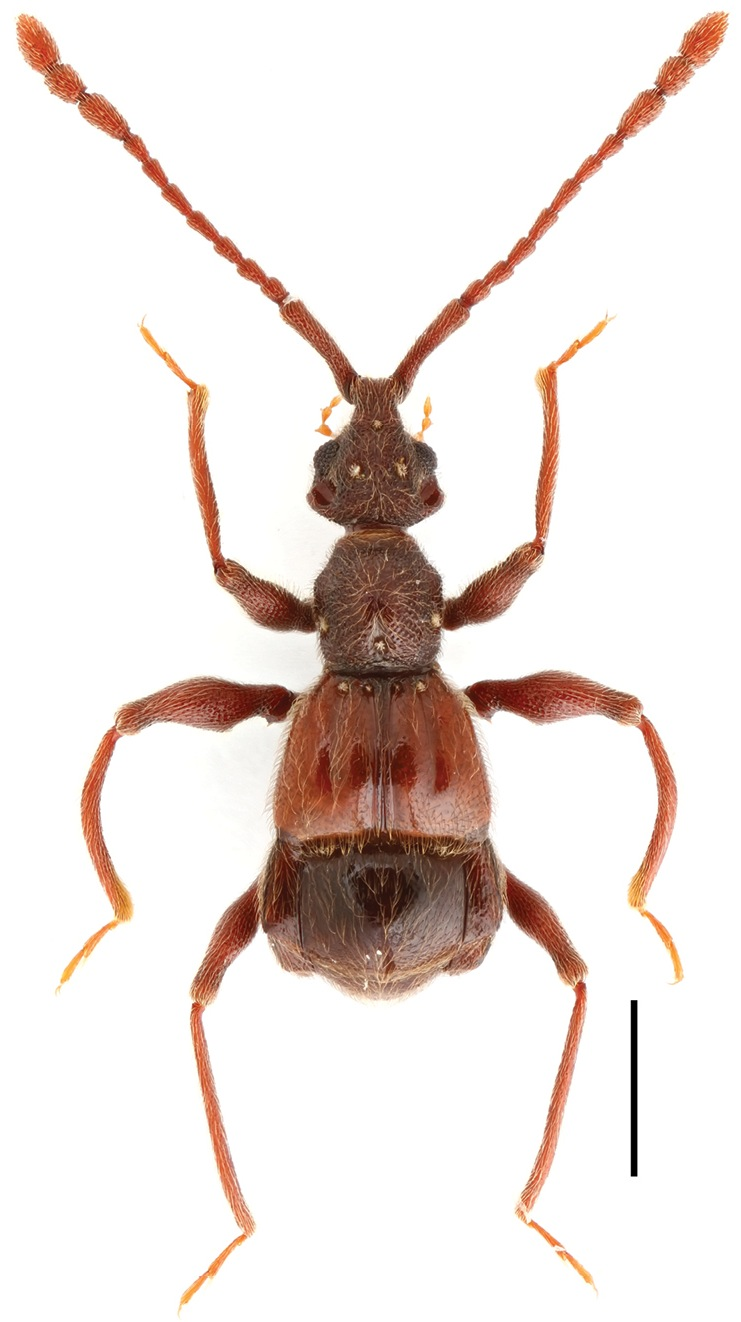
Labomimus sichuanicus, maschio

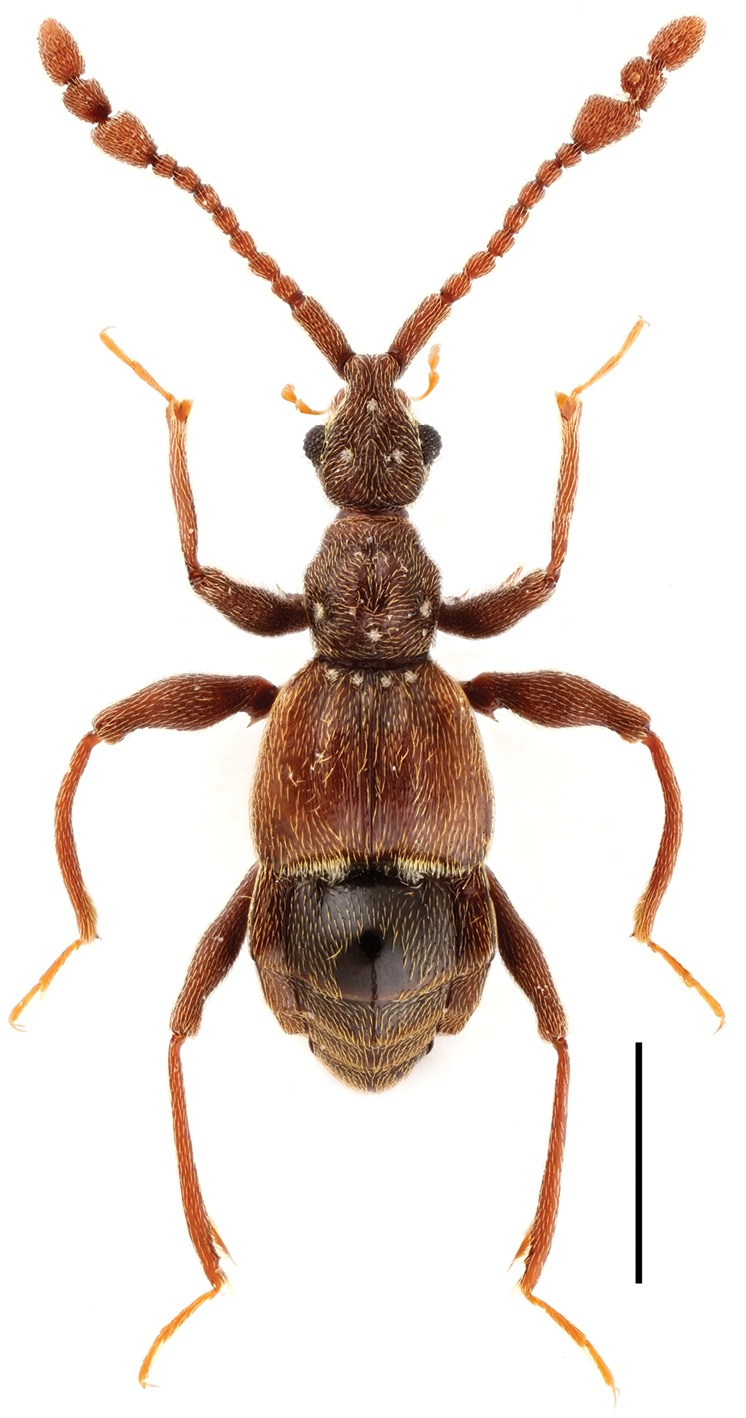
Labomimus simplicipalpus, maschio

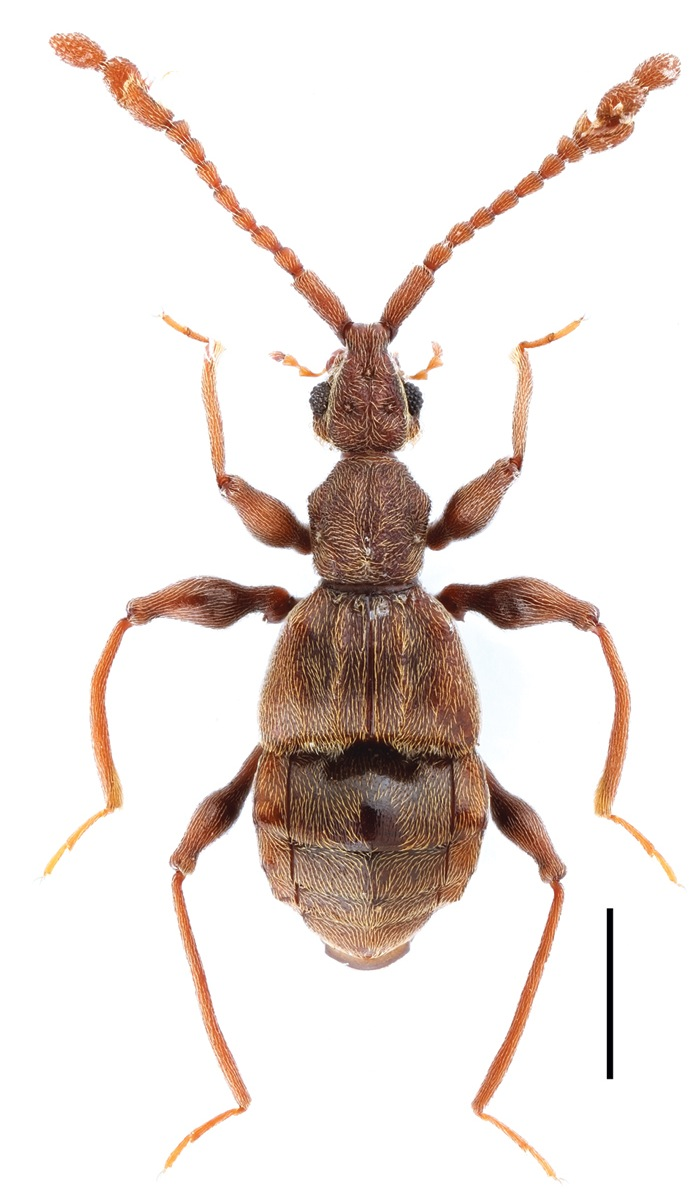
Labomimus vespertilio, maschio

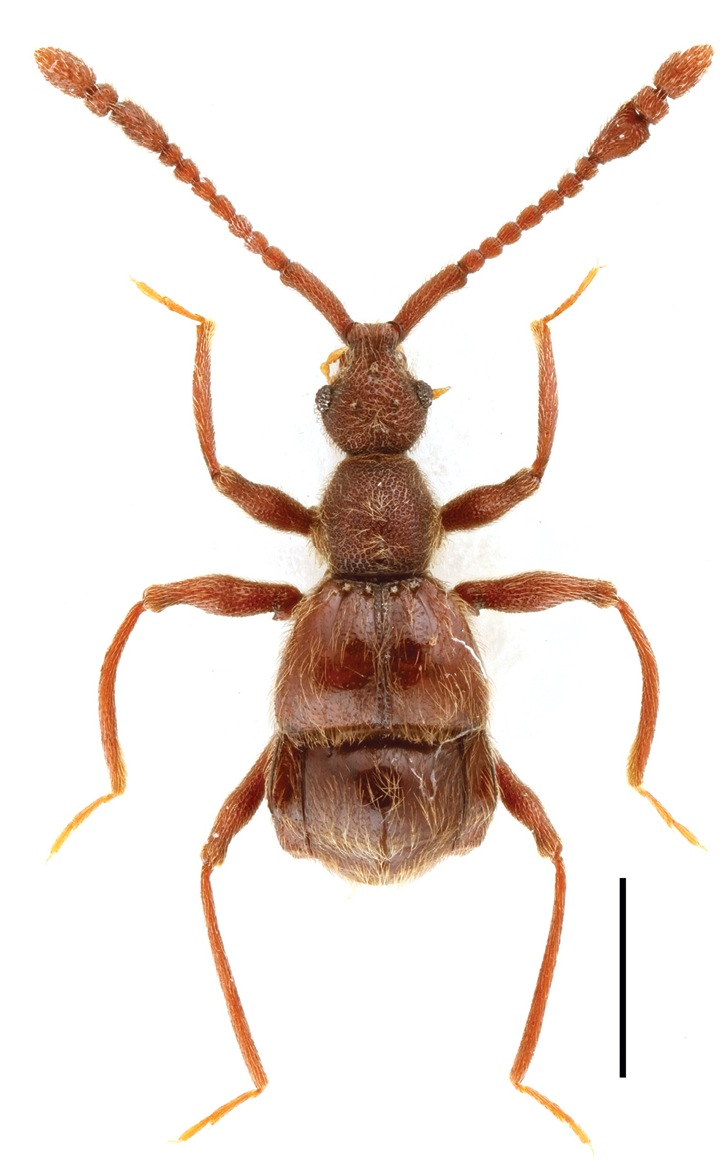
Linan tendothorax, maschio

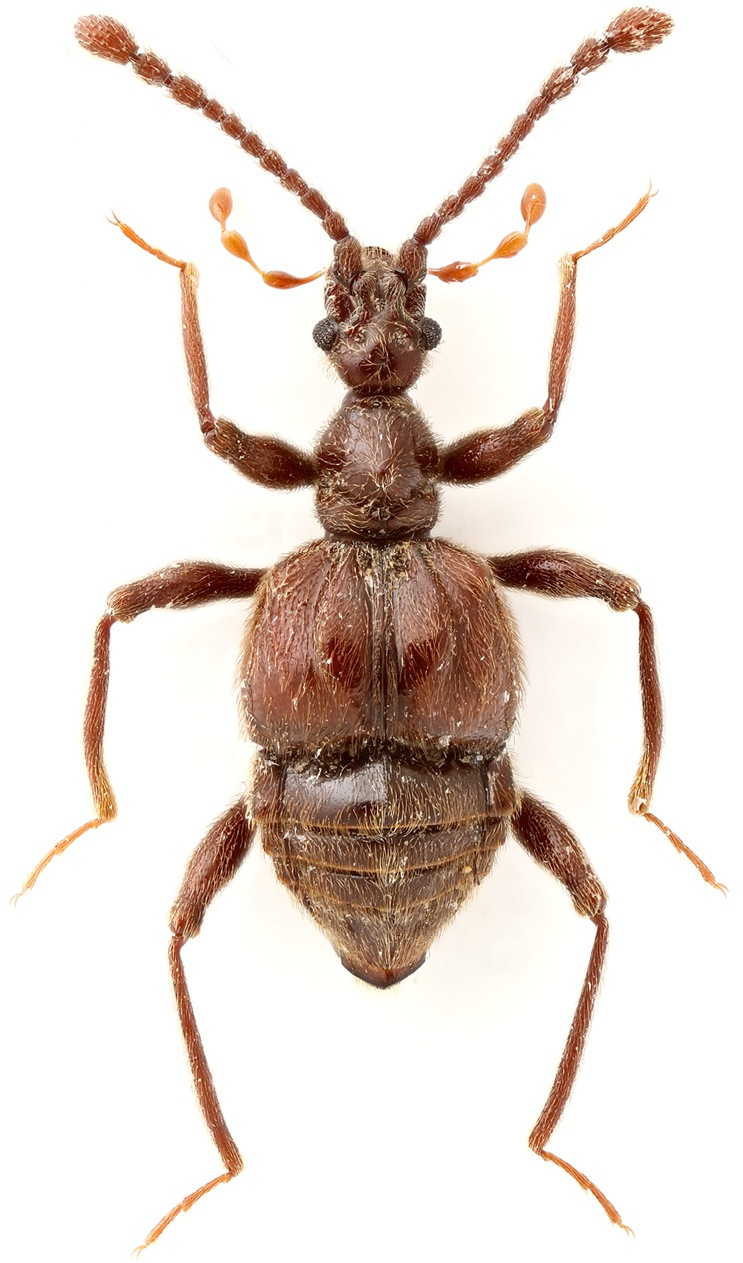
Megatyrus schuelkei

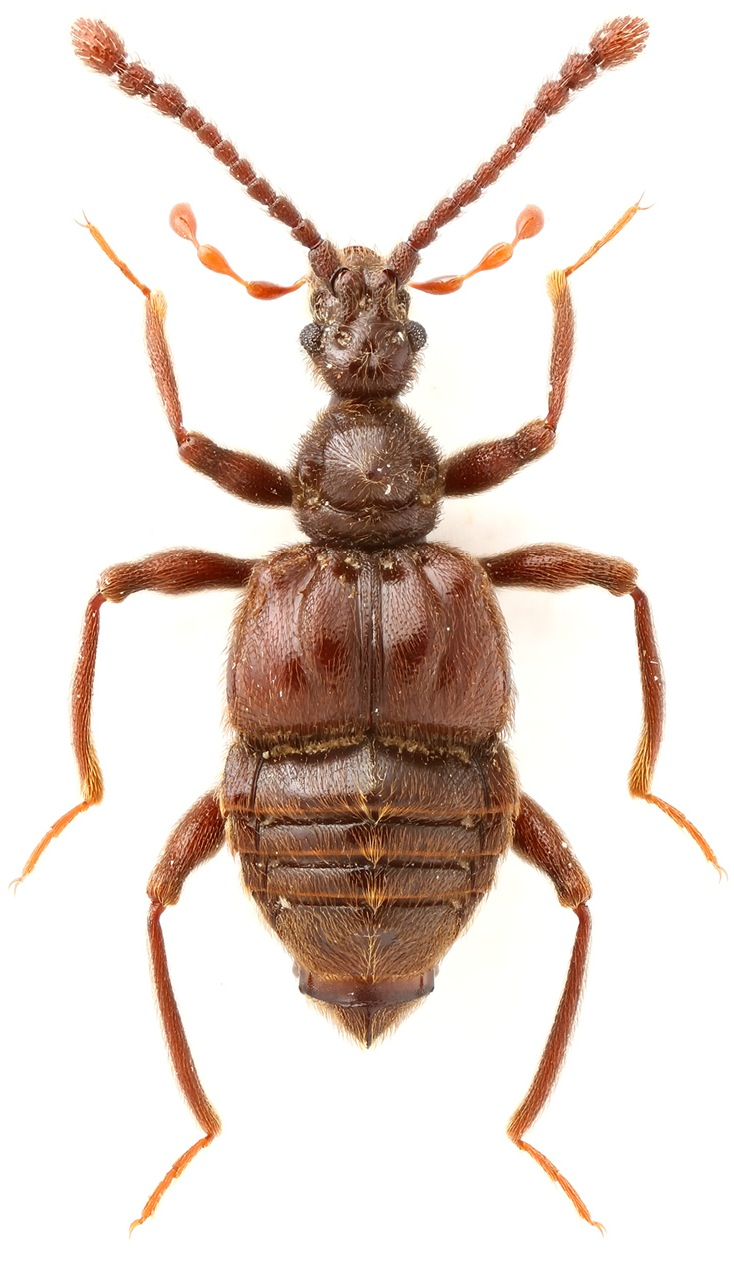
Megatyrus tengchongensis

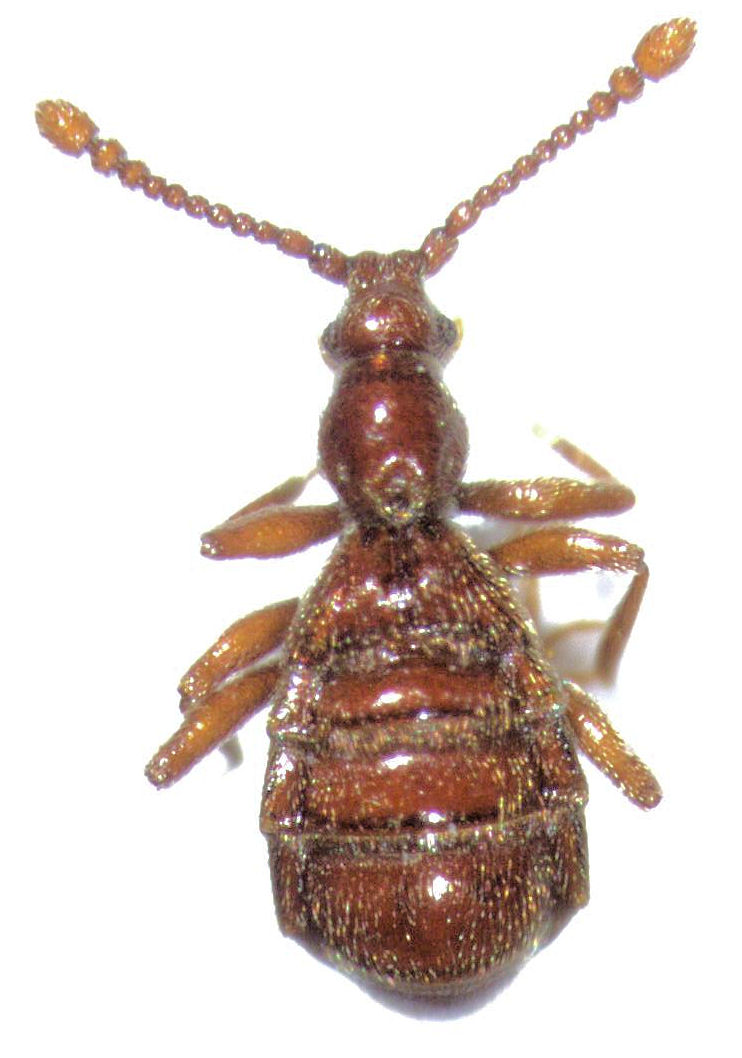
Phormiobius halli

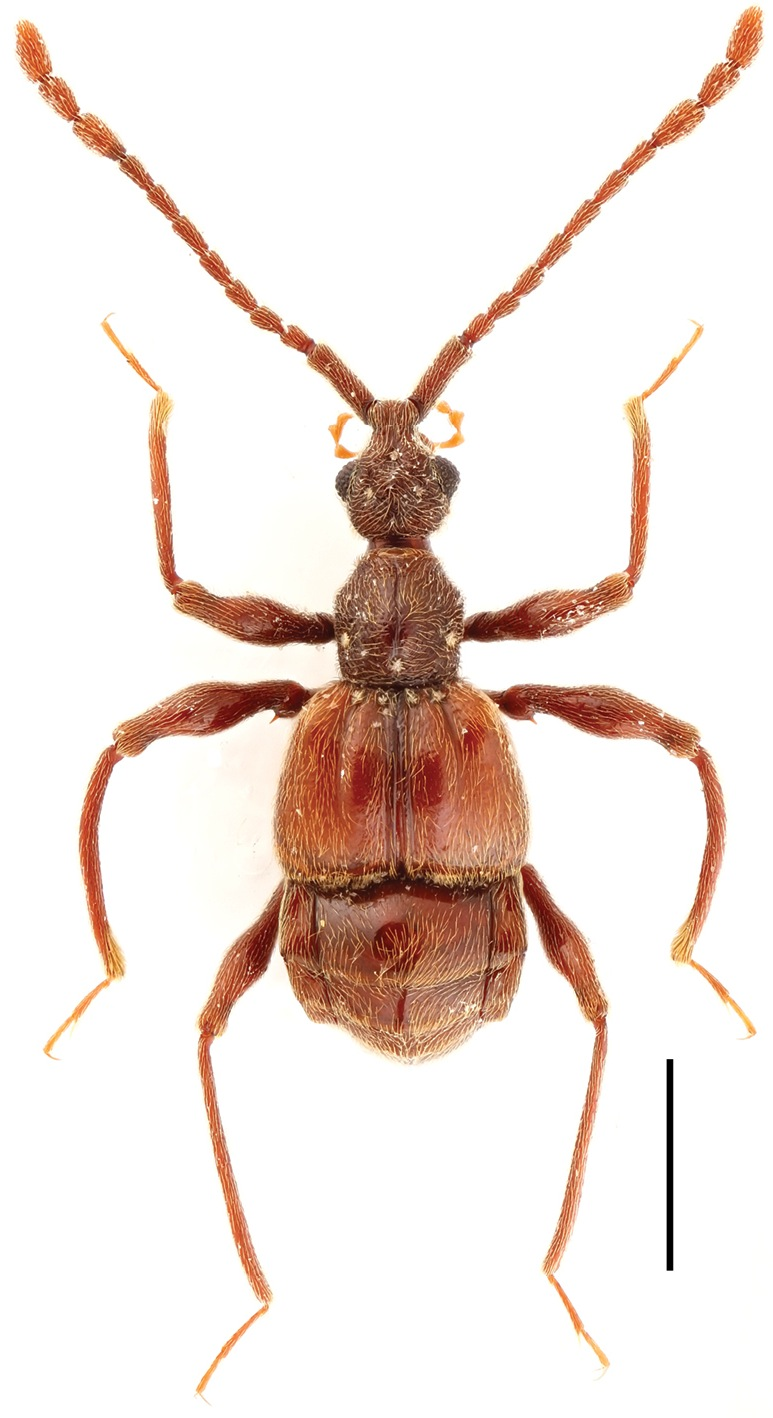
Pselaphodes anhuianus, maschio

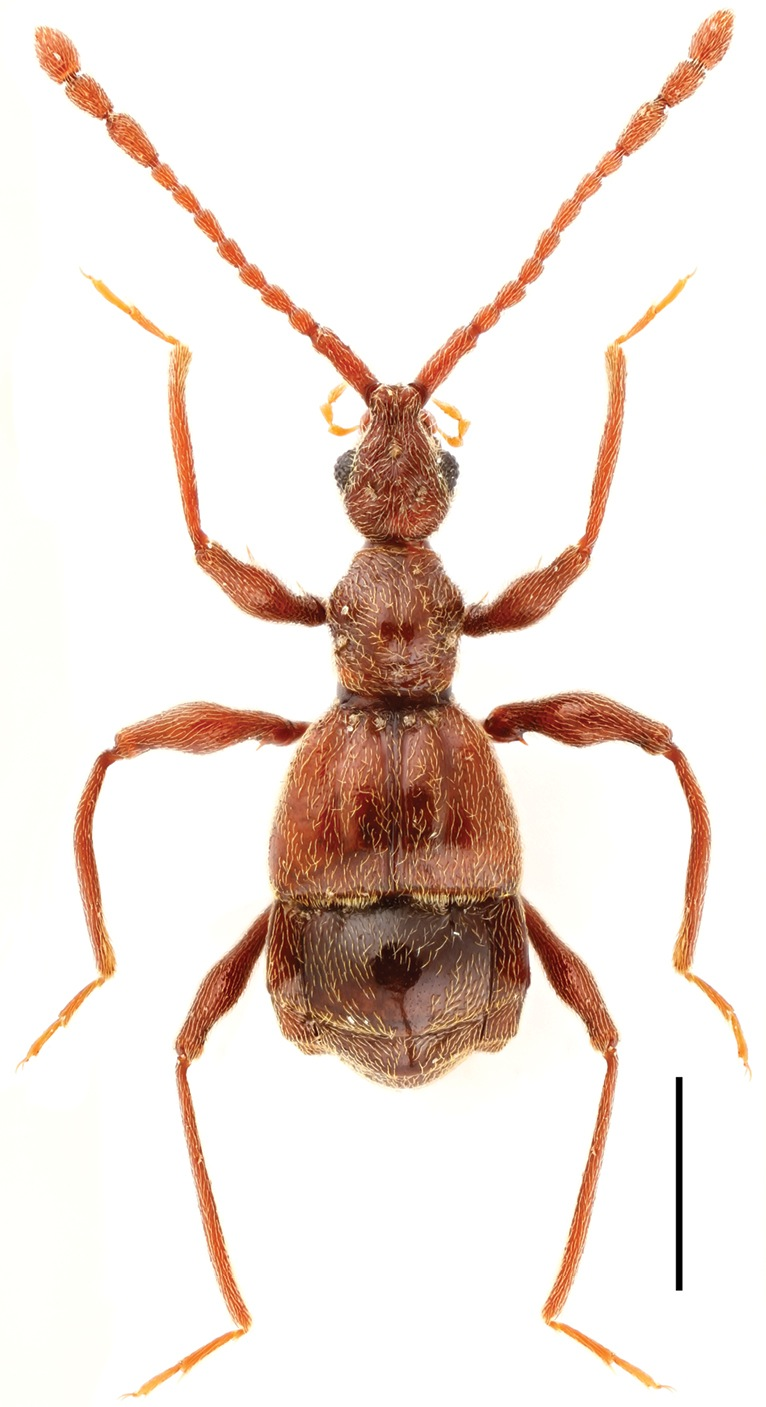
Pselaphodes daii, maschio

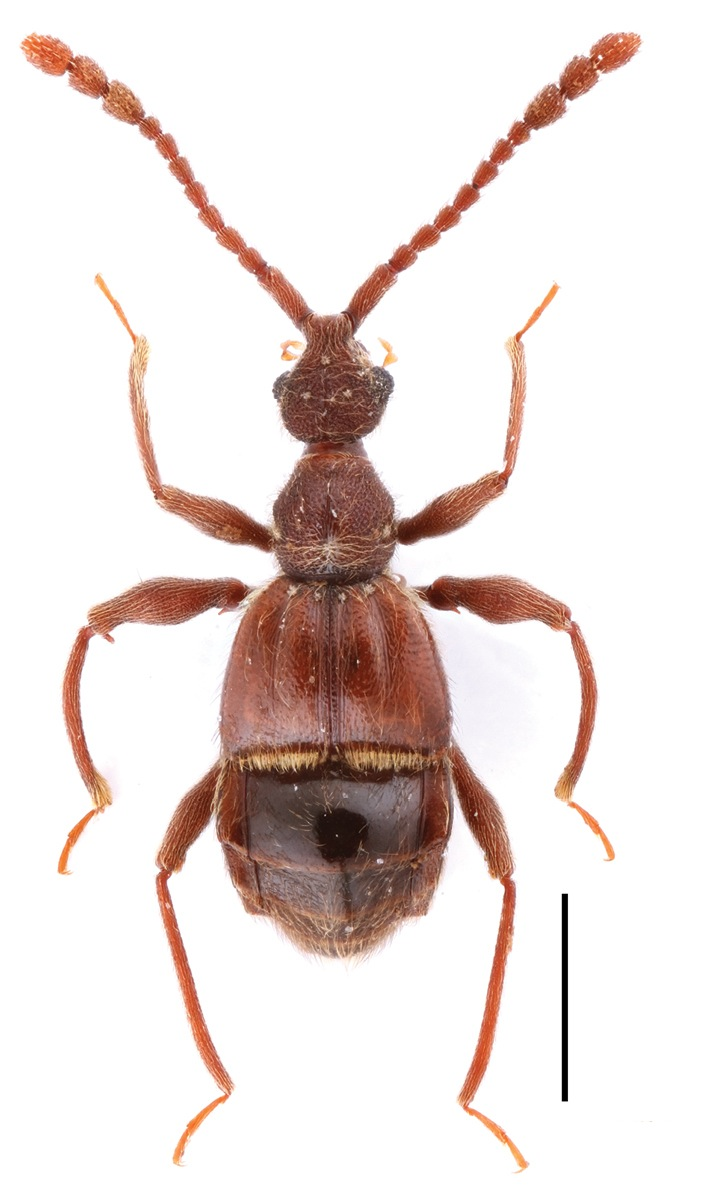
Pselaphodes distincticornis, maschio

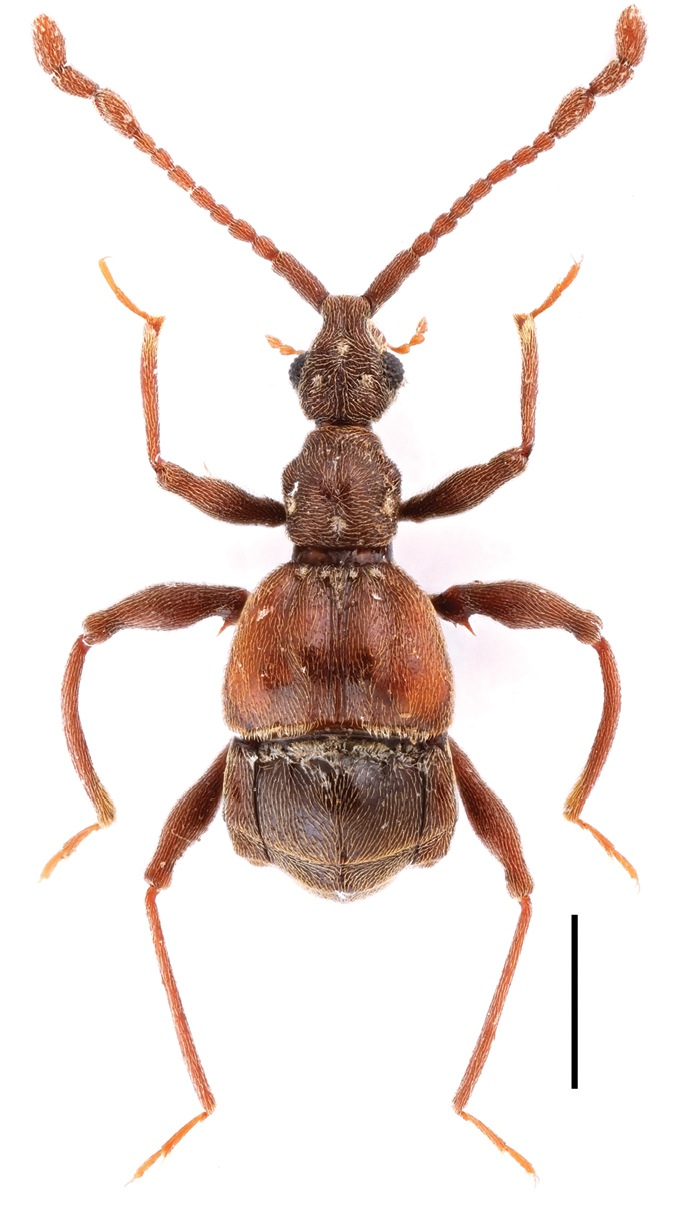
Pselaphodes erlangshanus, maschio

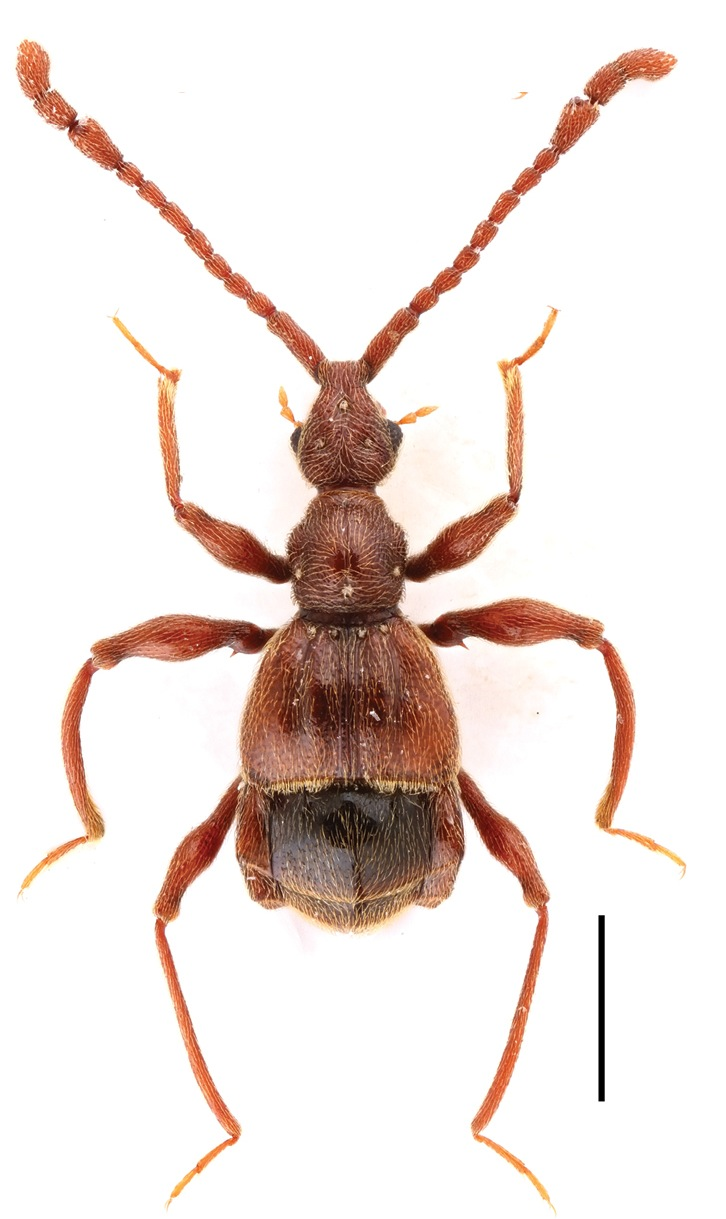
Pselaphodes flexus, maschio

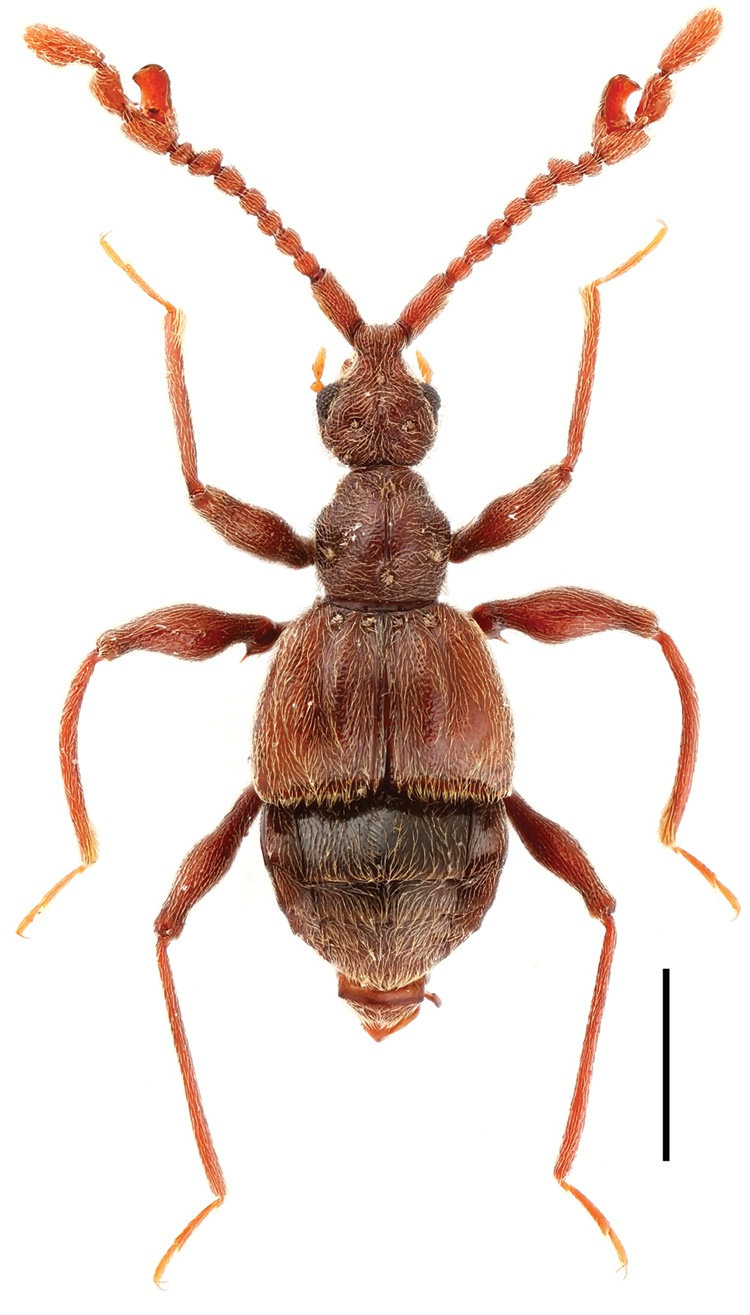
Pselaphodes grebennikovi, maschio

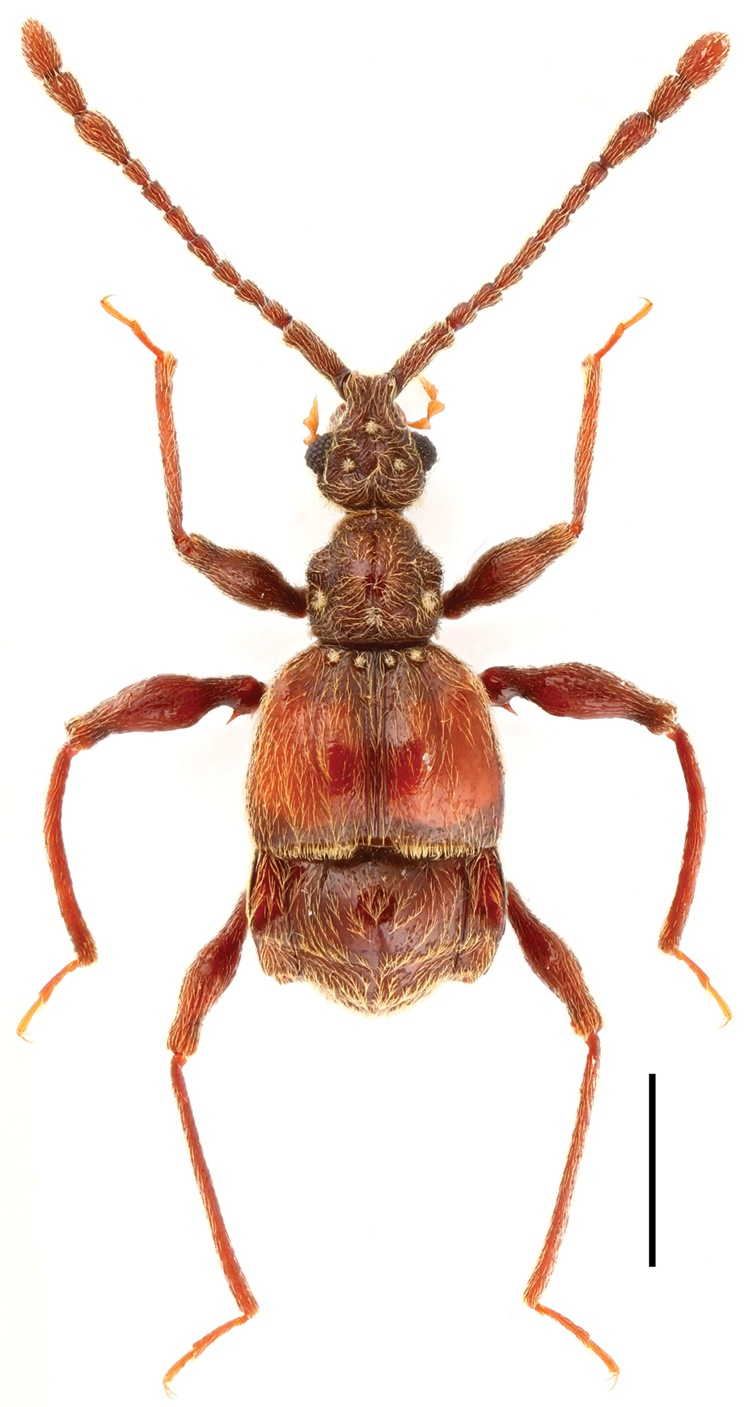
Pselaphodes hainanensis, maschio

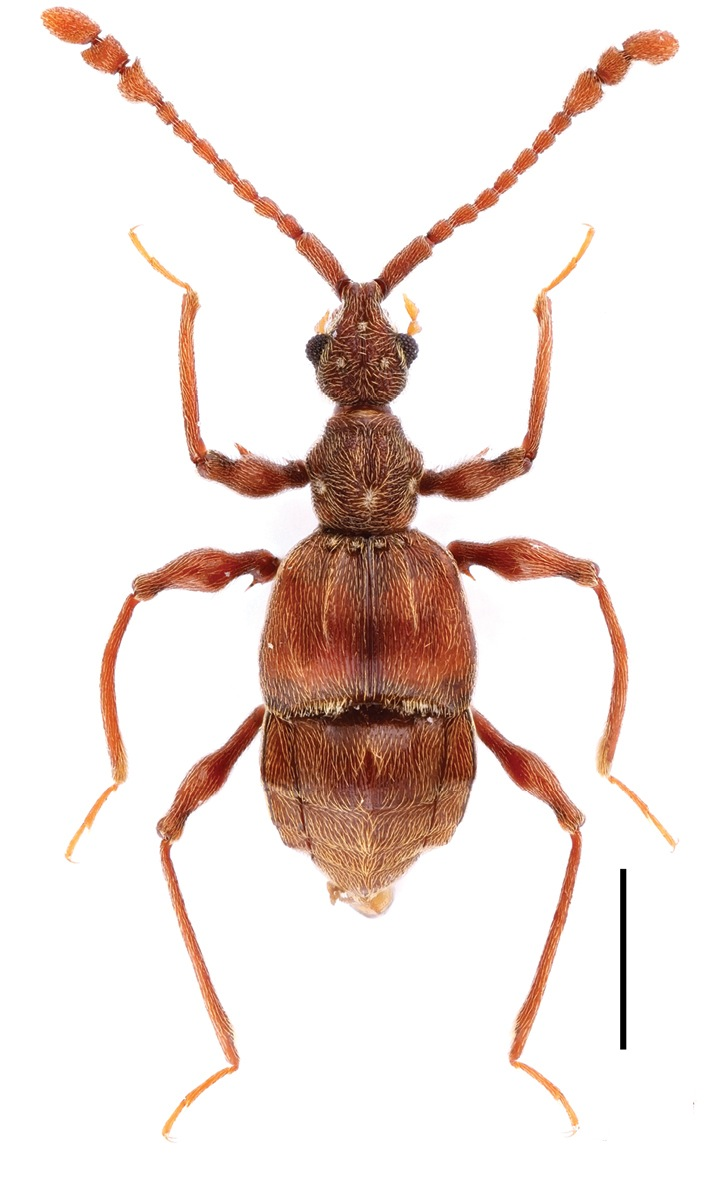
Pselaphodes jizushanus, maschio

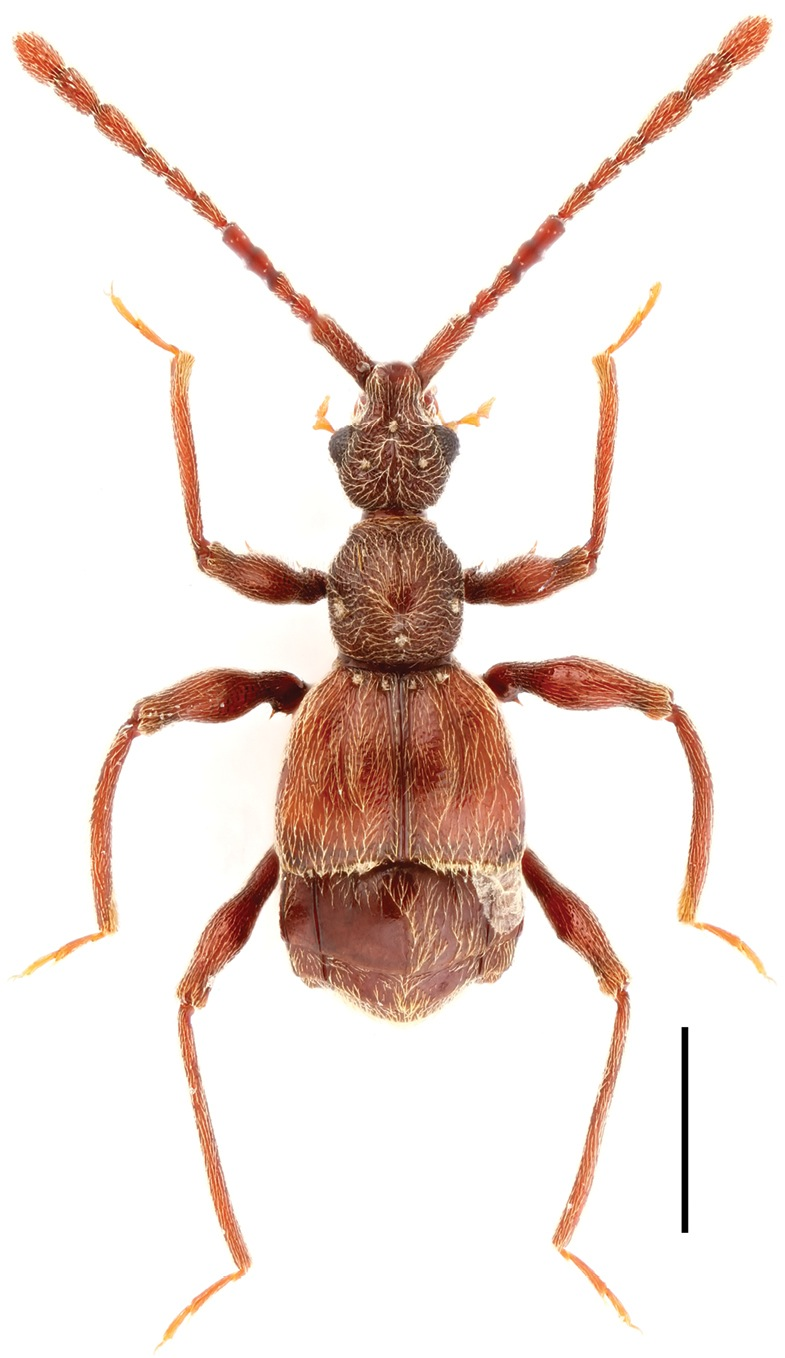
Pselaphodes kuankuoshuiensis, maschio

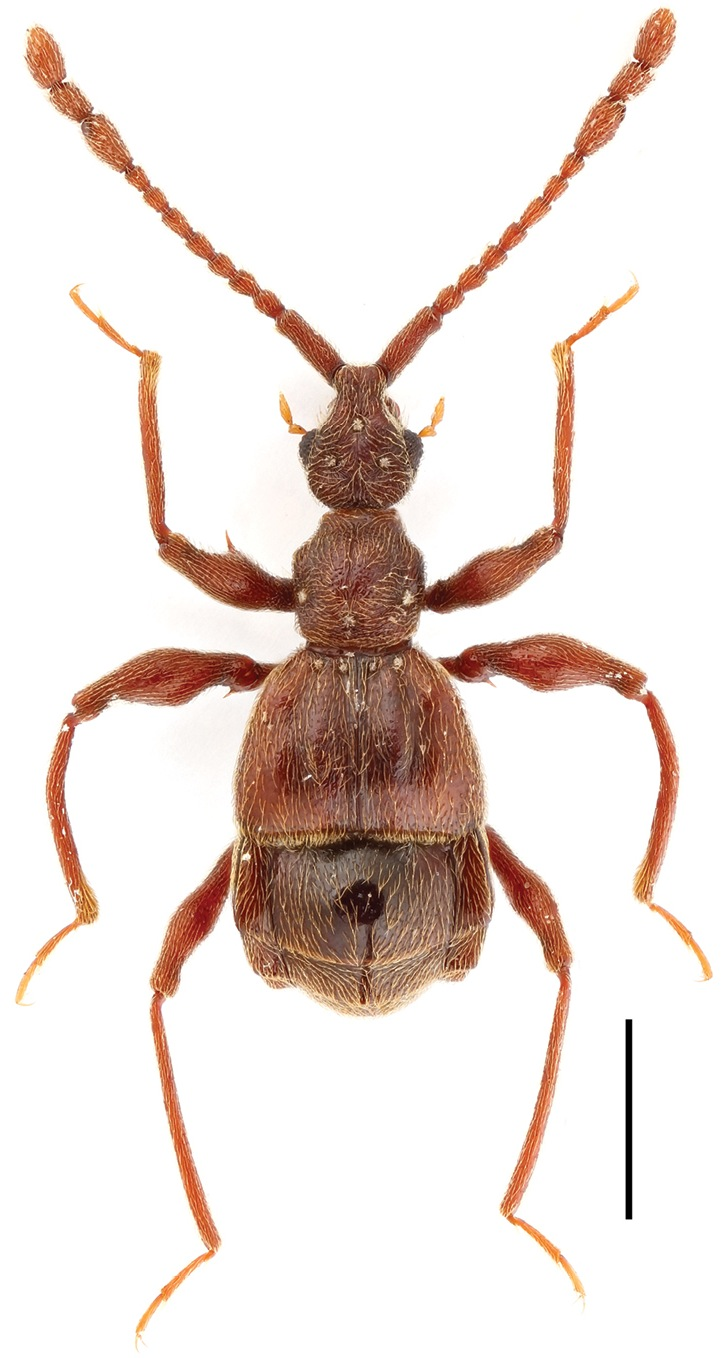
Pselaphodes longilobus, maschio

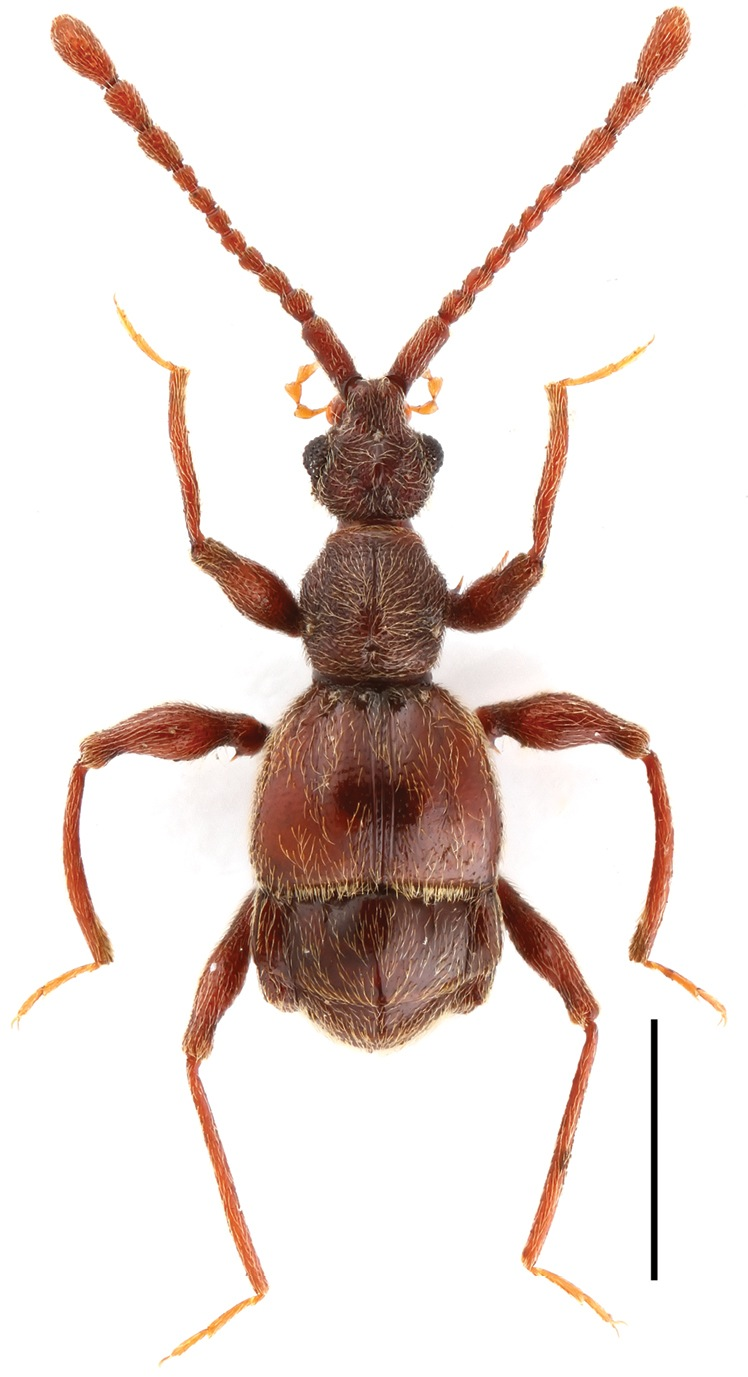
Pselaphodes maoershanus, maschio

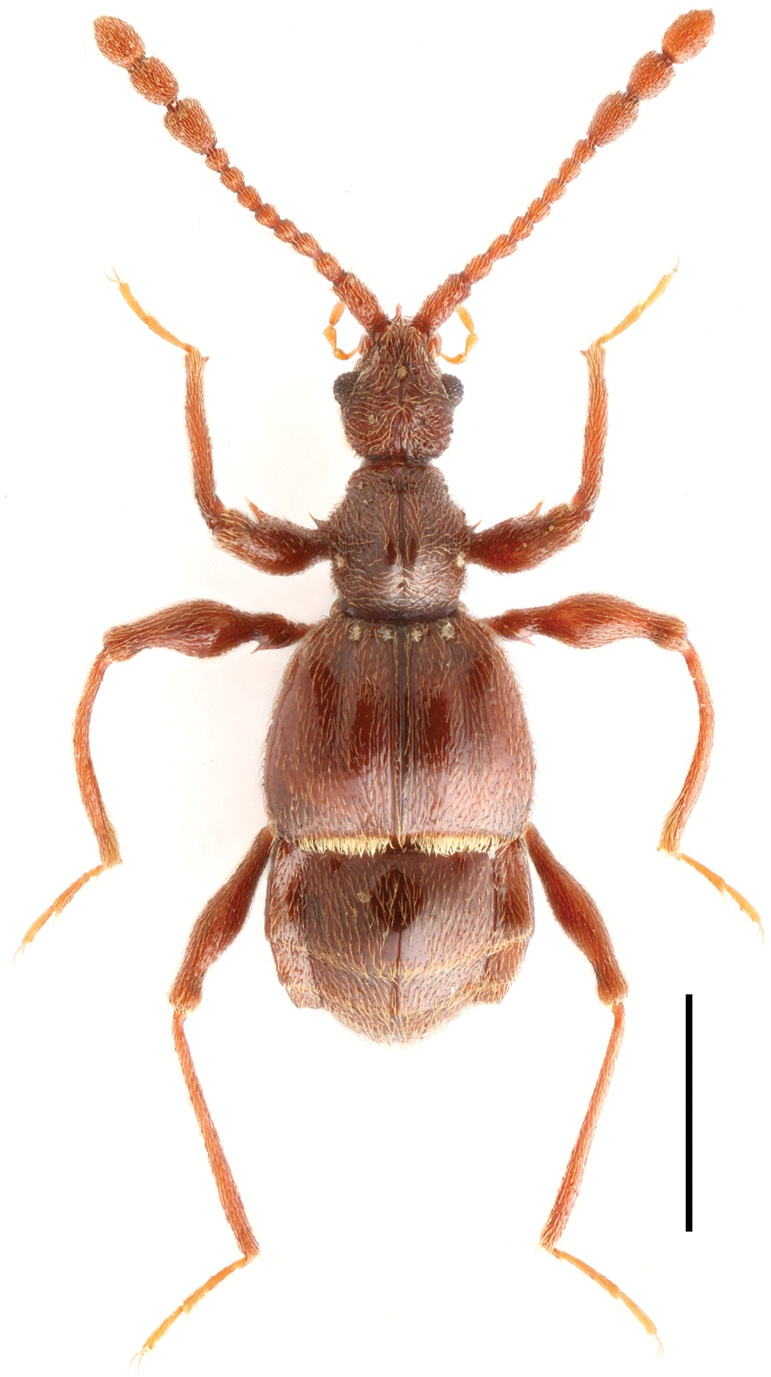
Pselaphodes monoceros, maschio

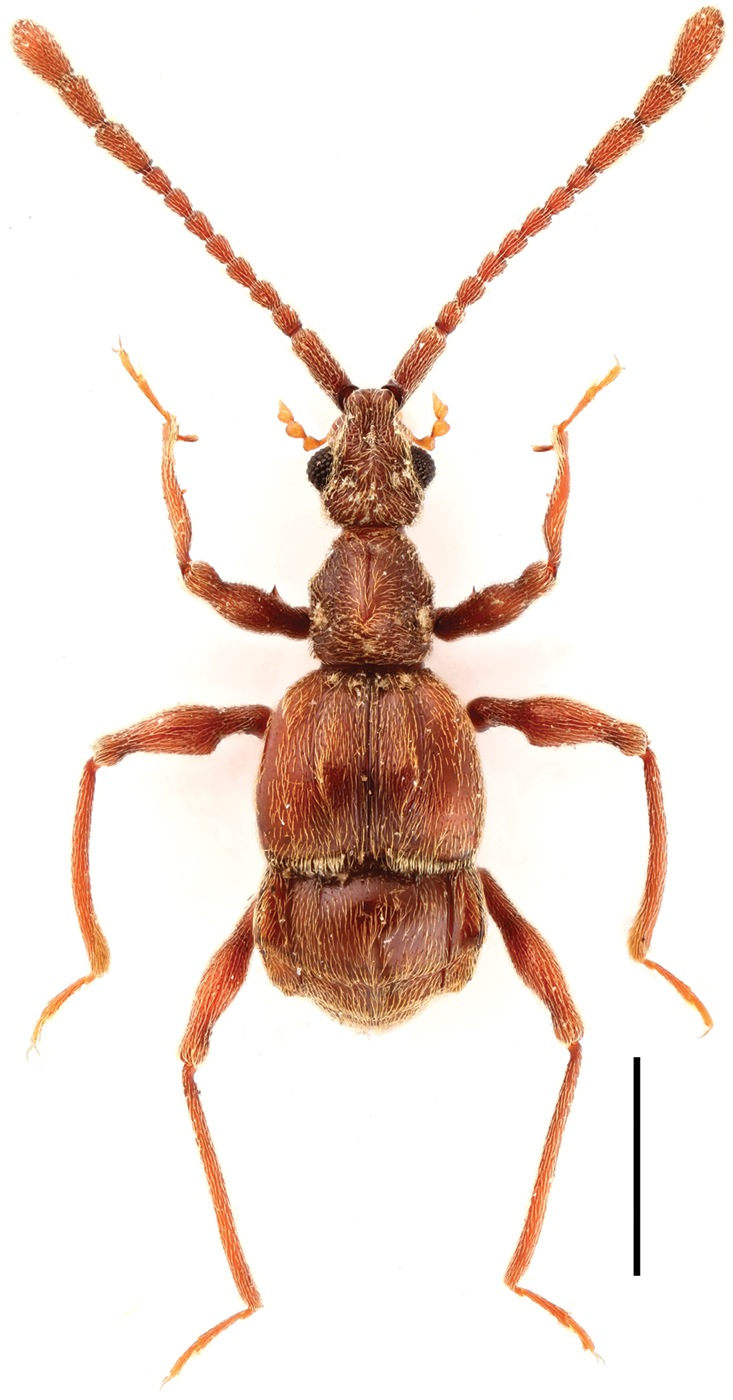
Pselaphodes pectinatus, maschio

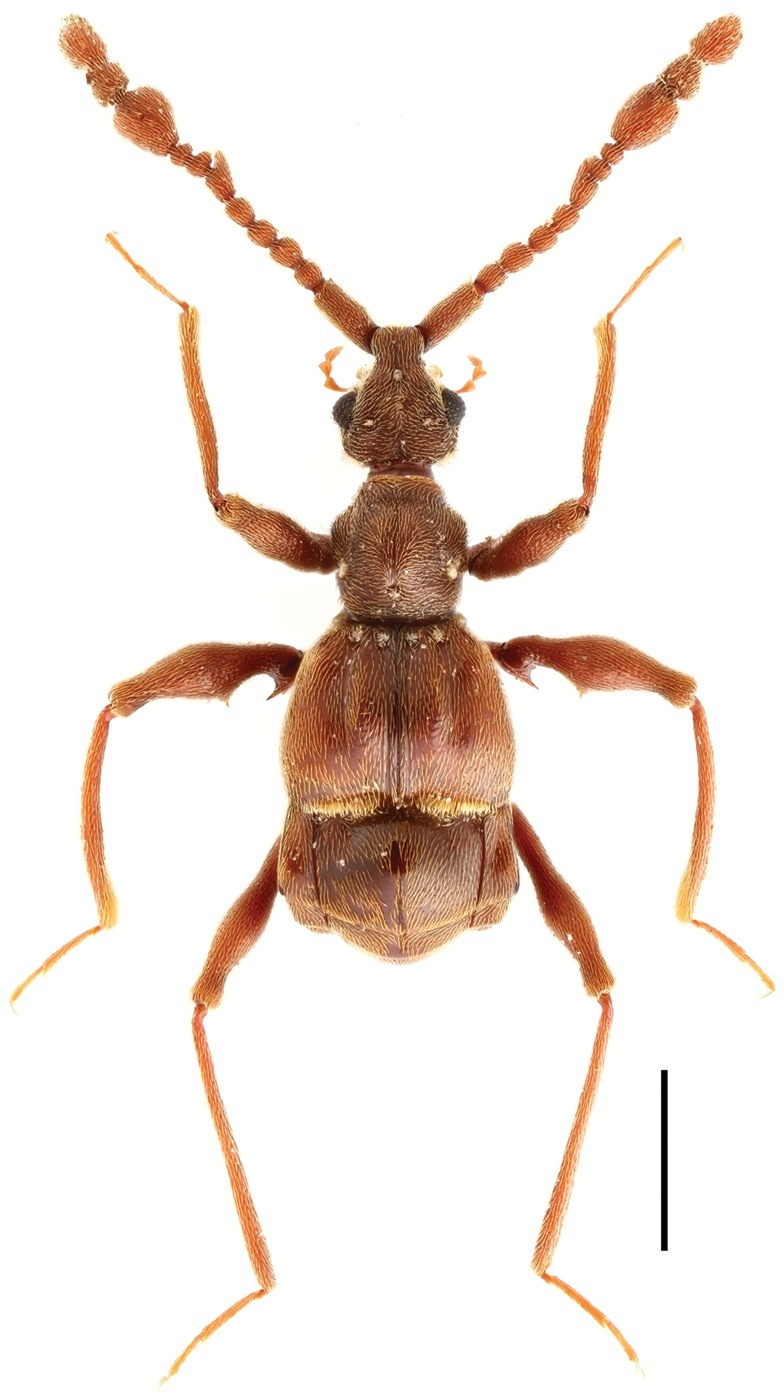
Pselaphodes pengi, maschio

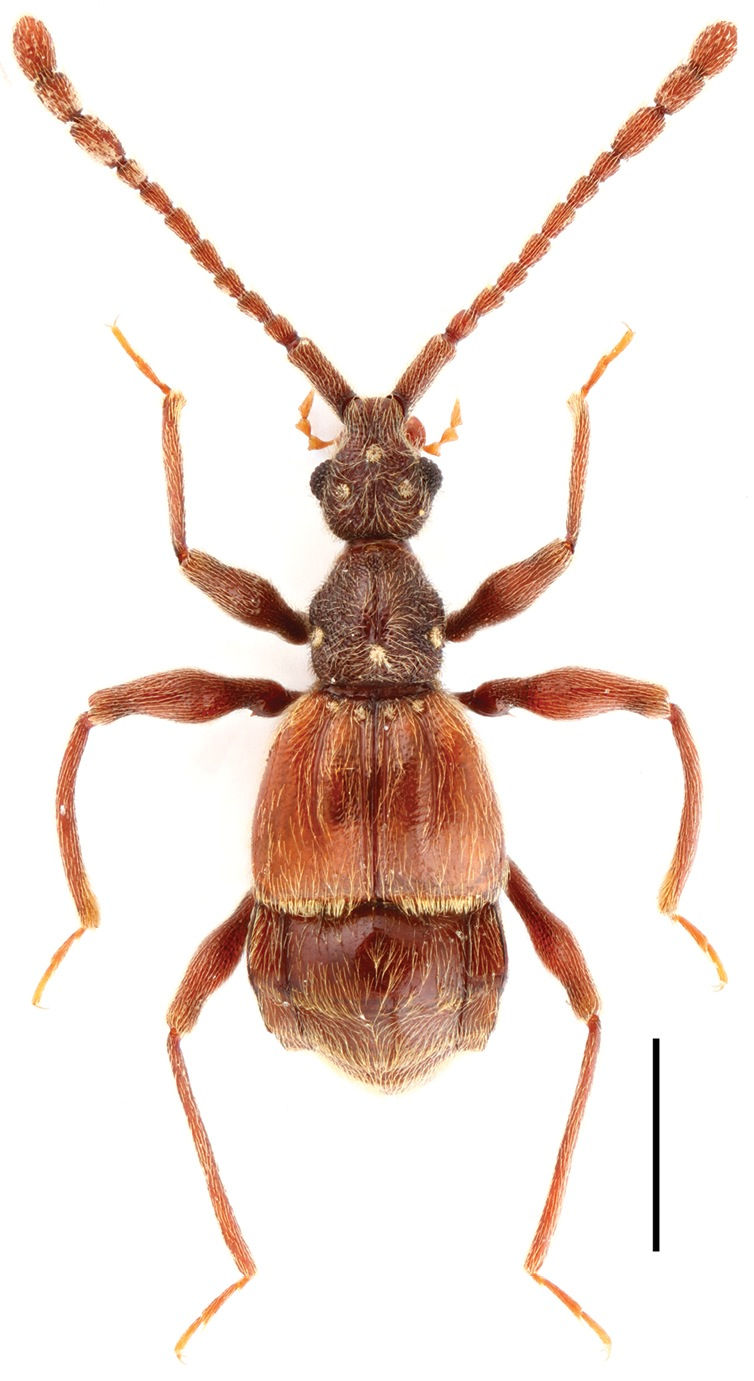
Pselaphodes tianmuensis, maschio

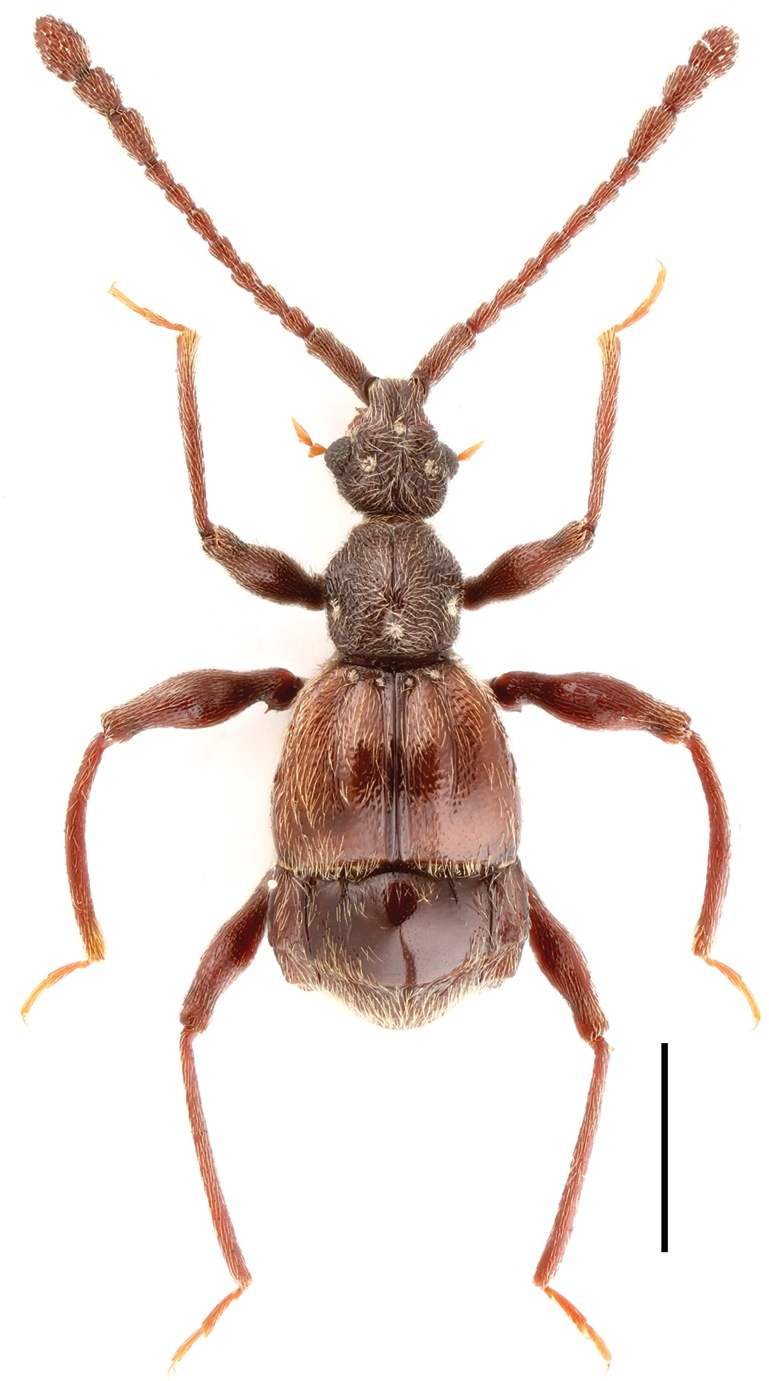
Pselaphodes tiantongensis, maschio

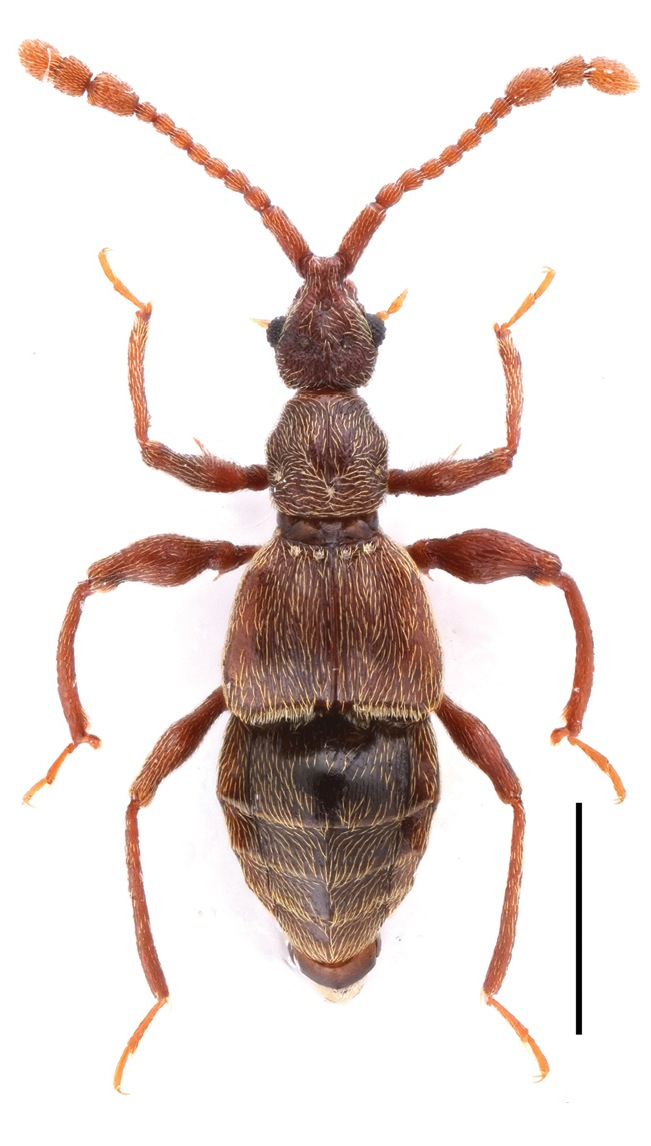
Pselaphodes tibialis, maschio

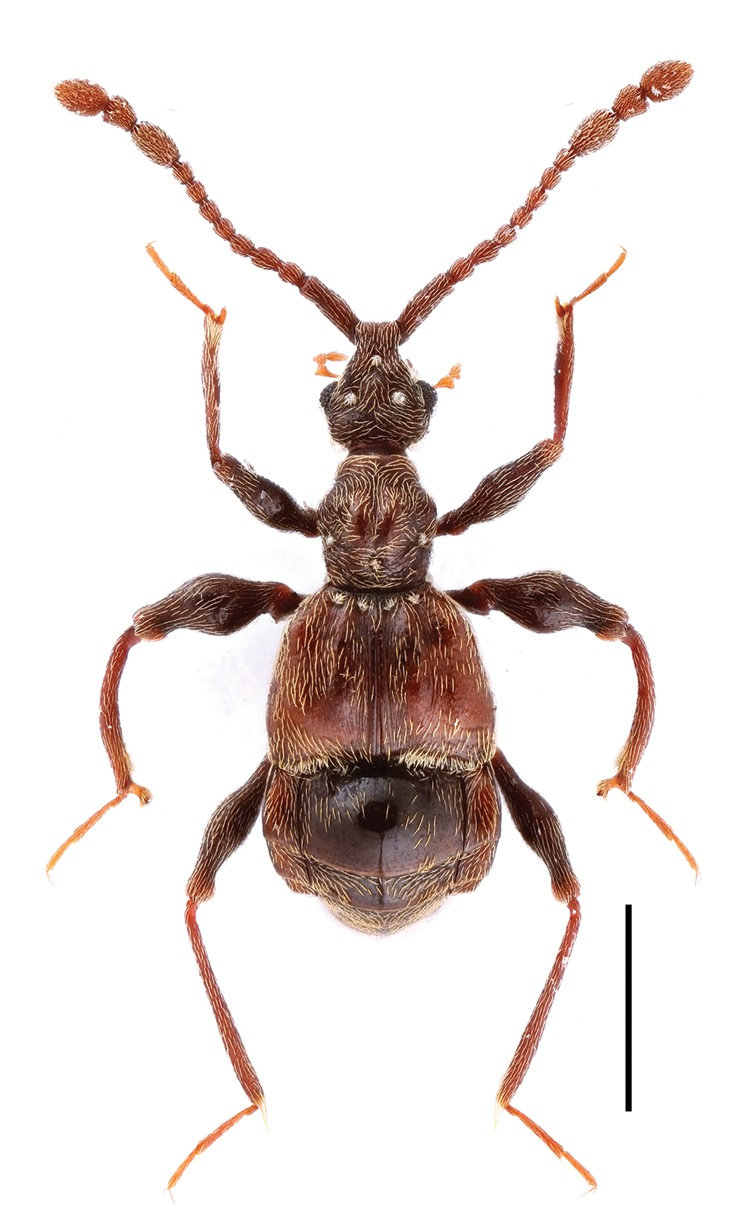
Pselaphodes venustus, maschio

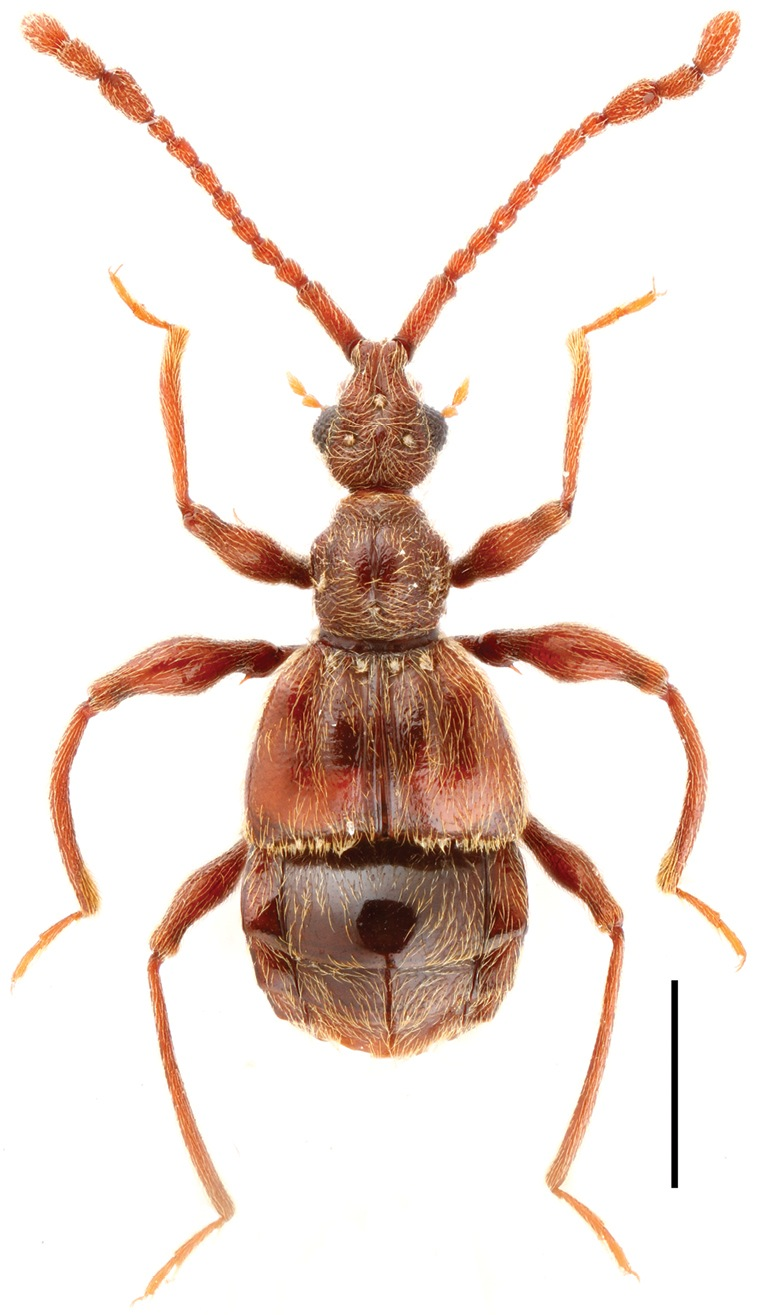
Pselaphodes wrasei, maschio

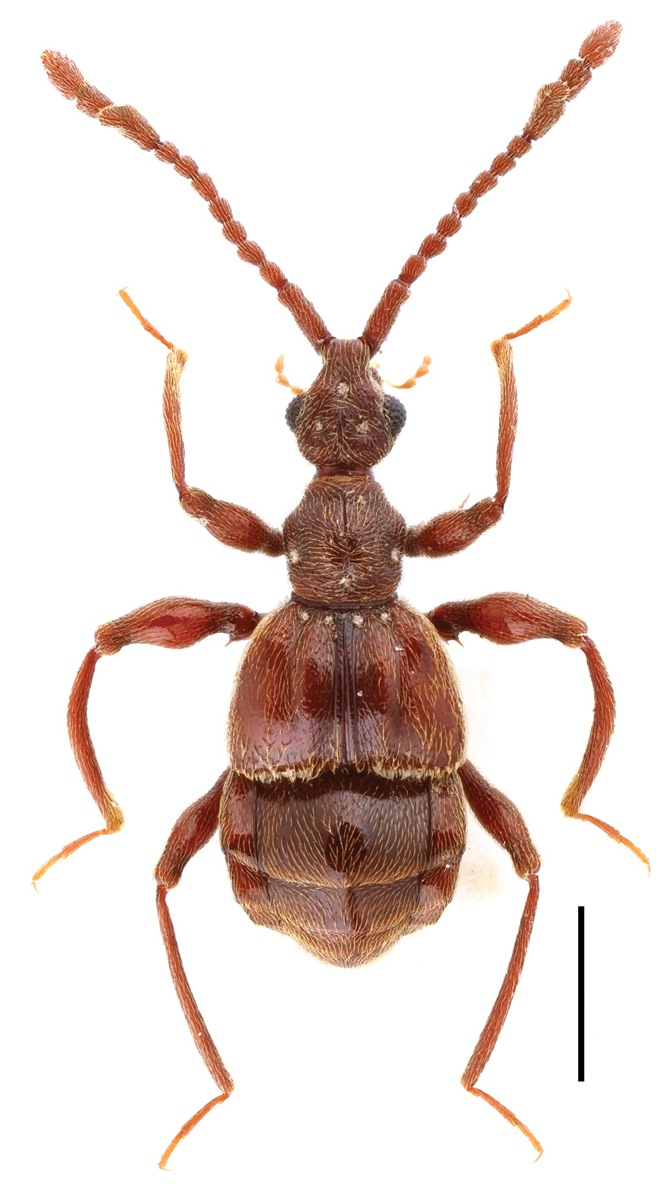
Pselaphodes zhongdianus, maschio

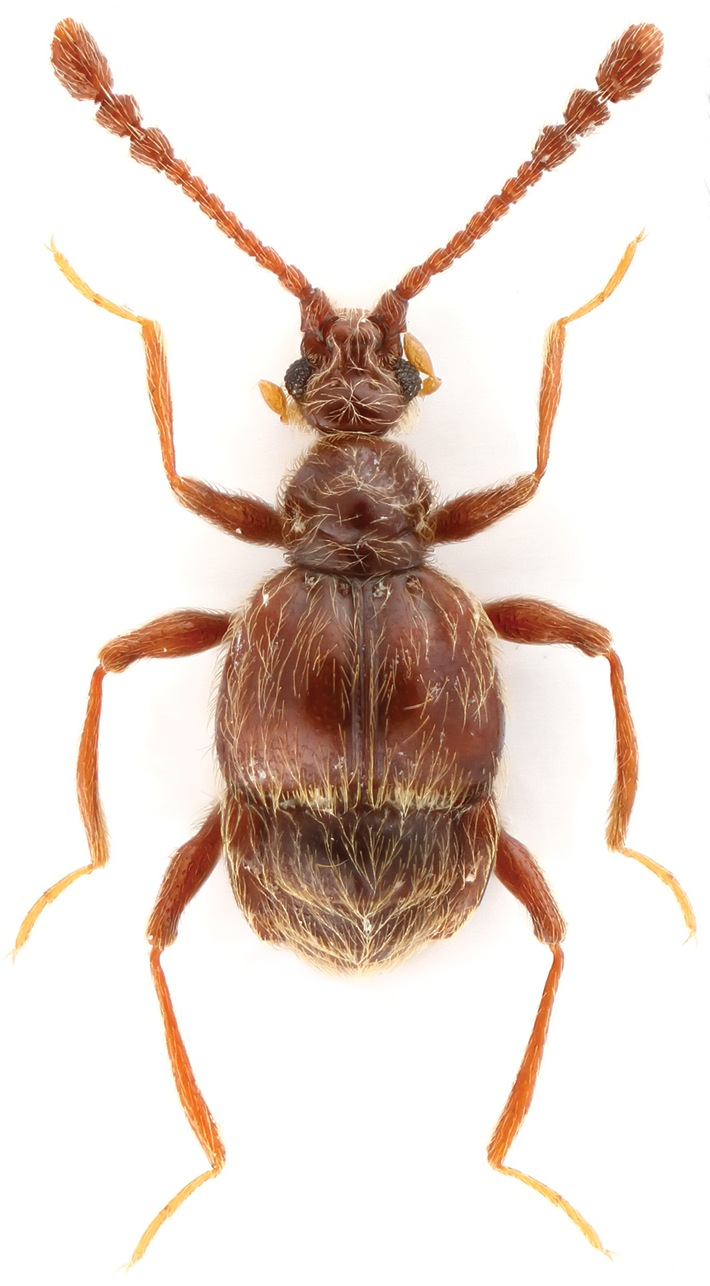
Tyrodes jenisi, maschio

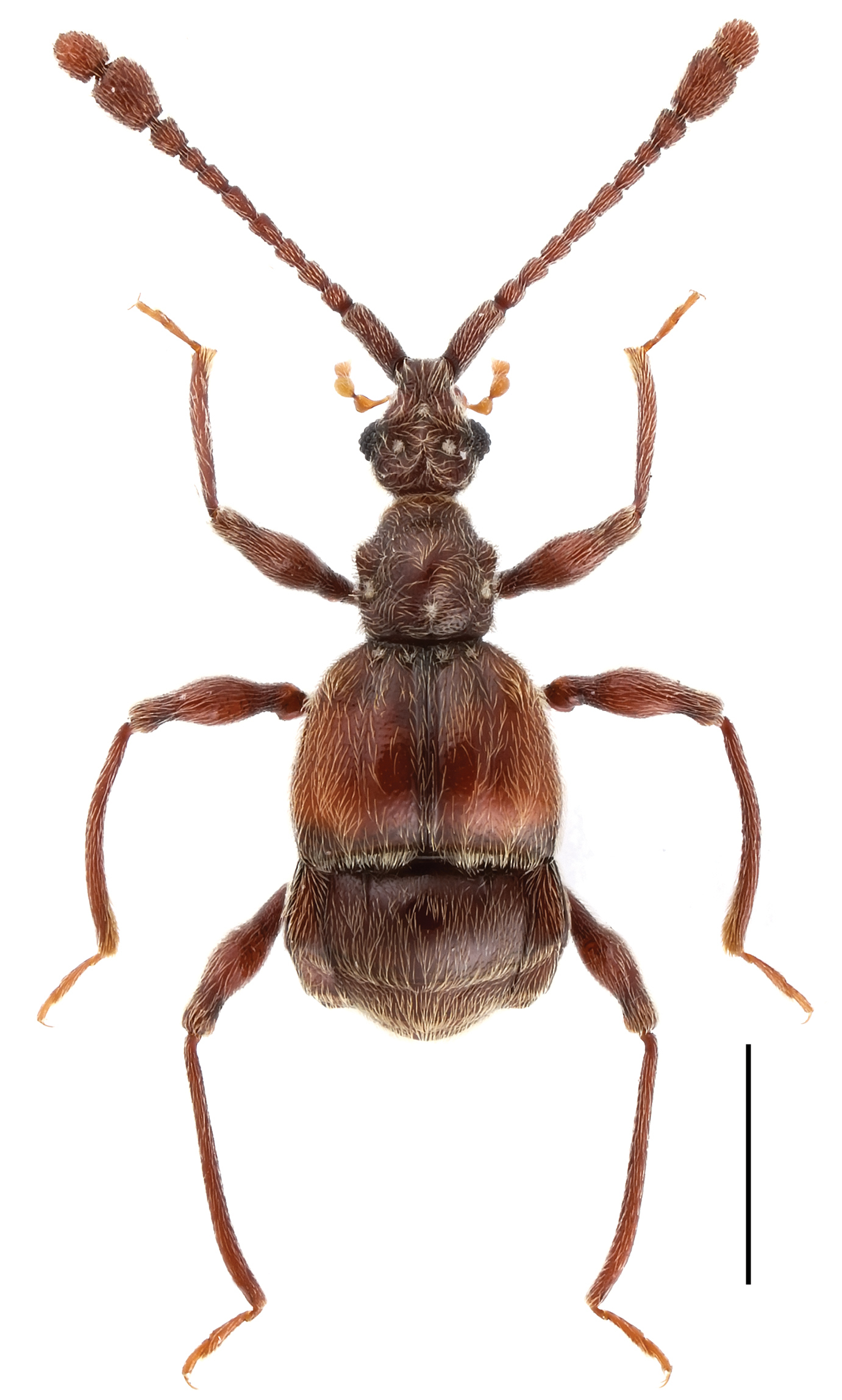
Taiwanophodes minor

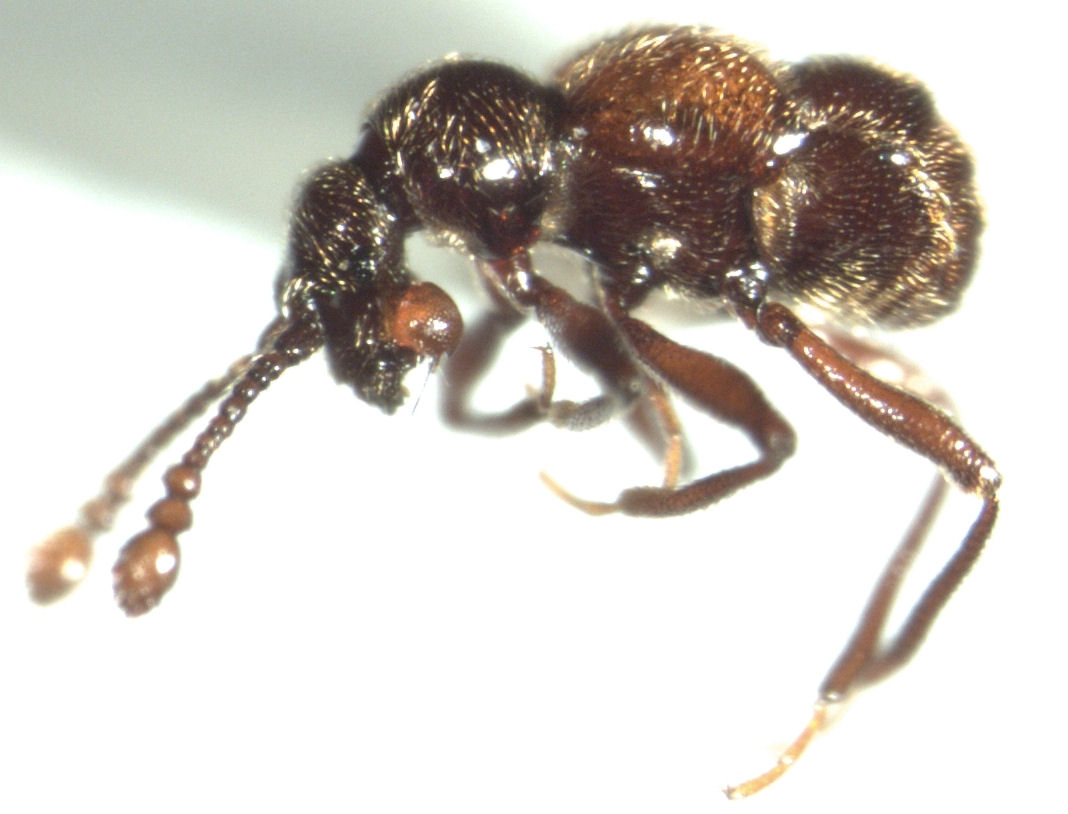
Zeatyrus lawsoni

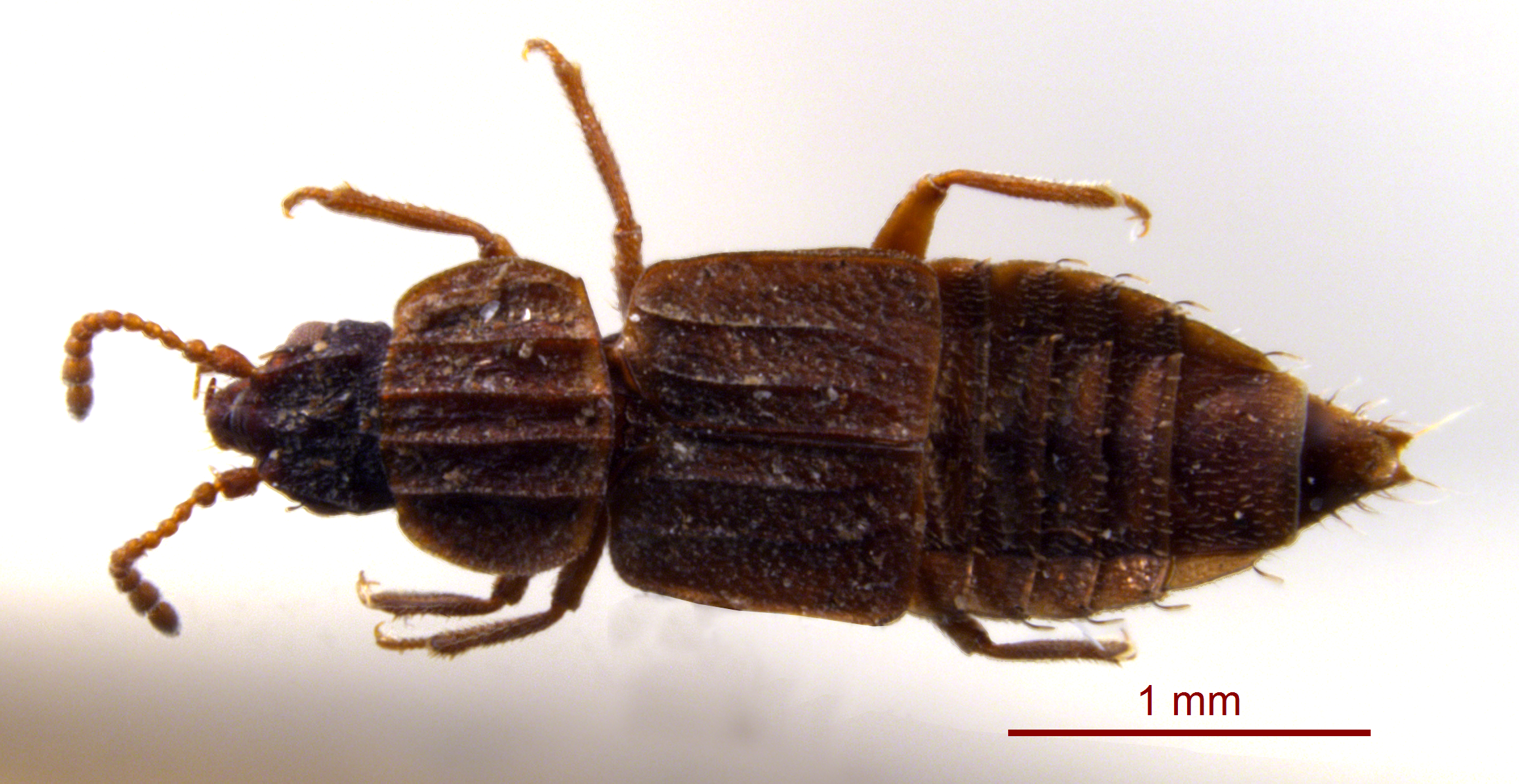
Pseudopsis sulcata

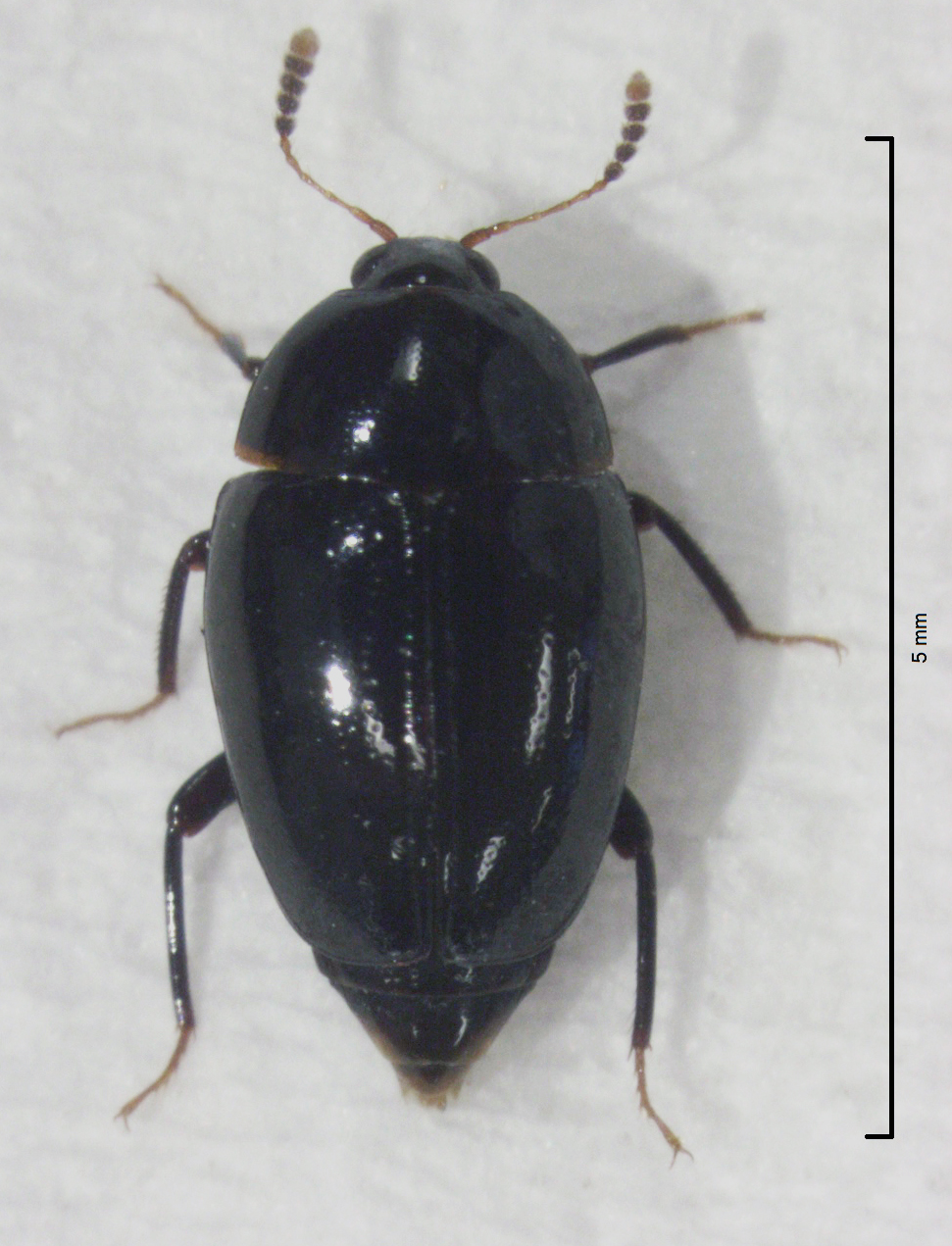
Cyparium thorpei, vista dorsale

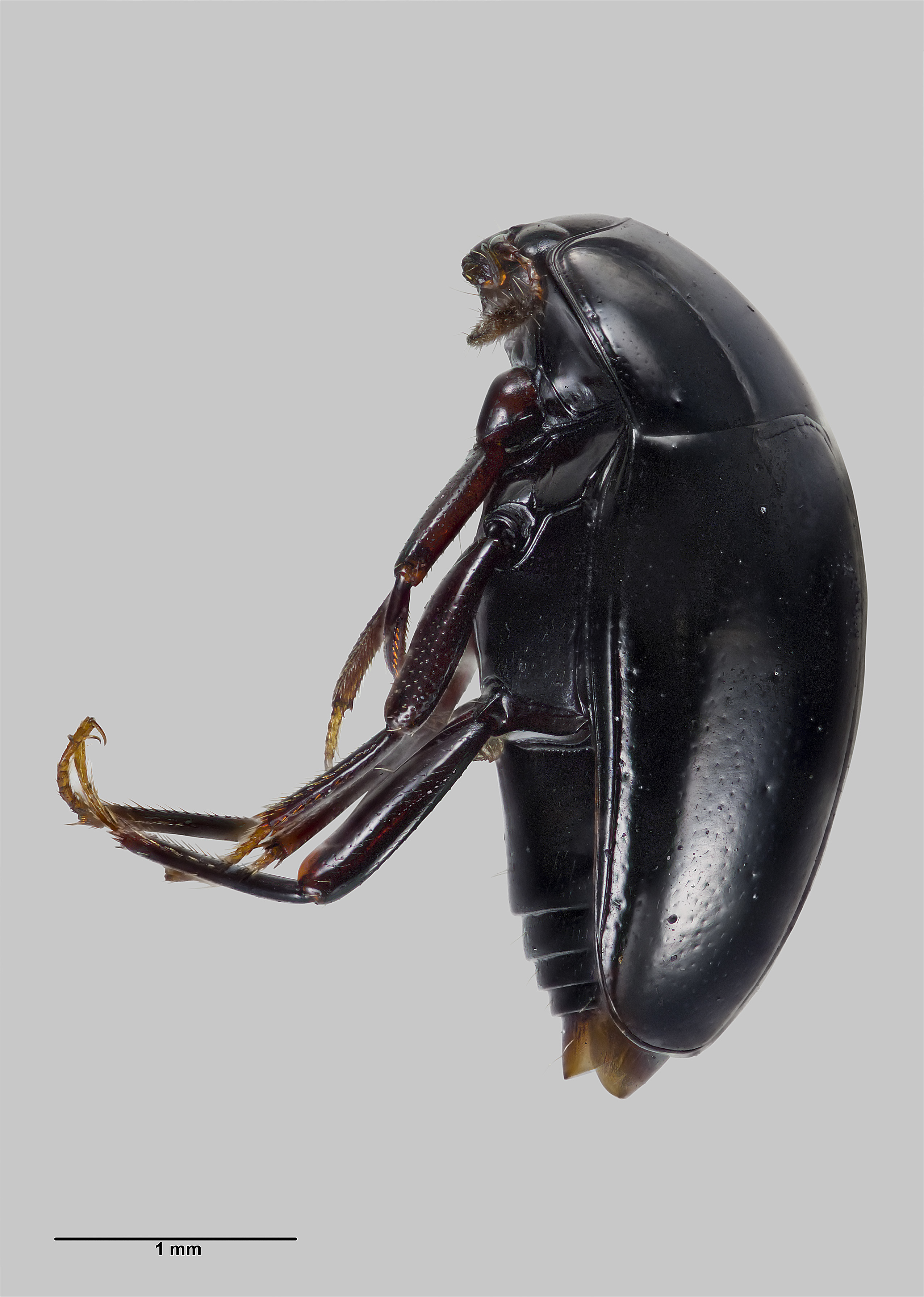
Cyparium thorpei, vista laterale

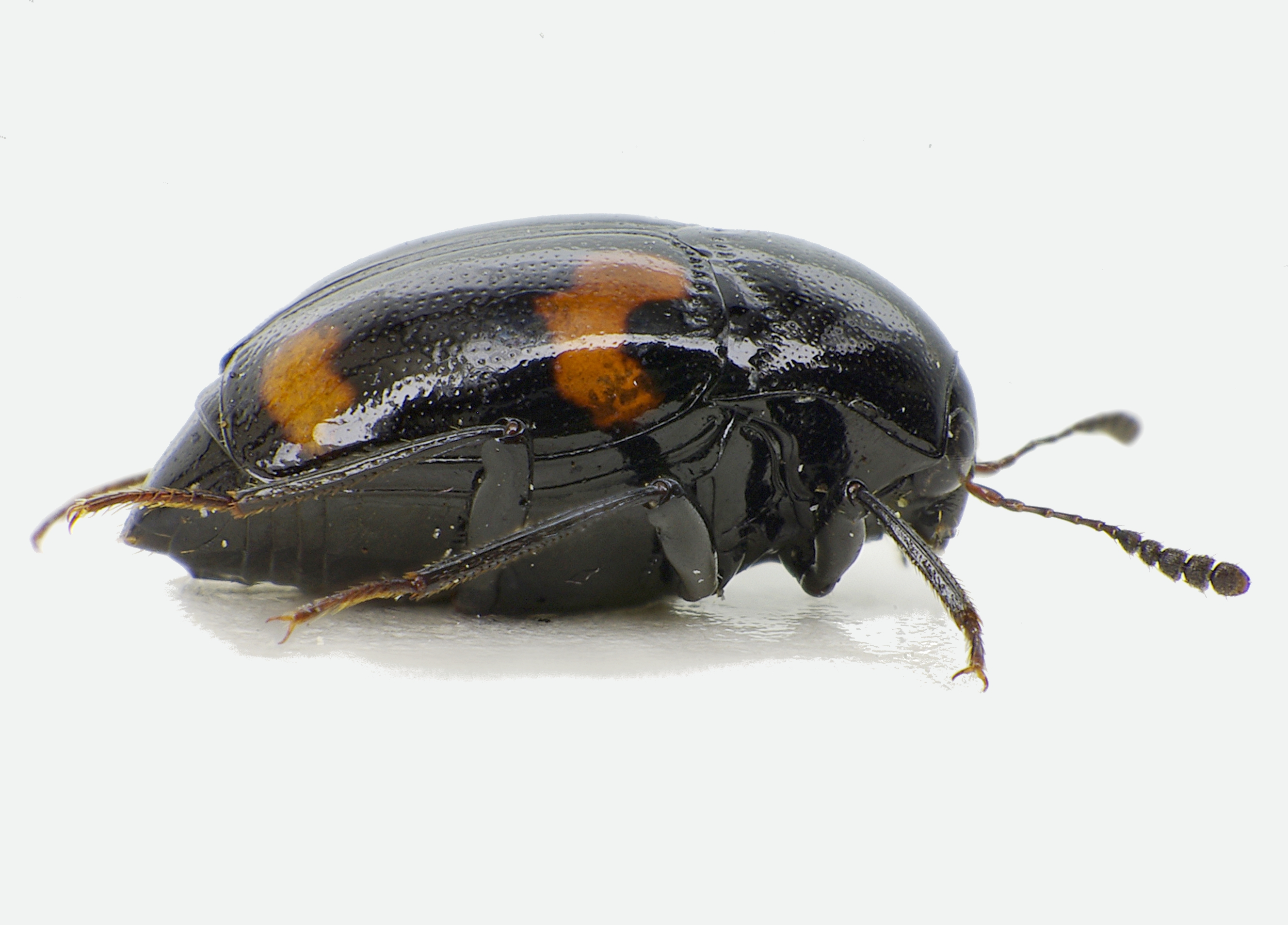
Scaphidium quadrimaculatum, vista laterale

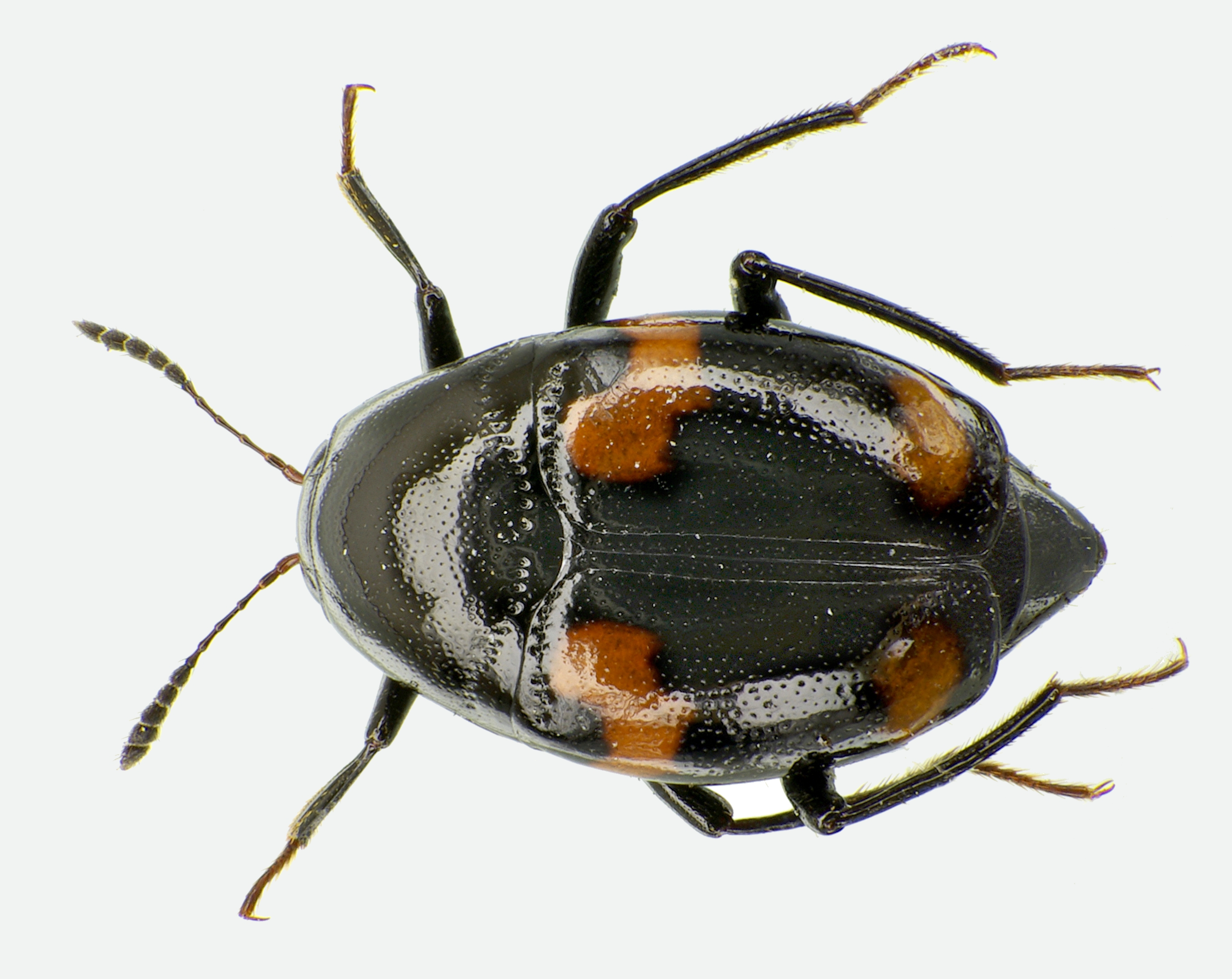
Scaphidium quadrimaculatum, vista dorsale

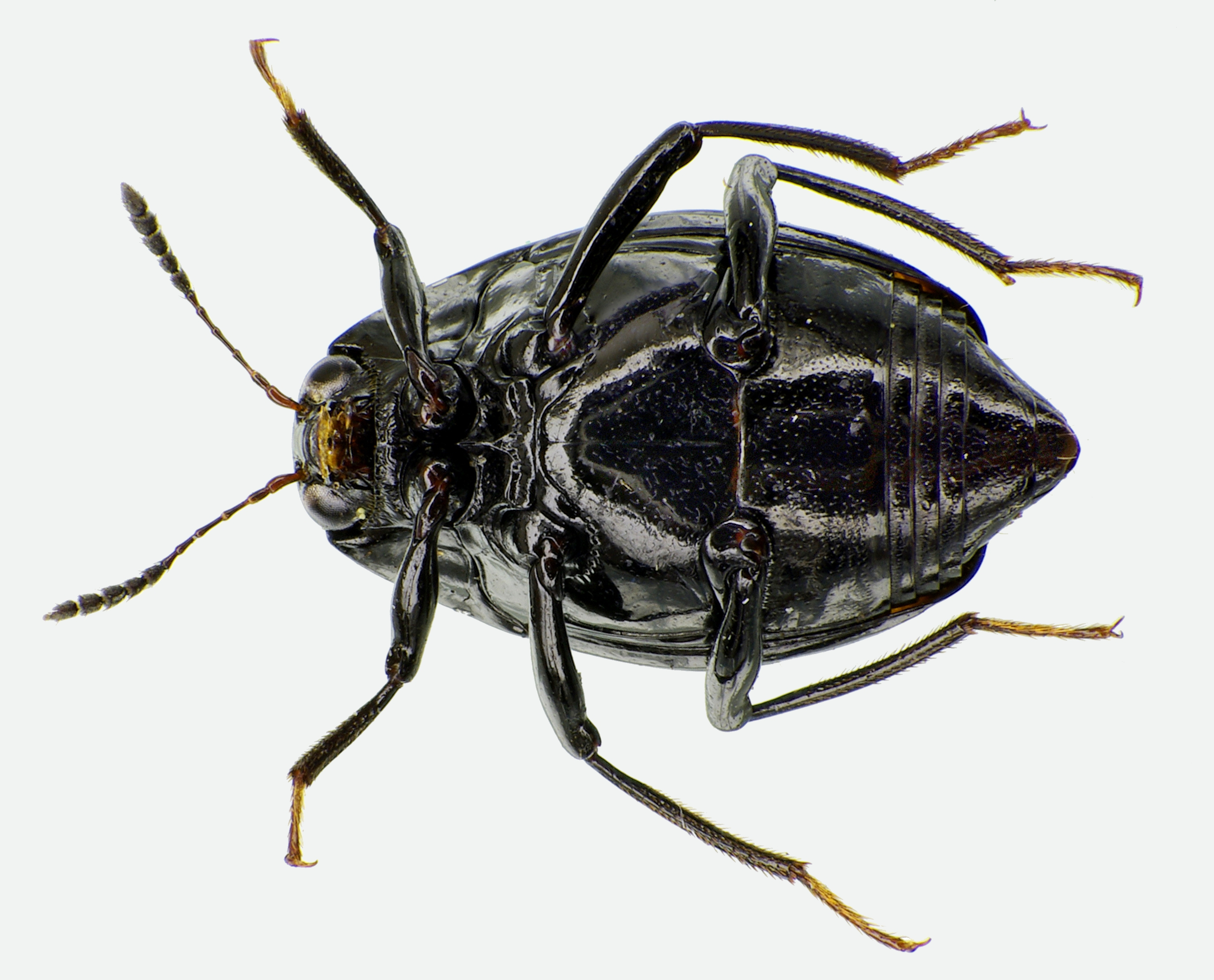
Scaphidium quadrimaculatum, vista ventrale

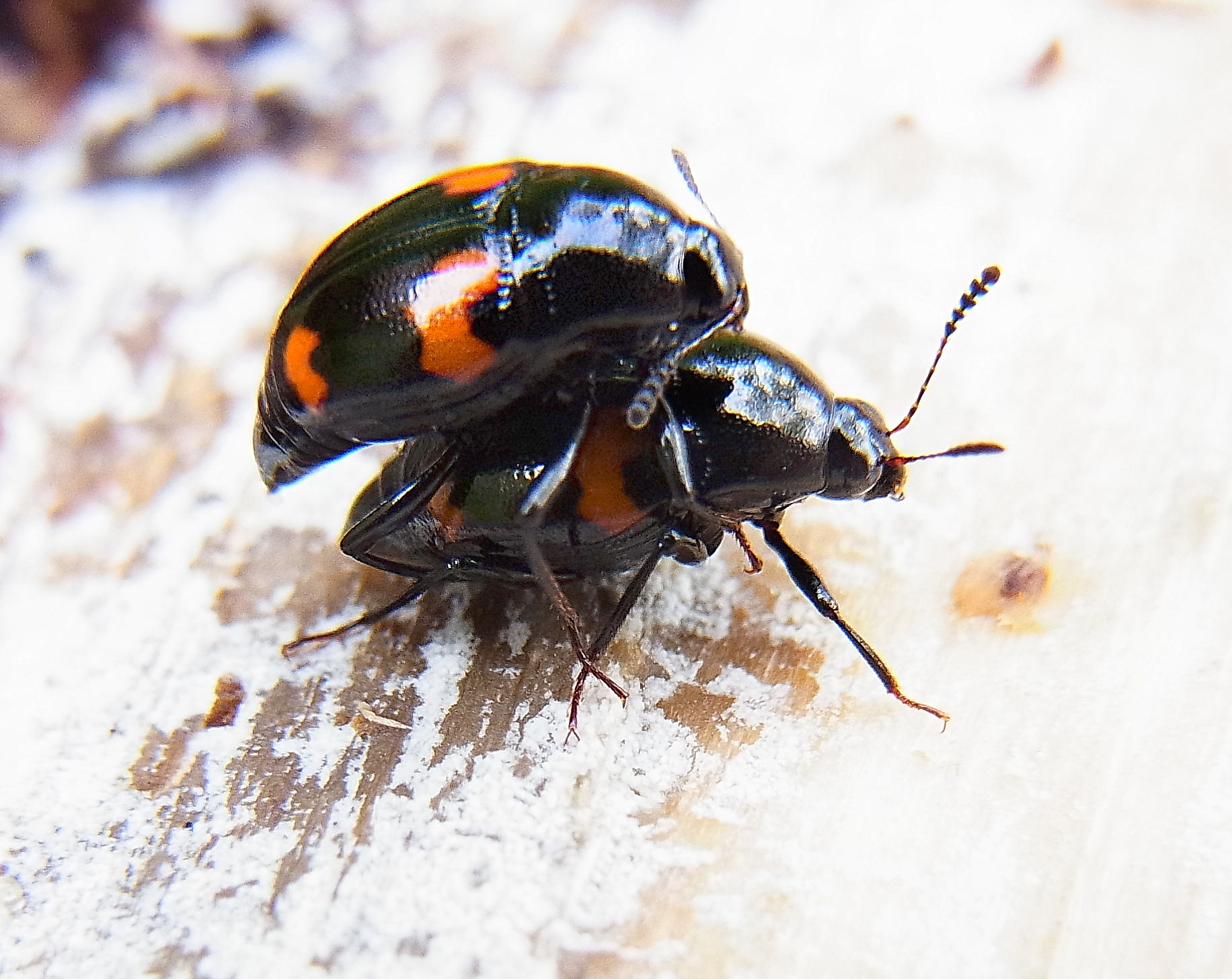
Scaphidium quadrimaculatum, accoppiamento

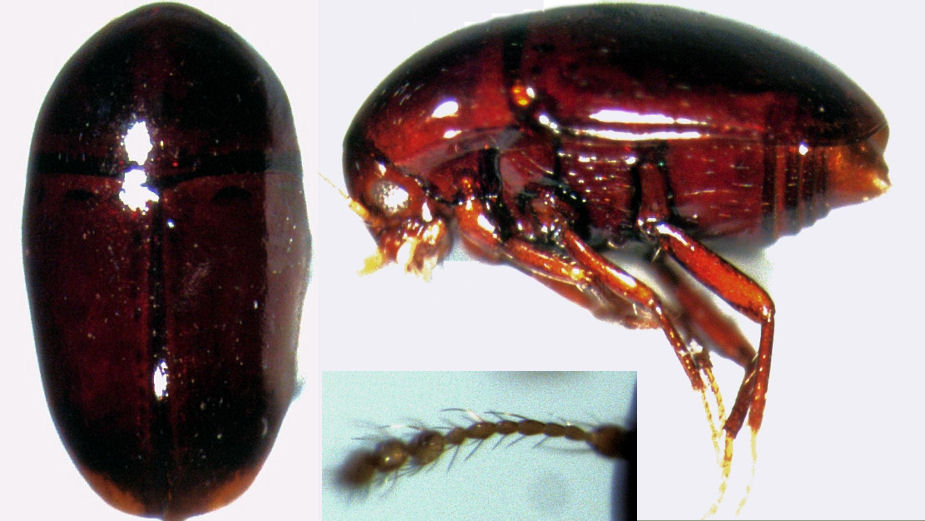
Baeocera tenuis, vista laterale

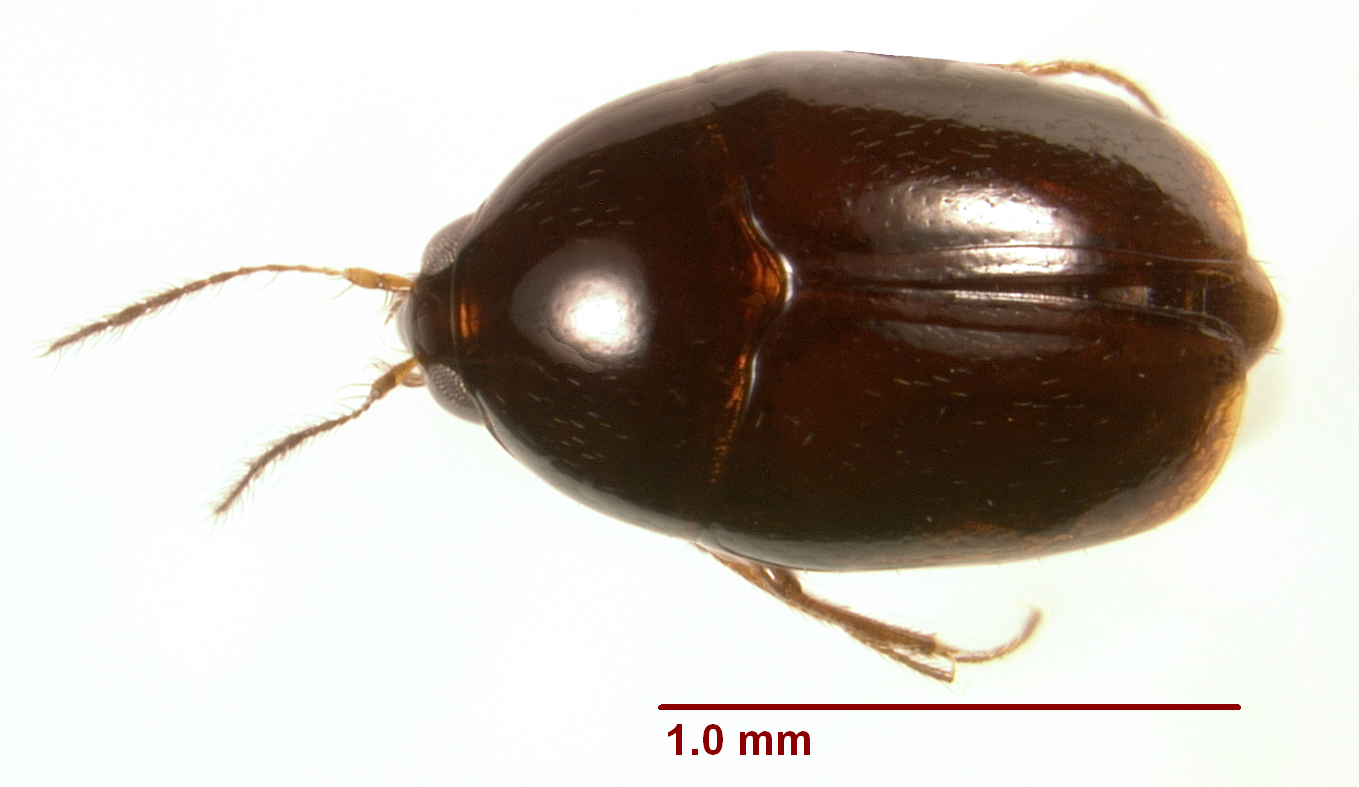
Baeocera sp., vista dorsale

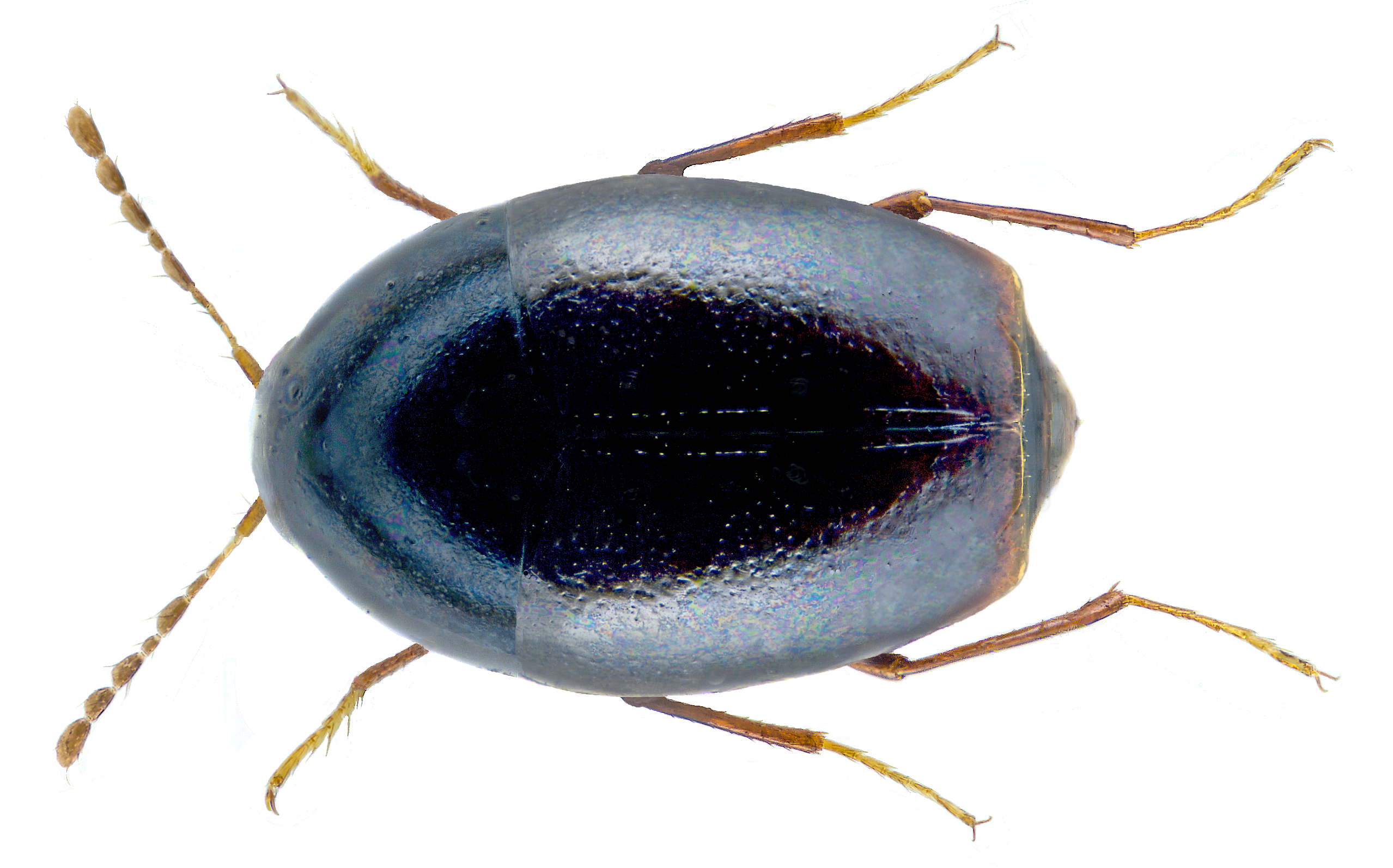
Scaphisoma agaricinum, vista dorsale

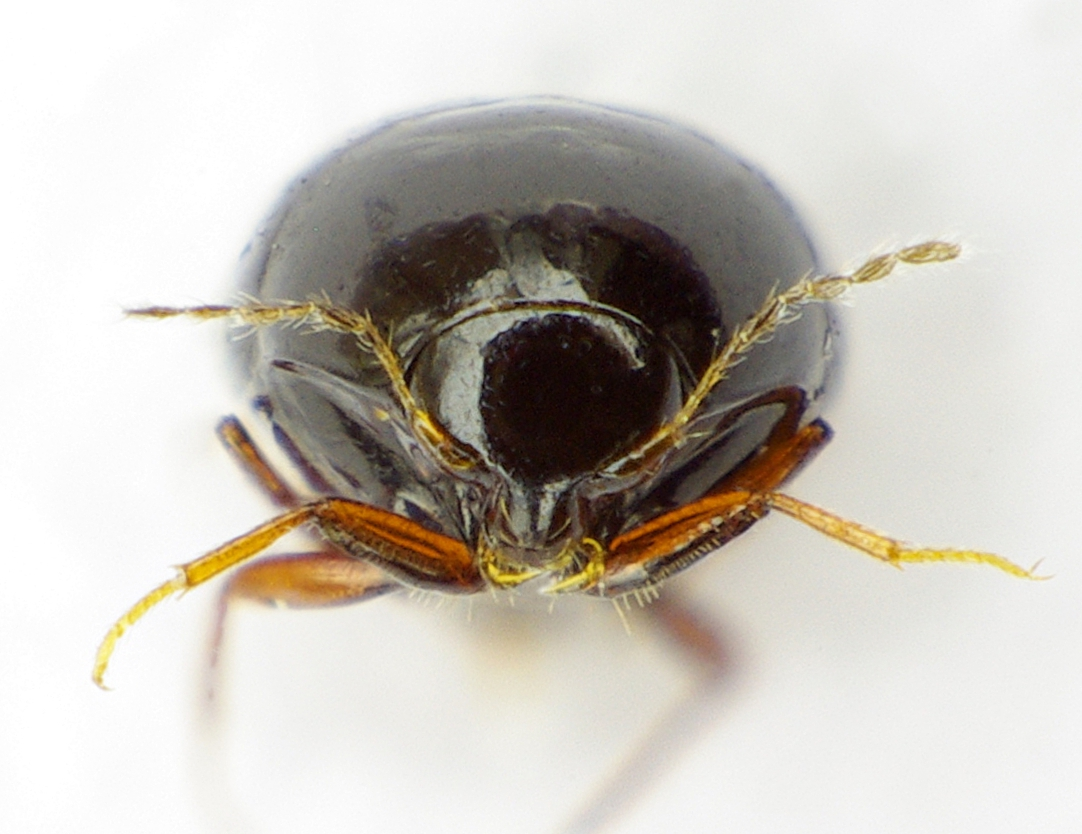
Scaphisoma agaricinum, vista frontale

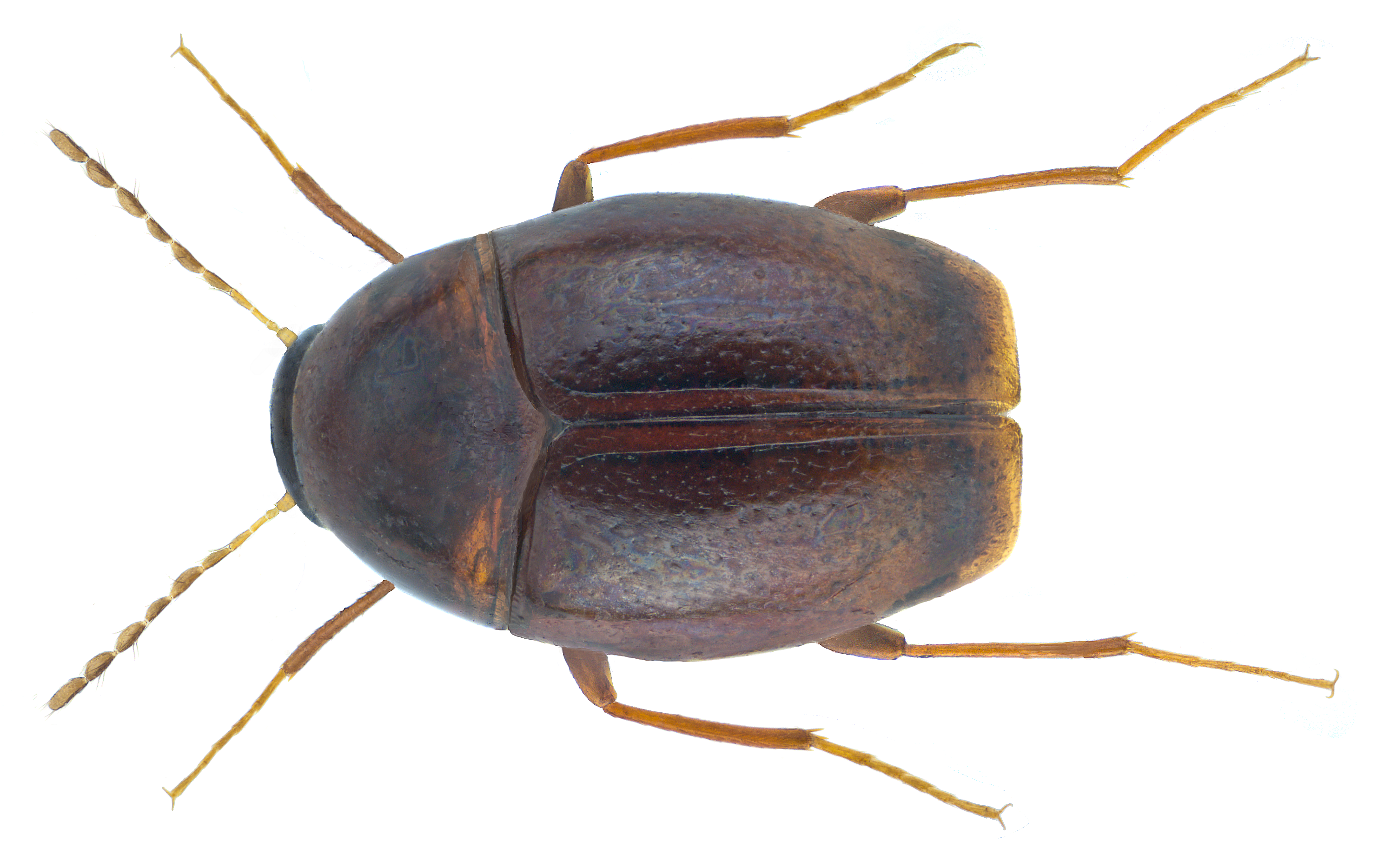
Scaphisoma boleti

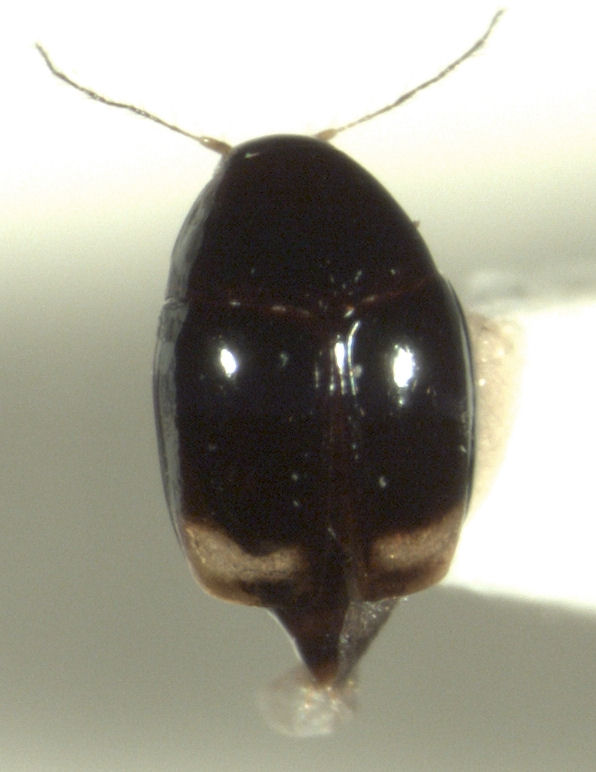
Scaphisoma funereum

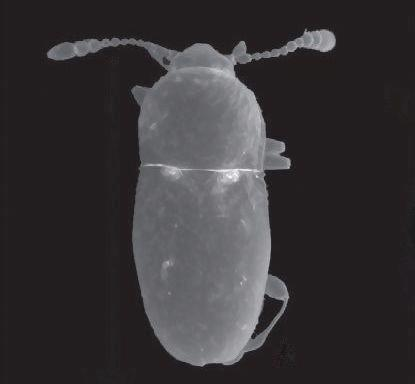
Cephennium anopthtalmicum

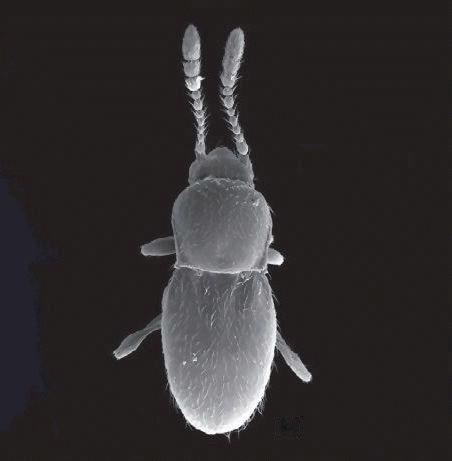
Cephennium aridum

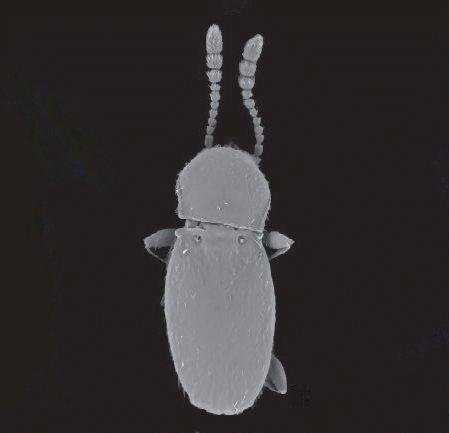
Cephennium canestroi

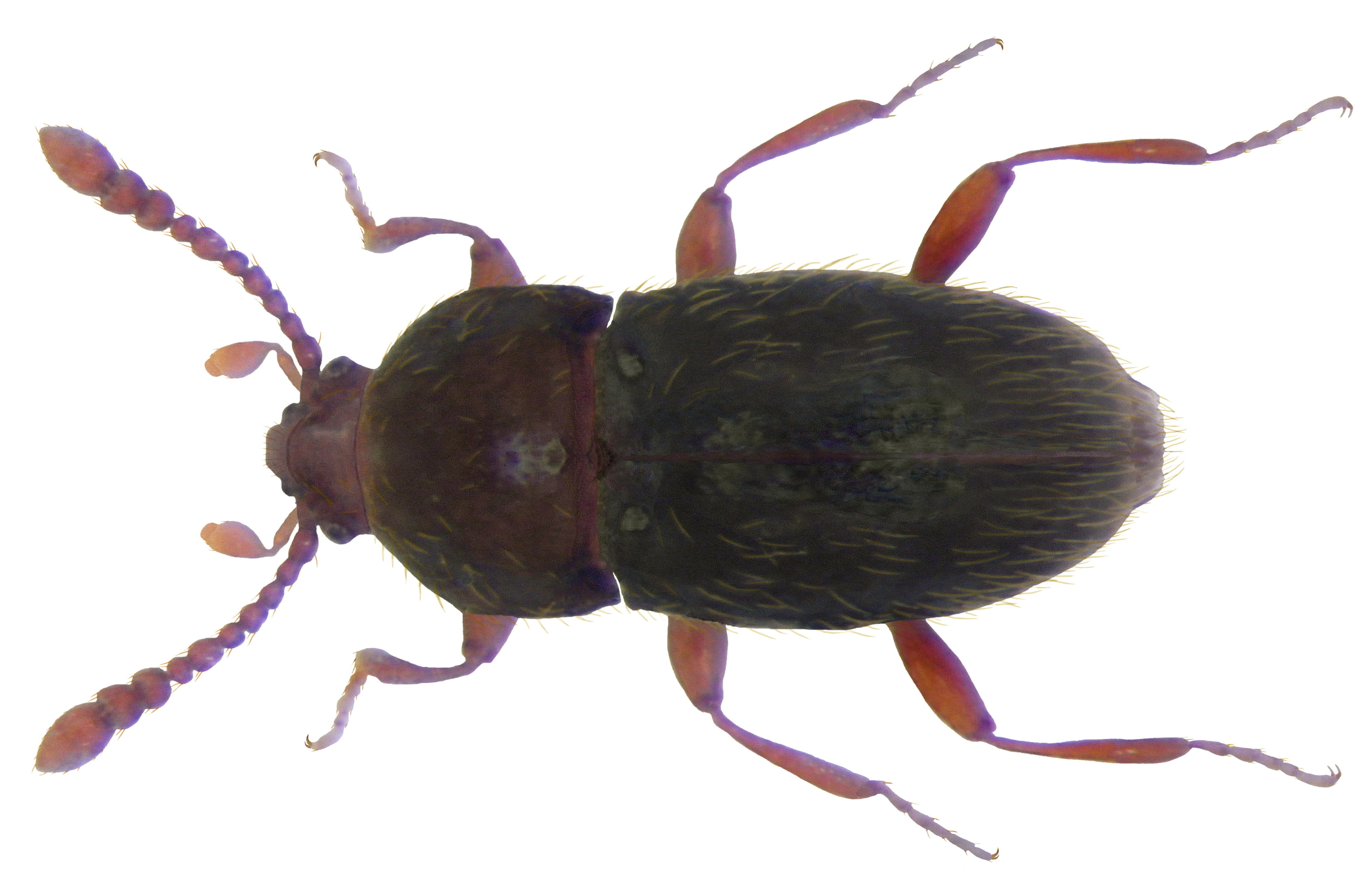
Cephennium gallicum

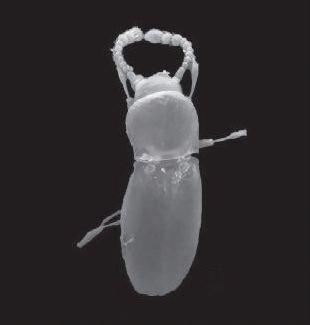
Cephennium gilberti

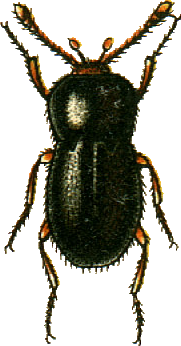
Cephennium thoracicum

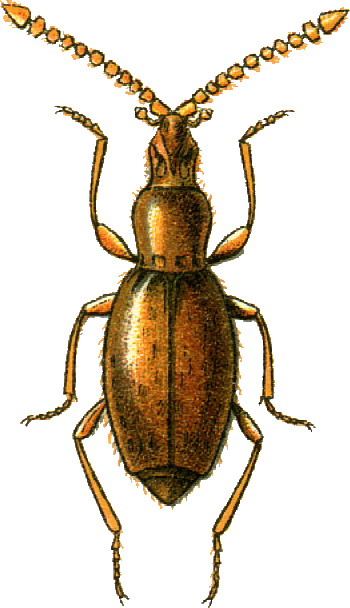
Chevrolatia egregia

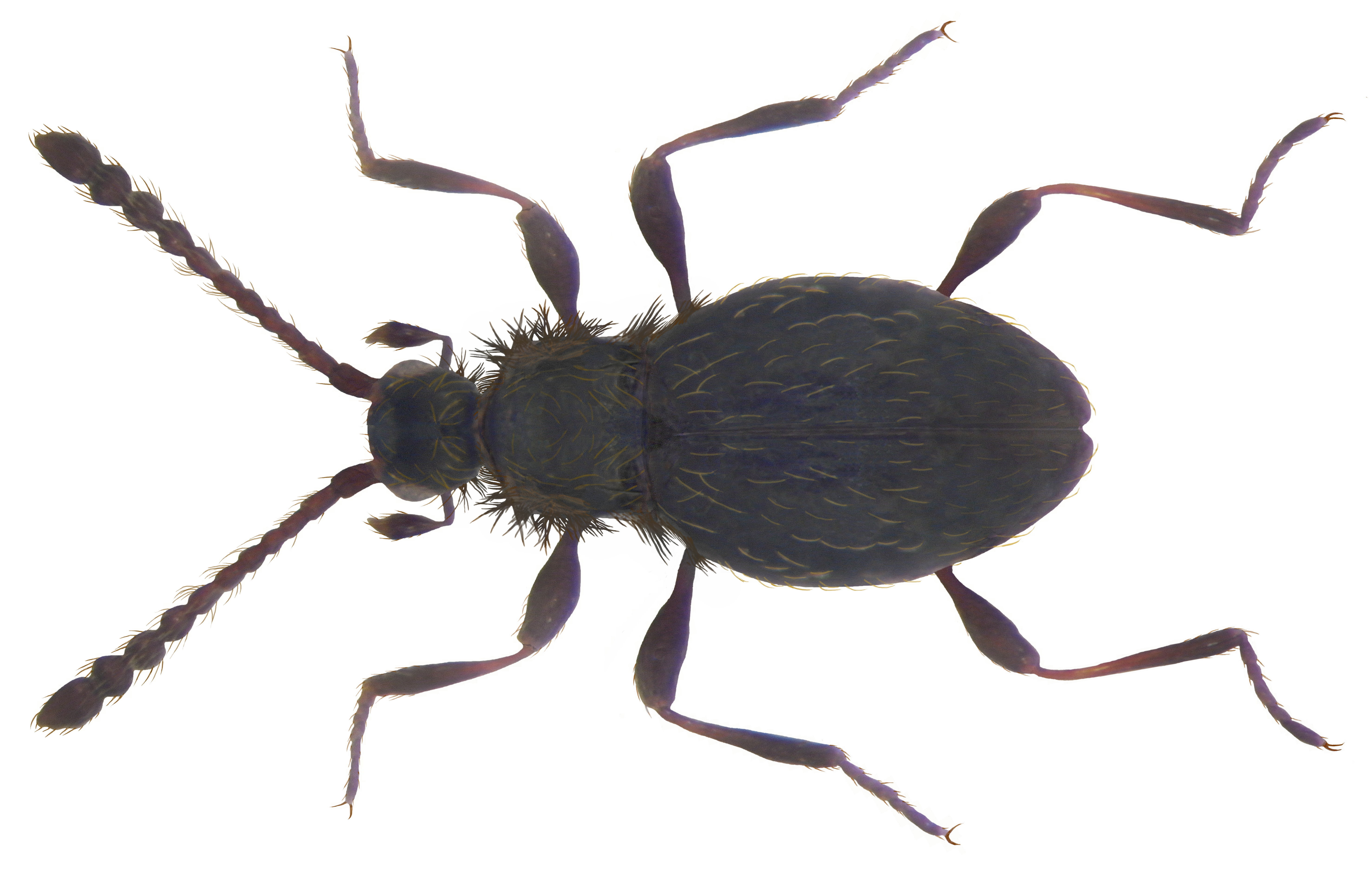
Euconnus fimetarius

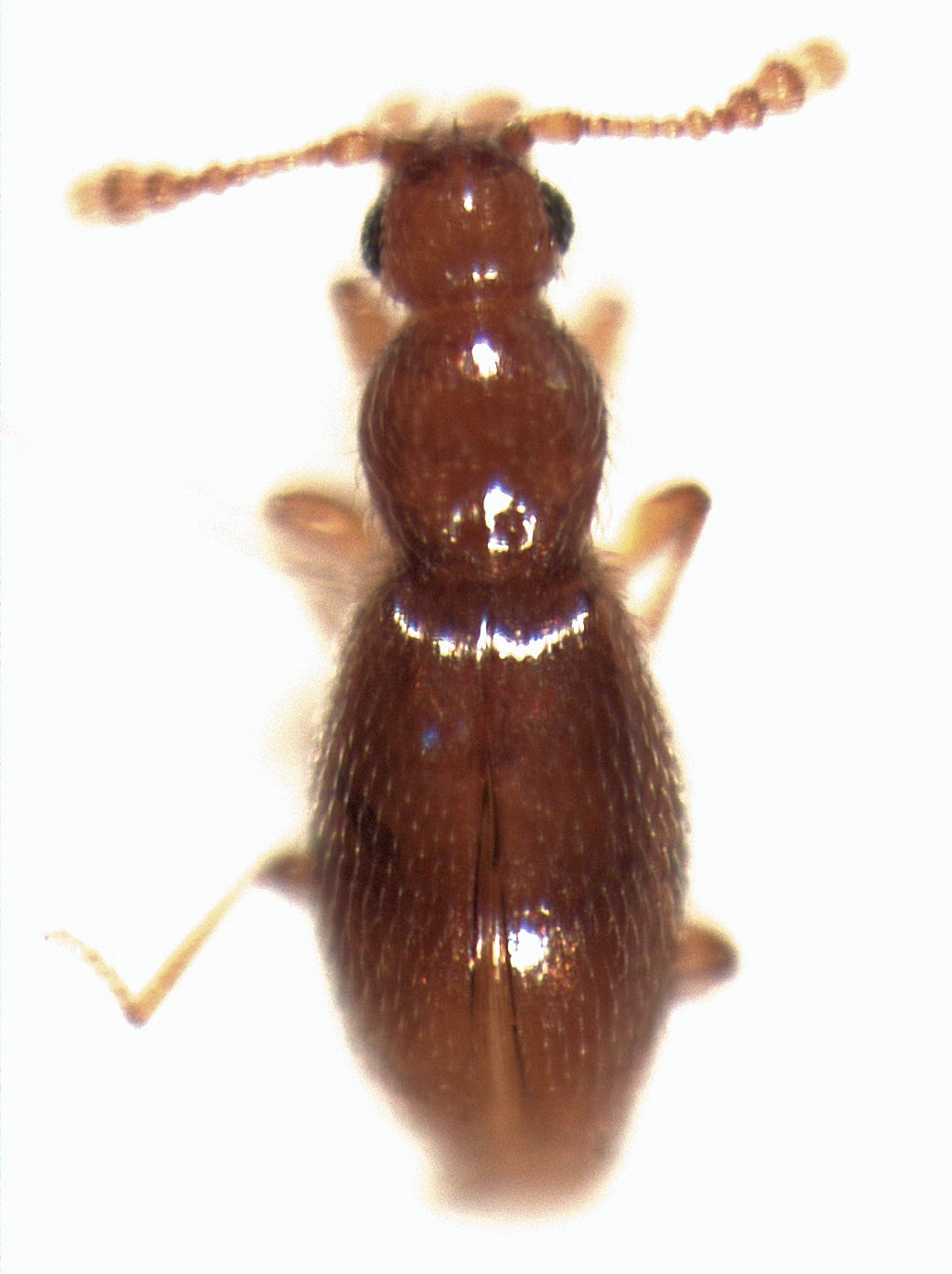
Microscydmus lynfieldi

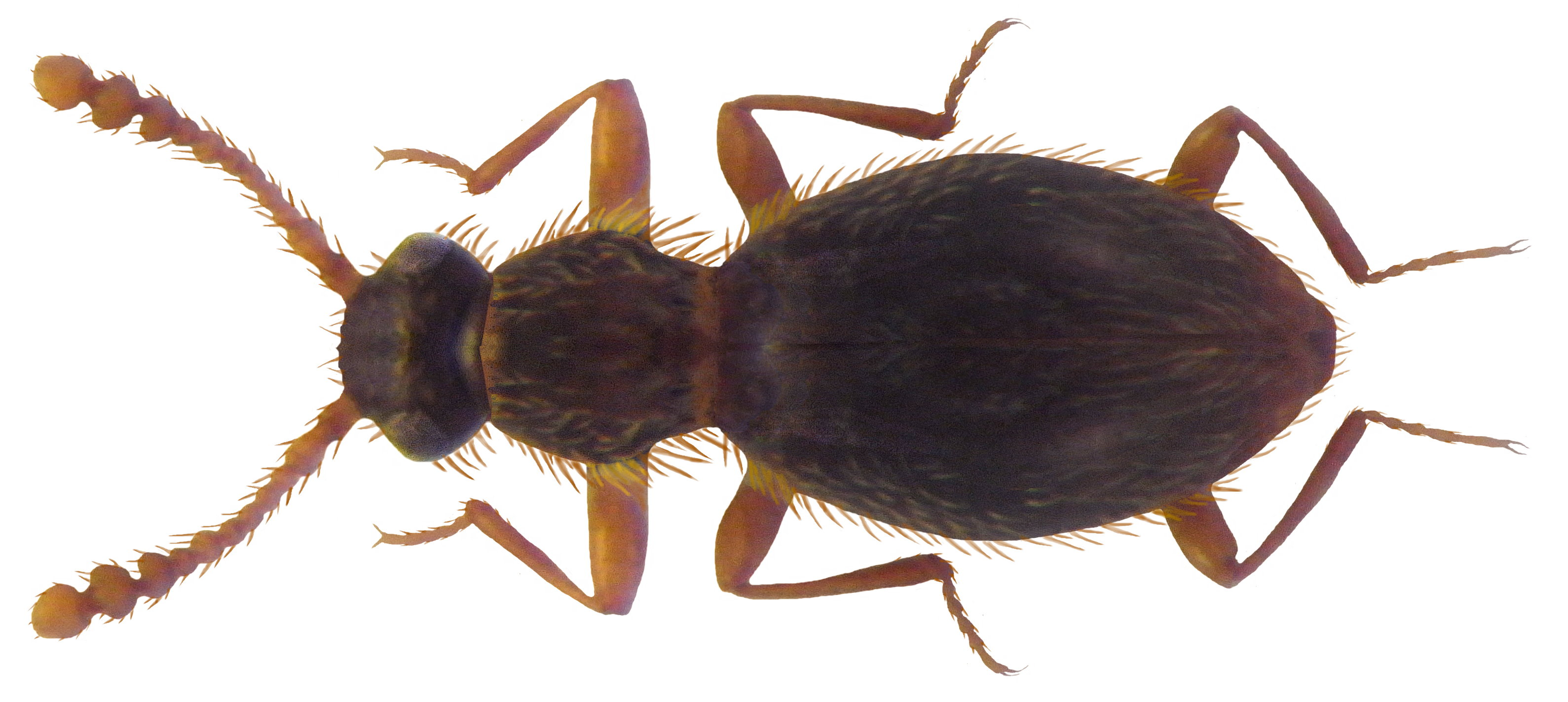
Microscydmus nanus

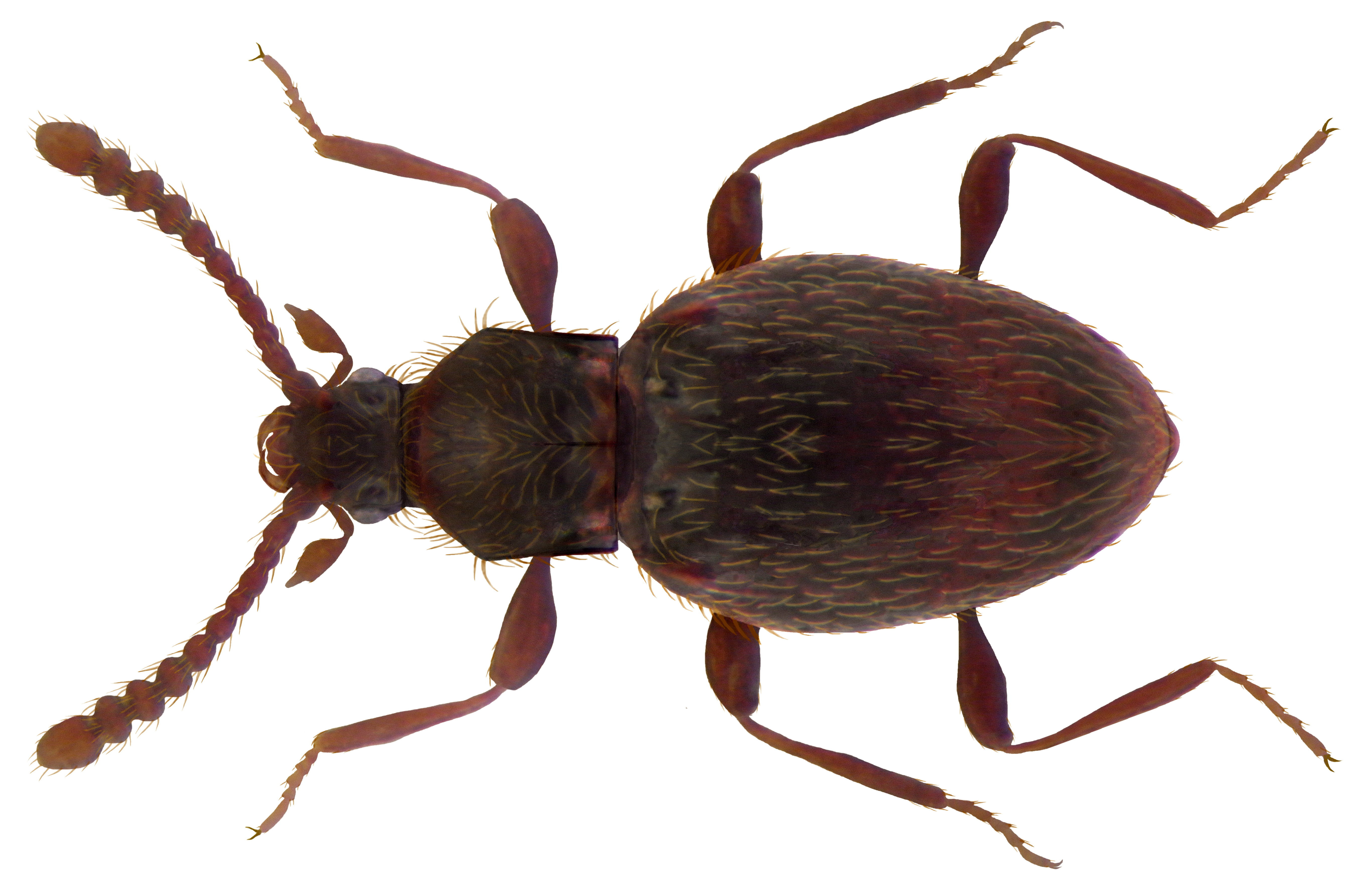
Neuraphes elongatulus

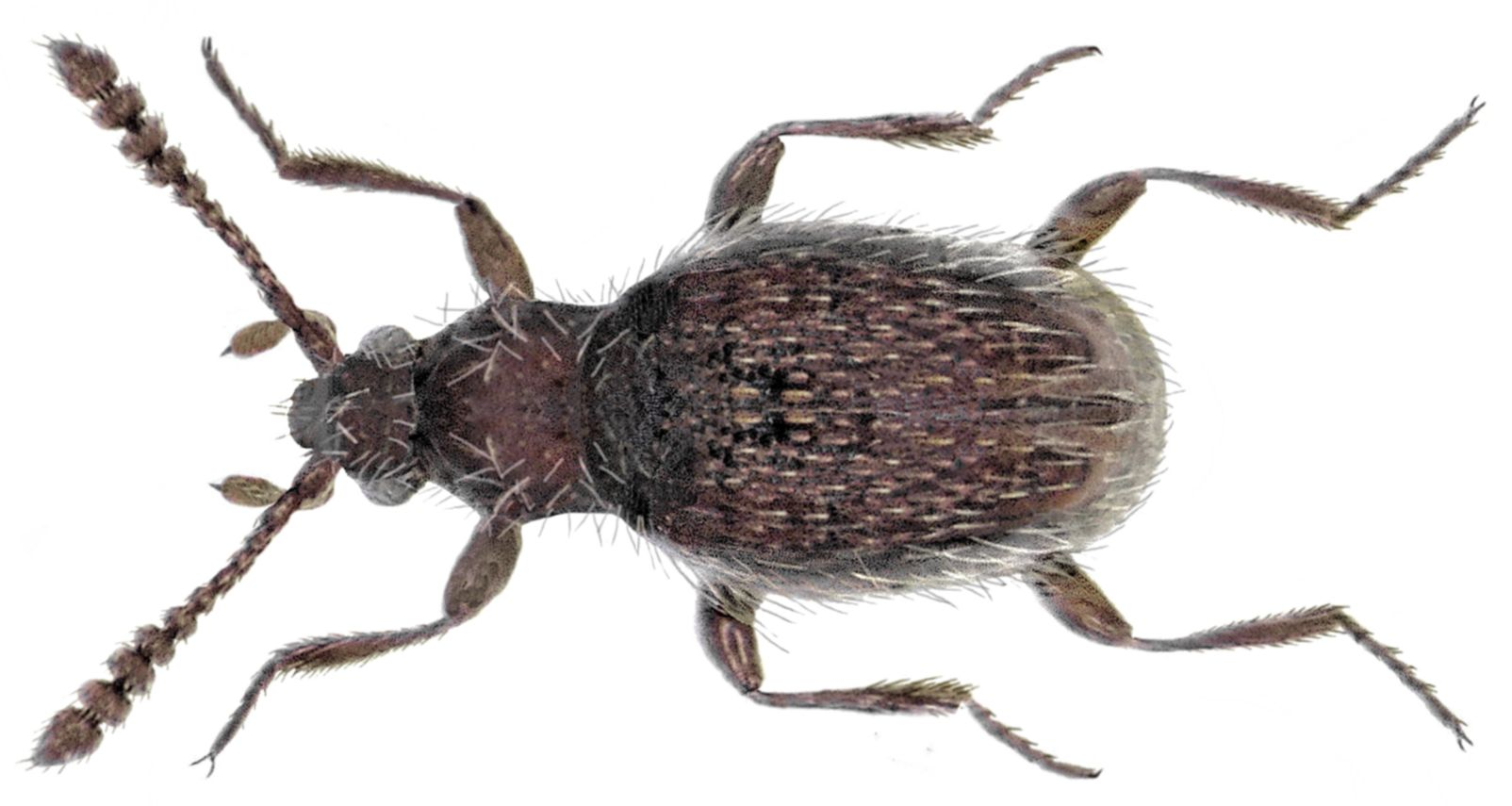
Neuraphes plicicollis

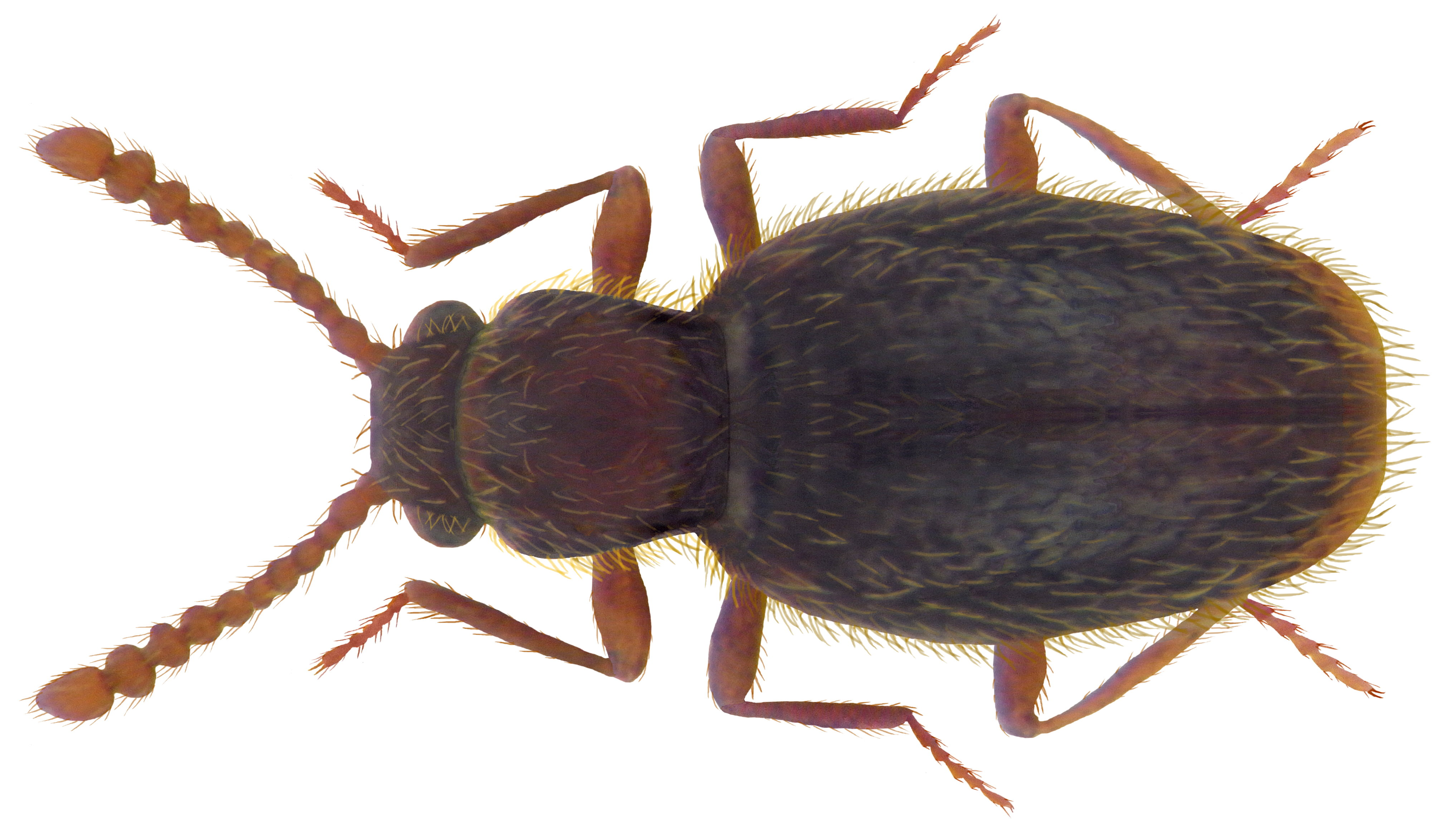
Scydmoraphes helvolus

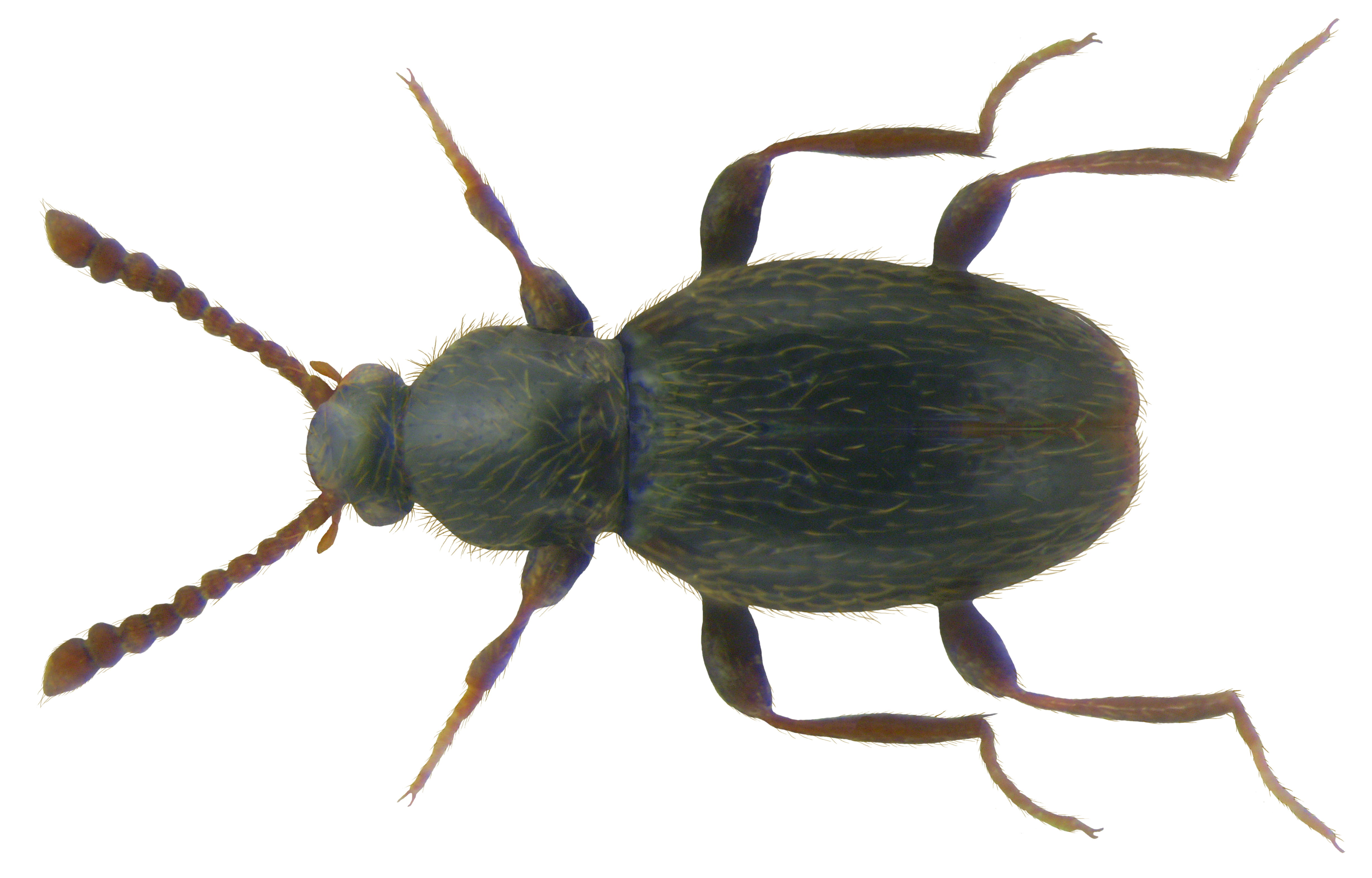
Stenichnus collaris

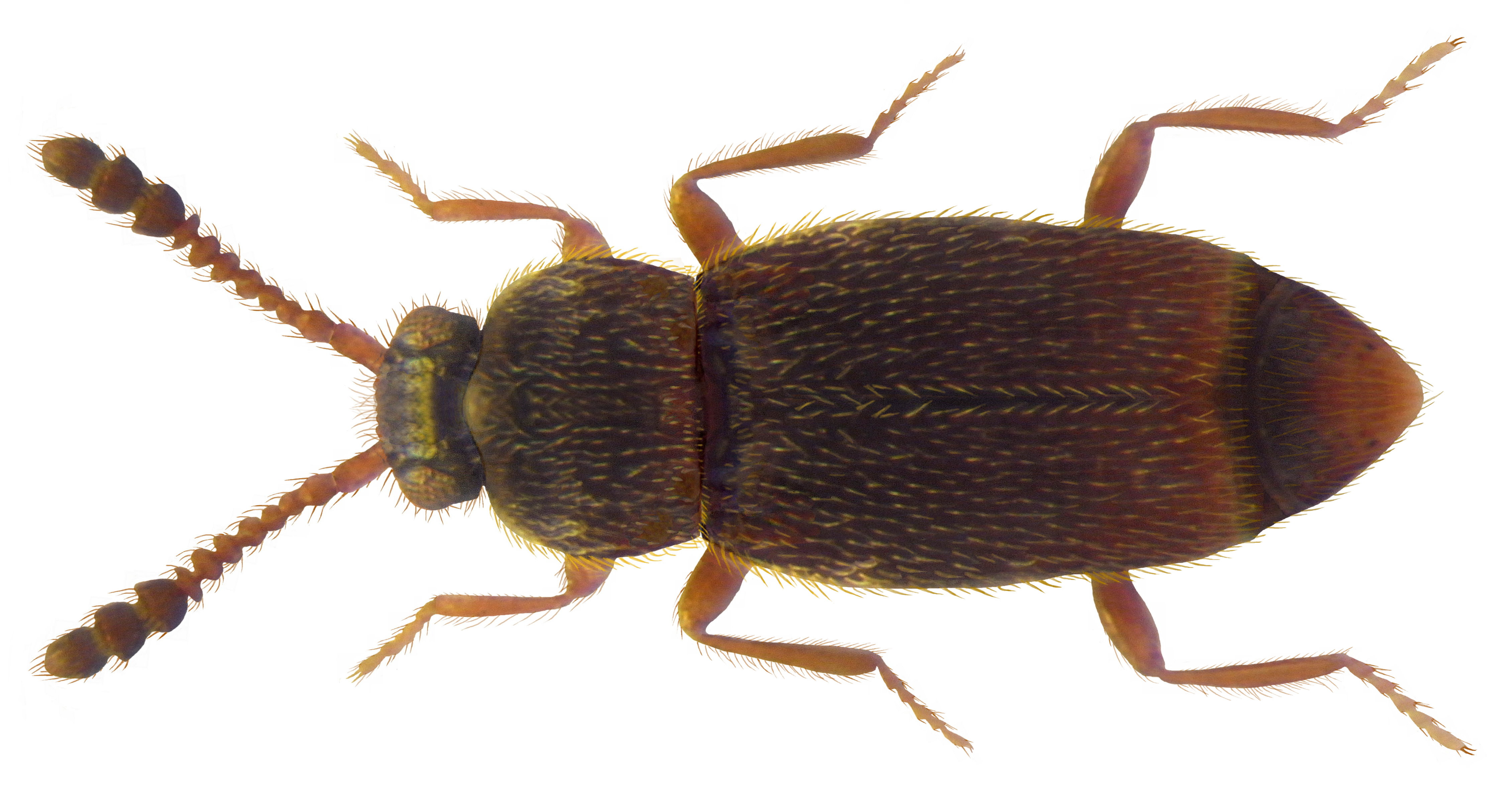
Eutheia linearis, femmina

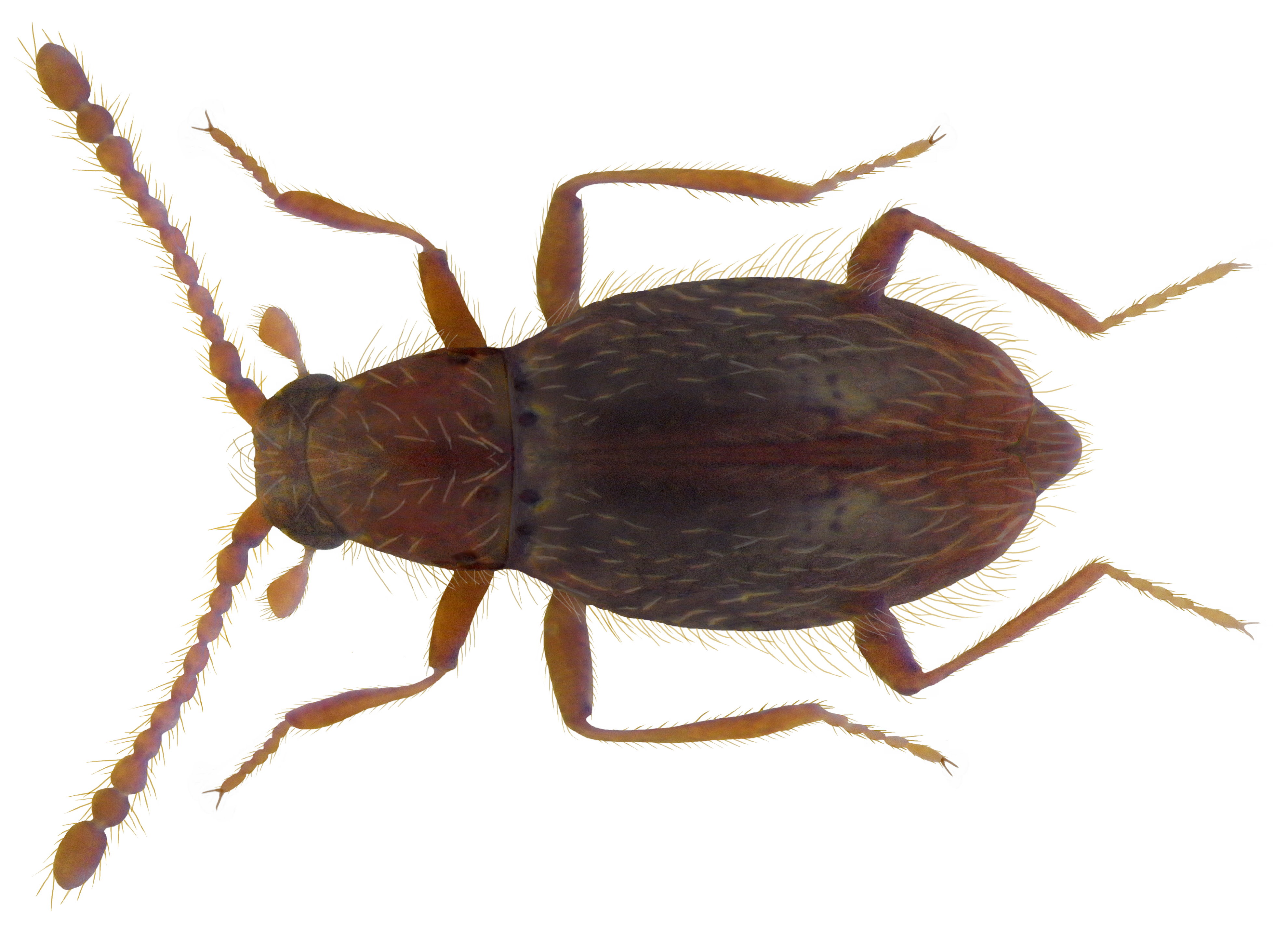
Euthiconus conicicollis

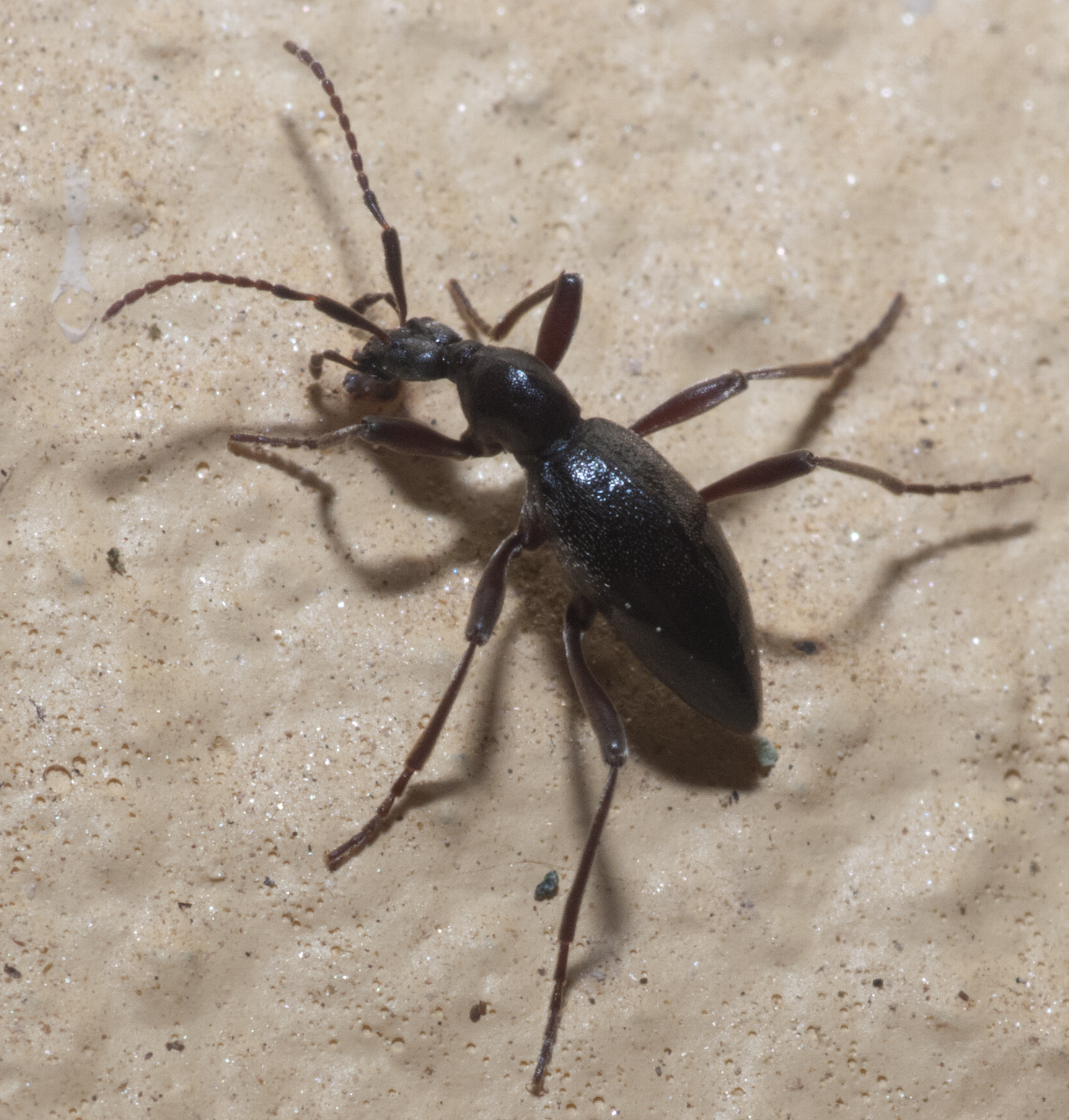
Palaeostigus prolongatus

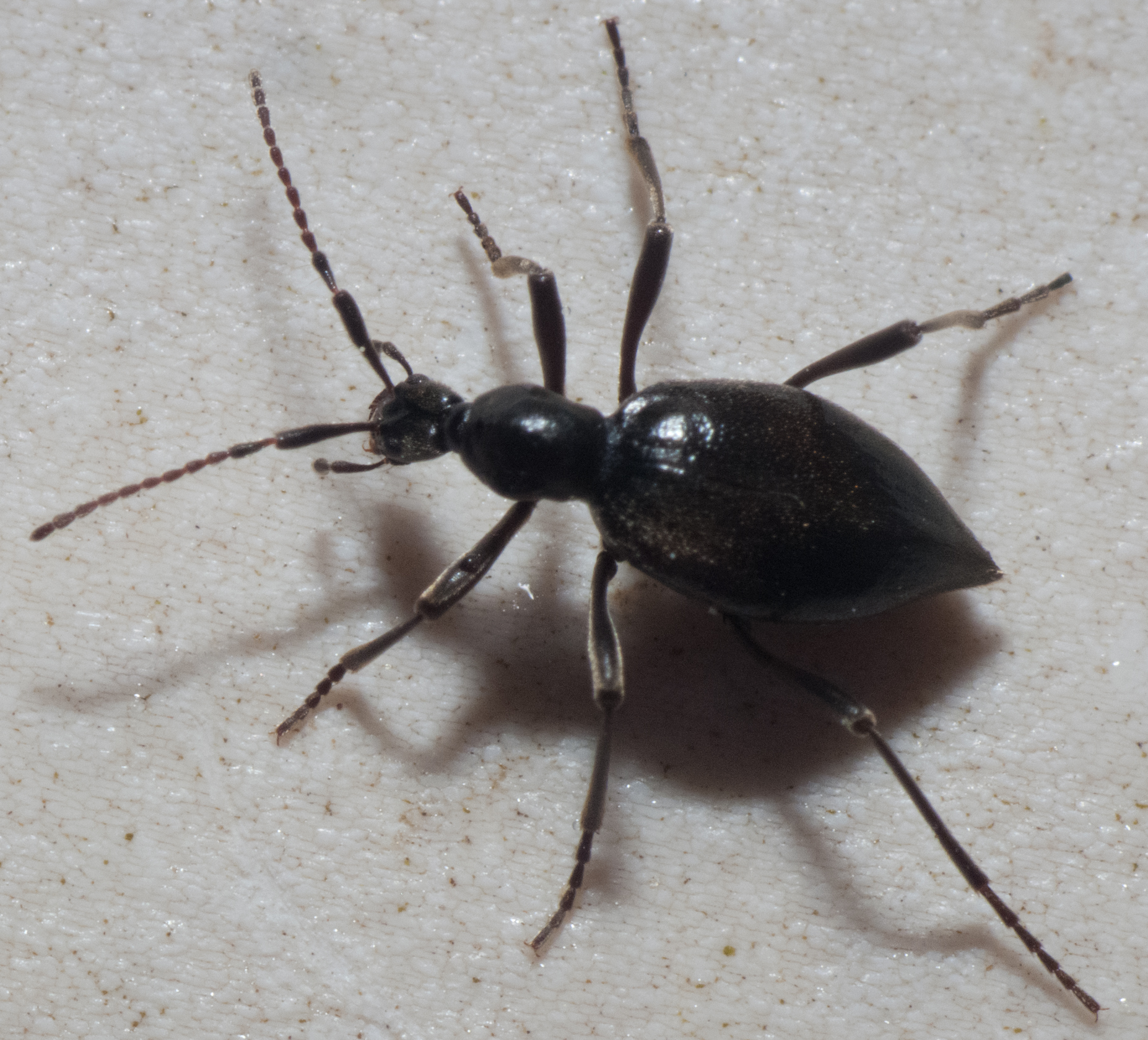
Palaeostigus prolongatus

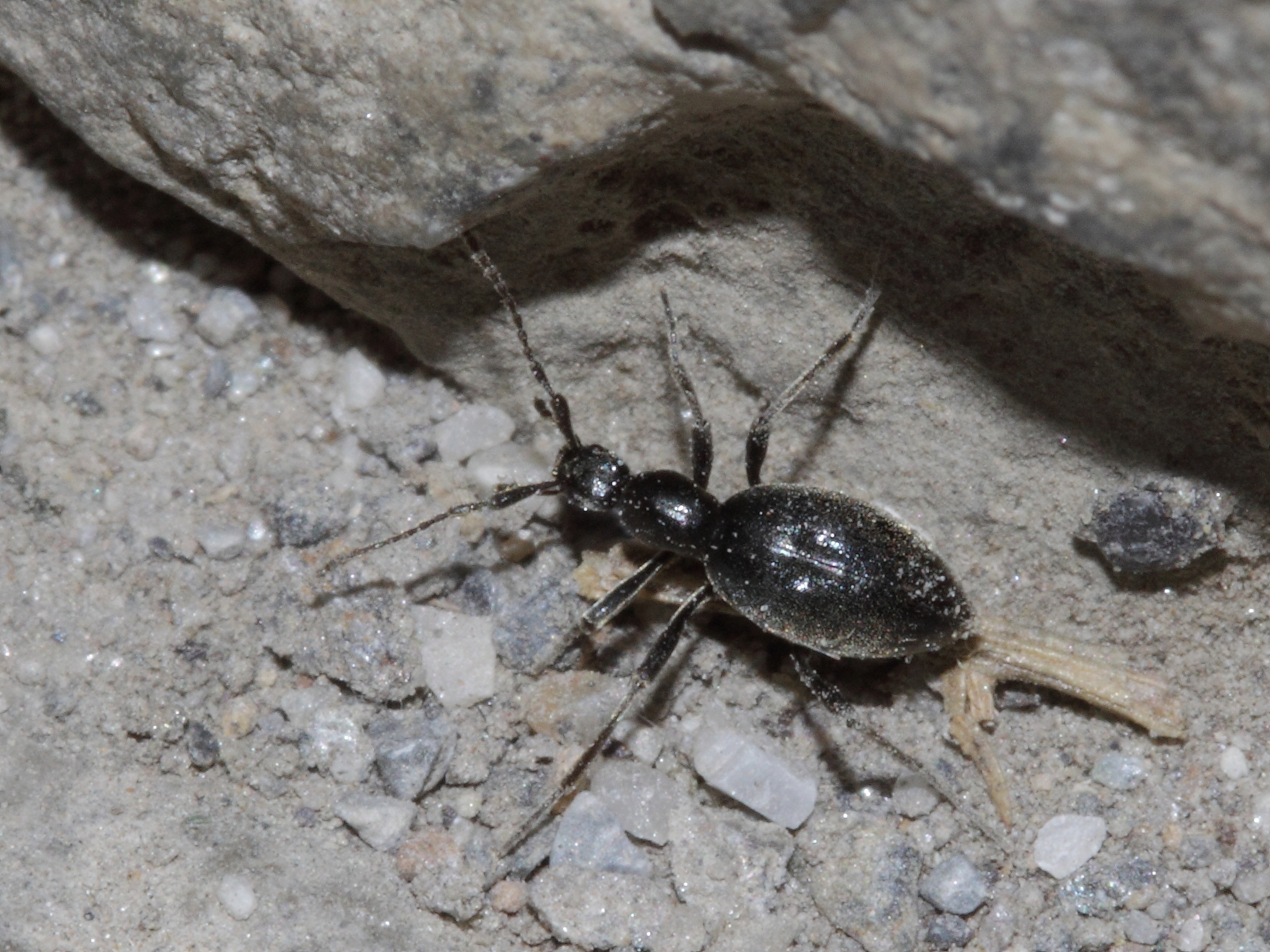
Palaeostigus sp.

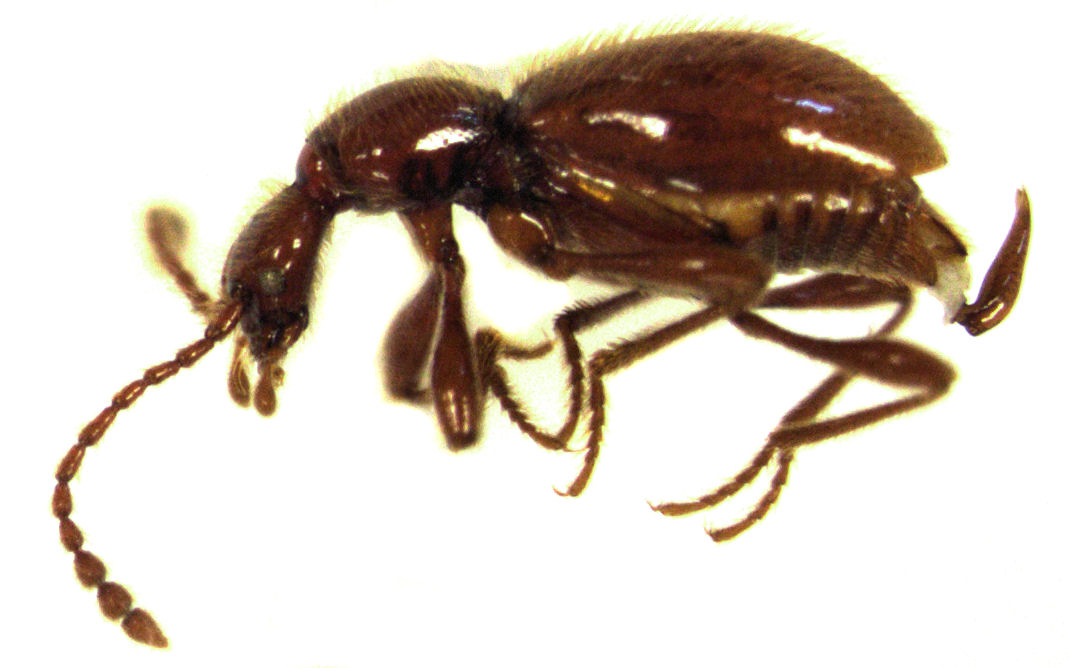
Adrastia angulifrons

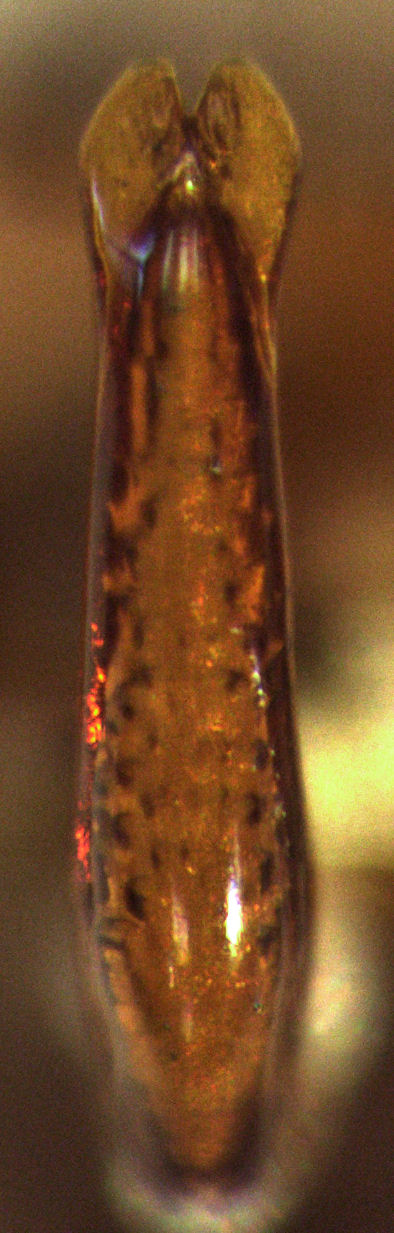
Adrastia angulifrons, edeago

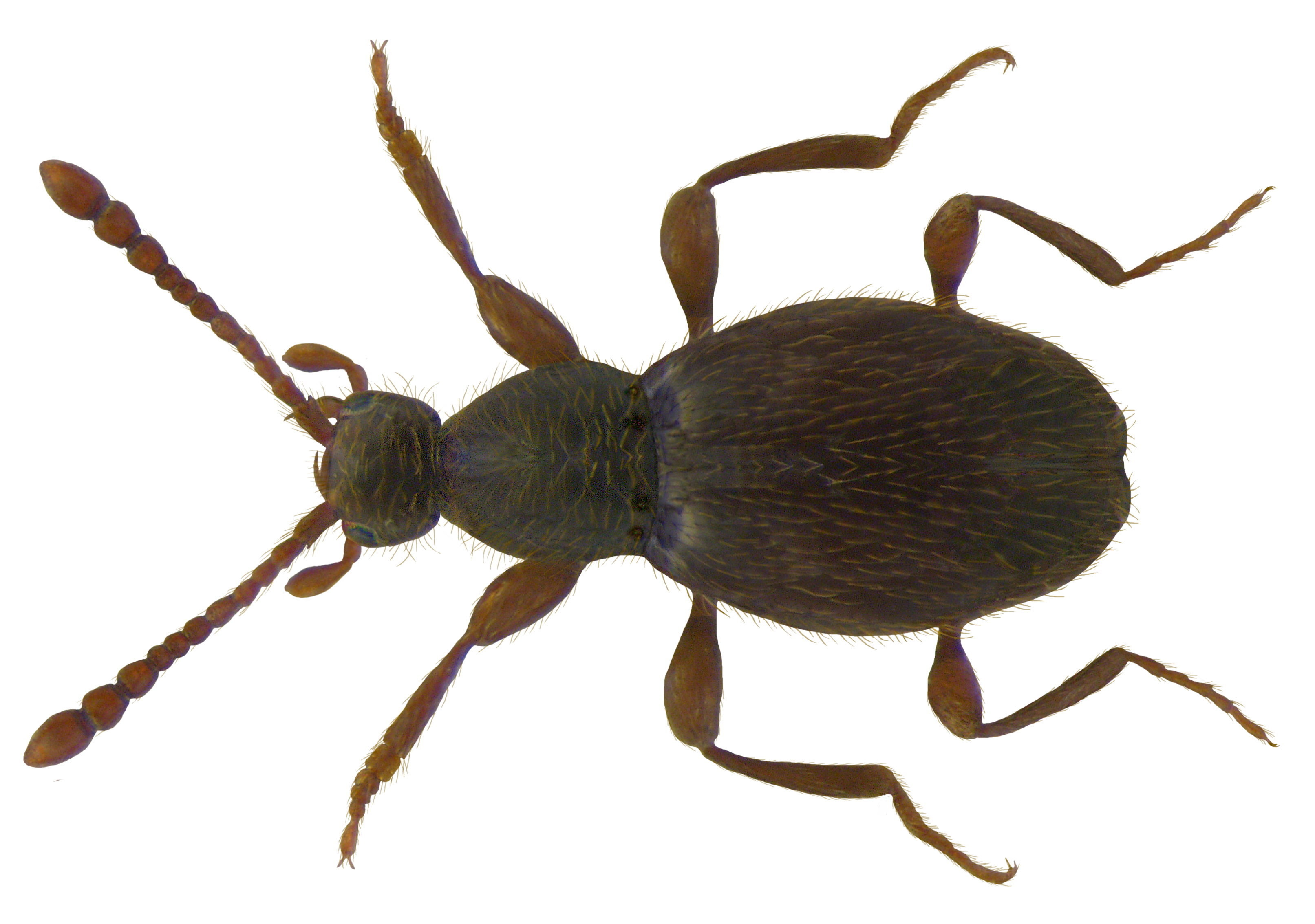
Scydmaenus tarsatus

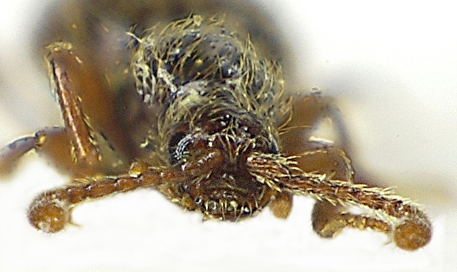
Scydmaenus tarsatus, vista frontale

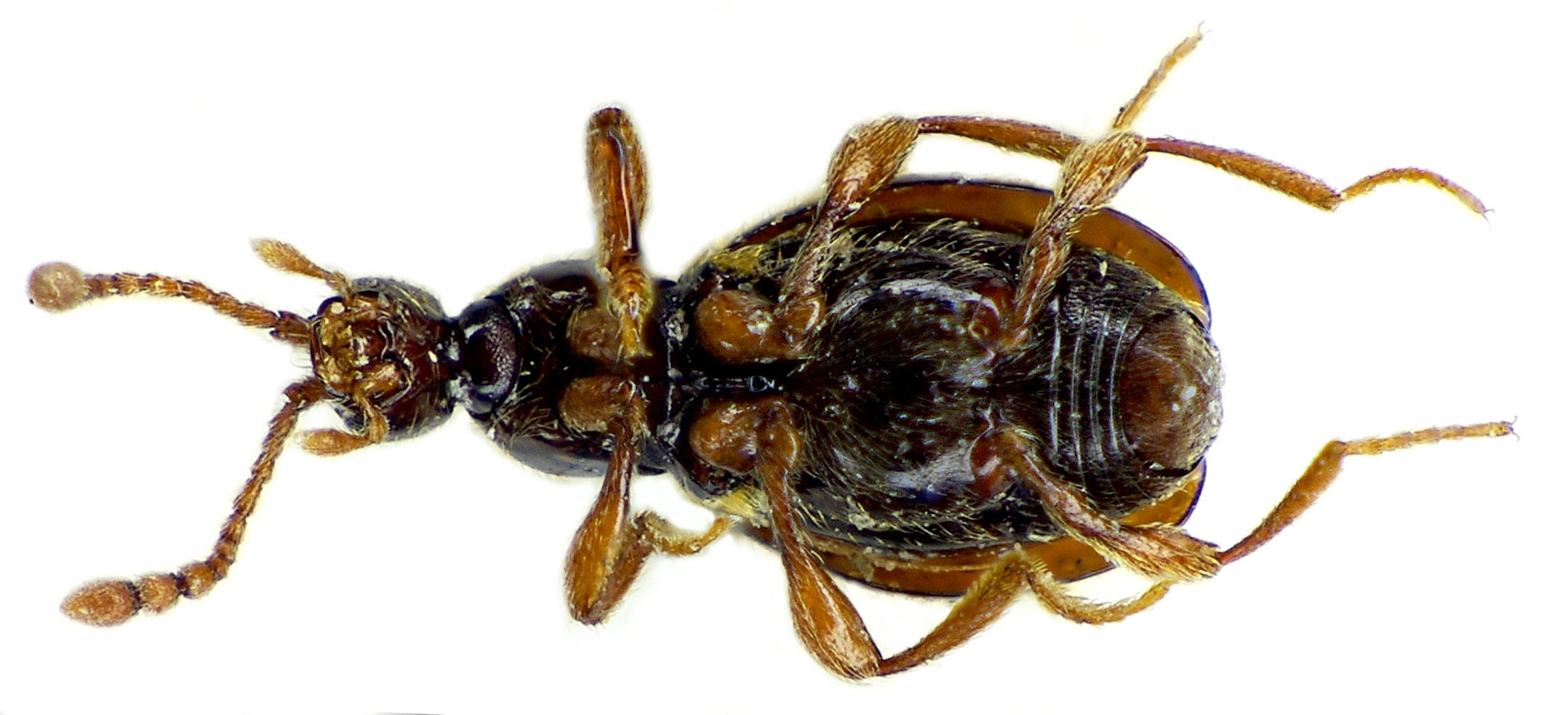
Scydmaenus tarsatus, vista ventrale

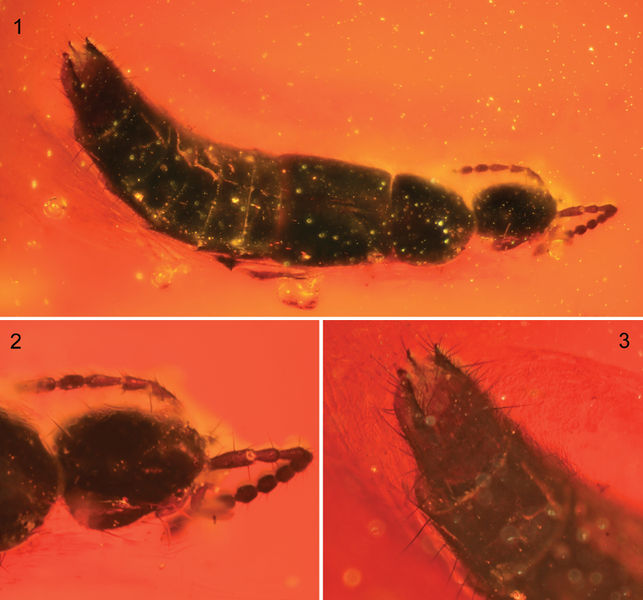
Diochus electrus, femmina

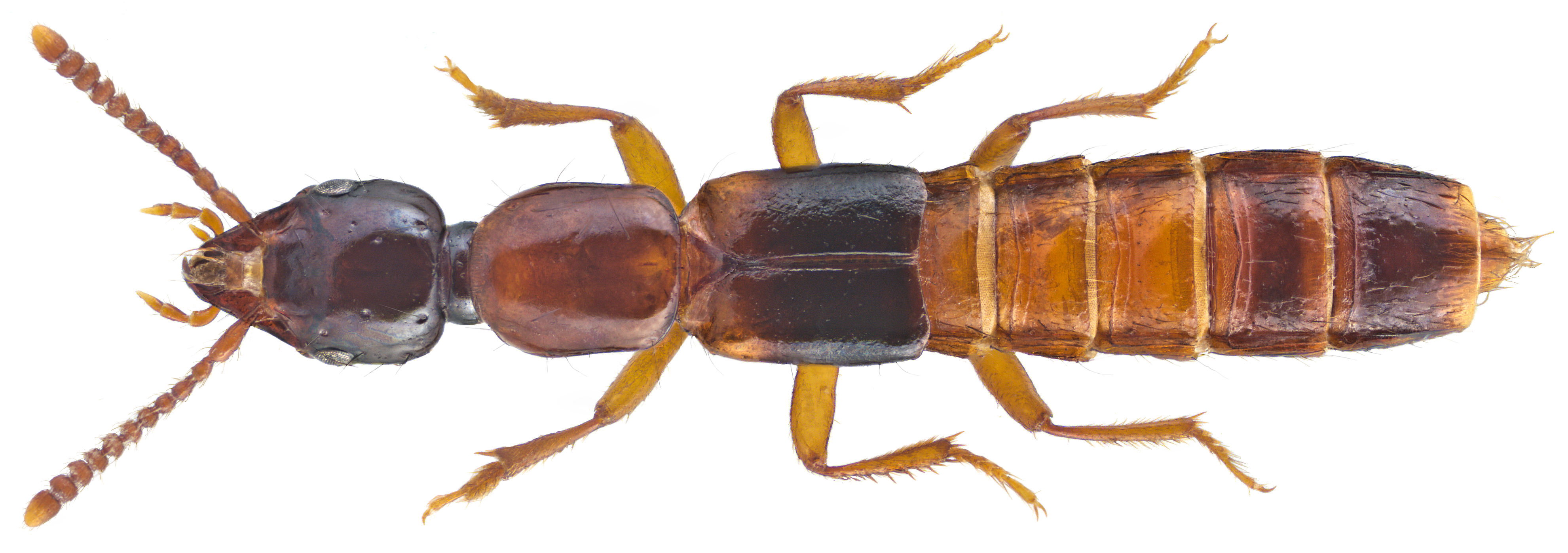
Atrecus affinis

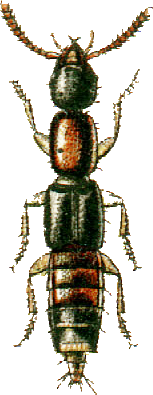
Atrecus affinis

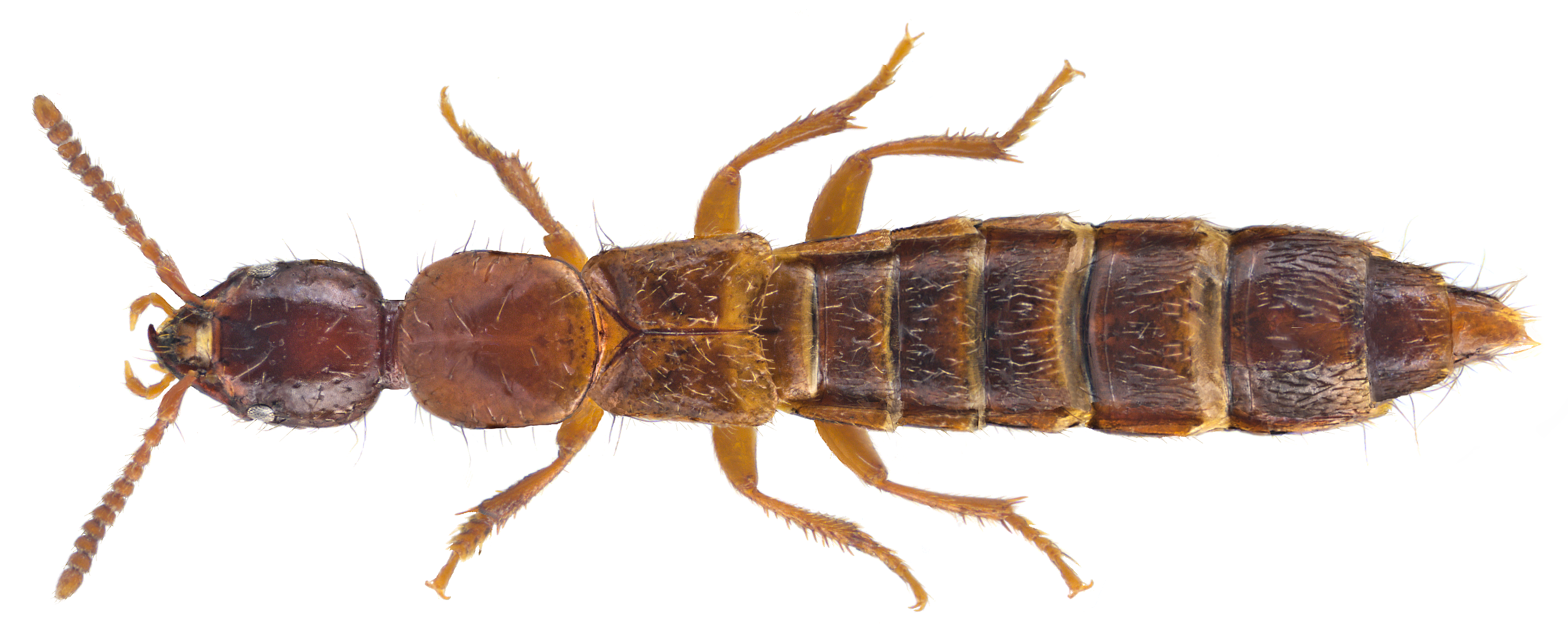
Adrastia angulifrons

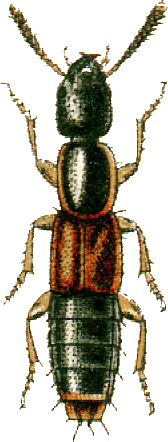
Othius punctulatus

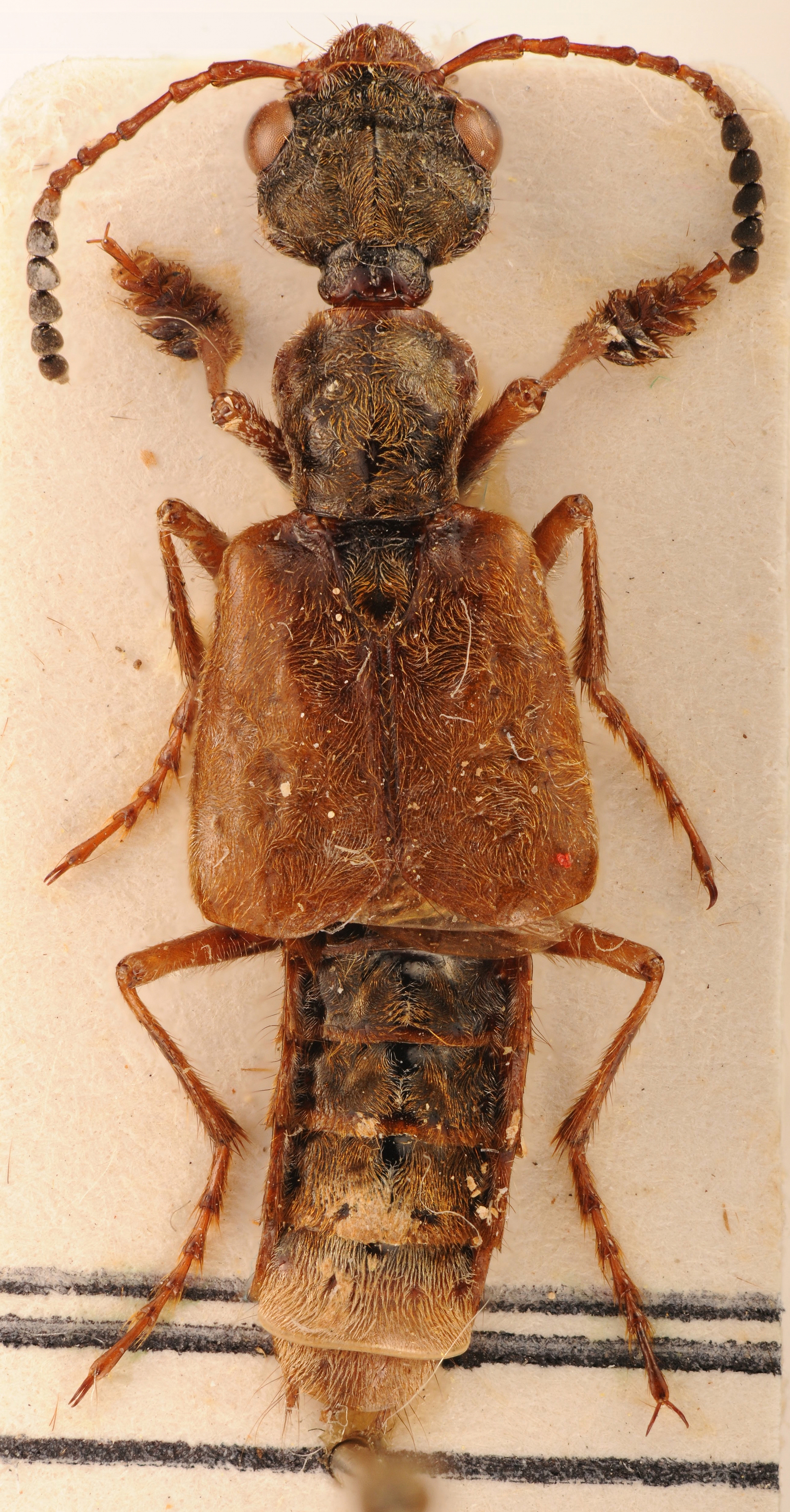
Eucibdelus cariniceps

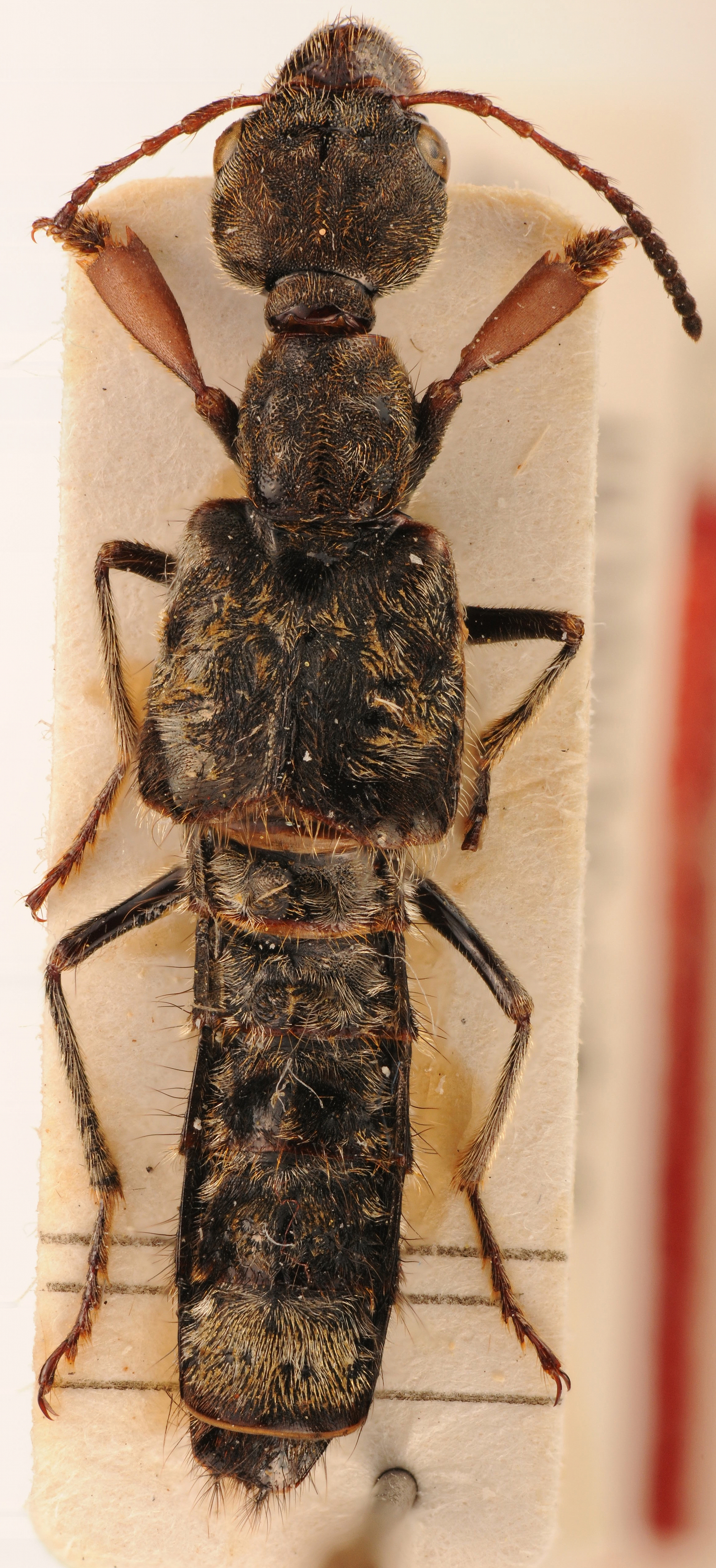
Eucibdelus nepalensis

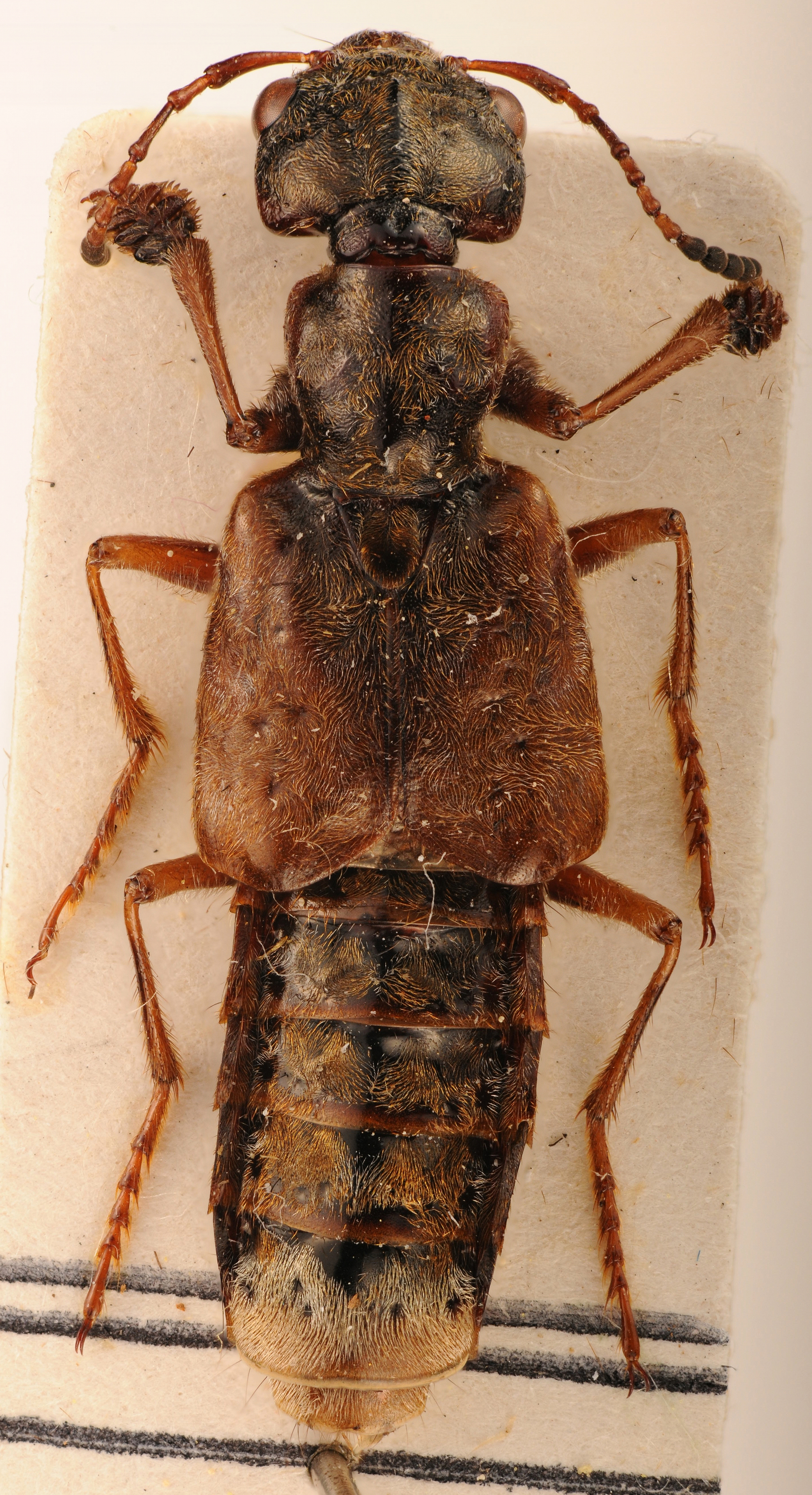
Eucibdelus transversiceps

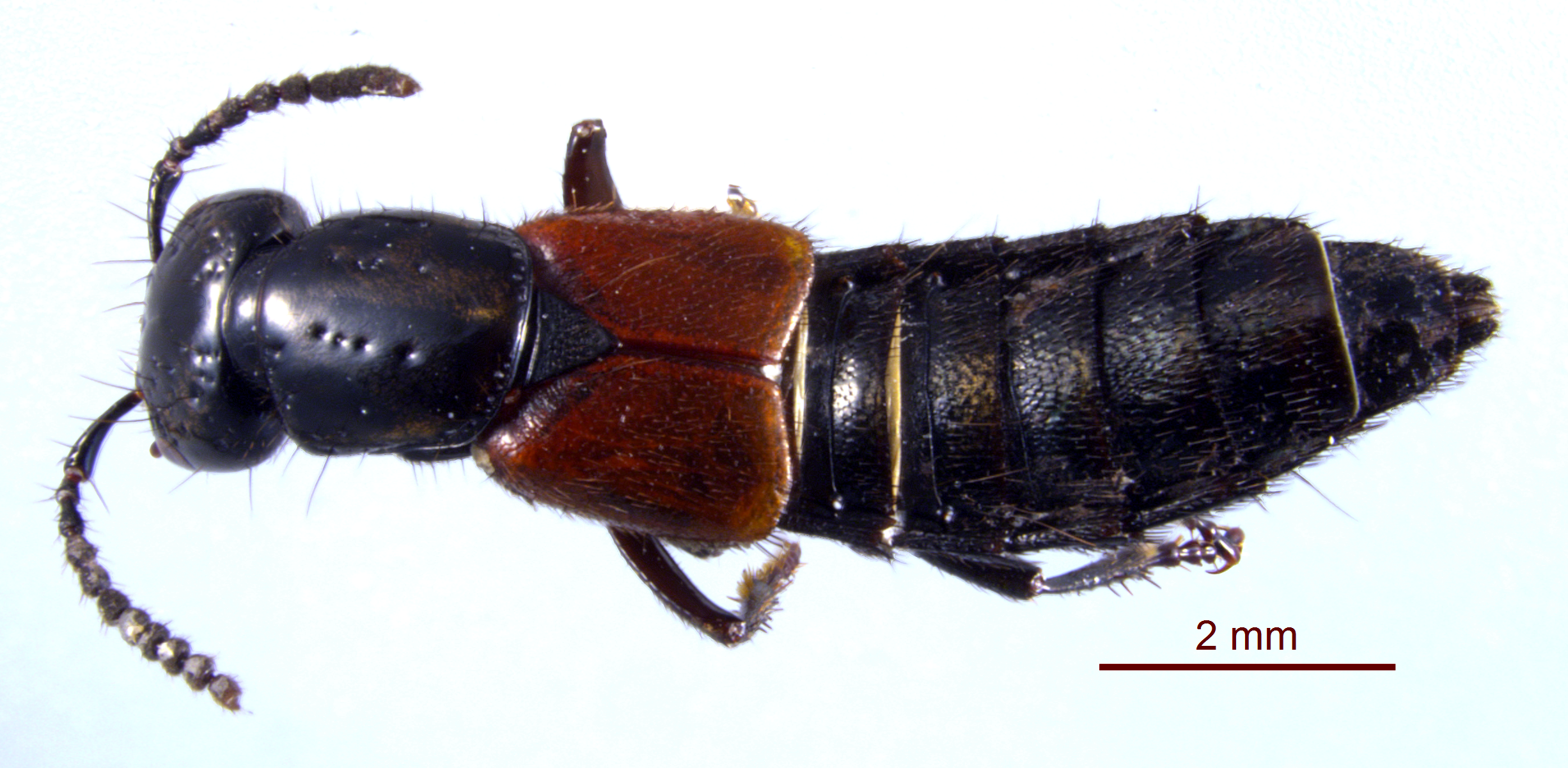
Belonuchus erythropterus

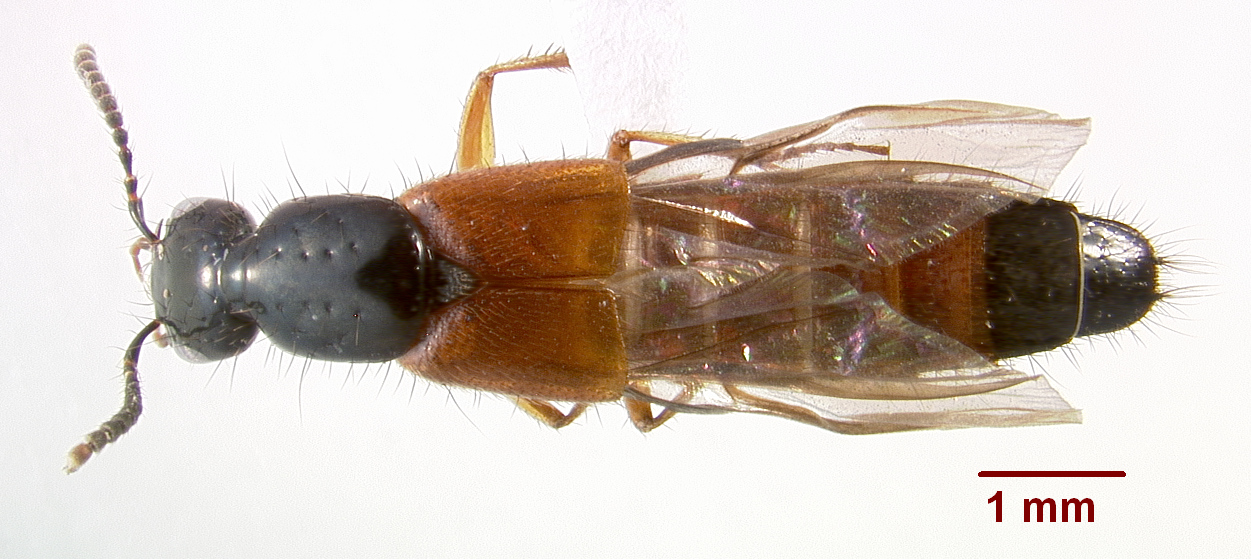
Belonuchus rufipennis

Bisnius blandus, vista ventrale

Bisnius inquietus

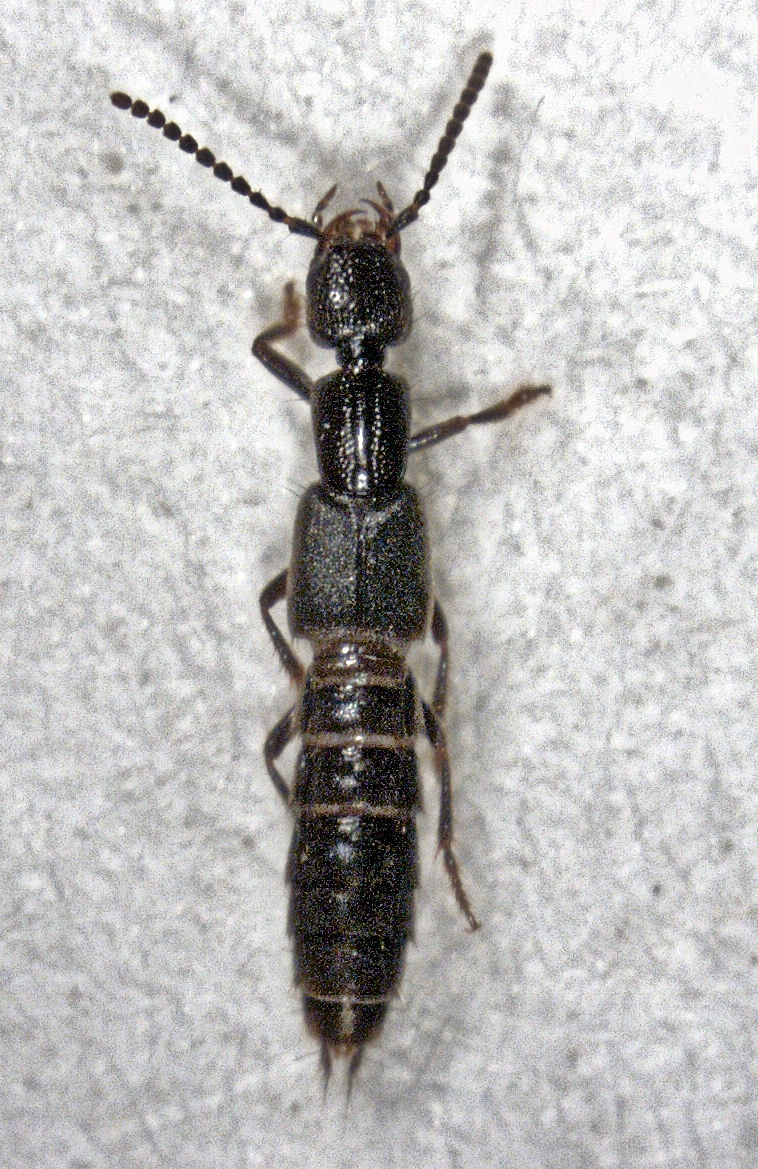
Cafius algophilus

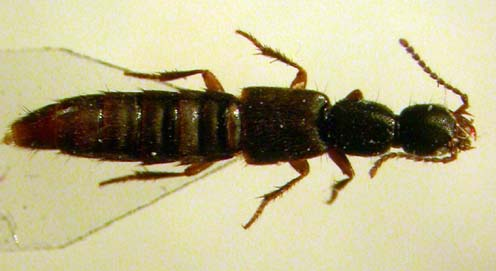
Erichsonius cinerascens

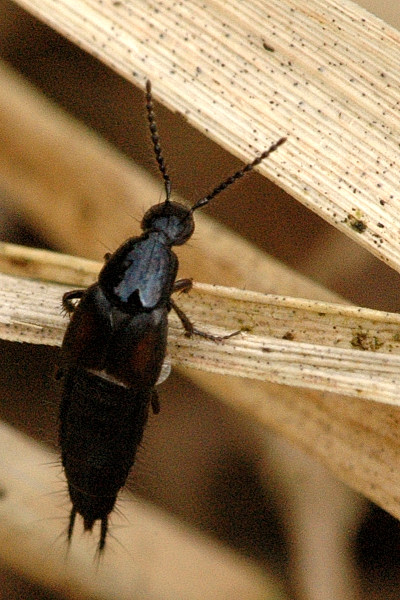
Gabrius exiguus

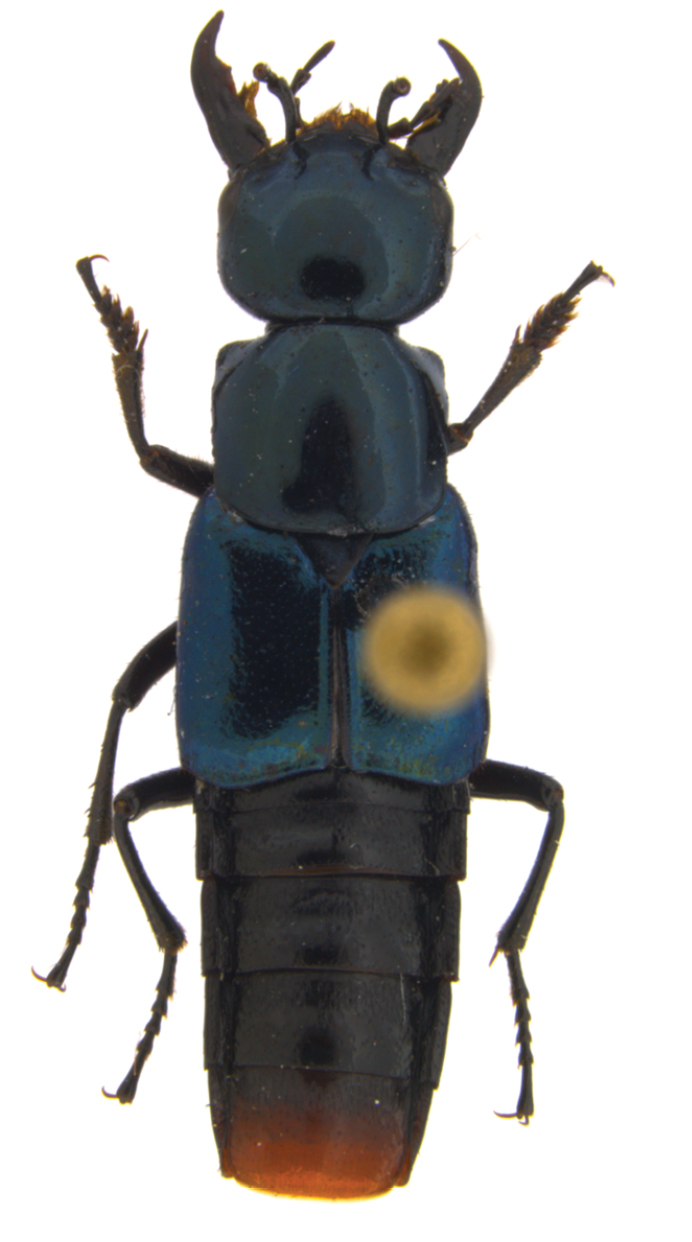
Peucoglyphus ken

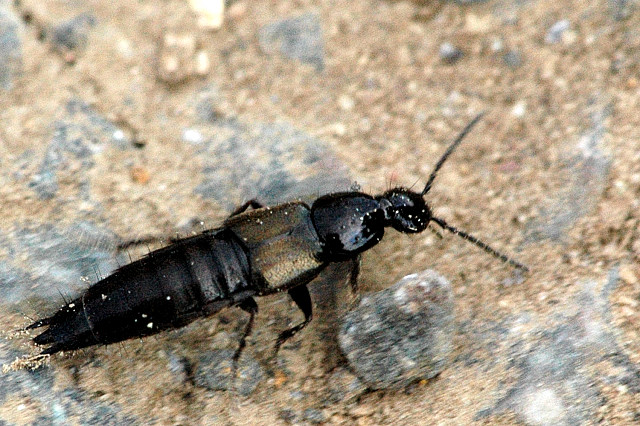
Philonthus cognatus

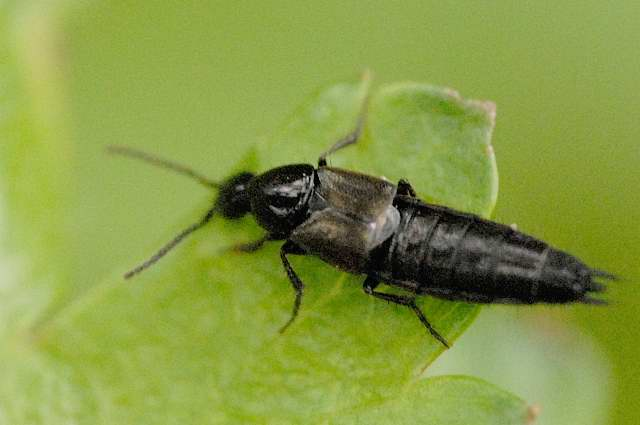
Philonthus coprophilus

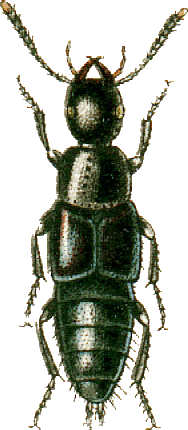
Philonthus cyanipennis

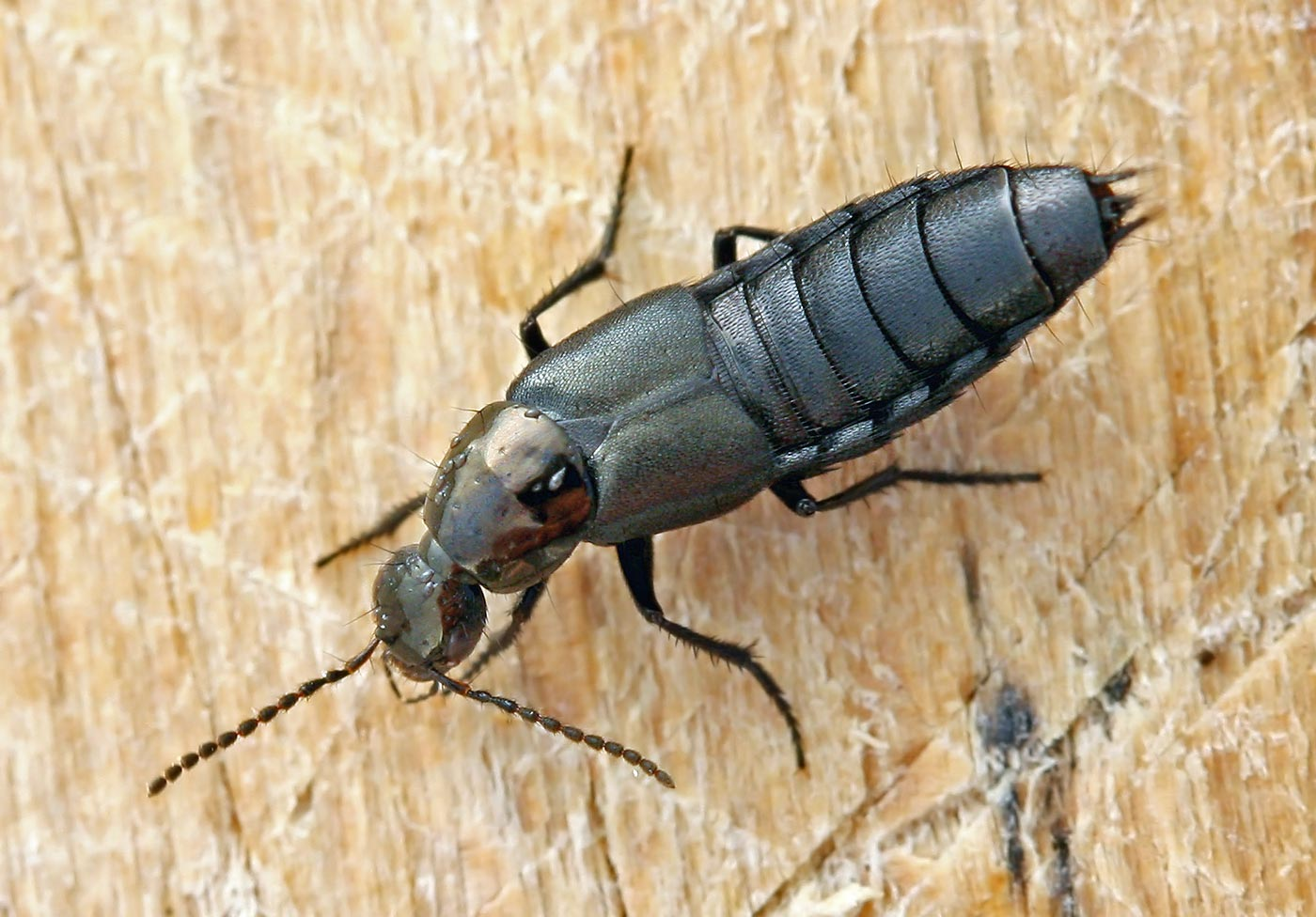
Philonthus decorus

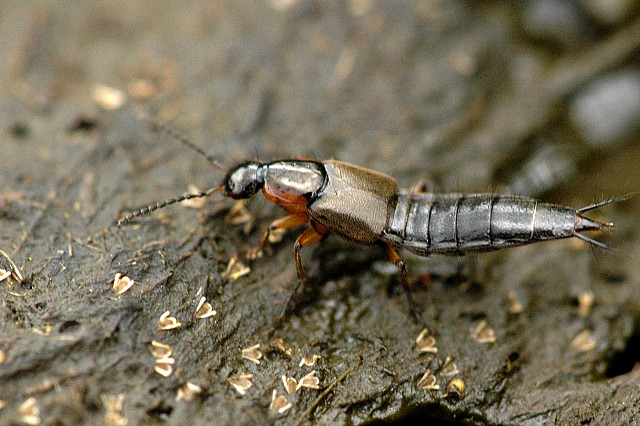
Philonthus marginatus

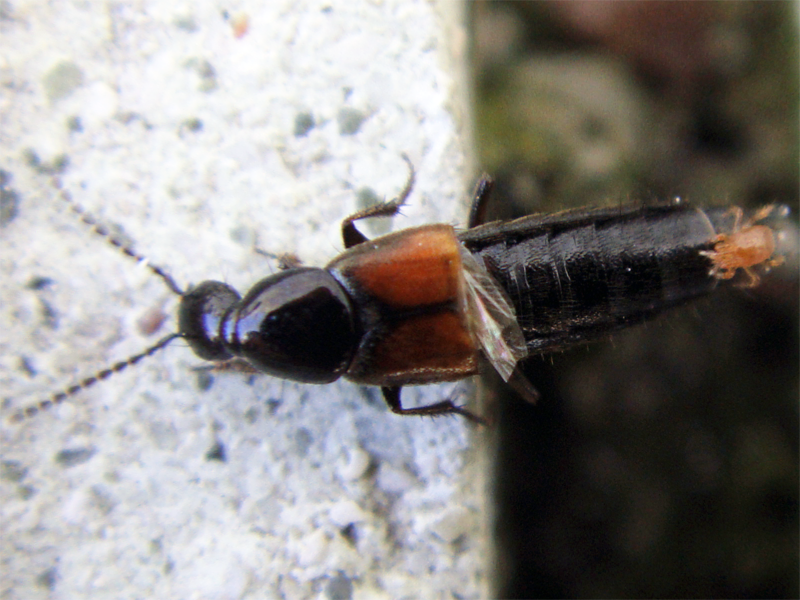
Philonthus nitidicollis

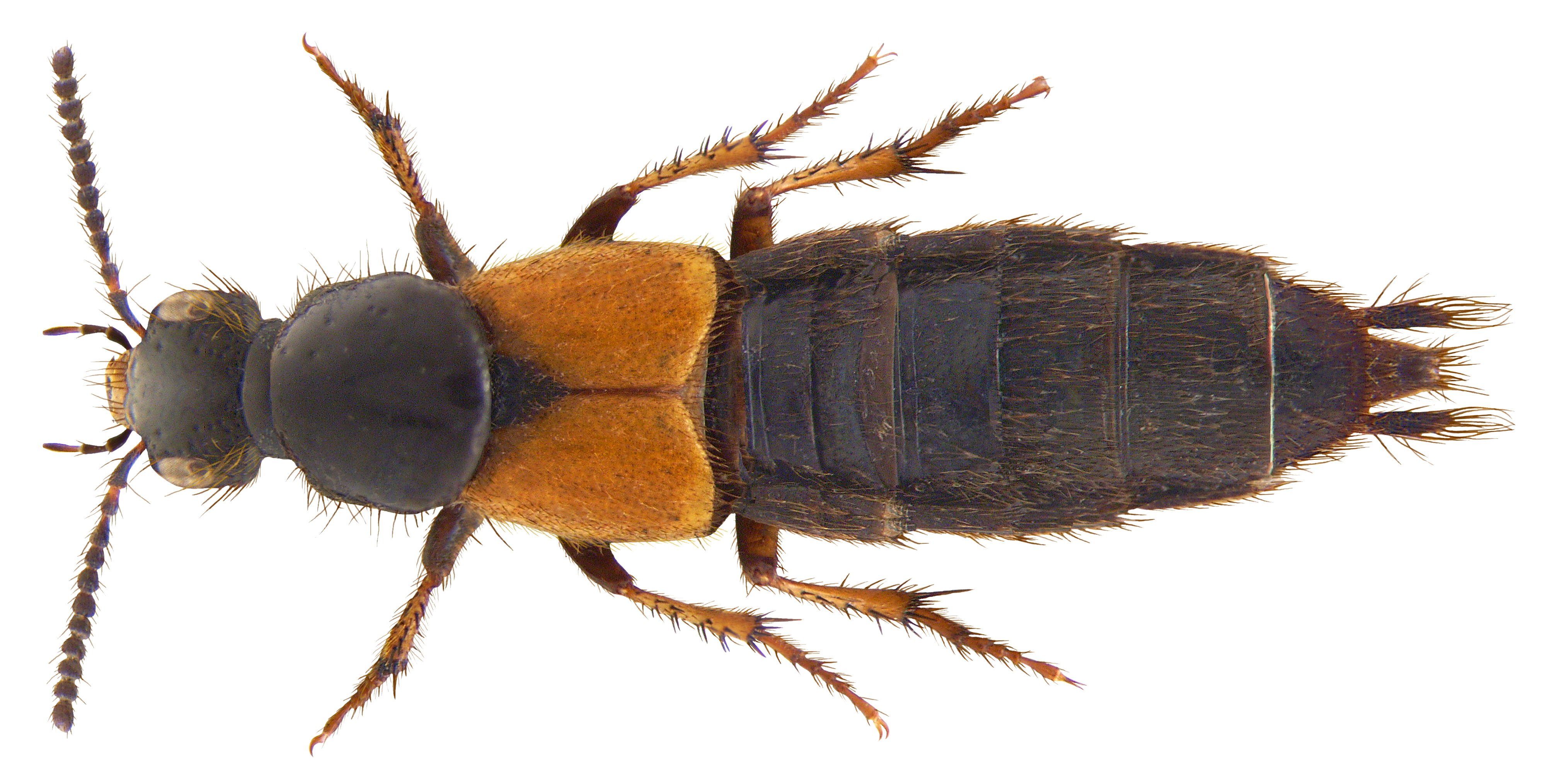
Philonthus spinipes

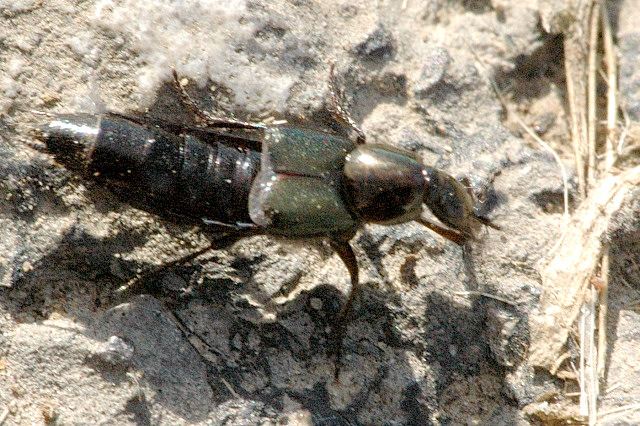
Philonthus temporalis

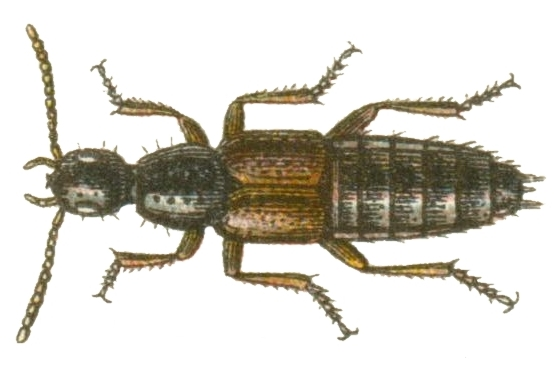
Philonthus varians

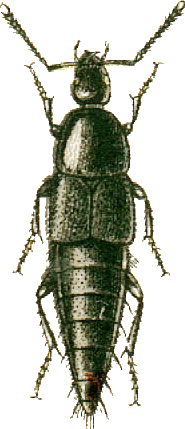
Acylophorus glaberrimus

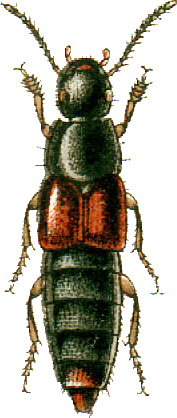
Astrapaeus ulmi

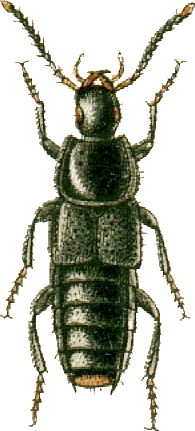
Euryporus picipes

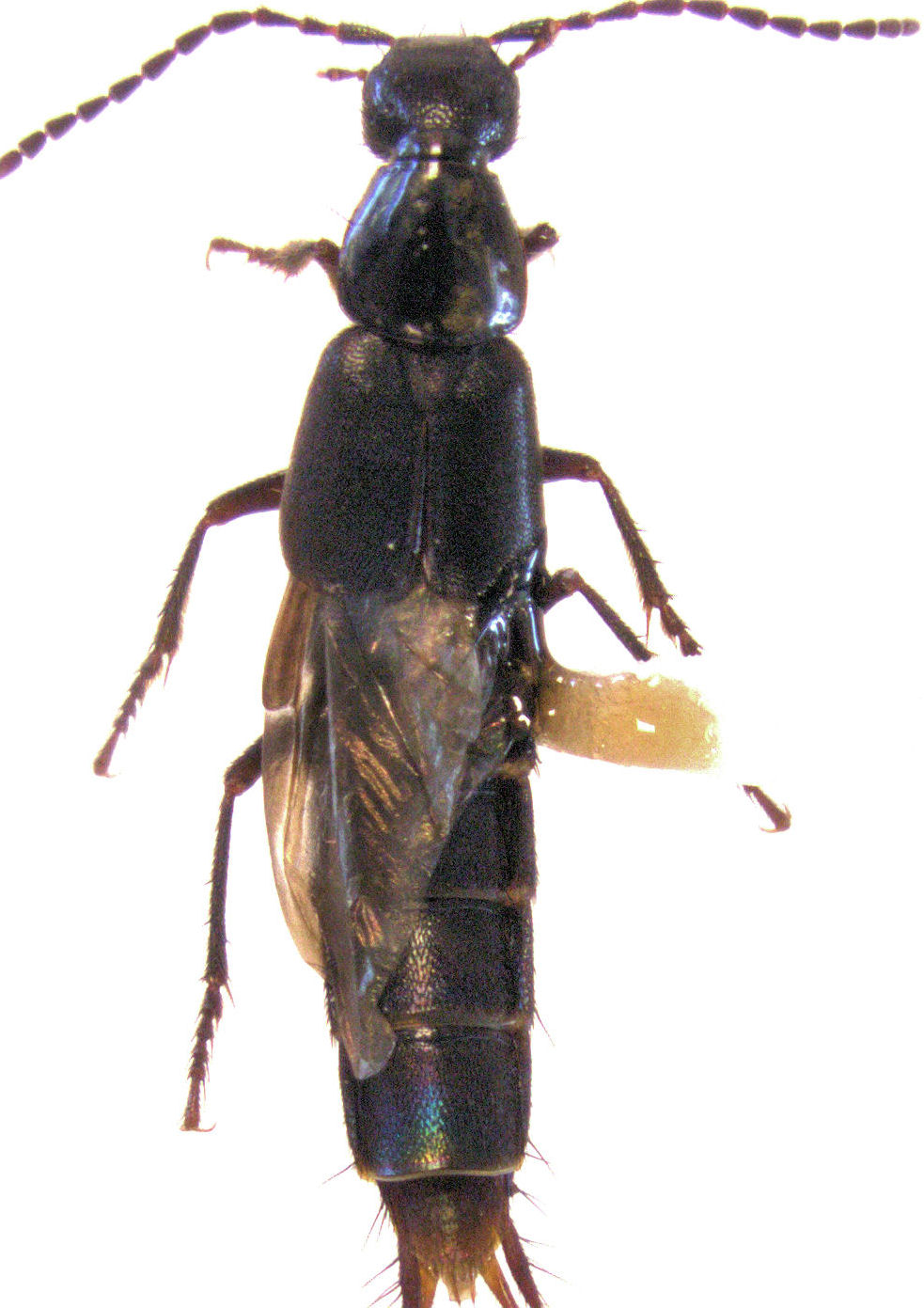
Quediocafus insolitus

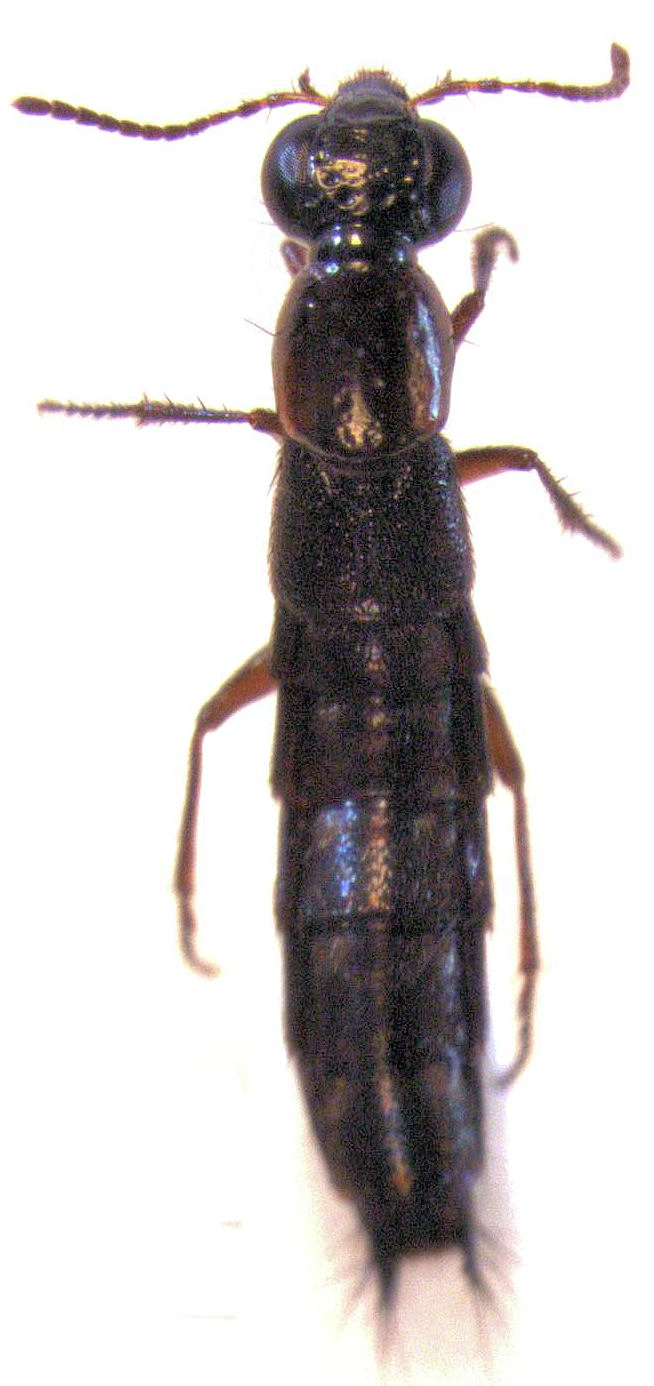
Quedius aliiceps

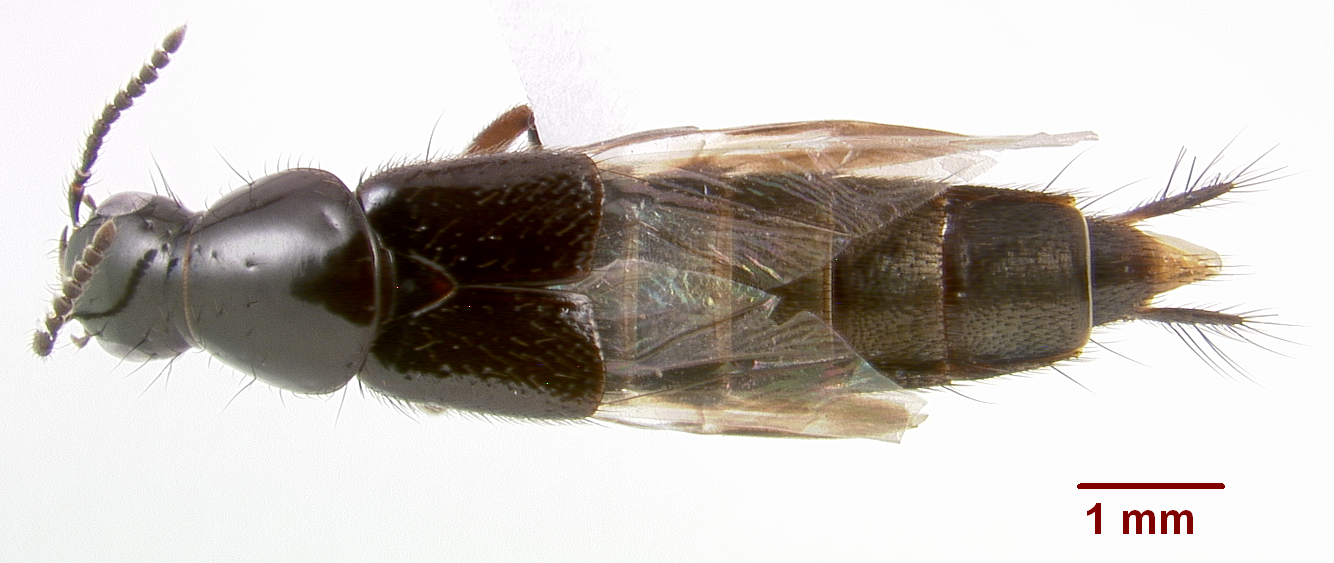
Quedius capucinus

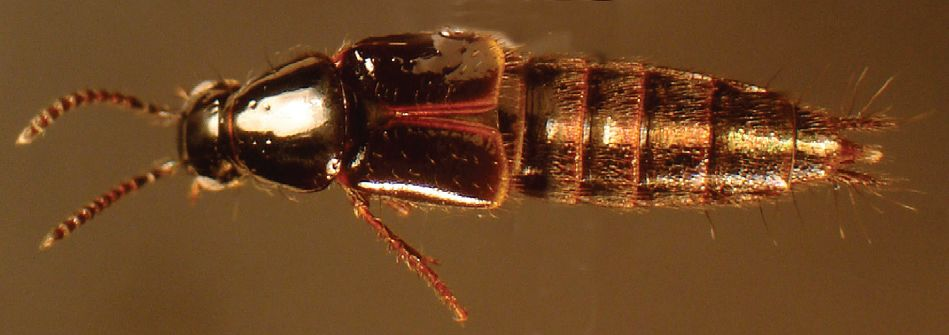
Quedius cinctus

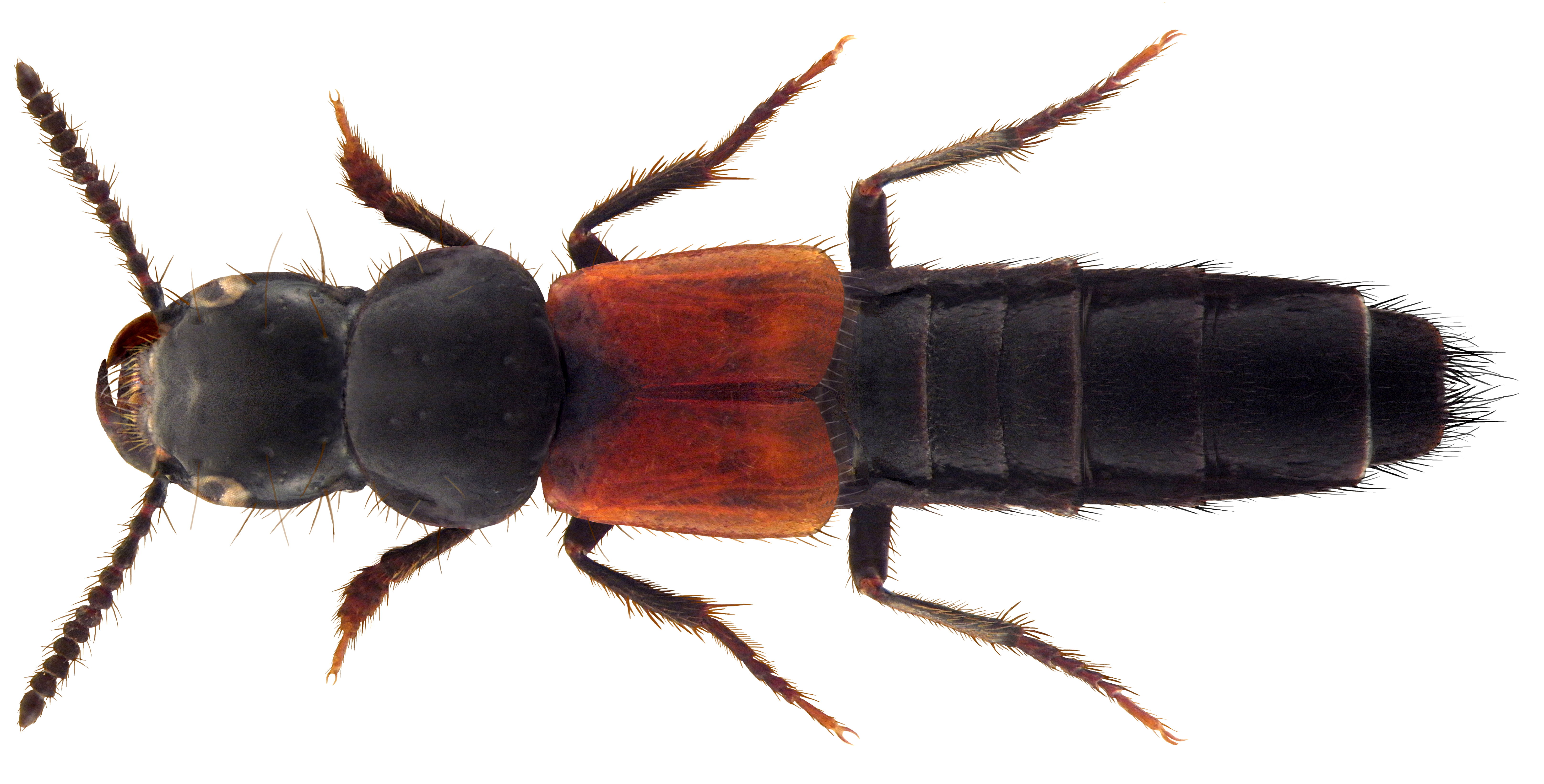
Quedius invreae, maschio

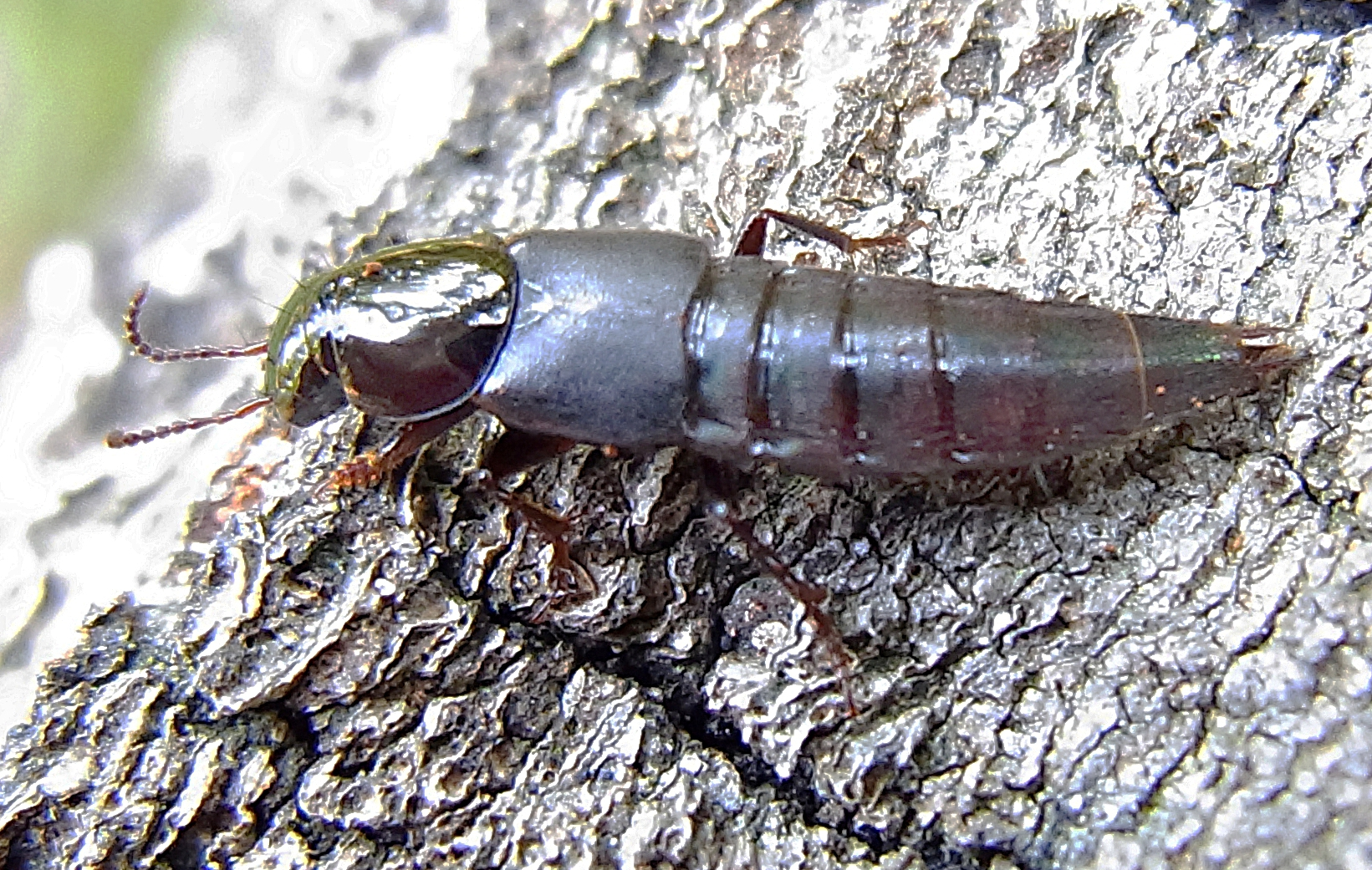
Quedius lateralis

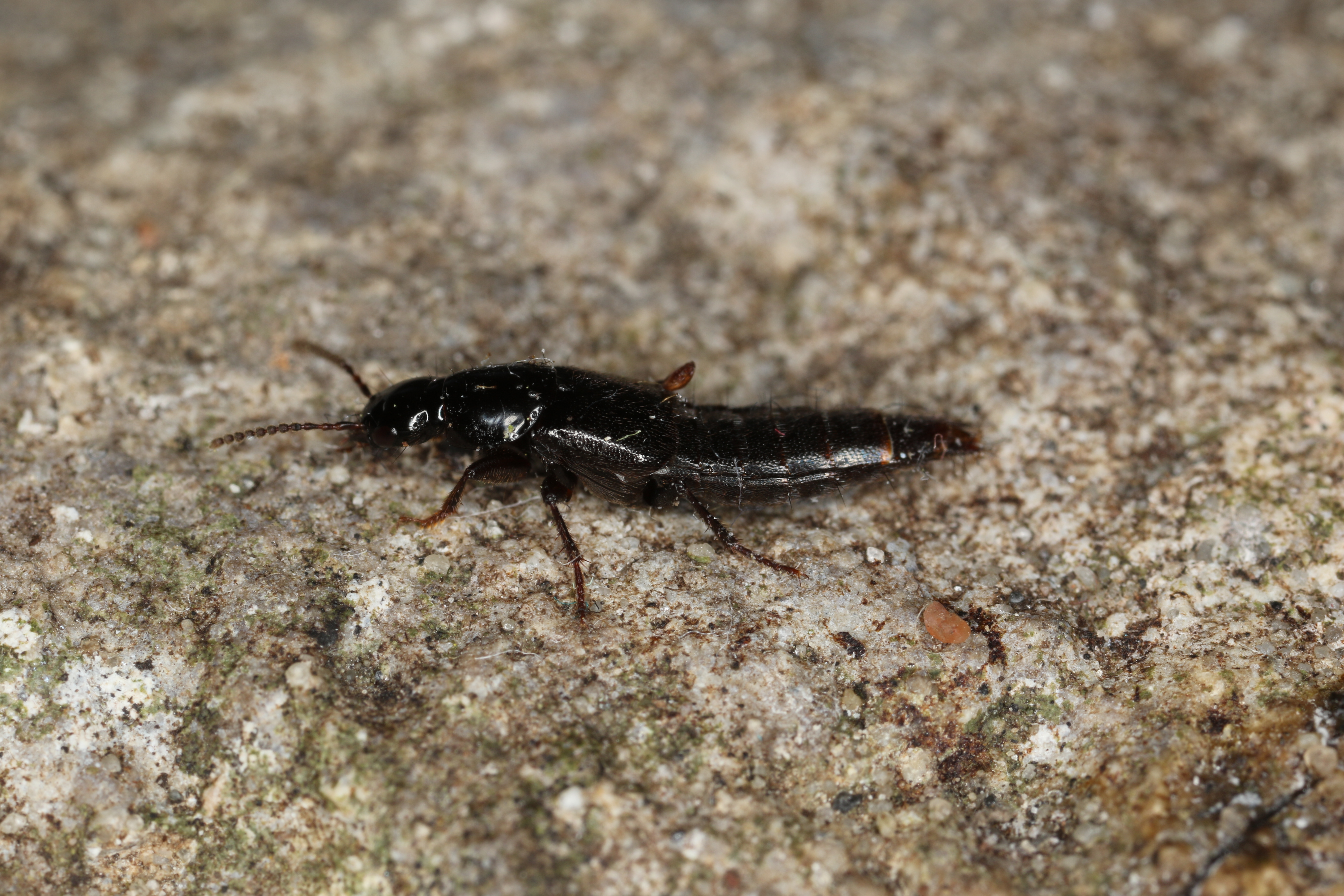
Quedius mesomelinus

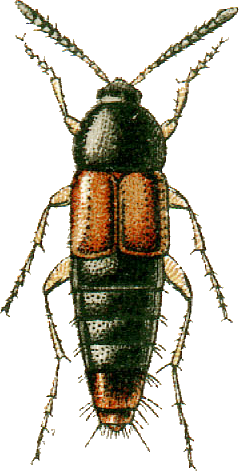
Quedius scitus

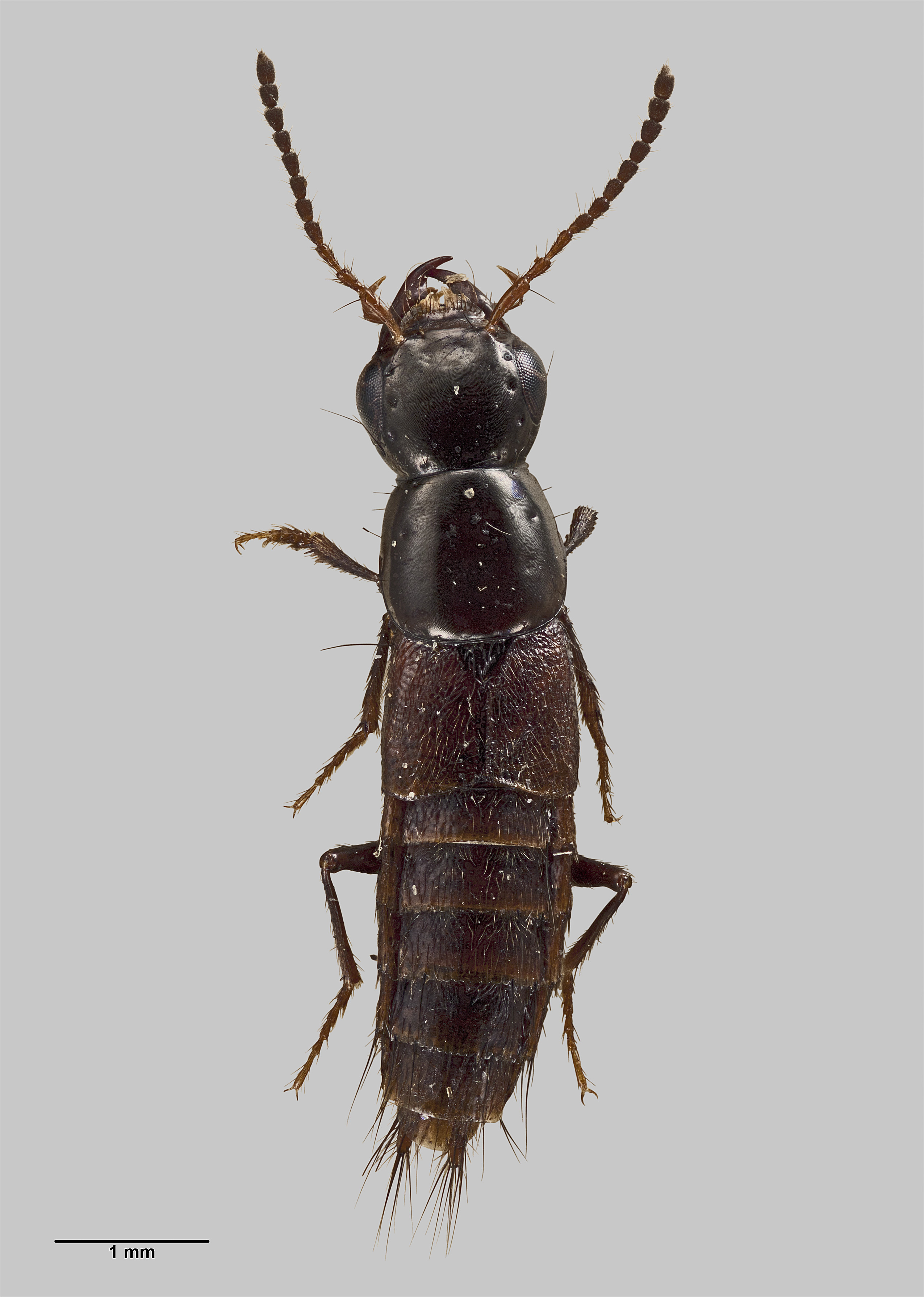
Quedius subapterus

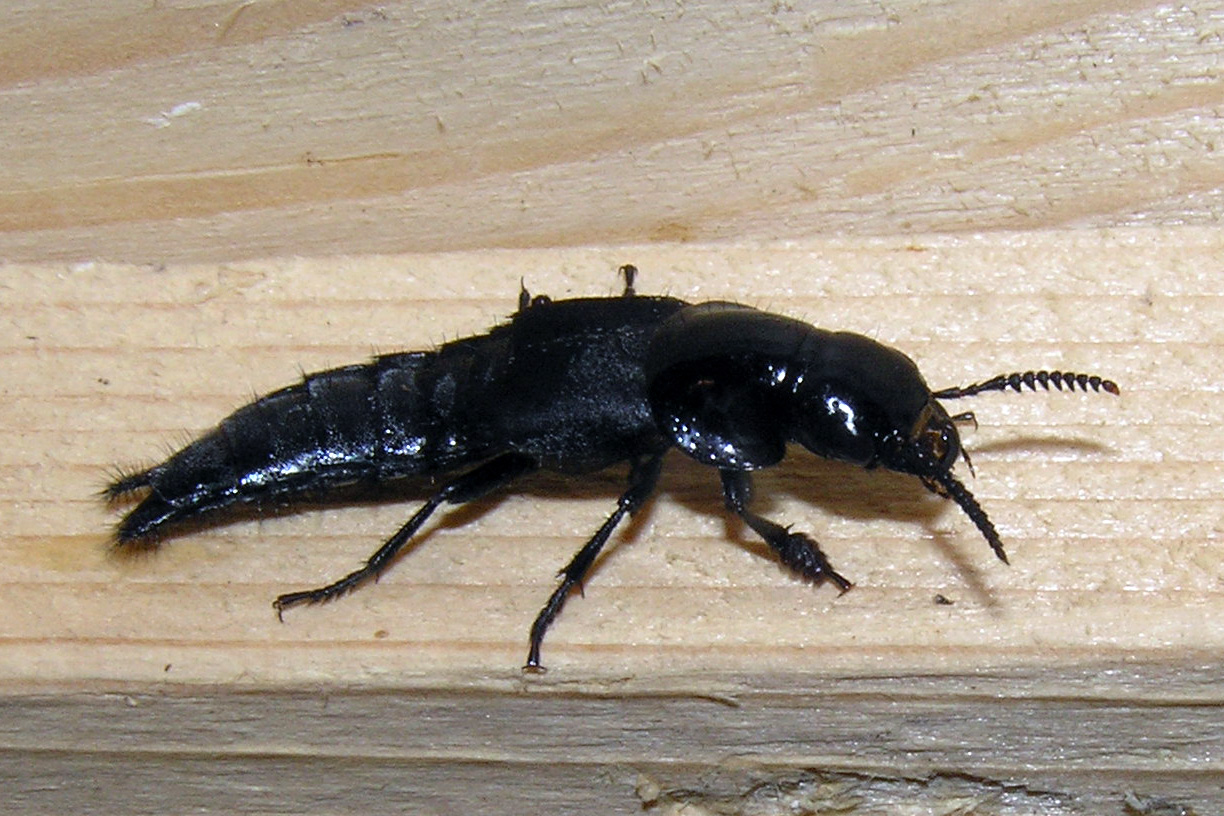
Velleius dilatatus

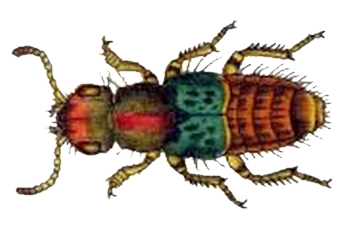
Abemus chloropterus

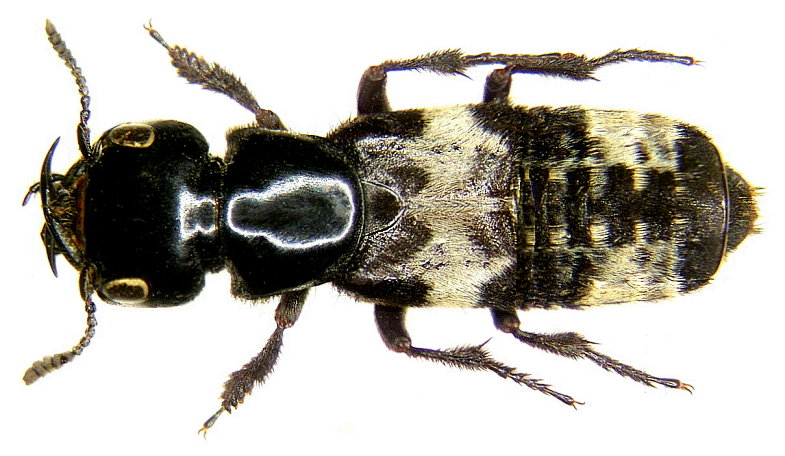
Creophilus maxillosus, vista dorsale

Creophilus maxillosus, vista laterale

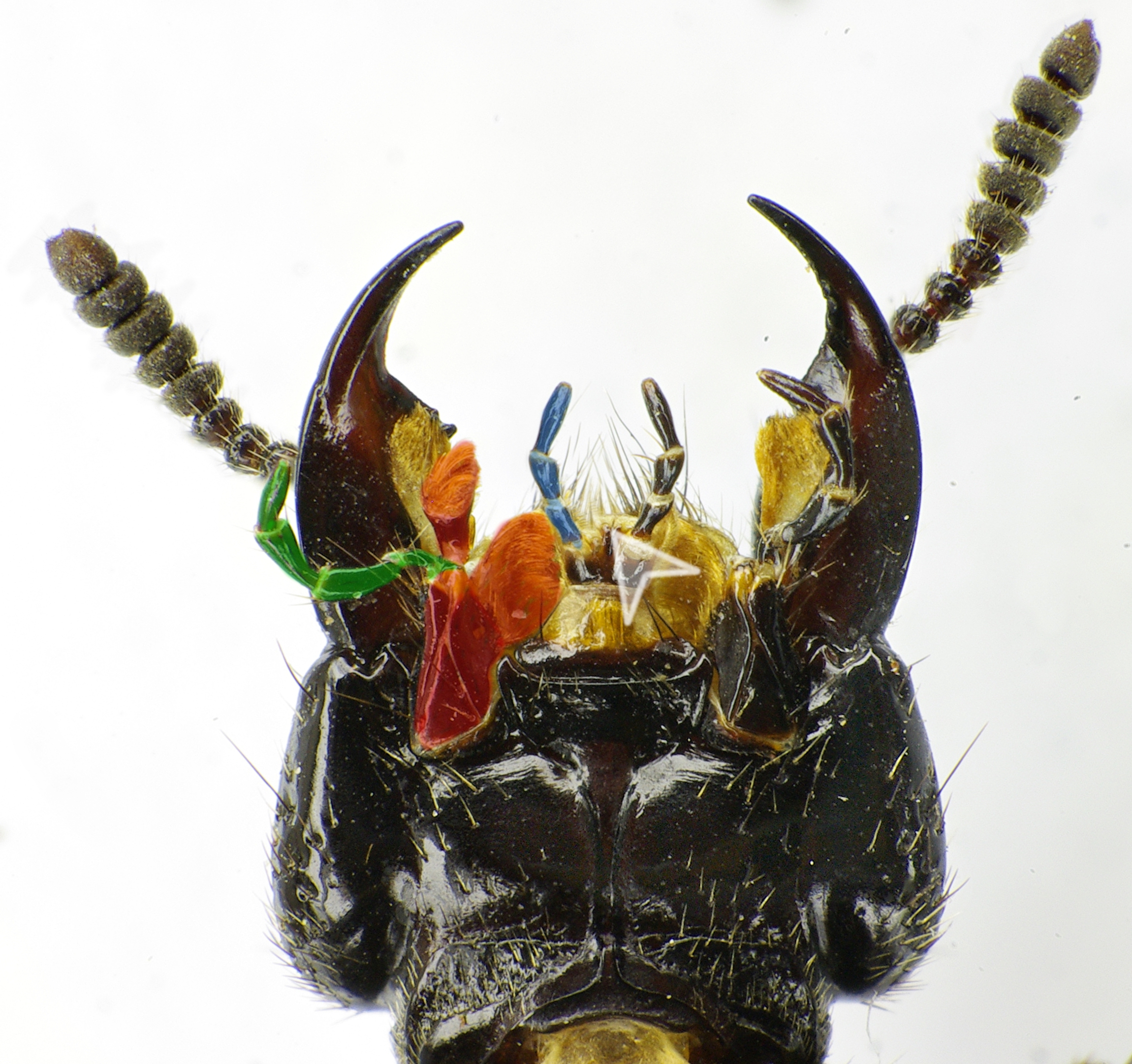
Creophilus maxillosus, apparato boccale

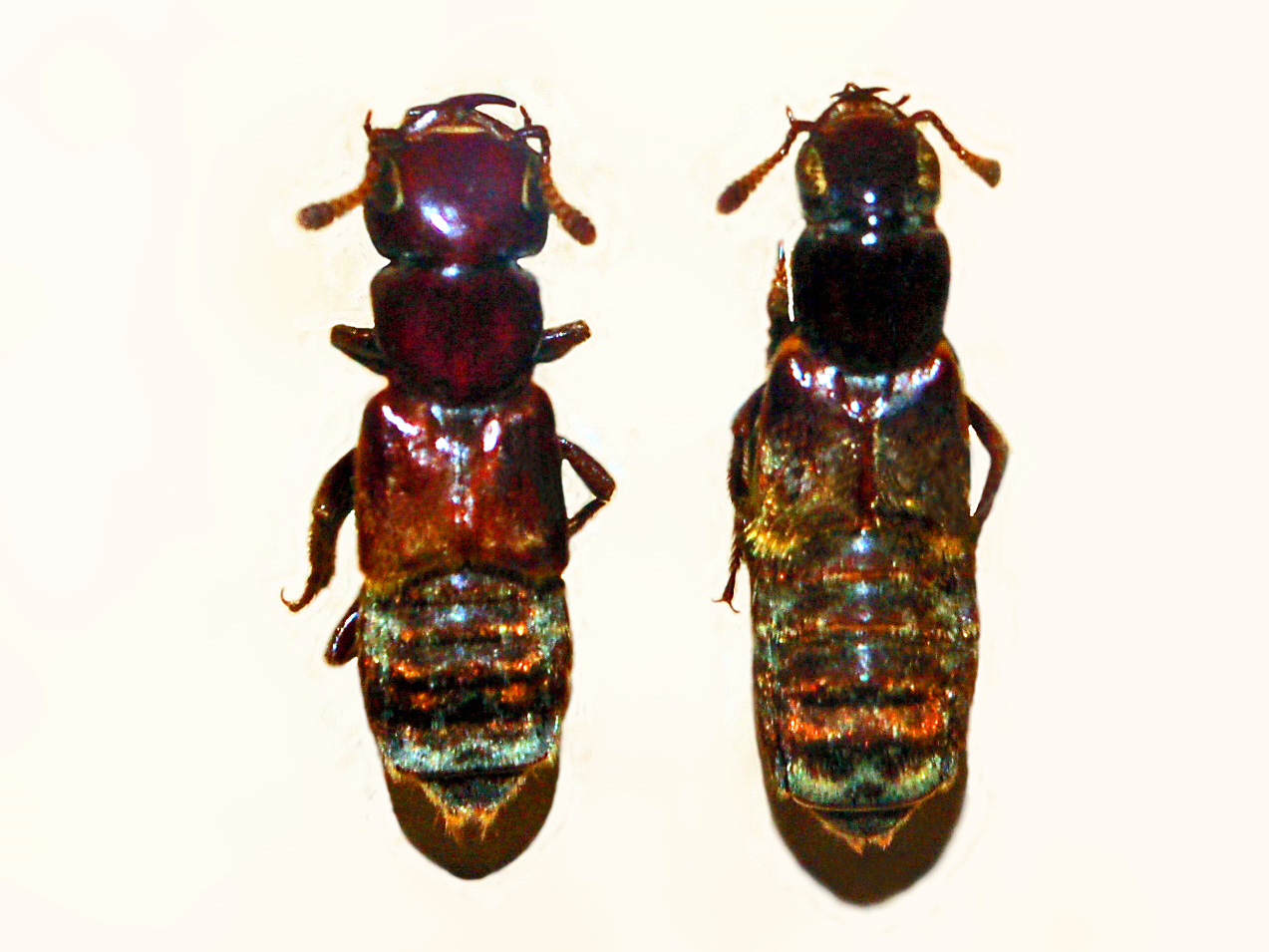
Creophilus variegatus

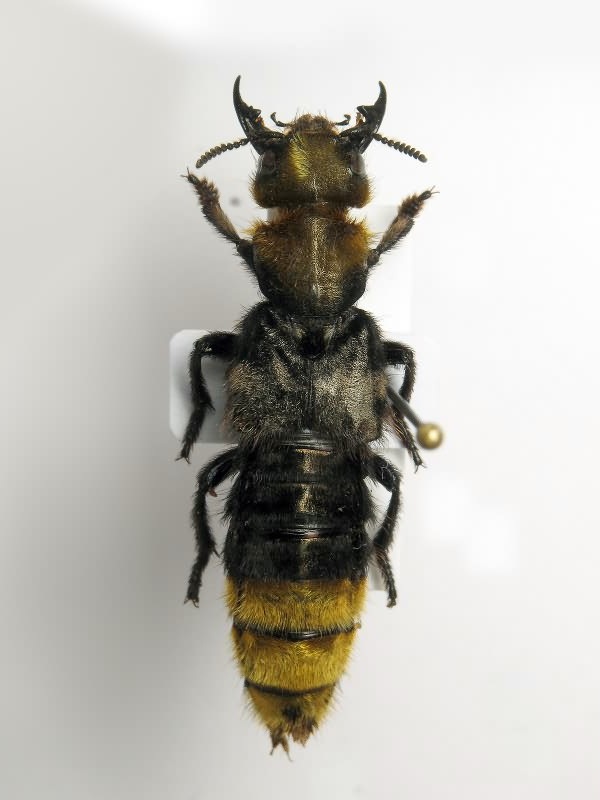
Emus hirtus

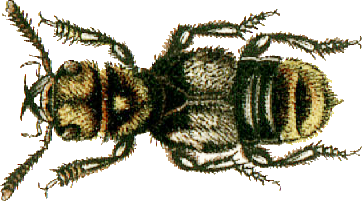
Emus hirtus

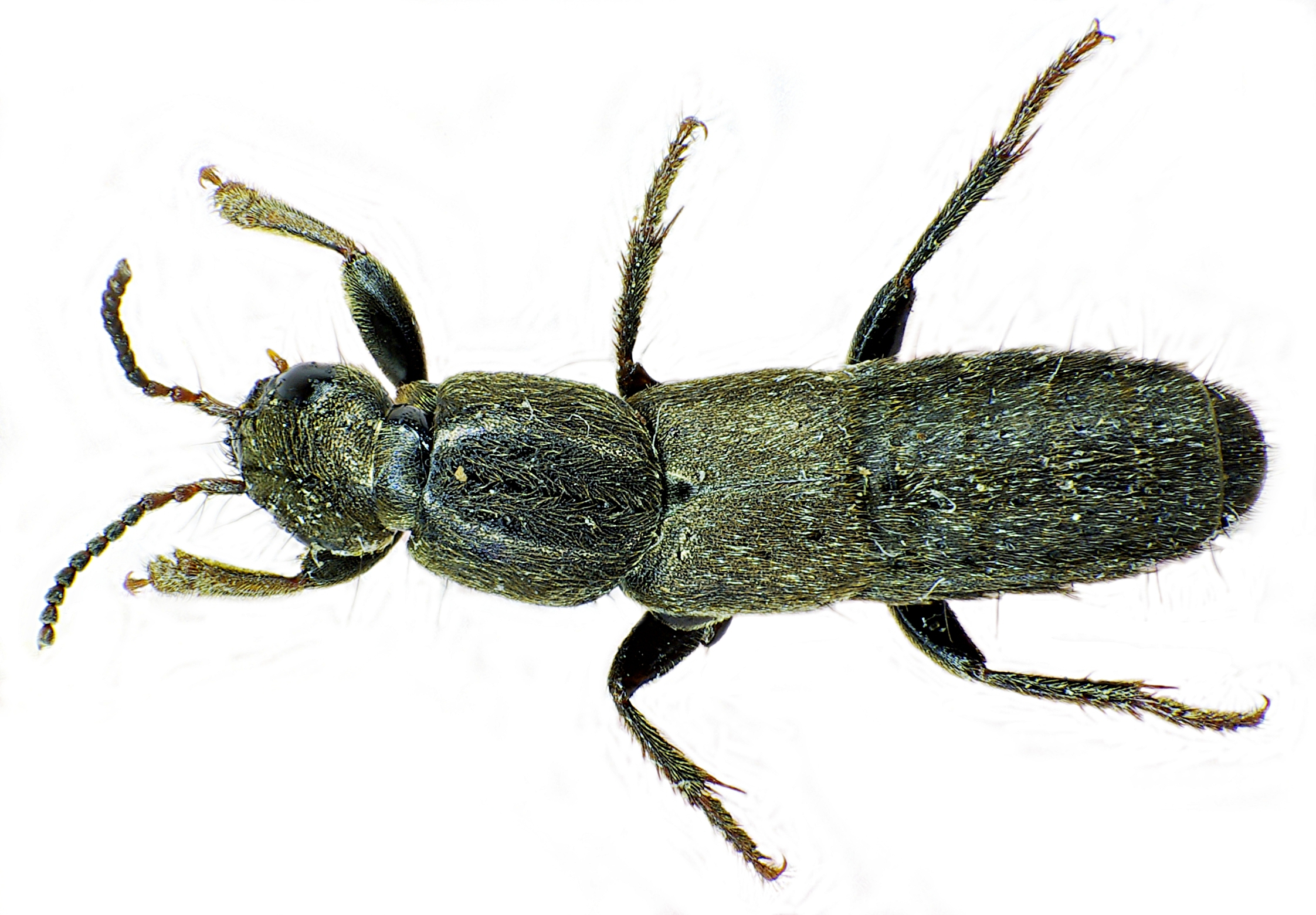
Ocypus aeneocephalus

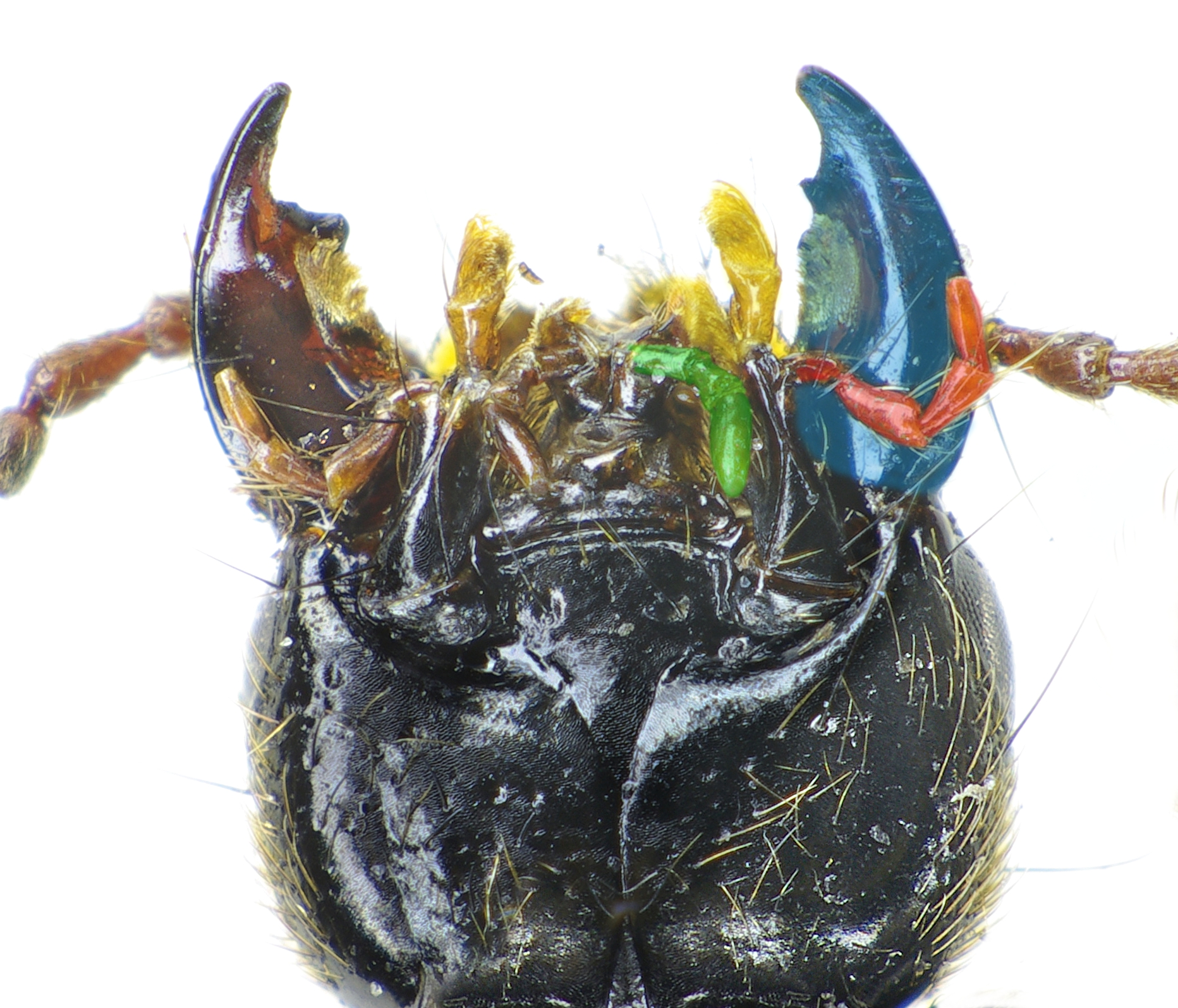
Ocypus aeneocephalus, vista ventrale del capo

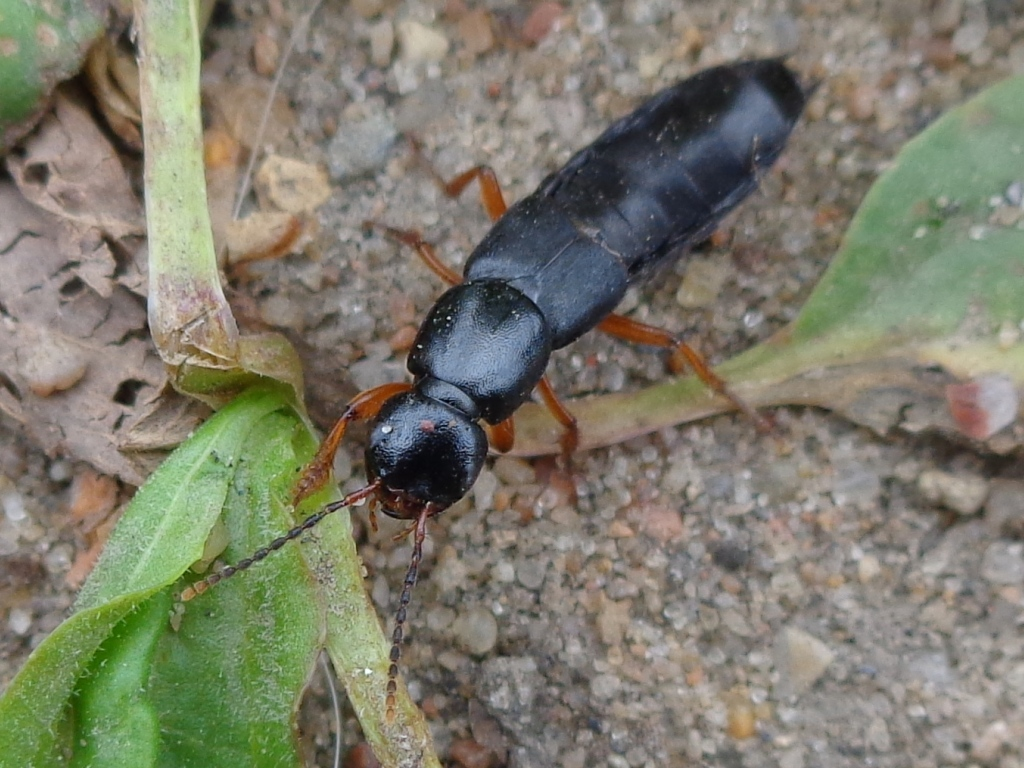
Ocypus brunnipes

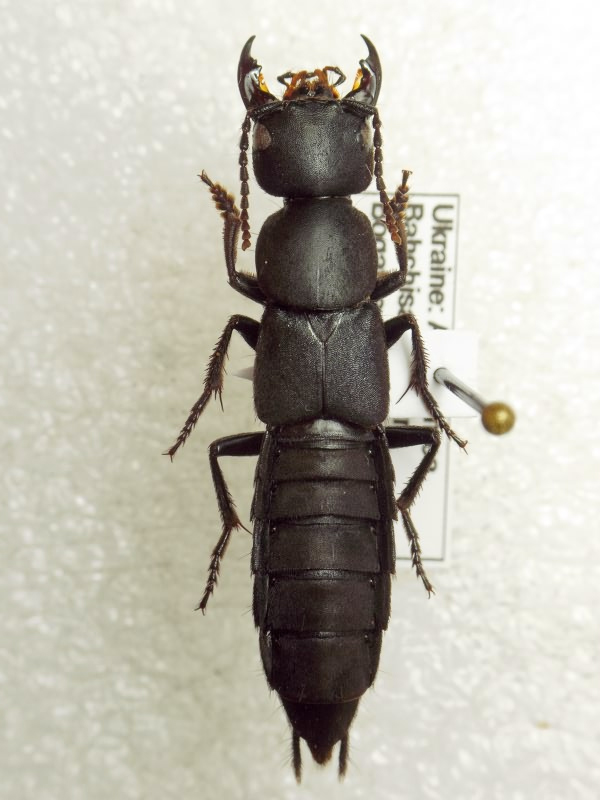
Ocypus curtipennis

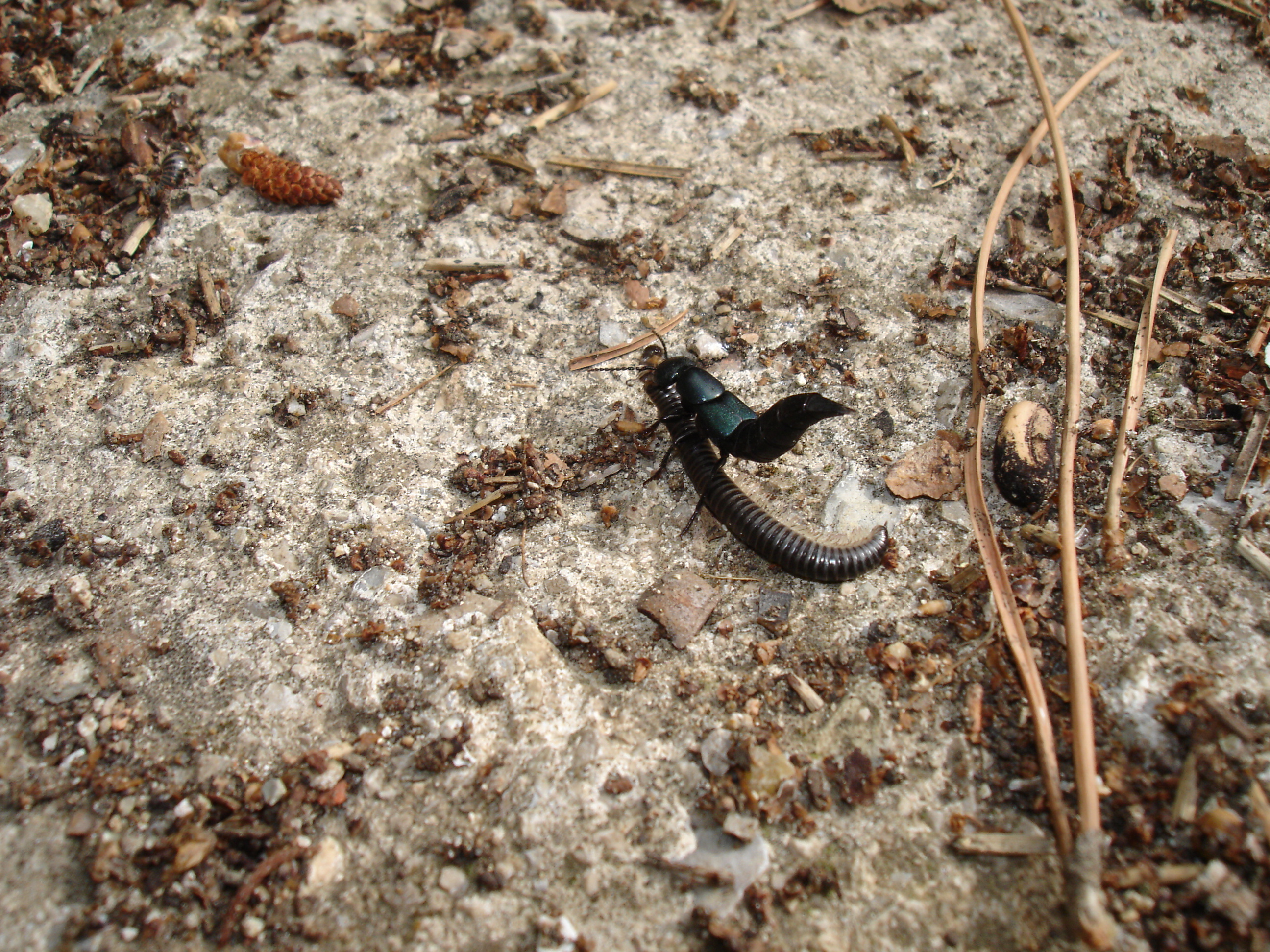
Ocypus sp. attacca uno Julus terrestris

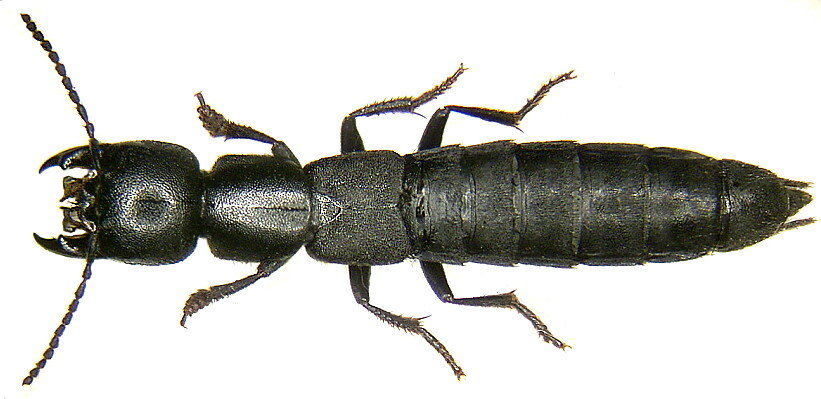
Ocypus nero

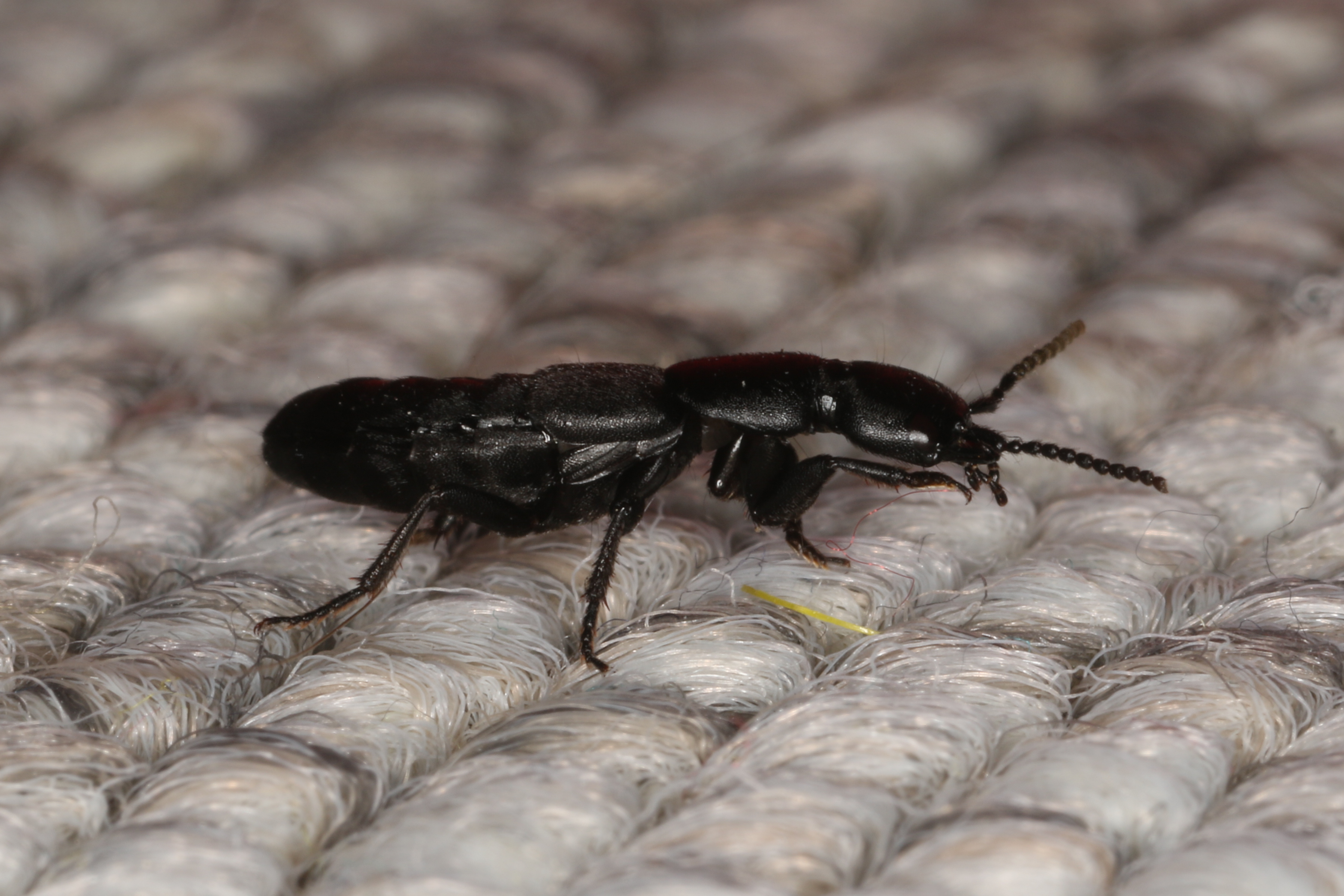
Ocypus nitens

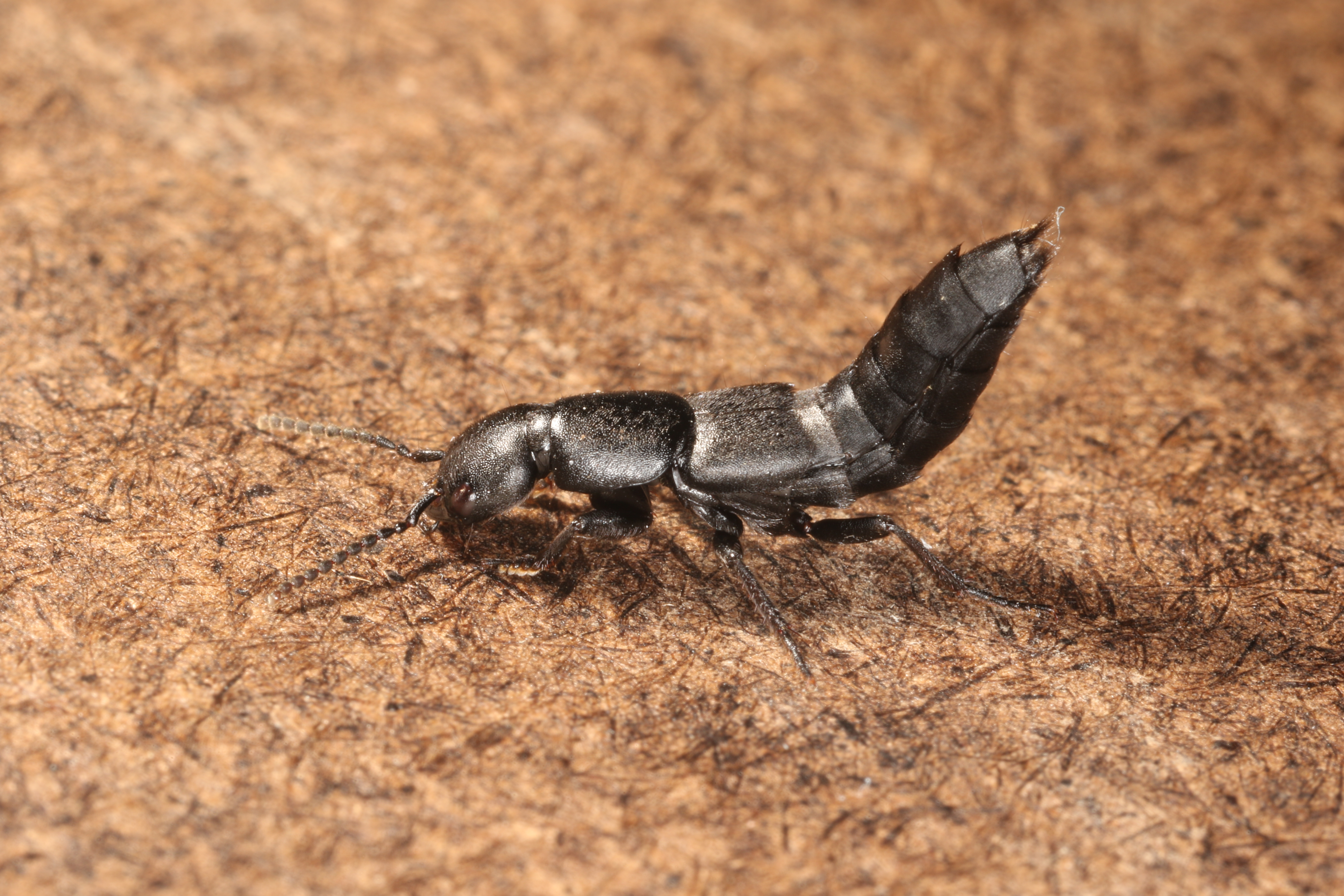
Ocypus nitens

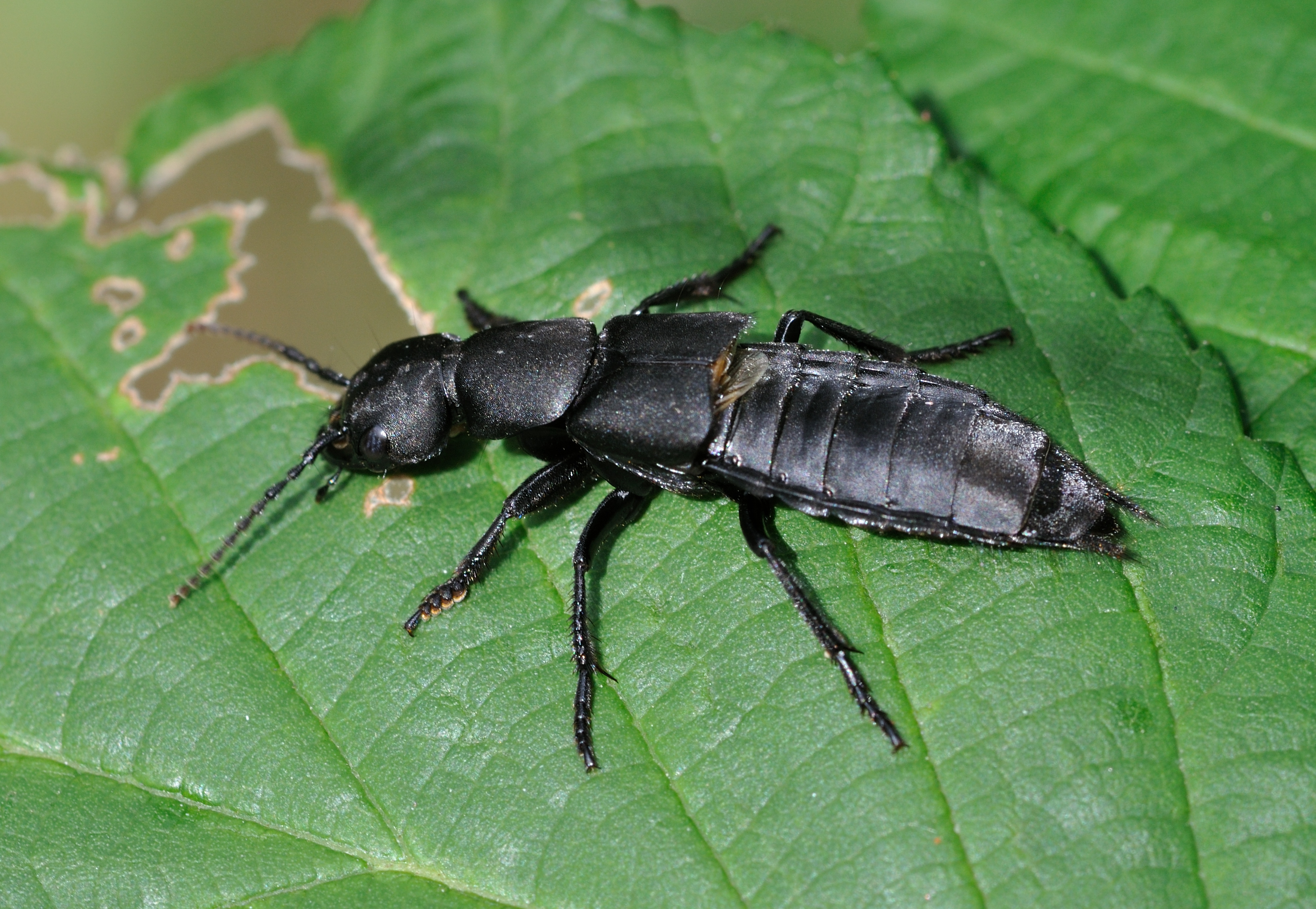
Ocypus olens

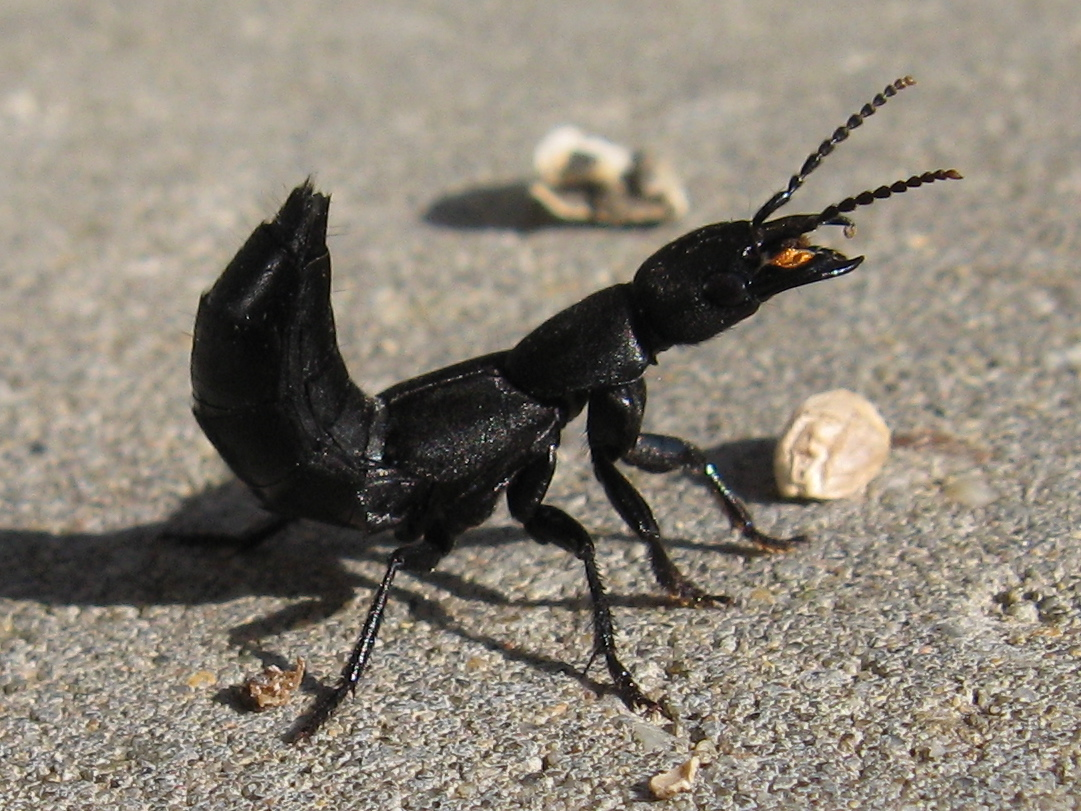
Ocypus olens

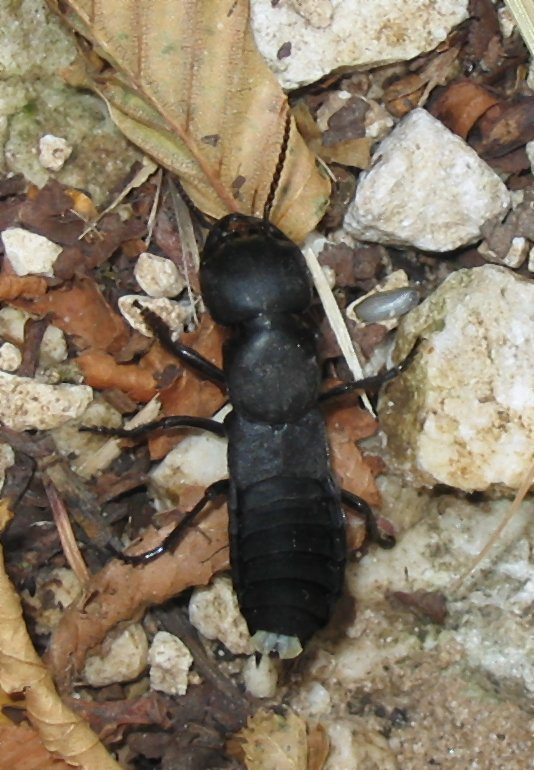
Ocypus olens, sono visibili le ghiandole

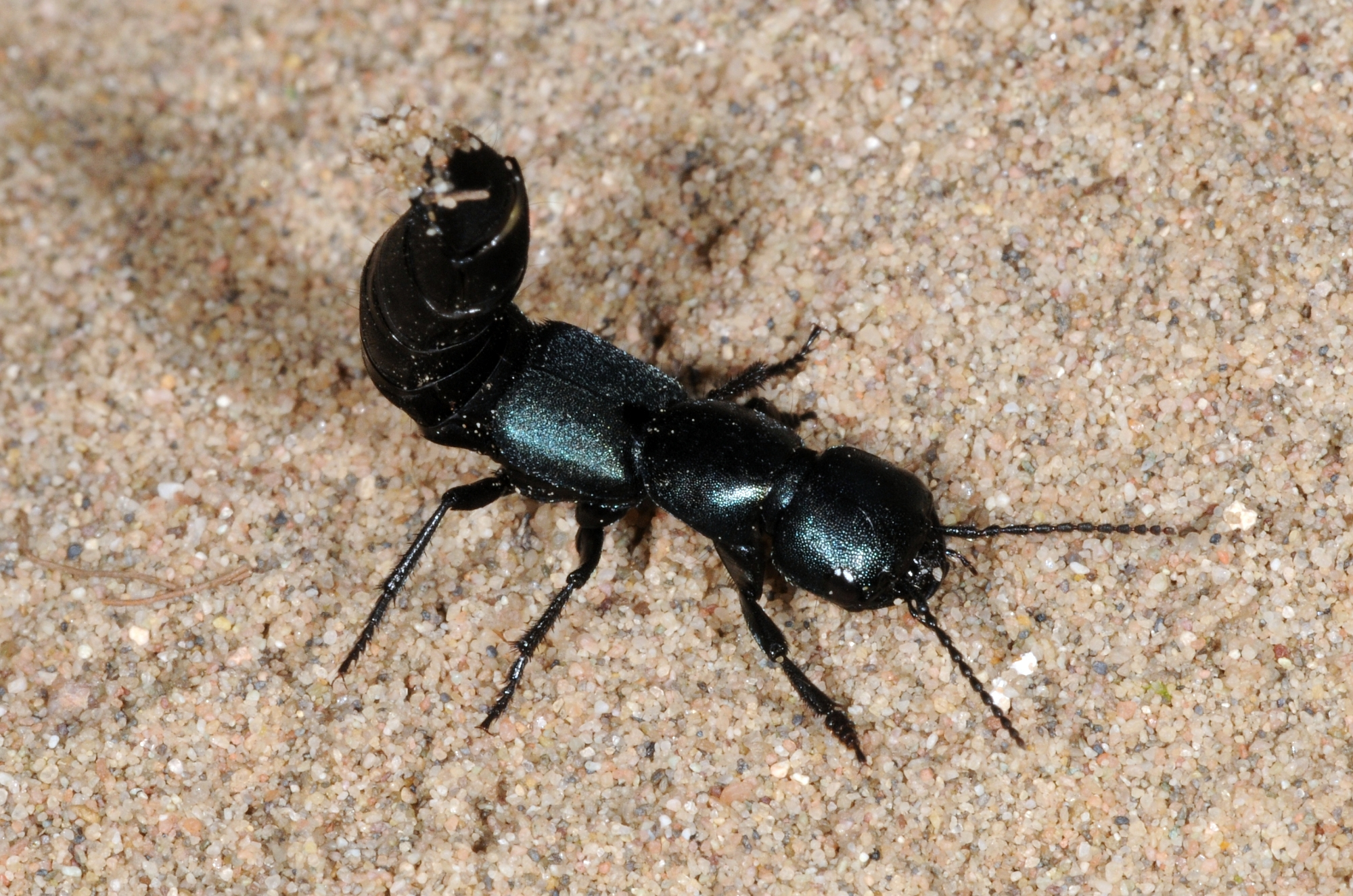
Ocypus ophthalmicus

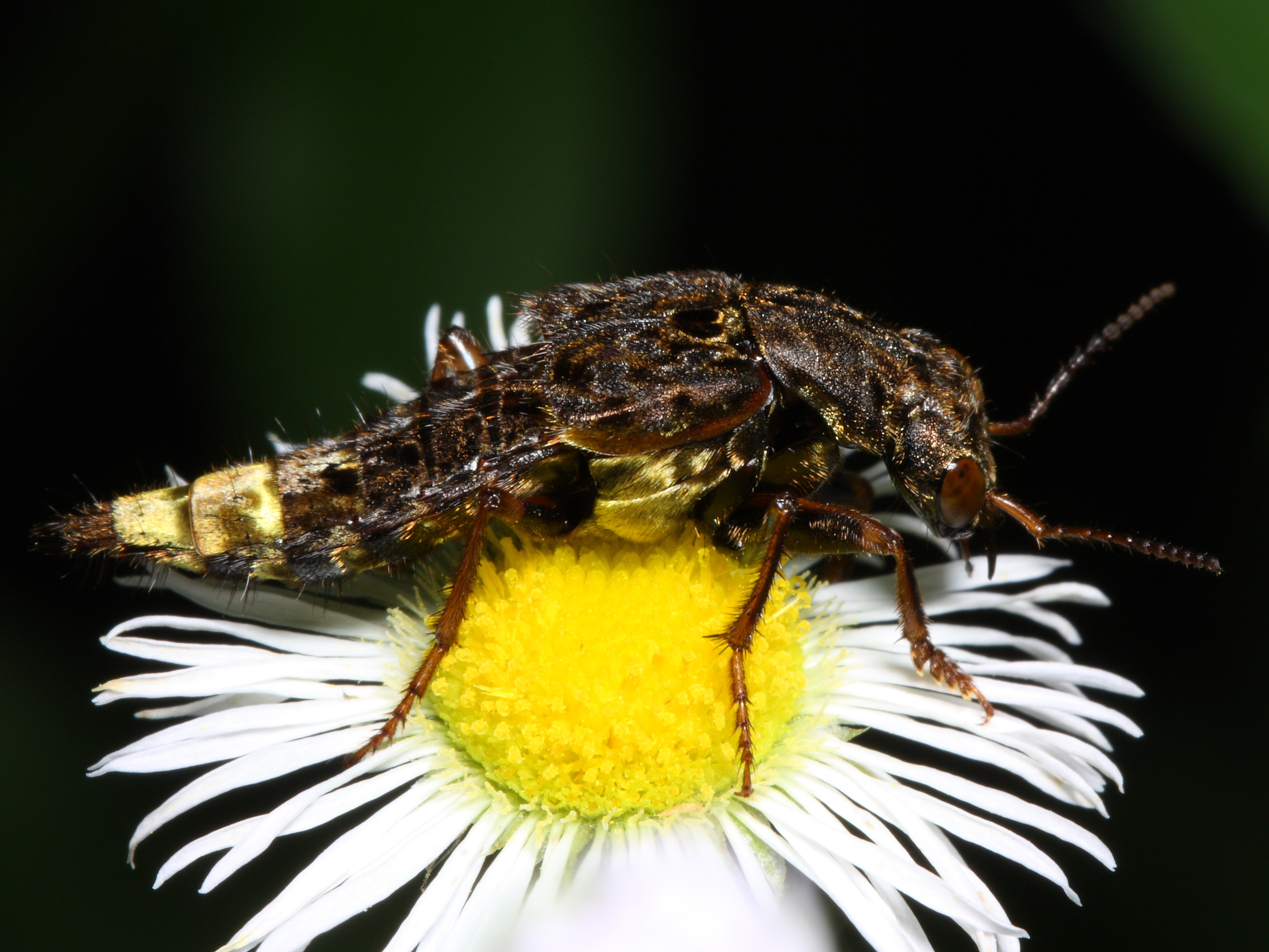
Ontholestes cingulatus

Ontholestes cingulatus, vista dorsale

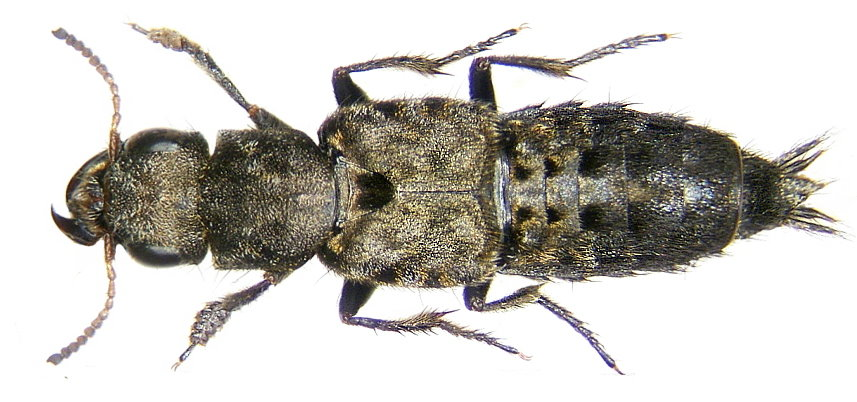
Ontholestes murinus

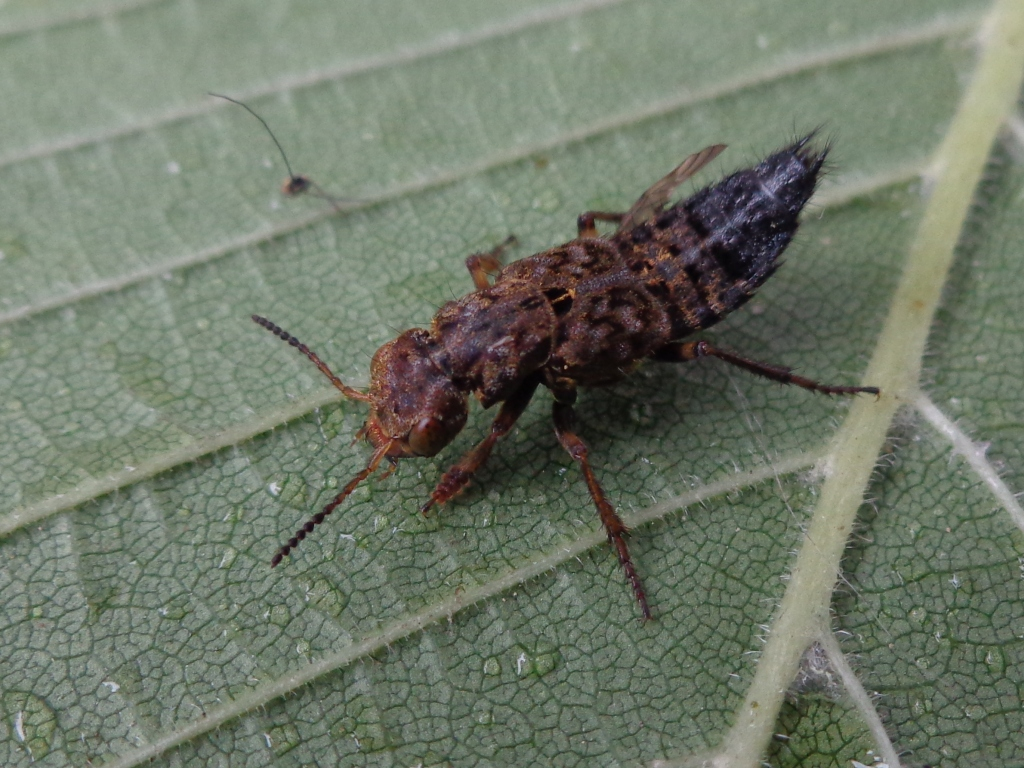
Ontholestes murinus

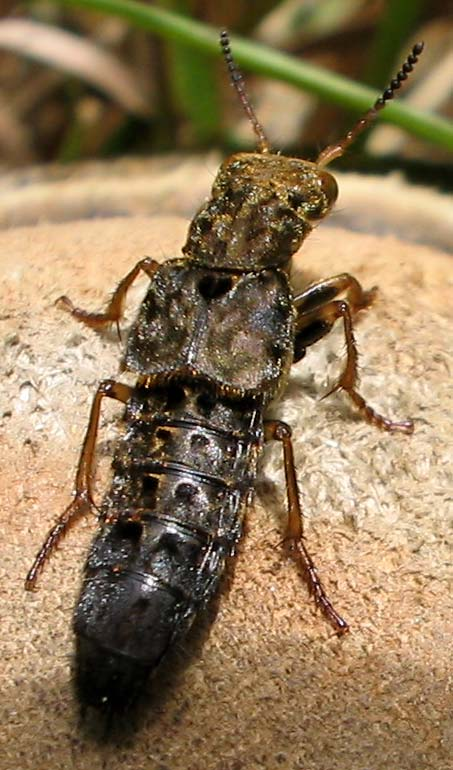
Ontholestes tessellatus

La famiglia Staphylinidae è fra le più vaste ed articolate dell'ordine Coleoptera. Di seguito se ne riporta la suddivisione fino al livello di sottogenere, elaborata dagli entomologi Alfred F. Newton e Margaret Thayer, aggiornata ai generi scoperti nel 2005, e condivisa dalla maggior parte degli studiosi del settore; dove necessario, sono presenti le integrazioni e le variazioni apportate a livello di tribù e supertribù dal cospicuo lavoro Family-group names in Coleoptera (Insecta) di Pierre Bouchard et al., del 2011. 
Nel 2009 un lavoro di Valery Grebennikov e Newton su basi filogenetiche riportò nell'alveo delle Staphylinidae la ex-famiglia di coleotteri Scydmaenidae, nel rango di sottofamiglia, con il nome di Scydmaeninae. Solo i generi e i sottogeneri sono scritti in corsivo. Per la tribù Oxypodini è tuttora molto incerta l'attribuzione dei generi alle sottotribù.

## Aleocharinae
- sottofamiglia Aleocharinae Fleming, 1821
  - tribù Actocharini Bernhauer & Schubert, 1911
    -       - Actocharis Sharp, 1870

  - tribù Aenictoteratini Kistner, 1993
    -       - Aenictocupidus Kistner, 1993
      - Aenictophila Seevers, 1965
      - Aenictoteras Wheeler, 1932
      - Mimaenictus Kistner & Jacobson, 1975
      - Procantonnetia Kistner & Jacobson, 1975
      - Rosciszewskia Kistner, 1993
      - Steysborgia Kistner & Jacobson, 1975
      - Weiria Ashe, 2003
      - Weissflogia Kistner, 1997

  - tribù Akatastopsisini Pace, 2000
    -       - Akatastopsis Pace, 2000

  - tribù Aleocharini Fleming, 1821
    - sottotribù Aleocharina Fleming, 1821
      - Aleochara Gravenhorst, 1802
        - sottogenere Aidochara (Aleochara) Casey, 1906
        - sottogenere Aleochara (Aleochara) Gravenhorst, 1802
        - sottogenere Arybodma (Aleochara) Blackwelder, 1952
        - sottogenere Baryodma (Aleochara) Thomson, 1858
        - sottogenere Calochara (Aleochara) Casey, 1906
        - sottogenere Ceranota (Aleochara) Stephens, 1839
        - sottogenere Coprochara (Aleochara) Mulsant & Rey, 1874
        - sottogenere Dyschara (Aleochara) Mulsant & Rey, 1874
        - sottogenere Echochara (Aleochara) Casey, 1906
        - sottogenere Emplenota (Aleochara) Casey, 1884
        - sottogenere Euryodma (Aleochara) Reitter, 1909
        - sottogenere Heterochara (Aleochara) Mulsant & Rey, 1874
        - sottogenere Homoeochara (Aleochara) Mulsant & Rey, 1874
        - sottogenere Madagaschara (Aleochara) Klimaszewski, Uhlig & Maus, 2000
        - sottogenere Maseochara (Aleochara) Sharp, 1883
        - sottogenere Megalogastria (Aleochara) Bernhauer, 1901
        - sottogenere Mesochara (Aleochara) Blackwelder, 1952
        - sottogenere Polystomota (Aleochara) Casey, 1906
        - sottogenere Rheochara (Aleochara) Mulsant & Rey, 1874
        - sottogenere Triochara (Aleochara) Bernhauer, 1901
        - sottogenere Xenochara (Aleochara) Mulsant & Rey, 1874

      - Aleonictus Kistner, 1997
      - Aphaenochara Maruyama & Hlav, 2003
      - Cratoacrochara Pace, 1987
      - Formicaenictus Kistner, 1997
      - Leptogenophilus Kistner, 1975
      - Myrmecosticta Maruyama et al., 2011[3]
      - Ocyota Sharp, 1883
      - Paraleochara Cameron, 1920
      - Paroxysmene Bernhauer, 1928
      - Piochardia L.Heyden, 1871
      - Plesiochara Sawada, 1989
      - Pseudocalea Luze, 1902

    - sottotribù Aleocharini (incertae sedis)
      - Compsoglossa Bernhauer, 1915
      - Creochara Cameron, 1939
      - Eydelusa Pace, 1997
      - Ilarochara Pace, 1993
      - Oxybessoglossa Pace, 1993
      - Rencoma Blackwelder, 1952
      - Tetrasticta Kraatz, 1857
      - Tinotus Sharp, 1883
      - Ystrixoxygymna Pace, 1999

    - sottotribù Compactopediina Kistner, 1970
      - Compactopedia Kistner, 1970
      - Discoxenus Wasmann, 1904
      - Emersonilla Kistner, 1970
      - Hirsitilla Kistner, 1970
      - Kistnerella Kanao, Maruyama & Hashim, 2011

    - sottotribù Hodoxenina Kistner, 1970
      - Hodoxenus Kistner, 1970

  - tribù Athetini Casey, 1910
    - sottotribù Athetina Casey, 1910
    - sottotribù Athetini (incertae sedis)
      - Acrotona Thomson, 1859
        - sottogenere Acrotona (Acrotona) Thomson, 1859
        - sottogenere Aremia (Acrotona) Casey, 1910
        - sottogenere Arisota (Acrotona) Casey, 1910
        - sottogenere Colpodota (Acrotona) Mulsant & Rey, 1873
        - sottogenere Dolosota (Acrotona) Casey, 1910
        - sottogenere Eurypronota (Acrotona) Casey, 1894
        - sottogenere Neada (Acrotona) Casey, 1910
        - sottogenere Reania (Acrotona) Casey, 1910

      - Acticola Cameron, 1944
      - Actocharina Bernhauer, 1907
      - Actophylla Bernhauer, 1908
      - Adda Fauvel, 1900
      - Adota Casey, 1910
      - Afrodotina Pace, 2004
      - Afrooreobia Scheerpeltz, 1974
      - Afroplatyola Scheerpeltz, 1959
      - Aglaogaster Pace, 1985
      - Agnosiusa Pace, 2000
      - Alevonota Thomson, 1858
      - Alianta Thomson, 1858
      - Aloconota Thomson, 1858
        - sottogenere Aloconota (Aloconota) Thomson, 1858
        - sottogenere Disopora (Aloconota) Thomson, 1859
        - sottogenere Taphrodota (Aloconota) Casey, 1906
        - sottogenere Terasota (Aloconota) Casey, 1906

      - Alomacrotona Pace, 1986
      - Alomaina Pace, 1991
      - Alpinia Brundin, 1948
        - sottogenere Alpinia (Alpinia) Brundin, 1948
        - sottogenere Petrammostiba (Alpinia) Scheerpeltz, 1956

      - Amidobia Thomson, 1858
      - Amischa Thomson, 1858
      - Amphibolusa Pace, 1998
      - Amriathaea Cameron, 1948
      - Anatheta Casey, 1910
      - Anisodota Pace, 1999
      - Apagorea Pace, 2000
      - Apphiana Olliff, 1886
      - Askeptoxenia Pace, 1995
      - Atheta Thomson, 1858
        - sottogenere Acromyrmecoxene (Atheta) Scheerpeltz, 1976
        - sottogenere Acrotonida (Atheta) Pace, 1991
        - sottogenere Alaobia (Atheta) Thomson, 1858
        - sottogenere Anopleta (Atheta) Mulsant & Rey, 1873
        - sottogenere Arctostiba (Atheta) Bernhauer, 1928
        - sottogenere Atheta (Atheta) Thomson, 1858
        - sottogenere Attatheta (Atheta) Scheerpeltz, 1936
        - sottogenere Badura (Atheta) Mulsant & Rey, 1873
        - sottogenere Bessobia (Atheta) Thomson, 1858
        - sottogenere Ceritaxa (Atheta) Mulsant & Rey, 1873
        - sottogenere Chaetida (Atheta) Mulsant & Rey, 1873
        - sottogenere Coprothassa (Atheta) Thomson, 1859
        - sottogenere Dabura (Atheta) Cameron, 1948
        - sottogenere Datomicra (Atheta) Mulsant & Rey, 1873
        - sottogenere Delphota (Atheta) Casey, 1910
        - sottogenere Dilacra (Atheta) Thomson, 1858
        - sottogenere Dimetrota (Atheta) Mulsant & Rey, 1873
        - sottogenere Donesia (Atheta) Casey, 1910
        - sottogenere Ekkliatheta (Atheta) Pace, 2004
        - sottogenere Epimella (Atheta) Peyerimhoff, 1914
        - sottogenere Eubadura (Atheta) Sawada, 1990
        - sottogenere Eugluta (Atheta) Sawada, 1985
        - sottogenere Evaniodera (Atheta) Pace, 1986
        - sottogenere Geostibops (Atheta) Israelson, 1985
        - sottogenere Hummleriella (Atheta) Bernhauer, 1929
        - sottogenere Hygroecia (Atheta) Mulsant & Rey, 1873
        - sottogenere Hypsostiba (Atheta) Bernhauer, 1929
        - sottogenere Ischnoderoecia (Atheta) Scheerpeltz, 1974
        - sottogenere Lamiota (Atheta) Casey, 1910
        - sottogenere Lampratheta (Atheta) Scheerpeltz, 1965
        - sottogenere Libanostiba (Atheta) Scheerpeltz, 1929
        - sottogenere Metadimetrota (Atheta) Klimaszewski & Winchester, 2002
        - sottogenere Microdota (Atheta) Mulsant & Rey, 1873
        - sottogenere Microdotina (Atheta) Scheerpeltz, 1974
        - sottogenere Nemota (Atheta) Casey, 1910
        - sottogenere Niphetodroma (Atheta) Scheerpeltz, 1947
        - sottogenere Oligatheta (Atheta) Bernhauer & Scheerpeltz, 1926
        - sottogenere Oreostiba (Atheta) Ganglbauer, 1895
        - sottogenere Orientatheta (Atheta) Sawada, 1985
        - sottogenere Oxypodera (Atheta) Bernhauer, 1915
        - sottogenere Paradota (Atheta) Sawada, 1989
        - sottogenere Parameotica (Atheta) Ganglbauer, 1895
        - sottogenere Parametaxya (Atheta) Jeannel & Paulian, 1945
        - sottogenere Paramidobia (Atheta) Bernhauer, 1908
        - sottogenere Parataxicera (Atheta) Brundin, 1943
        - sottogenere Peliolurga (Atheta) Tottenham, 1939
        - sottogenere Pelmatheta (Atheta) Scheerpeltz, 1965
        - sottogenere Phanerosphena (Atheta) Pace, 1991
        - sottogenere Philacrotona (Atheta) Pace, 1991
        - sottogenere Philhygra (Atheta) Mulsant & Rey, 1873
        - sottogenere Physadota (Atheta) Pace, 1990
        - sottogenere Polydota (Atheta) Pace, 1983
        - sottogenere Poromicrodota (Atheta) Pace, 1990
        - sottogenere Pseudhygroecia (Atheta) Jeannel & Paulian, 1945
        - sottogenere Pseudobessobia (Atheta) Bernhauer, 1921
        - sottogenere Pseudohygroecia (Atheta) Bernhauer, 1929
        - sottogenere Pseudoleptonia (Atheta) Bernhauer, 1934
        - sottogenere Pseudopasilia (Atheta) Ganglbauer, 1895
        - sottogenere Pseudophilygra (Atheta) Bernhauer, 1929
        - sottogenere Pseudota (Atheta) Casey, 1910
        - sottogenere Pseudothinoecia (Atheta) Bernhauer, 1899
        - sottogenere Rhagocneme (Atheta) Münster, 1922
        - sottogenere Sepedomicra (Atheta) Sawada, 1985
        - sottogenere Sipalatheta (Atheta) Pace, 1993
        - sottogenere Spelaeolla (Atheta) Rambousek, 1915
        - sottogenere Stictatheta (Atheta) Cameron, 1939
        - sottogenere Stilbatheta (Atheta) Scheerpeltz, 1962
        - sottogenere Strobilocera (Atheta) Ganglbauer, 1895
        - sottogenere Suensonia (Atheta) Bernhauer, 1936
        - sottogenere Synaloconota (Atheta) Scheerpeltz, 1974
        - sottogenere Tachynota (Atheta) Bernhauer, 1901
        - sottogenere Thinobaena (Atheta) Thomson, 1859
        - sottogenere Traumoecia (Atheta) Mulsant & Rey, 1873
        - sottogenere Trochanterella (Atheta) Brundin, 1953
        - sottogenere Tropatheta (Atheta) Bernhauer, 1927
        - sottogenere Umbala (Atheta) Blackwelder, 1952
        - sottogenere Xenota (Atheta) Mulsant & Rey, 1873
        - sottogenere Xestota (Atheta) Bernhauer, 1908

      - Atlantostiba Pace, 1994
      - Australoconota Pace, 2003
      - Australoplatyola Scheerpeltz, 1959
      - Austropelioptera Pace, 2003
      - Bellatheta Roubal, 1928
      - Berca Blackwelder, 1952
        - sottogenere Aplestoglossa (Berca) Pace, 2000
        - sottogenere Berca (Berca) Blackwelder, 1952
        - sottogenere Prosechoglossa (Berca) Pace, 2000

      - Bernhaueria Rambousek, 1916
      - Boreophilia G.Benick, 1973
      - Boreostiba Lohse, 1990
      - Borneoxenia Pace, 1993
      - Brachysipalia Blackwelder, 1952
      - Brundinia Tottenham, 1949
      - Caenogluta Sawada, 1977
      - Callicerus Gravenhorst, 1802
      - Cantaberella Tronquet, 1998
      - Chalcochara Jarrige, 1957
      - Charicera Pace, 1995
      - Charoxus Sharp, 1883
      - Chinecallicerus Assing, 2004
      - Chionostiba Scheerpeltz, 1956
      - Chtamalota Pace, 1987
      - Clusiota Casey, 1910
      - Codoglossa Sawada, 1980
      - Cosmogastrusa Pace, 1996
      - Crephalia Casey, 1910
      - Ctenatheta Sawada, 1987
      - Dacrila Mulsant & Rey, 1873
      - Dadobia Thomson, 1858
      - Dalotia Casey, 1910
      - Diabainella Pace, 2002
      - Dikraspedella Pace, 2002
      - Dilobidiontura Scheerpeltz, 1956
      - Dinaraea Thomson, 1858
      - Dityloechusa Pace, 1985
      - Dochmonota Thomson, 1859
      - Ealisbia Cameron, 1948
      - Earota Mulsant & Rey, 1873
      - Eidmannotherium Scheerpeltz, 1936
      - Ektasitrachela Pace, 2002
      - Emmelostiba Pace, 1982
        - sottogenere Emmelostiba (Emmelostiba) Pace, 1982
        - sottogenere Italiusa (Emmelostiba) Pace, 1982

      - Enalodroma Thomson, 1859
      - Enkoilogeneia Pace, 1998
      - Erpachara Pace, 1999
      - Euliodota Pace, 1993
      - Eurodotina Pace, 2004
      - Euromota Casey, 1906
      - Exacrotona Cameron, 1944
      - Exaeretota Pace, 1984
      - Fenyesia Cameron, 1920
      - Fernanstiba Pace, 1999
      - Gaenima Casey, 1911
      - Gastropaga Bernhauer, 1915
        - sottogenere Gastropaga (Gastropaga) Bernhauer, 1915
        - sottogenere Rougemontia (Gastropaga) Pace, 1986

      - Gastrosteata Pace, 1999
      - Geopora Pace, 1985
      - Geostiba Thomson, 1858
        - sottogenere Acanthosipalia (Geostiba) Scheerpeltz, 1951
        - sottogenere Anatologeostiba (Geostiba) Pace, 1997
        - sottogenere Chondridiosipalia (Geostiba) Scheerpeltz, 1951
        - sottogenere Dichondrosipalia (Geostiba) Scheerpeltz, 1951
        - sottogenere Geostiba (Geostiba) Thomson, 1858
        - sottogenere Indatheta (Geostiba) Cameron, 1939
        - sottogenere Myoposipalia (Geostiba) Scheerpeltz, 1951
        - sottogenere Odontosipalia (Geostiba) Scheerpeltz, 1951
        - sottogenere Prionosipalia (Geostiba) Scheerpeltz, 1951
        - sottogenere Sibiota (Geostiba) Casey, 1906
        - sottogenere Sipalotricha (Geostiba) Scheerpeltz, 1931
        - sottogenere Sphenosipalia (Geostiba) Scheerpeltz, 1951
        - sottogenere Tetratropogeostiba (Geostiba) Pace, 1984
        - sottogenere Trachyglutosipalia (Geostiba) Scheerpeltz, 1951
        - sottogenere Triptychosipalia (Geostiba) Scheerpeltz, 1951
        - sottogenere Tropogastrosipalia (Geostiba) Scheerpeltz, 1951
        - sottogenere Typhlusida (Geostiba) Casey, 1906

      - Geostibasoma Pace, 1985
      - Giachinusa Pace, 2003
      - Goniusa Casey, 1906
      - Halobrecta Thomson, 1858
      - Halobrecthina Bernhauer, 1909
      - Haplostylipera Pace, 1991
      - Helichatheta Pace, 1982
      - Heterostiba Pace, 1983
      - Homia Blackwelder, 1952
      - Hovastiba Pace, 1999
      - Hydrosmecta Thomson, 1858
      - Hylodesina Bernhauer, 1936
      - Idiocolyusa Pace, 2000
      - Iotarphia Cameron, 1943
      - Ischnothina Pace, 1999
      - Kyrtoxyna Pace, 1999
      - Lamprostiba Pace, 1983
      - Lasiosomina Pace, 1990
      - Leiodota Pace, 1987
      - Lemuridota Pace, 1999
      - Leptoglossula Eichelbaum, 1915
      - Leptonia Sharp, 1883
      - Leptoporodota Pace, 1985
      - Leptostiba Pace, 1985
      - Leptotheta Tronquet, 1998
      - Liogluta Thomson, 1858
        - sottogenere Anepsiota (Liogluta) Casey, 1894
        - sottogenere Liogluta (Liogluta) Thomson, 1858
        - sottogenere Paraliogluta (Liogluta) Pace, 1991

      - Lomaella Levasseur, 1971
      - Longiprimitarsus Eichelbaum, 1915
        - sottogenere Longiprimitarsus (Longiprimitarsus) Eichelbaum, 1915
        - sottogenere Penichradoxus (Longiprimitarsus) Pace, 1993

      - Lucuphilus Cameron, 1933
      - Lundbergia Muona, 1975
      - Lypoglossa Fenyes, 1918
      - Lyprocorrhe Thomson, 1859
      - Macrophthalmodites Scheerpeltz, 1974
      - Madecatheta Pace, 1999
      - Madeirostiba Assing & Wunderle, 1995
      - Makrakanthakneme Eichelbaum, 1913
      - Malayanota Sawada, 1985
      - Mauritecia Pace, 1999
      - Megonychiusa Scheerpeltz, 1966
      - Miathamia Cameron, 1941
      - Micratheta Casey, 1910
      - Micrearota Casey, 1910
      - Microcephalina Bernhauer, 1930
      - Microceratheta Kistner, 1973
      - Mimatheta Cameron, 1920
      - Mocyta Mulsant & Rey, 1873
      - Mycetota Ádám, 1987
      - Nehemitropia Lohse, 1971
      - Neocallicerus Cameron, 1925
      - Neodinaraea Pace, 1983
      - Neohilara Lohse, 1971
      - Neorhagocneme Machulka, 1941
      - Nepalota Pace, 1987
      - Nikkostiba Pace, 1984
      - Notatheta Cameron, 1948
      - Notothecta Thomson, 1858
        - sottogenere Kraatzia (Notothecta) Saulcy, 1862
        - sottogenere Notothecta (Notothecta) Thomson, 1858
        - sottogenere Notothectina (Notothecta) Bernhauer, 1912

      - Oligocharina Scheerpeltz, 1929
      - Ousipalia Gozis, 1886
      - Ousipaliaglossa Pace, 1985
      - Outachyusa Pace, 1991
      - Oxypodinus Bernhauer, 1902
      - Pachnida Mulsant & Rey, 1873
      - Pachyatheta Münster, 1925
      - Paracyphea Bernhauer, 1922
      - Parademosoma Bernhauer, 1929
      - Paragoniusa Maruyama & Klimaszewski, 2004
      - Paraleptonia Klimaszewski, 2002
      - Paraleptusa Peyerimhoff, 1901
      - Paraloconota Cameron, 1939
      - Paranomusa Pace, 2002
      - Paranopleta Hansen, 1954
      - Parapodoxya Jeannel & Paulian, 1945
      - Pelioptera Kraatz, 1857
        - sottogenere Geostibida (Pelioptera) Pace, 1984
        - sottogenere Pelioptera (Pelioptera) Kraatz, 1857
        - sottogenere Phaediolia (Pelioptera) Pace, 1991

      - Peliopteronia Scheerpeltz, 1957
      - Peliusa Erichson, 1839
      - Phaenacrotona Pace, 1999
      - Physetophallia Pace, 1990
      - Pikrainusa Pace, 2000
      - Planadota Pace, 2002
      - Plataraea Thomson, 1858
        - sottogenere Alloceraea (Plataraea) G.Benick, 1934
        - sottogenere Plataraea (Plataraea) Bernhauer, 1899
        - sottogenere Plataraea (Plataraea) Thomson, 1858

      - Platyola Mulsant & Rey, 1875
      - Platyolopsis Scheerpeltz, 1959
      - Pontomalota Casey, 1885
      - Psammopora Pace, 2003
      - Psammostiba Yosii & Sawada, 1976
      - Pseudacrotona Cameron, 1944
      - Pseudoleptusa Poppius, 1909
      - Pseudomyrmedon Cameron, 1947
      - Pseudopachorhopala Levasseur, 1966
        - sottogenere Pachorhopaella (Pseudopachorhopala) Levasseur, 1966
        - sottogenere Pachorhopalopsis (Pseudopachorhopala) Levasseur, 1966
        - sottogenere Pseudopachorhopala (Pseudopachorhopala) Levasseur, 1966

      - Pseudosemiris Machulka, 1935
      - Pujolia Levasseur, 1968
      - Pycnota Mulsant & Rey, 1873
        - sottogenere Parapycnota (Pycnota) Bernhauer, 1927
        - sottogenere Pycnota (Pycnota) Mulsant & Rey, 1873

      - Sableta Casey, 1910
      - Saphocallus Sharp, 1888
      - Schistacme Notman, 1920
      - Schistoglossa Kraatz, 1856
      - Seeversiella Ashe, 1986
      - Serikasomina Pace, 2002
      - Shamuheruna Likovsky, 1984
      - Shigatheta Yosii & Sawada, 1976
      - Sipaliopsis Scheerpeltz, 1974
      - Stethusa Casey, 1910
      - Strigota Casey, 1910
      - Strophogastra Fenyes, 1921
      - Tarphiota Casey, 1894
      - Thectonota Cameron, 1950
      - Thinusa Casey, 1894
      - Tolypotheca Ádám, 1992
      - Tomoglossa Kraatz, 1856
      - Tramiathaea Cameron, 1945
      - Trichiusa Casey, 1894
      - Trichomicra Brundin, 1945
      - Trigonoglossina Pace, 2002
      - Tropimenelytron Pace, 1983
      - Tyloplatyola Pace, 1984
      - Xenastenoglossa Pace, 1991
      - Zyrathetoides Scheerpeltz, 1974

    - sottotribù Coptotermoeciina Kistner & Pasteels, 1970
      - Coptolimulus Kistner & Pasteels, 1970
      - Coptophilus Kistner & Pasteels, 1970
      - Coptotermoecia Oke, 1933
      - Philobrunneus Kistner & Pasteels, 1970

    - sottotribù Geostibina Seevers, 1978
    - sottotribù Microceroxenina Kistner, 1970
      - Microcerophilus Kistner & Doty, 1988
      - Microceroxenus Kistner, 1970

    - sottotribù Nasutiphilina Kistner, 1970
      - Nasutiphilus Kistner, 1970

    - sottotribù Oxypodinina Fenyes, 1918
    - sottotribù Schistogeniina Fenyes, 1918
      - Eutaenoglossa Pace, 1984
      - Litoglossa Cameron, 1939
      - Medeterusa Pace, 1987
      - Mimacrotona Cameron, 1920
      - Platorischna Pace, 1991
      - Pseudoxypoda Cameron, 1939
      - Schistogenia Kraatz, 1857
      - Tacata Blackwelder, 1952

    - sottotribù Strigotina Casey, 1910
    - sottotribù Taxicerina Lohse, 1989
      - Discerota Mulsant & Rey, 1873
      - Taxicera Mulsant & Rey, 1873

    - sottotribù Termitotelina Kistner, 1970
      - Neotermitotelus Kistner & Abdel-Galil, 1986
      - Termitotelus Wasmann, 1908

    - sottotribù Thamiaraeina Fenyes, 1921
      - Rhopaletes Cameron, 1939
      - Thamiaraea Thomson, 1858
        - sottogenere Miatharaea (Thamiaraea) Pace, 1991
        - sottogenere Thamiaraea (Thamiaraea) Thomson, 1858

  - tribù Autaliini Thomson, 1859
    -       - Attonia Wasmann, 1925
      - Autalia Leach, 1819
      - Compsusa Pace, 2000
      - Eudera Fauvel, 1866
      - Gansia Sharp, 1883
      - Ophioglossa Fauvel, 1866
      - Rhopalogastrum Bernhauer, 1912

  - tribù Cordobanini Bernhauer, 1910
    -       - Cordobanus Bernhauer, 1910

  - tribù Corotocini Fenyes, 1918
    - sottotribù Abrotelina Seevers, 1957
      - Abroteles Casey, 1890
      - Termitophya Wasmann, 1902

    - sottotribù Corotocina Fenyes, 1918
      - Austrospirachtha Watson, 1973
      - Coatonachthodes Kistner, 1968
      - Corotoca Schiødte, 1853
      - Eburniola Mann, 1923
      - Fulleroxenus Kistner, 1970
      - Nasutimimus Kistner, 1968
      - Nasutiptochus Jacobson & Pasteels, 1992
      - Neoguinella Pasteels & Jacobson, 1984
      - Nigriphilus Jacobson, Kistner & Pasteels, 1986
      - Oideprosoma Silvestri, 1920
      - Spirachtha Schiødte, 1853
      - Spirachthodes Seevers, 1960
      - Termitomimus Trägårdh, 1907
      - Termitoptocinus Silvestri, 1921
      - Termitopula Seevers, 1965
      - Termitopullus Reichensperger, 1922
      - Thyreoxenus Mann, 1923
      - Tumulipcinus Jacobson & Kistner, 1999

  - tribù Corotocini (incertae sedis)
    -       - Termitosius Silvestri, 1901
      - Termitosuga Kemner, 1927

    - sottotribù Eburniogastrina Jacobson, Kistner & Pasteels, 1986
      - Eburniogaster Seevers, 1938
      - Termitonidia Seevers, 1938

    - sottotribù Nasutitellina Jacobson, Kistner & Pasteels, 1986
      - Nasutitella Pasteels, 1967

    - sottotribù Sphuridaethina Pace, 1988
      - Sphuridaethes Pace, 1988

    - sottotribù Termitocharina Seevers, 1957
      - Termitochara Wasmann, 1893

    - sottotribù Termitocupidina Jacobson, Kistner & Pasteels, 1986
      - Termitocupidus Jacobson, Kistner & Pasteels, 1986

    - sottotribù Termitogastrina Bernhauer & Scheerpeltz, 1926
      - Idiogaster Wasmann, 1912
      - Idioptochus Seevers, 1957
      - Leucoptochus Kistner, 1973
      - Melanoptochus Kistner, 1973
      - Millotoca Paulian, 1948
      - Neotermitogaster Seevers, 1939
      - Rhadinoxenus Kistner, 1975
      - Termella Pasteels, 1967
      - Termitella Wasmann, 1911
      - Termitellodes Seevers, 1957
      - Termitogaster Casey, 1889
      - Termitoides Seevers, 1939
      - Termitomorpha Wasmann, 1894
      - Termitonasus Borgmeier, 1959
      - Termitosyne Seevers, 1957
      - Termitosynodes Seevers, 1957
      - Trachopeplus Mann, 1923
      - Xenogaster Wasmann, 1891
      - Xenopelta Mann, 1923

    - sottotribù Termitoiceina Jacobson, Kistner & Pasteels, 1986
      - Fonsechellus Silvestri, 1946
      - Mormellus Silvestri, 1946
      - Oecidiophilus Silvestri, 1946
      - Parvidolum Silvestri, 1946
      - Perlinctus Silvestri, 1946
      - Termitoiceus Silvestri, 1901

    - sottotribù Termitopithina Jacobson, Kistner & Pasteels, 1986
      - Termitopithus Seevers, 1957

    - sottotribù Termitoptochina Fenyes, 1921
      - Affinoptochus Kemner, 1925
      - Australoptochus Kistner, 1985
      - Eutermitoptochus Silvestri, 1921
      - Hospitaliptochus Jacobson, Kistner & Pasteels, 1986
      - Lacessiptochus Jacobson, Kistner & Pasteels, 1986
      - Paracorotoca Warren, 1920
      - Termitoptochus Silvestri, 1911

    - sottotribù Timeparthenina Fenyes, 1921
      - Ptocholellus Silvestri, 1946
      - Reginamimus Kistner, 2000
      - Termitozophilus Silvestri, 1901
      - Termituncula Borgmeier, 1950
      - Timeparthenus Silvestri, 1901

  - tribù Crematoxenini Mann, 1921
    -       - Beyeria Fenyes, 1910
      - Crematoxenus Mann, 1921
      - Cryptomimus Reichensperger, 1926
      - Diploeciton Wasmann, 1923
      - Ecitosius Seevers, 1965
      - Ecitotima Seevers, 1965
      - Neivaphilus Jacobson & Kistner, 1992
      - Neobeyeria Jacobson, Kistner & Abdel-Galil, 1987
      - Philacamatus Bruch, 1933
      - Probeyeria Seevers, 1965
      - Pulicomorpha Mann, 1924

  - tribù Cryptonotopsisini Pace, 2003
    -       - Cryptonotopsis Pace, 2003

  - tribù Deinopsini Sharp, 1883
    -       - Adinopsis Cameron, 1919
      - Allodinopsis Ashe, 2002
      - Deinopsis A.H.Matthews, 1838
      - Metadeinopsis Klimaszewski, 1979

  - tribù Diglottini Jakobson, 1909
    -       - Diglotta Champion, 1887
      - Paradiglotta Ashe & Ahn, 2005

  - tribù Digrammini Fauvel, 1900
    -       - Digrammus Fauvel, 1900

  - tribù Dorylogastrini Wasmann, 1916
    -       - Berghoffia Kistner, 2003
      - Dorylogaster Wasmann, 1904

  - tribù Dorylomimini Wasmann, 1916
    -       - Dorylocratus Wasmann, 1916
      - Dorylomimus Wasmann, 1902
      - Dorylonannus Wasmann, 1916
      - Jeanneliusa Bernhauer, 1936

  - tribù Drepanoxenini Kistner & Watson, 1972
    -       - Drepanoxenus Kistner & Watson, 1972

  - tribù Ecitocharini Seevers, 1965
    -       - Campbellia Kistner & Jacobson, 1990
      - Ecitochara Wasmann, 1887
      - Ecitodaemon Reichensperger, 1939
      - Ecitomorpha Wasmann, 1889
      - Ecitophya Wasmann, 1900
      - Ecitoschneirla Kistner & Jacobson, 1990
      - Ecitosymbia Bruch, 1923
      - Ecitoxenia Wasmann, 1900
      - Retteneciton Kistner & Jacobson, 1990
      - Seeverseciton Kistner & Jacobson, 1990

  - tribù Ecitogastrini Fenyes, 1918
    -       - Ecitogaster Wasmann, 1900

  - tribù Eusteniamorphini Bernhauer & Scheerpeltz, 1926
    -       - Eusteniamorpha Cameron, 1920
      - Eustenidia Pace, 1984
        - sottogenere Eustenidia (Eustenidia) Pace, 1984
        - sottogenere Microeustenidia (Eustenidia) Pace, 1994

      - Pseudeustenia Levasseur, 1971

  - tribù Falagriini Mulsant & Rey, 1873
    -       - Akrincastiba Pace, 2001
      - Aleodorus Say, 1833
      - Almoria Cameron, 1939
      - Ameipseusa Pace, 2003
      - Anaulacaspis Ganglbauer, 1895
      - Bohemiellina Machulka, 1941
      - Borboropora Kraatz, 1862
      - Borneopora Pace, 2002
      - Bryobiota Casey, 1894
      - Cordalia Jacobs, 1925
      - Dasytricheta Bernhauer, 1943
      - Drepanopora Bernhauer, 1908
      - Eccoptoglossa Luze, 1904
      - Ecomorypora Cameron, 1945
      - Falagria Leach, 1819
      - Falagrioma Casey, 1906
      - Falagriota Casey, 1906
      - Galafria Cameron, 1945
      - Guajira Bierig, 1938
      - Himalagria Assing, 2005
      - Indomyrmecopora Assing, 1997
      - Leptagria Casey, 1906
      - Lissagria Casey, 1906
      - Lophagria Casey, 1906
      - Myrmecocephalus W.J.MacLeay, 1871
      - Myrmecopora Saulcy, 1865
        - sottogenere Amechanopora (Myrmecopora) Pace, 2004
        - sottogenere Anatolagria (Myrmecopora) Assing, 2004
        - sottogenere Euphorbiusa (Myrmecopora) Assing, 1997
        - sottogenere Iliusa (Myrmecopora) Mulsant & Rey, 1873
        - sottogenere Lamproxenusa (Myrmecopora) Assing, 1997
        - sottogenere Myrmecopora (Myrmecopora) Saulcy, 1865
        - sottogenere Paraxenusa (Myrmecopora) Assing, 1997
        - sottogenere Xenusa (Myrmecopora) Mulsant & Rey, 1873

      - Pheifalagria Kistner & Zimmerman, 1986
      - Pheigetoxenus Kistner, 1983
      - Plesiosipalia Bernhauer, 1943
      - Pyromecroma Cameron, 1945
      - Scytoglossa Luze, 1904
      - Termitolara Bernhauer, 1927
      - Tropidera Bernhauer, 1908

  - tribù Feldini Kistner, 1972
    -       - Dicuspidoxenus Kistner, 1972
      - Dicuspiphilus Kistner, 1972
      - Dlefa Kistner, 1975
      - Felda Blackwelder, 1952
      - Fisiphila Kistner, 1975
      - Lefda Kistner, 1975
      - Pericapritoxenus Kistner, 1975
      - Tekalita Kistner, 1972
      - Termitobaena Bernhauer, 1915

  - tribù Gymnusini Heer, 1839
    -       - Electrogymnusa Wolf-Schwenninger, 2004
      - Gymnusa Gravenhorst, 1806
      - Stylogymnusa Hammond, 1975

  - tribù Heterotaxini Fenyes, 1921 (forse Hygronomini)
  - tribù Himalusini Klimaszewski, Pace & Center, 2010[4]
    -       - Himalusa Pace, 2006
      - Protinodes Sharp, 1888
      - Sinanarchusa Pace, 2013

  - tribù Homalotini Heer, 1839
    - sottotribù Bolitocharina Thomson, 1859
      - Austrasilida Ashe, 1992
      - Bolitochara Mannerheim, 1830
      - Epipedopora Pace, 1999
      - Hongophila Ashe, 1992
      - Madegassochara Pace, 1999
      - Neotobia Ashe, 1992
      - Phymatura J.Sahlberg, 1876
      - Pleurotobia Casey, 1906
      - Prosoponotha Pace, 1999
      - Pseudatheta Cameron, 1920
      - Silusida Casey, 1906
      - Stictalia Casey, 1906
      - Tanystetha Pace, 2002

    - sottotribù Dinardopsina Bernhauer & Scheerpeltz, 1926
    - sottotribù Gyrophaenina Kraatz, 1856
      - Adelarthra Cameron, 1920
      - Afrobrachida Pace, 1985
      - Agaricochara Kraatz, 1856
      - Agaricomorpha Ashe, 1984
      - Brachida Mulsant & Rey, 1871
      - Brachycantharus Bierig, 1939
      - Brachychara Sharp, 1883
      - Dactyloglossa Pace, 1986
      - Encephalus Stephens, 1832
      - Eumicrota Casey, 1906
      - Gyrophaena Mannerheim, 1830
        - sottogenere Agaricophaena (Gyrophaena) Reitter, 1909
        - sottogenere Enkentrophaena (Gyrophaena) Eichelbaum, 1913
        - sottogenere Gyrophaena (Gyrophaena) Mannerheim, 1830
        - sottogenere Leptarthrophaena (Gyrophaena) Blackwelder, 1952
        - sottogenere Orphnebioidea (Gyrophaena) Schubert, 1908
        - sottogenere Phaenogyra (Gyrophaena) Mulsant & Rey, 1871
        - sottogenere Razia (Gyrophaena) Blackwelder, 1952

      - Mesophaena Pace, 2002
      - Microbrachida Bierig, 1939
      - Neobrachida Cameron, 1920
      - Neobrachychara Bierig, 1939
      - Notiomerinx Ashe, 2003
      - Phanerota Casey, 1906
        - sottogenere Acanthophaena (Phanerota) Blackwelder, 1952
        - sottogenere Phanerota (Phanerota) Casey, 1906

      - Probrachida Ashe, 1984
      - Pseudobrachida Cameron, 1920
      - Pseudoligota Cameron, 1920
      - Sternotropa Cameron, 1920

    - sottotribù Homalotina Heer, 1839
    - sottotribù Homalotini (incertae sedis)
      - Aisthentusa Pace, 2002
      - Ameristoglossa Bernhauer, 1928
      - Anamignusa Pace, 2002
      - Andrikothelyna Pace, 2000
      - Anebolura Bernhauer, 1922
        - sottogenere Anebolura (Anebolura) Bernhauer, 1922
        - sottogenere Deharvengina (Anebolura) Pace, 1990
        - sottogenere Maresia (Anebolura) Cameron, 1947
        - sottogenere Oroussetina (Anebolura) Pace, 1990

      - Animobata Pace, 1991
      - Anomalophaena Pace, 1982
      - Anomognathus Solier, 1849
        - sottogenere Anomognathus (Anomognathus) Solier, 1849
        - sottogenere Mindoria (Anomognathus) Cameron, 1941

      - Antithetusa Pace, 2002
      - Apatelomixidota Pace, 2002
      - Aphelusa Pace, 1981
      - Aplopalpus Coiffait, 1980
      - Aprosdoketusa Pace, 2000
      - Arrostoryta Bernhauer, 1928
      - Asthenesita Casey, 1894
      - Brachyda Coiffait, 1983
      - Cajachara Ashe & Leschen, 1995
      - Caloderina Ganglbauer, 1895
      - Cantabrodytes Español, 1976
      - Caralepta Pace, 1996
      - Cephalomalota Scheerpeltz, 1956
      - Cephaloxynum Bernhauer, 1907
        - sottogenere Cephaloxynum (Cephaloxynum) Bernhauer, 1907
        - sottogenere Ponticulus (Cephaloxynum) Bierig, 1931

      - Chledophila Cameron, 1920
      - Coenonica Kraatz, 1857
      - Cyllogerusa Pace, 1996
      - Cyphea Fauvel, 1863
      - Dianusa Casey, 1906
      - Diestota Mulsant & Rey, 1870
        - sottogenere Aphaenoglossa (Diestota) Peyerimhoff, 1937
        - sottogenere Apheloglossa (Diestota) Casey, 1894
        - sottogenere Diestota (Diestota) Mulsant & Rey, 1870
        - sottogenere Eutrichostygna (Diestota) Pace, 1986
        - sottogenere Ocyupora (Diestota) Pace, 1986

      - Dimastiglossa Pace, 1991
      - Dinardopsis Bruch, 1917
      - Dolichoderma Bierig, 1938
      - Drepanomastax Ashe, 2005
      - Eccoptogenia Kraatz, 1859
      - Epamyktoglossa Eichelbaum, 1913
      - Episemina Pace, 2000
      - Episkilepta Pace, 2002
      - Erastriusa Pace, 1990
      - Eudiestota Sharp, 1908
      - Eumecognathus Ashe, 2005
      - Eupachytoma Pace, 1992
      - Euryloxa Pace, 2003
      - Euryusa Erichson, 1837
        - sottogenere Ectolabrus (Euryusa) Sharp, 1888
        - sottogenere Euryusa (Euryusa) Erichson, 1837

      - Eusipalia Sharp, 1908
      - Gastrophaena Fauvel, 1898
      - Herpastedia Pace, 1991
      - Heterota Mulsant & Rey, 1873
      - Holisomimus Cameron, 1920
      - Homalota Mannerheim, 1830
      - Homoiobrachida Pace, 1990
      - Hoplomicra Sharp, 1883
      - Hygronomalota Cameron, 1933
      - Hygroptera Motschulsky, 1860
      - Kanakaloma Pace, 1991
      - Lembonia Bernhauer, 1932
      - Leptusa Kraatz, 1856
        - sottogenere Adexiopisalia (Leptusa) Pace, 1982
        - sottogenere Adoxopisalia (Leptusa) Pace, 1989
        - sottogenere Afroleptusa (Leptusa) Pace, 1983
        - sottogenere Akratopisalia (Leptusa) Pace, 1996
        - sottogenere Amalopisalia (Leptusa) Pace, 1983
        - sottogenere Anisopisalia (Leptusa) Pace, 1989
        - sottogenere Anomopisalia (Leptusa) Pace, 1983
        - sottogenere Anosiopisalia (Leptusa) Pace, 1995
        - sottogenere Aphaireleptusa (Leptusa) Pace, 1996
        - sottogenere Baldopisalia (Leptusa) Pace, 1983
        - sottogenere Boreoleptusa (Leptusa) Pace, 1989
        - sottogenere Bothrydiopisalia (Leptusa) Scheerpeltz, 1966
        - sottogenere Bryopisalia (Leptusa) Pace, 1989
        - sottogenere Chondrelytropisalia (Leptusa) Scheerpeltz, 1976
        - sottogenere Chondridiopisalia (Leptusa) Pace, 1983
        - sottogenere Chondropisalia (Leptusa) Scheerpeltz, 1966
        - sottogenere Cidnopisalia (Leptusa) Pace, 1989
        - sottogenere Comphopisalia (Leptusa) Scheerpeltz, 1966
        - sottogenere Craspedopisalia (Leptusa) Scheerpeltz, 1966
        - sottogenere Cryptopisalia (Leptusa) Pace, 1983
        - sottogenere Cyllopisalia (Leptusa) Pace, 1982
        - sottogenere Dendroleptusa (Leptusa) Pace, 1983
        - sottogenere Drepanoleptusa (Leptusa) Pace, 1982
        - sottogenere Dysleptusa (Leptusa) Pace, 1982
        - sottogenere Ectinopisalia (Leptusa) Scheerpeltz, 1966
        - sottogenere Emmelopisalia (Leptusa) Pace, 1983
        - sottogenere Entomophallopisalia (Leptusa) Pace, 1983
        - sottogenere Eospisalia (Leptusa) Pace, 1982
        - sottogenere Eremopisalia (Leptusa) Pace, 1989
        - sottogenere Eucryptusa (Leptusa) Casey, 1906
        - sottogenere Evaniopisalia (Leptusa) Pace, 1982
        - sottogenere Exaeretopisalia (Leptusa) Pace, 1989
        - sottogenere Gallopisalia (Leptusa) Pace, 1989
        - sottogenere Geopisalia (Leptusa) Pace, 1984
        - sottogenere Gnopheropisalia (Leptusa) Pace, 1983
        - sottogenere Habropisalia (Leptusa) Pace, 1989
        - sottogenere Halmaeusa (Leptusa) Kiesenwetter, 1877
        - sottogenere Hemipasilia (Leptusa) Pace, 1989
        - sottogenere Heteroleptusa (Leptusa) Pace, 1989
        - sottogenere Heterotyphlopasilia (Leptusa) Pace, 1983
        - sottogenere Homopisalia (Leptusa) Pace, 1982
        - sottogenere Ischnopisalia (Leptusa) Pace, 1989
        - sottogenere Kochliodepisalia (Leptusa) Pace, 1996
        - sottogenere Koilokoryphepisalia (Leptusa) Pace, 1999
        - sottogenere Lasiopisalia (Leptusa) Pace, 1983
        - sottogenere Lathripisalia (Leptusa) Pace, 1983
        - sottogenere Leptopasilia (Leptusa) Scheerpeltz, 1966
        - sottogenere Leptusa (Leptusa) Kraatz, 1856
        - sottogenere Liopisalia (Leptusa) Pace, 1989
        - sottogenere Megacolypisalia (Leptusa) Pace, 1983
        - sottogenere Melopisalia (Leptusa) Pace, 1983
        - sottogenere Metaplasmopasilia (Leptusa) Pace, 1989
        - sottogenere Microcolypisalia (Leptusa) Pace, 1989
        - sottogenere Micropisalia (Leptusa) Scheerpeltz, 1948
        - sottogenere Myopopisalia (Leptusa) Scheerpeltz, 1966
        - sottogenere Nanoglossa (Leptusa) Fauvel, 1868
        - sottogenere Nanopisalia (Leptusa) Pace, 1983
        - sottogenere Neopisalia (Leptusa) Scheerpeltz, 1966
        - sottogenere Nesopisalia (Leptusa) Pace, 1992
        - sottogenere Oligopisalia (Leptusa) Scheerpeltz, 1966
        - sottogenere Oncopisalia (Leptusa) Pace, 1982
        - sottogenere Oreopisalia (Leptusa) Pace, 1983
        - sottogenere Pachygastropisalia (Leptusa) Scheerpeltz, 1966
        - sottogenere Pachygluta (Leptusa) Thomson, 1858
        - sottogenere Parapisalia (Leptusa) Scheerpeltz, 1948
        - sottogenere Pasilia (Leptusa) Mulsant & Rey, 1871
        - sottogenere Pisalia (Leptusa) Mulsant & Rey, 1871
        - sottogenere Planepisalia (Leptusa) Pace, 1989
        - sottogenere Protoleptusa (Leptusa) V.B.Semenov, 2001
        - sottogenere Rhombopisalia (Leptusa) Scheerpeltz, 1953
        - sottogenere Roubaliusa (Leptusa) Scheerpeltz, 1966
        - sottogenere Scelopisalia (Leptusa) Scheerpeltz, 1966
        - sottogenere Scoliophallopisalia (Leptusa) Pace, 1989
        - sottogenere Scolioplatypisalia (Leptusa) Pace, 1989
        - sottogenere Stenoleptusa (Leptusa) Scheerpeltz, 1966
        - sottogenere Stictopisalia (Leptusa) Scheerpeltz, 1966
        - sottogenere Toxophallopisalia (Leptusa) Pace, 1983
        - sottogenere Trichopasilia (Leptusa) Scheerpeltz, 1966
        - sottogenere Typhlopasilia (Leptusa) Ganglbauer, 1895
        - sottogenere Ulitusa (Leptusa) Casey, 1906

      - Linoglossa Kraatz, 1859
        - sottogenere Axinocolya (Linoglossa) Pace, 1989
        - sottogenere Linoglossa (Linoglossa) Kraatz, 1859
        - sottogenere Lophoglossa (Linoglossa) Pace, 1982

      - Lomaglossina Pace, 1991
      - Madecusa Pace, 1984
      - Megaloscapa Seidlitz, 1889
      - Megaparaglossa Pace, 2002
      - Melainacnemisa Bernhauer, 1942
      - Metechonica Pace, 2002
      - Methistemistiba Pace, 1998
      - Microdinarda Bernhauer, 1929
      - Mimopisalia Pace, 1984
      - Neactocharis Pace, 1984
      - Neidosphena Pace, 1991
      - Nemoedia Pace, 1991
        - sottogenere Nemoedia (Nemoedia) Pace, 1991
        - sottogenere Novocaledoniella (Nemoedia) Pace, 1991

      - Neocoenonica Cameron, 1950
      - Neoleptusa Cameron, 1939
        - sottogenere Neoleptusa (Neoleptusa) Cameron, 1939
        - sottogenere Physetotoma (Neoleptusa) Pace, 1990

      - Neomalota Cameron, 1920
      - Neosilusa Cameron, 1920
      - Omologlusa Pace, 1998
      - Oroekklina Pace, 1999
      - Oroussetiella Pace, 1990
      - Panbrachyna Pace, 2002
      - Parabrachida Cameron, 1939
      - Paractocharis Cameron, 1917
      - Paralinoglossa Pace, 1982
      - Parasilusa Bernhauer, 1908
      - Pareudera Coiffait & Sáiz, 1967
      - Paroxypodinus Cameron, 1933
      - Philoleptusa Pace, 1983
      - Piescymnida Pace, 1992
      - Plesiomalota Pace, 1983
        - sottogenere Chaetopiezusa (Plesiomalota) Pace, 1985
        - sottogenere Heteromalota (Plesiomalota) Pace, 1983
        - sottogenere Leptosomaphya (Plesiomalota) Pace, 1983
        - sottogenere Microchara (Plesiomalota) Pace, 1983
        - sottogenere Microusa (Plesiomalota) Pace, 1983
        - sottogenere Plesiomalota (Plesiomalota) Pace, 1983

      - Polytelusa Pace, 1996
      - Pomariella Coiffait, 1983
      - Psephothetemusa Pace, 2002
      - Pseudomicrodota Machulka, 1935
      - Pseudopisalia Cameron, 1950
      - Pseudoplacusa Cameron, 1920
      - Pseudosilusa Bernhauer, 1915
      - Pseudostenusa Cameron, 1950
      - Rhopalocerina Reitter, 1909
      - Siagotanyx Ashe, 2005
      - Silusa Erichson, 1837
        - sottogenere Silusa (Silusa) Erichson, 1837
        - sottogenere Stenusa (Silusa) Kraatz, 1856

      - Solenoglossa Cameron, 1926
      - Sphendysglossa Pace, 1991
      - Stenomastax Cameron, 1933
      - Stichostigma Bernhauer, 1915
      - Stictomadecassina Pace, 1984
      - Sulepta Cameron, 1939
      - Tachiona Sharp, 1883
      - Tachychara Cameron, 1920
      - Tachyusida Mulsant & Rey, 1871
      - Tahitia Coiffait, 1976
      - Taraktomora Pace, 1998
      - Thecturella Cameron, 1922
      - Thecturota Casey, 1894
      - Thrichidryas Blackwelder, 1952
      - Trachystegosoma Scheerpeltz, 1974
      - Trichidryas Pace, 1996
      - Tropoleptusa Cameron, 1936
      - Troposilusa Cameron, 1939
      - Typhlomalota Cameron, 1947
      - Xenobiota Bierig, 1938

    - sottotribù Silusina Fenyes, 1918
      - Pseudotyphlopasilia Pace, 1983

  - tribù Hoplandriini Casey, 1910
    - sottotribù Hoplandriina Casey, 1910
      - Acantoxyura Pace, 1987
      - Aleochandria Cameron, 1948
      - Alloplandria Pace, 1999
      - Bessoglossa Pace, 1986
      - Borneusa Pace, 2002
      - Brachidamorpha Cameron, 1928
      - Gonionycha Cameron, 1939
      - Heliconandria Hanley, 2002
      - Hoplandria Kraatz, 1857
        - sottogenere Arrhenandria (Hoplandria) Génier, 1989
        - sottogenere Genosema (Hoplandria) Notman, 1920
        - sottogenere Hoplandria (Hoplandria) Kraatz, 1857
        - sottogenere Lophomucter (Hoplandria) Notman, 1920
        - sottogenere Platonica (Hoplandria) Sharp, 1883

      - Leptandria Hanley, 2003
      - Palaeochara Bernhauer, 1902

    - sottotribù Platandriina Hanley, 2002
      - Ditropandria Pace, 1984
      - Ligulata Hanley & Ashe, 1998
      - Microlia Casey, 1910
      - Omoplandria Cameron, 1949
      - Paroplandria Cameron, 1936
      - Platandria Casey, 1894

    - sottotribù Pseudoplandriina Hanley, 2002
      - Pseudoplandria Fenyes, 1921

  - tribù Hygronomini Thomson, 1859
    - sottotribù Hygronomina Thomson, 1859
      - Benickia Puthz, 1969
      - Caloderella Bernhauer, 1912
      - Cryptocompsus Lynch, 1884
      - Heterotaxus Bernhauer, 1915
      - Hygrochara Cameron, 1939
      - Hygronoma Erichson, 1837
      - Pediculota Ádám, 1987
      - Platyepipedia Pace, 1986

    - sottotribù Saphoglossina Bernhauer & Scheerpeltz, 1926

  - tribù Hypocyphtini Laporte de Castelnau, 1835
    -       - Akanthoystera Pace, 2002
      - Callopsenius Wasmann, 1903
      - Cypha Leach, 1819
      - Holobus Solier, 1849
      - Liophaena Sharp, 1880
      - Microtachyporus Oke, 1933
      - Nematoscelis Wollaston, 1867
      - Neodecusa Cameron, 1949
      - Oligota Mannerheim, 1830
      - Oligusa Wasmann, 1897
      - Paracyptus Cameron, 1944
      - Typhlocyptus Saulcy, 1878

  - tribù Leucocraspedini Fenyes, 1921
    -       - Leucocraspedum Kraatz, 1859

  - tribù Liparocephalini Fenyes, 1918
    -       - Amblopusa Casey, 1894
      - Baeostethus Broun, 1909
      - Diaulota Casey, 1894
      - Liparocephalus Mäklin, 1853
      - Moorea Ahn, 2004
      - Paramblopusa Ahn & Ashe, 1996
      - Salinamexus Moore & Legner, 1977
      - Thinobiosus Moore & Legner, 1977

  - tribù Lomechusini Fleming, 1821
    - sottotribù Aenictobiina Kistner, 1997
      - Aenictobia Seevers, 1953
      - Dentaphila Kistner, 1997
      - Tobiisima Kistner, 1997
      - Trichotobia Kistner, 1997

    - sottotribù Lomechusina Fleming, 1821
      - Lomechusa Gravenhorst, 1806
      - Lomechusoides Tottenham, 1939
      - Lornechusula Brauns, 1925
      - Xenodusa Wasmann, 1894

    - sottotribù Myrmedoniina Thomson, 1867
      - Abothrus Pace, 1991
      - Acanthastilbus Cameron, 1939
      - Aenictocleptis Kistner & Jacobson, 1975
      - Aenictonia Wasmann, 1900
      - Aenictozyras Kistner & Jacobson, 1975
      - Allardiana Levasseur, 1966
      - Allodinarda Wasmann, 1909
      - Amaurodera Fauvel, 1905
      - Amazoncharis Pace, 1990
      - Amblyoponiphilus Oke, 1933
      - Anepipleuronia Bernhauer, 1929
      - Ankaratraella Pace, 1999
      - Anommatochara Wasmann, 1915
      - Anopsapterus Lecoq, 1988
      - Anthropeltodonia Bernhauer, 1937
      - Apalonia Casey, 1906
      - Apteranillus Fairmaire, 1854
      - Apteraphaenops Jeannel, 1907
      - Astilbides Wasmann, 1916
      - Aulacocephalonia Bernhauer, 1928
      - Borneozyras Pace, 2002
      - Bothriocrata Pace, 1993
      - Brachypteronia Bernhauer, 1929
      - Camerouniella Levasseur, 1967
      - Cantaloubeia Levasseur, 1966
      - Catarractodes Strand, 1928
        - sottogenere Catarractodes (Catarractodes) Strand, 1928
        - sottogenere Hyptiorrates (Catarractodes) Pace, 1988

      - Chaetosogonocephus Pace, 1987
      - Conradsia Bernhauer, 1942
      - Creodonia Wasmann, 1915
      - Dabra Olliff, 1886
      - Dabrosoma Lea, 1910
      - Degalliera Kistner, 1993
      - Dentazyras Kistner, 1997
      - Deroleptus Bernhauer, 1915
      - Dinocoryna Casey, 1894
      - Dinusella Bernhauer, 1908
      - Diplopleurus Bernhauer, 1915
      - Doratoporus Wasmann, 1893
      - Dromacamatus Bruch, 1933
      - Dromanomma Wasmann, 1916
      - Dromeciton Fauvel, 1904
      - Drugia Blackwelder, 1952
      - Drusilla Leach, 1819
      - Drusillota Casey, 1906
      - Dysamblys Pace, 1999
      - Ecitana Seevers, 1965
      - Ecitocala Frank, 1981
      - Ecitocerus Borgmeier, 1949
      - Ecitocryptodes Seevers, 1965
      - Ecitocryptus Borgmeier, 1930
      - Ecitodiscus Borgmeier, 1949
      - Ecitodonia Seevers, 1965
      - Ecitoglossa Borgmeier, 1958
      - Ecitonia Wasmann, 1894
      - Ecitonidia Wasmann, 1900
      - Ecitonilla Wasmann, 1894
      - Ecitopelta Borgmeier, 1949
      - Ecitophila Wasmann, 1890
      - Ecitophiletus Borgmeier, 1932
      - Ecitophrura Reichensperger, 1939
      - Ecitoplectus Borgmeier, 1931
      - Ecitopolites Borgmeier, 1949
      - Ecitopora Wasmann, 1887
      - Ecitotyphlus Borgmeier, 1949
      - Ecitoxenidia Wasmann, 1909
      - Euryalusa Pace, 1984
      - Eurydiotyphla Pace, 1986
      - Falagonia Sharp, 1883
      - Falagonilla Reichensperger, 1939
      - Gallardoia Bruch, 1924
      - Gapia Blackwelder, 1952
      - Gramminopleurus Bernhauer, 1942
      - Gryptaulacus Bernhauer, 1937
      - Haplomyrmemonia Pace, 1986
      - Heteroporus Cameron, 1939
      - Homalodonia Bernhauer, 1936
      - Kakodaimonia Bernhauer, 1929
      - Katanganella Levasseur, 1966
      - Kenyanella Levasseur, 1966
      - Kolwezia Levasseur, 1966
      - Labidilla Borgmeier, 1949
      - Labidoculex Reichensperger, 1936
      - Leiorhopala Bernhauer, 1932
      - Leleupidiella Jarrige, 1953
      - Leptogenonia Maruyama, von Beeren & Witte, 2010[5]
      - Leptogenoxenus Kistner, 1975
      - Macrogerodonia Bernhauer, 1941
      - Madecazyras Scheerpeltz, 1961
      - Malaiseium Scheerpeltz, 1965
      - Manikaella Levasseur, 1967
      - Maschwitzia Kistner, 1989
      - Meronera Sharp, 1887
      - Methneria Bernhauer, 1915
      - Methnerotherium Bernhauer, 1929
      - Microdonia Casey, 1894
      - Mimoplandria Cameron, 1950
      - Monobothrus Pace, 1990
      - Myrmechusa Wasmann, 1908
      - Myrmechusina Cameron, 1926
      - Myrmecopella Kistner & McNairn, 1991
      - Myrmecoxenia Lynch, 1884
      - Myrmedonota Cameron, 1920
      - Myrmigaster Sharp, 1876
      - Myrmoecia Mulsant & Rey, 1873
      - Neocamacopalpus Klimaszewski, 1982
      - Neolara Sharp, 1883
      - Neosmectonia Jacobson & Kistner, 1983
      - Neowroughtonilla Kistner, 1989
      - Ocyplanus Fauvel, 1899
      - Orphnebius Motschulsky, 1858
      - Oxylidia Pace, 1993
      - Pachorhopala Bernhauer, 1915
        - sottogenere Pachorhopala (Pachorhopala) Bernhauer, 1915
        - sottogenere Troposipalia (Pachorhopala) Bernhauer, 1930

      - Papuanusa Pace, 2000
      - Paramyrmoecia Scheerpeltz, 1974
      - Paraporus Bernhauer, 1929
      - Parastilbus Bernhauer, 1933
      - Parawroughtonilla Maruyama, von Beeren & Witte, 2010[5]
      - Pedinopleurus Cameron, 1939
      - Periergopus Fenyes, 1921
      - Pheidologitonetes Cameron, 1939
      - Philastilbus Bernhauer, 1929
      - Philusina Wasmann, 1893
      - Platyastilbus Scheerpeltz, 1965
      - Plesiadda Pace, 1986
      - Porus Westwood, 1840
      - Propinquitas Last, 1977
      - Pseudastilbus Cameron, 1950
      - Pseudodinusa Bernhauer, 1912
      - Pseudodrusilla Bernhauer, 1933
      - Pseudoporus Wasmann, 1893
      - Pseudothamiaraea Cameron, 1923
      - Pterygatemeles Scheerpeltz, 1965
      - Quarternio Last, 1963
      - Rhopalybia Cameron, 1937
      - Rhoptrodinarda Brauns, 1914
      - Salutoporus Last, 1977
      - Scotodonia Wasmann, 1894
      - Smectonia Patrizi, 1948
      - Stenocyplanus Jacobson & Kistner, 1983
      - Stenopleurus Kistner, 1997
      - Stichodonia Bernhauer, 1928
      - Strabocephalium Bernhauer, 1911
      - Synthoracastilbus Scheerpeltz, 1957
      - Termitognathus Borgmeier, 1959
      - Terrecorvonia Last, 1961
      - Tetrabothrus Bernhauer, 1915
      - Tetradonella Jacobson & Kistner, 1998
      - Tetradonia Wasmann, 1894
      - Tetragnypeta Cameron, 1950
      - Tetralophodes Bernhauer, 1922
      - Thlibopleurus Bernhauer, 1915
      - Thoracastilbus Scheerpeltz, 1957
      - Thoracophagus Kistner, 2003
      - Togpelenys Kistner, 1989
      - Trachydonia Bernhauer, 1928
      - Trachyota Casey, 1906
      - Trichodonia Wasmann, 1916
      - Tropiochara Bernhauer, 1937
      - Typhlonusa Borgmeier, 1958
      - Typhlozyras Jeannel, 1960
      - Urodonia Silvestri, 1946
      - Vertexprorogatio Kistner, 2004
      - Wasmannina Mann, 1925
      - Witteia Maruyama, von Beeren & Hashim, 2010[6]
      - Wroughtonilla Wasmann, 1899
      - Xesturida Casey, 1906
      - Zyras Stephens, 1833
        - sottogenere Acanthocnemidonia (Zyras) Bernhauer, 1936
        - sottogenere Acrothoraconia (Zyras) Bernhauer, 1934
        - sottogenere Androdonia (Zyras) Bernhauer, 1928
        - sottogenere Anophthalmodonia (Zyras) Bernhauer, 1936
        - sottogenere Antronia (Zyras) Bernhauer, 1928
        - sottogenere Aplastonia (Zyras) Bernhauer, 1932
        - sottogenere Apostenonia (Zyras) Bernhauer, 1929
        - sottogenere Apterygodonia (Zyras) Scheerpeltz, 1963
        - sottogenere Aulacodonia (Zyras) Bernhauer, 1928
        - sottogenere Botsa (Zyras) Blackwelder, 1952
        - sottogenere Callodonia (Zyras) Bernhauer, 1928
        - sottogenere Cameronodonia (Zyras) Dvoräk, 1981
        - sottogenere Camonia (Zyras) Bernhauer, 1928
        - sottogenere Cephalodonia (Zyras) Bernhauer, 1928
        - sottogenere Colpodonia (Zyras) Bernhauer, 1929
        - sottogenere Craspa (Zyras) Blackwelder, 1952
        - sottogenere Crateodonia (Zyras) Bernhauer, 1928
        - sottogenere Ctenodonia (Zyras) Wasmann, 1894
        - sottogenere Dentothalmonia (Zyras) Last, 1956
        - sottogenere Diaulaconia (Zyras) Bernhauer, 1928
        - sottogenere Euryalonia (Zyras) Bernhauer, 1928
        - sottogenere Eurydonia (Zyras) Bernhauer, 1928
        - sottogenere Euryncephalodonia (Zyras) Scheerpeltz, 1974
        - sottogenere Euryndonia (Zyras) Bernhauer, 1928
        - sottogenere Fealina (Zyras) Bernhauer, 1929
        - sottogenere Glossacantha (Zyras) Gemminger & Harold, 1868
        - sottogenere Grammodonia (Zyras) Bernhauer, 1928
        - sottogenere Hylozyras (Zyras) Iablokoff-Khnzorian, 1960
        - sottogenere Isothoracodonia (Zyras) Bernhauer, 1936
        - sottogenere Lastia (Zyras) Dvoräk, 1984
        - sottogenere Lepla (Zyras) Tottenham, 1939
        - sottogenere Leptodonia (Zyras) Bernhauer, 1928
        - sottogenere Macrodonia (Zyras) Wasmann, 1894
        - sottogenere Myrmelia (Zyras) Mulsant & Rey, 1873
        - sottogenere Neotropopella (Zyras) Scheerpeltz, 1976
        - sottogenere Pachydonia (Zyras) Bernhauer, 1928
        - sottogenere Paragrammodonia (Zyras) Bernhauer, 1935
        - sottogenere Parophthalmonia (Zyras) Bernhauer, 1928
        - sottogenere Pella (Zyras) Stephens, 1833
        - sottogenere Pellochromonia (Zyras) Reitter, 1909
        - sottogenere Peltodonia (Zyras) Bernhauer, 1936
        - sottogenere Platydonia (Zyras) Bernhauer, 1928
        - sottogenere Platyusa (Zyras) Casey, 1885
        - sottogenere Polydonia (Zyras) Bernhauer, 1928
        - sottogenere Pycnodonia (Zyras) Bernhauer, 1928
        - sottogenere Remionea (Zyras) Blackwelder, 1952
        - sottogenere Rhopalodonia (Zyras) Cameron, 1939
        - sottogenere Rocnema (Zyras) Blackwelder, 1952
        - sottogenere Sinozyras (Zyras) Pace, 1999
        - sottogenere Subversoris (Zyras) Last, 1977
        - sottogenere Synthoracodonia (Zyras) Scheerpeltz, 1974
        - sottogenere Taprodonia (Zyras) Cameron, 1939
        - sottogenere Termidonia (Zyras) Motschulsky, 1860
        - sottogenere Termitelia (Zyras) Cameron, 1939
        - sottogenere Termitodonia (Zyras) Cameron, 1936
        - sottogenere Trigonodonia (Zyras) Bernhauer, 1928
        - sottogenere Trigonozyras (Zyras) Cameron, 1943
        - sottogenere Tropidonia (Zyras) Bernhauer, 1928
        - sottogenere Visendor (Zyras) Last, 1960
        - sottogenere Zyras (Zyras) Stephens, 1833
        - sottogenere Zyrastilbus (Zyras) Cameron, 1939

    - sottotribù Termitozyrina Seevers, 1957
      - Havilandoxenus Kistner, 1971
      - Hodotermophilus Naomi & Terayama, 1986
      - Iheringocantharus Bernhauer, 1912
      - Limulodilla Kistner, 1970
      - Longipedisymbia Kistner, 1970
      - Longipedoxenus Kistner, 1970
      - Masuria Cameron, 1928
        - sottogenere Masuria (Masuria) Cameron, 1928
        - sottogenere Oncosomechusa (Masuria) Pace, 1982

      - Termitonusa Borgmeier, 1950
      - Termitophagus Silvestri, 1946
      - Termitosymbia Seevers, 1957
      - Termitozyras Seevers, 1957
      - Termophidoholus Naomi & Hirono, 1996

  - tribù Lomechusini (incertae sedis)
    -       - Macrozoque Santiago-Jiménez, 2015[7]

  - tribù Mesoporini Cameron, 1959
    -       - Ambracyptus Lundgren, 1984
      - Ampheida Pace, 1990
      - Anacyptus Horn, 1877
      - Dictyon Fauvel, 1900
      - Kistnerium Naomi & Iwata, 1996
      - Mesoporus Cameron, 1959
      - Mesosymbion Yamamoto, Maruyama & Parker, 2016  (fossile)
      - Mimodictyon Cameron, 1944
      - Palaeomesoporus Yamamoto & Maruyama, 2016[8] (fossile)
      - Paraconosoma Bernhauer, 1941
      - Paradictyon Scheerpeltz, 1929

  - tribù Mimanommatini Wasmann, 1912
    - sottotribù Dorylophilina Fenyes, 1921
      - Demerilla Cameron, 1930
      - Demerina Bernhauer, 1927
      - Demerinda Cameron, 1927
      - Derelina Kistner & Jacobson, 1979
      - Derema Fauvel, 1899
      - Deremilla Kistner & Jacobson, 1979
      - Dorylobactrus Wasmann, 1916
      - Dorylobius Raffray, 1899
      - Dorylocerus Wasmann, 1904
      - Dorylonilla Wasmann, 1904
      - Dorylophila Wasmann, 1904
      - Dorylostethus Brauns, 1898
      - Draconula Kistner, 1966
      - Emerda Kistner & Jacobson, 1979
      - Fossulopora Kistner, 1968
      - Kamptomerus Pace, 1998
      - Koilomera Bernhauer, 1927
      - Lokomera Jacobson & Kistner, 1979
      - Macfieia Bernhauer, 1927
      - Medera Kistner & Jacobson, 1979
      - Nitinella Kistner & Jacobson, 1979
      - Notelyglypha Pace, 1999
      - Ponerilla Brauns, 1914
      - Redema Kistner & Jacobson, 1979
      - Rhopalinda Cameron, 1927
      - Rodylopora Kistner, 1966
      - Rylodophila Kistner & Jacobson, 1979

    - sottotribù Mimanommatina Wasmann, 1912
      - Mimanomma Wasmann, 1912
      - Siafumimus Kistner, 1993

  - tribù Mimecitini Wasmann, 1917
    - sottotribù Labidopullina Jacobson & Kistner, 1991
      - Labidopullus Borgmeier, 1958

    - sottotribù Leptanillophilina Fenyes, 1918
      - Acamatusinella Bruch, 1931
      - Ecitomerus Borgmeier, 1933
      - Ecitophanes Borgmeier, 1930
      - Ecitosoma Borgmeier, 1939
      - Leptanillophilus Holmgren, 1908
      - Mimacamatus Bruch, 1933

    - sottotribù Mimecitina Wasmann, 1917
      - Labidoglobus Reichensperger, 1933
      - Labidosphaerula Reichensperger, 1939
      - Mimeciton Wasmann, 1893
      - Paramimeciton Reichensperger, 1935
      - Pseudomimeciton Heikertinger, 1926

    - sottotribù Mimonillina Bernhauer & Scheerpeltz, 1926
      - Labidomimus Wasmann, 1923
      - Mimonilla Wasmann, 1913

  - tribù Myllaenini Ganglbauer, 1895
    -       - Amazonopora Pace, 1996
      - Brachypronomaea Sawada, 1956
      - Bryothinusa Casey, 1904
      - Dimonomera Cameron, 1933
      - Dysacrita Pace, 1992
      - Halorhadinus Sawada, 1971[9]
      - Lautaea Sawada, 1989
      - Mimoxypoda Cameron, 1925
        - sottogenere Aidemonusa (Mimoxypoda) Pace, 1998
        - sottogenere Mimoxypoda (Mimoxypoda) Cameron, 1925

      - Myllaena Erichson, 1837
      - Paramyllaena Pace, 1984
      - Philomina Blackwelder, 1952
      - Polypea Fauvel, 1878
      - Rothium Moore & Legner, 1977

  - tribù Oxypodini Thomson, 1859
    - sottotribù Aphytopodina Bernhauer & Scheerpeltz, 1926
    - sottotribù Blepharhymenina Klimaszewski & Peck, 1986
    - sottotribù Dinardina Mulsant & Rey, 1873
    - sottotribù Meoticina Seevers, 1978
    - sottotribù Ocyusina Mulsant & Rey, 1874
    - sottotribù Oxypodina Thomson, 1859
    - sottotribù Oxypodini (incertae sedis)
      - Abrophaena Pace, 1983
      - Achtherampla Pace, 1992
      - Acrocyusa Bernhauer, 1930
      - Acrostiba Thomson, 1858
      - Afromeotica Scheerpeltz, 1971
      - Alfocalea Klimaszewski, 2004
      - Alisalia Casey, 1911
      - Amanota Casey, 1906
      - Amarochara Thomson, 1858
      - Ambodina Sharp, 1883
      - Andinostiba Scheerpeltz, 1972
      - Anocalea Fenyes, 1921
      - Apatelieida Pace, 2002
      - Aphytopus Sharp, 1886
      - Apimela Mulsant & Rey, 1873
      - Aspidobactrus Sharp, 1888
      - Australiusa Pace, 2003
      - Austrocalea Cameron, 1948
      - Aylikusa Pace, 2003
      - Bamona Sharp, 1883
      - Beijingusa Pace, 1999
      - Betocalea Klimaszewski, 2004
      - Blepharhymenus Solier, 1849
      - Brachyusa Mulsant & Rey, 1873
      - Brouniana Blackwelder, 1952
      - Calodera Mannerheim, 1830
      - Cephalocousya Lohse, 1971
      - Chanoma Blackwelder, 1952
      - Chilodera Cameron, 1944
      - Chilomorpha Krasa, 1914
      - Chitosa Casey, 1900
      - Cnemostyla Pace, 1988
      - Colle Steel, 1964
      - Cousya Mulsant & Rey, 1875
      - Crataraea Thomson, 1858
      - Ctenopeuca Bernhauer, 1915
      - Dasygnypeta Lohse, 1974
      - Dasymera Fauvel, 1866
      - Decusa Casey, 1900
      - Demoglena Pace, 1987
      - Derocala Mulsant & Rey, 1875
      - Devia Blackwelder, 1952
      - Dexiogyia Thomson, 1858
      - Diacanthochara Pace, 1983
      - Dinarda Leach, 1819
      - Dinusa Saulcy, 1865
      - Diploxenus Kistner & Akatsuka, 1981
      - Dymerinx Pace, 2003
      - Ecitodulus Wasmann, 1900
      - Elaphromniusa Eichelbaum, 1913
      - Euryalea Mulsant & Rey, 1875
      - Euthorax Solier, 1849
      - Feluva Blackwelder, 1952
      - Franzidota Pace, 1982
      - Gastrolamprusa Pace, 1982
      - Gastrorhopalus Solier, 1849
      - Gennadota Casey, 1906
      - Gnathusa Fenyes, 1910
      - Gnypeta Thomson, 1858
      - Gnypetella Casey, 1906
      - Gnypetoidea Scheerpeltz, 1974
      - Gnypetosoma Cameron, 1922
      - Gyronotus Cameron, 1948
      - Gyronycha Casey, 1894
      - Haplochara Pace, 1985
      - Haploglossa Kraatz, 1856
      - Homoeusa Kraatz, 1856
      - Hygropetrophila Bernhauer, 1929
      - Hygropora Kraatz, 1856
      - Idiostiba Pace, 1990
      - Ilyobates Kraatz, 1856
      - Irmaria Cameron, 1925
      - Ischnoglossa Kraatz, 1856
      - Ischnopoda Stephens, 1833
        - sottogenere Caliusa (Ischnopoda) Mulsant & Rey, 1873
        - sottogenere Cathusya (Ischnopoda) Mulsant & Rey, 1873
        - sottogenere Ischnopoda (Ischnopoda) Stephens, 1833
        - sottogenere Ischnopoderona (Ischnopoda) Scheerpeltz, 1974

      - Ischyradelia Pace, 1999
      - Ischyrocolpura Pace, 1990
      - Kaweshkarusa Pace, 1992
      - Leichusa Pace, 2003
      - Leptobamona Casey, 1911
      - Liometoxenus Kistner, Jensen & Jacobson, 2002
      - Longipeltina Bernhauer, 1912
      - Losiusa Seevers, 1978
      - Makara Cameron, 1948
      - Maurachelia Bernhauer, 1902
      - Mecrona Blackwelder, 1952
      - Megocalea Klimaszewski, 2004
      - Melanalia Casey, 1911
      - Melvilloxenus Kistner, 1970
      - Meotica Mulsant & Rey, 1873
      - Meoticaops Pace, 1983
      - Meoticella Scheerpeltz, 1954
      - Metocalea Klimaszewski, 2004
      - Mimobates Cameron, 1945
      - Mniusa Mulsant & Rey, 1875
      - Myrmedonella Cameron, 1920
      - Myrmobiota Casey, 1894
      - Neocalodera Pace, 1987
      - Neodemosoma Pace, 1989
      - Neodoxa Klimaszewski, Marris & Thorpe, 2003
      - Neothetalia Klimaszewski, 2004
      - Newtonusa Pace, 1999
      - Nordenskjoldella Enderlein, 1912
      - Ocalea Erichson, 1837
      - Ocyusa Kraatz, 1856
      - Ocyustiba Lohse & Smetana, 1988
      - Oligonotus Lynch, 1884
      - Oreuryalea Assing & Maruyama, 2002
      - Oreusa Bernhauer, 1900
      - Oxypoda Mannerheim, 1830
        - sottogenere Atlantoxypoda (Oxypoda) Zerche, 1996
        - sottogenere Baeoglena (Oxypoda) Thomson, 1867
        - sottogenere Baptopoda (Oxypoda) Bernhauer, 1902
        - sottogenere Bessopora (Oxypoda) Thomson, 1859
        - sottogenere Canaroxypoda (Oxypoda) Zerche, 1996
        - sottogenere Cyrtonychochaeta (Oxypoda) Scheerpeltz, 1947
        - sottogenere Demosoma (Oxypoda) Thomson, 1859
        - sottogenere Deropoda (Oxypoda) Bernhauer, 1902
        - sottogenere Disochara (Oxypoda) Thomson, 1858
        - sottogenere Mycetodrepa (Oxypoda) Thomson, 1859
        - sottogenere Oxypoda (Oxypoda) Mannerheim, 1830
        - sottogenere Paroxypoda (Oxypoda) Ganglbauer, 1895
        - sottogenere Podoxya (Oxypoda) Mulsant & Rey, 1875
        - sottogenere Sedomoma (Oxypoda) Tottenham, 1939
        - sottogenere Sphenoma (Oxypoda) Mannerheim, 1830

      - Pachycerota Casey, 1906
      - Parabainusa Pace, 1997
      - Paradilacra Bernhauer, 1909
      - Paragnypeta Cameron, 1945
      - Parahydrosmecta Scheerpeltz, 1972
      - Paramarochara Cameron, 1952
      - Paraphyma Cameron, 1950
      - Paraphytopus Cameron, 1948
      - Parapimela Cameron, 1939
      - Parocalea Bernhauer, 1901
      - Parocyusa Bernhauer, 1902
        - sottogenere Parocyusa (Parocyusa) Bernhauer, 1902
        - sottogenere Tetralaucopora (Parocyusa) Bernhauer, 1928

      - Pentanota Bernhauer, 1905
      - Phasmota Casey, 1910
      - Phloeopora Erichson, 1837
      - Platysmarthrusa Pace, 1999
      - Pnephorusa Pace, 2000
      - Poikilnotha Pace, 2000
      - Polyacanthode Bernhauer, 1939
      - Polylobinus Bernhauer, 1908
      - Polylobus Solier, 1849
      - Porocallus Sharp, 1888
      - Poromniusa Ganglbauer, 1895
      - Prymnorhopala Bernhauer, 1922
      - Pseudapimela Coiffait, 1982
      - Pseudocyusa Cameron, 1939
      - Pseudognypeta Cameron, 1923
      - Pseudomeotica Cameron, 1939
      - Pseudomyllaena Pace, 1986
      - Pseudophaena Cameron, 1920
      - Pyroglossa Bernhauer, 1901
      - Randa Blackwelder, 1952
      - Rechota Sharp, 1883
      - Rheobioma Casey, 1906
      - Rhomphocallus Assing, 2003
      - Rhopalotella Bernhauer, 1911
      - Saphoglossa Sharp, 1883
      - Smetanaetha Pace, 1992
      - Somasterochara Pace, 1986
      - Spanioda Blackwelder, 1952
      - Sphaenidatoma Pace, 1987
      - Stichoglossa Fairmaire & Laboulbène, 1856
      - Sytus Blackwelder, 1952
      - Tachyusa Erichson, 1837
      - Tectusa Bernhauer, 1899
      - Teliusa Casey, 1906
      - Teratanytoma Pace, 1999
      - Thiasophila Kraatz, 1856
        - sottogenere Apatusa (Thiasophila) Pace, 1997
        - sottogenere Thiasophila (Thiasophila) Kraatz, 1856

      - Thinonoma Thomson, 1859
      - Thripsophaga Cameron, 1929
      - Tomocoryphusa Pace, 2000
      - Topikoglossa Pace, 2003
      - Trichoglossina Pace, 1987
      - Tricolpochila Bernhauer, 1908
      - Triglotta Coiffait, 1980
      - Troglocyphodas Pace, 1986
      - Xenomma Wollaston, 1854
      - Zoosetha Mulsant & Rey, 1873

    - sottotribù Phloeoporina Thomson, 1859
      - Barychara Sharp, 1883

    - sottotribù Tachyusina Thomson, 1859
      - Aulacogastrata Coiffait, 1982
      - Neowittmeria Coiffait, 1984

  - tribù Paglini Newton & Thayer, 1992
    -       - Pagla Blackwelder, 1952

  - tribù Paradoxenusini Bruch, 1937
    -       - Paradoxenusa Bruch, 1937

  - tribù Philotermitini Seevers, 1957
    -       - Philotermes Kraatz, 1857
      - Pseudophilotermes Bernhauer, 1934

  - tribù Phyllodinardini Wasmann, 1916
    -       - Phyllodinarda Wasmann, 1916

  - tribù Phytosini Thomson, 1867
    -       - Arena Fauvel, 1862
      - Cameronium Koch, 1936
      - Corallis Fauvel, 1878
      - Phytosus Curtis, 1838
        - sottogenere Actosus (Phytosus) Mulsant & Rey, 1871
        - sottogenere Euphytosus (Phytosus) Bernhauer & Scheerpeltz, 1926
        - sottogenere Phytosus (Phytosus) Curtis, 1838

  - tribù Placusini Mulsant & Rey, 1871
    -       - Euvira Sharp, 1883
      - Placusa Erichson, 1837

  - tribù Pronomaeini Mulsant & Rey, 1873
    -       - Mataris Fauvel, 1886
      - Nopromaea Cameron, 1930
      - Pronomaea Erichson, 1837
      - Pseudomniophila Pace, 1985
      - Stenectinobregma Scheerpeltz, 1974
      - Stylopalpus Cameron, 1932
      - Tomoxelia Bernhauer, 1902

  - tribù Pseudoperinthini Cameron, 1939
    -       - Austrointhus Kistner & Pasteels, 1970
      - Indinthus Kistner & Pasteels, 1970
      - Malayinthus Kistner & Pasteels, 1970
      - Pseudoperinthus Wasmann, 1916

  - tribù Pygostenini Fauvel, 1899
    -       - Aenictoxenus Seevers, 1953
      - Anommatophilus Wasmann, 1904
      - Anommatoxenus Wasmann, 1904
      - Cephaplakoxena Pace, 1998
      - Delibius Fauvel, 1899
      - Deliodes Casey, 1910
      - Dorylotyphlus Bernhauer, 1919
      - Doryloxenus Wasmann, 1898
      - Eupygostenus Wasmann, 1916
      - Lydorus Normand, 1947
      - Mandera Fauvel, 1899
      - Mesomegaskela Pace, 1998
      - Micropolemon Wasmann, 1916
      - Mimocete Fauvel, 1899
      - Neopygostenus Kistner, 1958
      - Odontoxenus Kistner, 1958
      - Pegestenus Kistner, 1963
      - Pogostenus Kistner, 1963
      - Prodeliodes Jacobson & Kistner, 1974
      - Pseudolydorus Kistner, 2003
      - Pygoplanus Kistner, 2003
      - Pygostenus Kraatz, 1858
      - Sympolemon Wasmann, 1900
      - Typhlopolemon Patrizi, 1947
      - Typhloponemys Rey, 1886
      - Xenidus Rey, 1886

  - tribù Sahlbergiini Kistner, 1993
    -       - Loeblius Pace, 1985
      - Malaybergius Kistner, 1993
      - Malayloeblius Hlavac & Maruyama, 2004
      - Parasahlbergius Seevers, 1965
      - Sahlbergius Bernhauer, 1927

  - tribù Sceptobiini Seevers, 1978
    -       - Dinardilla Wasmann, 1901
      - Sceptobius Sharp, 1883

  - tribù Skatitoxenini Kistner & Pasteels, 1969
    -       - Skatitoxenus Kistner & Pasteels, 1969

  - tribù Termitodiscini Wasmann, 1904
    - sottotribù Athexeniina Pace, 1999
    - sottotribù Athexenia Pace, 1999
      - Termitodiscina Wasmann, 1904
      - Termitodiscus Wasmann, 1899
      - Termitogerrus Bernhauer, 1932

  - tribù Termitohospitini Seevers, 1941
    - sottotribù Hetairotermitina Seevers, 1957
      - Coptophysa Roisin & Pasteels, 1990
      - Coptophysella Roisin & Pasteels, 1990
      - Coptoxenus Kistner, 1976
      - Hetairotermes Cameron, 1920
      - Japanophilus Maruyama & Iwata, 2002
      - Sinophilus Kistner, 1985
      - Termitobra Seevers, 1957

    - sottotribù Termitohospitina Seevers, 1941
      - Blapticoxenus Mann, 1923
      - Paratermitosocius Seevers, 1941
      - Termitohospes Seevers, 1941
      - Termitosocius Seevers, 1941
      - Termitosodalis Seevers, 1941

  - tribù Termitonannini Fenyes, 1918
    - sottotribù Perinthina Bernhauer & Scheerpeltz, 1926
      - Alzada Kistner, 1999
      - Catalina Pasteels, 1967
      - Eutermitophila Cameron, 1939
      - Gralloperinthus Kistner, 1973
      - Lauella Mann, 1921
      - Macrognathellus Silvestri, 1946
      - Paralauella Kistner, 1972
      - Paraperinthus Seevers, 1957
      - Perinthodes Seevers, 1957
      - Perinthus Casey, 1890
      - Physoperinthus Pasteels & Kistner, 1970
      - Poduroides Mann, 1926
      - Termitocola Seevers, 1937
      - Termitonicus Mann, 1926
      - Termitopelta Borgmeier, 1950

    - sottotribù Termitonannina Fenyes, 1918
      - Chaetonannus Borgmeier, 1959
      - Eunannodes Silvestri, 1946
      - Macrotrichurus Silvestri, 1946
      - Nannellus Silvestri, 1946
      - Nannusa Borgmeier, 1959
      - Termitocomes Seevers, 1941
      - Termitonannus Wasmann, 1902
      - Termitonilla Borgmeier, 1950

  - tribù Termitopaediini Seevers, 1957
    - sottotribù Termitopaediina Seevers, 1957
      - Coatonipulex Kistner, 2001
      - Dioxeuta Sharp, 1899
      - Macrotermophila Kistner, 1973
      - Macrotoxenus Kistner, 1968
      - Neodioxeuta Seevers, 1957
      - Neotermitotecna Kistner, 1990
      - Paratermitopulex Kistner, 2001
      - Physomilitaris Kistner, 2001
      - Polyteinia Bernhauer, 1933
      - Protermitobia Seevers, 1957
      - Termitobia Wasmann, 1891
      - Termitolinus Wasmann, 1911
      - Termitonda Seevers, 1957
      - Termitopaedia Wasmann, 1911
      - Termitopulex Fauvel, 1899
      - Termitotecna Wasmann, 1912
      - Termitotropha Wasmann, 1899
      - Termozyras Cameron, 1930

  - tribù Termitusini Fenyes, 1918
    - sottotribù Termitospectrina Seevers, 1957
      - Pseudotermitoecia Kistner, 1985
      - Termitana Fairmaire, 1899
      - Termitoecia Bernhauer, 1920
      - Termitospectrum Mann, 1926

    - sottotribù Termitusina Fenyes, 1918
      - Termitusa Wasmann, 1905
      - Termitusodes Pasteels, 1967
      - Thoracotusa Kistner, 1974

  - tribù Trichopseniini LeConte & Horn, 1883
    -       - Congopsenius Pasteels & Kistner, 1971
      - Hamitopsenius Wasmann, 1916
      - Mastopsenius Seevers, 1945
      - Megaxenistusa Seevers, 1945
      - Parrhinopsenius Pasteels & Kistner, 1971
      - Phorilimulus Pasteels & Kistner, 1971
      - Prorhinopsenius Pasteels & Kistner, 1971
      - Rhinotermopsenius Seevers, 1941
      - Schedolimulus Pasteels & Kistner, 1971
      - Schizelythron Kemner, 1925
      - Seeversia Pasteels & Kistner, 1971
      - Termitona Seevers, 1960
      - Termitopsenius Wasmann, 1902
      - Trichopsenius Horn, 1877
      - Xenistusa LeConte, 1880

  - tribù Trilobitideini Fauvel, 1899
    -       - Aleocharopsis Wickham, 1913
      - Trilobitideus Raffray, 1898

## Apateticinae
sottofamiglia Apateticinae Fauvel, 1895
- -     -       - Apatetica Westwood, 1848
      - Nodynus C.O.Waterhouse, 1876

sottofamiglia Apateticinae (incertae sedis)
- -     -       - Mesapatetica Cai, Huang, Newton & Thayer, 2014[10] (fossile, ha similitudini anche con le Trigonurinae)

## Dasycerinae
sottofamiglia Dasycerinae Reitter, 1887
- -     -       - Dasycerus Brongniart, 1800

## Empelynae
sottofamiglia Empelinae Newton & Thayer, 1992
- -     -       - Empelus LeConte, 1861

## Euaesthetinae
sottofamiglia Euaesthetinae Thomson, 1859
- - tribù Alzadaesthetini Scheerpeltz, 1974
    -       - Alzadaesthetus Kistner, 1961

  - tribù Austroesthetini Cameron, 1944
    -       - Austroesthetus Oke, 1933
      - Chilioesthetus Sáiz, 1968
      - Mesoaesthetus Cameron, 1944
      - Nothoesthetus Sáiz, 1970
      - Tasmanosthetus Puthz, 1978

  - tribù Euaesthetini Thomson, 1859
    -       - Coiffaitia Kistner & Shower, 1965
      - Ctenomastax Kraatz, 1871
      - Edaphus Motschulsky, 1857
      - Euaesthetotyphlus Coiffait & Decu, 1970
      - Euaesthetus Gravenhorst, 1806
      - Macroturellus Orousset, 1987
      - Neocoiffaitia Orousset, 1988
      - Octavius Fauvel, 1873
      - Phaenoctavius Pace, 1986
      - Protopristus Broun, 1909
      - Schatzmayrina Koch, 1934
      - Tamotus L.W.Schaufuss, 1872

  - tribù Fenderiini Scheerpeltz, 1974
    -       - Fenderia Hatch, 1957
      - Stictocranius LeConte, 1866

  - tribù Nordenskioldiini Bernhauer & Schubert, 1911
    -       - Edaphosoma Scheerpeltz, 1976
      - Libanoeuaesthetus Lefebvre, Vincent, Azar & Nel, 2005
      - Nordenskioldia J.Sahlberg, 1880

  - tribù Stenaesthetini Bernhauer & Schubert, 1911
    -       - Agnosthaetus Bernhauer, 1939
      - Gerhardia Kistner, 1960
      - Stenaesthetus Sharp, 1874
      - Tyrannomastax Orousset, 1988

## Glypholomatinae
sottofamiglia Glypholomatinae Jeannel, 1962
- -     -       - Glypholoma Jeannel, 1962
      - Proglypholoma Thayer, 1997

## Habrocerinae
sottofamiglia Habrocerinae Mulsant & Rey, 1876
- -     -       - Habrocerus Erichson, 1839
      - Nomimocerus Coiffait & Sáiz, 1965

## Leptotyphlinae
sottofamiglia Leptotyphlinae Fauvel, 1874
- - tribù Cephalotyphlini Coiffait, 1963
    -       - Cephalotyphlus Coiffait, 1955

  - tribù Entomoculiini Coiffait, 1957
    -       - Allotyphlus Coiffait, 1955
        - sottogenere Allotyphlus (Allotyphlus) Coiffait, 1955
        - sottogenere Moreotyphlus (Allotyphlus) Coiffait, 1959

      - Cyrtotyphlus Dodero, 1900
      - Entomoculia Croissandeau, 1891
        - sottogenere Entomoculia (Entomoculia) Croissandeau, 1891
        - sottogenere Stenotyphlus (Entomoculia) Coiffait, 1955

      - Mesotyphlus Coiffait, 1957
        - sottogenere Acanthotyphlus (Mesotyphlus) Coiffait, 1972
        - sottogenere Dexiotyphlus (Mesotyphlus) Coiffait, 1972
        - sottogenere Mesotyphlus (Mesotyphlus) Coiffait, 1957
        - sottogenere Teleotyphlus (Mesotyphlus) Coiffait, 1965

      - Neocyrtotyphlus Pace, 1976
      - Paratyphlus Blackwelder, 1952
        - sottogenere Ischnotyphlus (Paratyphlus) Coiffait, 1957
        - sottogenere Paratyphlus (Paratyphlus) Blackwelder, 1952

  - tribù Leptotyphlini Fauvel, 1874
    -       - Afrotyphlus Fagel, 1954
      - Eotyphlus Coiffait, 1955
      - Epalxotyphlus Coiffait, 1955
      - Hesperotyphlus Coiffait, 1955
      - Kenotyphlus Coiffait, 1957
      - Kilimatyphlus Coiffait, 1959
      - Leptotyphlus Fauvel, 1874
        - sottogenere Anomotyphlus (Leptotyphlus) Coiffait, 1972
        - sottogenere Leptotyphlus (Leptotyphlus) Fauvel, 1874
        - sottogenere Odontotyphlus (Leptotyphlus) Coiffait, 1972
        - sottogenere Porotyphlus (Leptotyphlus) Pace, 1991
        - sottogenere Stigmotyphlus (Leptotyphlus) Coiffait, 1955
        - sottogenere Subhesperotyphlus (Leptotyphlus) Coiffait, 1972

      - Newtonius Naomi, 1996
      - Portotyphlus Coiffait, 1979
      - Sekotyphlus Coiffait, 1967

  - tribù Metrotyphlini Coiffait, 1963
    -       - Apotyphlus Coiffait & Sáiz, 1965
      - Banatotyphlus Decu, 1982
      - Egeotyphlus Coiffait, 1957
        - sottogenere Egeotyphlus (Egeotyphlus) Coiffait, 1957
        - sottogenere Epirotyphlus (Egeotyphlus) Pace, 1995

      - Gynotyphlus Coiffait, 1955
      - Metrotyphlus Coiffait, 1959
        - sottogenere Agnotyphlus (Metrotyphlus) Coiffait, 1972
        - sottogenere Metrotyphlus (Metrotyphlus) Coiffait, 1959

      - Rhopalotyphlus Scheerpeltz, 1956
      - Venezillotyphlus Decu, 1990

  - tribù Neotyphlini Coiffait, 1963
    -       - Apheliotyphlus Pace, 1976
      - Cafrotyphlus Coiffait, 1964
      - Cainotyphlus Coiffait, 1962
      - Chiliotyphlus Coiffait, 1963
      - Chionotyphlus Smetana, 1986
      - Cubanotyphlus Coiffait & Decu, 1972
      - Eutyphlops Coiffait, 1983
      - Heterotyphlus Coiffait, 1962
      - Homeotyphlus Coiffait, 1962
      - Idahotyphlus Gusarov, 2003
      - Kladotyphlus Pace, 1999
      - Macrotyphlus Coiffait & Sáiz, 1965
      - Mayatyphlus Gusarov, 2003
      - Megatyphlus Coiffait, 1955
      - Neotyphlus Coiffait, 1959
      - Oreinotyphlus Coiffait, 1963
      - Paramacrotyphlus Sáiz, 1975
      - Prototyphlus Coiffait, 1962
      - Telotyphlus Coiffait, 1962
      - Xenotyphlus Coiffait, 1962

## Megalopsidiinae
sottofamiglia Megalopsidiinae Leng, 1920
- -     -       - Megalopinus Eichelbaum, 1915
        - sottogenere Gata (Megalopinus) Blackwelder, 1943
        - sottogenere Megalopinus (Megalopinus) Eichelbaum, 1915
        - sottogenere Megalopsidiella (Megalopinus) Bernhauer, 1933
        - sottogenere Polycyrtopsidia (Megalopinus) Scheerpeltz, 1972
        - sottogenere Stylopodus (Megalopinus) L.Benick, 1917

## Micropeplinae
sottofamiglia Micropeplinae Leach, 1815
- -     -       - Arrhenopeplus Blackwelder, 1952
        - sottogenere Arrhenopeplus (Arrhenopeplus) Blackwelder, 1952
        - sottogenere Sphaeropeplus (Arrhenopeplus) Coiffait, 1982

      - Cerapeplus Löbl & Burckhardt, 1988
      - Kalissus LeConte, 1874
      - Micropeplus Latreille, 1809
      - Peplomicrus Bernhauer, 1928
      - Pseudokalissus Ryabukhin, 1990

## Microsilphinae
sottofamiglia Microsilphinae Crowson, 1950
- -     -       - Microsilpha Broun, 1886

## Neophoninae
sottofamiglia Neophoninae Fauvel, 1905
- -     -       - Neophonus Fauvel, 1905

## Olisthaerinae
sottofamiglia Olisthaerinae Thomson, 1858
- -     -       - Olisthaerus Dejean, 1833

## Omaliinae
sottofamiglia Omaliinae W.S.MacLeay, 1825
- - tribù Anthophagini Thomson, 1859
    -       - Acidota Stephens, 1829
      - Altaiodromicus Zerche, 1992
      - Amphichroum Kraatz, 1857
      - Anthobioides Campbell, 1987
      - Anthobium Leach, 1819
        - sottogenere Anthobium (Anthobium) Leach, 1819
        - sottogenere Prionothorax (Anthobium) Luze, 1905

      - Anthophagus Gravenhorst, 1802
        - sottogenere Anthophagus (Anthophagus) Gravenhorst, 1802
        - sottogenere Dimorphoschelus (Anthophagus) Blackwelder, 1952
        - sottogenere Phaganthus (Anthophagus) Mulsant & Rey, 1880

      - Arpedium Erichson, 1839
      - Artochia Casey, 1894
      - Brathinus LeConte, 1852
      - Camioleum Lewis, 1893
      - Cylletron Thomson, 1859
      - Deinopteroloma Jansson, 1947
      - Deliphrosoma Reitter, 1909
      - Deliphrum Erichson, 1839
        - sottogenere Arpediopsis (Deliphrum) Ganglbauer, 1895
        - sottogenere Deliphrum (Deliphrum) Erichson, 1839

      - Emodensia Coiffait, 1977
      - Eucnecosum Reitter, 1909
      - Geodromicus Redtenbacher, 1857
        - sottogenere Brachydromicus (Geodromicus) Bordoni, 1993
        - sottogenere Geodromicus (Geodromicus) Redtenbacher, 1857

      - Hygrodromicus Tronquet, 1981
      - Hygrogeus Mulsant & Rey, 1880
      - Lesteva Latreille, 1797
        - sottogenere Lesteva (Lesteva) Latreille, 1797
        - sottogenere Lestevidia (Lesteva) Jeannel & Jarrige, 1949
        - sottogenere Lestevina (Lesteva) Bordoni, 1999

      - Liophilydrodes Nakane, 1983
      - Mannerheimia Maklin, 1880
      - Microedus LeConte, 1874
      - Olophrum Erichson, 1839
      - Omalorphanus Campbell & Chandler, 1987
      - Orobanus LeConte, 1878
      - Orochares Kraatz, 1857
      - Paramannerheimia Scheerpeltz, 1976
      - Paratrichodromeus Zerche, 1992
      - Pelecomalium Casey, 1886
      - Philhydrodema Scheerpeltz, 1976
      - Philorinum Kraatz, 1857
      - Philydrodes Bernhauer, 1929
        - sottogenere Minyphilydrodes (Philydrodes) Watanabe, 1990
        - sottogenere Philydrodes (Philydrodes) Bernhauer, 1929

      - Phlaeopterus Motschulsky, 1853
      - Phyllodrepoidea Ganglbauer, 1895
      - Porrhodites Kraatz, 1857
      - Tanyrhinus Mannerheim, 1852
      - Trichodromeus Luze, 1903
      - Trigonodemus LeConte, 1863
      - Uenohadesina Smetana, 2000
      - Unamis Casey, 1894
      - Vellica Casey, 1885
      - Xenicopoda Moore & Legner, 1971

  - tribù Aphaenostemmini Peyerimhoff, 1914
    -       - Aphaenostemmus Peyerimhoff, 1914
      - Giulianium Moore, 1976
      - Trigonobregma Scheerpeltz, 1944

  - tribù Corneolabiini Steel, 1950
    -       - Corneolabium Steel, 1950
      - Metacorneolabium Steel, 1950
      - Paracorneolabium Steel, 1950

  - tribù Coryphiini Jakobson, 1908
    - sottotribù Boreaphilina Zerche, 1990
      - Archaeoboreaphilus Zerche, 1990
      - Boreaphilus C.R.Sahlberg, 1832
      - Caloboreaphilus Zerche, 1990
      - Gnathoryphium Campbell, 1978
      - Hypsonothrus Ganglbauer, 1896
      - Niphetodops Zerche, 1990

    - sottotribù Coryphiina Jakobson, 1908
      - Altaioniphetodes Zerche, 1993
      - Coryphiocnemus Zerche, 1990
      - Coryphiodes Bernhauer, 1898
      - Coryphiomorphus Zerche, 1988
      - Coryphiopsis Zerche, 1990
      - Coryphium Stephens, 1834
      - Ephelinus Cockerell, 1906
      - Eudectus Redtenbacher, 1857
      - Haida Keen, 1897
      - Holoboreaphilus Campbell, 1978
      - Murathus Kashcheev, 1999
      - Niphetodes Miller, 1868
      - Occiephelinus Hatch, 1957
      - Ophthalmoniphetodes Zerche, 1990
      - Pareudectus Zerche, 1990
      - Planeboreaphilus Shibata, 1970
      - Platycoryphium Zerche, 1990
      - Pseudohaida Hatch, 1957
      - Subhaida Hatch, 1957

  - tribù Eusphalerini Hatch, 1957
    -       - Eusphalerum Kraatz, 1857
        - sottogenere Eusphalerum (Eusphalerum) Kraatz, 1857
        - sottogenere Pareusphalerum (Eusphalerum) Coiffait, 1959

  - tribù Hadrognathini Portevin, 1929
    -       - Brachygnathellus Zerche, 1991
      - Hadrognathus Schaum, 1852

  - tribù Phloeonomini Ádám, 2001[11]
    -       - Acrolocha Thomson, 1858
      - Acrulia Thomson, 1858
      - Acruliopsis Zerche, 2003
      - Allodrepa Steel, 1964
      - Anicula Ryvkin, 1985
      - Antarctotachinus Enderlein, 1909
      - Anthobiomimus Steel, 1953
      - Archodromus Tikhomirova, 1968
      - Austrolophrum Steel, 1938
      - Brouniellum Bernhauer, 1939
      - Carcinocephalus Bernhauer, 1903
        - sottogenere Carcinocephalus (Carcinocephalus) Bernhauer, 1903
        - sottogenere Scribaia (Carcinocephalus) Luze, 1906

      - Crymus Fauvel, 1904
      - Daiodromus Ryvkin, 1990
      - Dialycera Ganglbauer, 1895
      - Dropephylla Mulsant & Rey, 1880
      - Duocalcar Peris, Thayer & Néraudeau, 2014
      - Eophyllodrepa Ryvkin, 1985
      - Globoides Tikhomirova, 1968
      - Hapalaraea Thomson, 1858
      - Hypopycna Mulsant & Rey, 1880
      - Ischnoderus Fauvel, 1867
        - sottogenere Ischnoderus (Ischnoderus) Fauvel, 1867
        - sottogenere Walkerellus (Ischnoderus) Bernhauer, 1939

      - Leaskia Steel, 1938
      - Macralymma Cameron, 1945
      - Megalymma Tikhomirova, 1980
      - Mesodeliphrum Ryvkin, 1990
      - Metaxylostiba Steel, 1960
      - Micralymma Westwood, 1837
      - Morsum Ryvkin, 1985
      - Nesomalium Steel, 1964
      - Nipponophloeostiba Watanabe, 1962
      - Noumalia Steel, 1960
      - Omaliomimus Jeannel, 1940
      - Omaliopsis Jeannel, 1940
      - Omalium Gravenhorst, 1802
      - Omalonomus Campbell & Peck, 1990
      - Palpomalium Steel, 1959
      - Paraphloeostiba Steel, 1960
      - Phloeonomus Heer, 1839
        - sottogenere Phloeonomodes (Phloeonomus) Smetana, 1964
        - sottogenere Phloeonomus (Phloeonomus) Heer, 1839

      - Phloeostiba Thomson, 1858
      - Phyllodrepa Thomson, 1859
      - Porrhodromus Tikhomirova, 1968
      - Prodaia Ryvkin, 1990
      - Prosopaspis Smetana, 1987
      - Protostaphylinus Lin, 1976
      - Pseudolesteua L.W.Schaufuss, 1890
      - Pycnoglypta Thomson, 1858
      - Selonomus Steel, 1964
      - Stenomalium Blackwelder, 1943
      - Tetradelus Fauvel, 1904
      - Ulommia Steel, 1960
      - Xanthonomus Bernhauer, 1926
      - Xenanthobium Coiffait & Sáiz, 1968
      - Xylodromus Heer, 1839
      - Xylostiba Ganglbauer, 1895
      - Zeolymma Steel, 1950

## Osoriinae
sottofamiglia Osoriinae Erichson, 1839
- - tribù Eleusinini Sharp, 1887
    -       - Eleusis Laporte de Castelnau, 1835
      - Renardia Motschulsky, 1865
      - Zeoleusis Steel, 1950

  - tribù Leptochirini Sharp, 1887
    -       - Borolinus Bernhauer, 1903
      - Leptochirus Germar, 1824
        - sottogenere Leptochirus (Leptochirus) Germar, 1824
        - sottogenere Mesochirus (Leptochirus) Bernhauer, 1903
        - sottogenere Strongylochirus (Leptochirus) Bernhauer, 1903
        - sottogenere Tropiochirus (Leptochirus) Bernhauer, 1903

      - Priochirus Sharp, 1887
        - sottogenere Barychirus (Priochirus) Greenslade, 1971
        - sottogenere Cephalomerus (Priochirus) Bernhauer, 1903
        - sottogenere Euleptarthrus (Priochirus) Jakobson, 1908
        - sottogenere Eutriacanthus (Priochirus) Jakobson, 1908
        - sottogenere Exochirus (Priochirus) Greenslade, 1971
        - sottogenere Leiochirus (Priochirus) Greenslade, 1971
        - sottogenere Paraborolinus (Priochirus) Nakane & Sawada, 1960
        - sottogenere Peucodontus (Priochirus) Bernhauer, 1903
        - sottogenere Plastus (Priochirus) Bernhauer, 1903
        - sottogenere Priochirus (Priochirus) Sharp, 1887
        - sottogenere Stigmatochirus (Priochirus) Bernhauer, 1903
        - sottogenere Syncampsochirus (Priochirus) Bernhauer, 1903

      - Thoracochirus Bernhauer, 1903

  - tribù Osoriinae (incertae sedis)
    -       - Sinolispinodes Zhang, 1989

  - tribù Osoriini Erichson, 1839
    - sottotribù Osoriina Erichson, 1839
    - sottotribù Osoriini (incertae sedis)
      - Afrosorius Fagel, 1958
      - Afrotyphlopsis Fagel, 1955
      - Allogonus Coiffait, 1978
      - Allosorius Fagel, 1959
      - Anancosorius Bernhauer, 1908
      - Andringitrana Coiffait, 1979
      - Arpagonus Blackwelder, 1952
      - Atopocnemius Bernhauer, 1914
      - Bacillopsis Normand, 1920
      - Baculopsis Cameron, 1928
      - Bothrys Fauvel, 1895
      - Craspedus Bernhauer, 1908
      - Cylindrops Fagel, 1955
      - Cylindropsis Fauvel, 1885
      - Edapholotrochus Fagel, 1958
      - Euparagonus Fagel, 1955
      - Fagelia Coiffait, 1979
      - Gigarthrus Bernhauer, 1915
      - Gnatholotrochus Fagel, 1955
      - Heterocylindropsis Fagel, 1955
      - Heterosorius Coiffait, 1979
      - Holotrochodes Coiffait, 1979
      - Holotrochomorphus Fagel, 1955
      - Holotrochopsis Fagel, 1955
      - Holotrochus Erichson, 1839
        - sottogenere Holotrochus (Holotrochus) Erichson, 1839
        - sottogenere Scapulotrochus (Holotrochus) Coiffait, 1979

      - Idiocnemius Cameron, 1937
      - Indosorius Coiffait, 1978
      - Kistneria Coiffait, 1967
      - Leptotyphlopsis Scheerpeltz, 1931
      - Levasseuria Coiffait, 1979
      - Lusitanopsis Coiffait, 1961
      - Madecosorius Fagel, 1959
      - Madegassosorius Scheerpeltz, 1961
      - Mimogonellus Fagel, 1955
      - Mimogonia Coiffait, 1978
      - Mimogonidius Fagel, 1959
      - Mimogonoderus Fagel, 1969
      - Mimogonus Fauvel, 1903
      - Mimotrochus Irmler, 1987
      - Neocaledonopsis Pace, 1990
      - Neosorius Fagel, 1959
      - Nepalocylindrops Coiffait, 1982
      - Nototorchus McColl, 1985
      - Oeophronistus Blackburn, 1902
      - Oligotyphlopsis Scheerpeltz, 1951
      - Oryssomma Notman, 1925
      - Osoriellus Fagel, 1959
      - Osoriocanthus Fagel, 1959
      - Osoriopsis Fagel, 1955
      - Osorius Guérin-Méneville, 1829
      - Ouloglene Notman, 1925
      - Paratorchus McColl, 1985
      - Paratrochodes Dajoz, 1980
      - Parosorius Bernhauer, 1904
      - Rhabdopsidius Fagel, 1955
      - Rhabdopsis Fagel, 1955
      - Saegerius Fagel, 1959
      - Tavakilianidia Orousset, 1985
      - Tetrosorius Dajoz, 1980
      - Thoracogonus Coiffait, 1979
      - Thoracoprius Bernhauer, 1914
      - Tumboecus Fagel, 1959
      - Typhlholotrochus Fagel, 1955
      - Typhlobledius Lea, 1906
      - Typhloiulopsis Scheerpeltz, 1931
      - Typhlosorius Coiffait, 1958
      - Witelsus Fagel, 1969

    - sottotribù Parosoriina Bernhauer & Schubert, 1911

  - tribù Thoracophorini Reitter, 1909
    - sottotribù Clavilispinina Newton & Thayer, 1992
      - Allotrochus Fagel, 1955
      - Clavilispinus Bernhauer, 1926
        - sottogenere Clavilispinus (Clavilispinus) Bernhauer, 1926
        - sottogenere Neolispinodes (Clavilispinus) Bernhauer, 1937

      - Eulibia Cameron, 1945
      - Hospitalibia Kistner & Newton, 1999
      - Ischiopsaurus Bernhauer, 1929
      - Myrmelibia Newton, 1990
      - Neolispinus Cameron, 1929

    - sottotribù Glyptomina Newton & Thayer, 1992
      - Arborilispinus Irmler, 2010[12]
      - Espeson L.W.Schaufuss, 1882
      - Geomitopsis Scheerpeltz, 1931
        - sottogenere Geomitopsis (Geomitopsis) Scheerpeltz, 1931
        - sottogenere Pseudogeomitopsis (Geomitopsis) Orousset, 1985

      - Geotrochopsis Irmler, 2016[13]
      - Glyptoma Erichson, 1839
      - Lispinodes Sharp, 1880
      - Lispinomimus Irmler, 2003
      - Parespeson Bernhauer, 1926
      - Synaenictus Patrizi, 1947

    - sottotribù Lispinina Bernhauer & Schubert, 1910
      - Liberiana Blackwelder, 1942
      - Lispinuncus Irmler, 2005
      - Lispinus Erichson, 1839
        - sottogenere Aulacolispinus (Lispinus) Scheerpeltz, 1957
        - sottogenere Lispinus (Lispinus) Erichson, 1839
        - sottogenere Paralispinus (Lispinus) Eichelbaum, 1913
        - sottogenere Pseudolispinodes (Lispinus) Bernhauer, 1926
        - sottogenere Stictolispinus (Lispinus) Scheerpeltz, 1957

      - Nacaeus Blackwelder, 1942
        - sottogenere Nacaeus (Nacaeus) Blackwelder, 1942
        - sottogenere Rumeba (Nacaeus) Blackwelder, 1942

      - Neolosus Blackwelder, 1942
        - sottogenere Neolosus (Neolosus) Blackwelder, 1942
        - sottogenere Osholus (Neolosus) Blackwelder, 1952
        - sottogenere Relinda (Neolosus) Blackwelder, 1942

      - Tannea Blackwelder, 1952

    - sottotribù Thoracophorina Reitter, 1909
      - Aneucamptus Sharp, 1887
      - Dirocephalus Silvestri, 1938
      - Euctenopsia Bruch, 1942
      - Fauva Blackwelder, 1952
      - Mesotrochus Wasmann, 1890
      - Pardirocephalus Bruch, 1942
      - Pselaphomimus Bruch, 1942
      - Rhopalopherus Bernhauer, 1909
      - Teiros Eichelbaum, 1909
      - Tetrapleurus Bernhauer, 1914
      - Thoracophorus Motschulsky, 1837
        - sottogenere Leipophorus (Thoracophorus) Bernhauer, 1926
        - sottogenere Stilbogastrus (Thoracophorus) Bernhauer, 1908
        - sottogenere Thoracophorus (Thoracophorus) Motschulsky, 1837

## Oxyporinae
sottofamiglia Oxyporinae Fleming, 1821
- -     -       - Oxyporus Fabricius, 1775

## Oxytelinae
sottofamiglia Oxytelinae Fleming, 1821
- - tribù Coprophilini Heer, 1839
    -       - Coprophilus Latreille, 1829
        - sottogenere Coprophilus (Coprophilus) Latreille, 1829
        - sottogenere Zonyptilus (Coprophilus) Motschulsky, 1845

      - Coprostygnus Sharp, 1886
      - Coprotrichus Hayashi, 2005
      - Homalotrichus Solier, 1849

  - tribù Euphaniini Reitter, 1909[14]
    -       - Deleaster Erichson, 1839
      - Euphanias Fairmaire & Laboulbène, 1856
      - Mitosynum Campbell, 1982
      - Oxypius Newton, 1982
      - Platydeleaster Schülke, 2003
      - Protodeleaster Cai, Thayer, Huang, Wang & Newton, 2013[15] (fossile)
      - Syntomium Curtis, 1828

  - tribù Oxytelinae (incertae sedis)
    -       - Gardnerianus Paulian, 1941

  - tribù Oxytelini Fleming, 1821
    -       - Anisopsidius Fagel, 1960
      - Anisopsis Fauvel, 1904
      - Anotylus Thomson, 1859
      - Apocellus Erichson, 1839
      - Ecitoclimax Borgmeier, 1934
      - Hoplitodes Fauvel, 1904
      - Jerozenia Herman, 2003
      - Oxytelopsis Fauvel, 1895
      - Oxytelus Gravenhorst, 1802
        - sottogenere Epomotylus (Oxytelus) Thomson, 1859
        - sottogenere Oxytelus (Oxytelus) Gravenhorst, 1802
        - sottogenere Tanycraerus (Oxytelus) Thomson, 1859

      - Paraploderus Herman, 1970
      - Parosus Sharp, 1887
      - Paroxytelopsis Cameron, 1933
      - Platystethus Mannerheim, 1830
        - sottogenere Craetopycrus (Platystethus) Tottenham, 1939
        - sottogenere Platystethus (Platystethus) Mannerheim, 1830

      - Rimba Blackwelder, 1952
      - Sartallus Sharp, 1871

  - tribù Planeustomini Jacquelin du Val, 1857
  - tribù Thinobiini J.Sahlberg, 1876
    -       - Aploderus Stephens, 1833
      - Apocellagria Cameron, 1920
      - Bledioschema Smetana, 1967
      - Blediotrogus Sharp, 1900
      - Bledius Leach, 1819
      - Carpelimus Leach, 1819
        - sottogenere Bucephalinus (Carpelimus) Blackwelder, 1952
        - sottogenere Carpelimus (Carpelimus) Leach, 1819
        - sottogenere Myopinus (Carpelimus) Blackwelder, 1952
        - sottogenere Paraboopinus (Carpelimus) Scheerpeltz, 1937
        - sottogenere Paratrogophloeus (Carpelimus) Hatch, 1957
        - sottogenere Troginus (Carpelimus) Mulsant & Rey, 1878
        - sottogenere Typhlopinus (Carpelimus) Coiffait, 1967

      - Crassodemus Herman, 1968
      - Eppelsheimius Bernhauer, 1915
      - Manda Blackwelder, 1952
      - Mesoxytelus Tikhomirova, 1968
      - Mimopaederus Cameron, 1936
      - Morda Ryvkin, 1990
      - Neoxus Herman, 1970
      - Ochthephilus Mulsant & Rey, 1856
        - sottogenere Misancyrus (Ochthephilus) Gozis, 1886
        - sottogenere Ochthephilus (Ochthephilus) Mulsant & Rey, 1856

      - Pareiobledius Blackwelder, 1952
      - Planeustomus Jacquelin du Val, 1857
      - Sciotrogus Sharp, 1887
      - Teropalpus Solier, 1849
      - Thinobius Kiesenwetter, 1844
        - sottogenere Bracharthrothinophilus (Thinobius) Scheerpeltz, 1959
        - sottogenere Myopothinophilus (Thinobius) Scheerpeltz, 1959
        - sottogenere Oedarthrothinophilus (Thinobius) Scheerpeltz, 1959
        - sottogenere Platyderothinophilus (Thinobius) Scheerpeltz, 1959
        - sottogenere Thinobiellus (Thinobius) Bernhauer, 1909
        - sottogenere Thinobius (Thinobius) Kiesenwetter, 1844
        - sottogenere Thiphonilus (Thinobius) Tottenham, 1939

      - Thinodromus Kraatz, 1857
        - sottogenere Amisammus (Thinodromus) Gozis, 1886
        - sottogenere Carpaliaceus (Thinodromus) Gildenkov, 2000
        - sottogenere Mendaxinus (Thinodromus) Gildenkov, 2001
        - sottogenere Paracarpalimus (Thinodromus) Scheerpeltz, 1937
        - sottogenere Stenoderophloeus (Thinodromus) Scheerpeltz, 1972
        - sottogenere Thinodromus (Thinodromus) Kraatz, 1857

      - Trogactus Sharp, 1887
      - Turgaphloeus Ryvkin, 1990
      - Xerophygus Kraatz, 1859

## Paederinae
sottofamiglia Paederinae Fleming, 1821
- - tribù Paederinae (incertae sedis)
    -       - Apticax Schomann & Solodovnikov, 2012[16] (fossile)
      - Miolithocharis Wickham, 1913

  - tribù Paederini Fleming, 1821
    - sottotribù Acanthoglossina Coiffait, 1982
    - sottotribù Astenina Hatch, 1957
      - Astenus Dejean, 1833
        - sottogenere Astenognathus (Astenus) Reitter, 1909
        - sottogenere Astenopleuritus (Astenus) Coiffait, 1982
        - sottogenere Astenus (Astenus) Dejean, 1833
        - sottogenere Eurysunius (Astenus) Reitter, 1909
        - sottogenere Mecognathus (Astenus) Wollaston, 1854
        - sottogenere Neognathus (Astenus) Sharp, 1874

      - Himastenus Biswas & Sen Gupta, 1984
      - Nazeris Fauvel, 1873
      - Stilicastenus Coiffait, 1975
      - Tetracanthognathus Scheerpeltz, 1963

    - sottotribù Cryptobiina Casey, 1905
      - Aderobium Casey, 1905
      - Afrobium Fagel, 1977
      - Afrophitodum Drugmand, 1992
      - Baryopsis Fairmaire & Germain, 1862
      - Biocrypta Casey, 1905
      - Chetocephalus Cameron, 1944
      - Cryptafrum Fagel, 1977
      - Cryptofagiella Drugmand, 1992
      - Cryptomirea Drugmand, 1993
      - Dicax Fauvel, 1878
      - Formicocephalus Heller, 1916
      - Himalobium Coiffait, 1983
      - Homaeotarsus Hochhuth, 1851
        - sottogenere Eucryptina (Homaeotarsus) Casey, 1905
        - sottogenere Gastrolobium (Homaeotarsus) Casey, 1905
        - sottogenere Hesperobium (Homaeotarsus) Casey, 1886
        - sottogenere Homaeotarsus (Homaeotarsus) Hochhuth, 1851
        - sottogenere Homoeobium (Homaeotarsus) Blackwelder, 1939
        - sottogenere Nemoeotus (Homaeotarsus) Blackwelder, 1939

      - Hyperomma Fauvel, 1878
      - Lissobiops Casey, 1905
      - Longiscapus Drugmand, 1992
      - Macrodicax Lea, 1923
      - Matropium Fagel, 1977
      - Monocrypta Casey, 1905
      - Nitidicryptum Drugmand, 1992
      - Noumea Fauvel, 1874
      - Ochthephilum Stephens, 1829
        - sottogenere Ababactus (Ochthephilum) Sharp, 1885
        - sottogenere Astenobium (Ochthephilum) Bernhauer, 1911
        - sottogenere Cryptobiella (Ochthephilum) Casey, 1905
        - sottogenere Neobactus (Ochthephilum) Blackwelder, 1939
        - sottogenere Ochthephilum (Ochthephilum) Stephens, 1829

      - Ophitodum Fagel, 1977
      - Opithes Blackwelder, 1952
      - Pachycryptum Fagel, 1977
      - Prytocum Fagel, 1977
      - Pseudocryptobium Bernhauer, 1921
      - Pycnocrypta Casey, 1905
      - Scopaeodes Sharp, 1876
      - Suniopsis Fauvel, 1878
      - Tracypum Fagel, 1977

    - sottotribù Cylindroxystina Bierig, 1943
      - Cylindroxystus Bierig, 1943
      - Neolindus Scheerpeltz, 1933

    - sottotribù Dolicaonina Casey, 1905
      - Acaratopus Herman, 1981
      - Afracus Fagel, 1959
      - Afroscotonomus Fagel, 1958
      - Dolicaon Laporte de Castelnau, 1835
      - Gnathymenus Solier, 1849
      - Jarrigeus Fagel, 1958
      - Laavsnartius Fagel, 1965
      - Leptobium Casey, 1905
      - Liparopus Fagel, 1958
      - Pinobius W.J.MacLeay, 1871
      - Plathypodema Fagel, 1958
      - Platydolicaon Fagel, 1958
      - Pseudobolitocharina Coiffait, 1980
      - Scotonomus Fauvel, 1873
      - Scotticus Fagel, 1958
      - Serrolabis Fagel, 1958
      - Stenopholea Herman, 1969
      - Sudanus Scheerpeltz, 1962

    - sottotribù Echiasterina Casey, 1905
      - Cephalochetus Kraatz, 1859
      - Echiaster Erichson, 1839
        - sottogenere Echiaster (Echiaster) Erichson, 1839
        - sottogenere Leptogenius (Echiaster) Casey, 1886
        - sottogenere Polyasterellus (Echiaster) Bernhauer, 1925

      - Haplonazeris Coiffait & Sáiz, 1968
      - Malena Fagel, 1961
      - Myrmecosaurus Wasmann, 1909
      - Ophryomedon Wasmann, 1916
      - Pseudastenus Bernhauer, 1933
      - Ronetus Blackwelder, 1943
      - Santiagonius Bruch, 1930
      - Sclerochiton Kraatz, 1859
      - Sphaeronum Sharp, 1876
      - Termitosaurus Silvestri, 1946
      - Zonaster Sharp, 1886

    - sottotribù Lathrobiina Laporte de Castelnau, 1835
      - Acalophaena Sharp, 1886
      - Achenium Leach, 1819
        - sottogenere Achenium (Achenium) Leach, 1819
        - sottogenere Chinachenium (Achenium) Koch, 1937
        - sottogenere Micrachenium (Achenium) Blackwelder, 1952

      - Attaxenus Wasmann, 1925
      - Dacnochilus LeConte, 1861
      - Domene Fauvel, 1873
        - sottogenere Canariomene (Domene) Oromi & Hernández, 1986
        - sottogenere Domene (Domene) Fauvel, 1873
        - sottogenere Lathromene (Domene) Blackwelder, 1952
        - sottogenere Macromene (Domene) Coiffait, 1982
        - sottogenere Neodomene (Domene) Blackwelder, 1939
        - sottogenere Spelaeomene (Domene) Español, 1977

      - Dysanabatium Bernhauer, 1915
      - Enallagium Bernhauer, 1915
      - Ganarus Fagel, 1961
      - Lathrobium Gravenhorst, 1802
        - sottogenere Abletobium (Lathrobium) Casey, 1905
        - sottogenere Apteralium (Lathrobium) Casey, 1905
        - sottogenere Glyptomerodoschema (Lathrobium) Scheerpeltz, 1976
        - sottogenere Glyptomerus (Lathrobium) H.Müller, 1856
        - sottogenere Lathrobioma (Lathrobium) Casey, 1905
        - sottogenere Lathrobiopsis (Lathrobium) Casey, 1905
        - sottogenere Lathrobium (Lathrobium) Gravenhorst, 1802
        - sottogenere Lathrolepta (Lathrobium) Casey, 1905
        - sottogenere Madecalobrathium (Lathrobium) Scheerpeltz, 1961
        - sottogenere Palaeolobrathium (Lathrobium) Abdullah & Abdullah, 1968

      - Lobrathium Mulsant & Rey, 1878
        - sottogenere Eulathrobium (Lobrathium) Casey, 1905
        - sottogenere Lobrathium (Lobrathium) Mulsant & Rey, 1878
        - sottogenere Paralobrathium (Lobrathium) Bordoni, 1999
        - sottogenere Ponthrobium (Lobrathium) Korge, 1971

      - Micrillus Raffray, 1873
      - Neoscimbalium Cameron, 1950
      - Notobium Solsky, 1864
      - Paederopsis Wasmann, 1912
      - Paulianidia Jarrige, 1978
      - Phanophilus Sharp, 1886
      - Platybrathium Bierig, 1933
      - Platydomene Ganglbauer, 1895
      - Pseudobium Mulsant & Rey, 1878
      - Pseudolathra Casey, 1905
        - sottogenere Allolathra (Pseudolathra) Coiffait, 1972
        - sottogenere Pseudolathra (Pseudolathra) Casey, 1905

      - Scymbalium Erichson, 1839
      - Scymbalopsis Reitter, 1909
      - Stereocephalus Lynch, 1884
      - Sucoca Blackwelder, 1952
      - Tetartopeus Czwalina, 1888
      - Throbalium Mulsant & Rey, 1878
      - Tripectenopus Lea, 1918

    - sottotribù Lithocharina Casey, 1905
    - sottotribù Medonina Casey, 1905
      - Acanthoglossa Kraatz, 1859
        - sottogenere Acanthoglossa (Acanthoglossa) Kraatz, 1859
        - sottogenere Cyclodesia (Acanthoglossa) Bernhauer, 1937

      - Achenomorphus Motschulsky, 1858
        - sottogenere Achenomorphus (Achenomorphus) Motschulsky, 1858
        - sottogenere Aderocharis (Achenomorphus) Sharp, 1886
        - sottogenere Dorocharis (Achenomorphus) Blackwelder, 1939

      - Achenopsis Fauvel, 1900
      - Argoderus Bierig, 1933
      - Cephisella Fagel, 1961
      - Charichirus Sharp, 1889
      - Deroderus Sharp, 1886
      - Ecitocleptis Borgmeier, 1949
      - Ecitomedon Bernhauer, 1925
      - Eusclerus Sharp, 1886
      - Exomedon Cameron, 1931
      - Gourvesia Coiffait, 1976
      - Hexamedon Lecoq, 2004
      - Isocheilus Sharp, 1889
      - Labrocharis Bierig, 1933
        - sottogenere Labrocharis (Labrocharis) Bierig, 1933
        - sottogenere Labroporus (Labrocharis) Bierig, 1933

      - Leiporaphes Bernhauer, 1912
      - Lithocharis Dejean, 1833
      - Lobochilus Bernhauer, 1920
      - Luzea Blackwelder, 1952
      - Lypeticus Sharp, 1886
      - Malaisomedon Coiffait, 1981
      - Malayanomedon Watanabe & Shibata, 1976
      - Medomonista Cameron, 1941
      - Medon Stephens, 1833
        - sottogenere Cryptoporus (Medon) Motschulsky, 1858
        - sottogenere Medon (Medon) Stephens, 1833
        - sottogenere Medonodonta (Medon) Casey, 1905
        - sottogenere Mespalerus (Medon) Sharp, 1886
        - sottogenere Nitimedon (Medon) Hatch, 1957
        - sottogenere Platymedon (Medon) Casey, 1889
        - sottogenere Tetramedon (Medon) Casey, 1905

      - Monocharis Sharp, 1886
      - Myrmecomedon Bernhauer, 1912
      - Neomedon Sharp, 1886
      - Nesomedon Sharp, 1908
      - Ophiomedon Sharp, 1886
      - Ophioomma Notman, 1920
      - Pachymedon Blackwelder, 1939
      - Panscopaeus Sharp, 1889
      - Parascopaeus Cameron, 1918
      - Perierpon Bernhauer, 1915
      - Pimus Fagel, 1961
      - Pseudomedon Mulsant & Rey, 1878
        - sottogenere Euphonus (Pseudomedon) Fauvel, 1902
        - sottogenere Pseudomedon (Pseudomedon) Mulsant & Rey, 1878

      - Sciocharis Lynch, 1885
      - Scioporus Sharp, 1886
      - Scopobium Blackwelder, 1939
      - Stilocharis Sharp, 1886
      - Stilomedon Sharp, 1886
      - Suniotrichus Sharp, 1886
      - Sunius Stephens, 1829
        - sottogenere Caloderma (Sunius) Casey, 1886
        - sottogenere Hypomedon (Sunius) Mulsant & Rey, 1878
        - sottogenere Sunius (Sunius) Stephens, 1829
        - sottogenere Trachysectus (Sunius) Casey, 1886

      - Surdomedon Fagel, 1965
      - Thinocharis Kraatz, 1859
      - Xenomedon Fall, 1912

    - sottotribù Paederina Fleming, 1821
      - Allopaederus Fagel, 1958
      - Ctenopaederus Fagel, 1958
      - Diplopaederus Scheerpeltz, 1957
      - Eupaederus Scheerpeltz, 1957
      - Lobopaederus Scheerpeltz, 1957
      - Madecapaederus Fagel, 1958
      - Megalopaederus Scheerpeltz, 1957
      - Oncopaederus Scheerpeltz, 1957
      - Oreopaederus Fagel, 1958
      - Pachypaederus Fagel, 1958
      - Paederidus Mulsant & Rey, 1878
      - Paederus Fabricius, 1775
        - sottogenere Anomalopaederus (Paederus) Scheerpeltz, 1966
        - sottogenere Eopaederus (Paederus) Scheerpeltz, 1957
        - sottogenere Gnathopaederus (Paederus) Chapin, 1927
        - sottogenere Harpopaederus (Paederus) Scheerpeltz, 1957
        - sottogenere Heteropaederus (Paederus) Scheerpeltz, 1957
        - sottogenere Neopaederus (Paederus) Blackwelder, 1939
        - sottogenere Nepalopaederus (Paederus) Scheerpeltz, 1976
        - sottogenere Oedopaederus (Paederus) Scheerpeltz, 1957
        - sottogenere Oreinopaederus (Paederus) Scheerpeltz, 1976
        - sottogenere Paederognathus (Paederus) Wendeler, 1928
        - sottogenere Paederus (Paederus) Fabricius, 1775
        - sottogenere Poederomorphus (Paederus) Gautier des Cottes, 1862
        - sottogenere Pseudopaederus (Paederus) Bernhauer, 1915

      - Parameropaederus Scheerpeltz, 1957
      - Uncopaederus Korge, 1969

    - sottotribù Paederini (incertae sedis)
      - Bolbophites Fauvel, 1904
      - Coecoscopaeus Coiffait, 1984
      - Diasimognathus Fagel, 1952
      - Ecitobium Wasmann, 1923
      - Ecitonides Wasmann, 1894
      - Ecitosaurus C.R.Fischer, 1943
      - Ecitotropis Borgmeier, 1936
      - Labidophites Borgmeier, 1956
      - Leleupirinia Fagel, 1952
      - Mimophites Fauvel, 1904
      - Monista Sharp, 1876
      - Synecitonides Reichensperger, 1936

    - sottotribù Scopaeina Mulsant & Rey, 1878
      - Euscopaeus Sharp, 1886
      - Medome Cameron, 1931
      - Micranops Cameron, 1913
      - Orus Casey, 1885
        - sottogenere Leucorus (Orus) Casey, 1905
        - sottogenere Orus (Orus) Casey, 1885
        - sottogenere Pycnorus (Orus) Casey, 1905

      - Scopaeomerus Sharp, 1886
      - Scopaeus Erichson, 1839
        - sottogenere Asiascopaeus (Scopaeus) Coiffait, 1984
        - sottogenere Hyperscopaeus (Scopaeus) Coiffait, 1984
        - sottogenere Scopaeodera (Scopaeus) Casey, 1886
        - sottogenere Scopaeoma (Scopaeus) Casey, 1905
        - sottogenere Scopaeopsis (Scopaeus) Casey, 1905
        - sottogenere Scopaeus (Scopaeus) Erichson, 1839
        - sottogenere Typhloscopaeus (Scopaeus) Jarrige, 1951

      - Typhloleleupius Fagel, 1964

    - sottotribù Stilicina Casey, 1905
      - Acrostilicus Hubbard, 1896
      - Eustilicus Sharp, 1886
        - sottogenere Eustilicus (Eustilicus) Sharp, 1886
        - sottogenere Trochoderus (Eustilicus) Sharp, 1886

      - Lathrorugilus Assing & Feldmann, 2001
      - Medostilicus Coiffait, 1982
      - Megastilicus Casey, 1889
      - Pachystilicus Casey, 1905
      - Rugilus Leach, 1819
        - sottogenere Afrostilicus (Rugilus) Fagel, 1953
        - sottogenere Allostilicus (Rugilus) Fagel, 1953
        - sottogenere Cephalostilicus (Rugilus) Fagel, 1950
        - sottogenere Eurystilicus (Rugilus) Fagel, 1953
        - sottogenere Fossulostilicus (Rugilus) Fagel, 1955
        - sottogenere Hemistilicus (Rugilus) Fagel, 1951
        - sottogenere Heterostilicus (Rugilus) Fagel, 1953
        - sottogenere Mirostilicus (Rugilus) Fagel, 1952
        - sottogenere Parastilicus (Rugilus) Jeannel & Paulian, 1945
        - sottogenere Pedistilicus (Rugilus) Fagel, 1951
        - sottogenere Rugilus (Rugilus) Leach, 1819
        - sottogenere Scabrostilicus (Rugilus) Fagel, 1953
        - sottogenere Tetragnathostilicus (Rugilus) Scheerpeltz, 1976

      - Stilicoderus Sharp, 1889
      - Stiliderus Motschulsky, 1858

    - sottotribù Stilicopsina Casey, 1905
      - Dibelonetes R.F.Sahlberg, 1847
        - sottogenere Brachynetes (Dibelonetes) Bernhauer, 1922
        - sottogenere Dibelonetes (Dibelonetes) R.F.Sahlberg, 1847
        - sottogenere Heteronetes (Dibelonetes) Bierig, 1933
        - sottogenere Melanetes (Dibelonetes) Bierig, 1933

      - Dibelophacis Bierig, 1933
      - Stamnoderus Sharp, 1886
      - Stilicopsis Sachse, 1852
      - Stiliphacis Bierig, 1938
      - Stilosaurus Blackwelder, 1943
      - Suniocharis Sharp, 1886
        - sottogenere Parasuniocharis (Suniocharis) Bernhauer, 1933
        - sottogenere Suniocharis (Suniocharis) Sharp, 1886

      - Suniophacis Blackwelder, 1943
      - Suniosaurus Bierig, 1938
      - Xenaster Bierig, 1939

  - tribù Pinophilini Nordmann, 1837
    - sottotribù Pinophilina Nordmann, 1837
      - Araeocerus Nordmann, 1837
      - Galopinus Lecoq, 1986
      - Gridellius Fagel, 1963
      - Lathropinus Sharp, 1886
      - Leleupauchmetes Fagel, 1957
      - Levasseurius Fagel, 1971
      - Metapinophilus Gridelli, 1928
      - Mimopinophilus Coiffait, 1978
      - Neopinophilus Cameron, 1920
      - Phinopilus Blackwelder, 1952
      - Pinocharis Fagel, 1963
      - Pinogalus Fagel, 1963
      - Pinonepalus Coiffait, 1982
      - Pinophilinus Eichelbaum, 1908
      - Pinophilus Gravenhorst, 1802
      - Pinoragus Fagel, 1963
      - Pinoritus Fagel, 1963
      - Pinostygus Campbell & Peck, 1989
      - Taenodema Laporte de Castelnau, 1835

    - sottotribù Procirrina Bernhauer & Schubert, 1912
      - Neoprocirrus Blackwelder, 1952
      - Oedichirus Erichson, 1839
        - sottogenere Oedichiranus (Oedichirus) Reitter, 1906
        - sottogenere Oedichirus (Oedichirus) Erichson, 1839

      - Oedodactylus Fairmaire & Germain, 1861
      - Palaminus Erichson, 1839
        - sottogenere Palaminus (Palaminus) Erichson, 1839
        - sottogenere Parapalaminus (Palaminus) Bierig, 1943

      - Paraprocirrus Bernhauer, 1923
      - Procirrus Latreille, 1829
        - sottogenere Procirrinus (Procirrus) Koch, 1934
        - sottogenere Procirrus (Procirrus) Latreille, 1829

      - Pseudoprocirrus Bernhauer, 1934

## Phloeocharinae
sottofamiglia Phloeocharinae Erichson, 1839
- -     -       - Charhyphus Sharp, 1887
      - Dytoscotes Smetana & Campbell, 1980
      - Ecbletus Sharp, 1887
      - Phloeocharis Mannerheim, 1830
        - sottogenere Phloeocharis (Phloeocharis) Mannerheim, 1830
        - sottogenere Scotodytes (Phloeocharis) Saulcy, 1865

      - Phloeognathus Steel, 1953
      - Pseudophloeocharis Steel, 1950
      - Vicelva Moore & Legner, 1973

## Piestinae
sottofamiglia Piestinae Erichson, 1839
- -     -       - Eupiestus Kraatz, 1859
      - Hypotelus Erichson, 1839
      - Parasiagonum Steel, 1950
      - Piestoneus Sharp, 1889
      - Piestus Gravenhorst, 1806
        - sottogenere Antropiestus (Piestus) Bernhauer, 1917
        - sottogenere Elytropiestus (Piestus) Scheerpeltz, 1952
        - sottogenere Lissopiestus (Piestus) Scheerpeltz, 1952
        - sottogenere Piestus (Piestus) Gravenhorst, 1806
        - sottogenere Trachypiestus (Piestus) Scheerpeltz, 1952
        - sottogenere Zirophorus (Piestus) Dalman, 1822

      - Prognathoides Steel, 1950
      - Siagonium Kirby & Spence, 1815

## Protactinae
sottofamiglia Protactinae Heer, 1847 † (fossile)
- -     -       - Protactus Heer, 1847 † (fossile)

## Proteininae
sottofamiglia Proteininae Erichson, 1839
- - tribù Anepiini Steel, 1966
    -       - Anepius Blackburn, 1902
      - Eupsorus Broun, 1904

  - tribù Austrorhysini Newton & Thayer, 1995
    -       - Austrorhysus Steel, 1966
      - Megarthroides Steel, 1966

  - tribù Nesoneini Steel, 1966
    -       - Nesoneus Bernhauer, 1939
      - Paranesoneus Steel, 1966

  - tribù Proteinini Erichson, 1839
    -       - Megarthrus Stephens, 1829
      - Metopsia Wollaston, 1854
      - Proteinus Latreille, 1797

  - tribù Silphotelini Newton & Thayer, 1995
    -       - Alloproteinus Steel, 1966
      - Silphotelus Broun, 1895

## Protopselaphinae
sottofamiglia Protopselaphinae Newton & Thayer, 1995
- -     -       - Protopselaphus Newton & Thayer, 1995

## Pselaphinae
sottofamiglia Pselaphinae Latreille, 1802
- supertribù Batrisitae Reitter, 1882
  - tribù Amauropini Jeannel, 1948
    -       - Amaurops Fairmaire, 1851
      - Amauropus Reitter, 1918
      - Arianops Brendel, 1893
      - Bergrothia Reitter, 1884
      - Orientamaurops Karaman, 1961
      - Paramaurops Jeannel, 1948
      - Protamaurops G.Müller, 1944
      - Pseudamaurops Jeannel, 1948
      - Seracamaurops Winkler, 1925
      - Troglamaurops Ganglbauer, 1903
      - Tropidamaurops Jeannel, 1948
      - Zoufalia Reitter, 1918

  - tribù Batrisini Reitter, 1882
    - sottotribù Ambicocerina Leleup, 1970
      - Ambicocerodes Leleup, 1970
      - Ambicoceropsis Leleup, 1971
      - Ambicocerus Leleup, 1970
      - Pseudambicocerus Leleup, 1970

    - sottotribù Batrisina Reitter, 1882
      - Acanthanops Jeannel, 1952
      - Acanthicomus Jeannel, 1950
      - Acanthocliarthrus Leleup, 1970
      - Adiastulus Raffray, 1904
      - Amblybatrisus Chandler, 2001
      - Anama Newton & Chandler, 1989
      - Ancistromus Jeannel, 1957
      - Apobatrisus Raffray, 1897
      - Apocliarthrus Jeannel, 1959
      - Apotrabisus Jeannel, 1959
      - Arthmius LeConte, 1849
      - Arthromelodes Jeannel, 1954
      - Arthromelus Jeannel, 1949
        - sottogenere Arthromelus (Arthromelus) Jeannel, 1949
        - sottogenere Euthiomelus (Arthromelus) Jeannel, 1957
        - sottogenere Scaiomelus (Arthromelus) Jeannel, 1951

      - Atheropterus Raffray, 1882
        - sottogenere Atheropterus (Atheropterus) Raffray, 1882
        - sottogenere Echinotrabisus (Atheropterus) Jeannel, 1959
        - sottogenere Paratrabisus (Atheropterus) Jeannel, 1959
        - sottogenere Probatrisus (Atheropterus) Raffray, 1890
        - sottogenere Trabisellus (Atheropterus) Jeannel, 1952
        - sottogenere Trabisidius (Atheropterus) Jeannel, 1952
        - sottogenere Trabisinus (Atheropterus) Jeannel, 1959
        - sottogenere Trabisomorphus (Atheropterus) Jeannel, 1959
        - sottogenere Trabisonoma (Atheropterus) Jeannel, 1955
        - sottogenere Trabisorites (Atheropterus) Jeannel, 1952

      - Babascenellus Nomura, 1995
      - Basitrodes Jeannel, 1958
      - Batoctenus Sharp, 1887
      - Batoxyla Raffray, 1897
      - Batriasymmodes Park, 1951
        - sottogenere Batriasymmodes (Batriasymmodes) Park, 1951
        - sottogenere Extollodes (Batriasymmodes) Park, 1965
        - sottogenere Speleodes (Batriasymmodes) Park, 1965

      - Batribolbus Raffray, 1904
      - Batricrator Jeannel, 1957
      - Batrictenistes Löbl, 1976
      - Batrifigia Park, 1952
      - Batrinanda Park, 1952
      - Batriplica Raffray, 1904
      - Batrisaulax Jeannel, 1959
      - Batriscenaulax Jeannel, 1958
      - Batriscenellus Jeannel, 1958
        - sottogenere Batriscenellinus (Batriscenellus) Nomura, 1991
        - sottogenere Batriscenellus (Batriscenellus) Jeannel, 1958
        - sottogenere Coreoscenellus (Batriscenellus) Nomura & Lee, 1993
        - sottogenere Nipponoscenellus (Batriscenellus) Nomura, 1991
        - sottogenere Scaioscenellus (Batriscenellus) Jeannel, 1958

      - Batrisceninus Jeannel, 1952
      - Batrisceniola Jeannel, 1958
      - Batriscenites Jeannel, 1952
      - Batriscenodes Jeannel, 1952
      - Batrischema Newton & Chandler, 1989
      - Batrisiella Raffray, 1904
      - Batrisinus Raffray, 1893
      - Batrisiotes Jeannel, 1951
      - Batrisocenus Raffray, 1903
      - Batrisochaetus Jeannel, 1959
      - Batrisochorus Jeannel, 1949
        - sottogenere Batrisochorus (Batrisochorus) Jeannel, 1949
        - sottogenere Batristellus (Batrisochorus) Jeannel, 1950

      - Batrisoconnus Leleup, 1975
      - Batrisodella Jeannel, 1954
      - Batrisodellus Jeannel, 1958
      - Batrisodema Raffray, 1890
      - Batrisodes Reitter, 1882
        - sottogenere Babnormodes (Batrisodes) Park, 1951
        - sottogenere Batrisodes (Batrisodes) Reitter, 1882
        - sottogenere Declivodes (Batrisodes) Park, 1951
        - sottogenere Elytrodes (Batrisodes) Park, 1951
        - sottogenere Empinodes (Batrisodes) Park, 1953
        - sottogenere Excavodes (Batrisodes) Park, 1951
        - sottogenere Pubimodes (Batrisodes) Park, 1951
        - sottogenere Spifemodes (Batrisodes) Park, 1953

      - Batrisodiola Jeannel, 1960
      - Batrisodites Jeannel, 1954
      - Batrisomalus Raffray, 1904
      - Batrisomellus Leleup, 1976
      - Batrisomicrus Jeannel, 1954
      - Batrisomina Raffray, 1903
      - Batrisopachys Jeannel, 1960
      - Batrisophyma Raffray, 1904
      - Batrisoplatus Raffray, 1894
      - Batrisoplisus Raffray, 1908
      - Batrisopsis Raffray, 1894
      - Batrisoschema Reitter, 1884
      - Batrisoxenus Leleup, 1971
      - Batristerus Jeannel, 1949
      - Batristhenes Jeannel, 1960
      - Batristidius Jeannel, 1950
      - Batristilbus Raffray, 1909
      - Batristites Jeannel, 1949
      - Batristogenius Jeannel, 1959
      - Batrisus Aubé, 1833
      - Batrivitis Park, 1952
      - Batrixenus Newton & Chandler, 1989
      - Besuchetidia Leleup, 1981
      - Borneana L.W.Schaufuss, 1882
      - Bothriotelus Jeannel, 1951
      - Camptomodes Jeannel, 1959
      - Catoxyomus Jeannel, 1950
      - Celisia Jeannel, 1955
      - Ceroderma Raffray, 1890
      - Clarkeorites Leleup, 1974
      - Cliarthrinidius Jeannel, 1957
      - Cliarthrinus Jeannel, 1949
      - Cliarthrodes Jeannel, 1949
      - Cliarthromorphus Jeannel, 1951
      - Cliarthrus Raffray, 1877
      - Connodontinus Jeannel, 1953
      - Connodontus Raffray, 1882
        - sottogenere Connodontites (Connodontus) Jeannel, 1959
        - sottogenere Connodontus (Connodontus) Raffray, 1882

      - Conogastridius Jeannel, 1950
      - Conopygidia Jeannel, 1950
      - Conuridius Jeannel, 1950
      - Coryphomodes Jeannel, 1960
      - Coryphomoides Löbl, 1982
      - Coryphomus Jeannel, 1949
        - sottogenere Camptomidius (Coryphomus) Jeannel, 1959
        - sottogenere Camptomites (Coryphomus) Jeannel, 1949
        - sottogenere Coryphomellus (Coryphomus) Jeannel, 1959
        - sottogenere Coryphomus (Coryphomus) Jeannel, 1949

      - Cratna Raffray, 1890
      - Cylindroma Raffray, 1897
      - Daintree Chandler, 2001
      - Diaposis Raffray, 1904
      - Diaugis Raffray, 1904
      - Ectotrabisus Leleup, 1979
      - Eleodimerina Jeannel, 1960
      - Eleodimerodes Leleup, 1981
      - Eleodimerus Jeannel, 1949
      - Eubatrisus Raffray, 1890
      - Exallidius Jeannel, 1957
      - Exallomorpha Jeannel, 1950
      - Exallus Raffray, 1904
      - Exechophyes Jeannel, 1950
      - Exedrus Raffray, 1903
      - Franzorella Leleup, 1977
      - Gadgarra Chandler, 2001
      - Hemicliarthrus Jeannel, 1951
      - Hingstoniella Jeannel, 1960
      - Hulstaertites Jeannel, 1950
      - Hyobontus Newton & Chandler, 1989
      - Hypochraeus Raffray, 1904
      - Iteticus Raffray, 1904
      - Jochmansiella Leleup, 1976
      - Kigatrodes Jeannel, 1958
      - Korovodes Park, 1952
      - Leleupia Jeannel, 1950
        - sottogenere Leleupia (Leleupia) Jeannel, 1950
        - sottogenere Paraleleupia (Leleupia) Jeannel, 1950

      - Leleupiastes Jeannel, 1960
      - Leptobatrisus Jeannel, 1951
        - sottogenere Leptobatrisus (Leptobatrisus) Jeannel, 1951
        - sottogenere Strongylomus (Leptobatrisus) Jeannel, 1952

      - Loebliella Leleup, 1981
      - Lukwangulorites Leleup, 1976
      - Macrodelphus Leleup, 1977
      - Madrasorites Jeannel, 1960
      - Manniconnus Park, 1949
      - Megabatrus Löbl, 1979
      - Microbatrisodes Jeannel, 1949
      - Mnia Newton & Chandler, 1989
      - Mossman Chandler, 2001
      - Nenemeca Raffray, 1904
      - Neotrabisus Jeannel, 1949
      - Nesiotomina Jeannel, 1961
      - Neurum Chandler, 2001
      - Odonticoscapus Jeannel, 1956
      - Odontoconnus Jeannel, 1959
      - Ophelius Raffray, 1904
      - Orropygia Raffray, 1910
      - Oxarthrius Reitter, 1883
        - sottogenere Baroxarthrius (Oxarthrius) Park, 1942
        - sottogenere Oxarthrius (Oxarthrius) Reitter, 1883

      - Oxyomera Raffray, 1890
      - Oxyomites Jeannel, 1954
      - Pachypygidia Jeannel, 1951
      - Pachytrabisus Jeannel, 1950
      - Panaphysis Reitter, 1882
      - Pantosiella Jeannel, 1958
      - Parabatrisus Jeannel, 1950
      - Passosiella Leleup, 1975
      - Petaloscapus Jeannel, 1958
      - Physomerinus Jeannel, 1952
      - Plocamarthrus Jeannel, 1960
      - Podus Raffray, 1882
      - Procheilophorus Leleup, 1981
      - Pseudobatrisus Raffray, 1913
      - Pseudocliarthrus Jeannel, 1953
      - Pseudoconnus Leleup, 1971
      - Pseudoctenistes Leleup, 1975
      - Pseudotrabisoides Jeannel, 1953
      - Ruacorites Jeannel, 1950
      - Ryxabis Westwood, 1870
      - Sathytes Westwood, 1870
      - Seydelites Jeannel, 1951
      - Siteromina Löbl, 1979
      - Smetanabatrus Yin & Li, 2013
      - Speobatrisodes Jeannel, 1958
      - Spurgeon Chandler, 2001
      - Stenocliarthrus Leleup, 1970
      - Stictus Raffray, 1882
      - Sulcifigia Park, 1952
      - Syrbatomorphus Jeannel, 1960
      - Syrbatus Reitter, 1882
        - sottogenere Syrbatidius (Syrbatus) Jeannel, 1952
        - sottogenere Syrbatus (Syrbatus) Reitter, 1882

      - Syrmocerus Raffray, 1898
      - Texamaurops Barr & Steeves, 1963
      - Tinaroo Chandler, 2001
      - Trabisodema Jeannel, 1950
      - Trabisoides Jeannel, 1950
      - Trabisostenus Jeannel, 1950
      - Trabisoxenus Leleup, 1971
      - Tribasodema Jeannel, 1961
      - Tribasodes Jeannel, 1958
      - Tribasodites Jeannel, 1960
      - Trichonomorphus Raffray, 1890
      - Trichopnites Dajoz, 1982
      - Trisinarthrus Jeannel, 1960
      - Trisiniotus Jeannel, 1960
      - Trisinus Raffray, 1894
      - Typhlobatrisus Jeannel, 1953
      - Typhlorites Jeannel, 1952
      - Xenadiastus Jeannel, 1950
      - Xenobasilewskyia Leleup, 1976
      - Xenobatrisus Wasmann, 1918
      - Xenocliarthrus Jeannel, 1956
      - Xenoconurus Jeannel, 1960
      - Xenolejeunea Leleup & Célis, 1969
      - Xenomachadoella Leleup, 1975
      - Xenopygia Jeannel, 1950
      - Xenopygiella Jeannel, 1953

    - sottotribù Batrisini (incertae sedis)
      - Baceysus Löbl & Kurbatov, 2001
      - Batoxylomorpha Löbl & Kurbatov, 2001
      - Coryphomobatrus Löbl & Kurbatov, 2001
      - Euceroncinus Kemner, 1927
      - Pantobatrisus L.W.Schaufuss, 1890
      - Temnodera Hope, 1837
      - Veddabatrus Löbl & Kurbatov, 2001

    - sottotribù Leupeliina Jeannel, 1954
      - Leupelia Jeannel, 1954

    - sottotribù Stilipalpina Jeannel, 1954
      - Codonoderus Jeannel, 1956
      - Pelulea Jeannel, 1954
      - Peluleotes Jeannel, 1954
      - Stilipalpus Jeannel, 1951

  - tribù Thaumastocephalini Poggi, Nonveiller, Colla, Pavićević & Rađa, 2001
    -       - Thaumastocephalus Poggi, Nonveiller, Colla, Pavićević & Rađa, 2001
- supertribù Clavigeritae Leach, 1815
  - tribù Clavigerini Leach, 1815
    - sottotribù Adranina Chenu & Desmarest, 1857
      - Adranes LeConte, 1849

    - sottotribù Apoderigerina Jeannel, 1954
      - Ambrosiger Silvestri, 1926
      - Apoderiger Wasmann, 1897
      - Micrapoderiger Jeannel, 1960
      - Trymalius Fairmaire, 1898

    - sottotribù Clavigerina Leach, 1815
      - Claviger Preyssler, 1790
        - sottogenere Clavifer (Claviger) Laporte de Castelnau, 1835
        - sottogenere Claviger (Claviger) Preyssler, 1790

    - sottotribù Clavigerodina L.W.Schaufuss, 1882
      - Amphironchus Peyerimhoff, 1939
      - Anaclasiger Raffray, 1890
      - Ankarahitra Jeannel, 1954
      - Archiclaviger Heller, 1936
      - Articerodes Raffray, 1890
      - Articeronomus Raffray, 1898
      - Articeropsis Wasmann, 1893
      - Articerus Dalman, 1826
      - Bironia Raffray, 1903
      - Cerylambus Newton & Chandler, 1989
      - Clavigerodes Raffray, 1877
      - Clavigeropsis Raffray, 1882
      - Clavister Besuchet & Hlavác, 2011[17]
      - Colletocerus Célis, 1971
      - Commatocerodes Péringuey, 1888
      - Corynotopsis Jeannel, 1951
      - Corynotus Jeannel, 1951
      - Dejageria Jeannel, 1964
      - Diartiger Sharp, 1883
      - Elasmatus Raffray, 1903
      - Fossiger Wasmann, 1918
      - Fustiger LeConte, 1866
      - Fustigerillus Wasmann, 1918
      - Fustigerinus Wasmann, 1912
      - Fustigerodes Reitter, 1884
      - Fustigeromimus Dajoz, 1982
      - Fustigeropsis Raffray, 1890
      - Gericlavodes Jeannel, 1960
      - Gomyia Célis, 1974
      - Hexamerodes Jeannel, 1959
      - Ischyroceros Reichensperger, 1915
      - Kaisia Mann, 1920
      - Leptocorynotus Coulon, 1982
      - Macrotrachelos Besuchet & Hlavác, 2011[17]
      - Marofusiger Dajoz, 1982
      - Mesoleptochir Jeannel, 1959
      - Micrelytriger Nomura, 1997
      - Microfustigerinus Jeannel, 1960
      - Microconilon Besuchet & Hlavác, 2011[17]
      - Nadarimanu Mann, 1920
      - Nearticerodes Jeannel, 1954
      - Neocorynotus Jeannel, 1960
      - Neofustiger Bruch, 1929
      - Neofustigerinus Jeannel, 1960
      - Neoradamopsis Célis, 1969
      - Novoclaviger Wasmann, 1894
      - Novofustiger Wasmann, 1893
      - Palaeoclaviger Reichensperger, 1930
      - Paliger Wasmann, 1918
      - Pararticerus Jeannel, 1955
      - Paussiger Wasmann, 1893
      - Platycerodes Jeannel, 1960
      - Pseudacerus Raffray, 1895
      - Pseudoclavigerodes Reichensperger, 1915
      - Radamopsis Reichensperger, 1915
      - Rhynchoclaviger Wasmann, 1891
      - Stenofustigerinus Célis, 1970
      - Sufifer Newton & Chandler, 1989
      - Syrraphesina Raffray, 1903
      - Triartiger Kubota, 1944
      - Triceratomerus Jeannel, 1960
      - Vanuatiella Besuchet & Hlavác, 2011[17]
      - Villofustiger Leleup & Célis, 1968
      - Xenalluaudia Raffray, 1913
      - Xenobesuchetia Leleup, 1976
      - Xenocelisia Coulon, 1982
      - Xenoleleupia Jeannel, 1952
      - Xenomussardia Célis, 1975

    - sottotribù Dimerometopina Célis, 1970
      - Dimerometopus Célis, 1970

    - sottotribù Disarthricerina Jeannel, 1949
      - Disarthricerus Raffray, 1895

    - sottotribù Hoplitoxenina Célis, 1969
      - Burgeonilla Reichensperger, 1930
      - Hadrophorus Fairmaire, 1898
      - Hoplitoxenus Jeannel, 1960
      - Monodiger Paulian, 1949

    - sottotribù Lunillina Célis, 1969
      - Lunilla Jeannel, 1957

    - sottotribù Mastigerina Jeannel, 1954
      - Mastiger Motschulsky, 1851

    - sottotribù Miroclavigerina Jeannel, 1949
      - Miroclaviger Wasmann, 1893

    - sottotribù Neoceratopsina Célis, 1970
      - Neoceratopsis Jeannel, 1956

    - sottotribù Neocerina Jeannel, 1954
      - Neocerus Wasmann, 1893

    - sottotribù Radamina Jeannel, 1954
      - Madara Dajoz, 1982
      - Merinia Newton & Chandler, 1989
      - Pseudoradama Dajoz, 1982
      - Radama Raffray, 1883
      - Radamellus Raffray, 1905
      - Radamides Wasmann, 1897
      - Radamira Reichensperger, 1915
      - Semiclaviger Wasmann, 1893

    - sottotribù Theocerina Jeannel, 1954
      - Antalaha Jeannel, 1954
      - Theocerus Raffray, 1897

    - sottotribù Thysdariina Jeannel, 1954
      - Arnoldiella Brauns, 1925
      - Braunsiella Raffray, 1901
      - Eurycheiles Jeannel, 1951
      - Soalala Dajoz, 1982
      - Thysdariopsis Jeannel, 1960
      - Thysdarius Fairmaire, 1904
      - Trichomatosus Célis, 1970

  - tribù Colilodionini Besuchet, 1991
    -       - Colilodion Besuchet, 1991

  - tribù Tiracerini Besuchet, 1986
    -       - Cautinia Franz, 1996
      - Eupsinoides Motschulsky, 1857
      - Hetereuplectus L.W.Schaufuss, 1890
      - Mehuinia Franz, 1996
      - Monyx L.W.Schaufuss, 1890
      - Nugator L.W.Schaufuss, 1890
      - Philotrimium Blattny, 1925
      - Tiracerus Besuchet, 1986
- supertribù Euplectitae Streubel, 1839
  - tribù Bythinoplectini L.W.Schaufuss, 1890
    - sottotribù Bythinoplectina L.W.Schaufuss, 1890
      - Acrodimerus Jeannel, 1954
      - Anomozethodes Coulon, 1989
      - Anomozethus Jeannel, 1951
      - Anozethopsis Jeannel, 1956
      - Apozethopsus Jeannel, 1954
      - Archaeozethus Leleup, 1973
      - Aulacozethus Leleup, 1977
      - Basilewskyozethus Leleup, 1977
      - Besucheteidos Comellini, 1985
      - Besuchetiozethus Coulon, 1989
      - Bolbozethus Coulon, 1982
      - Bythinoplectoides Comellini, 1985
      - Bythinoplectus Reitter, 1882
      - Cephalozethus Jeannel, 1955
      - Couloniella Besuchet, 1983
      - Decazethodes Coulon, 1989
      - Decazethus Coulon, 1989
      - Dichocoryna Comellini, 1985
      - Dichozethinus Jeannel, 1956
      - Dimorphozethus Jeannel, 1952
      - Diplomelinus Jeannel, 1957
      - Echinozethus Jeannel, 1954
      - Euplectomorphus Motschulsky, 1863
      - Hendecameros Comellini, 1985
      - Heptaleptus Jeannel, 1952
      - Jeannelia Raffray, 1913
      - Leleupiozethus Coulon, 1979
      - Loebliozethus Coulon, 1983
      - Mecynozethus Jeannel, 1952
      - Microzethinus Jeannel, 1954
      - Microzethopsis Jeannel, 1960
      - Neozethopsus Jeannel, 1954
      - Nesiotozethus Jeannel, 1954
      - Nipponozethus Coulon, 1989
      - Notozethus Coulon, 1989
      - Octomeros Comellini, 1985
      - Octozethodes Jeannel, 1953
      - Octozethus Jeannel, 1951
      - Opisthosphaera Jeannel, 1952
      - Orazethus Coulon, 1990
      - Oxyzethodes Jeannel, 1954
      - Oxyzethus Jeannel, 1953
      - Pachyzethopsus Jeannel, 1954
      - Petalozethopsis Jeannel, 1960
      - Poeciloceras Comellini, 1985
      - Proboscites Jeannel, 1950
      - Projeannelia Coulon, 1989
      - Protozethopsus Jeannel, 1954
      - Pseudozethinus Coulon, 1989
      - Puripnozethus Coulon, 1989
      - Pyxidion Comellini, 1985
      - Rhinozethus Coulon, 1989
      - Schizocoryna Comellini, 1985
      - Selenozethus Jeannel, 1955
      - Trizethopsis Dajoz, 1982
      - Typhlozethodes Coulon, 1989
      - Typhlozethus Jeannel, 1951
      - Urozethidius Jeannel, 1959
      - Zethinomorphus Jeannel, 1960
      - Zethinus Raffray, 1908
      - Zethopsinus Jeannel, 1949
      - Zethopsiola Jeannel, 1954
      - Zethopsoides Jeannel, 1953
      - Zethopsus Reitter, 1880

    - sottotribù Pyxidicerina Raffray, 1904
      - Cerennea Raffray, 1913
      - Hughia Raffray, 1913
      - Megalocarpus Coulon, 1989
      - Nandius Coulon, 1990
      - Neopyxidicerus Coulon, 1989
      - Orlândia Comellini, 1985
      - Parapyxidicerus Sawada, 1964
      - Pyxidicerinus Jeannel, 1952
      - Pyxidicerus Motschulsky, 1863
      - Pyxidizethus Coulon, 1989

  - tribù Dimerini Raffray, 1908
    -       - Barroeuplectoides Park, 1942
      - Ocabaraja Schuster & Grigarick, 1980
      - Octomicrellus Jeannel, 1949
      - Octomicrites Jeannel, 1956
      - Octomicrus L.W.Schaufuss, 1877
      - Tuberoplectus Park, 1952

  - tribù Euplectini Streubel, 1839
    -       - Acolonia Casey, 1894
      - Afroplectus Jeannel, 1952
        - sottogenere Afroplectaulax (Afroplectus) Jeannel, 1959
        - sottogenere Afroplectidius (Afroplectus) Jeannel, 1952
        - sottogenere Afroplectodes (Afroplectus) Jeannel, 1952
        - sottogenere Afroplectus (Afroplectus) Jeannel, 1952

      - Anomoplectus Jeannel, 1951
      - Austroeuplectus Chandler, 2001
      - Bothriocephalotes Leleup, 1978
      - Coptoplectus Leleup, 1974
      - Dissemoplectus Jeannel, 1952
      - Dorrigo Chandler, 2001
      - Euplectamecia Park, 1952
      - Euplectus Leach, 1817
      - Labroplectus Kurbatov, 1993
      - Leptoplectus Casey, 1908
      - Mitrametopus Raffray, 1911
      - Okella Chandler, 2001
      - Plectoprotus Newton & Chandler, 1989
      - Pycnoplectus Casey, 1897
      - Seleneuplectus Jeannel, 1955
      - Tyxs Chandler, 2001

  - tribù Jubini Raffray, 1904
    -       - Arctophysis Reitter, 1882
      - Auxenocerus Jeannel, 1962
      - Balega Reitter, 1882
      - Barrojuba Park, 1942
      - Endytocera Sharp, 1887
      - Germainites Jeannel, 1962
      - Jubomorphus Raffray, 1891
      - Jubus L.W.Schaufuss, 1872
      - Kuscheliotes Jeannel, 1962
      - Macta Raffray, 1890
      - Morphogenia Parker, 2014
      - Phamisus Aubé, 1844
      - Pselaphomorphus Motschulsky, 1855
      - Sebaga Raffray, 1891

  - tribù Mayetiini Winkler, 1925
    -       - Hagnometopias L.W.Schaufuss, 1890
      - Mayetia Mulsant & Rey, 1875
        - sottogenere Mayetia (Mayetia) Mulsant & Rey, 1875
        - sottogenere Metamayetia (Mayetia) Coiffait, 1962
        - sottogenere Promayetia (Mayetia) Coiffait, 1962

      - Typhloleptodes Jeannel, 1953
      - Typhloleptus Jeannel, 1951

  - tribù Metopiasini Raffray, 1904
    - sottotribù Metopiasini (incertae sedis)
      - Barrometopia Park, 1942
      - Bibrax Fletcher, 1927
      - Chandleria Comellini, 1998
      - Metopias Gory, 1832
      - Metopiasoides Comellini, 2000
      - Metopiellus Raffray, 1908
      - Metopiosoma Raffray, 1908
      - Metopioxys Reitter, 1885

    - sottotribù Rhinoscepsina Bowman, 1934
      - Rhinoscepsis LeConte, 1878
        - sottogenere Rafrhisis (Rhinoscepsis) Park, 1945
        - sottogenere Rhinoscepsis (Rhinoscepsis) LeConte, 1878

  - tribù Trichonychini Reitter, 1882
    - sottotribù Bibloporina Park, 1951
      - Aphilia Reitter, 1882
      - Apoterus Raffray, 1894
      - Bartle Chandler, 2001
      - Bibloporellus Jeannel, 1949
      - Bibloporus Thomson, 1859
      - Chaetorhopalus Raffray, 1887
      - Epiplectus Raffray, 1898
      - Eupinion Oke, 1928
      - Kuriporus Kurbatov, 1991
      - Narcissiella Jeannel, 1953
      - Omobathus Raffray, 1913
      - Opisthosemus Jeannel, 1952
      - Praeruptifrons Chandler, 2001
      - Typhlokahusia Jeannel, 1953

    - sottotribù Panaphantina Jeannel, 1950
      - Acetalius Sharp, 1883
      - Acotreba Reitter, 1882
      - Adalmus Reitter, 1882
      - Aloxomidus Raffray, 1903
      - Aminosimus Raffray, 1898
        - sottogenere Aminosimus (Aminosimus) Raffray, 1898
        - sottogenere Plectasymus (Aminosimus) Jeannel, 1960

      - Anotimus Dajoz, 1982
      - Apheloplectus Raffray, 1913
      - Ararat Chandler, 2001
      - Asymoplectus Raffray, 1897
        - sottogenere Asymoplectodes (Asymoplectus) Jeannel, 1960
        - sottogenere Asymoplectus (Asymoplectus) Raffray, 1897

      - Aulaxus Raffray, 1898
      - Biblomelba Park, 1952
      - Biblomimus Raffray, 1904
      - Bibloplectinus Jeannel, 1949
      - Bibloplectopsis Jeannel, 1962
      - Bibloplectus Reitter, 1882
        - sottogenere Bibloplectodes (Bibloplectus) Jeannel, 1949
        - sottogenere Bibloplectus (Bibloplectus) Reitter, 1882

      - Bruxner Chandler, 2001
      - Calarus Raffray, 1903
      - Chichester Chandler, 2001
      - Cleland Chandler, 2001
      - Dalma Sharp, 1874
      - Dalmisus Sharp, 1886
      - Dandenong Chandler, 2001
      - Deroplectus Raffray, 1898
      - Diarrogus Raffray, 1903
      - Dungog Chandler, 2001
      - Eleusomatus Raffray, 1904
      - Epithematus Raffray, 1903
      - Euglyptus Broun, 1893
      - Eungella Chandler, 2001
      - Euphiliops Jeannel, 1959
      - Euplectina Raffray, 1894
      - Euplectodina Raffray, 1898
      - Euplectops Reitter, 1882
      - Euplectopsis Raffray, 1890
      - Eutyphlus LeConte, 1880
        - sottogenere Eutyphlus (Eutyphlus) LeConte, 1880
        - sottogenere Planityphlus (Eutyphlus) Park, 1956

      - Fijiastes Park, 1952
      - Forinus Kurbatov, 1991
      - Gabata Raffray, 1898
      - Glastus Raffray, 1898
      - Gordon Chandler, 2001
      - Gubarra Chandler, 2001
      - Haploplectus Jeannel, 1951
      - Hatchia Park & Wagner, 1962
      - Humbertella Newton & Chandler, 1989
      - Hypoplectus Raffray, 1913
        - sottogenere Hypoplectinus (Hypoplectus) Jeannel, 1952
        - sottogenere Hypoplectus (Hypoplectus) Raffray, 1913

      - Joalah Chandler, 2001
      - Kapalga Chandler, 2001
      - Kenocoelus Broun, 1911
      - Kioloa Chandler, 2001
      - Kyogle Chandler, 2001
      - Lioplectus Raffray, 1898
      - Meliceria Raffray, 1898
        - sottogenere Cyrtoplectus (Meliceria) Normand, 1904
        - sottogenere Meliceria (Meliceria) Raffray, 1898

      - Metaplectodes Jeannel, 1960
      - Methorius Raffray, 1904
      - Mexigaster Park, 1952
      - Miallo Chandler, 2001
      - Microplectus Raffray, 1898
      - Millaa Chandler, 2001
      - Mirellus Raffray, 1894
      - Namssom Chandler, 2001
      - Neoplectidius Jeannel, 1960
      - Neothesiastes Jeannel, 1960
      - Nesiotoplectus Jeannel, 1954
      - Noota Chandler, 2001
      - Omotimellus Jeannel, 1952
      - Omotimiotes Jeannel, 1954
      - Omotimus Raffray, 1904
      - Pachyeuplectus Jeannel, 1954
      - Panaphantus Kiesenwetter, 1858
      - Paraphiliopsis Jeannel, 1959
      - Paraplectus Raffray, 1898
      - Patreus Broun, 1904
      - Perditadens Chandler, 2001
      - Periplectus Raffray, 1887
      - Philiopsis Raffray, 1893
      - Philoscotus Sawada, 1957
      - Piptoncus Kurbatov, 1991
      - Placodium Broun, 1893
      - Plectiastes Jeannel, 1960
      - Plectodytes Jeannel, 1956
      - Plectomorphus Raffray, 1898
      - Plectophloeus Reitter, 1891
      - Prodalma Raffray, 1897
      - Pseudactium Casey, 1908
      - Pseudomotimus Jeannel, 1952
      - Pseudoplectus Reitter, 1882
      - Pteroplectus Raffray, 1898
      - Quotidiaplectus Chandler, 2001
      - Ramecia Casey, 1894
      - Ramussia Kurbatov, 1991
      - Rhynchoplectus Jeannel, 1959
      - Sagolonus Raffray, 1898
      - Sampsa Raffray, 1898
      - Saxet Grigarick & Schuster, 1980
      - Scabritia Chandler, 2001
      - Scotoplectus Reitter, 1880
      - Sealy Chandler, 2001
      - Thesiastes Casey, 1894
      - Thesium Casey, 1884
      - Tiliactus Kurbatov, 1992
      - Tooloom Chandler, 2001
      - Torvicia Chandler, 2001
      - Trigonoplectus Bowman, 1934
      - Trimiophanes Jeannel, 1954
      - Trimioplectus Brendel, 1890
      - Trisignis Park & Schuster, 1955
      - Vidamodes Broun, 1921
      - Vidamus Raffray, 1898
      - Whitea Hutton, 1904
      - Whyanbeel Chandler, 2001
      - Xyts Chandler, 2001
      - Zelandius Raffray, 1898

    - sottotribù Trichonychina Jeannel, 1964
      - Abdiunguis Park & Wagner, 1962
      - Allodalminiastes Franz, 1996
      - Amauronyx Reitter, 1882
      - Ambalavoa Dajoz, 1982
      - Andiotes Franz, 1996
      - Andiplectops Jeannel, 1962
      - Ankavena Jeannel, 1954
      - Anoplectus Raffray, 1897
      - Apotectus Newton & Chandler, 1989
      - Araucaniotes Jeannel, 1962
      - Badensia Jeannel, 1954
      - Barrengarry Chandler, 2001
      - Bithongabel Chandler, 2001
      - Bontomtes Grigarick & Schuster, 1980
      - Caligrua Jeannel, 1962
      - Caligruacmes Jeannel, 1963
      - Chrestomera Jeannel, 1962
      - Clyde Chandler, 2001
      - Daliacmes Jeannel, 1962
      - Dalmina Raffray, 1887
        - sottogenere Dalmina (Dalmina) Raffray, 1887
        - sottogenere Dalminiola (Dalmina) Jeannel, 1964

      - Dalminella Jeannel, 1964
      - Dalminia Newton & Chandler, 1989
      - Dalminiastes Jeannel, 1962
      - Dalminiomus Jeannel, 1962
      - Damilinidius Jeannel, 1964
      - Epullea Jeannel, 1964
      - Etopias Jeannel, 1962
      - Euplecterga Park & Wagner, 1962
      - Fanoridius Franz, 1997
      - Faronoma Raffray, 1893
      - Foveoscapha Park & Wagner, 1962
      - Frutillariotes Jeannel, 1962
      - Imeriniella Jeannel, 1960
      - Jindabyne Chandler, 2001
      - Kerplectus Chandler, 2001
      - Macroplectus Raffray, 1898
      - Macroraffrayia Jeannel, 1955
      - Meithton Chandler, 2001
      - Mexiplectus Park, 1943
      - Mildana Jeannel, 1964
      - Morius Casey, 1894
      - Namunia Reitter, 1882
      - Neoraffrayia Jeannel, 1955
      - Nothoplectus Jeannel, 1963
      - Oropodes Casey, 1894
      - Panaramecia Park, 1942
      - Parapteracmes Jeannel, 1962
      - Parepullea Jeannel, 1964
      - Platyplectus Jeannel, 1962
      - Plectostenus Lea, 1910
      - Plectusodes Raffray, 1898
      - Protoplectus Raffray, 1898
      - Pseudeuplectus Enderlein, 1909
      - Pseudocaligrua Franz, 1996
      - Pteracmes Raffray, 1890
      - Pteracmidius Jeannel, 1962
      - Raffrayia Reitter, 1882
      - Raffrayidius Jeannel, 1955
      - Raffrayites Jeannel, 1955
        - sottogenere Raffrayites (Raffrayites) Jeannel, 1955
        - sottogenere Raffrayitidia (Raffrayites) Jeannel, 1964

      - Raffrayola Jeannel, 1955
      - Ranavala Raffray, 1898
        - sottogenere Fanovana (Ranavala) Jeannel, 1960
        - sottogenere Masoala (Ranavala) Jeannel, 1954
        - sottogenere Ranavala (Ranavala) Raffray, 1898

      - Ranavalidius Jeannel, 1959
      - Ranavalodes Jeannel, 1960
      - Stenoplectus Raffray, 1898
      - Tetrascapha Schuster & Marsh, 1957
      - Thelotia Besuchet, 1999
      - Thesiectus Park, 1960
      - Tiomomus Jeannel, 1962
      - Trepacmes Jeannel, 1962
      - Trichonyx Chaudoir, 1845
      - Trimiodytes Raffray, 1897
      - Tumucania Franz, 1997
      - Typhloraffrayia Jeannel, 1955
      - Unumgar Chandler, 2001
      - Verabarolus Park, 1942
      - Washpool Chandler, 2001
      - Xenogyna Raffray, 1897
      - Xenogynidia Jeannel, 1964

    - sottotribù Trichonychina Reitter, 1882
    - sottotribù Trimiina Bowman, 1934
      - Actiastes Casey, 1897
      - Actionoma Raffray, 1898
      - Actium Casey, 1886
      - Actizona Chandler, 1985
      - Allobrox Fletcher, 1928
      - Allomelba Park, 1954
      - Alloplectus Broun, 1911
      - Allotrimium Park, 1943
      - Amudrocerus Raffray, 1894
      - Aphiliops Reitter, 1884
      - Armidale Chandler, 2001
      - Cupila Casey, 1897
      - Dalmomelba Park, 1954
      - Dalmoplectus Raffray, 1890
      - Dalmosanus Park, 1952
      - Dalmosella Casey, 1897
      - Gayundah Chandler, 2001
      - Haasellia Wagner, 1984
      - Hanfordia Park, 1960
      - Hispanisella Park, 1976
      - Latomelba Park, 1955
      - Lemelba Park, 1953
      - Leptophiliops Jeannel, 1952
      - Limoniates Raffray, 1898
      - Malleoceps Park, 1954
      - Melba Casey, 1897
        - sottogenere Asymmelba (Melba) Park, 1952
        - sottogenere Cismelba (Melba) Park, 1960
        - sottogenere Frontelba (Melba) Park, 1952
        - sottogenere Melba (Melba) Casey, 1897
        - sottogenere Rameloidea (Melba) Park, 1942
        - sottogenere Vertelba (Melba) Park, 1942

      - Melbamima Raffray, 1909
      - Minibi Grigarick & Schuster, 1980
      - Neactium Jeannel, 1962
      - Neodalmus Raffray, 1891
      - Paractium Jeannel, 1962
      - Perimelba Park, 1952
      - Pilactium Grigarick & Schuster, 1970
      - Prophilus Raffray, 1890
      - Pseudotrimium Raffray, 1898
      - Quadrelba Park, 1952
      - Ramelbida Park, 1942
      - Sandersonella Park, 1976
      - Saulcyella Reitter, 1901
      - Simplona Casey, 1897
      - Tomoplectus Raffray, 1898
      - Trimioarcus Park, 1952
      - Trimiodina Raffray, 1898
      - Trimiomelba Casey, 1897
      - Trimiomorphus Raffray, 1890
      - Trimiopsis Reitter, 1882
      - Trimiosella Raffray, 1898
      - Trimiovillus Park, 1954
      - Trimium Aubé, 1833
      - Zibus Saulcy, 1874
      - Zolium Casey, 1897
      - Zonaira Grigarick & Schuster, 1980

  - tribù Trogastrini Jeannel, 1949
    - sottotribù Phtegnomina Park, 1951
      - Phtegnomus Raffray, 1890

    - sottotribù Rhexiina Park, 1951
      - Austrorhexius Chandler, 2001
      - Rhexius LeConte, 1849
        - sottogenere Rafrhexius (Rhexius) Park, 1952
        - sottogenere Rhexinexus (Rhexius) Park, 1952
        - sottogenere Rhexius (Rhexius) LeConte, 1849

    - sottotribù Trogastrina Jeannel, 1949
      - Aboeurhexius Park, 1952
      - Adrogaster Raffray, 1890
      - Anarmodius Raffray, 1890
      - Aporhexius Raffray, 1904
      - Conoplectus Brendel, 1888
      - Delenda Croissandeau, 1891
      - Euboarhexius Grigarick & Schuster, 1966
      - Eurhexius Sharp, 1887
      - Exeirarthra Broun, 1893
      - Faronidiellus Jeannel, 1964
      - Faronidius Casey, 1887
      - Faronites Jeannel, 1954
      - Faronitopsis Jeannel, 1960
      - Faronus Aubé, 1844
      - Fletcherexius Park, 1942
      - Golasa Raffray, 1904
      - Golasidius Jeannel, 1962
      - Golasina Jeannel, 1962
      - Golasites Jeannel, 1962
      - Jubogaster Parker & Maruyama, 2013
      - Logasa Chandler, 2001
      - Megarafonus Casey, 1897
        - sottogenere Megarafonus (Megarafonus) Casey, 1897
        - sottogenere Nafonus (Megarafonus) Schuster & Marsh, 1958
        - sottogenere Nanorafonus (Megarafonus) Schuster & Marsh, 1958

      - Mesoplatus Raffray, 1890
      - Neosampa Broun, 1921
      - Nugaculus L.W.Schaufuss, 1890
      - Oropus Casey, 1886
      - Parafaronus Jeannel, 1954
      - Platomesus Chandler, 2001
      - Prosagola Raffray, 1904
      - Rhexidius Casey, 1887
      - Rhexinia Raffray, 1890
      - Rhexiola Park, 1952
      - Sagola Sharp, 1874
      - Salagosa Raffray, 1904
      - Salagosita Franz, 1996
      - Sonoma Casey, 1886
      - Stenosagola Broun, 1921
      - Tomeplasus Chandler, 2001
      - Trogaster Sharp, 1874
      - Trogasteropsis Dodero, 1918
      - Xerhius Raffray, 1891
- supertribù Faronitae Reitter, 1882
  -     -       - Brounea Park & Carlton, 2015[18]
      - Chandlerea Park & Carlton, 2015[19]
      - Nunnea Park & Carlton, 2015[19]
- supertribù Goniaceritae Reitter, 1882 (1872)
  - tribù Arnylliini Jeannel, 1952
    -       - Awas Löbl, 1994
      - Harmophorus Motschulsky, 1851

  - tribù Barrosellini Leleup, 1973
    -       - Barrosellus Jeannel, 1951

  - tribù Brachyglutini Raffray, 1904
    - sottotribù Baradina Park, 1951
      - Euphalepsus Reitter, 1883
      - Phalespoides Raffray, 1890

    - sottotribù Brachyglutina Raffray, 1904
      - Acamaldes Reitter, 1882
      - Achilia Reitter, 1890
      - Achillidia Jeannel, 1962
      - Achilliotes Jeannel, 1962
      - Anabaxis Raffray, 1908
      - Anarmoxys Raffray, 1900
      - Anasidius Jeannel, 1952
      - Anasopsis Raffray, 1904
      - Anchylarthron Brendel, 1887
      - Antipodebaxis Chandler, 2001
      - Arachis Raffray, 1890
      - Araneabaxis Chandler, 2001
      - Asanis Newton & Chandler, 1989
      - Atacamia Franz, 1996
      - Atenisodus Raffray, 1904
      - Baraxina Raffray, 1896
      - Batraxis Reitter, 1882
      - Baxyridius Jeannel, 1954
      - Baxyris Jeannel, 1950
      - Berdura Reitter, 1882
      - Booloumba Chandler, 2001
      - Brachygluta Thomson, 1859
      - Braxyda Raffray, 1904
      - Briara Reitter, 1882
      - Briaraxis Brendel, 1894
      - Bryaxella Raffray, 1903
      - Bryaxina Raffray, 1904
      - Bryaxinella Jeannel, 1962
      - Bryaxonoma Raffray, 1898
      - Bundjulung Chandler, 2001
      - Bunoderus Raffray, 1904
      - Byraxorites Jeannel, 1962
      - Bythinogaster L.W.Schaufuss, 1887
      - Caligocara Park, 1945
      - Comatopselaphus L.W.Schaufuss, 1882
      - Cryptorhinula L.W.Schaufuss, 1887
      - Dicrobiotus Jeannel, 1953
      - Diroptrus Motschulsky, 1858
      - Drasinus Raffray, 1904
        - sottogenere Drasinus (Drasinus) Raffray, 1904
        - sottogenere Paradrasinus (Drasinus) Newton & Chandler, 1989

      - Ectopocerus Raffray, 1904
      - Ephymata Raffray, 1904
      - Eremomus Raffray, 1904
      - Ergasteriocerus Leleup, 1973
      - Eupifigia Park, 1952
      - Eupinella Raffray, 1908
      - Eupines King, 1866
        - sottogenere Byraxis (Eupines) Reitter, 1880
        - sottogenere Eupines (Eupines) King, 1866

      - Eupinidius Jeannel, 1952
      - Eupinogitus Broun, 1921
      - Eupinolus Oke, 1928
      - Eupinopsis Raffray, 1897
      - Eutrichites LeConte, 1880
      - Fagniezia Jeannel, 1950
      - Gastrobothrus Broun, 1882
      - Ghesquierites Jeannel, 1950
      - Globa Raffray, 1887
      - Iluka Chandler, 2001
      - Leiochrotella Jeannel, 1954
      - Leiochrotidius Jeannel, 1960
      - Leptachillia Jeannel, 1962
      - Leptorrachis Jeannel, 1961
      - Mallanganee Chandler, 2001
      - Mallecoa Franz, 1996
      - Malleecola Oke, 1926
      - Mitona Raffray, 1904
      - Mundaring Chandler, 2001
      - Nisaxis Casey, 1886
      - Noduliceps Jeannel, 1958
      - Nondulia Newton & Chandler, 1989
      - Obricala Raffray, 1890
      - Paluma Chandler, 2001
      - Panabachia Park, 1942
      - Parachillia Franz, 1996
      - Pedisinops Newton & Chandler, 1989
      - Physobryaxis Hetschko, 1913
      - Physoplectus Reitter, 1882
      - Plectrobythus Leleup & Célis, 1969
      - Prosthecarthron Raffray, 1914
      - Pselaptus LeConte, 1880
      - Pseudachillia Jeannel, 1963
      - Pseudachillidia Franz, 1996
      - Pseudocamaldes Jeannel, 1955
      - Rabyxis Raffray, 1890
        - sottogenere Pseudobaxyris (Rabyxis) Jeannel, 1960
        - sottogenere Rabyxis (Rabyxis) Raffray, 1890

      - Raxybis Raffray, 1908
      - Reichenbachella Jeannel, 1950
      - Reichenbachia Leach, 1826
      - Rougemontiella Leleup, 1974
      - Rybaxidia Jeannel, 1962
      - Rybaxis Saulcy, 1876
      - Scalenarthrus LeConte, 1880
      - Silillicus R.Lucas, 1920
      - Simkinion Park & Pearce, 1962
      - Speobaxyris Jeannel, 1950
      - Startes Broun, 1886
      - Storeyella Chandler, 2001
      - Strombopsis Raffray, 1904
      - Tremissus Besuchet, 1982
      - Tribatus Motschulsky, 1851
      - Triomicrus Sharp, 1883
      - Trissemus Jeannel, 1949
        - sottogenere Apotrissemus (Trissemus) Jeannel, 1954
        - sottogenere Corynecerus (Trissemus) Jeannel, 1949
        - sottogenere Trissemidius (Trissemus) Jeannel, 1952
        - sottogenere Trissemodes (Trissemus) Jeannel, 1950
        - sottogenere Trissemus (Trissemus) Jeannel, 1949

      - Vasse Chandler, 2001
      - Wataranka Chandler, 2001
      - Wiangaree Chandler, 2001
      - Wollomombi Chandler, 2001
      - Woodenbong Chandler, 2001
      - Xenobryaxis Jeannel, 1954
      - Xiphobythus Jeannel, 1951
      - Xybarida Raffray, 1897
      - Xybaris Reitter, 1882

    - sottotribù Brachyglutini (incertae sedis)
      - Barybryaxis L.W.Schaufuss, 1890

  - tribù Bythinini Raffray, 1890
    - sottotribù Bythinina Raffray, 1890
    - sottotribù Bythinini (incertae sedis)
      - Antrobythus Besuchet, 1985
      - Bathybythus Besuchet, 1974
      - Bryaxis Kugelann, 1794
      - Bythinus Leach, 1817
      - Bythoxenites Jeannel, 1958
      - Bythoxenus Motschulsky, 1860
      - Ceratobythus Normand, 1932
      - Decatocerus Saulcy, 1871
      - Gasparobythus Poggi, 1992
      - Glyphobythus Raffray, 1904
      - Leptobythus Jeannel, 1955
      - Linderia Saulcy, 1863
      - Machaerites Miller, 1855
      - Machaerodes Brendel, 1890
      - Mangalobythus Tanokuchi, 1989
      - Nonveilleria Pavicevic & Besuchet, 2003
      - Pauperobythus Nonveiller, Pavićević & Ozimec, 2002
      - Prionobythus Jeannel, 1921
      - Pselaptrichus Brendel, 1889
        - sottogenere Pselaptrichus (Pselaptrichus) Brendel, 1889
        - sottogenere Vestitrichus (Pselaptrichus) Park, 1953

      - Spelaeobythus Löbl, 1965
      - Speleochus Park, 1951
      - Subterrochus Park, 1960
      - Tychobythinus Ganglbauer, 1896
      - Typhlobythus Jeannel, 1926
      - Xenobythus Peyerimhoff, 1901

    - sottotribù Machaeritina Jeannel, 1950
    - sottotribù Xenobythina Jeannel, 1950

  - tribù Cyathigerini L.W.Schaufuss, 1872
    -       - Plagiophorus Motschulsky, 1851

  - tribù Goniacerini Reitter, 1882
    -       - Adrocerus Raffray, 1890
      - Basilewskydiella Leleup, 1978
      - Bredoella Jeannel, 1950
      - Debeckeria Leleup, 1976
      - Enneameron Comellini, 1990
      - Goniaceroides Raffray, 1918
      - Goniacerus Motschulsky, 1855
      - Goniastes Westwood, 1870
      - Heptameron Comellini, 1979
      - Ipsimodes Jeannel, 1951
      - Ipsimus Reitter, 1885
      - Kistneriella Leleup, 1971
      - Leleupites Jeannel, 1950
      - Listriophorus L.W.Schaufuss, 1872
      - Microgmocerus Leleup, 1974
      - Notogmocerus Leleup, 1978
      - Ogmoceridius Leleup, 1982
      - Ogmocerodes Jeannel, 1950
      - Ogmoceropsis Jeannel, 1960
      - Ogmocerus Raffray, 1882
      - Paragoniastes Comellini, 1979
      - Parasimus Jeannel, 1949
      - Vadonites Jeannel, 1953
      - Xenogmocerodes Leleup, 1978

  - tribù Imirini Jeannel, 1949
    -       - Imirus Reitter, 1885

  - tribù Iniocyphini Park, 1951
    - sottotribù Iniocyphina Park, 1951
      - Anoplobraxis Park, 1942
      - Auchenotropidius Jeannel, 1952
      - Auchenotropis Raffray, 1913
      - Batriphysis Park, 1942
      - Batrisobryaxis L.W.Schaufuss, 1887
      - Brunomanseria Löbl & Kurbatov, 2004
      - Bythinophysis Raffray, 1908
      - Bythonesiotes Jeannel, 1956
      - Capnites Raffray, 1898
      - Dalmoburis Park, 1942
      - Dalmodes Reitter, 1882
      - Dalmomima Raffray, 1908
      - Dalmonexus Park, 1942
      - Dalmophysis Raffray, 1897
      - Globosulus Jeannel, 1950
      - Iniocyphus Raffray, 1912
      - Leleupiella Jeannel, 1952
      - Maya Blattny, 1925
      - Morana Sharp, 1874
      - Nipponobythus Jeannel, 1958
      - Phybytharsis Park, 1942
      - Rugegius Jeannel, 1952
      - Sogaella Jeannel, 1960
      - Sunorfa Raffray, 1882
        - sottogenere Sunorfa (Sunorfa) Raffray, 1882
        - sottogenere Sunorfoides (Sunorfa) Raffray, 1913

      - Takaorites Jeannel, 1958
      - Trimicerus Motschulsky, 1855

    - sottotribù Natypleurina Newton & Thayer, 1992
      - Acrocomus Raffray, 1894
      - Apoplectus Raffray, 1890
      - Natypleurus Newton & Thayer, 1992
      - Nedarassus Raffray, 1895
      - Simplicorfa Chandler, 2001

  - tribù Machadoini Jeannel, 1951
    -       - Machadous Jeannel, 1951

  - tribù Proterini Jeannel, 1949
    -       - Aulacobythus Leleup, 1986
      - Berlaraxis Jeannel, 1957
      - Breguetiella Leleup, 1973
      - Bythinoderes Reitter, 1884
      - Bythinophanax Reitter, 1884
      - Cephalaxis Jeannel, 1960
      - Craspedopterus Jeannel, 1950
      - Delamarea Jeannel, 1949
      - Ectoparyphidius Jeannel, 1964
      - Ectoparyphodes Jeannel, 1952
      - Ectoparyphus Jeannel, 1949
      - Elaphobythus Jeannel, 1952
      - Euharmophola Park, 1960
      - Gnesion Raffray, 1900
      - Goniomellus Jeannel, 1950
      - Harmomima Raffray, 1904
      - Harmophola Raffray, 1896
      - Hypoparyphantus Jeannel, 1953
      - Imtempus Reitter, 1882
      - Loebliobythus Leleup, 1986
      - Mechanicus L.W.Schaufuss, 1887
      - Mimoplectus Raffray, 1918
      - Neodeuterus L.W.Schaufuss, 1887
      - Oxygastrobythus Leleup, 1986
      - Pareuplectops Jeannel, 1957
      - Paryphantellus Jeannel, 1951
      - Paryphopterus Jeannel, 1952
      - Phthartomicrus L.W.Schaufuss, 1887
      - Platycerobythus Jeannel, 1959
      - Proterus Raffray, 1897
      - Pseudoterus Raffray, 1893
      - Rhamophorus Newton & Chandler, 1989
      - Rossites Castellini, 1990
      - Salpictomelus Jeannel, 1960
      - Ulugurubythus Leleup, 1973

  - tribù Pygoxyini Reitter, 1909
    -       - Pygoxyon Reitter, 1881

  - tribù Speleobamini Park, 1951
    -       - Prespelea Park, 1953
        - sottogenere Fusjuguma (Prespelea) Park, 1956
        - sottogenere Prespelea (Prespelea) Park, 1953

      - Speleobama Park, 1951

  - tribù Tychini Raffray, 1904
    -       - Atychodea Reitter, 1884
      - Custotychus Park & Wagner, 1962
      - Cylindrarctus L.W.Schaufuss, 1887
      - Hesperotychus Schuster & Marsh, 1958
      - Hyugatychus Nomura, 1996
      - Lucifotychus Park & Wagner, 1962
      - Nearctitychus Chandler, 1988
      - Ouachitychus Chandler, 1988
      - Paratychus Besuchet, 1960
      - Tainochus Kurbatov, 1992
      - Tychomorphus Jeannel, 1950
      - Tychus Leach, 1817

  - tribù Valdini Park, 1953
    -       - Valda Casey, 1894
- supertribù Pselaphitae Latreille, 1802
  - tribù Arhytodini Raffray, 1890
    -       - Caccoplectinus Chandler & Wolda, 1986
      - Caccoplectus Sharp, 1887
      - Eichiella Leleup, 1976
      - Holozodinus Jeannel, 1950
      - Holozodoides Dajoz, 1982
      - Holozodus Fairmaire, 1898
      - Madabaxyris Dajoz, 1982
      - Pachacuti Besuchet, 1987
      - Rhytus Westwood, 1870
      - Sabarhytus Löbl, 2000
      - Tetraglyptinus Jeannel, 1960
      - Tetraglyptus Jeannel, 1956
      - Tolga Chandler, 2001
      - Woldenka Chandler, 1992

  - tribù Attapseniini Bruch, 1933
    -       - Attapsenius Bruch, 1933

    - sottotribù Decarthrina Park, 1951
      - Decarthron Brendel, 1865
        - sottogenere Decarfuss (Decarthron) Newton & Chandler, 1989
        - sottogenere Decarthron (Decarthron) Brendel, 1865

      - Euteleia Raffray, 1904
      - Raffrayolus Jakobson, 1914

    - sottotribù Eupseniina Park, 1951
      - Eupsenina Raffray, 1909
      - Eupsenius LeConte, 1849

  - tribù Ctenistini Blanchard, 1845
    -       - Atinus Horn, 1868
      - Biotus Casey, 1887
      - Centrotoma C.Heyden, 1849
      - Chenniopsis Raffray, 1904
      - Chennium Latreille, 1807
      - Ctenicellus Raffray, 1904
      - Ctenisis Raffray, 1890
      - Ctenisodes Raffray, 1897
      - Ctenisomimus Raffray, 1904
      - Ctenisomorphus Raffray, 1890
      - Ctenisophanes Jeannel, 1954
      - Ctenisophus Raffray, 1900
      - Ctenisoschema Jeannel, 1956
      - Ctenistes Reichenbach, 1816
        - sottogenere Ctenistes (Ctenistes) Reichenbach, 1816
        - sottogenere Tecnesis (Ctenistes) Peyerimhoff, 1925
        - sottogenere Tecnesites (Ctenistes) Jeannel, 1961

      - Ctenistidius Jeannel, 1957
      - Ctenistodes L.W.Schaufuss, 1890
      - Ctenistodites Jeannel, 1957
      - Daveyia Lea, 1912
      - Desimia Reitter, 1882
        - sottogenere Desimia (Desimia) Reitter, 1882
        - sottogenere Desimiella (Desimia) Jeannel, 1949
        - sottogenere Xenodesimia (Desimia) Jeannel, 1959

      - Edocranes Reitter, 1885
      - Enoptostomus Schaum, 1864
      - Epicaris Reitter, 1882
      - Gnorosus Raffray, 1908
      - Hynneophorus Leleup, 1972
      - Laphidioderomimus Leleup, 1972
      - Laphidioderus Raffray, 1887
      - Largeyeus Li & Chen, 1993
      - Metactenistes Jeannel, 1956
      - Parastectenis Jeannel, 1957
      - Poroderopsis Jeannel, 1960
      - Poroderus Sharp, 1883
      - Sognorus Reitter, 1882
      - Stectenidius Jeannel, 1957

  - tribù Hybocephalini Raffray, 1890
    -       - Acmoeonotus Motschulsky, 1851
      - Apharina Reitter, 1882
      - Apharinodes Raffray, 1890
      - Filigerinus Jeannel, 1949
      - Filigerodes Jeannel, 1950
      - Hybocephalodes Raffray, 1908
      - Hybocephalus Motschulsky, 1851
      - Mecochelia Motschulsky, 1851
      - Mestogaster Schmidt-Göbel, 1838
        - sottogenere Mestogaster (Mestogaster) Schmidt-Göbel, 1838
        - sottogenere Mestogastridius (Mestogaster) Jeannel, 1952

      - Pseudapharina Raffray, 1890
      - Stipesa Sharp, 1874

  - tribù Odontalgini Jeannel, 1949
    -       - Algodontodes Jeannel, 1960
      - Algodontus Jeannel, 1955
      - Madontalgus Dajoz, 1982
      - Odontalgus Raffray, 1877
      - Warrumbungle Chandler, 2001

  - tribù Pachygastrodini Leleup, 1969
    -       - Pachygastrodes Leleup, 1969
      - Pachygastrodirius Leleup, 1976

  - tribù Phalepsini Jeannel, 1949
    -       - Phalepsus Westwood, 1870

  - tribù Pselaphinae (incertae sedis)
    -       - Ceroncinus Silvestri, 1920
      - Greys L.W.Schaufuss, 1890

  - tribù Pselaphini Latreille, 1802 (vecchia denominazione Pselaphitae)
    -       - Afropselaphus Jeannel, 1950
      - Bellenden Chandler, 2001
      - Curculionellus Westwood, 1870
      - Dicentrius Reitter, 1882
      - Geopselaphus Jeannel, 1956
      - Hirashimanymus Nomura, 1990
      - Kakadu Chandler, 2001
      - Mareeba Chandler, 2001
      - Margaris L.W.Schaufuss, 1877
      - Maydena Chandler, 2001
      - Mentraphus Sharp, 1883
      - Nabepselaphus Nomura, 2002
      - Neopselaphus Jeannel, 1951
      - Peckiella Chandler, 2001
      - Pselaphaulax Reitter, 1909
        - sottogenere Neopselaphaulax (Pselaphaulax) Jeannel, 1959
        - sottogenere Pselaphaulax (Pselaphaulax) Reitter, 1909

      - Pselaphellus Raffray, 1908
      - Pselaphischnus Raffray, 1897
      - Pselaphogenius Reitter, 1910
      - Pselaphophus Raffray, 1890
      - Pselaphopluteum Owens, Leschen & Carlton, 2019
      - Pselaphorites Jeannel, 1952
      - Pselaphostomus Reitter, 1909
      - Pselaphotheseus Park, 1964
      - Pselaphotrichus Besuchet, 1986
      - Pselaphus Herbst, 1792
      - Tyraphus Sharp, 1874

  - tribù Schistodactylini Raffray, 1890
    -       - Leanymus Raffray, 1900
      - Schistodactylus Raffray, 1883

  - tribù Tmesiphorini Jeannel, 1949
    -       - Afrotyrus Jeannel, 1950
      - Ancystrocerus Raffray, 1893
      - Aphanethrix Raffray, 1908
      - Brinckidiella Leleup, 1974
      - Chandleriella Hlavác, 2000
      - Ctenotillus Raffray, 1897
      - Dacnotillus Raffray, 1908
      - Eudranes Sharp, 1892
      - Gasterotropis Raffray, 1914
      - Itombworites Jeannel, 1960
      - Jardine Chandler, 2001
      - Machadoites Jeannel, 1951
      - Neosintectes Jeannel, 1964
      - Pselaphocerodes Jeannel, 1955
      - Pselaphocerus Raffray, 1887
      - Pseudophanias Raffray, 1890
      - Raphitreodes Newton & Chandler, 1989
      - Raphitreus Sharp, 1883
      - Riphaterus Jeannel, 1964
      - Saltisedes Kubota, 1944
      - Smilestethus Cerruti, 1955
      - Stethotaphrus Newton & Chandler, 1989
      - Syntectodes Reitter, 1882
      - Tapiloites Jeannel, 1958
      - Tmesiphorinus Leleup, 1971
      - Tmesiphorites Jeannel, 1953
      - Tmesiphoroides Motschulsky, 1857
      - Tmesiphoromimus Löbl, 1964
      - Tmesiphorus LeConte, 1849
      - Tropeogaster Jeannel, 1949
      - Tyrocarius Chandler, 2001
      - Xenotmesiphorus Leleup, 1974

  - tribù Tyrini Reitter, 1882
    - sottotribù Centrophthalmina Jeannel, 1949
      - Camaldosis Jeannel, 1951
      - Centrophthalmina Raffray, 1908
      - Centrophthalmus Schmidt-Göbel, 1838
      - Enantius L.W.Schaufuss, 1877

    - sottotribù Janusculina Cerruti, 1970
      - Janusculus Cerruti, 1970

    - sottotribù Somatipionina Jeannel, 1949
      - Acylobythus Jeannel, 1960
      - Acylopselaphus Raffray, 1883
      - Acylotyrus Jeannel, 1954
      - Apharus Reitter, 1882
      - Aploderina Raffray, 1904
      - Cercoceroides Raffray, 1896
      - Cercoceropsis Raffray, 1904
      - Cercocerulus Raffray, 1905
      - Circocerus Motschulsky, 1855
      - Elaphidipalpus Jeannel, 1964
      - Ephimia Reitter, 1882
      - Googarna Chandler, 2001
      - Hamotidius Jeannel, 1962
      - Hamotocellus Raffray, 1912
      - Hamotopsis Raffray, 1900
      - Hamotus Aubé, 1844
        - sottogenere Hamotoides (Hamotus) L.W.Schaufuss, 1888
        - sottogenere Hamotus (Hamotus) Aubé, 1844

      - Himepion Nomura & Hlavác, 2003
      - Horniella Raffray, 1905
      - Motschtyrus Chandler, 1999
      - Phamisulus Reitter, 1888
      - Pselaphocompsus Raffray, 1908
      - Pseudohamotus Raffray, 1890
      - Pseudotychus Raffray, 1897
      - Somatipion L.W.Schaufuss, 1877
      - Swan Chandler, 2001

    - sottotribù Tyrina Reitter, 1882
      - Abascantodes Strand, 1928
      - Agatyrus Broun, 1917
      - Anagonus Fauvel, 1903
      - Anitra Casey, 1894
      - Bansartiella Leleup, 1995
      - Cedius LeConte, 1849
        - sottogenere Cedius (Cedius) LeConte, 1849
        - sottogenere Sinistrocedius (Cedius) Newton & Chandler, 1989

      - Ceophyllus LeConte, 1849
      - Chalcoplectus Oke, 1925
      - Chasoke Chandler, 1987
      - Collacerothorax Lea, 1912
      - Decumarellus Poggi, 1994
      - Durbos Sharp, 1874
      - Franziotus Leleup, 1972
      - Gerallus Sharp, 1874
      - Hamotulus L.W.Schaufuss, 1887
      - Indophodes Hlavác, 2003
      - Kiera Chandler, 2001
      - Labomimus Sharp, 1883
      - Lasinus Sharp, 1874
      - Lethenomus Raffray, 1895
      - Linan Hlavác, 2003
      - Marellus Motschulsky, 1851
      - Megatyrus Hlavác & Nomura, 2003
      - Mipseltyrus Park, 1953
      - Narrabeen Chandler, 2001
      - Neotyropsis Franz, 1996
      - Neotyrus Raffray, 1895
      - Nesiotyrodes Jeannel, 1954
      - Nomuraius Hlavác, 2003
      - Palimbolus Raffray, 1890
      - Paralasinus Hlavác & Nomura, 2001
      - Phormiobius Broun, 1917
      - Plesiotyrus Broun, 1914
      - Pselaphodes Westwood, 1870
      - Pseudotyropsis Franz, 1996
      - Rytus King, 1866
      - Spilorhombus Raffray, 1900
      - Subulipalpus L.W.Schaufuss, 1877
      - Taiwanophodes Hlavác, 2003
      - Tasmanityrus Chandler, 1987
      - Termitotyrus Borgmeier, 1954
      - Tyrinasius Kurbatov, 1993
      - Tyrodes Raffray, 1908
      - Tyrogatunus Park, 1942
      - Tyrogetus Broun, 1893
      - Tyromacrus Chandler, 2001
      - Tyromorphus Raffray, 1883
      - Tyropsidius Franz, 1996
      - Tyropsis Saulcy, 1874
      - Tyrus Aubé, 1833
      - Vadoniotus Jeannel, 1954
      - Zeatyrus Sharp, 1881

    - sottotribù Tyrini (incertae sedis)
      - Cymbalizon L.W.Schaufuss, 1890
      - Dantiscanus L.W.Schaufuss, 1890
      - Deuterotyrus L.W.Schaufuss, 1890
      - Pammiges L.W.Schaufuss, 1890

## Pseudopsinae
sottofamiglia Pseudopsinae Ganglbauer, 1895
- -     -       - Asemobius Horn, 1895
      - Nanobius Herman, 1977
      - Pseudopsis Newman, 1834
        - sottogenere Pseudopsiella (Pseudopsis) Bernhauer, 1939
        - sottogenere Pseudopsis (Pseudopsis) Newman, 1834

      - Zalobius LeConte, 1874

## Scaphidiinae
sottofamiglia Scaphidiinae Latreille, 1807
- - tribù Cypariini Achard, 1924
    -       - Cyparium Erichson, 1845

  - tribù Scaphidiini Latreille, 1807
    -       - Cerambyciscapha Pic, 1915
      - Diatelium Pascoe, 1863
      - Euscaphidium Achard, 1922
      - Scaphidium Olivier, 1790

  - tribù Scaphiini Achard, 1924
    -       - Ascaphium Lewis, 1893
      - Episcaphium Lewis, 1893
      - Scaphium Kirby, 1837

  - tribù Scaphisomatini Casey, 1894
    -       - Afroscaphium Löbl, 1989
      - Alexidia Reitter, 1880
      - Amalocera Erichson, 1845
      - Amaloceromorpha Pic, 1920
      - Antongilium Pic, 1920
      - Baeocera Erichson, 1845
      - Baeoceridium Reitter, 1889
      - Baeotoxidium Löbl, 1971
      - Birocera Löbl, 1970
      - Bironium Csiki, 1909
      - Brachynoposoma Löbl, 1973
      - Brachynopus Broun, 1881
      - Caryoscapha Ganglbauer, 1899
      - Collartium Pic, 1928
      - Curtoscaphosoma Pic, 1951
      - Kathetopodion Löbl, 1982
      - Macroscaphosoma Löbl, 1970
      - Mordelloscaphium Pic, 1915
      - Mysthrix Champion, 1927
      - Nesoscapha Vinson, 1943
      - Notonewtonia Löbl & Leschen, 2003
      - Paratoxidium Vinson, 1943
      - Pseudobironiella Löbl, 1973
      - Pseudobironium Pic, 1920
      - Sapitia Achard, 1920
      - Scaphicoma Motschulsky, 1863
      - Scaphischema Reitter, 1880
      - Scaphisoma Leach, 1815
      - Scaphobaeocera Csiki, 1909
      - Scaphoxium Löbl, 1979
      - Seniaulus Heyden & Heyden, 1866
      - Termitoscaphium Löbl, 1982
      - Termitoxidium Pic, 1928
      - Toxidium LeConte, 1860
      - Trichoscaphella Reitter, 1908
      - Vituratella Reitter, 1908
      - Xotidium Löbl, 1992
      - Zinda Löbl, 1981

## Scydmaeninae
sottofamiglia Scydmaeninae Leach, 1815
- supertribù Hapsomelitae Poinar & Brown, 2004 † (fossile)
- supertribù Mastigitae Fleming, 1821
  - tribù Clidicini Casey, 1897
  - tribù Leptomastacini Casey, 1897
  - tribù Mastigini Fleming, 1821
- supertribù Scydmaenitae Leach, 1815
  - tribù Cephenniini Reitter, 1882
    -       - Cephennium Müller P.W.J. & Kunze, 1822[20]
        - sottogenere Cephennarium (Cephennium) Reitter, 1882
        - sottogenere Cephennium (Cephennium) Müller P.W.J. & Kunze, 1822
        - sottogenere Geodytes (Cephennium) Saulcy, 1864
        - sottogenere Macroderus (Cephennium) Croissandeau, 1894
        - sottogenere Neocephennium (Cephennium) Apfelbeck, 1911
        - sottogenere Phennecium (Cephennium) Normand, 1912

      - Cephennodes Reitter, 1884
      - Cephennomicrus Reitter, 1907
      - Chelonoidum Strand, 1935
      - Coatesia Lea, 1915
      - Elacatophora Schaufuss, 1884
      - Etelea Csiki, 1909
      - Nanophthalmus Motschulsky, 1851
      - Neseuthia Scott, 1922
      - Paracephennium O'Keefe, 1999
      - Paraneseuthia Franz, 1986
      - Pseudocephennium Reitter, 1883

  - tribù Chevrolatiini Reitter, 1882
    -       - Chevrolatia Jacqueline du Val, 1850

  - tribù Cyrtoscydmini Schaufuss, 1889
    -       - Allohoraeomorphus Franz, 1986
      - Alloraphes Franz, 1980
      - Anhoraeomorphus Franz, 1986
      - Archiconnus Franz, 1980
      - Borneosabahia Franz, 1992
      - Brachycepsis Brendel, 1889
      - Catalinus Casey, 1897
      - Chathamaenus Franz, 1980
      - Euconnomorphus Franz, 1980
      - Euconnus Thomson, 1859[20]
        - sottogenere Alloconophron (Euconnus) Franz, 1986
        - sottogenere Allonapochus (Euconnus) Franz, 1972
        - sottogenere Androconnus (Euconnus) Franz, 1986
        - sottogenere Anthicimorphus (Euconnus) Franz, 1975
        - sottogenere Borneoconnus (Euconnus) Franz, 1992
        - sottogenere Cephaloconnus (Euconnus) Franz, 1998
        - sottogenere Cerviconnus (Euconnus) Franz, 1962
        - sottogenere Cladoconnus (Euconnus) Reitter, 1909
        - sottogenere Dimorphoconnus (Euconnus) Franz, 1975
        - sottogenere Drastophus (Euconnus) Casey, 1897
        - sottogenere Euconnus (Euconnus) Thomson, 1859
        - sottogenere Euconophron (Euconnus) Reitter, 1909
        - sottogenere Eupentarius (Euconnus) Reitter, 1907
        - sottogenere Filonapochus (Euconnus) Franz, 1986
        - sottogenere Heteroconnus (Euconnus) Franz, 1963
        - sottogenere Heterotetramelus (Euconnus) Franz, 1971
        - sottogenere Himaloconnus (Euconnus) Franz, 1979
        - sottogenere Microconnus (Euconnus) Franz, 1994
        - sottogenere Myrmecodytes (Euconnus) Croissandeau, 1898
        - sottogenere Napoconnus (Euconnus) Franz, 1957
        - sottogenere Napochus (Euconnus) Thomson, 1859
        - sottogenere Neonapochus (Euconnus) Machulka, 1929
        - sottogenere Nepaloconnus (Euconnus) Franz, 1979
        - sottogenere Noctophus (Euconnus) Casey, 1897
        - sottogenere Nodoconnus (Euconnus) Franz, 1986
        - sottogenere Palaeoconnus (Euconnus) Franz, 1995
        - sottogenere Paranapochus (Euconnus) Franz, 1986
        - sottogenere Paratetramelus (Euconnus) Franz, 1963
        - sottogenere Psomophus (Euconnus) Casey, 1897
        - sottogenere Pycnophus (Euconnus) Casey, 1897
        - sottogenere Rhomboconnus (Euconnus) Franz, 1986
        - sottogenere Scopophus (Euconnus) Casey, 1897
        - sottogenere Scydmaenites (Euconnus) Croissandeau, 1898
        - sottogenere Smicrophus (Euconnus) Casey, 1897
        - sottogenere Tetramelus (Euconnus) Motschulsky, 1869
        - sottogenere Ursoconnus (Euconnus) Franz, 1963
        - sottogenere Xestophus (Euconnus) Casey, 1897

      - Heteroscydmus Franz, 1980
      - Homoconnus Sharp, 1887
      - Horaeomorphus Schaufuss, 1889
      - Leptocharis Reitter, 1887
      - Loeblites Franz, 1986
      - Lophioderus Casey, 1897
      - Madagassoconnus Franz, 1986
      - Maorinus Franz, 1980
      - Microraphes Franz, 1980
      - Microscydmus Saulcy & Croissandeau, 1893[20]
        - sottogenere Delius (Microscydmus) Casey, 1897
        - sottogenere Microscydmus (Microscydmus) Saulcy & Croissandeau, 1893
        - sottogenere Neladius (Microscydmus) Casey, 1897
        - sottogenere Neoscydmus (Microscydmus) Franz, 1980

      - Mimoscydmus Franz, 1980
      - Napochomorphus Franz, 1980
      - Neuraphanax Reitter, 1883
      - Neuraphes Thomson, 1859[20]
        - sottogenere Neuraphes (Neuraphes) Thomson, 1859
        - sottogenere Pararaphes (Neuraphes) Reitter, 1891
        - sottogenere Rhynchoraphes (Neuraphes) Apfelbeck, 1918

      - Neuraphomorphus Reitter, 1882
      - Oneila Péringuey, 1899
      - Parapseudoconnus Franz, 1980
        - sottogenere Neuraphomimus (Parapseudoconnus) Franz, 1986
        - sottogenere Parapseudoconnus (Parapseudoconnus) Franz, 1980

      - Parascydmus Casey, 1897
      - Parastenichnaphes Franz, 1984
      - Parastenichnus Franz, 1970
      - Protandroconnus Franz, 1989
      - Protoconnus Franz, 1967
      - Protoscydmus Franz, 1992
      - Psepharobius King, 1864
      - Pseudoraphes Franz, 1980
      - Sciacharis Broun, 1893
        - sottogenere Anthicimimus (Sciacharis) Franz, 1993
        - sottogenere Magellanoconnus (Sciacharis) Franz, 1967
        - sottogenere Sciacharis (Sciacharis) Broun, 1893
        - sottogenere Valdivioconnus (Sciacharis) Franz, 1980

      - Scydmoraphes Reitter, 1891[20]
      - Stenichnaphes Franz, 1980
      - Stenichnoconnus Franz, 1985
      - Stenichnodes Franz, 1966
      - Stenichnoteras Scott, 1922
      - Stenichnus Thomson, 1859[20]
        - sottogenere Austrosteinichnus (Stenichnus) Franz, 1971
        - sottogenere Scydmaenichnus (Stenichnus) Reitter, 1905
        - sottogenere Scydmaenilla (Stenichnus) King, 1864
        - sottogenere Stenichnus (Stenichnus) Thomson, 1859

      - Syndicus Motschulsky, 1851
        - sottogenere Semisyndicus (Syndicus) Jaloszynski, 2004
        - sottogenere Syndicus (Syndicus) Motschulsky, 1851

      - Taphroscydmus Casey, 1897
      - Venezolanoconnus Franz, 1988

  - tribù Eutheiini Casey, 1897
    -       - Eutheia Stephens, 1830[20]
      - Eutheimorphus Franz & Löbl, 1990
      - Euthiconus Reitter, 1881[20]
      - Paeneutheia Jaloszynski, 2003
      - Protoeuthia Franz, 1970
      - Veraphis Casey, 1897

  - tribù Leptoscydmini Casey, 1897
    -       - Leptoscydmus Casey, 1897

  - tribù Plaumanniolini Costa Lima, 1962
    -       - Plaumanniola Costa Lima, 1962

  - tribù Scydmaenini Leach, 1815
    -       - Adrastia Broun, 1881
      - Ceramphis Casey, 1897
      - Clavigeroscydmus Franz, 1986
      - Eudesis Reitter, 1882
      - Palaeoscydmaenus Franz, 1975
      - Pseudoeudesis Binaghi, 1948
        - sottogenere Afroeudesis (Pseudoeudesis) Franz, 1963
        - sottogenere Oreoeudesis (Pseudoeudesis) Franz, 1985
        - sottogenere Pseudoeudesis (Pseudoeudesis) Binaghi, 1948

      - Scydmaenus Latreille, 1802[20]
        - sottogenere Afroscydmaenus (Scydmaenus) Franz, 1963
        - sottogenere Agathelor (Scydmaenus) Schaufuss, 1884
        - sottogenere Alaudula (Scydmaenus) Schaufuss, 1889
        - sottogenere Androscydmaenus (Scydmaenus) Franz, 1980
        - sottogenere Androscydmus (Scydmaenus) Newton, 1998
        - sottogenere Archiscydmaenus (Scydmaenus) Franz, 1998
        - sottogenere Armatoscydmaenus (Scydmaenus) Franz, 1971
        - sottogenere Breviclavatoscydmaenus (Scydmaenus) Franz, 1994
        - sottogenere Cholerus (Scydmaenus) Thomson, 1859
        - sottogenere Choleropsis (Scydmaenus) Franz, 1975
        - sottogenere Conoscydmaenus (Scydmaenus) Franz, 1980
        - sottogenere Corbulifer (Scydmaenus) Franz, 1975
        - sottogenere Eustemmoides (Scydmaenus) Franz, 1958
        - sottogenere Eustemmus (Scydmaenus) Reitter, 1882
        - sottogenere Geoscydmaenus (Scydmaenus) Franz, 1961
        - sottogenere Heteroeustemmus (Scydmaenus) Franz, 1971
        - sottogenere Heteromicrus (Scydmaenus) Franz, 1975
        - sottogenere Kingius (Scydmaenus) Franz, 1998
        - sottogenere Mascarensia (Scydmaenus) Franz, 1972
        - sottogenere Mimoscydmaenus (Scydmaenus) Franz, 1986
        - sottogenere Nepaloscydmaenus (Scydmaenus) Franz, 1973
        - sottogenere Parageoscydmaenus (Scydmaenus) Franz, 1980
        - sottogenere Paraeustemmus (Scydmaenus) Franz, 1955
        - sottogenere Parallomicrus (Scydmaenus) Franz, 1998
        - sottogenere Parascydmaenus (Scydmaenus) Jeannel & Paulian, 1945
        - sottogenere Pseudeumicrus (Scydmaenus) Jeannel & Paulian, 1945
        - sottogenere Scottiscydmaenus (Scydmaenus) Franz, 1961
        - sottogenere Scydmaenus (Scydmaenus) Latreille, 1802
        - sottogenere Seychellinus (Scydmaenus) Franz, 1986
        - sottogenere Termitoscydmaenus (Scydmaenus) Franz, 1980
        - sottogenere Trapezoscydmaenus (Scydmaenus) Franz, 1986

  - tribù Siamitini Franz, 1989
    -       - Siamites Franz, 1989

## Solieriinae
sottofamiglia Solieriinae Newton & Thayer, 1992
- -     -       - Solierius Bernhauer, 1921

## Staphylininae
sottofamiglia Staphylininae Latreille, 1802
- - tribù Arrowinini Solodovnikov & Newton, 2005
    -       - Arrowinus Bernhauer, 1935

  - tribù Diochini Casey, 1906
    -       - Antarctothius Coiffait & Sáiz, 1969
      - Coomania Cameron, 1939
      - Diochus Erichson, 1839

  - tribù Maorothiini Assing, 2000
    -       - Maorothius Assing, 2000

  - tribù Othiini Thomson, 1859
    -       - Atrecus Jacquelin du Val, 1856
      - Othius Stephens, 1829
      - Parothius Casey, 1906

  - tribù Platyprosopini Lynch, 1884
    -       - Platyprosopus Mannerheim, 1830
        - sottogenere Megaprosopoda (Platyprosopus) Strand, 1935
        - sottogenere Platyprosopus (Platyprosopus) Mannerheim, 1830

  - tribù Staphylininae (incertae sedis)
    -       - Cretoquedius Ryvkin, 1988
      - Laasbium Scudder, 1900
      - Laostaphylinus Zhang, 1988
      - Mesostaphylinus Zhang, 1988

  - tribù Staphylinini Latreille, 1802
    - sottotribù Amblyopinina Seevers, 1944
      - Amblyopinodes Seevers, 1955
        - sottogenere Amblyopinodes (Amblyopinodes) Seevers, 1955
        - sottogenere Streptopinodes (Amblyopinodes) Martinez, Barrera & Machado-Allison, 1970

      - Amblyopinus Solsky, 1875
      - Chilamblyopinus Ashe & Timm, 1988
      - Edrabius Fauvel, 1900
      - Megamblyopinus Seevers, 1955
      - Myotyphlus Fauvel, 1883

    - sottotribù Anisolinina Hayashi, 1993
      - Amelinus Bernhauer, 1915
      - Amichrotus Sharp, 1889
      - Anisolinus Sharp, 1889
      - Barygnathus Bernhauer, 1902
      - Bombylodes Fauvel, 1904
      - Diatrechus Bernhauer, 1911
      - Hesperoschema Scheerpeltz, 1965
      - Hesperosoma Scheerpeltz, 1965
        - sottogenere Euhesperosoma (Hesperosoma) Hayashi, 2002
        - sottogenere Hesperosoma (Hesperosoma) Scheerpeltz, 1965
        - sottogenere Paramichrotus (Hesperosoma) Naomi, 1982

      - Misantlius Sharp, 1885
      - Pammegus Fauvel, 1895
      - Paratympanophorus Lecoq, 2002
      - Philomyceta Cameron, 1944
      - Tolmerinus Bernhauer, 1923
      - Turgiditarsus Schillhammer, 1997
      - Tympanophorus Nordmann, 1837

    - sottotribù Hyptiomina Casey, 1906
      - Holisus Erichson, 1839

    - sottotribù Philonthina Kirby, 1837
      - Actinomorphus Schillhammer, 1996
      - Actinus Fauvel, 1878
      - Afrorabigus Levasseur, 1965
      - Agacerus Fauvel, 1895
      - Atopocentrum Bernhauer, 1906
      - Belonuchus Nordmann, 1837
      - Bisnius Stephens, 1829
      - Cafius Stephens, 1829
        - sottogenere Bryonomus (Cafius) Casey, 1885
        - sottogenere Cafius (Cafius) Stephens, 1829
        - sottogenere Euremus (Cafius) Blackwelder, 1943
        - sottogenere Ifacus (Cafius) Blackwelder, 1952
        - sottogenere Platygonium (Cafius) Motschulsky, 1845
        - sottogenere Pseudoremus (Cafius) Blackwelder, 1943

      - Chroaptomus Sharp, 1885
      - Craspedomerus Bernhauer, 1911
      - Diplostictus Fauvel, 1874
      - Dorcophilonthus Hayashi, 2000
      - Ecitophytes Wasmann, 1923
      - Endeius Coiffait & Sáiz, 1968
      - Erichsonius Fauvel, 1874
        - sottogenere Erichsonius (Erichsonius) Fauvel, 1874
        - sottogenere Sectophilonthus (Erichsonius) Tottenham, 1949

      - Flohria Sharp, 1884
      - Gabriopalpus Schillhammer, 2000
      - Gabrius Stephens, 1829
      - Gabronthus Tottenham, 1955
      - Glyphesthus Kraatz, 1858
        - sottogenere Aleioglyphesthus (Glyphesthus) Herman, 2001
        - sottogenere Glyphesthus (Glyphesthus) Kraatz, 1858

      - Hesperomimus Cameron, 1937
      - Hesperopalpus Shibata, 1973
      - Hesperus Fauvel, 1874
      - Hybridolinus Schillhammer, 1998
      - Jurecekia Rambousek, 1920
      - Laetulonthus Moore & Legner, 1973
      - Leptopeltus Bernhauer, 1906
      - Leucitus Fauvel, 1878
      - Linoderus Sharp, 1885
      - Mentophilonthus Levasseur, 1965
      - Moeocerus Fauvel, 1899
        - sottogenere Moeocerus (Moeocerus) Fauvel, 1899
        - sottogenere Polystictomoeocerus (Moeocerus) Scheerpeltz, 1977

      - Mysolius Fauvel, 1878
      - Neobisnius Ganglbauer, 1895
      - Neoleucitus Wendeler, 1924
      - Odontolinus Sharp, 1885
      - Ophionthus Bernhauer, 1908
      - Orthidus Mulsant & Rey, 1876
      - Pachypelmopus Scheerpeltz, 1966
      - Paederallus Sharp, 1885
      - Paederomimus Sharp, 1885
      - Paracraspedomerus Moore, 1960
      - Pescolinus Sharp, 1885
      - Peucoglyphus Bernhauer, 1926
      - Phileciton Wasmann, 1894
      - Philonthus Stephens, 1829
        - sottogenere Philonthus (Philonthus) Stephens, 1829
        - sottogenere Piezarthrus (Philonthus) Lecoq, 1998

      - Phucobius Sharp, 1874
      - Platyschema Cameron, 1937
      - Proxenobius Seevers, 1965
      - Pseudocraspedomerus Bernhauer, 1927
      - Pseudomoeocerus Cameron, 1950
      - Pterygolaetus Bierig, 1937
      - Rabigus Mulsant & Rey, 1876
      - Remus Holme, 1837
      - Scelotrichus Bernhauer, 1915
      - Sphaeriolinus Steel, 1947
      - Sternotoxus Bernhauer, 1916
      - Stevensia Cameron, 1932
      - Taxiplagus Bernhauer, 1915
      - Thinocafius Steel, 1949
      - Trachyphilonthus Scheerpeltz, 1965
      - Tropiopterius Bernhauer, 1915
      - Xanthodermus Bernhauer, 1912
      - Xenobius Borgmeier, 1931

    - sottotribù Quediina Kraatz, 1857
      - Acylohsellus Smetana, 1995
      - Acylophorus Nordmann, 1837
        - sottogenere Acylophorus (Acylophorus) Nordmann, 1837
        - sottogenere Amacylophorus (Acylophorus) Smetana, 1971
        - sottogenere Indoacylophorus (Acylophorus) Bierig, 1938
        - sottogenere Neoacylophorus (Acylophorus) Bierig, 1938
        - sottogenere Palpacylophorus (Acylophorus) Smetana, 1971
        - sottogenere Paracylophorus (Acylophorus) Bierig, 1938

      - Anaquedius Casey, 1915
      - Anchocerus Fauvel, 1905
      - Astrapaeus Gravenhorst, 1802
      - Beeria Hatch, 1957
      - Bolitogyrus Chevrolat, 1842
      - Cafioquedus Sharp, 1886
      - Cheilocolpus Solier, 1849
      - Ctenandropus Cameron, 1926
      - Euristus Fauvel, 1899
      - Euryporus Erichson, 1839
      - Heinzia Korge, 1971
      - Hemiquedius Casey, 1915
      - Heterothops Stephens, 1829
      - Indoquedius Blackwelder, 1952
      - Ioma Blackwelder, 1952
      - Loncovilius Germain, 1903
        - sottogenere Lienturius (Loncovilius) Coiffait & Sáiz, 1966
        - sottogenere Loncovilius (Loncovilius) Germain, 1903

      - Lonia Strand, 1943
      - Mimosticus Sharp, 1884
      - Natalignathus Solodovnikov, 2005
      - Paratolmerus Cameron, 1932
      - Parisanopus Brèthes, 1900
      - Philonthellus Bernhauer, 1939
      - Pseudorientis Watanabe, 1970
      - Quediocafus Cameron, 1945
      - Quediomacrus Sharp, 1884
      - Quediomimus Cameron, 1948
      - Quediopsis Fauvel, 1878
      - Quedius Stephens, 1829
        - sottogenere Cyrtoquedius (Quedius) Bernhauer, 1917
        - sottogenere Distichalius (Quedius) Casey, 1915
        - sottogenere Euryquedius (Quedius) Reitter, 1909
        - sottogenere Farus (Quedius) Blackwelder, 1952
        - sottogenere Megaquedius (Quedius) Casey, 1915
        - sottogenere Microquedius (Quedius) Coiffait, 1967
        - sottogenere Microsaurus (Quedius) Dejean, 1833
        - sottogenere Paraquedius (Quedius) Casey, 1915
        - sottogenere Pridonius (Quedius) Blackwelder, 1952
        - sottogenere Quedionuchus (Quedius) Sharp, 1884
        - sottogenere Quediops (Quedius) Coiffait, 1963
        - sottogenere Quedius (Quedius) Stephens, 1829
        - sottogenere Raphirus (Quedius) Stephens, 1829

      - Quelaestrygon Smetana, 1999
      - Quetarsius Smetana, 1996
      - Quwatanabius Smetana, 2002
      - Rolla Blackwelder, 1952
      - Sphingoquedius Bernhauer, 1941
      - Strouhalium Scheerpeltz, 1962
      - Termitoquedius Bernhauer, 1912
      - Valdiviodes Smetana, 1981
      - Velleiopsis Fairmaire, 1883
      - Velleius Leach, 1819

    - sottotribù Staphylinina Latreille, 1802
      - Abemus Mulsant & Rey, 1876
      - Agelosus Sharp, 1889
      - Apecholinus Bernhauer, 1933
      - Apostenolinus Bernhauer, 1934
      - Aulacocypus G.Müller, 1925
      - Bafutella Levasseur, 1968
      - Collocypus Smetana, 2003
      - Creophilus Leach, 1819
      - Dinothenarus Thomson, 1858
        - sottogenere Dinothenarus (Dinothenarus) Thomson, 1858
        - sottogenere Parabemus (Dinothenarus) Reitter, 1909

      - Emus Leach, 1819
      - Eucibdelus Kraatz, 1859
        - sottogenere Eucibdelus (Eucibdelus) Kraatz, 1859
        - sottogenere Neocibdelus (Eucibdelus) Hayashi, 1998
        - sottogenere Pareucibdelus (Eucibdelus) Hayashi, 1997

      - Guillaumius Schillhammer, 2001
      - Hadropinus Sharp, 1889
      - Hadrotes Mannerheim, 1852
      - Leistotrophus Perty, 1830
      - Liusus Sharp, 1889
      - Menoedius Fauvel, 1903
      - Miobdelus Sharp, 1889
      - Naddia Fauvel, 1867
      - Ocychinus Smetana, 2003
      - Ocypus Leach, 1819
        - sottogenere Angulephallus (Ocypus) Khatschikov, 2005
        - sottogenere Matidus (Ocypus) Motschulsky, 1860
        - sottogenere Ocypus (Ocypus) Leach, 1819
        - sottogenere Pseudocypus (Ocypus) Mulsant & Rey, 1876

      - Ontholestes Ganglbauer, 1895
      - Palaestrinus Erichson, 1839
      - Pancarpius Bondroit, 1913
      - Paragastrisus Bernhauer, 1923
      - Parapalaestrinus Bernhauer, 1923
      - Paraphytolinus Hayashi, 1999
      - Philetaerius Sharp, 1889
      - Physetops Mannerheim, 1830
      - Phytolinus Sharp, 1889
      - Platydracus Thomson, 1858
        - sottogenere Chaetodracus (Platydracus) G.Müller, 1926
        - sottogenere Chitocompsus (Platydracus) Bernhauer, 1913
        - sottogenere Nesiolinus (Platydracus) Bernhauer, 1915
        - sottogenere Paraplatydracus (Platydracus) Levasseur, 1980
        - sottogenere Platydracus (Platydracus) Thomson, 1858
        - sottogenere Poikilodracus (Platydracus) Scheerpeltz, 1974
        - sottogenere Tropoplatydracus (Platydracus) Levasseur, 1980

      - Protocypus G.Müller, 1923
      - Protogoerius Coiffait, 1956
      - Rhynchocheilus Sharp, 1889
      - Rhyncocheilus Fauvel, 1882
      - Saniderus Fauvel, 1895
      - Sphaerobulbus Smetana, 2003
      - Sphaeromacrops Schillhammer, 2001
      - Staphylinus Linnaeus, 1758
      - Tasgius Stephens, 1829
        - sottogenere Rayacheila (Tasgius) Motschulsky, 1845
        - sottogenere Tasgius (Tasgius) Stephens, 1829

      - Thinopinus LeConte, 1852
      - Thoracostrongylus Bernhauer, 1915
      - Trichocosmetes Kraatz, 1859
      - Wasmannellus Bernhauer, 1920

    - sottotribù Staphylinini (incertae sedis)
      - Antimerus Fauvel, 1878
      - Descarpentriesiellus Jarrige, 1978
      - Paradiatrechus Cameron, 1944

    - sottotribù Tanygnathinina Reitter, 1909
      - Atanygnathus Jakobson, 1909

    - sottotribù Xanthopygina Sharp, 1884
      - Algon Sharp, 1874
      - Darwinilus Chatzimanolis, 2014[21]
      - Dysanellus Bernhauer, 1911
        - sottogenere Dysanellus (Dysanellus) Bernhauer, 1911
        - sottogenere Leptodiastemus (Dysanellus) Bernhauer, 1934

      - Elecatopselaphus Scheerpeltz, 1972
      - Elmas Blackwelder, 1952
      - Gastrisus Sharp, 1876
      - Glenus Kraatz, 1857
      - Haematodes Laporte de Castelnau, 1835
      - Hasumius Fairmaire, 1891
      - Isanopus Sharp, 1876
      - Nausicotus Sharp, 1884
      - Nordus Blackwelder, 1952
      - Ocyolinus Sharp, 1884
      - Oligotergus Bierig, 1937
      - Paraxenopygus Bernhauer, 1911
      - Phanolinopsis Scheerpeltz, 1968
      - Phanolinus Sharp, 1884
      - Philothalpus Kraatz, 1857
      - Plociopterus Kraatz, 1857
      - Prianophthalmus Bernhauer, 1932
      - Prionopedinus Scheerpeltz, 1972
      - Rientis Sharp, 1874
      - Scaponopselaphus Scheerpeltz, 1972
      - Scariphaeus Erichson, 1839
      - Smilax Laporte de Castelnau, 1835
      - Styngetus Sharp, 1884
      - Terataki Chatzimanolis, 2013[22]
      - Torobus Herman, 2001
      - Triacrus Nordmann, 1837
      - Tricholinus Bernhauer, 1922
      - Trigonopalpus Cameron, 1951
      - Trigonopselaphus Gemminger & Harold, 1868
      - Weiserianum Bernhauer, 1927
      - Xanthopygoides Verdcourt, 1952
      - Xanthopygus Kraatz, 1857
      - Xenopygus Bernhauer, 1906
      - Zackfalinus Chatzimanolis, 2012[23]

  - tribù Xantholinini Erichson, 1839
    -       - Achemia Bordoni, 2003
      - Achmonia Bordoni, 2004
      - Adamanthea Bordoni, 2013[24]
      - Adhavara Bordoni, 2002
      - Agerodes Motschulsky, 1858
      - Agrodes Nordmann, 1837
      - Ahrimania Bordoni, 2013[24]
      - Allolinus Coiffait, 1966
      - Allotrichus Sharp, 1885
      - Andamania Bordoni, 2002
      - Andelis Bordoni, 2002
      - Atopolinus Coiffait, 1982
      - Bathyllia Bordoni, 2010[25]
      - Bruxneria Bordoni, 2012[26]
      - Caecolinus Jeannel, 1923
      - Calontholinus Reitter, 1908
      - Cibyra Bordoni, 2002
      - Crinolinus Smetana, 1982
      - Cylindrinus Bordoni, 2002
      - Dactylaptatus Lecoq, 1990
      - Denon Bordoni, 2002
      - Dibothroglyptus Scheerpeltz, 1957
      - Domea Bordoni, 2002
      - Eachamia Bordoni, 2010[25]
      - Elgonia Bordoni, 2001
      - Erymus Bordoni, 2002
      - Eulissus Mannerheim, 1830
      - Faxilla Bordoni, 2002
      - Gauropterus Thomson, 1860
      - Grevillia Bordoni, 2005
      - Gyrohypnus Leach, 1819
        - sottogenere Gyrohypnus (Gyrohypnus) Leach, 1819
        - sottogenere Xenoxantholinus (Gyrohypnus) Coiffait, 1972

      - Habrolinus Casey, 1906
        - sottogenere Habrolinus (Habrolinus) Casey, 1906
        - sottogenere Timagenes (Habrolinus) Smetana, 1982

      - Hesperolinus Casey, 1906
      - Heterocinus Jarrige, 1970
      - Heterolinus Sharp, 1885
      - Himmala Bordoni, 2002
      - Holocorynus Sharp, 1908
      - Homalolinus Sharp, 1885
      - Homorocerus Boheman, 1848
      - Hypnogyra Casey, 1906
      - Indolinus Bordoni, 2002
      - Indomorphus Bordoni, 2002
      - Lemiganus Bordoni, 1985
      - Lepidophallus Coiffait, 1956
      - Lepitacnus Smetana, 1982
      - Lepta Bordoni, 2002
      - Leptacinellus Bordoni, 2002
      - Leptacinus Erichson, 1839
        - sottogenere Chaetocinus (Leptacinus) anonimo|1972
        - sottogenere Chaetocinus (Leptacinus) Coiffait, 1968
        - sottogenere Leptacinus (Leptacinus) Erichson, 1839

      - Leptomicrus Fauvel, 1878
      - Leptophius Coiffait, 1983
      - Leurocorynus Sharp, 1908
      - Linohesperus Smetana, 1982
      - Linosomus Kraatz, 1857
      - Liotesba Scheerpeltz, 1965
      - Lissohypnus Casey, 1906
      - Lithocharodes Sharp, 1876
      - Maharadja Bordoni, 2002
      - Mahavana Bordoni, 2002
      - Manilla Bordoni, 1990
      - Medhiama Bordoni, 2002
      - Megalinus Mulsant & Rey, 1877
      - Metocinus Cameron, 1950
      - Metolinus Cameron, 1920
      - Metosina Bordoni, 2002
      - Microleptus Jarrige, 1963
      - Microlinus Casey, 1906
      - Mitomorphus Kraatz, 1859
      - Neohypnus Coiffait & Sáiz, 1964
      - Neoleptacinus Coiffait & Sáiz, 1964
      - Neoxantholinus Cameron, 1945
      - Nepalinus Coiffait, 1975
      - Nilla Bordoni, 2002
      - Notolinus Casey, 1906
      - Nudobius Thomson, 1860
      - Oculolabrus Steel, 1946
      - Otagonia Bordoni, 2005
      - Oxybleptes Smetana, 1982
      - Pachycorynus Motschulsky, 1858
      - Pahanghella Bordoni, 2002
      - Paracorynus Cameron, 1945
      - Paratesba Cameron, 1932
      - Paulianella Jarrige, 1951
      - Phacophallus Coiffait, 1956
      - Platydromus Fauvel, 1905
      - Plochionocerus Dejean, 1833
      - Pseudocorynus Cameron, 1945
      - Pseudoxantholinus Cameron, 1946
      - Renda Blackwelder, 1952
      - Sagarmatha Bordoni, 2002
      - Scytalinus Erichson, 1839
      - Someira Bordoni, 2002
      - Somoleptus Sharp, 1885
      - Spaniolinus Bernhauer, 1916
      - Stenistoderus Jacquelin du Val, 1856
        - sottogenere Leptoglenus (Stenistoderus) Reitter, 1900
        - sottogenere Stenistoderus (Stenistoderus) Jacquelin du Val, 1856

      - Stenolinus Bierig, 1937
      - Stictolinus Casey, 1906
      - Sulawesina Bordoni, 2002
      - Sumatera Bordoni, 2002
      - Sungaria Bordoni, 2003
      - Sylea Bordoni, 2001
      - Symilla Bordoni, 2002
      - Talliella Bordoni, 2002
      - Tamilla Bordoni, 2002
      - Tesba Sharp, 1876
      - Tetraulacus Bordoni, 2002
      - Thyreocephalus Guérin-Méneville, 1844
      - Tralichia Bordoni, 2002
      - Ulisseus Bordoni, 2002
      - Vulda Jacquelin du Val, 1853
        - sottogenere Typhlodes (Vulda) Sharp, 1873
        - sottogenere Vulda (Vulda) Jacquelin du Val, 1853

      - Waitatia Bordoni, 2005
      - Walesia Bordoni, 2005
      - Whangareiella Bordoni, 2005
      - Xanthocorynus Sharp, 1908
      - Xantholinus Dejean, 1821
        - sottogenere Afrolinus (Xantholinus) Coiffait, 1962
        - sottogenere Calolinus (Xantholinus) Coiffait, 1956
        - sottogenere Helicophallus (Xantholinus) Coiffait, 1956
        - sottogenere Heterolius (Xantholinus) Coiffait, 1983
        - sottogenere Idiolinus (Xantholinus) Casey, 1906
        - sottogenere Meneidophallus (Xantholinus) Bordoni, 1999
        - sottogenere Milichilinus (Xantholinus) Reitter, 1908
        - sottogenere Neoleptophallus (Xantholinus) Bordoni, 1985
        - sottogenere Paracyclinus (Xantholinus) Bordoni, 1975
        - sottogenere Polydontophallus (Xantholinus) Bordoni, 1972
        - sottogenere Purrolinus (Xantholinus) Coiffait, 1956
        - sottogenere Stenophallus (Xantholinus) Bordoni, 1972
        - sottogenere Tetralinus (Xantholinus) Bordoni, 1975
        - sottogenere Toxophallus (Xantholinus) Bordoni, 1972
        - sottogenere Typhlolinus (Xantholinus) Reitter, 1908
        - sottogenere Xantholinus (Xantholinus) Dejean, 1821

      - Xanthophius Motschulsky, 1860
      - Xestolinus Casey, 1906
      - Yunna Bordoni, 2002
      - Yunnella Bordoni, 2002
      - Zenon Smetana, 1982
      - Zeteotomus Jacquelin du Val, 1856

## Steninae
sottofamiglia Steninae W.S.MacLeay, 1825
- -     -       - Dianous Leach, 1819
      - Eocenostenus Cai, Clarke, Huang & Nel, 2014[27] (fossile)
      - Stenus Latreille, 1797
        - sottogenere Hemistenus (Stenus) Motschulsky, 1860
        - sottogenere Hypostenus (Stenus) Rey, 1884
        - sottogenere Metatesnus (Stenus) Ádám, 2001
        - sottogenere Stenus (Stenus) Latreille, 1797
        - sottogenere Tesnus (Stenus) Rey, 1884

## Tachyporinae
sottofamiglia Tachyporinae W.S.MacLeay, 1825
- - tribù Deropini Smetana, 1983
    -       - Derops Sharp, 1889

  - tribù Megarthropsini Cameron, 1919
    -       - Lacvietina Herman, 2004
      - Megarthropsis Cameron, 1919
      - Nepaliodes Coiffait, 1977
      - Peitawopsis Smetana, 1992

  - tribù Mycetoporini Thomson, 1859
    -       - Bolitobius Leach, 1819
      - Bolitopunctus Campbell, 1993
      - Bryophacis Reitter, 1909
      - Bryoporus Kraatz, 1857
      - Canariobolitobius Schülke, 2004
      - Carphacis Gozis, 1886
      - Ischnosoma Stephens, 1829
      - Lordithon Thomson, 1859
        - sottogenere Bobitobus (Lordithon) Tottenham, 1939
        - sottogenere Lordithon (Lordithon) Thomson, 1859

      - Mycetoporus Mannerheim, 1830
      - Neobolitobius Campbell, 1993
      - Parabolitobius Li, Zhao & Sakai, 2000

  - tribù Tachyporinae (incertae sedis)
    -       - Abscondus Tikhomirova, 1968
      - Cuneocharis Ryvkin, 1990
      - Mesotachinus Tikhomirova, 1968
      - Mesotachyporus Gusarov, 2000
      - Ryvkinius Herman, 2001
      - Tachyporoides Tikhomirova, 1968
      - Undiatina Ryvkin, 1990

  - tribù Sepedophilini Ádám, 2001[28]
    -       - Austrotachinus Steel, 1956
      - Cilea Jacquelin du Val, 1856
      - Cileoporus Campbell, 1994
      - Coproporus Kraatz, 1857
      - Coprotachinus Cameron, 1933
      - Euconosoma Cameron, 1918
      - Lamprinodes Luze, 1901
      - Lamprinus Heer, 1839
      - Leucotachinus Coiffait & Sáiz, 1968
      - Mimocyptus Cameron, 1919
      - Nitidotachinus Campbell, 1993
      - Olophrinus Fauvel, 1895
      - Palaeosepedophilus Pasnik & Kubisz, 2002
      - Paracilea Watanabe & Shibata, 1972
      - Procileoporus Yamamoto, 2016[29] (fossile)
      - Pseudotachinus Cameron, 1932
      - Sepedophilus Gistel, 1856
      - Symmixus Bernhauer, 1915
      - Tachinomorphus Kraatz, 1859
      - Tachinoporus Cameron, 1928
      - Tachinoproporus Cameron, 1928
      - Tachinus Gravenhorst, 1802
        - sottogenere Japanotachinus (Tachinus) Ullrich, 1975
        - sottogenere Latotachinus (Tachinus) Ullrich, 1975
        - sottogenere Tachinoderus (Tachinus) Motschulsky, 1858
        - sottogenere Tachinoplesius (Tachinus) Bernhauer, 1936
        - sottogenere Tachinus (Tachinus) Gravenhorst, 1802

      - Tachyporus Gravenhorst, 1802
        - sottogenere Palporus (Tachyporus) Campbell, 1979
        - sottogenere Tachyporus (Tachyporus) Gravenhorst, 1802

      - Termitoplus Silvestri, 1946
      - Urolitus Silvestri, 1947

  - tribù Vatesini Seevers, 1958
    -       - Hesterniasca Zhang, Wang & Xu, 1992
      - Vatesus Sharp, 1876

## Trichophyinae
sottofamiglia Trichophyinae Thomson, 1858
- -     -       - Trichophya Mannerheim, 1830

## Trigonurinae
sottofamiglia Trigonurinae Reiche, 1866
- -     -       - Abolescus Tikhomirova, 1968
      - Hameedia Abdullah & Quadri, 1968
      - Kovalevia Ryvkin, 1990
      - Trigonurus Mulsant, 1847
      - Trigunda Ryvkin, 1990

## Incertae sedis
sottofamiglia Staphylinidae (incertae sedis)
- -     -       - Bembicidiodes L.W.Schaufuss, 1888
      - Lithoplanes Scudder, 1886
      - Sinostaphylina Hong & Wang, 1990
      - Staphylinites Scudder, 1876
      - Sulcelytrinus Tikhomirova, 1968
      - Tarwinia Jell & Duncan, 1986
      - Tunicopterus Tikhomirova, 1968